# Renaissance française
Pour les articles homonymes, voir Renaissance (homonymie).

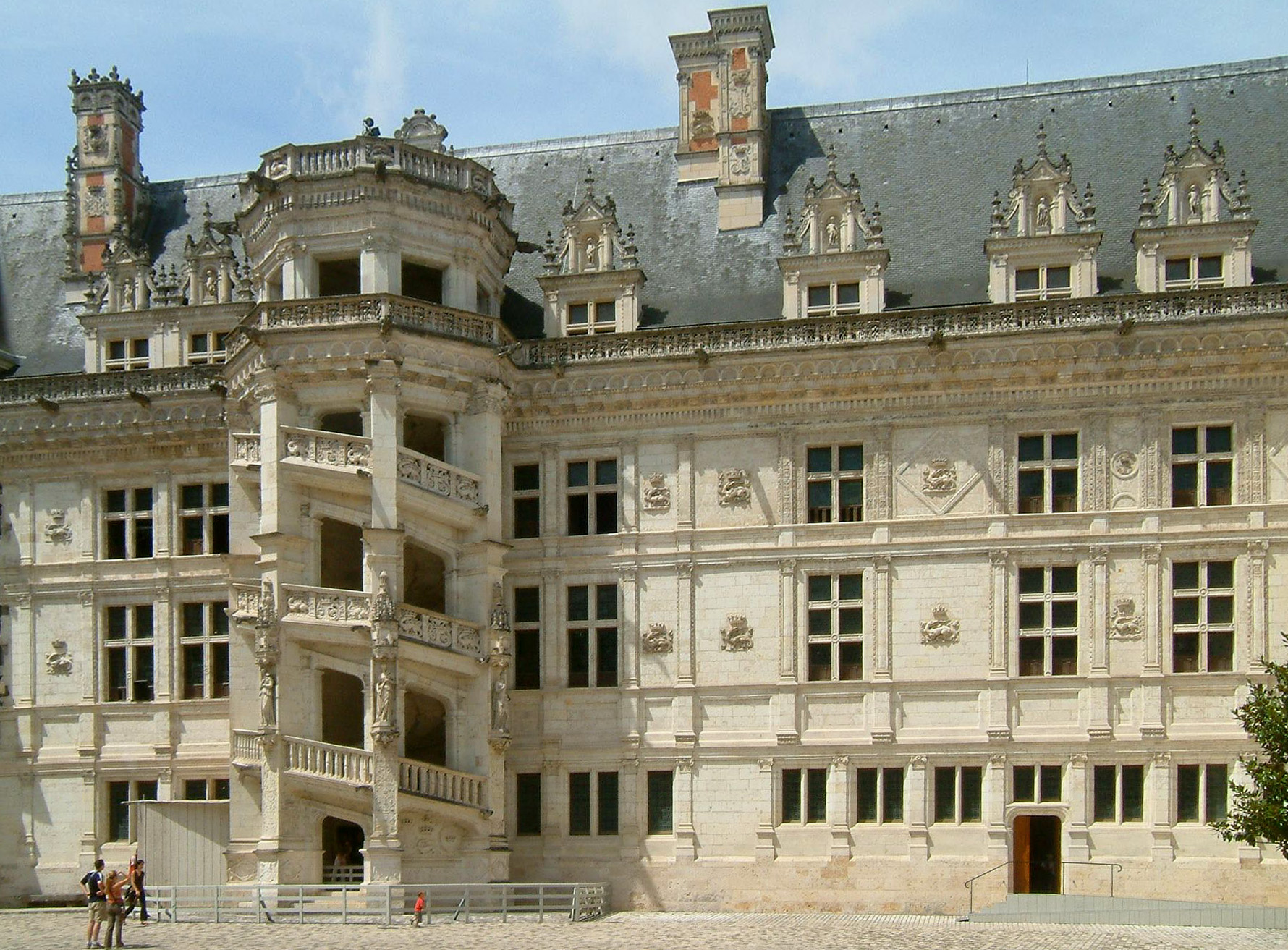
L'aile François Ier du château de Blois (1514-1527).

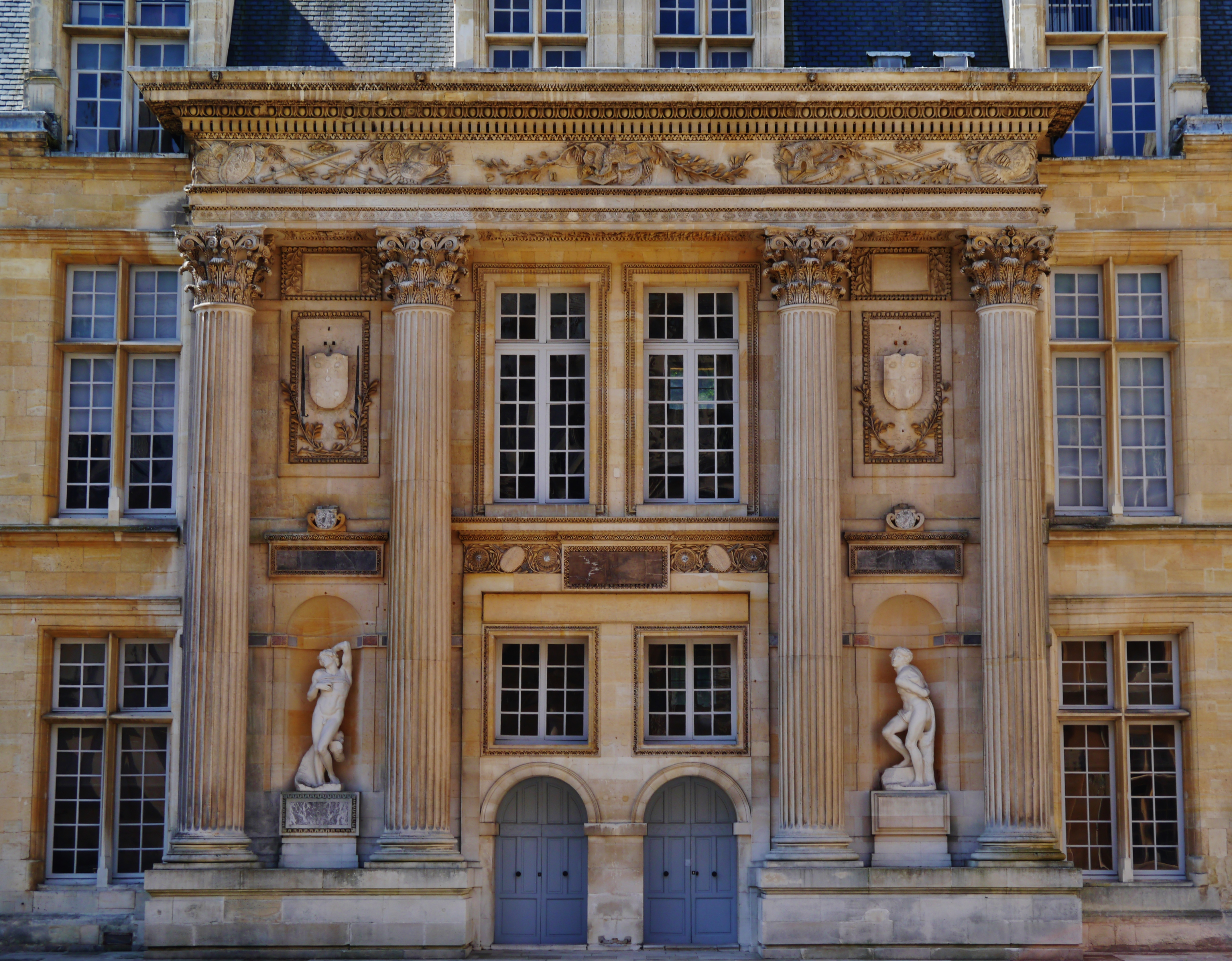
Aile Sud du château d'Écouen (1550), par Jean Bullant.

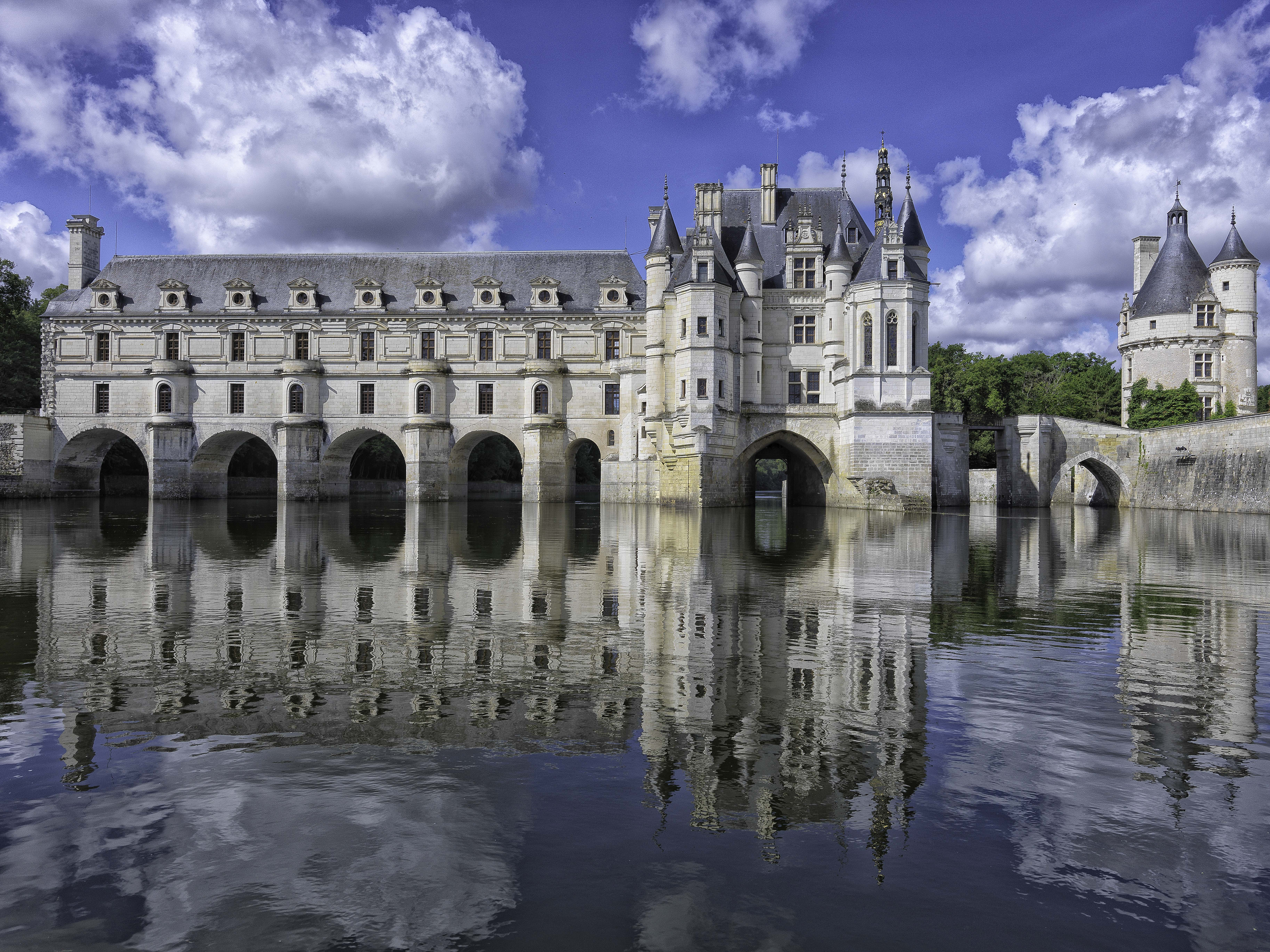
Le château de Chenonceau (1515-1522).

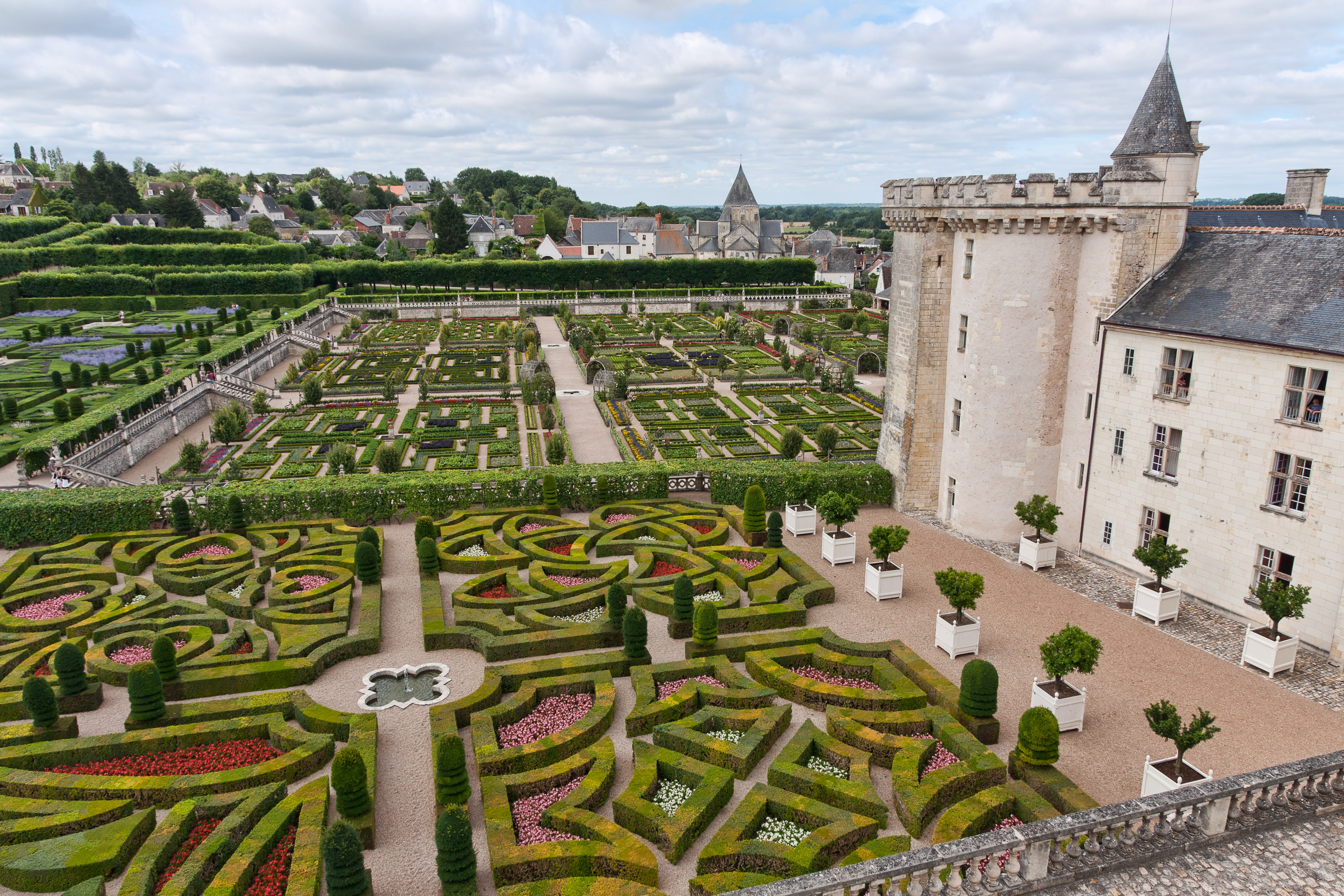
Parterres reconstitués du château de Villandry.(1536).

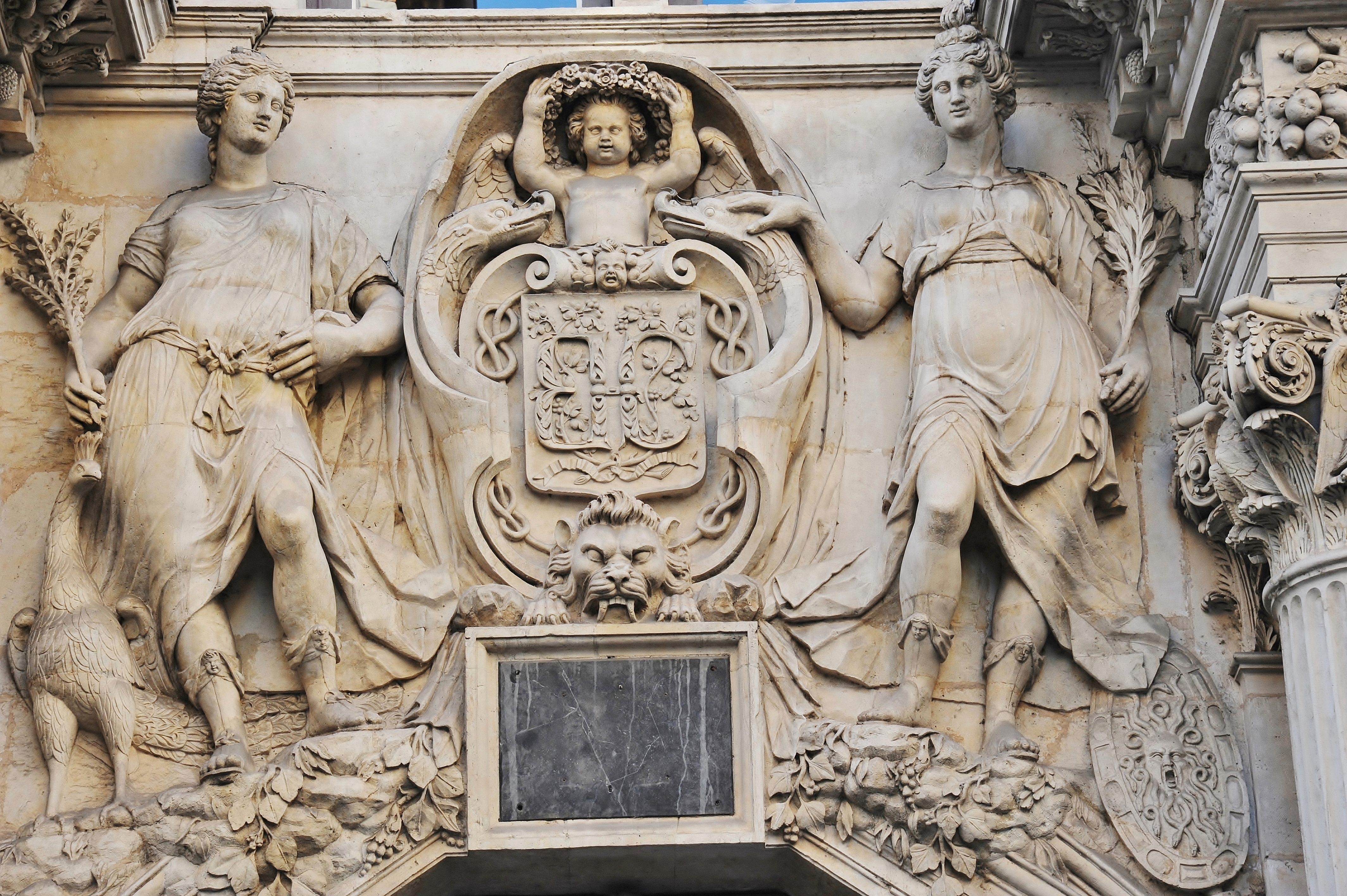
Façade de l'hôtel de Clary à Toulouse (1610).

La Renaissance française est un mouvement artistique et culturel situé en France entre le milieu du XVe siècle et le début du XVIIe siècle. Étape de l'époque moderne, la Renaissance apparaît en France après le début du mouvement en Italie et sa propagation dans d'autres pays européens.
Comme en Italie, ses traits caractéristiques sont la soif de vivre, la confiance en l'Homme, l'appétit du savoir, l'esprit de libre examen. Ce mouvement remet en cause les mentalités du Moyen Âge et recherche de nouvelles formes de vie et de civilisation. En effet, les possibilités de diffusion de l'information par l'imprimerie, et la découverte d'un nouveau monde au-delà de l'Atlantique, modifient profondément la vision du monde des hommes de cette époque.
La Renaissance française est le temps des peintres, des sculpteurs qui sont employés par les rois dont les plus emblématiques de la période sont François Ier et Henri II. C'est l'époque de Léonard de Vinci qui finit sa vie au Clos Lucé, mais aussi de la création de l'École de Fontainebleau et de l'arrivée des Médicis à Paris au XVIe siècle.
La Renaissance en France se décompose en quatre parties. Le premier acte est le style Louis XII (1495-1530 environ) formant la transition entre le style gothique et la Renaissance. Ce premier style fléchit pourtant dès 1515, surtout dans le Val de Loire, où la pleine acceptation de la Renaissance italienne se fait sentir plus rapidement. Comme en Italie, trois phases se démarquent alors jusqu'au début du XVIIe siècle, une Première puis une Seconde Renaissance française s'achevant avec le Maniérisme.

## Date de la Renaissance française

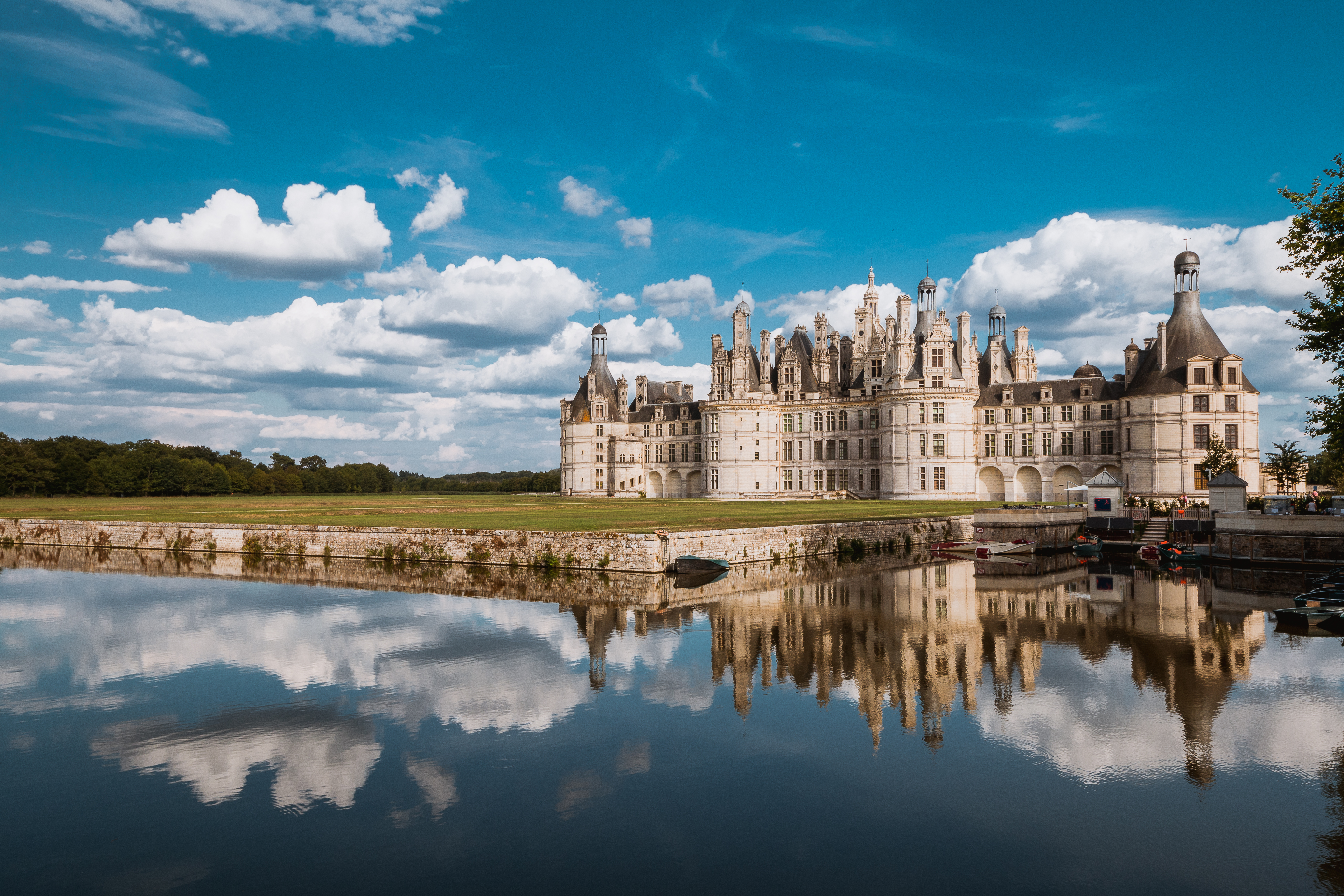
Château de Chambord (1519-1559).

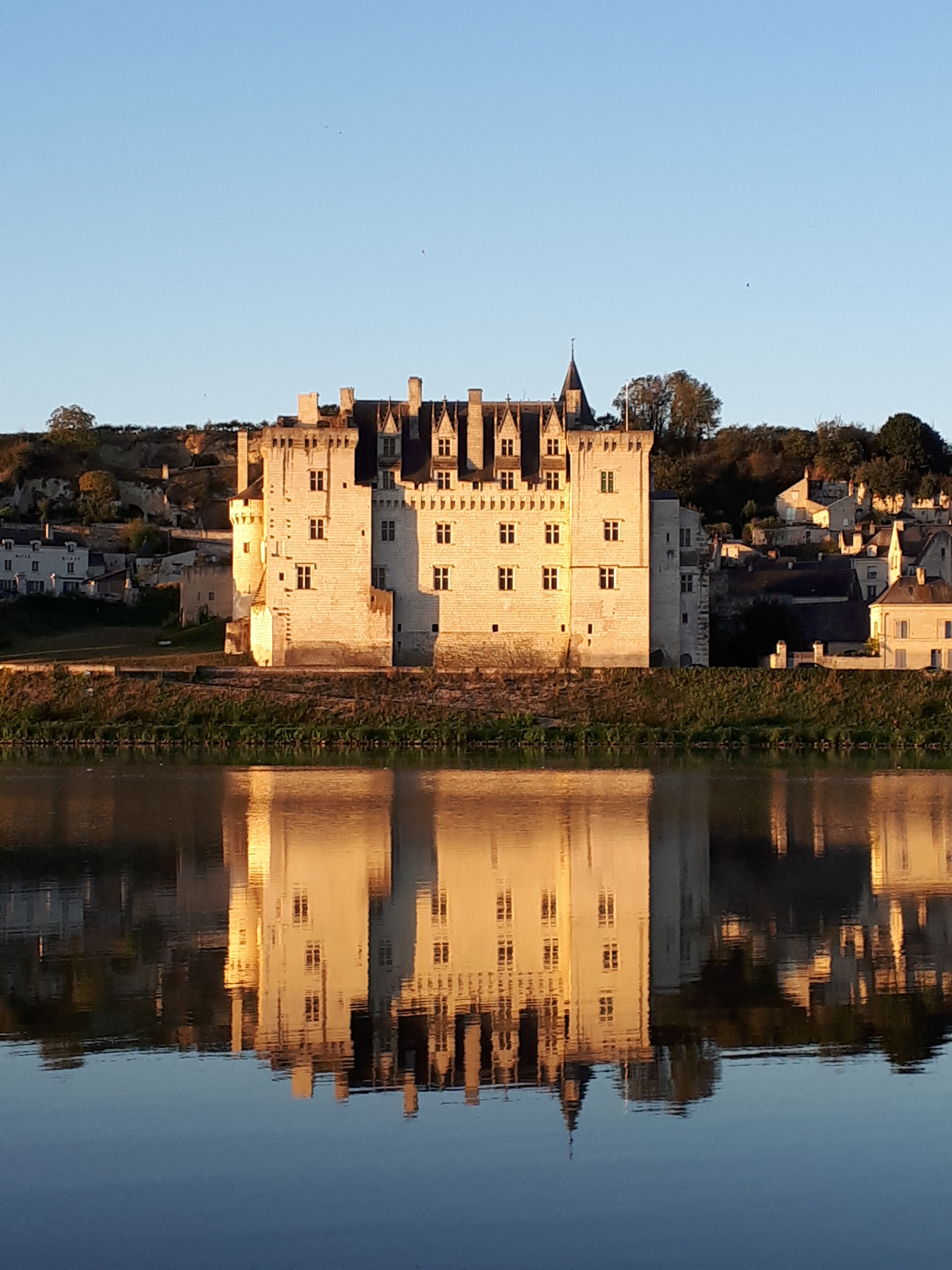
Château de Montsoreau (1453).

La fin de la guerre de Cent Ans (1337-1453) marque l'installation du pouvoir royal dans le val de Loire, et le début de la construction des premiers châteaux résidentiels. Charles VII et Louis XI ordonnent ou favorisent l'installation des premiers châteaux de la Loire, ainsi dès 1453 le corps de logis principal du château de Montsoreau est construit par Jean II de Chambes. L'italianisme existe depuis longtemps en France avec Plutarque dans la littérature, Jean Fouquet en peinture ou Laurana à Marseille en architecture, mais ce sont surtout les guerres d'Italie de Charles VIII et de Louis XII qui mettent la France en rapport avec la renaissance des arts se déroulant alors en Italie. Si l'art gothique ne meurt pas immédiatement, à l'arrivée des premiers artistes italiens à Amboise, en 1495, il n'en donne pas moins des signes de décadence. Malgré quelques beaux succès, dans la première moitié du XVIe siècle, le processus transitoire du Style Louis XII, impose peu à peu les formes de la Première Renaissance. À partir des années 1515, les formes gothiques se diluent alors progressivement dans le decorum italien.
Malgré ces survivances, le coup fatal est donné en 1526, avec la création par François Ier, de l'École de Fontainebleau : Cette nouvelle vague d'artistes italiens, plus nombreux qu'auparavant, eurent une grande influence sur l'art français, en créant une véritable rupture de par les innovations de ces artistes, aussi bien dans la décoration intérieure que dans l'application plus savante des ordres antiques en architecture. Les architectes, qui à l'époque du style Louis XII et de la Première Renaissance étaient des maîtres-maçons traditionalistes et plein de verve, sont à partir des années 1530 des savants et des lettrés.
L'année 1530 correspond ainsi à un véritable tournant stylistique, généralement considéré comme la fin du style Louis XII,, qui avait renouvelé dès 1495 la structure médiévale grâce aux apports italiens, et comme une acceptation définitive de la Renaissance en France, apparue progressivement vers 1515,.
Si l'amorce de ce mouvement est bien marquée, la fin de la période est en revanche sujet de discorde : l'édit de Nantes de 1598, qui marque la fin des guerres de religion, est souvent considéré comme la fin de la Renaissance, mais certains historiens arrêtent la période dès le début de la première guerre de religion, avec le massacre de Wassy en 1562 ; d'autres arrêtent la période avec l'assassinat d'Henri IV en 1610.
D'une manière générale l'Europe se pacifie considérablement après la bataille de Nancy en 1477, qui éradique la possibilité d'émergence d'un état puissant entre royaume de France et Saint-Empire romain germanique. Cette période de paix est favorable à la création artistique : c'est à ce moment qu'apparait une première Renaissance Lorraine (palais ducal de Nancy) dont l'âge d'or sera le règne du duc Charles III de Lorraine avec la création de l'université de Pont-à-Mousson ainsi que l'édification de la ville-neuve de Nancy, œuvre urbanistique originale puisqu'elle établit une nouvelle ville juste à côté de la ville médiévale. La Renaissance dans le duché de Lorraine prendra fin avec la guerre de Trente Ans (1618).

## Renforcement de la monarchie: la souveraineté

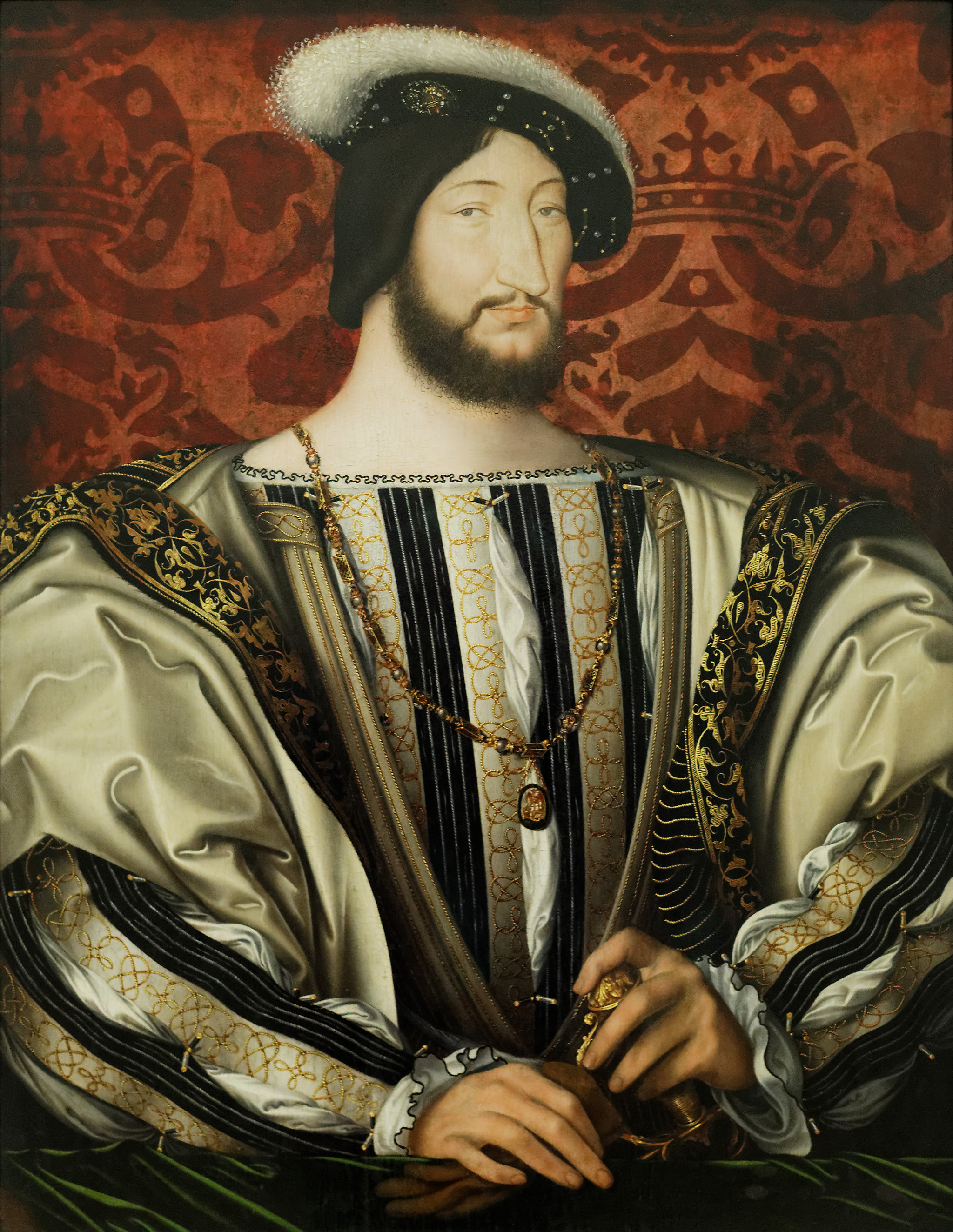
François Ier vers 1530 par Jean Clouet (musée du Louvre).

En France, la Renaissance a ceci de spécifique que, après le règne centralisateur de Louis XI, le pouvoir du roi s'accentue sur ses vassaux. On passe progressivement d'un régime de suzeraineté à un régime de souveraineté.
En fait, l'évolution des techniques de guerre a une influence indirecte sur ce changement. La défense des châteaux forts devient progressivement inefficace du fait de l'invention de nouvelles armes de guerre à plus longue portée (bombarde), de sorte qu'il faut imaginer de nouveaux systèmes défensifs.
L'inefficacité de l'armée française pendant certains épisodes de la guerre de Cent Ans (bataille d'Azincourt, 1415, notamment) est révélatrice de ce changement.
Les seigneurs féodaux dont les « privilèges » dans la société médiévale sont compensés par leur responsabilité sur la population environnante en cas d'agression de la communauté locale, n'ont plus le même rôle. Ils prennent des responsabilités militaires au niveau « national » et non plus local (en langage moderne), conservant néanmoins leurs privilèges.
La hiérarchie des suzerainetés s'en trouve bouleversée. Il faut donc redéfinir les responsabilités réciproques du monarque, devenu le garant de la sécurité du pays unifié. Le principal théoricien de la définition du principe de souveraineté est Jean Bodin.
François Ier est ainsi l'un des premiers monarques français, au sens propre du terme (dans le système féodal, les rois sont suzerains de leurs vassaux, qui prêtaient serment d'allégeance). On ne voit apparaître l'absolutisme, à proprement parler, qu'avec Henri IV, dont les responsabilités sont accrues à la suite de l'édit de Nantes (1598), et surtout avec Louis XIII (sous l'influence très forte de Richelieu), et avec Louis XIV, appuyé sur ce point par Bossuet.

## Les quatre phases de la Renaissance française (1495- début duXVIIesiècle)
La Renaissance en France se décompose en quatre parties. Le premier acte est le Style Louis XII (1495-1530 environ) formant la transition entre le style gothique et la Renaissance. Ce premier style fléchit pourtant dès 1515, surtout dans le Val de Loire, où la pleine acceptation de la Renaissance italienne se fait sentir plus rapidement. Comme en Italie, trois phases se démarquent alors jusqu'au début du XVIIe siècle, une Première puis une Seconde Renaissance française s'achevant avec le Maniérisme.
À chaque étape de son développement, l'art de la Renaissance française est resté un art original, né d'une rencontre entre les modèles italiens, des artistes flamands et les particularités françaises. Les modèles ont pourtant beaucoup changé entre 1495 et 1610 puisque les Français ont admiré successivement l'art de la fin du Quattrocento, celui de la Haute Renaissance puis du Maniérisme. De ces rencontres successives est issue une production artistique foisonnante, désordonnée, parfois difficile à saisir. Lorsqu'on en fait le bilan, deux faits essentiels apparaissent : l'art français moderne a pris forme à travers les grandes œuvres du milieu du XVIe siècle tandis qu'autour du château royal de Fontainebleau, « véritable nouvelle Rome », est né sous la volonté du roi François Ier un centre artistique majeur, qui fut le seul en Europe à pouvoir rivaliser avec les grands centres italiens et que l'on appellera l'École de Fontainebleau.
La situation nouvelle ainsi créée commande l'avenir : Elle annonce l'affirmation d'un style « national » au milieu du XVIIe siècle et le futur rôle joué par Versailles.

### Le style Louis XII: transition entre Art Gothique et Première Renaissance (1495 à 1525/1530)

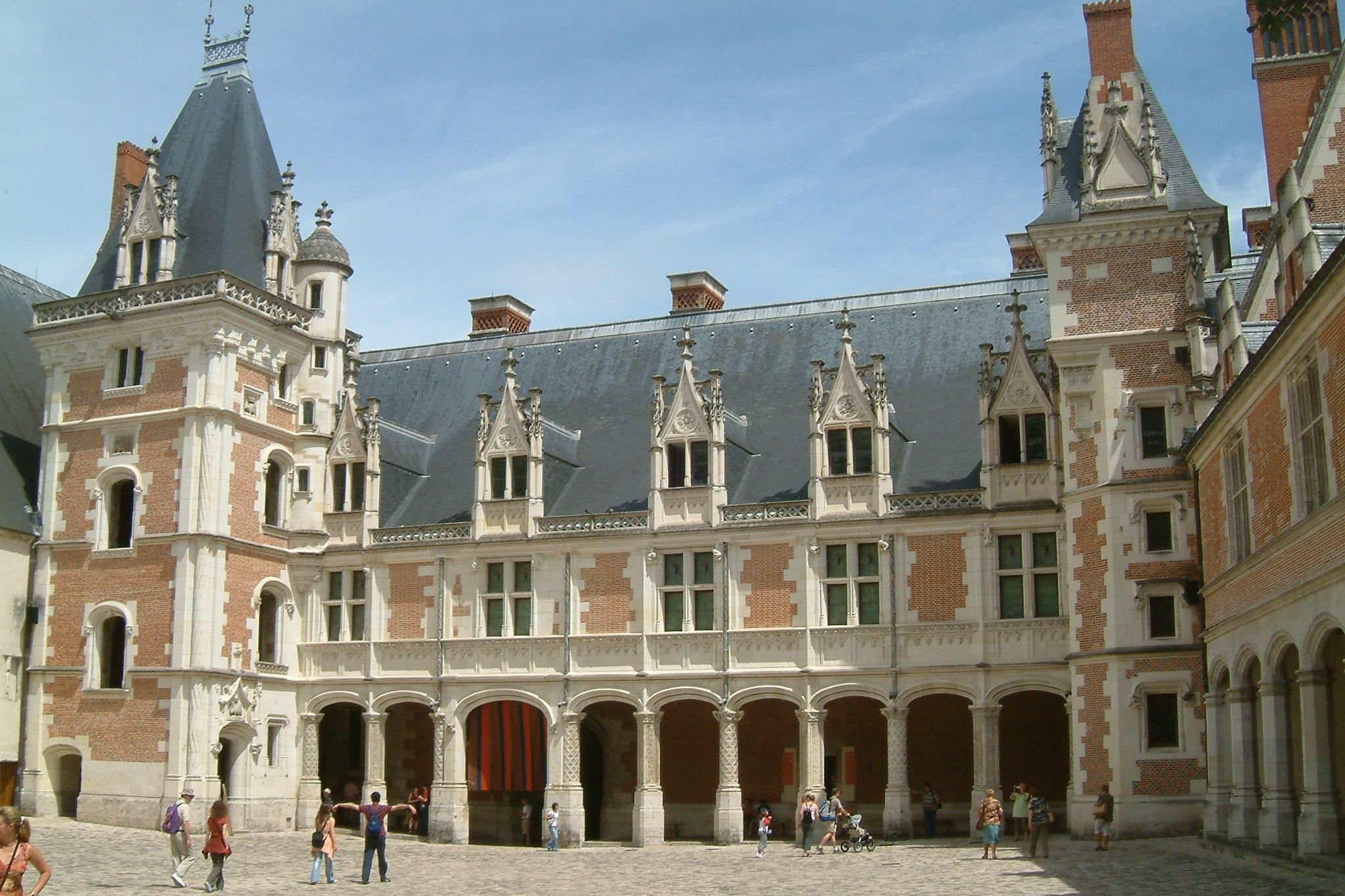
Aile Louis XII du château de Blois (1498-1503).
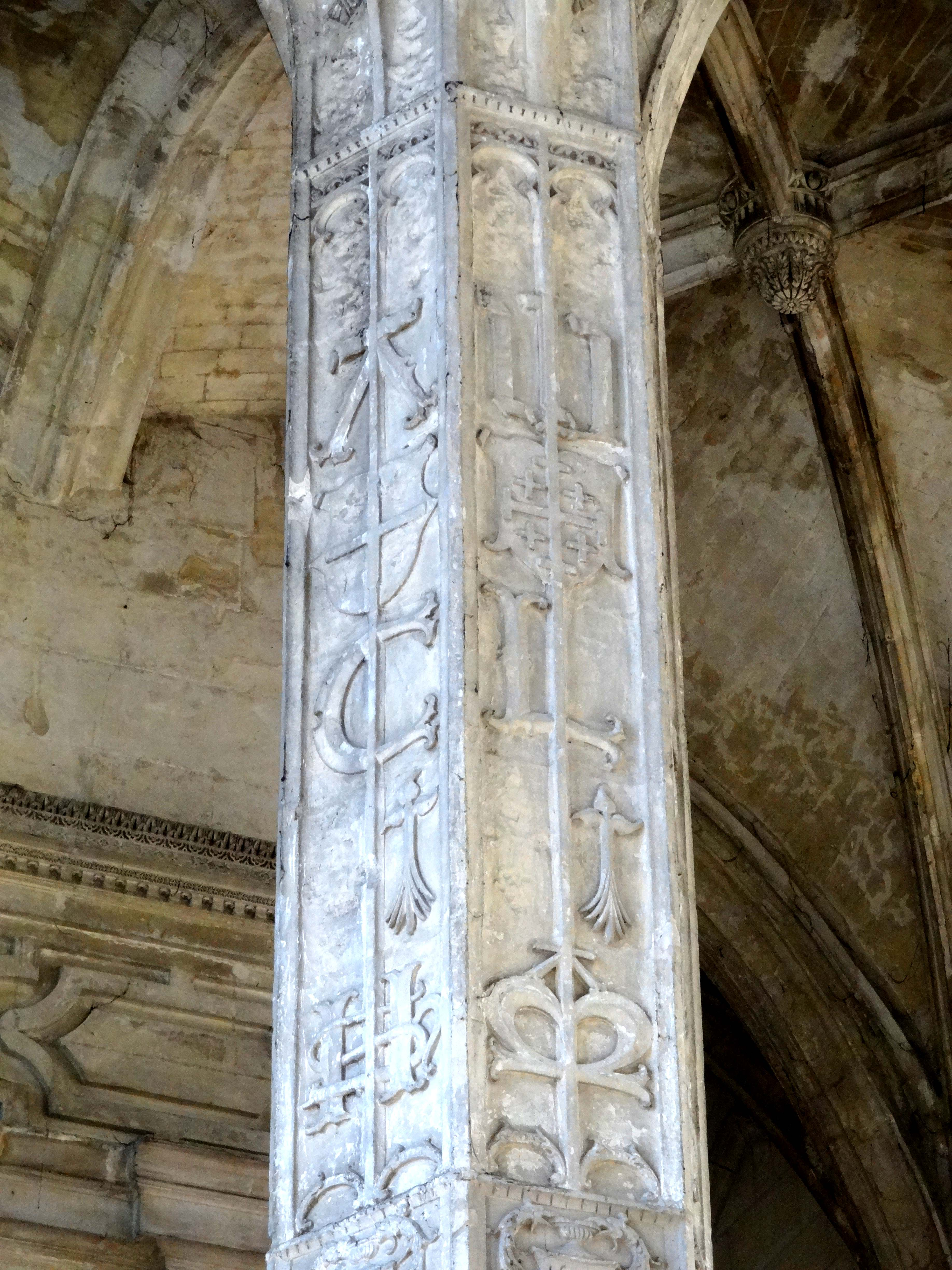
Le Pilier Saint Jacques (Gisors, début XVIe siècle).
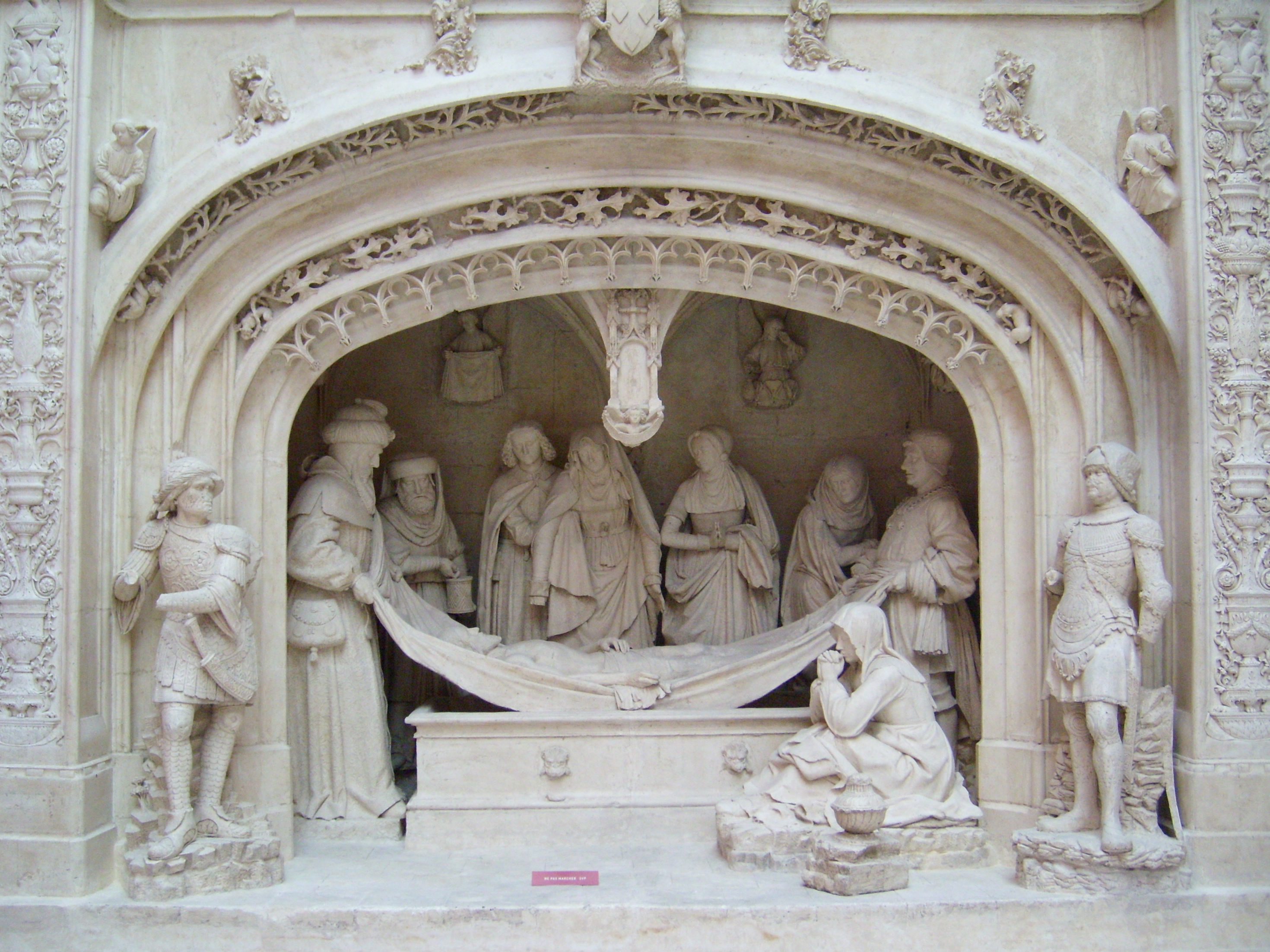
Mise au tombeau du Christ, abbaye de Solesmes.
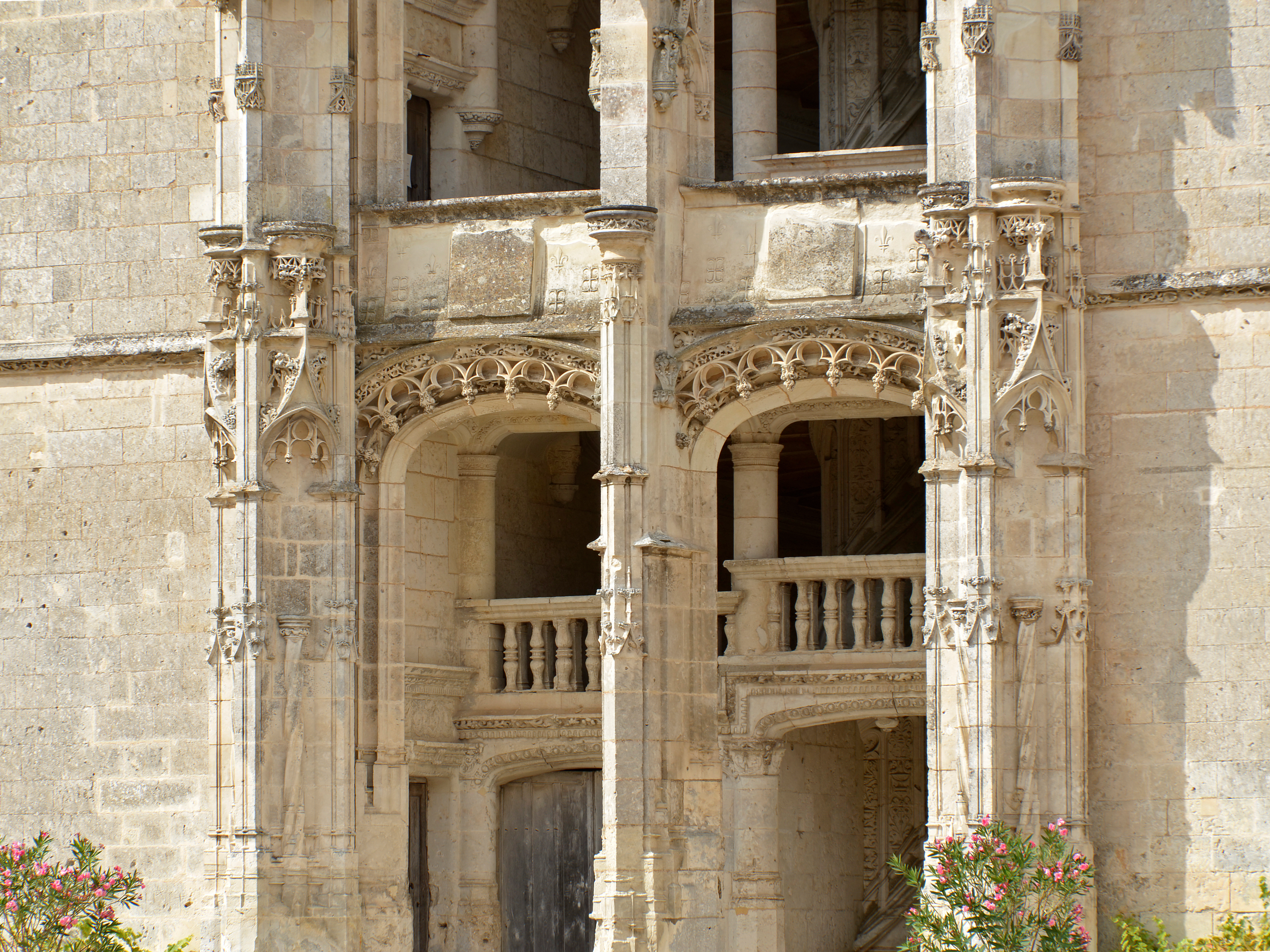
Escalier de l'aile Longueville du château de Châteaudun (1491-1518).
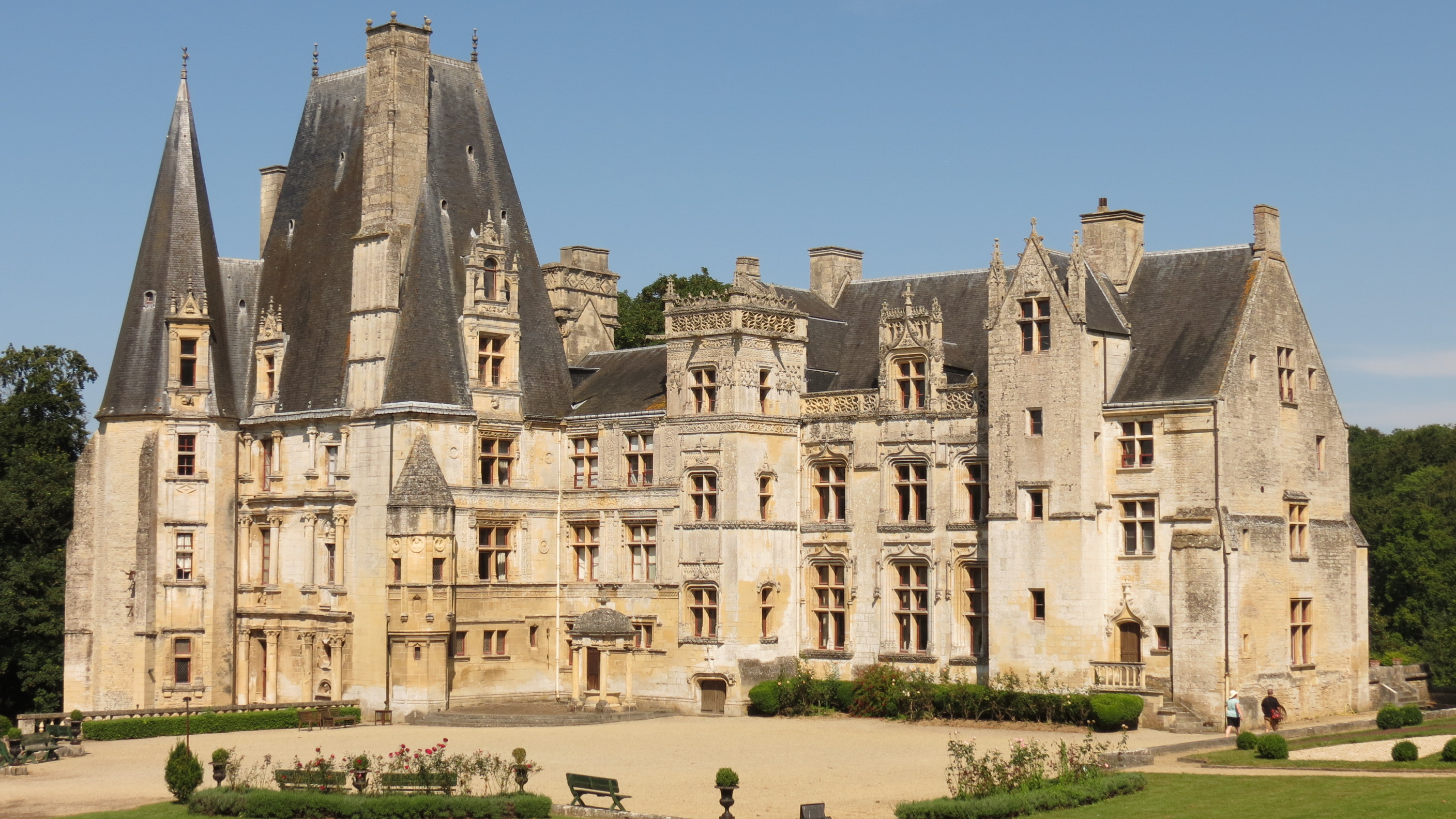
Partie centrale du château de Fontaine-Henry (vers 1500).
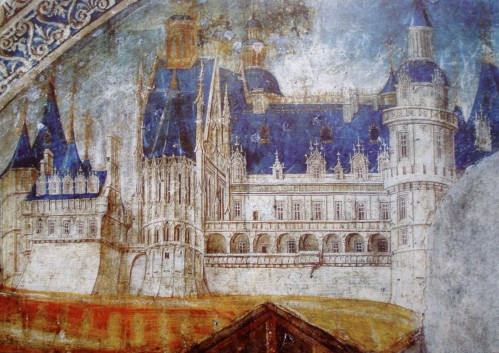
Château de Gaillon (1506-1509).
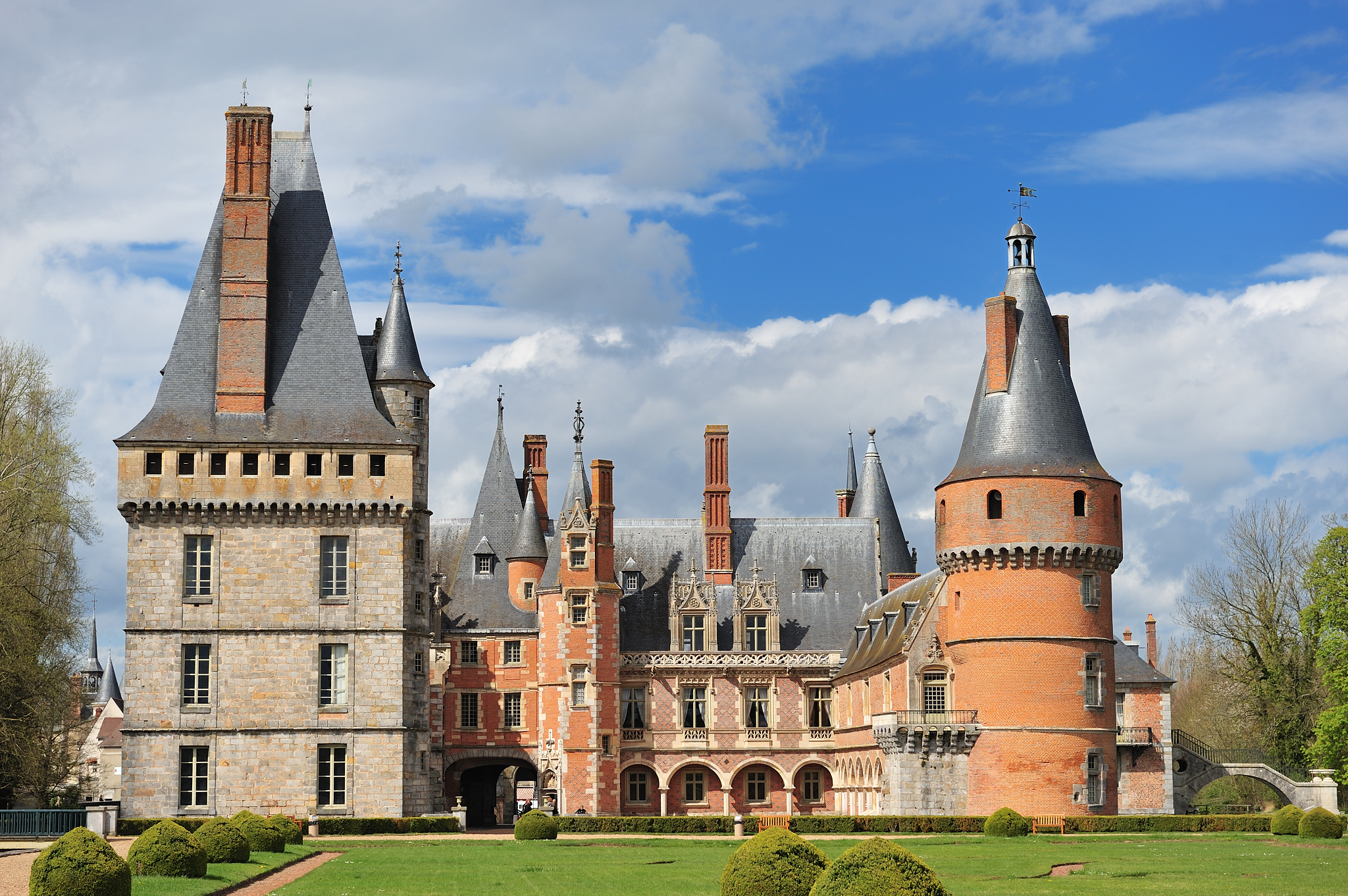
Château de Maintenon (1505).
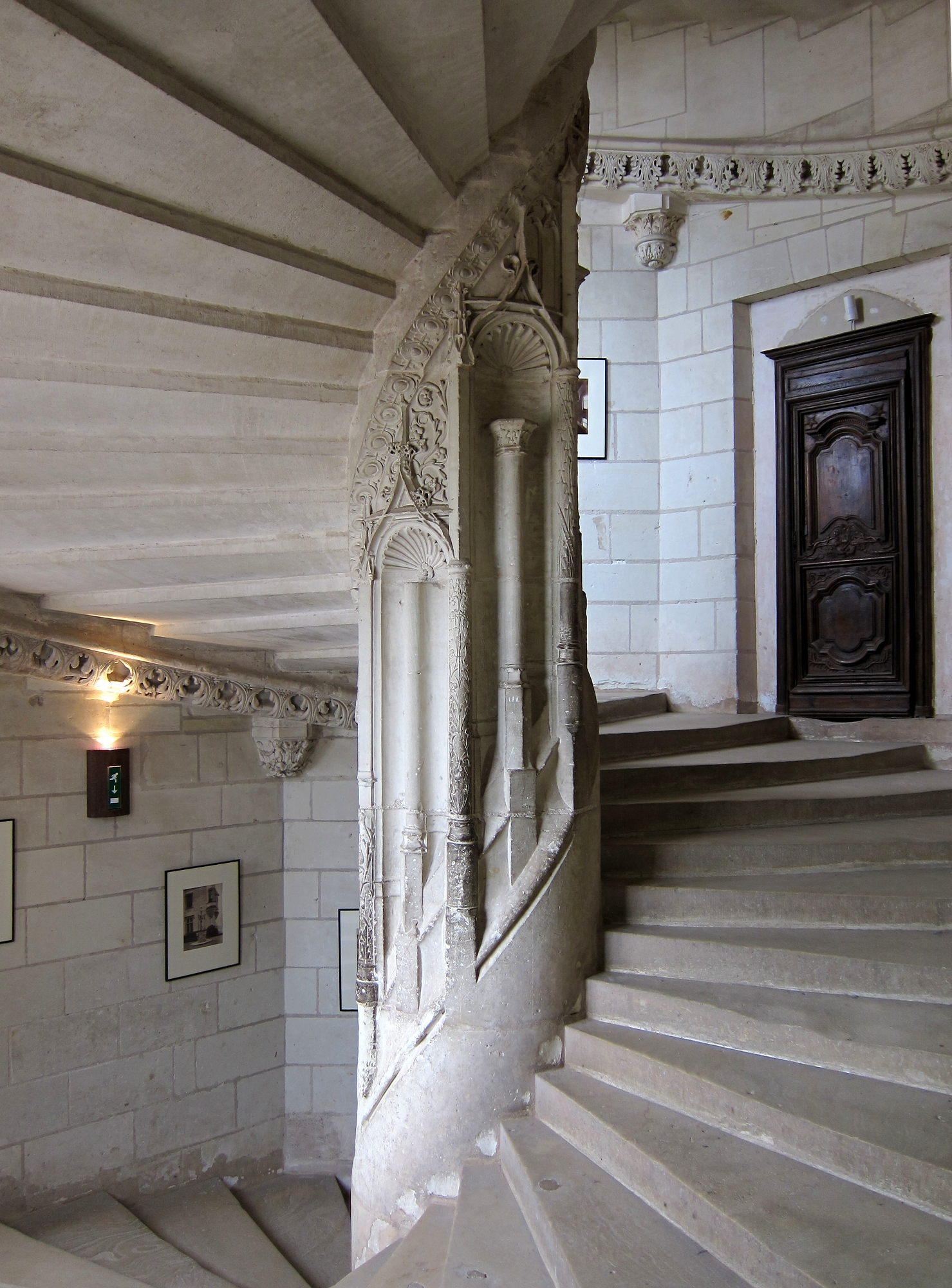
L'escalier, Chaumont-sur-Loire (1498-1510).

Le style Louis XII (1495 à 1525/1530),, est un style de transition, un passage très court entre deux époques éblouissantes, la période gothique et la Renaissance. Il qualifie une époque où l'art décoratif partant de l'arc brisé et du naturalisme gothique s'achemine vers le plein cintre et les formes souples et arrondies mêlées de motifs antiques stylisés typiques de la Première Renaissance : il y a encore beaucoup de gothique au château de Blois, il n'y en a plus au tombeau de Louis XII à Saint-Denis.

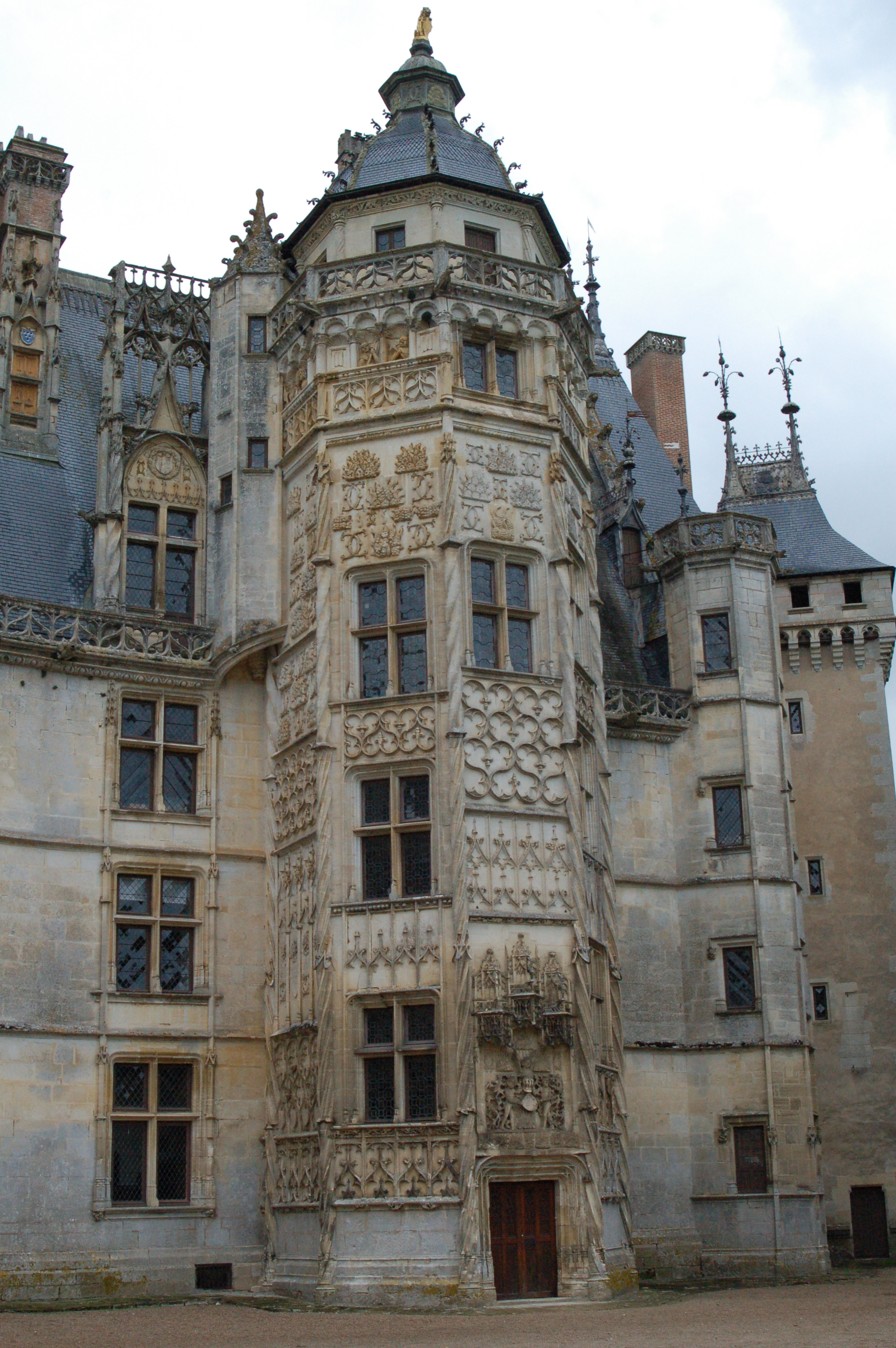
Corniche Renaissance à oves sur le logis et tempietto surmontant la Tour du Lion (Meillant, vers 1510).

Dès 1495, une colonie d'artistes italiens s'installe à Amboise et travaille en collaboration avec des maîtres maçons français. Cette date est généralement considérée comme étant le point de départ de ce nouveau mouvement artistique. D'une façon générale, la structure reste française, seul le décor change et devient italien. Il serait regrettable pourtant de déterminer ce nouveau style au seul apport italien : des relations existent entre la production architecturale française et celle du platéresque espagnol et l'influence du Nord, surtout d'Anvers est notable aussi bien dans les arts décoratifs que dans l'art de la peinture et du vitrail.
Les limites du Style Louis XII sont assez variables, en particulier lorsqu'il s'agit de la province en dehors du Val de Loire. Outre les dix-sept années du règne de Louis XII (1498-1515), cette période comprend la fin du règne de Charles VIII et le commencement de celui de François Ier, faisant débuter le mouvement artistique en 1495 pour le faire s'achever vers 1525/1530 : l'année 1530, correspondant à un véritable tournant stylistique faisant suite à la création par François Ier de l'École de Fontainebleau, est généralement considérée comme la pleine acceptation du style Renaissance,.
Dans les travaux décoratifs de la fin de la période de Charles VIII, on observe une tendance bien marquée à se séparer de l'arc brisé pour se rapprocher du plein cintre. L'influence des réalisations de Bramante à Milan pour Ludovic Sforza est perceptible dans la partie inférieure de l'aile Charles VIII au château d'Amboise : si la partie supérieure du bâtiment est gothique, la façade du promenoir des gardes présente telle une loggia, une série d'arcades en plein cintre qui marque des travées rythmées de pilastres lisses. En général, les formes ornementales n'ont déjà plus la gracilité particulière de l'Art gothique, le rythme des façades s'organise de façon plus régulière avec la superposition des ouvertures en travées et la coquille, élément important de la décoration Renaissance, fait déjà son apparition.
Cette évolution est particulièrement perceptible au château de Meillant dont les travaux d'embellissement voulus par Charles II d'Amboise débutent dès 1481 : si la structure est restée pleinement médiévale, la superposition des fenêtres en travées reliées entre-elles par un cordon à pinacles, annonce le quadrillage des façades sous la Première Renaissance. De même, on remarque l'entablement à oves classique surmonté d'une balustrade gothique et le traitement en Tempietto de la partie haute de l'escalier hélicoïdal avec sa série d'arcatures en plein cintre munies de coquilles.
Si à la fin du règne de Charles VIII, l'apport d'ornements italiens vient enrichir le répertoire flamboyant, il y a désormais sous Louis XII toute une école française qui s'ouvre à l'Italie avec de nouvelles propositions, établissant ainsi les principes d'un style de transition.

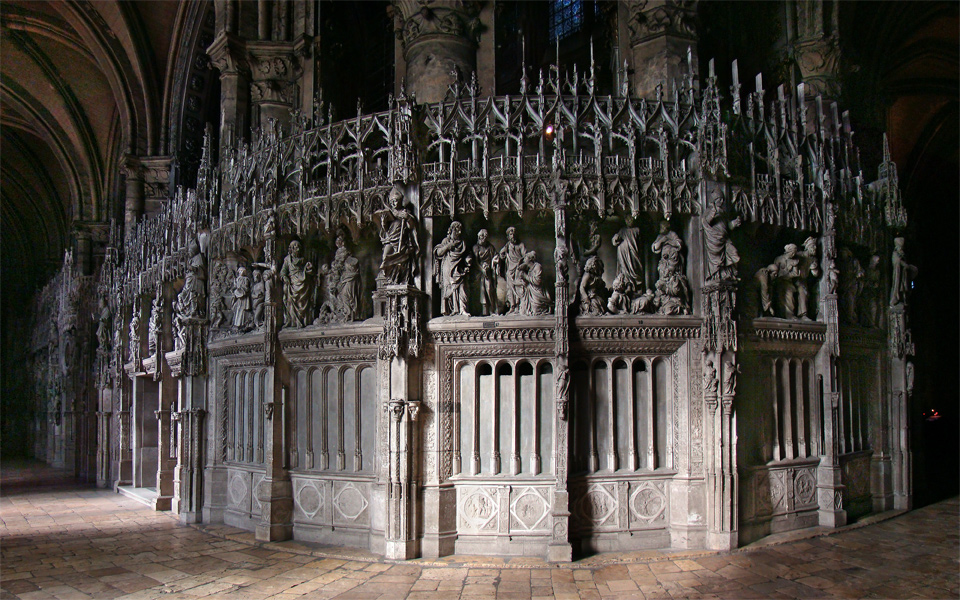
Éléments italiens dans l'encadrement et le soubassement de la claire-voie (1513-1529, clôture de chœur de la cathédrale Notre-Dame de Chartres).

En sculpture l'apport systématique d'éléments italiens voire la réinterprétation « gothique » de réalisations de la renaissance italienne est manifeste au Saint sépulcre de Solesmes où la structure gothique reprend la forme d'un arc de triomphe romain flanqué de pilastres à candélabres lombards. Les feuillages gothiques désormais plus déchiquetés et alanguis comme à l'hôtel de Cluny de Paris, se mêlent à des tondi avec portraits d'empereurs romains au château de Gaillon.
En architecture, l'utilisation de la « brique et pierre », pourtant présente sur les édifices dès le XIVe siècle, tend à se généraliser (château d'Ainay-le-Vieil, Aile Louis XII du château de Blois, l'hôtel d’Alluye de Blois). Les hauts toits à la française avec tourelles d'angles et les façades à escalier hélicoïdal font perdurer la tradition mais la superposition systématique des baies, le décrochement des lucarnes et l'apparition de loggias influencées de la villa Poggio Reale et du Castel Nuovo de Naples sont le manifeste d'un nouvel art décoratif où la structure reste pourtant profondément gothique. La propagation du vocabulaire ornemental venu de Pavie et de Milan a dès lors un rôle majeur tout en étant ressentie comme l'arrivée d'une certaine modernité.
Dans cet art en pleine mutation, les jardins deviennent plus importants que l'architecture : l'arrivée à Amboise d'artistes italiens dont Pacello da Mercogliano fut à l'origine sous Charles VIII de la création des tout premiers jardins de la Renaissance française grâce à de nouvelles créations paysagistes, l'installation d'une ménagerie et des travaux d'acclimatation agronomique conduits à partir de 1496 aux « Jardins du Roy » alors situés au sein du domaine royal de Château-Gaillard. En 1499, Louis XII confia la réalisation des jardins du château de Blois à la même équipe qui fut engagée par la suite par Georges d'Amboise pour réaliser des parterres sur différents niveaux sous son château de Gaillon.
En conclusion, le style Louis XII montre que l'on veut désormais autant étonner les Français que les Italiens : C'est à partir de la fantaisie avec laquelle sont incorporées les nouveautés italiennes dans les structures encore toutes médiévales françaises que naîtra vers 1515/1520 la Première Renaissance.

### La Première Renaissance (1515 à 1530/1540)

Château de Chambord (1519-1559).
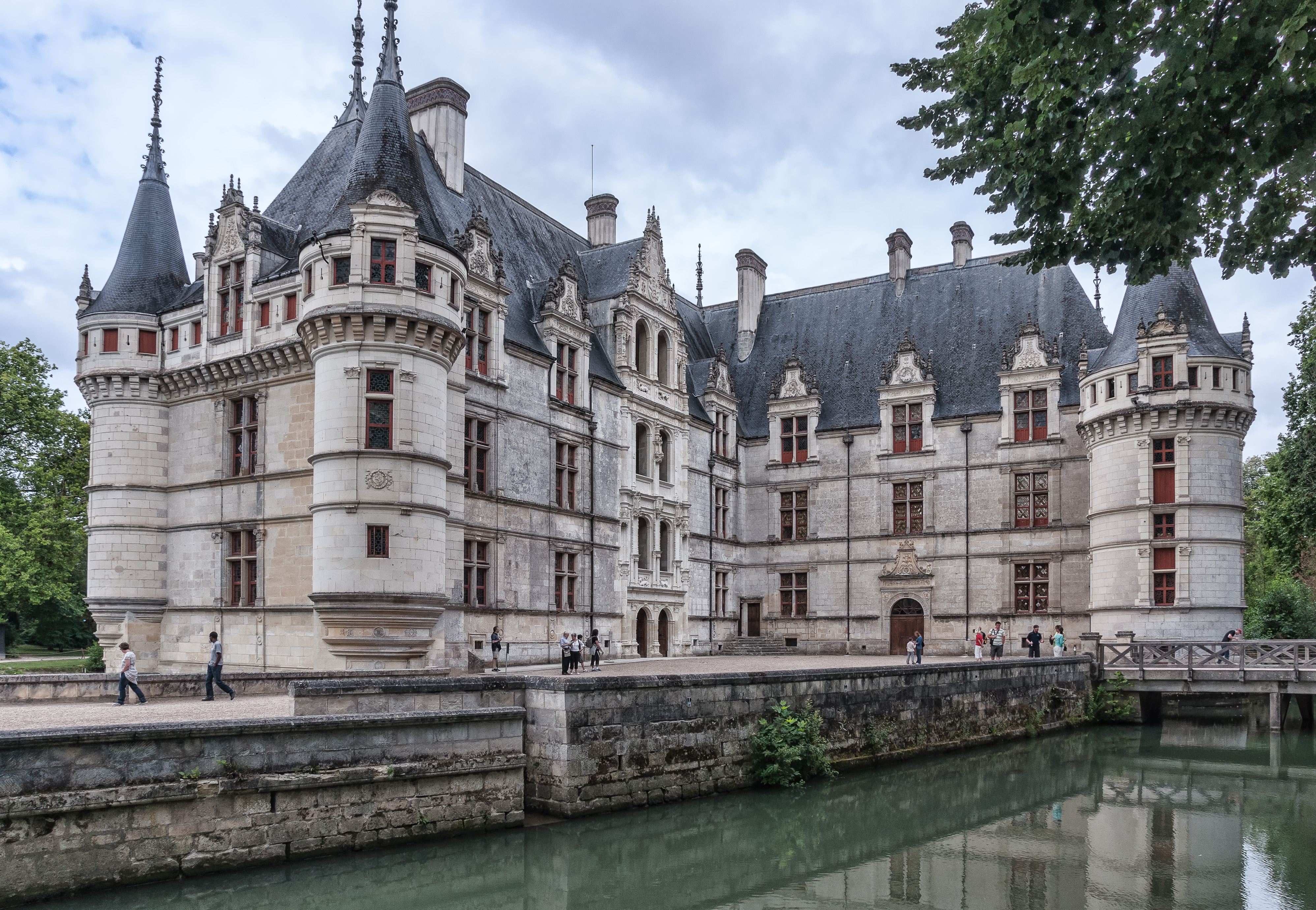
Château d'Azay-le-Rideau (1518-1523).
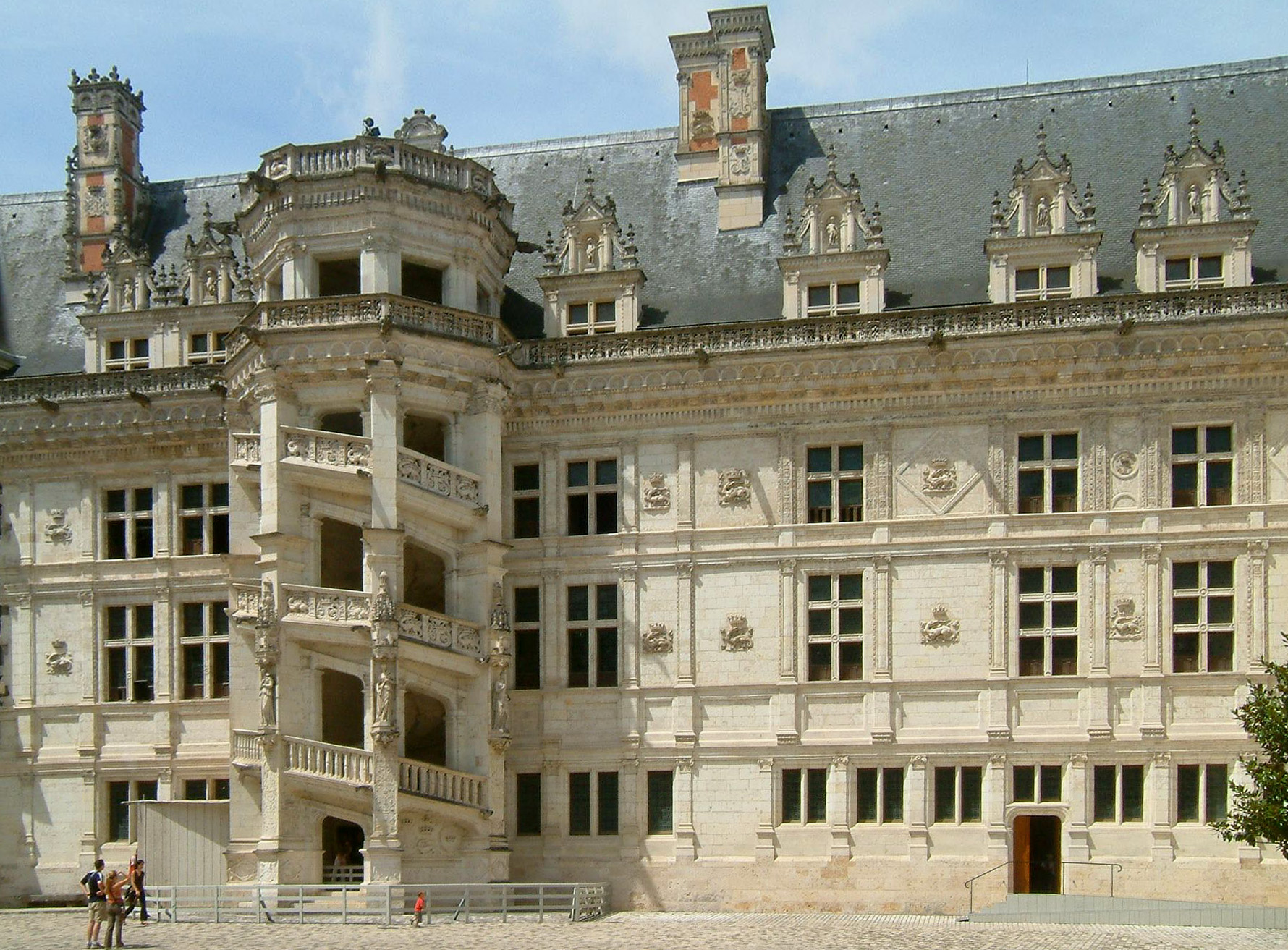
L'aile François Ier du château de Blois (1514-1527).
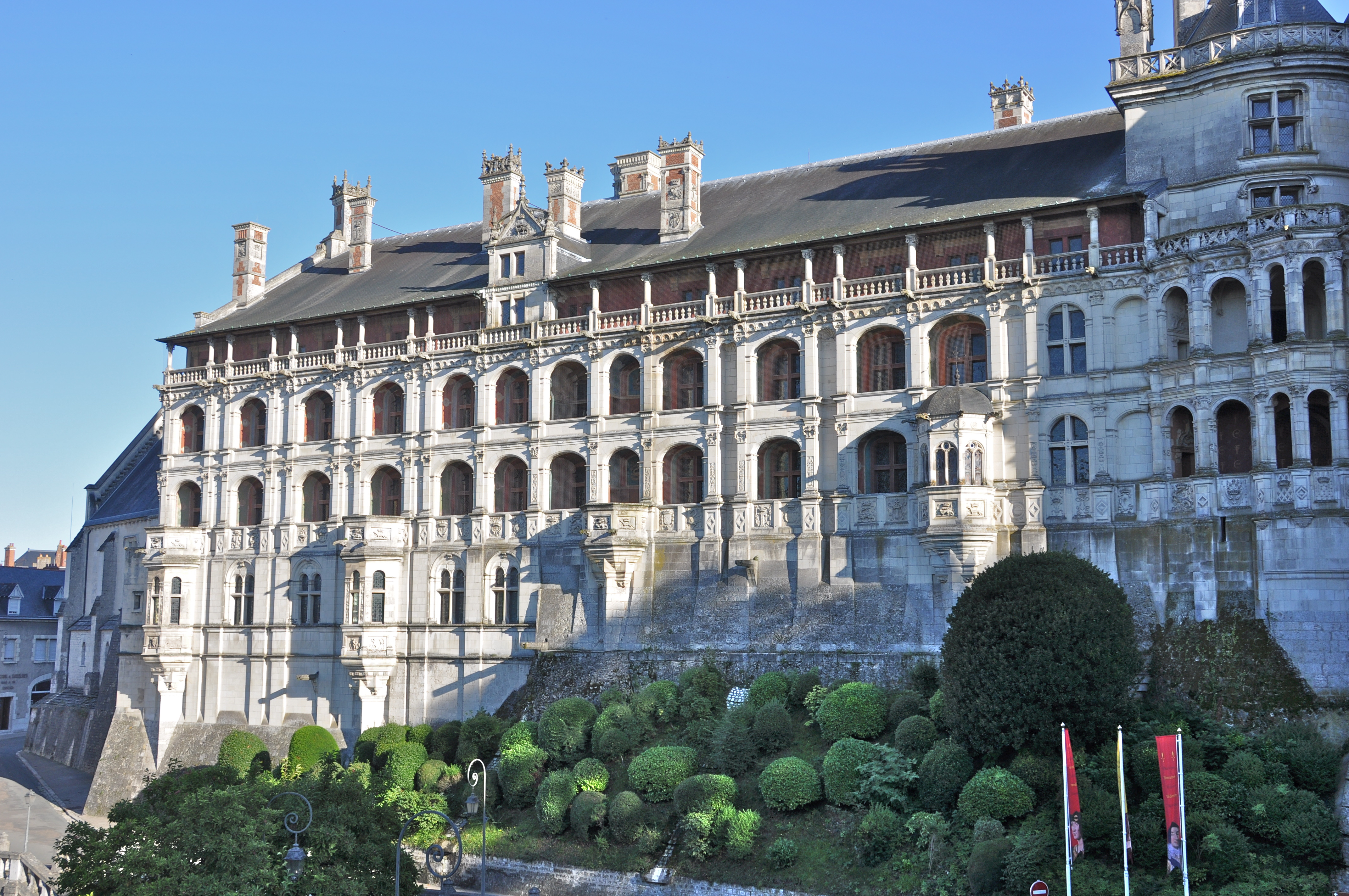
La façade des loges du château de Blois (1514-1527).
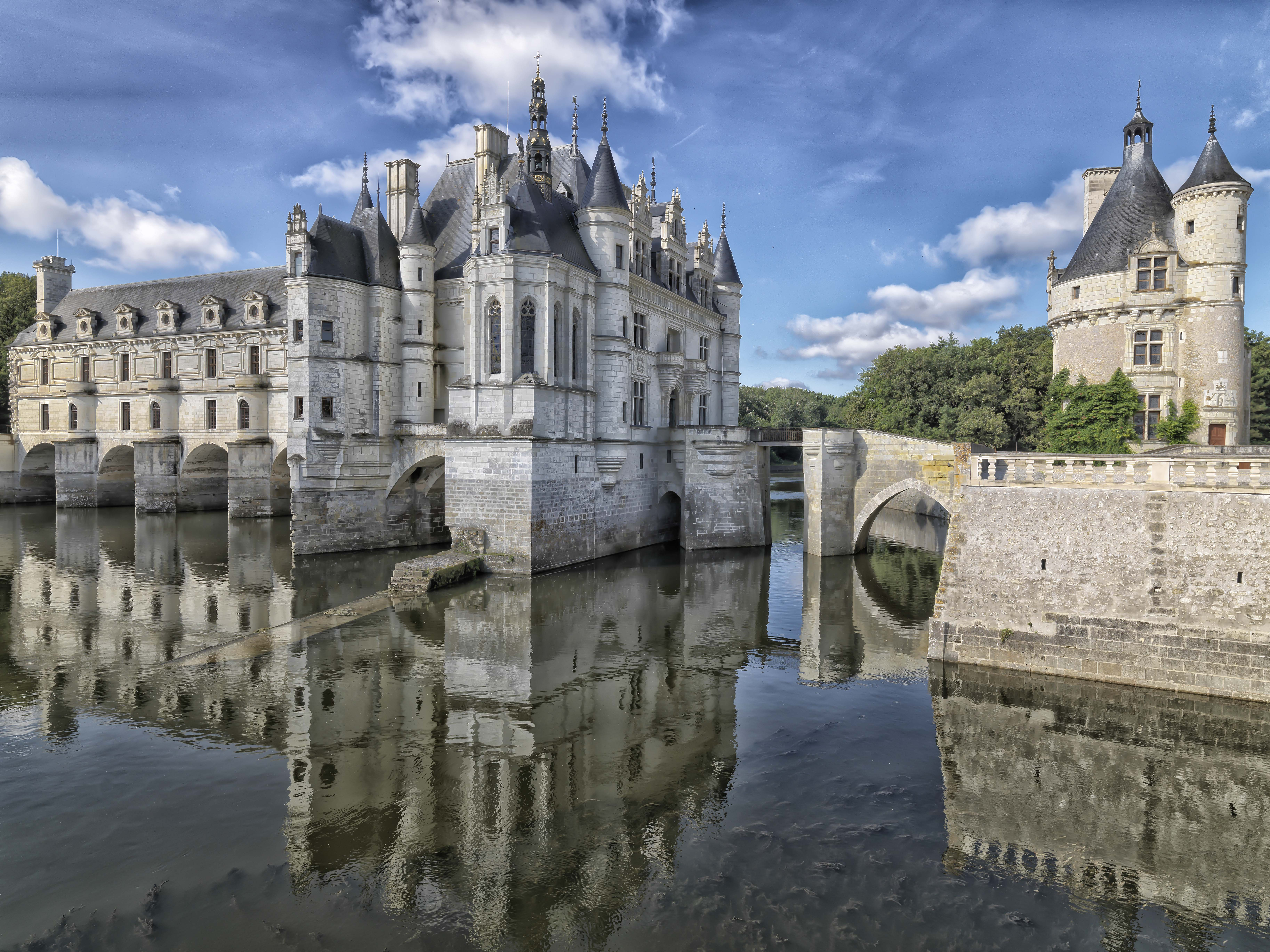
Château de Chenonceau (1515-1522).
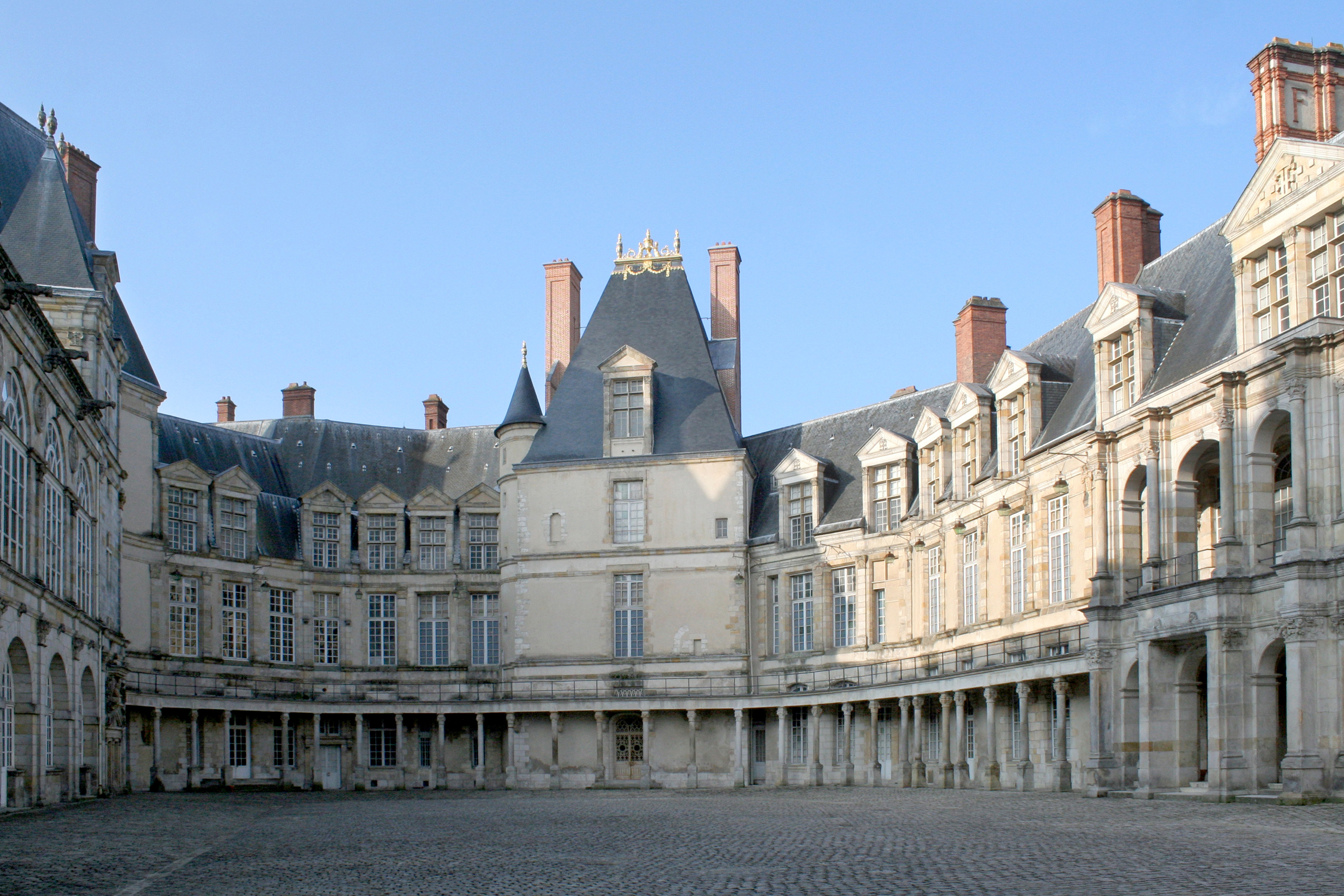
Cour ovale du château de Fontainebleau (1527).
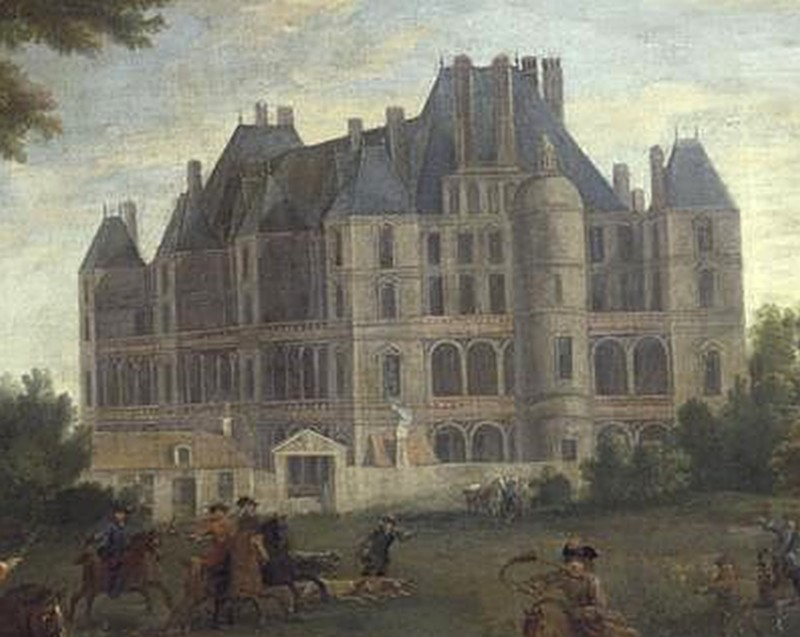
Château de Madrid (1528-1540).
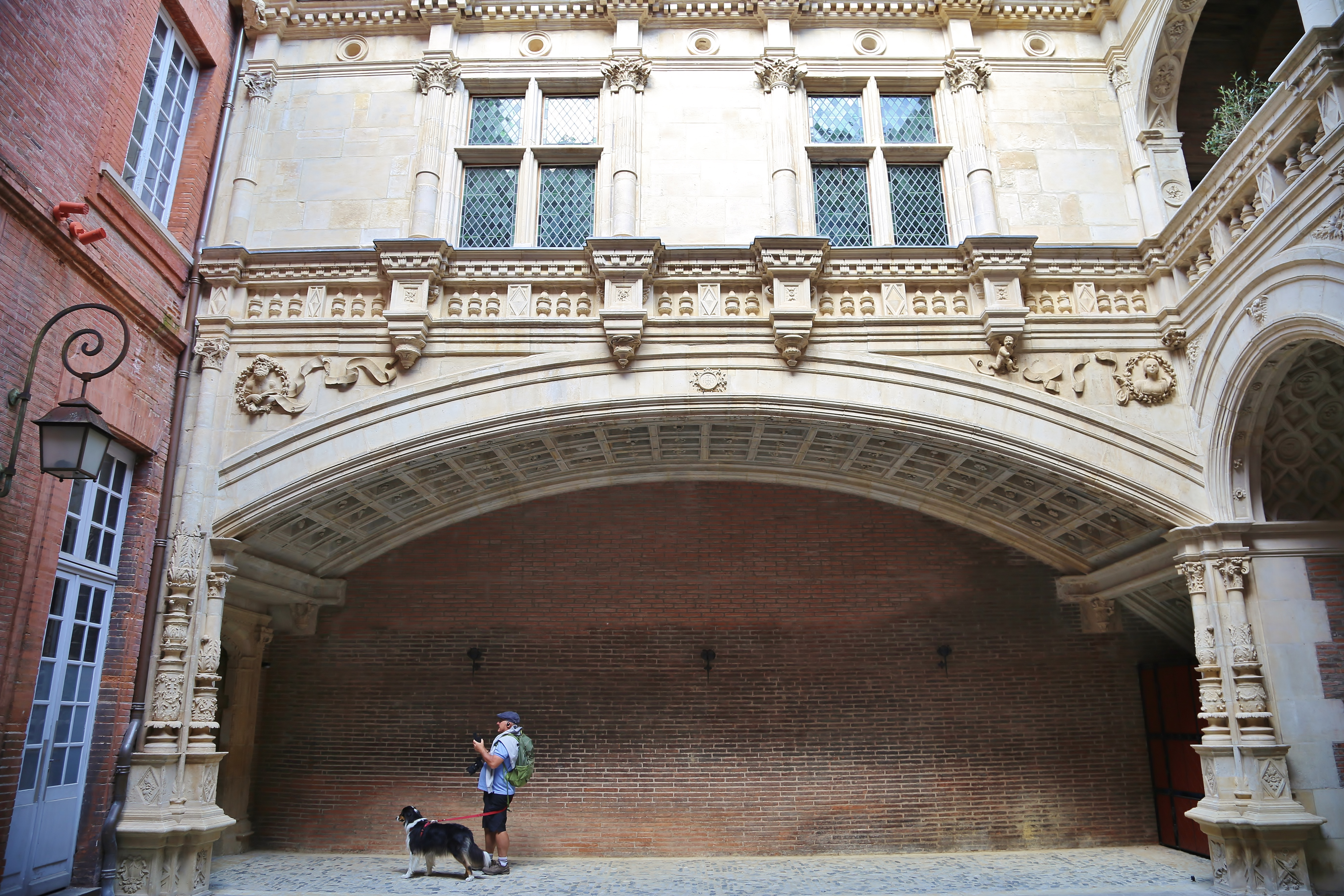
Colonnes-candélabres et voûte surbaissée à l'hôtel de Bernuy à Toulouse (1530-1536).

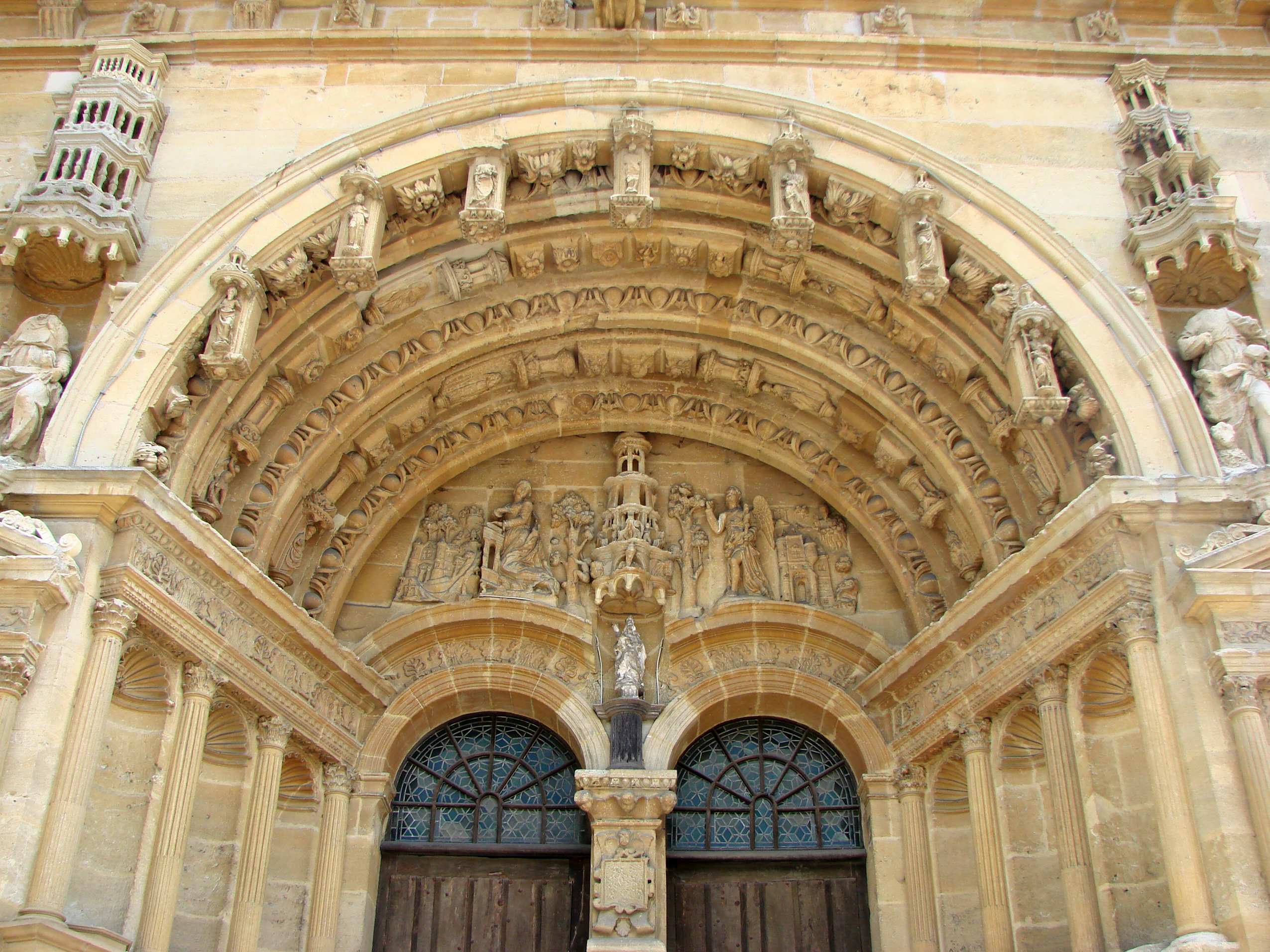
Portail de l'église Saint-Maurille de Vouziers (1517-1548).

Tout comme la période précédente, la manifestation la plus évidente de la Première Renaissance en France s'exprime par l'édification de châteaux résidentiels non seulement dans le Val de Loire et l'Île-de-France mais également dans certaines provinces plus au sud comme le Berry, Le Poitou (château de Bonnivet…), le Quercy et le Périgord (châteaux d'Assier et de Montal) qui, après s'être remises des séquelles de la guerre de Cent Ans, voient leurs grandes familles s'endetter sur plusieurs générations afin de moderniser les structures médiévales préexistantes.
Pour autant c'est bien en Touraine que sont édifiés les plus grands châteaux de la Première Renaissance française.
Si à partir de la fin du XVe siècle, le processus transitoire du style Louis XII, impose peu à peu les formes de la Première Renaissance, à partir des années 1515/1520, l'arrivée d'une nouvelle vague d'artistes italiens, plus nombreux qu'auparavant, exerce une grande influence sur l'art français, en créant une véritable rupture : les formes gothiques finissent par se diluer progressivement dans le décorum italien. Cette évolution est particulièrement sensible au portail de l'église Saint-Maurille de Vouziers, où une ornementation classicisante vient masquer la structure encore gothique.

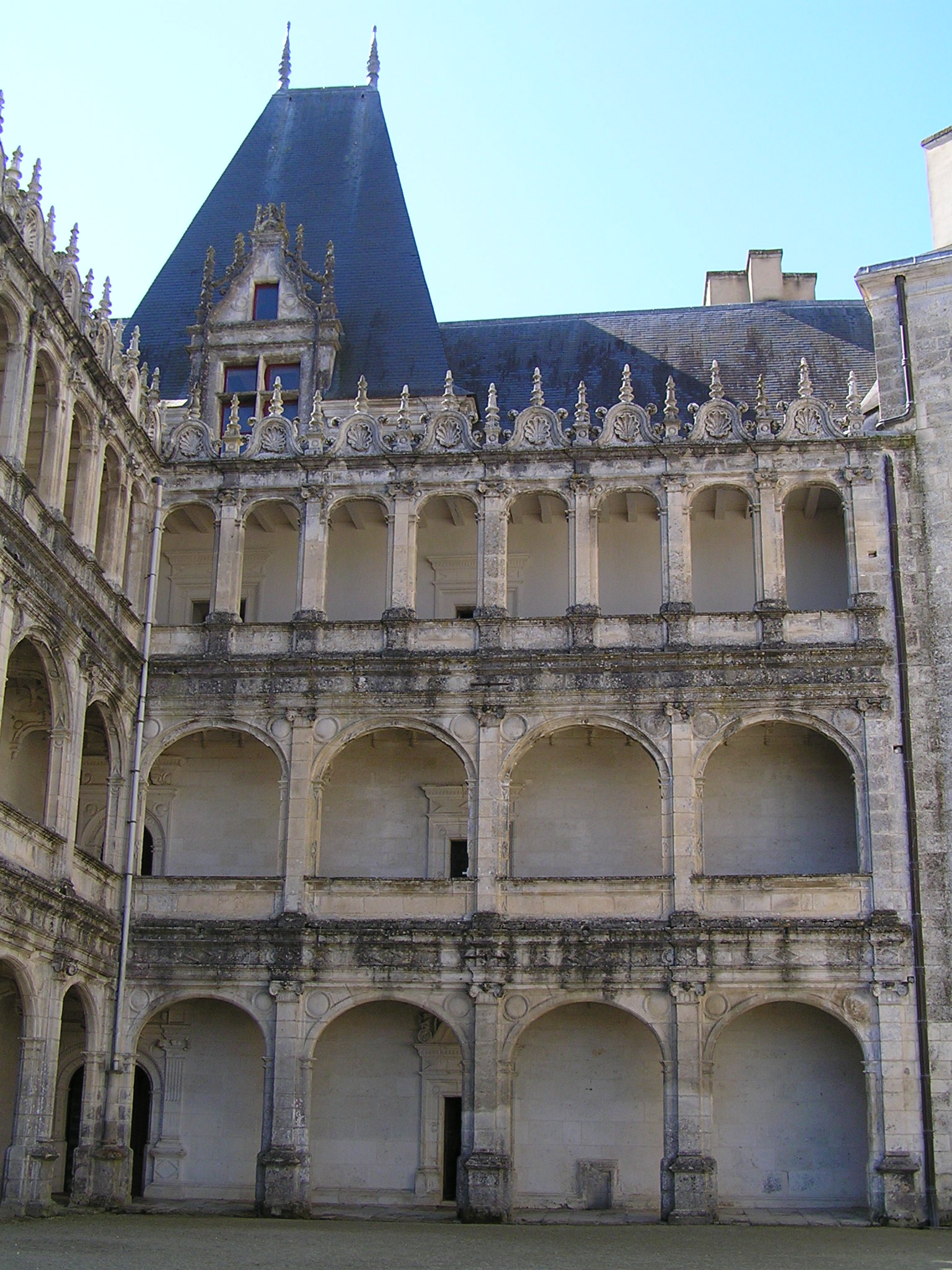
Galeries inspirées de Bramante au château de La Rochefoucauld (à partir de 1519).

Contrairement à la période précédente, le principal protagoniste n'est plus l'entourage du roi mais bien François Ier lui-même qui, se comportant en monarque humaniste, devient l'un des acteurs primordiaux de cette évolution stylistique. En s'imposant dans les arts, il se veut alors mécène et guide de son peuple et de la chrétienté, sans pour autant renier son rôle militaire.
C'est ainsi qu'il fait appel à des artistes italiens pour la construction de ses châteaux. Ces artisans lettrés ont alors une grande aura sur les maîtres maçons français : l'architecte présumé de Chambord, Domenico Bernabei da Cortona aurait ainsi été surnommé « Boccador », bouche d'or en italien, pris ici dans le sens de « paroles d'or ».
Pour autant, durant toute la Première Renaissance française, le plan des édifices reste traditionnel et les éléments d'architecture demeurent librement inspirés de l'art nouveau venu de Lombardie. Jamais peut-être l'architecture française ne fit autant preuve de plus d'élégance, de légèreté et de fantaisie que durant cette période artistique. Il se dégage une saveur toute particulière des édifices du Val de Loire où les maîtres-maçons français traditionalistes et pleins de verve, n'acceptent que bien à regret la nouvelle architecture en faisant toujours concorder la structure avec la forme et allier aux silhouettes hardies et pittoresques du Moyen Âge, la décoration de la Renaissance italienne.
C'est ainsi que dans la lignée du style Louis XII, on conserve durant toute la période les traditions nationales telles que les hautes toitures : le château de Saint-Germain-en-Laye étant le seul à être couvert de terrasses. Si les progrès de l'artillerie avaient rendu inutile tout appareil défensif tels que les tours, les mâchicoulis, le crénelage ou encore les courtines des châteaux, on les conserve encore par tradition. Pour autant, tous ces éléments de défense se voient vidés de leur substance pour être transformés en autant d'éléments décoratifs. C'est ainsi que dans bon nombre d'édifices, comme au château de Chenonceau, de La Rochefoucauld, de Villandry ou comme ce fut le cas à Azay-le-Rideau (remanié au XIXe siècle), la permanence du donjon ne se justifie que par le symbole seigneurial qu'il représente ; sa fonction militaire étant désormais supplantée par celle du prestige et de l'apparat.

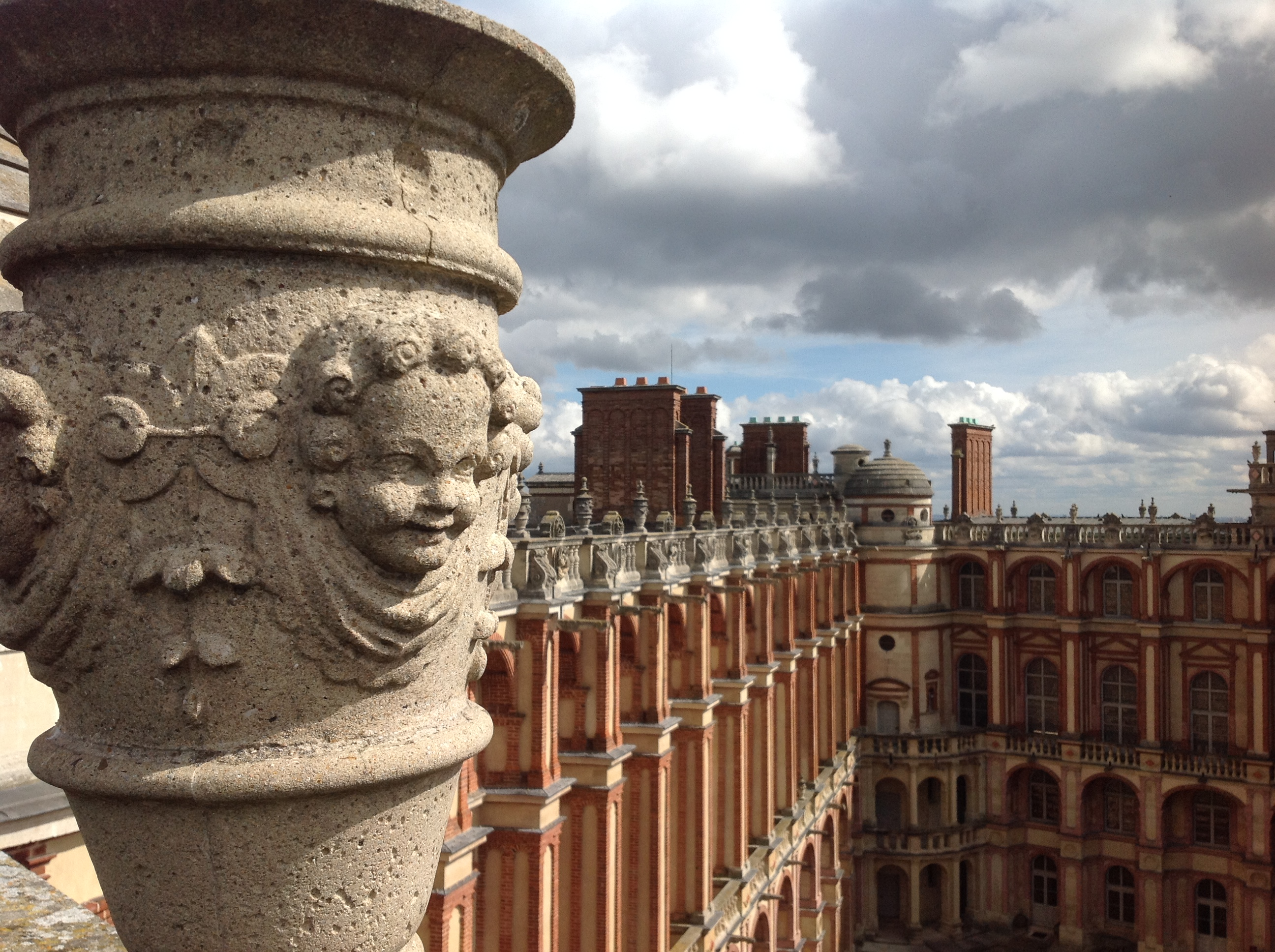
Terrasses du château de Saint-Germain-en-Laye (vers 1539).

Dans cette mouvance, les échauguettes des châteaux du Moyen Âge deviennent à Azay-le-Rideau, de gracieuses tourelles d'angles en encorbellement tandis que les créneaux du chemin de ronde se développent en petites fenêtres, transformant cet espace en une agréable galerie de circulation. Caractéristique apparue avec le style Louis XII, les fenêtres des façades ont leur chambranle qui se raccorde d'étage en étage, formant une sorte de travée terminée en lucarne ouvragée. Ce quadrillage, que l'on retrouve à Blois ou à Chambord, donne une sensation de régularité, souvent « fictive », aux élévations, tout en soulignant les horizontales et les verticales, alors que la multiplication des cheminées et des clochetons semblant former une couronne à l'édifice est un dernier reflet de la féérie médiévale.
Si l'architecture s'ouvre désormais largement sur l'extérieur, la richesse décorative reste réservée pour la cour, notamment pour le motif central de l'escalier. Obsession généralement étrangère à la Renaissance italienne, l'escalier est considéré alors comme l'élément français autour duquel gravite le château tout entier : la tour polygonale en hors d'œuvre, conservée dans l'aile François Ier du château de Blois, est remplacée peu à peu par un escalier rampe sur rampe, qui bien plus qu'une innovation italienne, semble bien appartenir au répertoire de l'Ouest de la France depuis le XVe siècle.

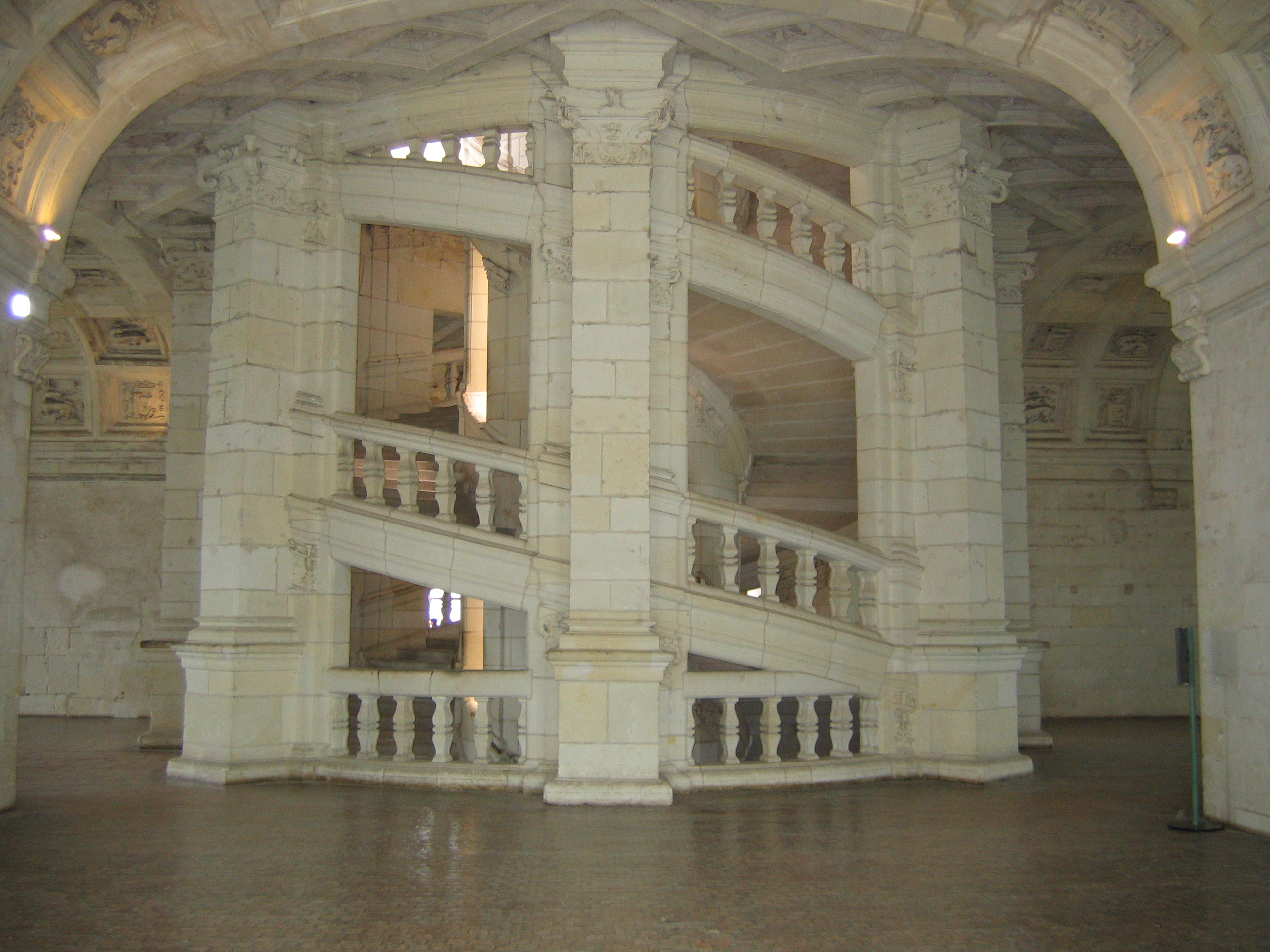
Escalier à double révolution du château de Chambord (1526-1537).

Si la façade des loges du château de Blois apporte une certaine modernité, par ses ouvertures en enfilade sur l'extérieur, inspirées de la cour du Belvédère du Vatican, l'utilisation du modèle romain de Bramante se voit modifié et soumis à la structure médiévale préexistante. Inachevée, cette façade n'a pu recevoir un décor italianisant comparable à l'aile François Ier sur cour. Elle n'en reste pas moins représentative des différentes recherches opérées au cours de la Première Renaissance : par la substitution des profils pleins et nets aux arêtes aigües de la mouluration gothique, elle marque un progrès dans l'imitation des modèles antiques.
Cette interprétation des réalisations de Bramante, même si elle ne respecte en rien les ordres antiques, se retrouve dans la superposition des arcades encadrées de pilastres qui ornent les cours intérieures du château de La Rochefoucauld puis de Chambord.

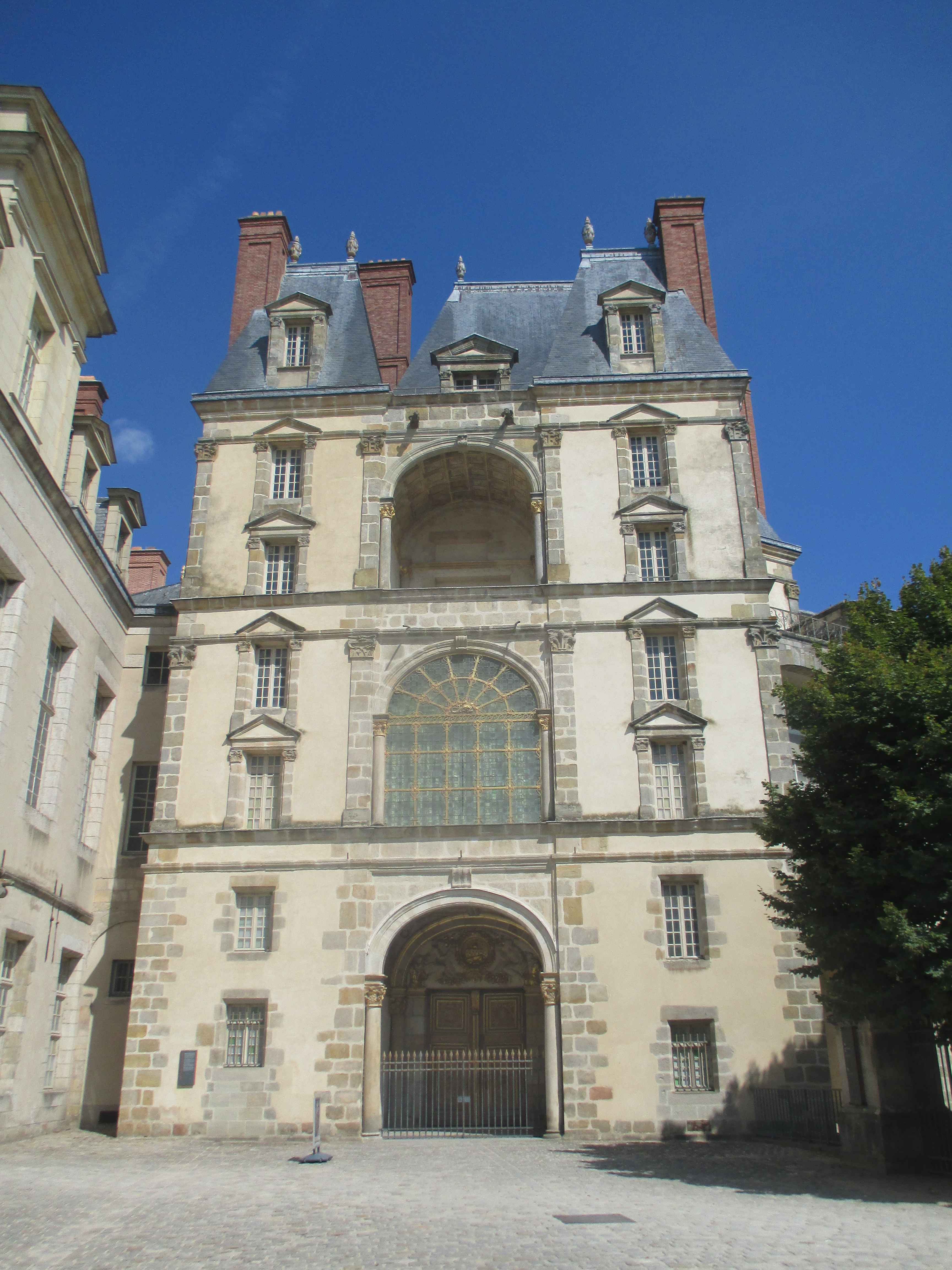
Le Pavillon de la Porte Dorée, Fontainebleau (1527-1528).

Première réalisation ex nihilo, le château de Chambord est un rendez-vous de chasses et de fêtes de la cour, conçue comme un lieu théâtral peu habité. La présence de Léonard de Vinci et de Boccador amène une réflexion sur le château à la française au contact de la Renaissance italienne. Alors que les tours du Moyen Âge n'avaient d'autres jours que les fentes des archères, une superposition de fenêtres à pilastres vient ici largement éclairer l'édifice tandis que le couronnement crénelé disparaît pour la première fois. Le décor exubérant s'attache alors surtout aux toitures hérissées de souches de cheminées, de lucarnes ou de tourelles, toutes garnies de losanges ou de disques d'ardoise, de tabernacles et de culs-de-lampe traités dans le goût de l'Italie du Nord, tout en évoquant les incrustations de marbre noir de la chartreuse de Pavie où François Ier fut prisonnier. Si le développement d'appartements symétriques à destination résidentielle est une nouveauté, l'organisation du plan reste cependant traditionnelle, rappelant ainsi le château de Vincennes, avec un donjon central entouré d'une enceinte où se trouvent la cour et les communs. Le projet initial de 1519 se voit pourtant modifié dès 1526 afin de transférer l'appartement du roi dans une aile latérale, le donjon centré étant rendu incompatible avec le nouveau rituel de cour nécessitant un appartement royal en enfilade. Comme à la Villa médicéenne de Poggio a Caiano, chaque niveau a désormais ses appartements répartis autour d'un axe central incarné par l'escalier à double révolution (image) pensé en collaboration avec Léonard de Vinci. Les travaux ralentissent pourtant : après la défaite de Pavie, François Ier se voit contraint de regagner Paris.
À son retour de captivité, en 1527, si le mécénat de l'entourage royal reste important, le roi n'en reste pas moins le principal protagoniste des évolutions stylistiques de son pays, par les modifications qu'il apporte à toute une série de châteaux autour de la capitale (Villers-cotterêt, La Muette). Alors qu'en Île-de-France de nouvelles innovations se font jour, le Val de Loire devient le conservatoire de la Première Renaissance.
Le château de Madrid, aujourd'hui détruit, reflète cette évolution. Le Palacio de los Vargas de la Casa del Campo, demeure d'un grand financier espagnol située en face de ce qui fut la prison de François Ier à Madrid, inspira la réalisation de ce palais sans douves dont le plan ramassé s'oppose à la tradition française. Réalisés comme une nouvelle résidence de fêtes, les appartements symétriques s'organisaient autour d'une salle de bal centrale, tandis que deux étages de loggias faisant le tour du bâtiment, présentaient un décor inédit de terre cuite émaillée réalisée par Della Robbia. L'élévation du château était marquée par les pavillons hors d'œuvre, remplaçant ici les tours encore toutes médiévales de Chambord, dont le rythme nouveau était obtenu par la séparation des combles. L'utilisation du plan géométrique et la présence des loggias, annonçant la Villa Farnèse, sont un lointain reflet du Poggio Reale de Naples et de la Villa médicéenne de Poggio a Caiano.

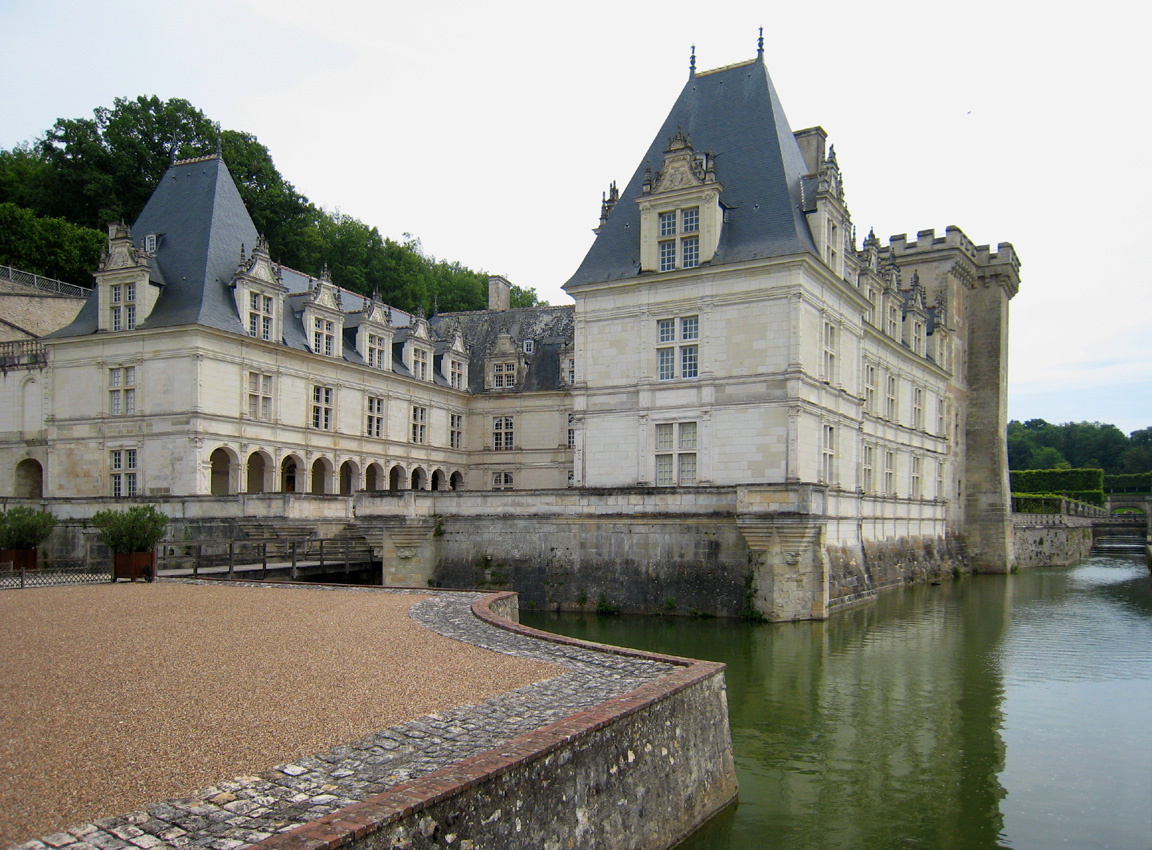
Le château de Villandry (vers 1536) achève les recherches de la Première Renaissance et annonce Ancy-le-Franc et Écouen.

C'est alors qu'un événement d'une importance capitale se produit au château de Fontainebleau, devenu entre 1530 et 1540 résidence principale du souverain. Bien que l'on note un grand contraste entre la qualité moyenne de l'architecture et la splendeur du décor intérieur, les réalisations dirigées par Gilles le Breton marquent une évolution profonde marquant la fin de la période. Tandis que le donjon du XIIe siècle est préservé, la cour ovale correspondant à l'ancien château médiéval se voit ornée par le Rosso et par Serlio d'un portique ouvrant sur un escalier à double volée. Le pavillon de la porte dorée, édifié pour l'occasion, reprend les dispositions observées dès 1509 au château de Gaillon. Mais contrairement à ce qu'on observait dans le Val de Loire, on privilégie désormais une architecture austère à base de moellons et de pierres enduites. Si la superposition des pilastres des façades ne respecte en rien les ordres antiques, l'étagement des loggias, la scansion des niveaux par des frontons triangulaires et le découpage des toitures en pavillons rectangulaires provoquent un grand effet classicisant, transformant cette architecture en une entrée triomphale, à l'exemple du Castel Nuovo de Naples.
Mais avant même que les bâtiments du nouveau château soient achevés, François Ier fait venir d'Italie un groupe important d'artistes pour embellir le palais. Il crée ainsi de ses vœux, une sorte de « nouvelle Rome », que l'on appellera l'École de Fontainebleau, avec un cercle intellectuel et artistique influent. Jusqu'à sa mort, en 1540, Rosso y joue le premier rôle auquel succédera Le Primatice : le décor de la galerie François Ier, vaste ensemble voué à la glorification de la monarchie française en est la plus belle expression. Dans les années qui suivent, le rachat de la toute proche abbaye des trinitaires permet de s'extraire du cœur médiéval du château et de créer une œuvre moderne ex nihilo autour d'une imposante cour d'honneur. Inspirée de la Villa médicéenne de Poggio a Caiano, la liaison à l'ancien château se fait par une nouvelle aile à portiques, permettant la réalisation de la Galerie François Ier, superposée à de luxueux appartements de bain. Quant au corps central à pavillons carrés de la nouvelle aile du palais, il s'inspire du château de Bury, tout en marquant, par son plan rectiligne et ses lucarnes à frontons triangulaires épurés, l'évolution classicisante qui va marquer la Seconde Renaissance.

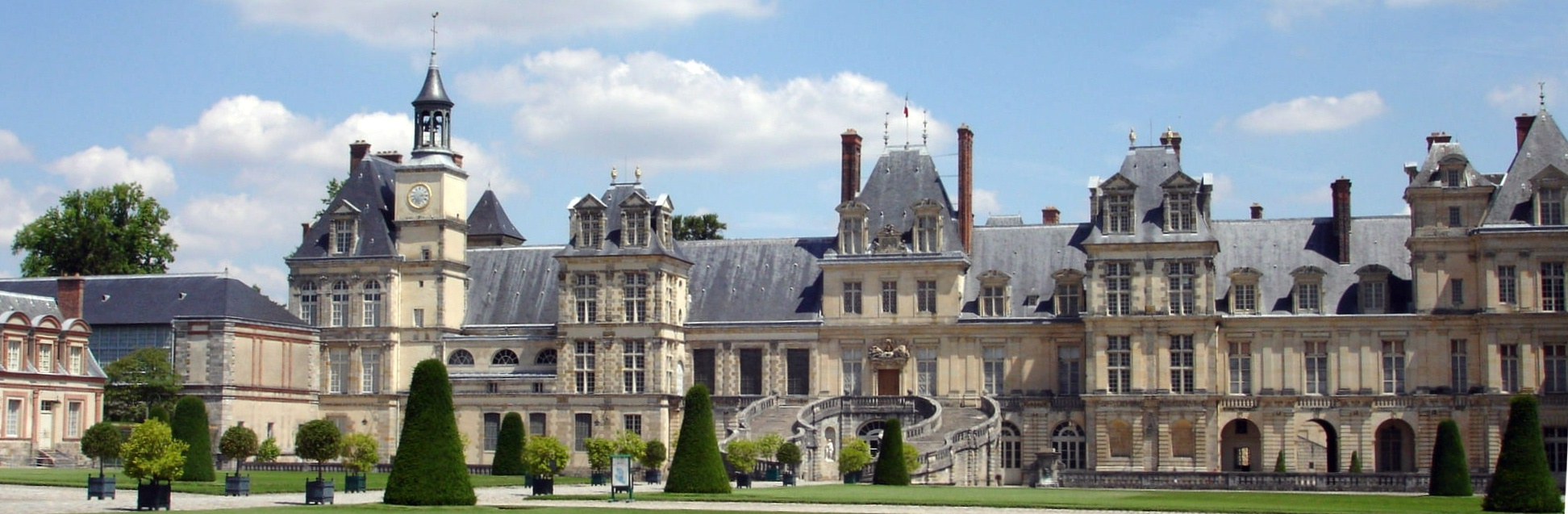
L'aile de l'escalier du Fer-à-cheval du château de Fontainebleau (1542-1545), marque l'avènement de la Seconde Renaissance.

Le style nouveau de la Première renaissance ne tarde pas à se répandre dans toute la France. Des villes comme Lyon, Dijon, Besançon, Toulouse ou Nancy ainsi que Bar-le-Duc sont particulièrement riches de maisons et d'hôtels particuliers de la Première renaissance : parmi les demeures les plus célèbres on peut citer l’Hôtel Chabouillé dit de François Ier à Moret-sur-Loing, le logis Pincé (1525-1535) à Angers, l'hôtel de Bullioud (1536) et l'hôtel de Gadagne (encore de style Louis XII) à Lyon, la maison des Têtes (1527) à Metz, l'Hôtel d'Haussonville (1527-1543) de Nancy, l'Hôtel de ville de Beaugency, ou encore l'hôtel de Bernuy (1530-1536) à Toulouse, dont la cour a été partiellement reproduite à la Cité de l'architecture et du patrimoine afin d'illustrer le style de la Première Renaissance en France.
Dernier des grands châteaux qui furent bâtis sur les bords de Loire au XVIe siècle, le château de Villandry, apporte une touche finale aux recherches de la Première Renaissance tout en annonçant les réalisations d'Ancy-le-Franc et d'Écouen. Dès son arrivée en 1532, Jean le Breton, ministre des finances de François Ier, exploite à Villandry son exceptionnelle expérience de l’architecture acquise sur de nombreux chantiers, dont celui du château de Chambord qu’il a surveillé et dirigé pendant de longues années pour le compte de la Couronne. Tout en rasant l’ancienne forteresse féodale, on conserve le donjon, témoin symbolique du traité du 4 juillet 1189, appelé «Paix de Colombiers », du nom de Villandry au Moyen Âge, au cours duquel le roi d'Angleterre Henri II Plantagenêt vint devant le roi de France Philippe Auguste reconnaître sa défaite. Achevé vers 1536, ce nouvel édifice présente une disposition moderne par la régularité de son plan quadrangulaire et sa cour intérieure s'ouvrant sur les perspectives de la vallée où coulent le Cher et la Loire. Pourtant tout proches et presque contemporains d’Azay-le-Rideau, les « fantaisies » italianisantes et les souvenirs médiévaux tels que les tourelles, les clochetons ou autres mâchicoulis décoratifs, disparaissent ici entièrement au profit d’un style plus simple, purement français, dont le classicisme et la forme des toitures préfigurent les réalisations d'Ancy-le-Franc et du château d'Écouen. Si l’originalité de Villandry se situe dans une conception architecturale d’avant-garde annonçant la Seconde Renaissance, l’utilisation qui a été faite du site pour y construire, en pleine harmonie avec la nature et la pierre, des jardins d’une remarquable beauté, en fait l'une des expressions les plus abouties de la Première Renaissance française.

### La Seconde Renaissance: Le Classicisme (1540 à 1559/1564)

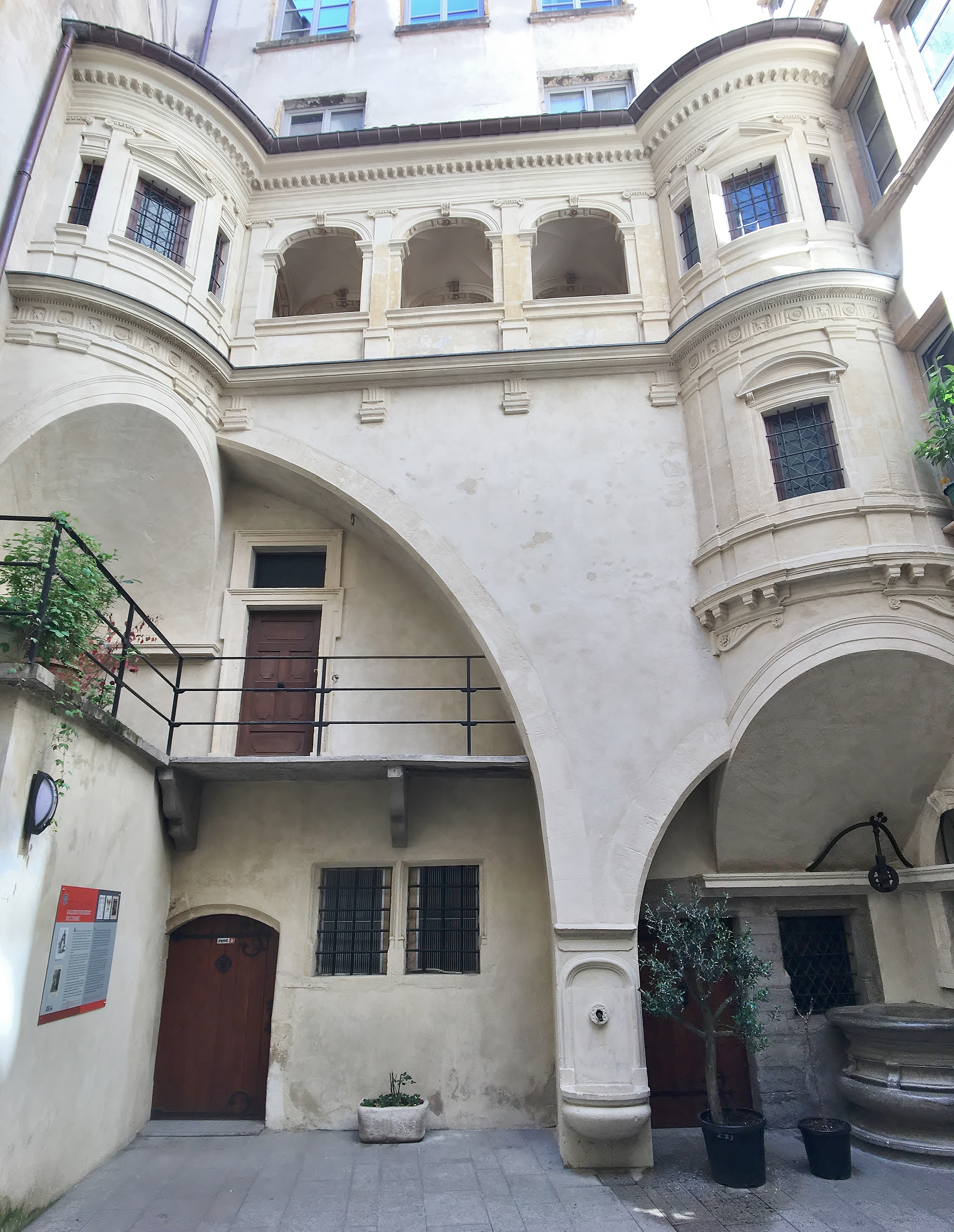
Galerie de Philibert Delorme à l'hôtel Bullioud (Lyon, 1536).
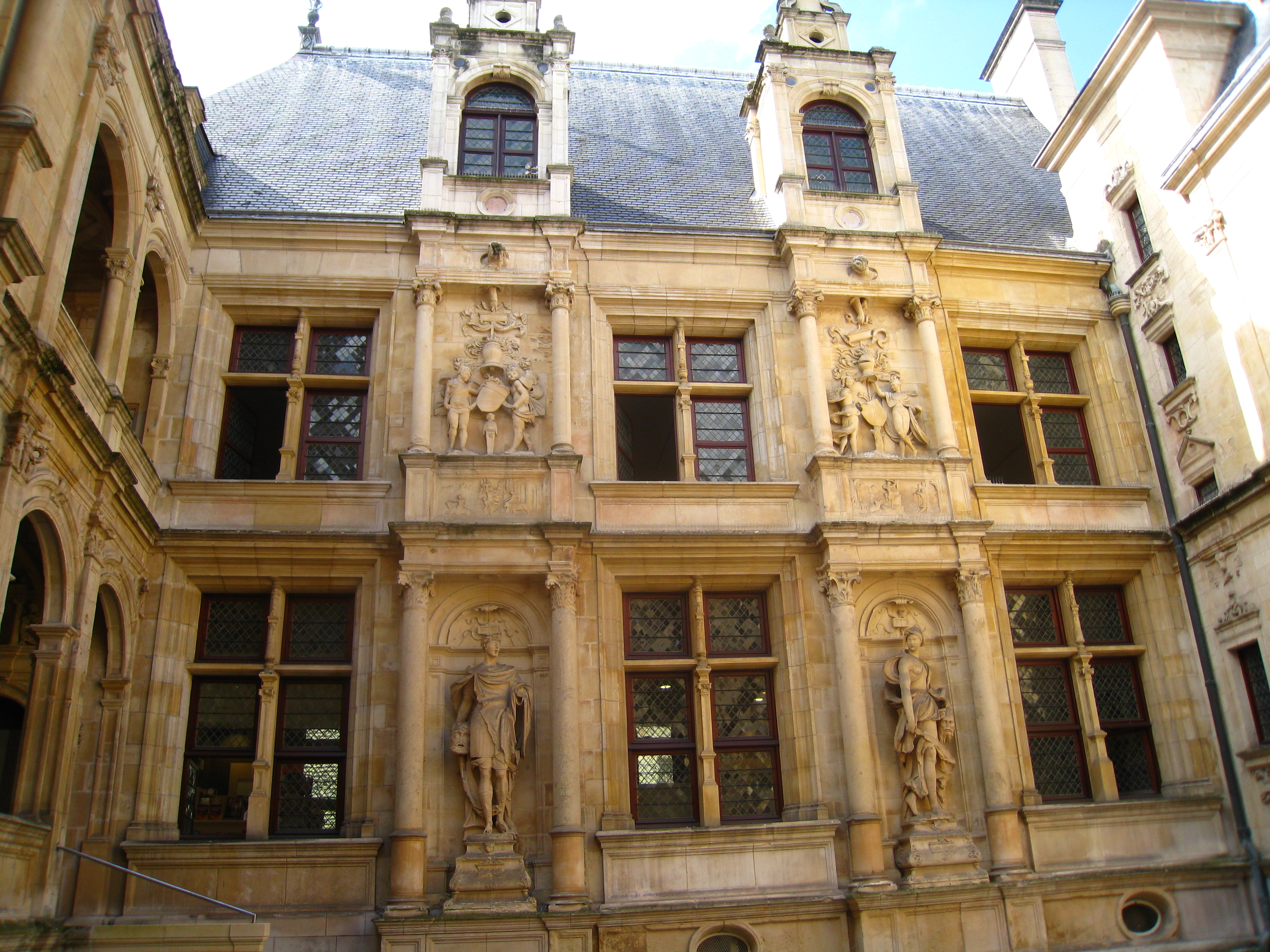
Cour de l'hôtel d'Escoville à Caen (1533-1540).
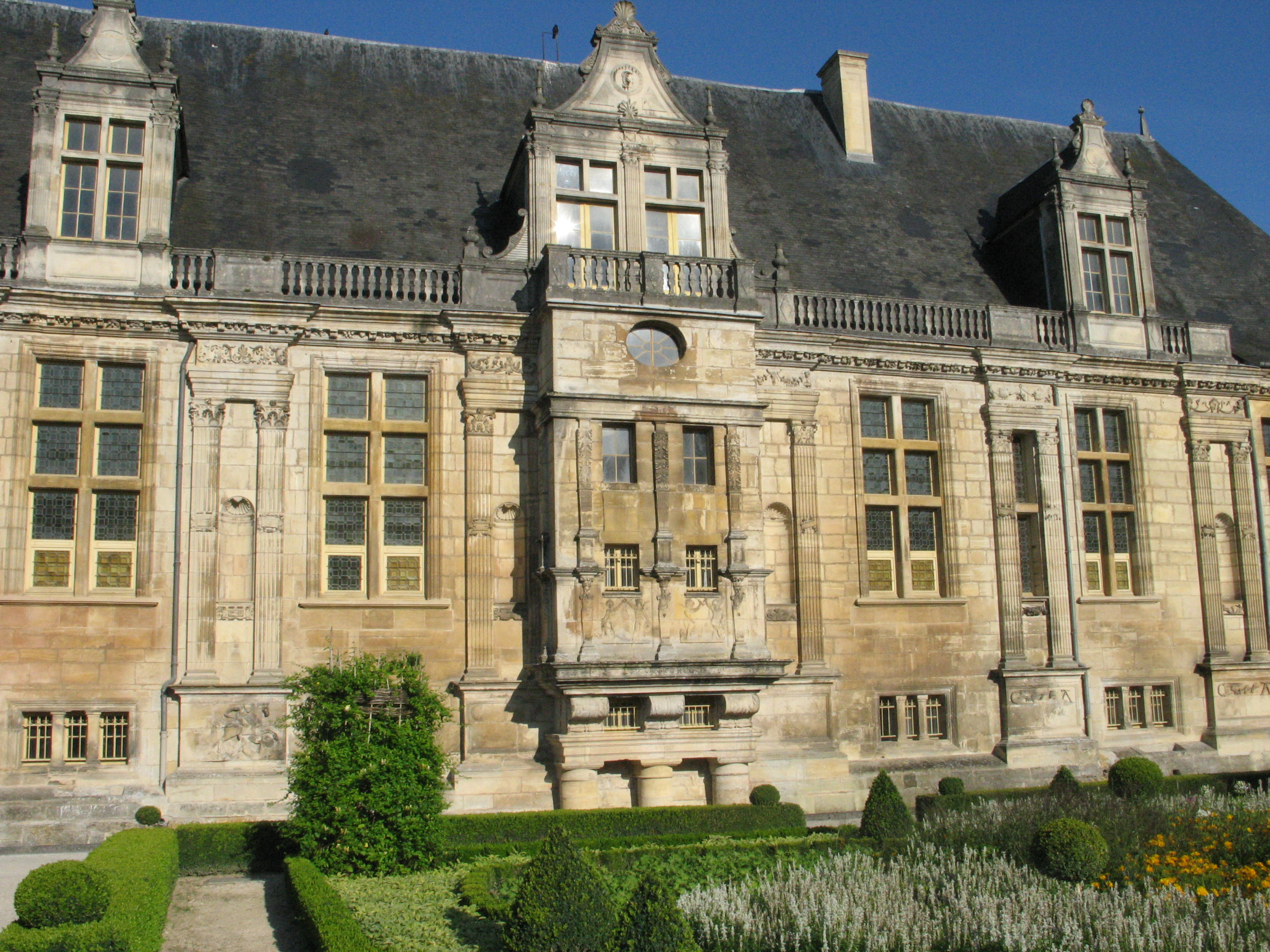
Le château du Grand Jardin (1533-1546).
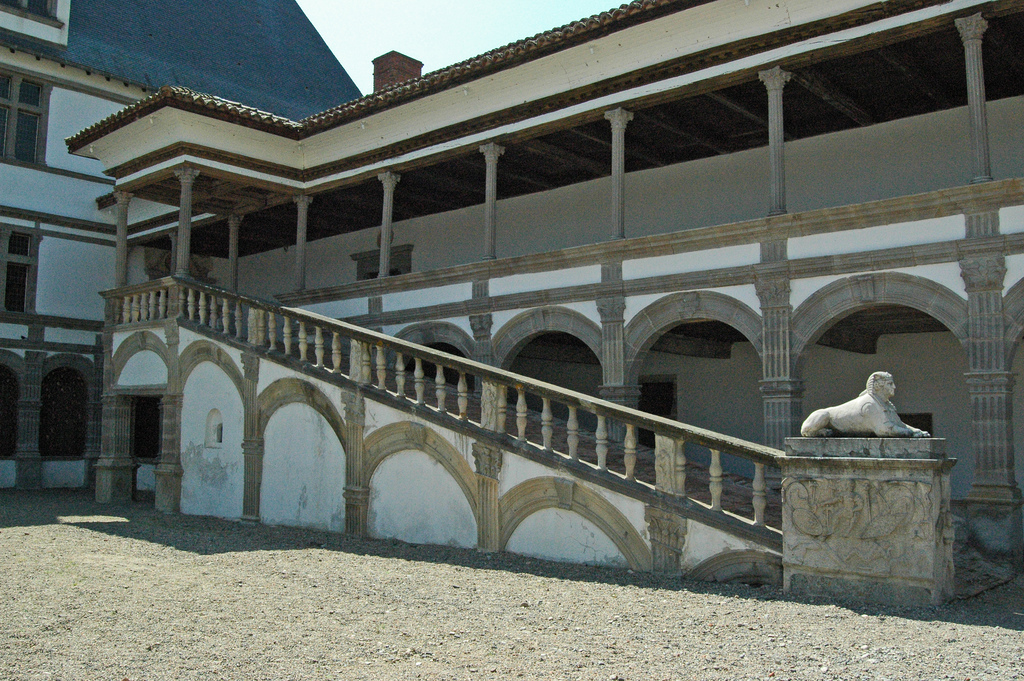
Le château de la Bastie d'Urfé (1536-1558).
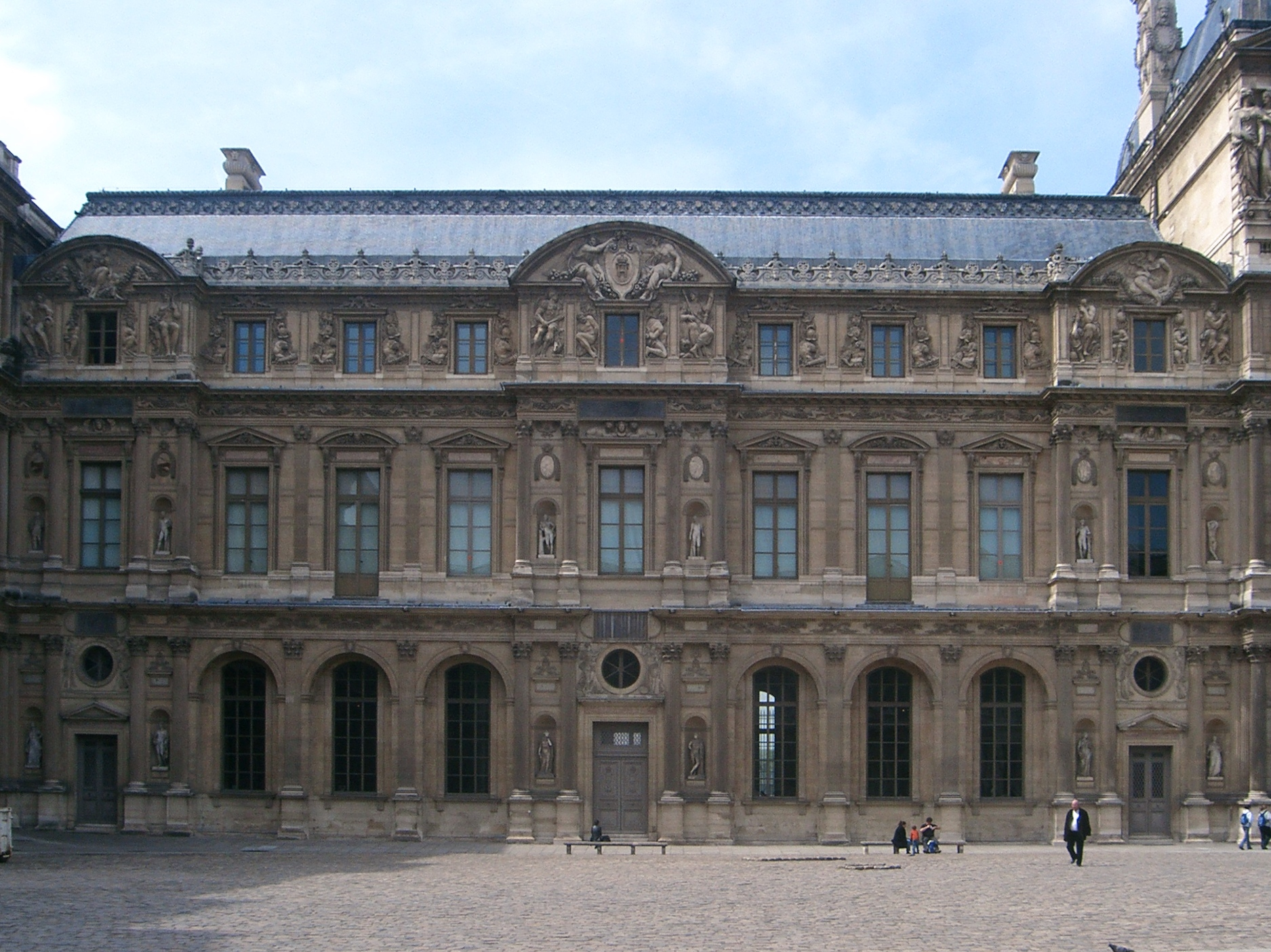
L'aile dite Lescot du palais du Louvre (1546-1556).
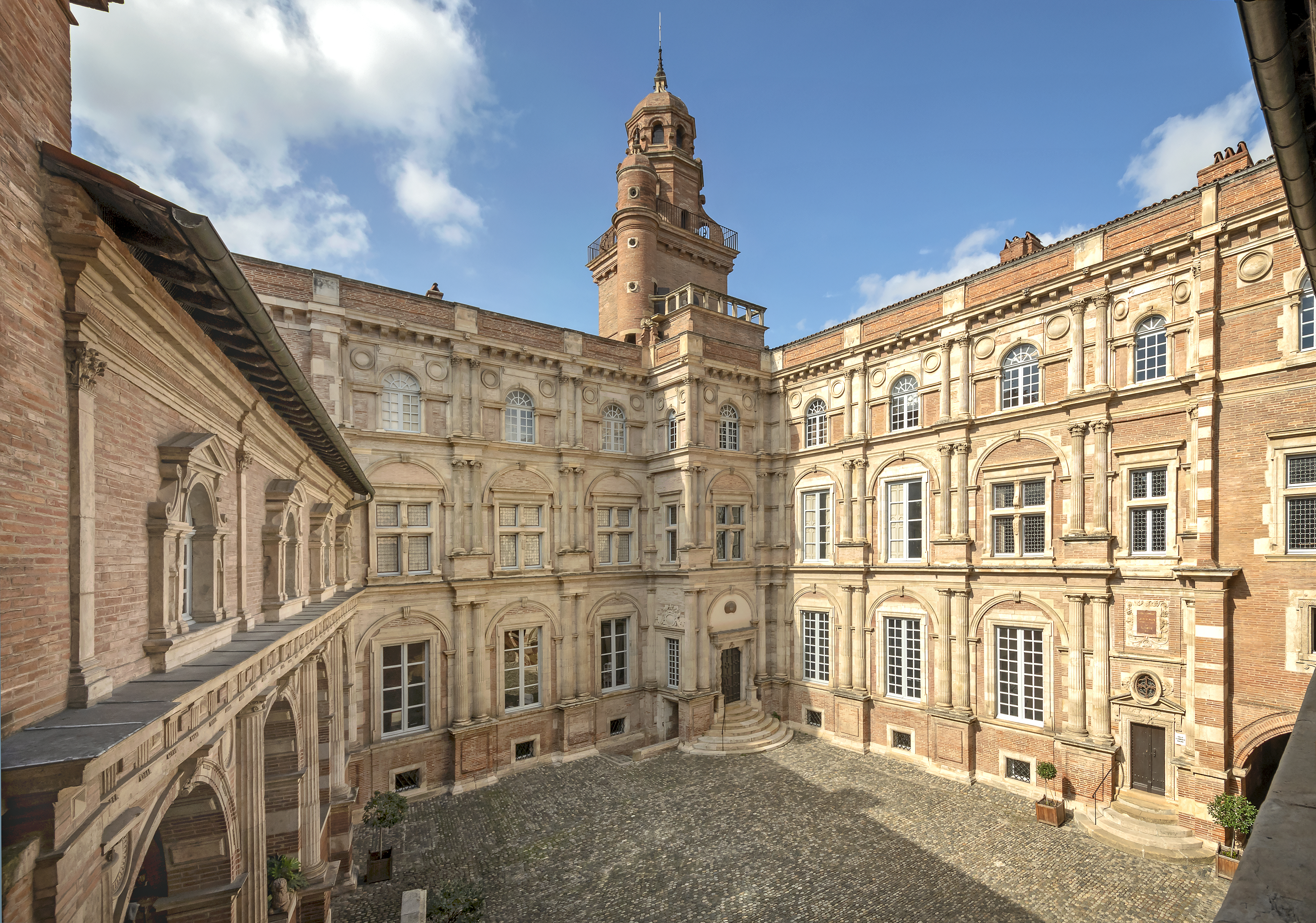
L'hôtel d'Assézat à Toulouse (1555-1556).
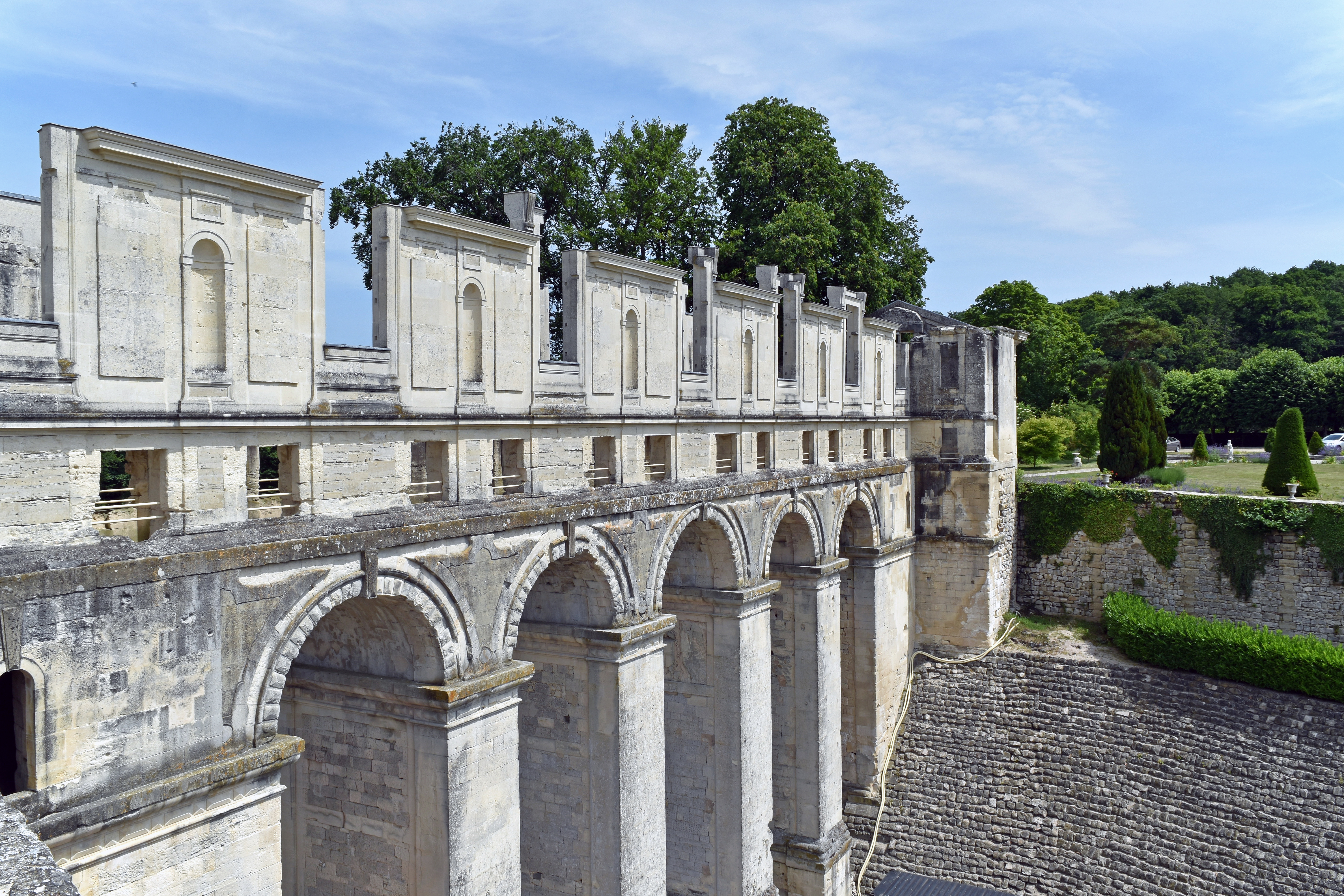
Le château de Fère-en-Tardenois (vers 1560).
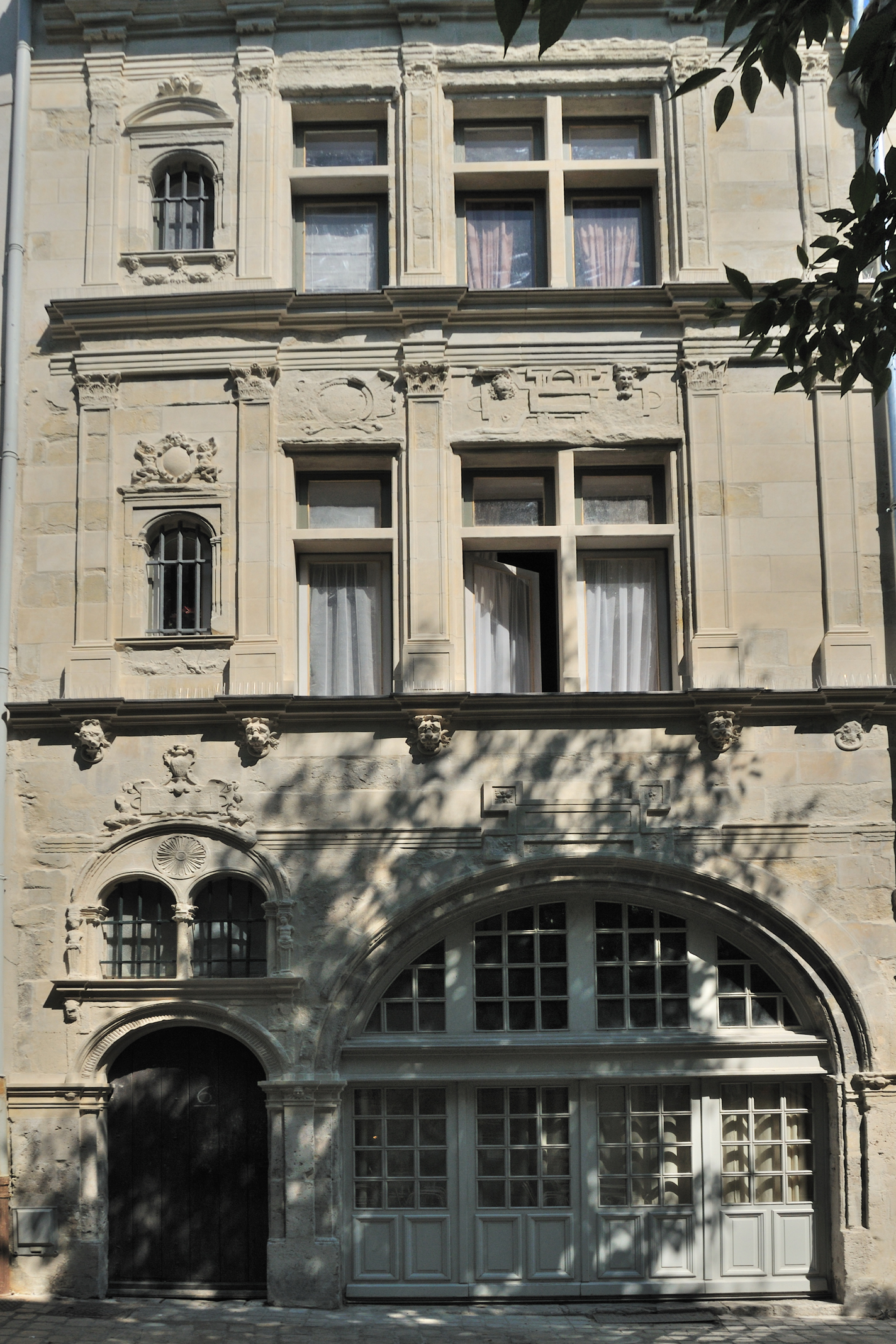
La maison de Jean d'Alibert à Orléans (vers 1560).
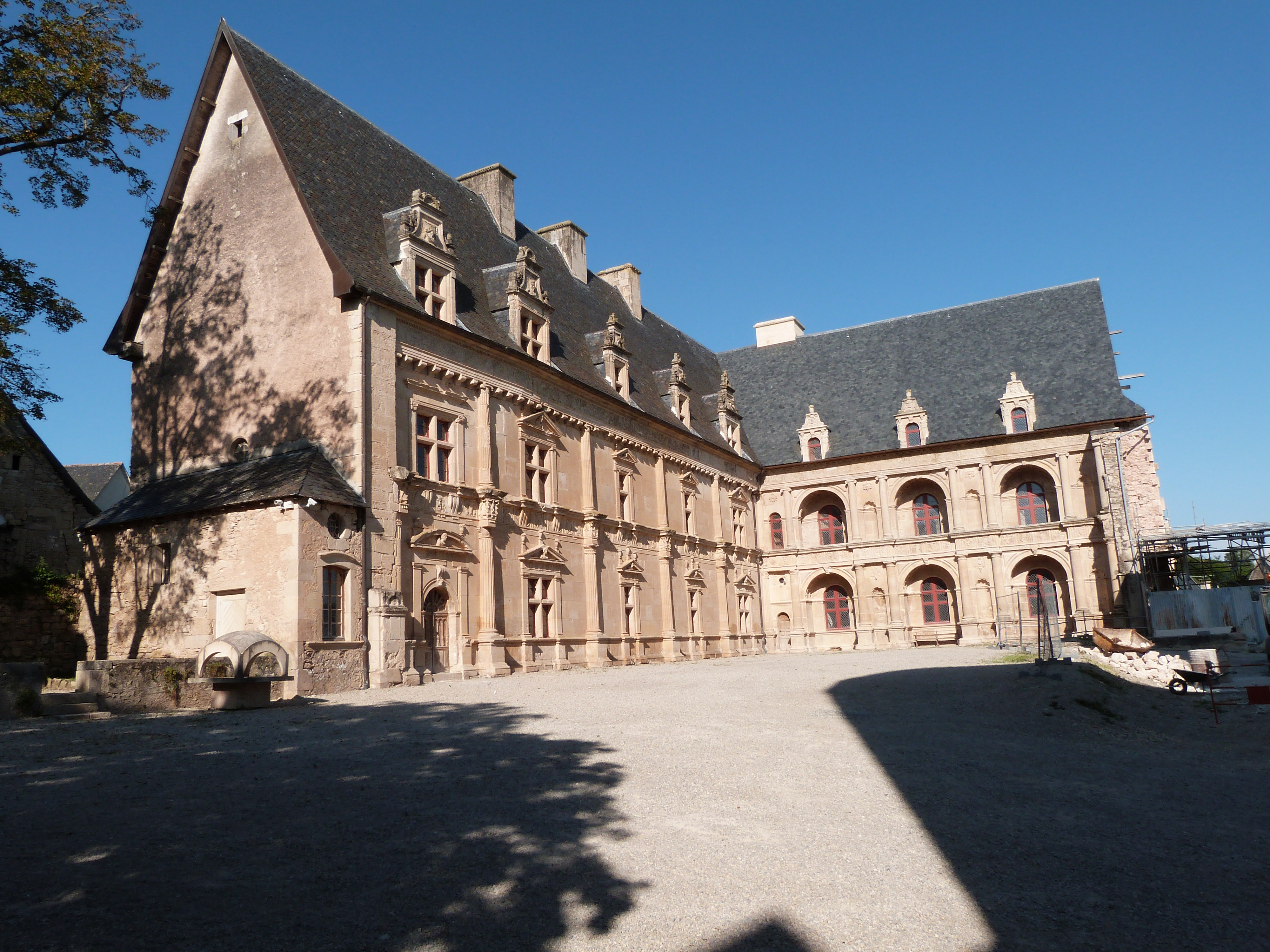
Le château de Bournazel (milieu XVIe s.)

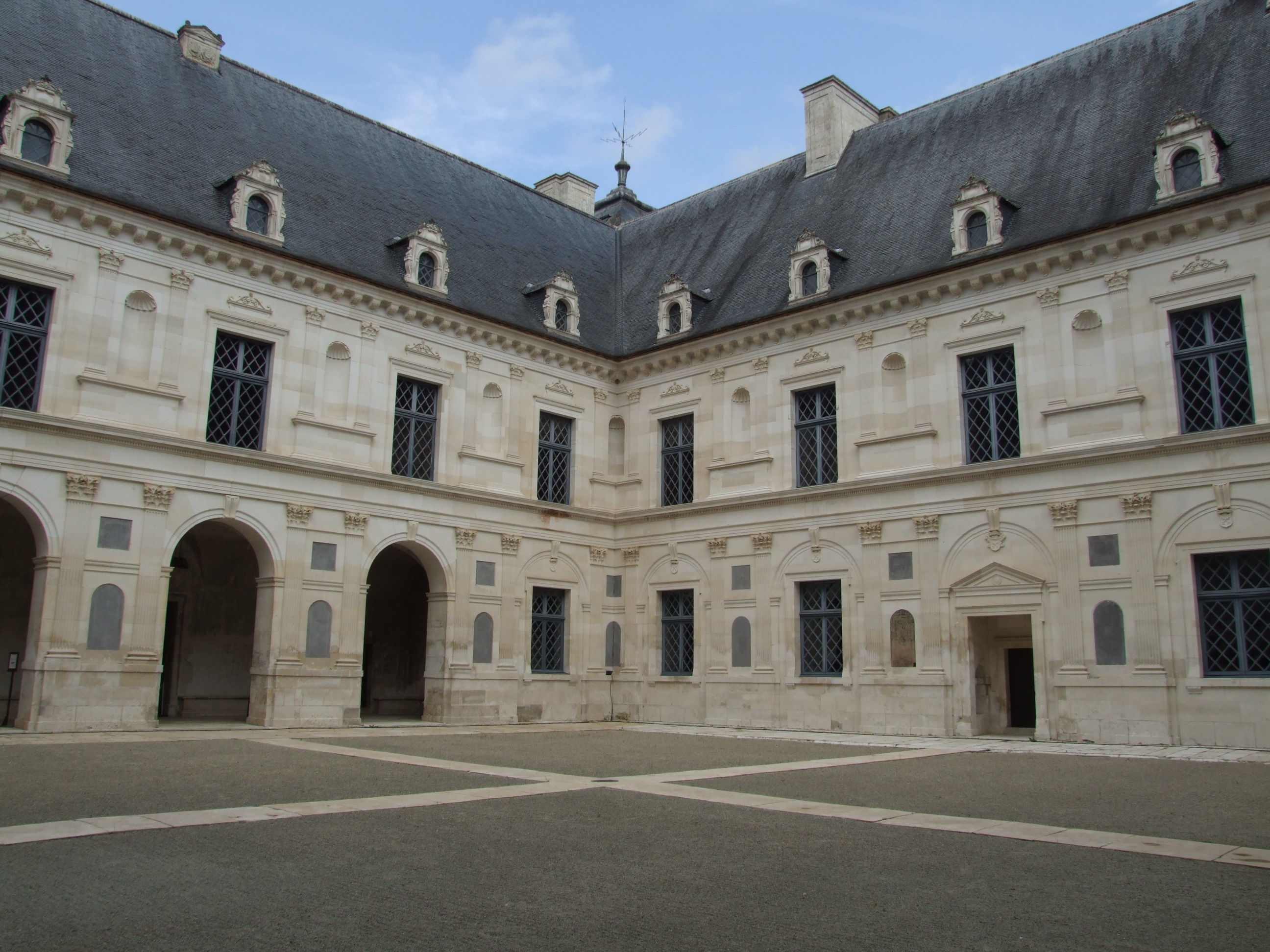
Le château d'Ancy-le-Franc (1538-1546).

La Seconde Renaissance, autrefois dit « style Henri II », marque à partir de 1540 la maturation du style apparu au début du siècle ainsi que sa naturalisation tandis que le Val de Loire se retrouve relégué en conservatoire des formes de la Première Renaissance. Cette nouvelle période se développe alors principalement durant les règnes de Henri II, François II puis Charles IX, pour ne s'achever que vers 1559-1564, au moment même où commencent les guerres de Religion, qui seront marquées par le massacre de la Saint-Barthélemy et la contre-réforme catholique.
Alors que la Première Renaissance est peu à peu acceptée en province, toute une série d'innovations se font sentir, en Île-de-France.
À partir de 1540, le Classicisme progresse, à la suite de la venue en France de Serlio (1475-1555) : Bien que son œuvre architecturale reste limitée, son influence est considérable par la publication de son Traité d'Architecture (1537-1551). Grâce à ses œuvres gravées, il est un des premiers à initier les autres artistes à la beauté des monuments de l'antiquité, contribuant ainsi à faire évoluer plans et décors vers plus de sobriété et de régularité. Pour autant, l'architecture française continue de garder des traits propres qui séduisent Serlio : les lucarnes « sont de grand ornements pour les édifices comme une couronne » et les grands combles couverts d'ardoise bleutées sont « des choses très plaisantes et nobles ».

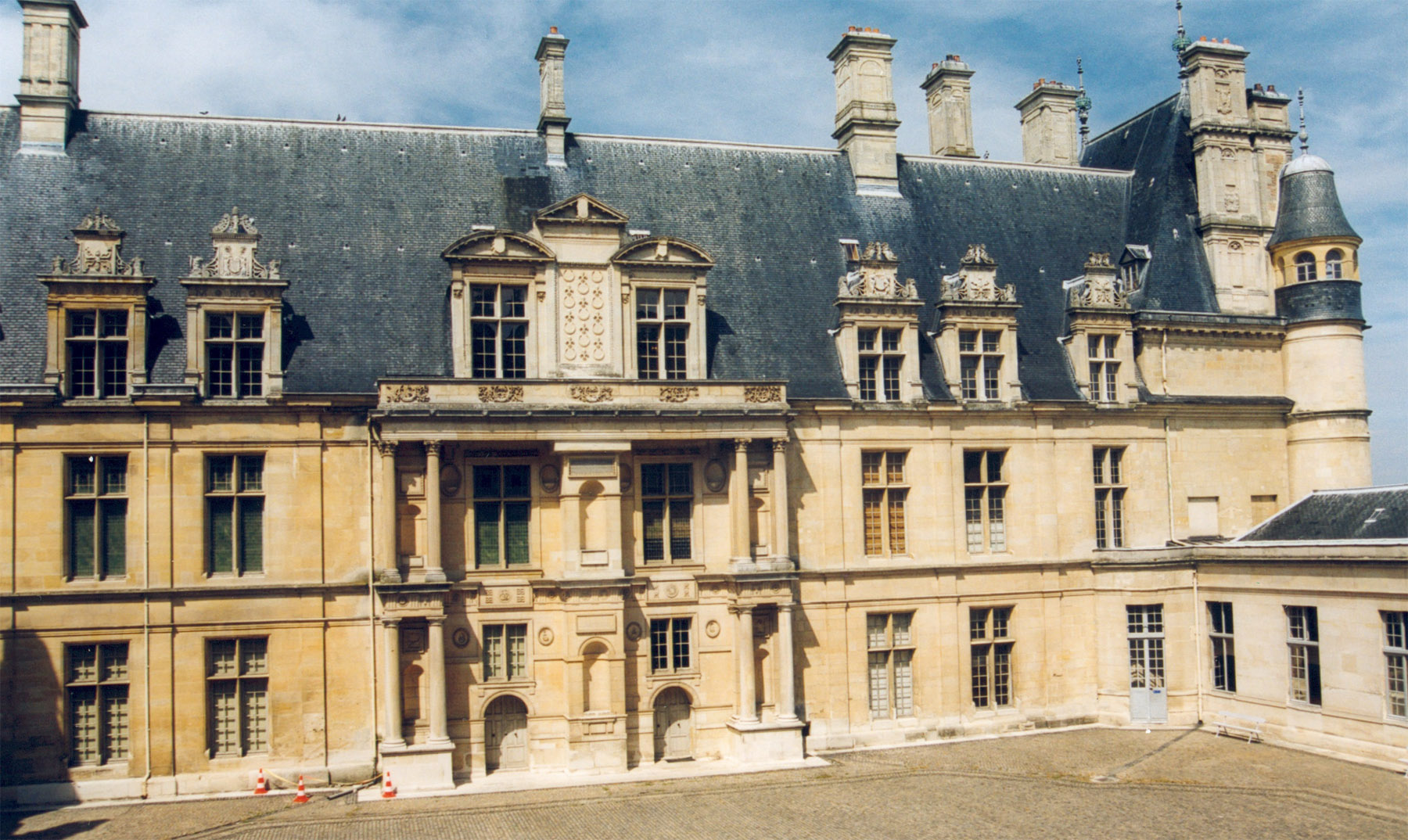
Façade de l'aile Nord du château d'Écouen par Jean Bullant (1532-1567).

Les architectes qui à l'époque du style Louis XII et de la Première Renaissance, étaient des maîtres-maçons traditionalistes et plein de verve, deviennent dès lors, des savants et des lettrés dont certains effectuent leur voyage d'études en Italie.
Marquant un véritable tournant stylistique, cette nouvelle génération d'artistes opère une synthèse originale entre les leçons de l'antiquité, celle de la Renaissance italienne et les traditions nationales. Parmi les plus célèbres, Philibert Delorme est auteur de l'Hôtel Bullioud à Lyon, des châteaux de Saint-Maur-des-Fossés et d'Anet ainsi que de la chapelle de Villers-Cotterêts ; Pierre Lescot édifie l'aile Renaissance du Palais du Louvre et l'Hôtel de Jacques de Ligneris (musée Carnavalet) ; Jean Bullant construit les châteaux d'Écouen et de Fère-en-Tardenois ainsi que le Petit Château de Chantilly.

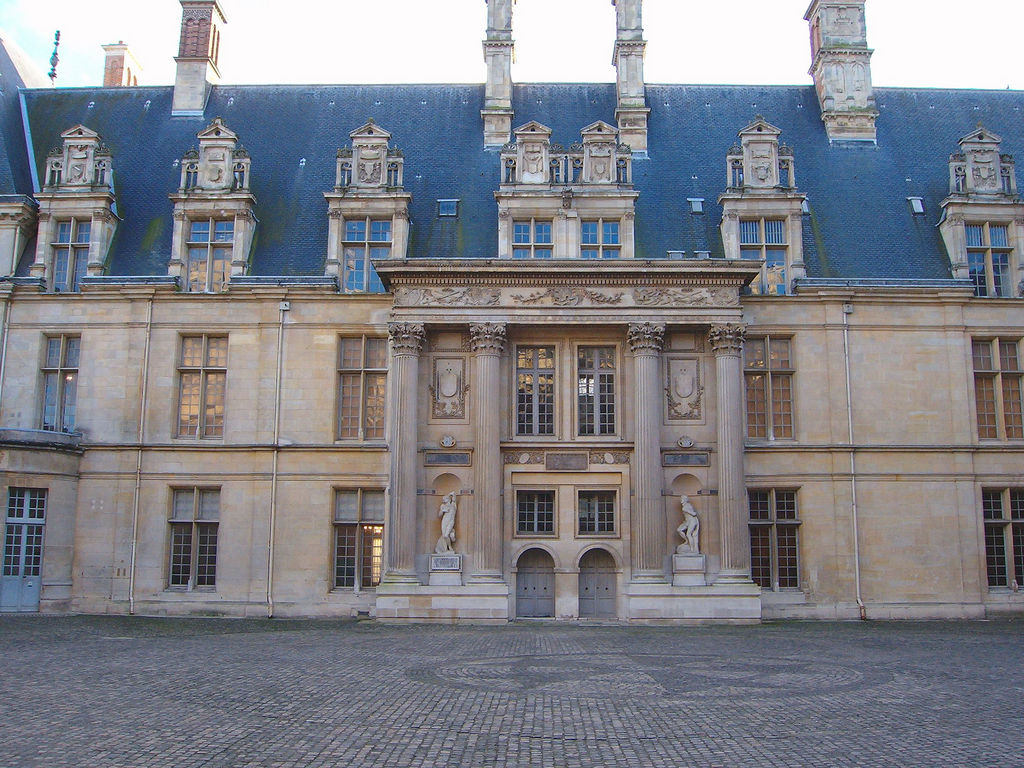
Façade de l'aile Sud du château d'Écouen avec les moulages des Esclaves de Michel-Ange dont les originaux ont été emportés au Louvre (1532-1567).

Ces architectes collaborent désormais étroitement avec les sculpteurs et définissent une architecture et un décor savants, préférant la beauté des lignes à la richesse de l'ornementation : Cellini sculpte pour la Porte dorée, le relief en bronze de la Nymphe de Fontainebleau ; son œuvre typiquement « maniériste », fait grande impression en France et influence probablement Jean Goujon, réalisateur de la fontaine des Innocents et de la décoration de la façade du Louvre ; L'influence maniériste imprègne également l'œuvre de Pierre Bontemps, chargé du Tombeau de François Ier à Saint-Denis ainsi que du monument du cœur de François Ier.
En Bourgogne, le château d'Ancy-le-Franc (1538-1546) est l'une des premières réalisations à répondre à cet idéal nouveau. Œuvre de l'architecte Serlio, ce château construit pour Antoine III de Clermont, de 1538 à 1546, marque une évolution vers le classicisme en France. Avec cet édifice commence alors sur le sol français ce que l'on appelle : « l'architecture modulaire ». Seuls ici les légers frontons à enroulement des fenêtres du premier étage, rappellent la Première Renaissance. Pour le reste, rien ne vient distraire l'ordonnance uniforme des baies en arcades ou en fenêtres, séparées par une travée de pilastres jumelés, renfermant une niche et montés sur un haut stylobate. Cette alternance d'une baie principale et d'une baie secondaire (ici feinte puisque représentée par une niche) encadré de pilastres représente un des premiers exemples en France de la « travée ryhmique » traitée avec une telle franchise et une telle rigueur. Ce nouveau style inspirera un peu plus tard l'architecte du château de Bournazel lors de l'édification du portique est.

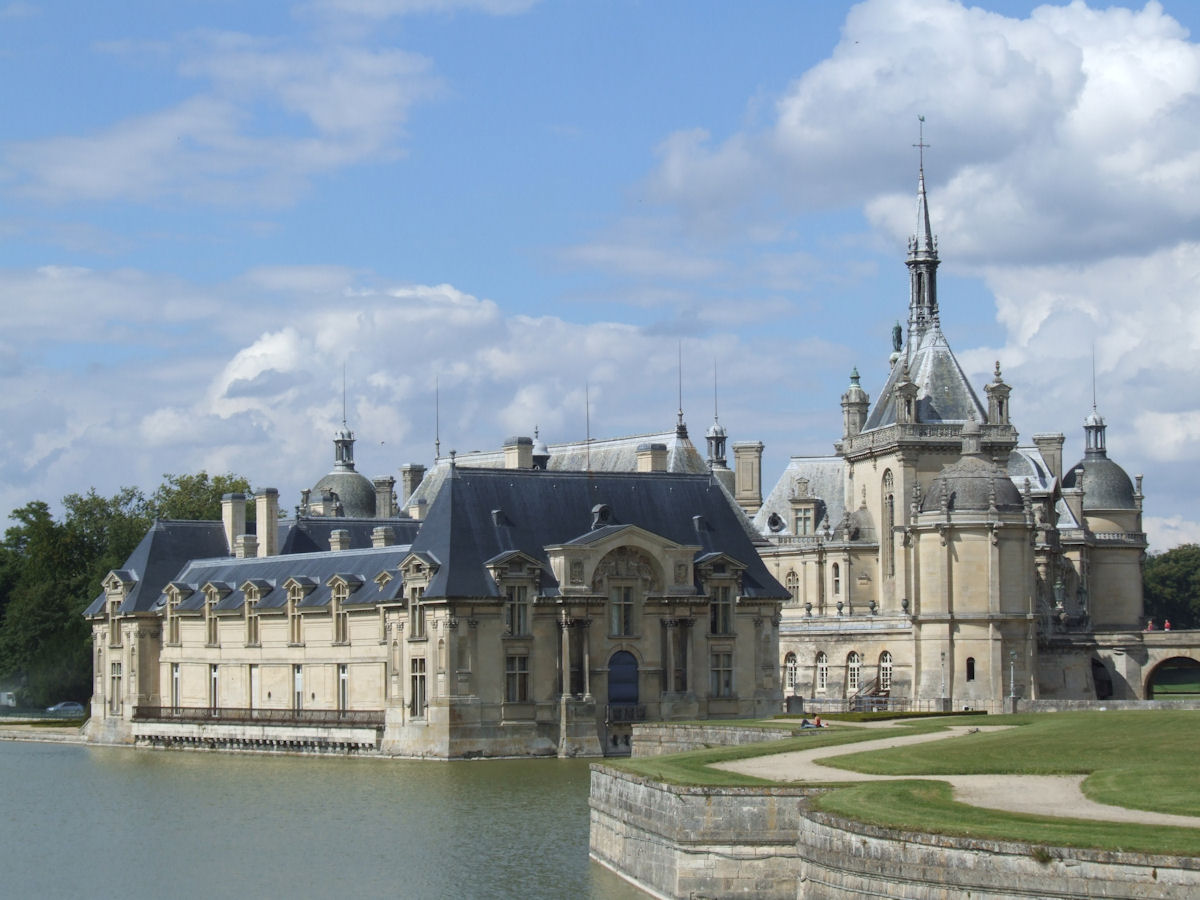
La Capitainerie, surnommée le Petit Château de Chantilly (1551).

Cette exigence de clarté se poursuit au château d'Écouen (1532-1567), en Île-de-France. Il suffit de comparer cet édifice avec un château de la Première Renaissance, tel qu'Azay-le-Rideau pour constater les différences profondes entre les architectures des deux époques. Tout l'appareil défensif machicoulis ou le chemin de ronde d'Azay-le -Rideau disparaissent purement et simplement au château d'Écouen. Les tours d'angle de Chambord deviennent comme à Ancy-le-Franc et Villandry, de simples pavillons carrés. Il en va de même pour l'ornementation. Il suffit de comparer les lucarnes d'Écouen, avec celles du Val de Loire, pour se rendre compte du chemin parcouru. À l'étagement de pinacles, de niches à coquilles et de petits arcs-boutants de la Première Renaissance, succède une composition de lignes épurées très sobrement ornées, où les cannelures antiquisantes remplacent dans les pilastres, les rinceaux et arabesques de l'époque de François Ier : Un style sévère succède alors aux grâces légères de la Première Renaissance. Reprenant une disposition déjà observée à Villandry, le château présente une disposition moderne par la régularité de son plan quadrangulaire où les pavillons s'articulent harmonieusement. Pour aérer l'espace intérieur, une aile basse ferme la cour. L'entrée se fait alors par un avant corps surmontée d'une loggia où la statue équestre d'Anne de Montmorency reprend les compositions observées aux châteaux de Gaillon et d'Anet. L'édifice tout entier s'isole grâce à un fossé bastionné rappelant la charge militaire du propriétaire. Le fond de la cour n'est plus constitué d'un corps de logis mais d'une simple galerie d'apparat reliant deux ailes d'appartements, dont ceux du Roi et de la Reine donnent sur la plaine de France. Au niveau inférieur, des bains collectifs se développent comme à Fontainebleau, connectés à des aires de loisirs (jardin, jeu de paume). La façade de l'aile Nord, reprise par Jean Bullant, présente une superposition nouvelle d'ordres réguliers, surmontée par une corniche classique inspirée de l'antiquité. Pour autant, les recherches réalisées sur la façade sud afin de s'adapter aux proportions des statues des esclaves de Michel-Ange, offertes par Henri II, lui donne l'opportunité d'utiliser pour la première fois en France l'ordre colossal : les colonnes occupant désormais les deux niveaux jusqu'à la base de la toiture, sont inspirées du Panthéon de Rome et se voient surmontées d'un entablement classique, créant l'illusion d'un monument antique. Même si l'influence des réalisations de Michel-Ange au Capitole et à Saint-Pierre de Rome sont manifestes, les références à la Renaissance italienne s'effacent peu à peu devant les exemples du monde romain.

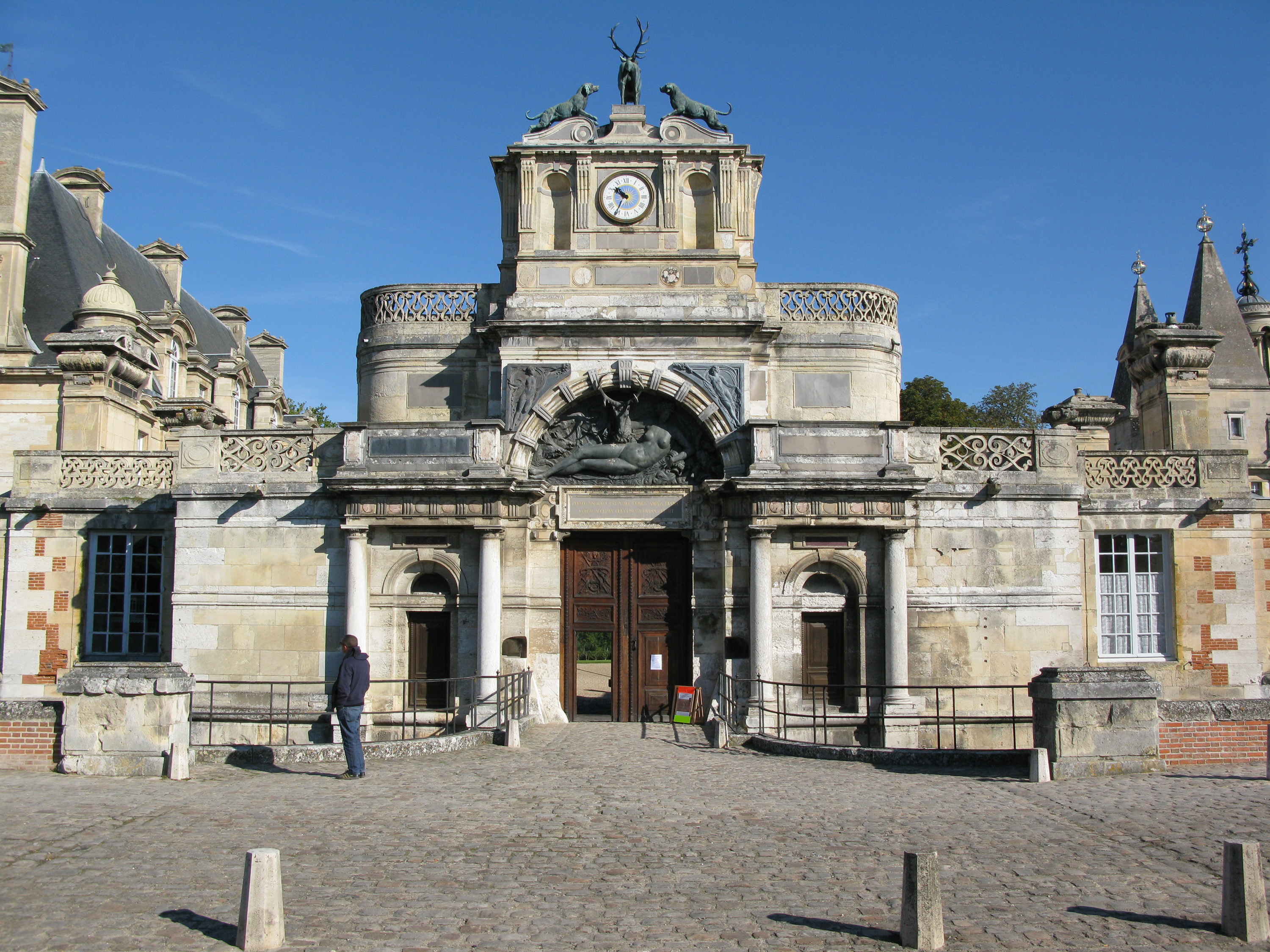
Porte triomphale du château d'Anet (1552).

L'aile Lescot du Louvre, entreprise à partir de 1546, est le chef-d'œuvre de la Deuxième Renaissance. Cette œuvre de Pierre Lescot, architecte antiquisant, fut décorée par Jean Goujon. L'escalier prévu initialement au centre du corps de logis se voit déplacé à la demande d'Henri II dans l'optique de créer une grande salle où prennent places des cariatides grecques, moulées à la demande de Jean Goujon, sur l'Erechthéion de l'Acropole d'Athénes. À la manière d'un manifeste du style français, prôné par Lescot, la façade présente une superposition d'ordres classiques nouveaux sans pour autant atteindre la régularité italienne : à mesure que l'on monte, les proportions se font de plus en plus fines, et l'idée de couronner les deux ordonnances superposées d'un large bandeau décoré, aboutit à acclimater en France, l'étage d'attique si prisé en Italie, tout en utilisant pour la première fois des combles brisés « à la française », afin de donner l'illusion d'un comble droit. Malgré leur peu de saillie, les avant-corps, dernier souvenir des tours médiévales, suffisent à « animer » la façade. Les admirables sculptures de Jean Goujon contribuent à faire de cet édifice une œuvre unique. Au rez-de-Chaussée, les arcatures en plein cintre encadrées de pilastres provoquent l'accentuation des verticales et des horizontales tandis que le jeu de double supports encadrant une niche ornée d'une médaille, représente une disposition qui deviendra typique dans l'architecture française.

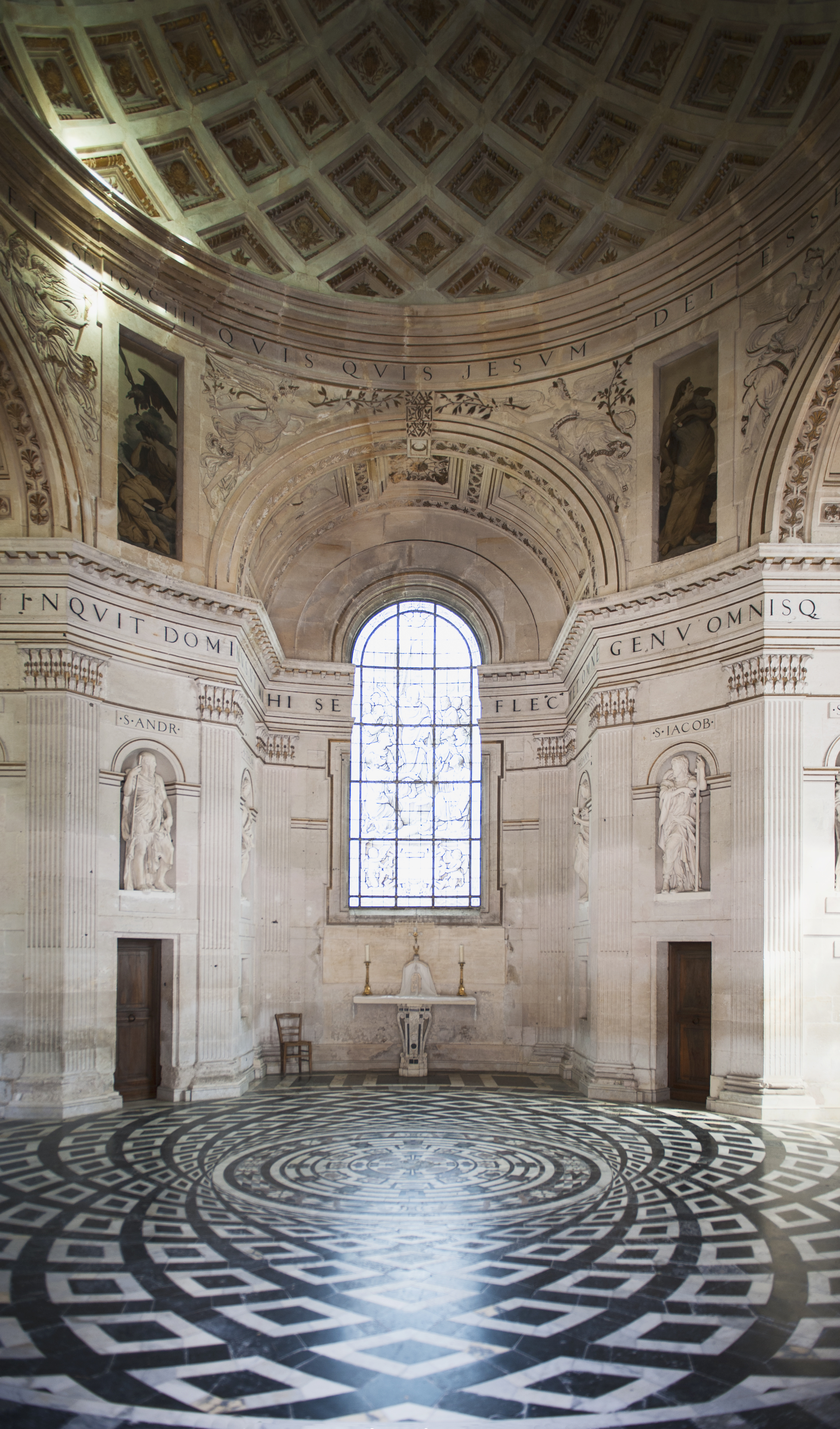
Chapelle d'Anet (1549-1550).

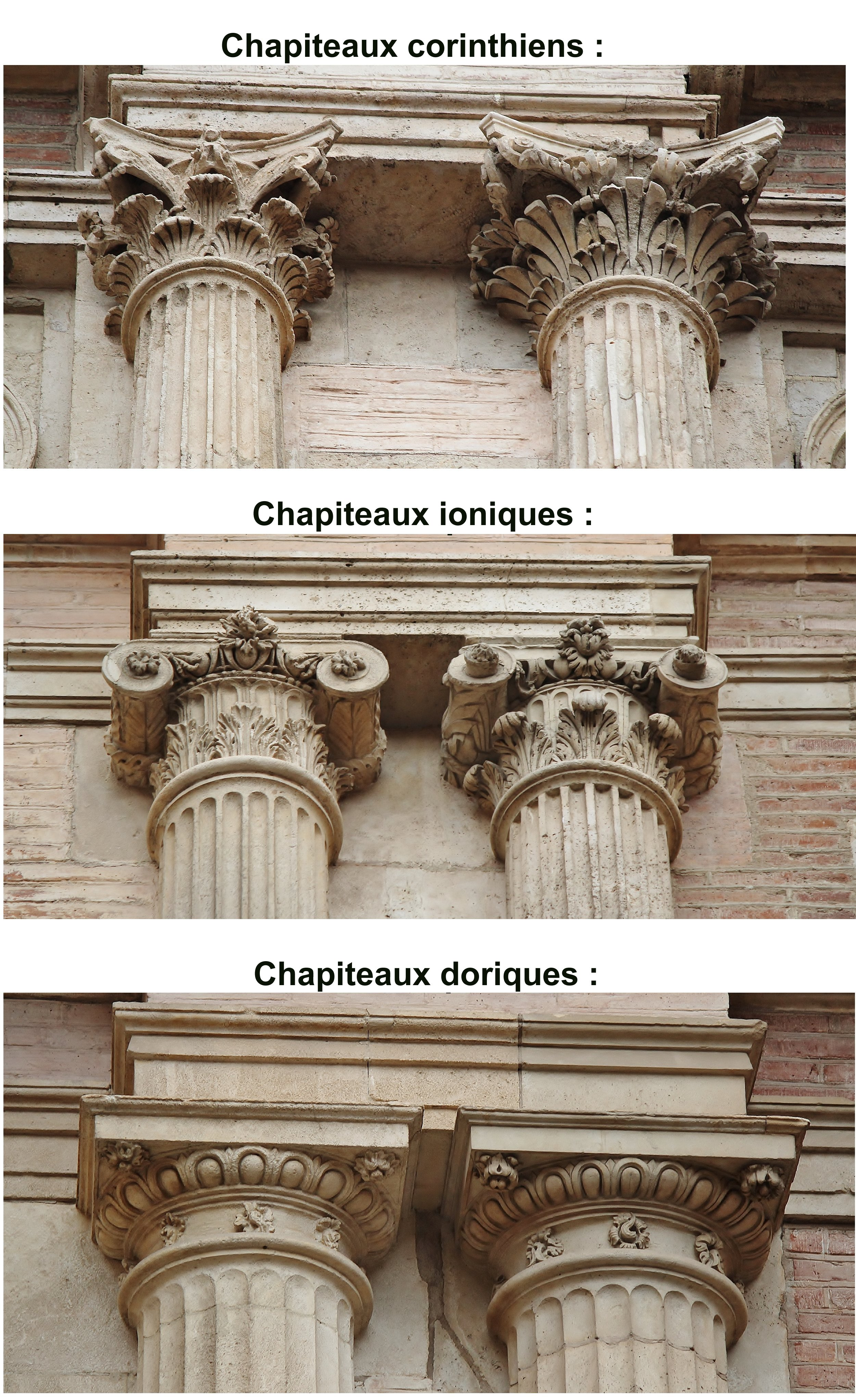
Superposition des trois ordres classiques à chaque étage de l'hôtel d'Assézat (1555-1556).

Autre réalisation majeure de cette période, le château d'Anet, est réalisé par Philibert Delorme, aux frais du Roi, pour Diane de Poitiers, maîtresse d'Henri II. Détruit à la Révolution, il ne subsiste aujourd'hui sans alternations que la chapelle et les trois ordres superposés conservés à l'École des Beaux-Arts de Paris. Devenu typique de la Seconde Renaissance, le plan quadrangulaire présente un logis situé face à l'entrée. Des fossés bastionnés, comme à Écouen possèdent des canons pour la fête et l'apparat. L'entrée de forme pyramidale, est une réminiscence italienne représentant un arc de triomphe réinterprété par Delorme. Quatre colonnes ioniques supportent un arc tombant sur une architrave tandis que les colonnes des passages latéraux sont inspirées du Palais Farnèse de Sangallo le jeune. Sous le découpage des balustrades, un jeu de polychromie de matériaux, encadre la nymphe réalisée par Cellini pour la porte Dorée de Fontainebleau. Au sommet, un groupe d'automates, disparu, marquait les heures. Partout Philibert Delorme exprime son goût pour les inventions bizarres inspirées des capriccio de Michel-Ange : sous cette influence, apparaît une utilisation inédite de volumes arrondis tandis que de nombreux détails tels que les frontons à enroulements ou les pilastres en gaine, révèlent une connaissance approfondies des œuvres Michel-Angelesques. C'est ainsi que les cheminées, dites « en sarcophage », se développant de part et d'autre de l'édifice, semblent comme un lointain souvenir des tombeaux des Médicis à Florence. Situé au fond de la cour, le corps du logis central, par sa superposition d'ordres donne un aspect ascensionnel tout en reprenant la même superposition d'ordres canoniques, observée sur l'aile nord d'Écouen : on y retrouve d'ailleurs le même type de statues à l'antique placées dans des niches encadrées par un double support. Aux ordres classiques, Delorme préfère créer un ordre inhabituel : La colonne baguée présentée par l'architecte comme la solution d'un problème technique permettant de masquer les joints des colonnes appareillées. Cette invention exprime aussi la nouvelle maturité de l'architecture française avec la réflexion sur la création d'un « ordre français », idée abandonnée à la mort d'Henri II, mais reprise par Jules Hardouin-Mansart lors de la construction de la galerie des Glaces du château de Versailles.
La chapelle du château d'Anet reste la réalisation la plus novatrice. C'est la première fois en France, que l'on utilise le plan centré. Si le découpage de niches entourées de pilastres est influencé des réalisations contemporaines de Bramante et de Michel-Ange, la frise qui la surmonte est inspirée de Sangallo. Les sculptures sont peut-être de Jean Goujon. L'édifice sert d'écrin aux émaux de François Ier et aux apôtres de Scibec de Carpi. La voûte de la coupole développe un décor comportant une imbrication de cercles se reflétant, d'une façon octogonale, sur le pavement du sol. Ce motif, inspiré par les éléments fréquemment rencontrés dans les mosaïques romaines montre la volonté de surpasser le modèle italien en se référant directement aux réalisations antiques, afin de créer une architecture originale à la française.

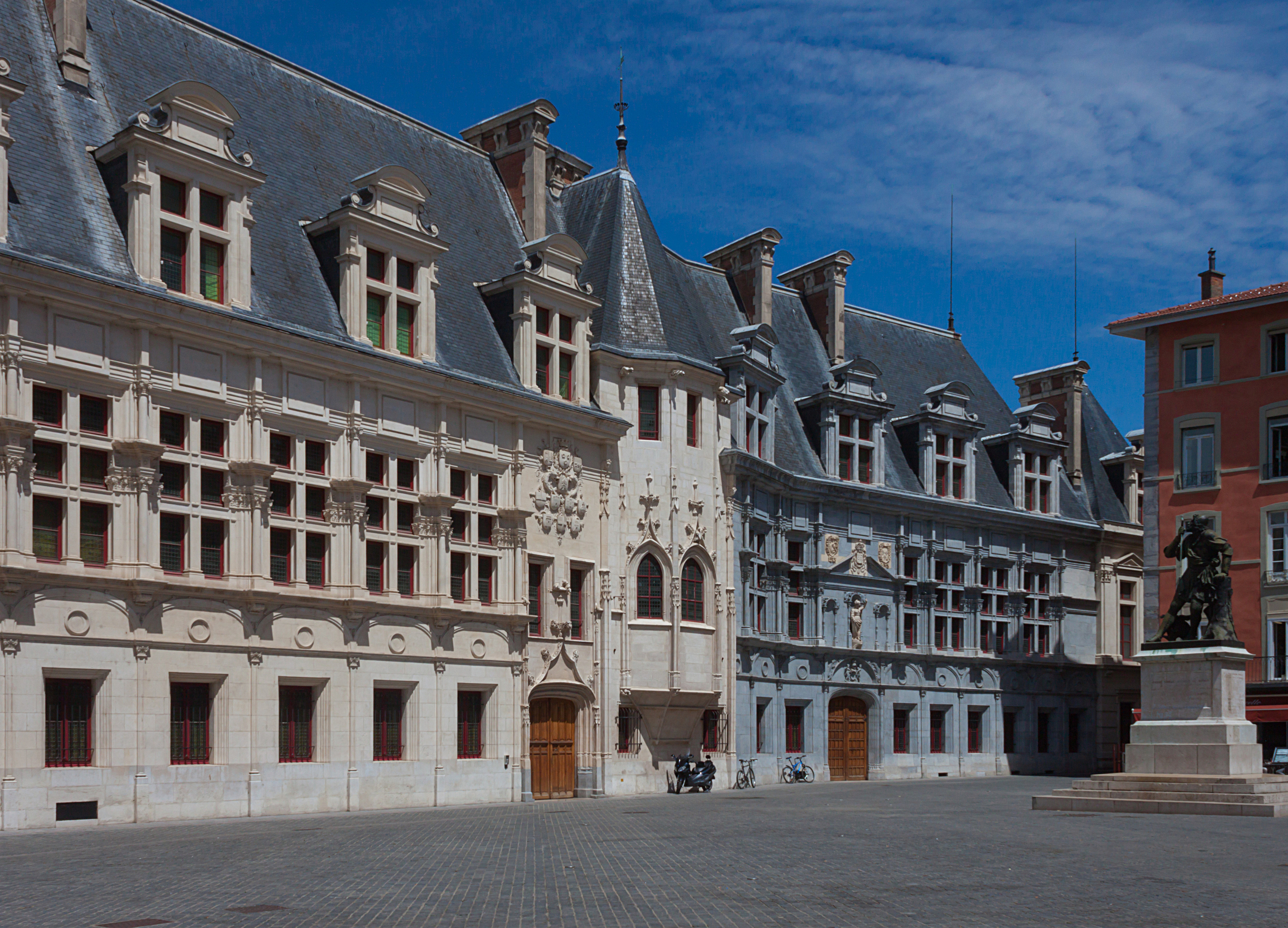
Partie droite en bleu du palais du parlement du Dauphiné (1539-1562).

Parallèlement à ces grands chantiers royaux, les grandes demeures citadines participe à la naturalisation de ce nouveau style : Sous l'impulsion de la Seconde Renaissance, tout le somptueux décor de rinceaux et de médaillons démesurés et plein de verve ornant la galerie de l’hôtel Chabouillé de Moret-sur-Loing, disparaissent face au système des proportions modulaires, strictement appliqué à l'entablement de la « maison de Jean d'Alibert » à Orléans, où des cartouches à découpures inspirés de l'École de Fontainebleau surmontent les fenêtres. Répondant à une exigence de clarté recherchée au cours de cette période, les hôtels particuliers se développent alors entre cour et jardin comme à Paris, notamment à l'hôtel Jacques de Ligneris (musée Carnavalet).
Le nouveau style ne tarde pas à se répandre dans toute la France : dans le Val de Loire, au château de la Bastie d'Urfé (ou Bâtie d’Urfé), en Bourgogne, au casino du Grand Jardin de Joinville (avant 1546), en Aveyron, au château de Bournazel (1545-1550) ou encore en Normandie à l'hôtel d'Escoville de Caen (1537). Au Mans et à Rodez, l'influence du Vitruvien, Guillaume Philandrier, est probable. À Toulouse l'architecte Nicolas Bachelier se met au service de tout un milieu humaniste, parmi ses réalisations les plus célèbres on peut citer le château de Saint-Jory (1545) mais surtout le bel exemple des trois ordres superposés de l'hôtel d'Assézat (1555-1556). Certains bâtiments publics comme le palais du parlement du Dauphiné (1539) à Dijon ou le palais Granvelle et l'hôtel de ville à Besançon participent également de la Seconde Renaissance.
Si l'architecture religieuse reste fidèle aux structures et aux voûtes gothiques (cathédrale du Havre, Saint-Eustache de Paris), beaucoup d'églises modernisent leur façade principale ou latérale par un frontispice « à l'antique » (Rodez, Gisors, Saint-Aignan de Chartres), et traitent leur jubé comme un arc de triomphe (Sainte-Chapelle de Paris, Saint-Pierre de Maillezais).

### Le maniérisme (1559/1564 au début duXVIIesiècle)

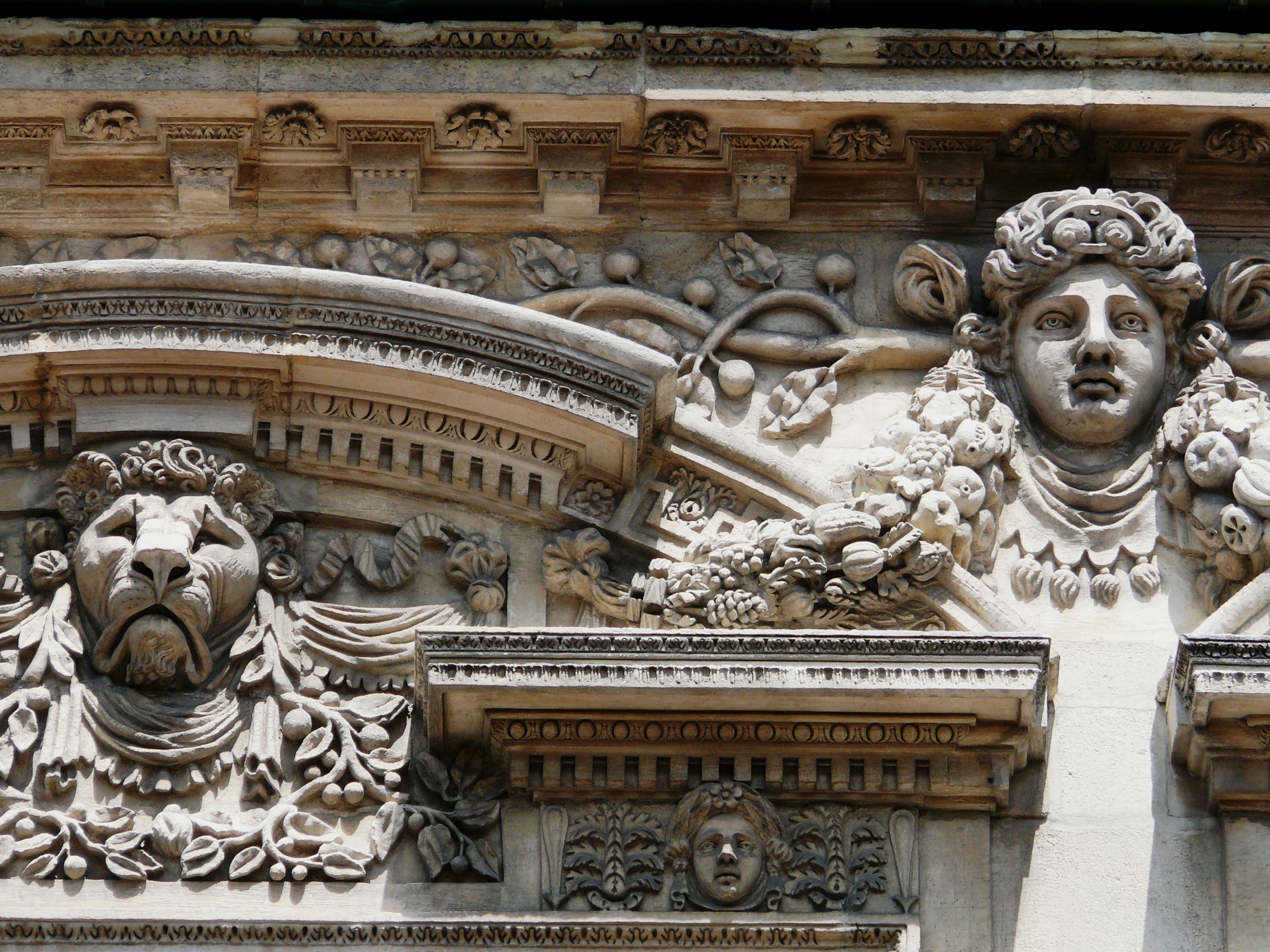
Maison Maillard à Dijon (1561).
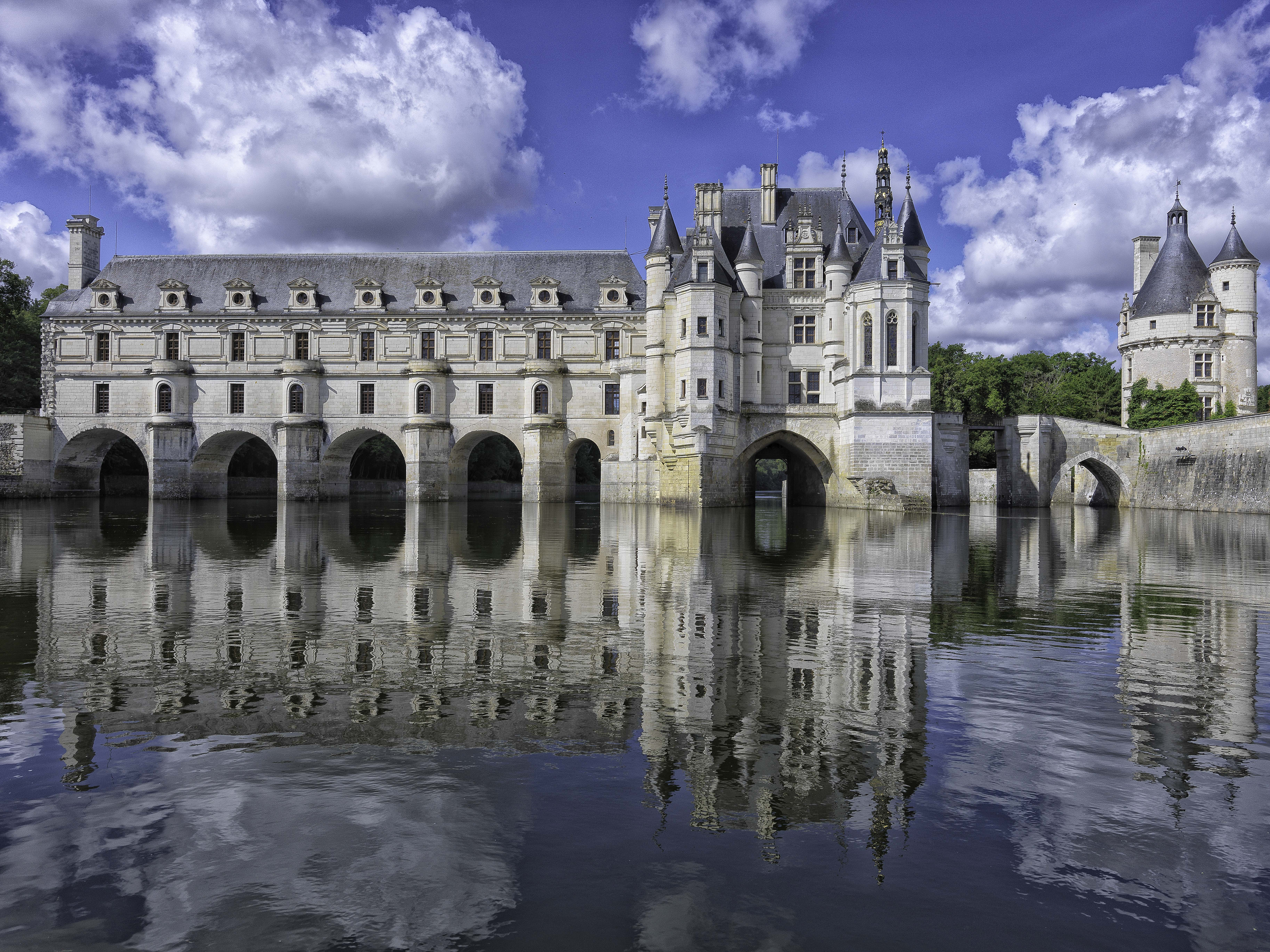
Traversant le Cher, la galerie des Dômes et la galerie des Attelages de Chenonceau par Jean Bullant (1576-1577).
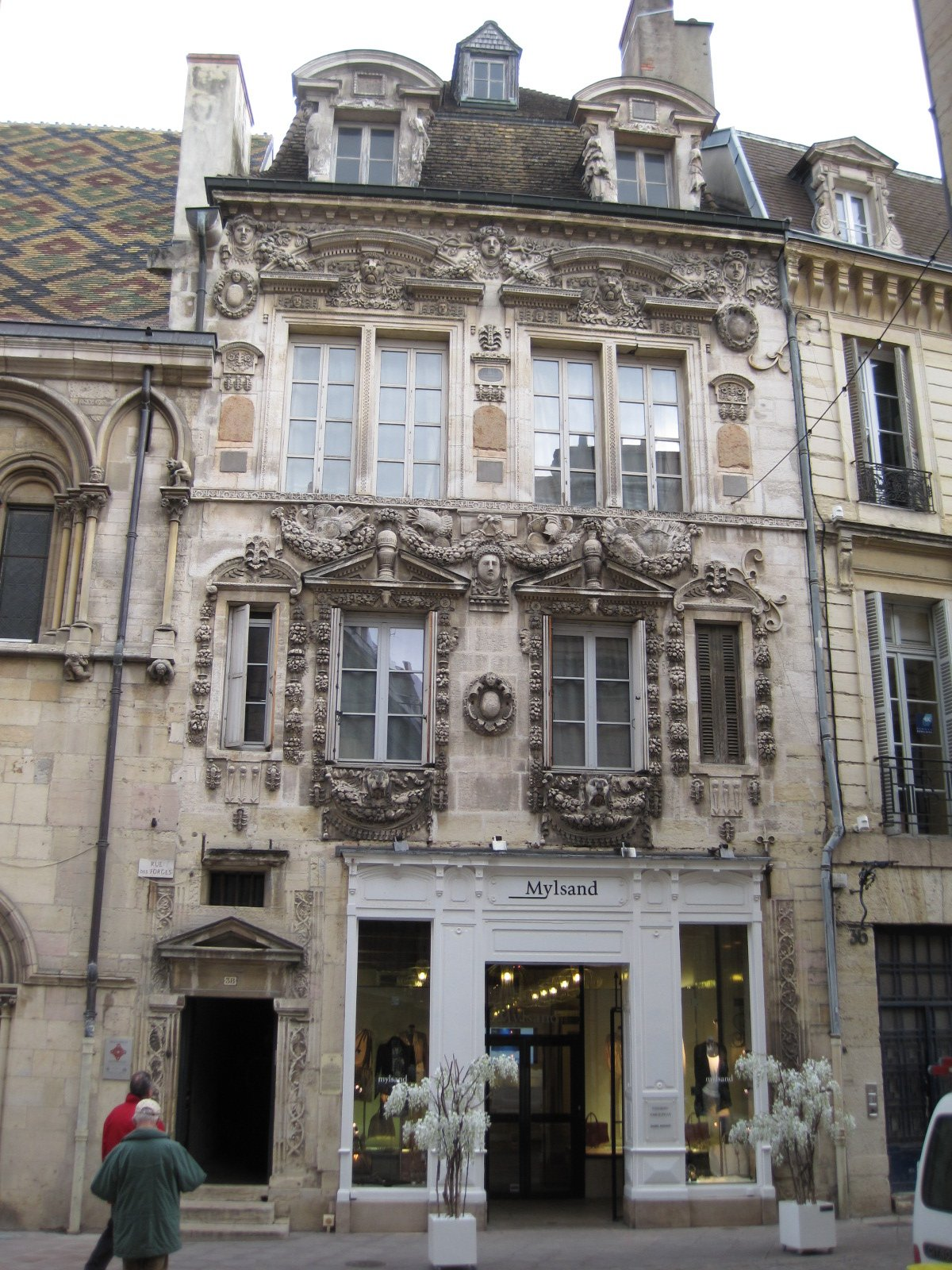
Maison Maillard à Dijon (1561).
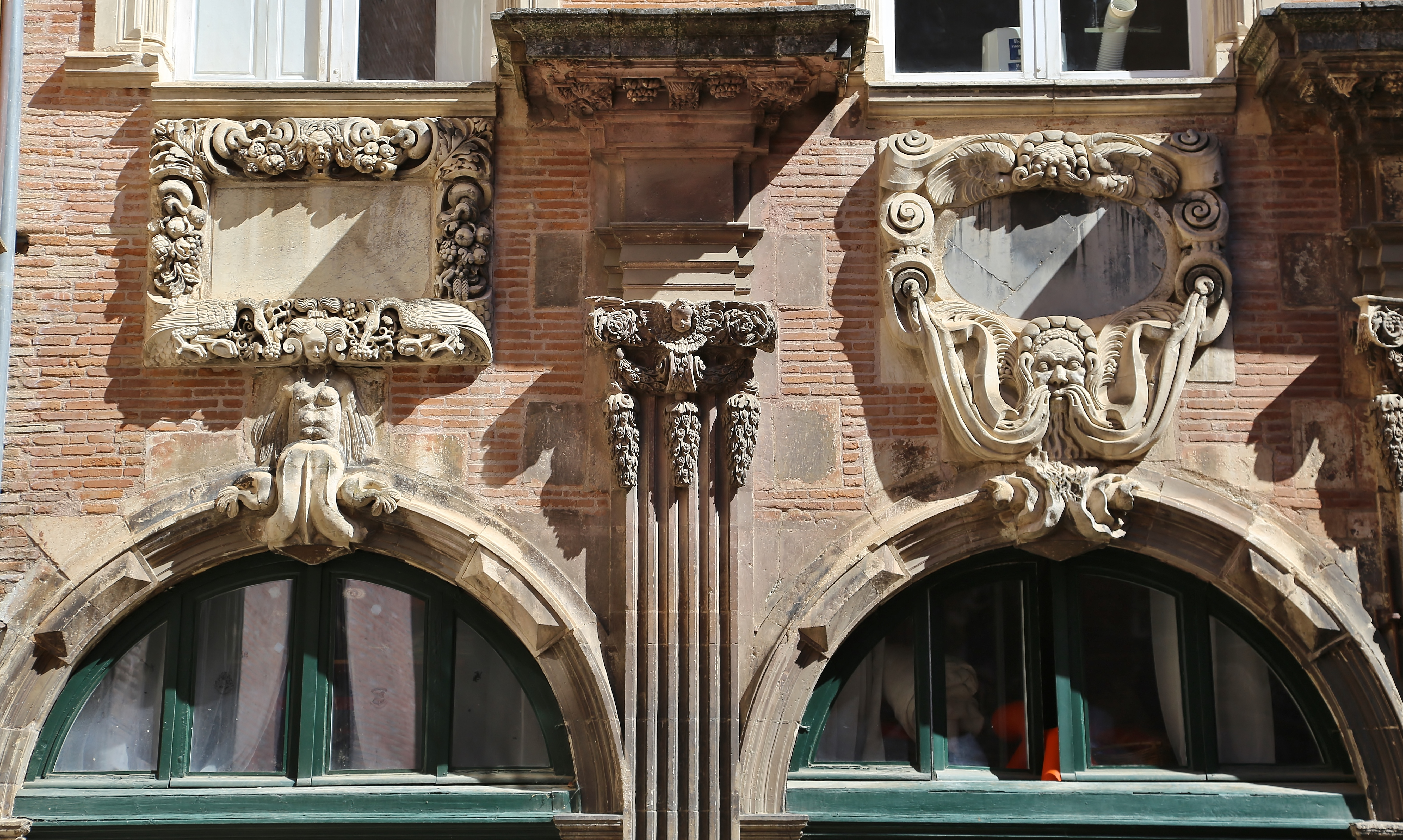
Détail de la cour intérieure de l'hôtel de Clary à Toulouse (1610).
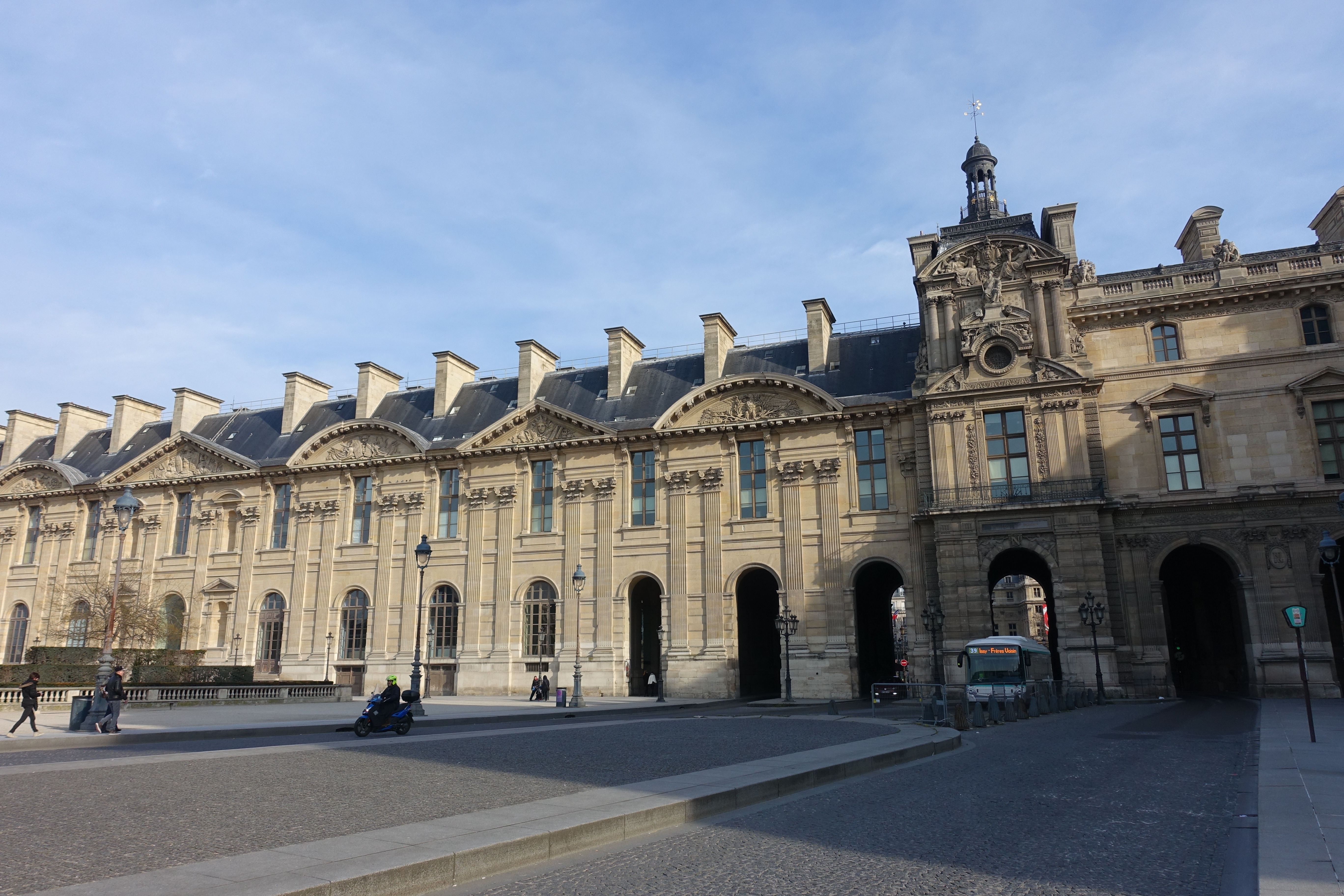
La galerie du bord de l'eau du Louvre réalisée par Jacques II Androuet du Cerceau vers 1600 (déplacée au XIXe s).
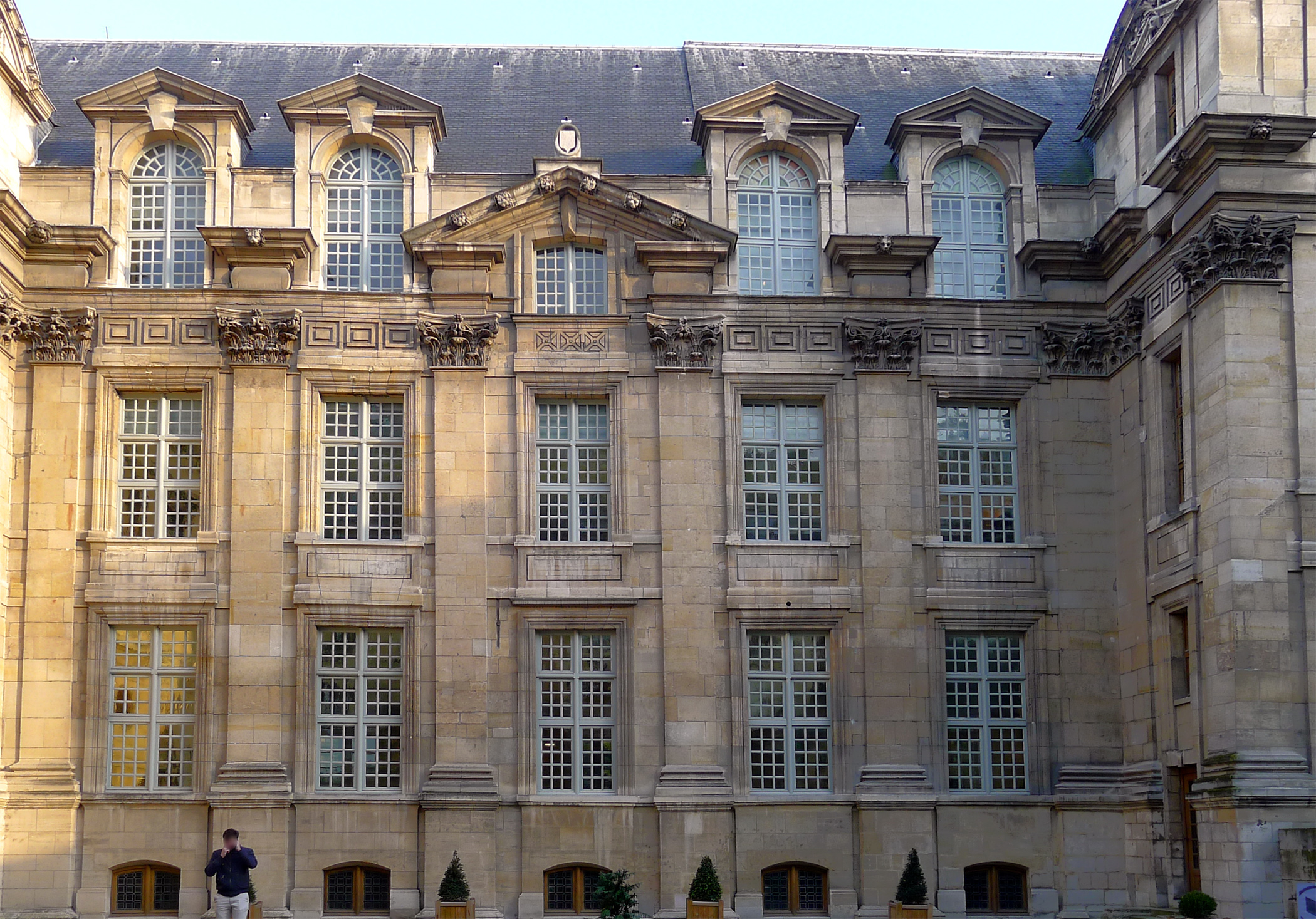
Vue de la façade de la cour de l'hôtel Lamoignon (1584-1611).
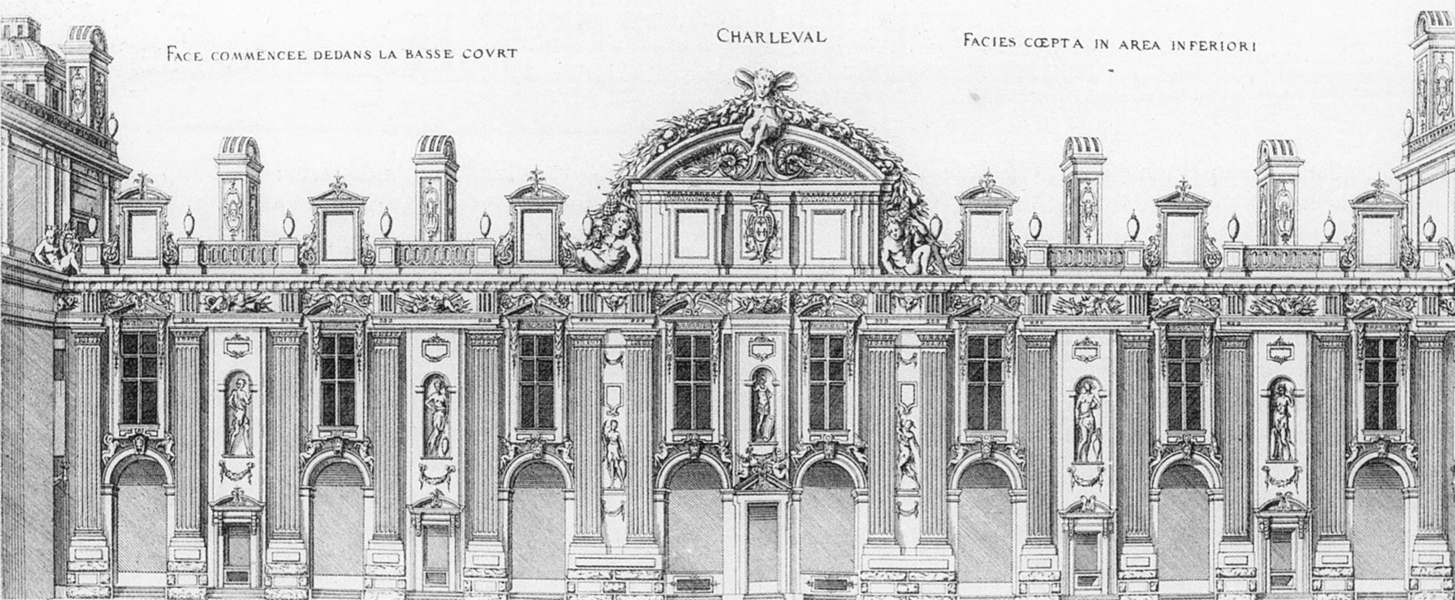
Château de Charleval resté inachevé en 1574 (Jacques Ier Androuet du Cerceau, « Les plus excellents bastiments de France »).

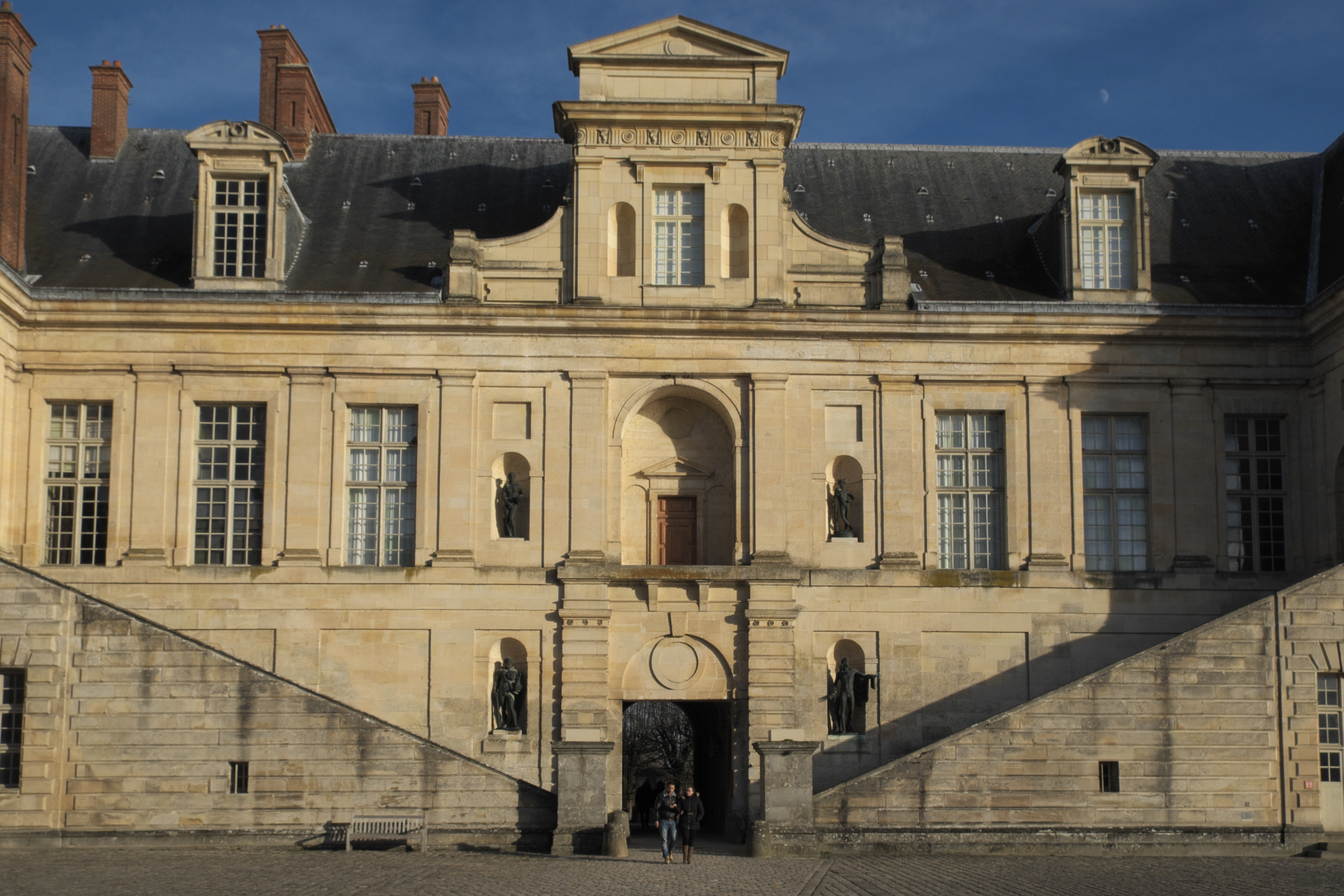
Aile de la Belle Cheminée du château de Fontainebleau (1565-1570).

Formant un ultime écho de la Renaissance et de l'Humanisme en France, cette dernière phase s'écarte dès les années 1559/1564, du classicisme ambiant par sa fantaisie créative, qui peut justifier pour ce style l'appellation de « maniériste ». Au moment même où commencent les guerres de Religion, marquées par le massacre de la Saint-Barthélemy, le pessimisme et le scepticisme envahissent les hommes et les artistes de pure formation humaniste. Les penseurs antiques de référence deviennent les stoïciens de préférence à Platon. Si l'humanisme survit, sa philosophie profonde évolue, tout en étant reprise et repensée par la contre-réforme catholique.

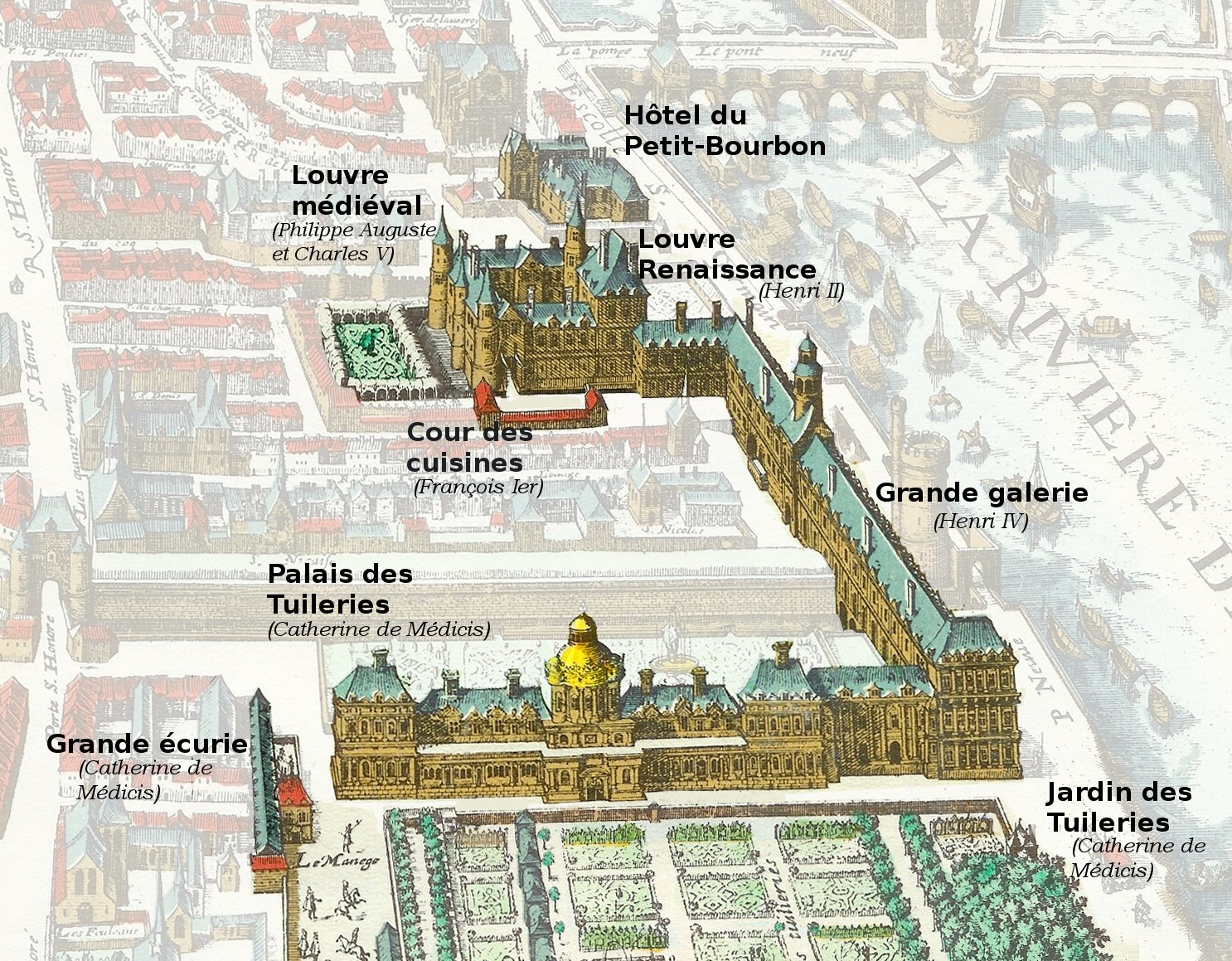
Le palais du Louvre et le palais des Tuileries sur le plan de Mérian (1615).

De la clarté des formes et du classicisme de la Seconde Renaissance, succède une architecture maniériste. Émergeant à nouveau avec une force renouvelée, le jeu sur les volumes et les recherches sur l'ombre et la lumière, déjà toute baroque, se mêle aux frontons fragmentés, pilastres, grotesques, volutes ou autres mascarons, issus de la culture de la Renaissance. Fenêtres et lucarnes viennent souvent empiéter sur l'entablement : On parle alors de « lucarnes passantes ». C'est ainsi qu'à l'hôtel Lamoignon à Paris (vers 1584), scandé d'un grand ordre colossal comme le palais Valmarana de Palladio, l'entablement est rompu par les lucarnes qui descendent jusqu'à l'architrave. Les architectes ont une prédilection marquée pour les colonnes adossées, cannelées, ornées, dont les plus spectaculaires sont des colonnes dites « françaises » à fût bagué inventées par Philibert Delorme et apparues lors de la période précédente. Cette invention s'inscrit dans un goût général pour l'ornement, se manifestant également au niveau vestimentaire dans les bijoux et les dentelles. C'est par là même, une expression de la nouvelle maturité dans l'architecture française. Delorme s'en justifie : « S'il a été permis aux anciens architectes en diverses nations et pays d'inventer de nouvelles colonnes (…) qui empêchera que nous français, n'en inventions quelques-unes et les appelions françaises ».
Malgré une baisse important du mécénat royal, lié à la situation politique du pays, Catherine de Médicis et les élites sociales continuent de faire travailler les artistes : Philibert Delorme est chargé à partir de 1564 d'achever le château de Saint-Maur et de bâtir le palais des Tuileries, constructions qui seront poursuivies plus tard par Jean Bullant, architecte qui couronnera également d'une galerie le pont du château de Chenonceau (1576-1577). Afin de relier le nouveau palais des Tuileries au vieux Louvre, Jacques II Androuet du Cerceau commence, vers 1594, la construction de la galerie du bord de l'eau, achevée plus tard par Louis Métezeau tout en réalisant parallèlement pour Diane de France, l'hôtel Lamoignon.

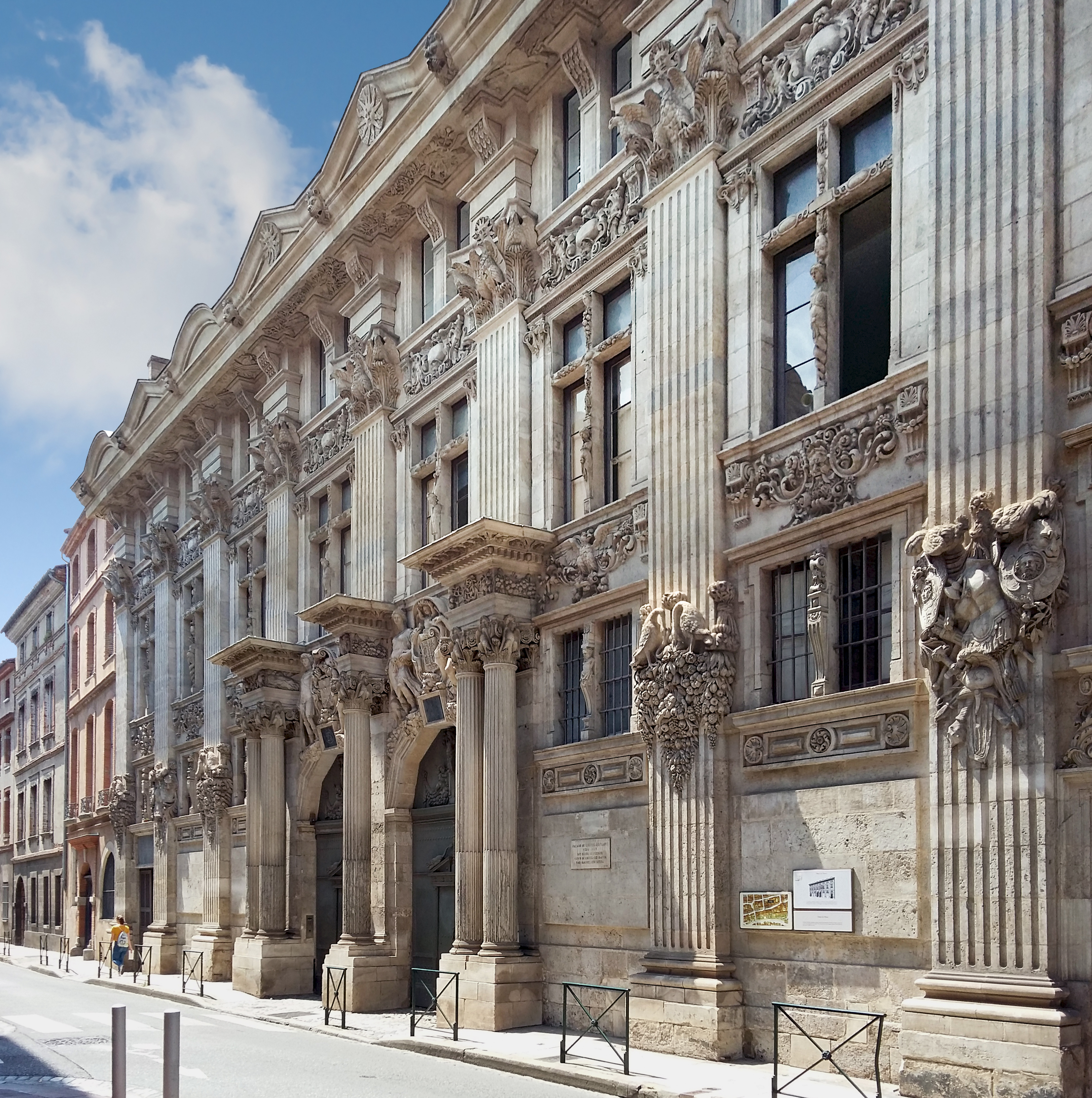
Façade de l'hôtel de Clary à Toulouse (1610).

Parmi les réalisations majeures de cette époque, le palais des Tuileries commencées par Philibert Delorme, devaient se développer sur trois cours avec des pavillons sous dômes et la création de jardins. Sur la partie donnant sur le parc, le Pavillon central encadré de deux ailes longitudinales uniformes ont une élévation comportant seulement un rez-de-chaussée surmonté d'un étage à combles. Le pavillon central offre une travée rythmique cantonnée de colonnes très décorées, abritant un escalier à vis hélicoïdal autour d'un grand vide cerné de colonnes (achevé seulement sous Henri IV). C'est l'œuvre la plus maniériste de Delorme en rapport avec les dernières productions des milieux florentins et de Michel-Ange. Mais Delorme meurt en 1570. Bullant qui lui succède, ne parvient à en achever qu'une partie. Cette œuvre témoigne d'une réflexion sur l'architecture à la française.

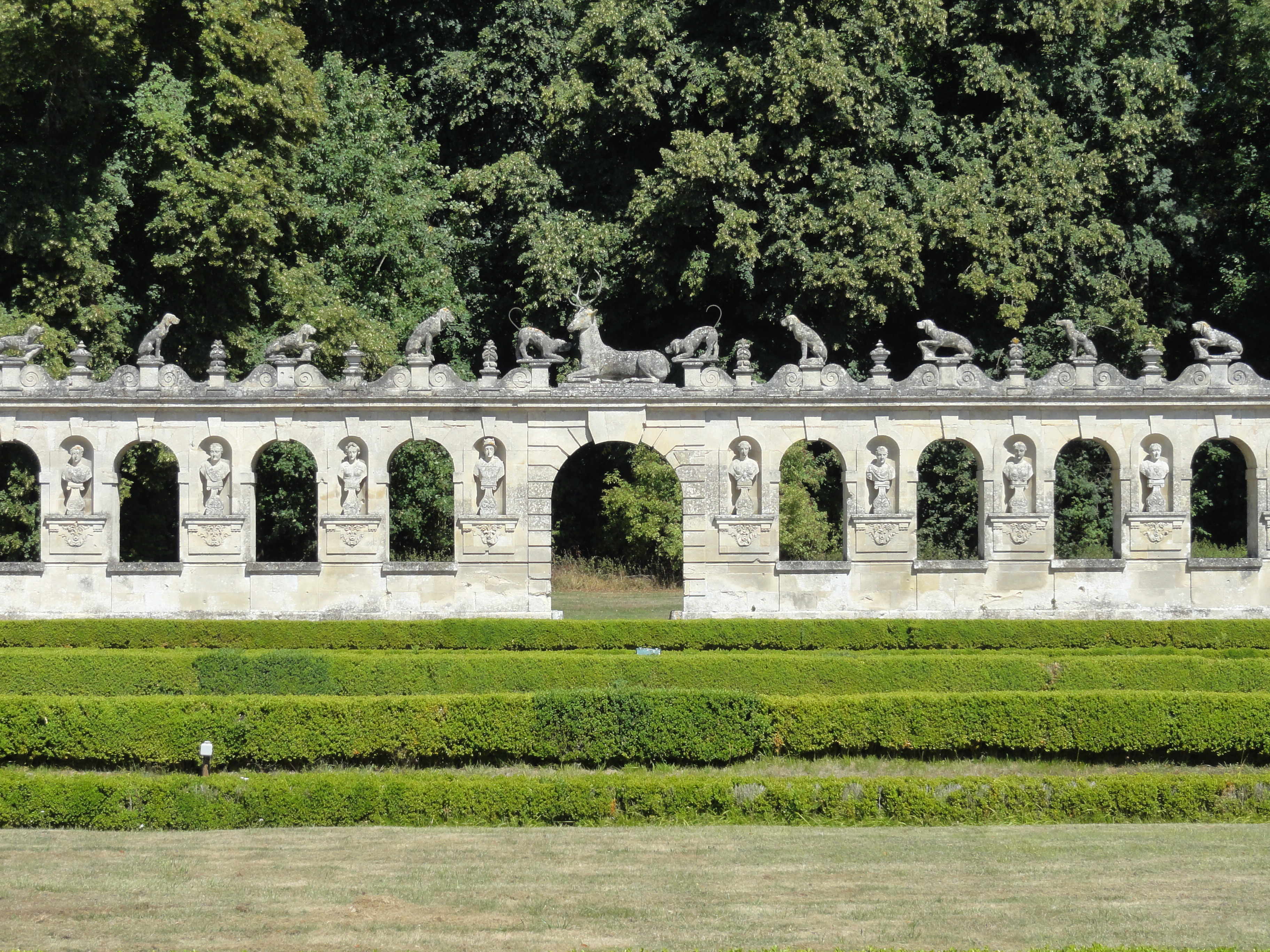
Haie cygénétique nord du château de Raray (vers 1600).

L'aile dite de la Belle Cheminée (1565-1570) qui a été construite sous l'ordre de Catherine de Médicis, au château de Fontainebleau est représentative de l'aboutissement de la Renaissance française, tout en étant déjà teintée par le maniérisme italien. Conçue de manière grandiose par le Primatice, vers 1565-1570, elle a la particularité d'avoir deux escaliers à rampes divergentes qui magnifiaient l'entrée de l'appartement de Charles IX. Le Primatice a peut-être trouvé l'idée des deux escaliers à rampe droite dans les grandes réalisations de Bramante au Vatican ou de Michel-Ange au Capitole en inversant la direction des rampes. La façade est ornée de grands bronzes à sujet mythologique, exécutés entre 1541 et 1543 par le Primatice, envoyé à Rome à la demande de François Ier, afin de réaliser des copies en plâtre obtenues sur les sculptures en marbre qui y étaient conservées. Cette façade est entièrement traitée en pierre de taille de Saint-Leu, ce qui lui confère un aspect plus homogène. Un atelier de fonderie installé au château de Fontainebleau, cour du Cheval blanc, permit de mener à bien le travail de fonte, sous la direction de l'architecte italien Vignole.
À la même époque, à la suite d'un « échange » réalisé avec Diane de Poitiers, Catherine de Médicis, nouvelle maîtresse du château de Chenonceau, fait édifier sur le « pont de Diane » deux galeries superposées formant un espace de réception unique au monde, et donnant ainsi son aspect actuel au château. Les travaux commencent en 1576 et s’achèvent en 1581. La galerie est vraisemblablement l’œuvre de Jean Bullant qui remplace Philibert Delorme dans la faveur royale. Cette nouvelle construction forment deux espaces superposés de 60 m de long sur 5,85 m de large, illuminés par 18 fenêtres. Le rez-de-chaussée se compose d’une succession de tourelles en demi-lune, inspirées des exédres des thermes de l'antiquité, venant écraser la pointe des avant-becs de la plate-forme. Ces tourelles s’achèvent en balcon à l'étage noble du premier dont les parois sont plus ornées qu’au rez-de-chaussée. Typique de cette architecture maniériste, les façades possèdent de hautes fenêtres coiffées de larges frontons courbes, réunies par des tables horizontales aux cadres moulurés. Catherine voulu également revêtir d’un habit plus classique ce château encore bien trop gothique à son goût. C’est dans ce but que la travée centrale, à l’entrée du château, fut agrémentée de deux bustes et que quatre nouvelles fenêtres furent percées sur les travées latérales ; afin d’accueillir les quatre cariatides sculptées inspirées des réalisations de Jules Romain (aujourd’hui conservées dans le jardin).

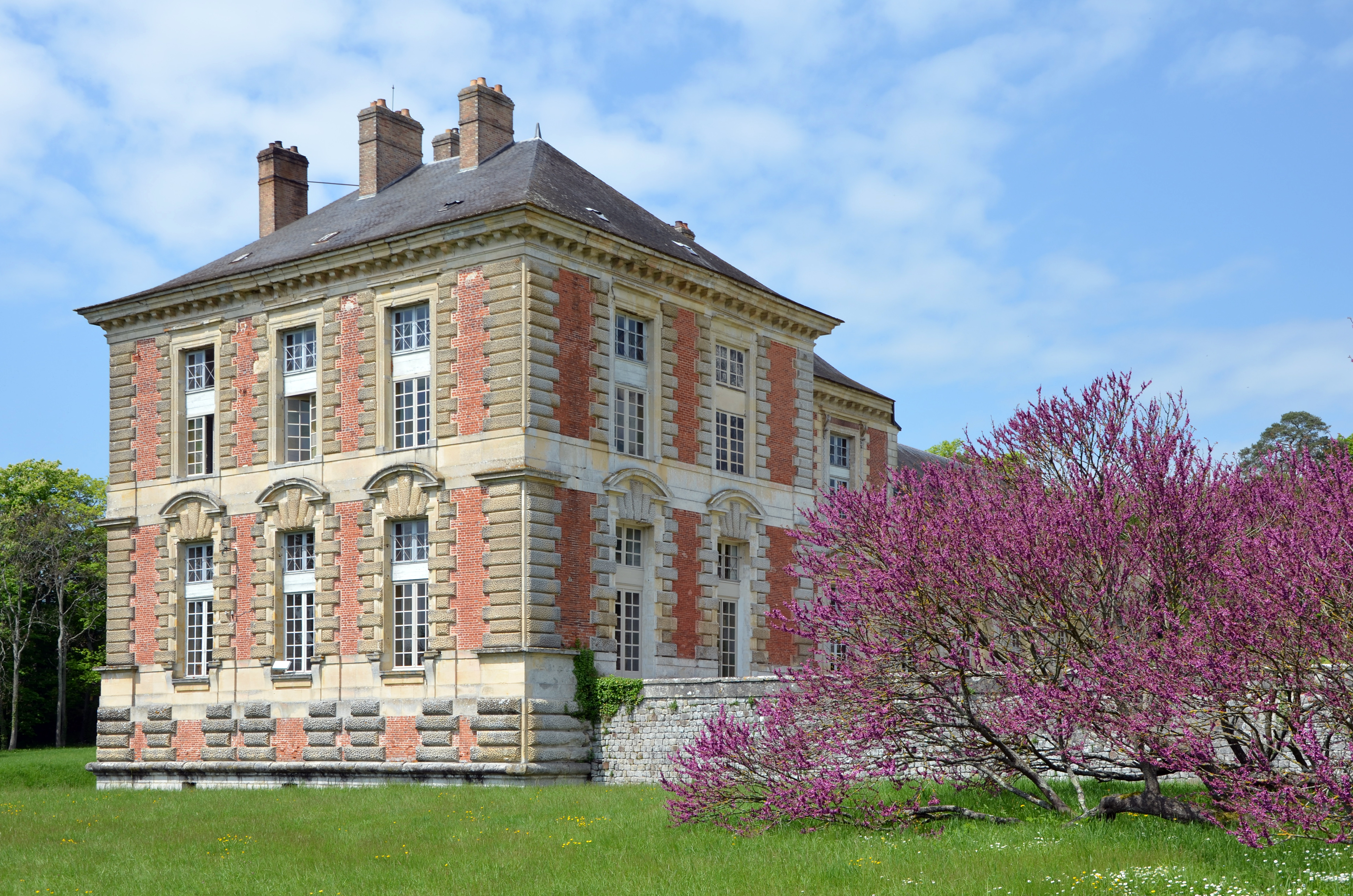
Le château de Vallery, ou château des Condé, par Pierre Lescot (1562).

Initié vers 1570 par le roi Charles IX (1560-1574), le château de Charleval constitue l'un des plus ambitieux projets de toute la Renaissance. Quatre fois plus grand que Chambord, son style maniériste devait approcher le baroque, alors en gestation en Italie. La mort du roi en 1574 mit un terme au chantier dont les fondations sortaient à peine de terre. Les vestiges disparurent rapidement.
À l'exemple des grands projets royaux, le maniérisme ne tarde pas à être repris dans les hôtels particuliers de toute la France : on peut citer l'hôtel de Clary de Toulouse (1610) l'hôtel de Lillebonne (1580) à Nancy ainsi que l'hôtel de Vogüé (1614) et la maison Maillard (1561) de Dijon.
Parallèlement à ces réalisations, un style pittoresque et rustique, inspiré du palais du Te de Jules Romain, s'accompagne en France d’une utilisation délibérément arythmique de détails classiques où reste plaquée une ornementation variée dans un esprit purement décoratif. Parmi les exemples les plus représentatifs de cette tendance, les Haies cynégétiques du château de Raray se développent en une série de deux arcades, exprimant le goût du seigneur de Lancy pour la chasse, l'antiquité et l'Italie. À l'époque de leur construction, ces deux longues balustrades monumentales sont disposées de façon diagonale, de part et d'autre de la cour d'honneur, afin de créer une véritable « mise en abîme » du corps de logis central, annonçant déjà les dispositions architecturales que reprendront Lemercier et Le Vau au siècle suivant. Tout en créant une ouverture sur les jardins, cette organisation régulière des volumes et des arcades permettent de mettre en valeur, par la simplicité de leurs décors, les scènes de chasses au cerf et au sanglier qui les surmontent. Afin de créer toute une série de travées rythmiques sans pilastres, chacune des dix-neuf ouvertures est alors encadrée par des niches, au style épuré, abritant les bustes de personnages antiques. Cette disposition originale faisant ainsi alterner baies ouvertes et travées aveugles permet dès lors un véritable jeu de pleins et de vides complété par l'instabilité de la clef de voûte des arcs qui semble glisser vers le bas comme si elle allait chuter. L'ensemble de ces détails donnent alors une impression de décor de théâtre ouvert sur les jardins, dont l'architecture mouvante et épurée se voit contrastée par la frénésie de la scène qui la surmonte.
Marquant une dernière évolution artistique dans cette renaissance tardive, Pierre Lescot met au point au château de Vallery (1562), ce que l'on peut appeler le « style rustique français » : construit à partir de 1548 pour le maréchal de Saint-André, l'édifice se démarque par un système de trumeaux de briques et de chaînes de pierres harpées, venant marquer les angles des corps de bâtiment et encadrer les travées des fenêtres, recoupées par un ou deux bandeaux de pierre. Ce système se fonde sur une manière de bâtir traditionnelle fréquente durant le Style Louis XII comme au château de Blois, mais elle se trouve régularisée et ennoblie par l'adoption du « bossage romain » tel qu'on peut le voir aux angles du palais Farnèse. Le coût modique mais aussi le charme polychrome de cette « architecture aux trois crayons » (André Chastel) explique sans doute son succès dès le règne d'Henri III et se développera amplement au début du XVIIe siècle, dans ce qu'on appellera le style Louis XIII ; de cette nouvelle expression architecturale, on peut citer le château de Wideville (1580-1584) dans les Yvelines, le palais abbatial de Saint-Germain-des-Prés ou encore le château de Rosny sur Seine (1595-1606).

## L'École de Fontainebleau
L'École de Fontainebleau est le nom donné à deux périodes de l'histoire de l'art français, qui dominèrent la création artistique française aux XVIe et XVIIe siècles, et qui figurent parmi les exemples les plus aboutis de l'art renaissant en France. Ce courant artistique est né sous l’impulsion des artistes italiens convoqués par François Ier pour décorer à partir de 1530 sa résidence de Fontainebleau. Ecole dont l'essor se poursuivra jusque sous le règne de Henri IV.
Centré autour des peintres travaillant principalement à la décoration du château de Fontainebleau, cette école se caractérise par une interprétation française mesurée du maniérisme.
L’appellation donnée à ce mouvement artistique ne date pourtant que du XIXe siècle, employée la première fois en 1818 par l’historien Adam Bartsch (1757-1821), dans ses travaux sur la gravure (1803-1821), afin de désigner les estampes réalisées par un groupe d’artistes dans les années 1540, sous l’influence de deux maîtres italiens œuvrant au château de Fontainebleau : le Rosso et Primatice.
Par extension, ce terme s’est appliqué à toutes les formes d’art qui se sont épanouies à Fontainebleau, et un peu plus tard, dans le même esprit, à Paris.

### La Première École de Fontainebleau (1526-1570 environ)

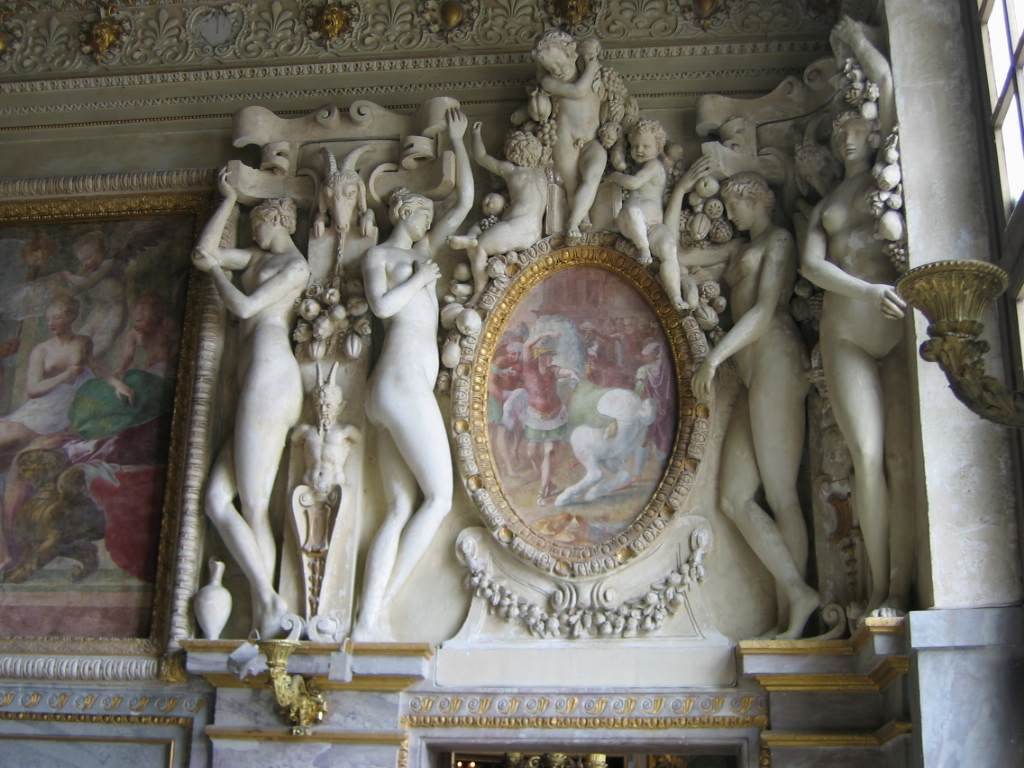
Alexandre domptant Bucéphale, Primatice, ancienne chambre de la duchesse d'Étampes, Fontainebleau, 1552.
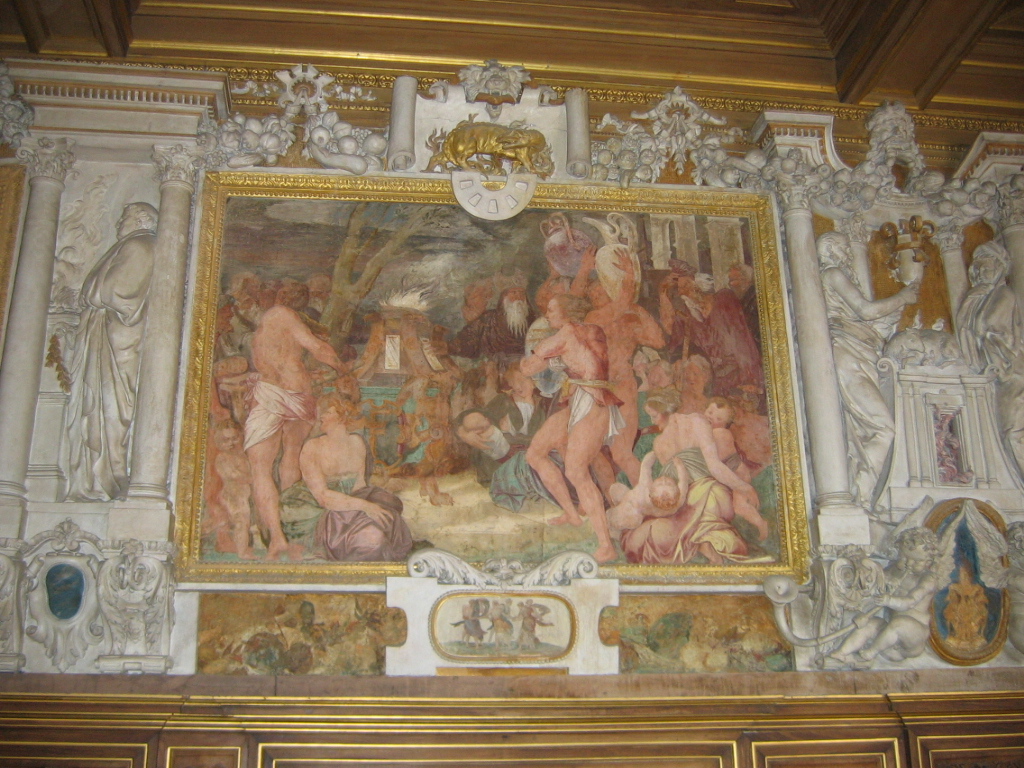
Le Sacrifice, Rosso, galerie François Ier, Fontainebleau (1534-1539).
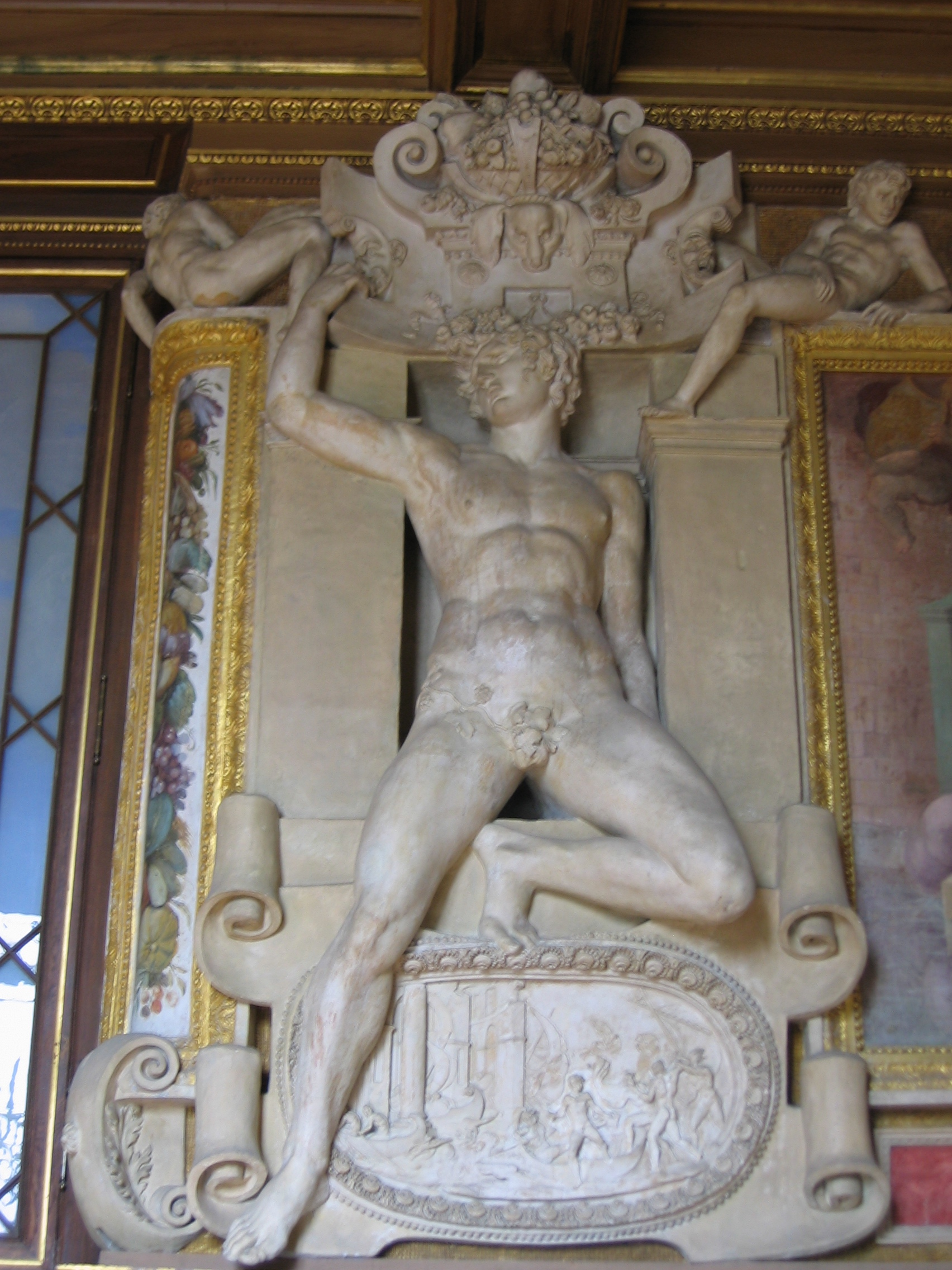
Stuc représentant un jeune homme de la galerie François Ier.
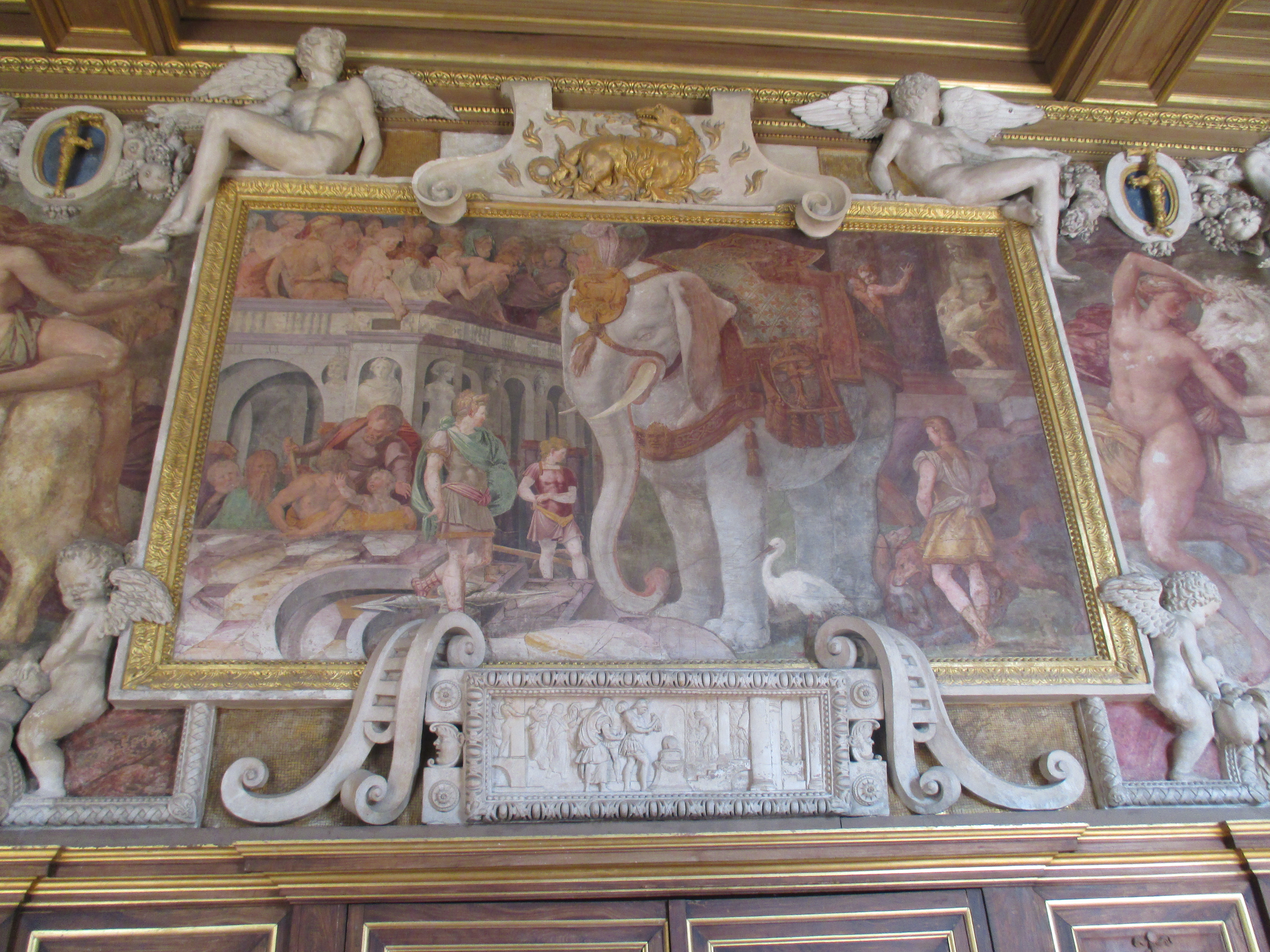
Éléphant à fleurs de lys, galerie François Ier du Rosso, Fontainebleau (1534-1539).
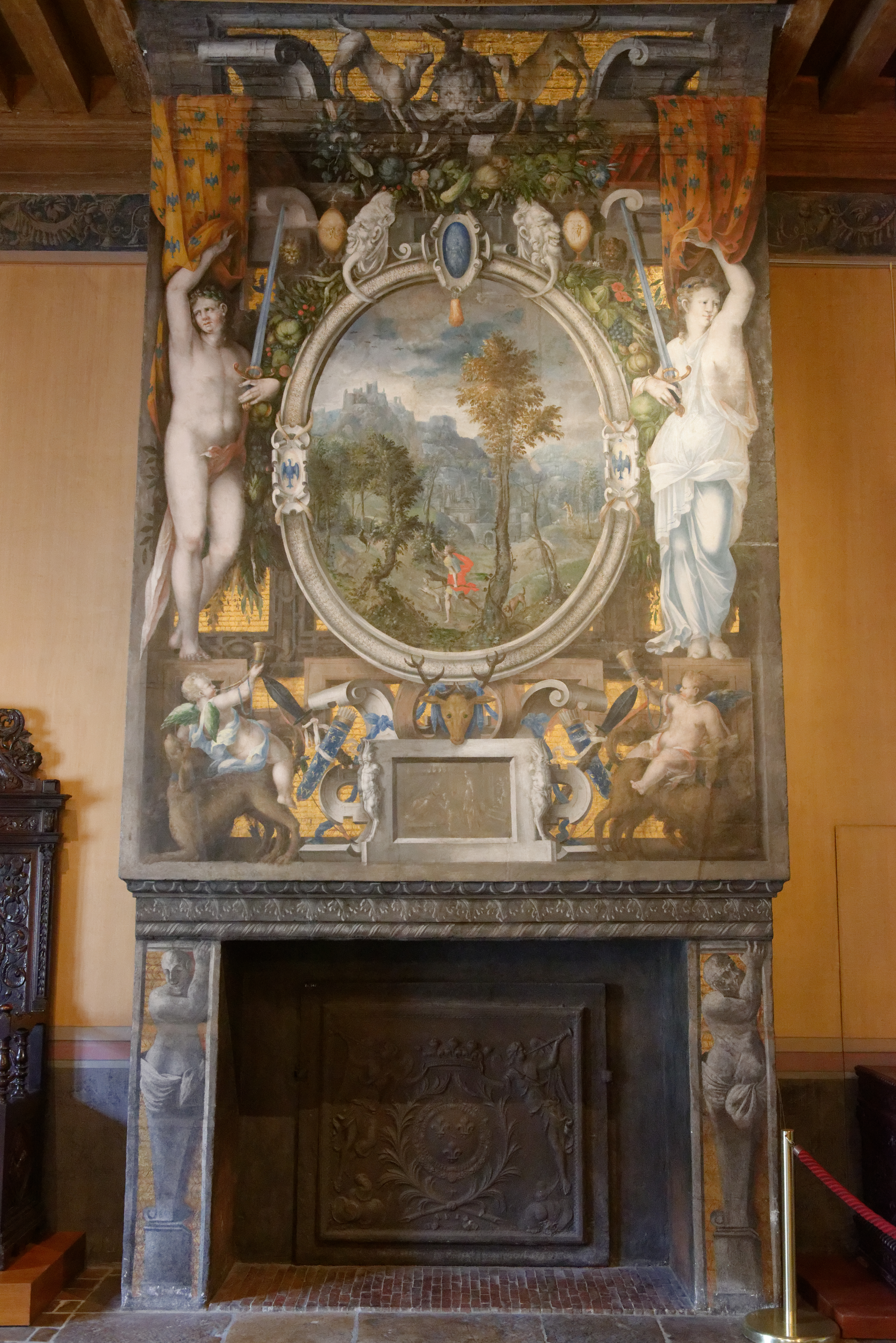
Chambre d'Anne de Montmorency (1555, Écouen).
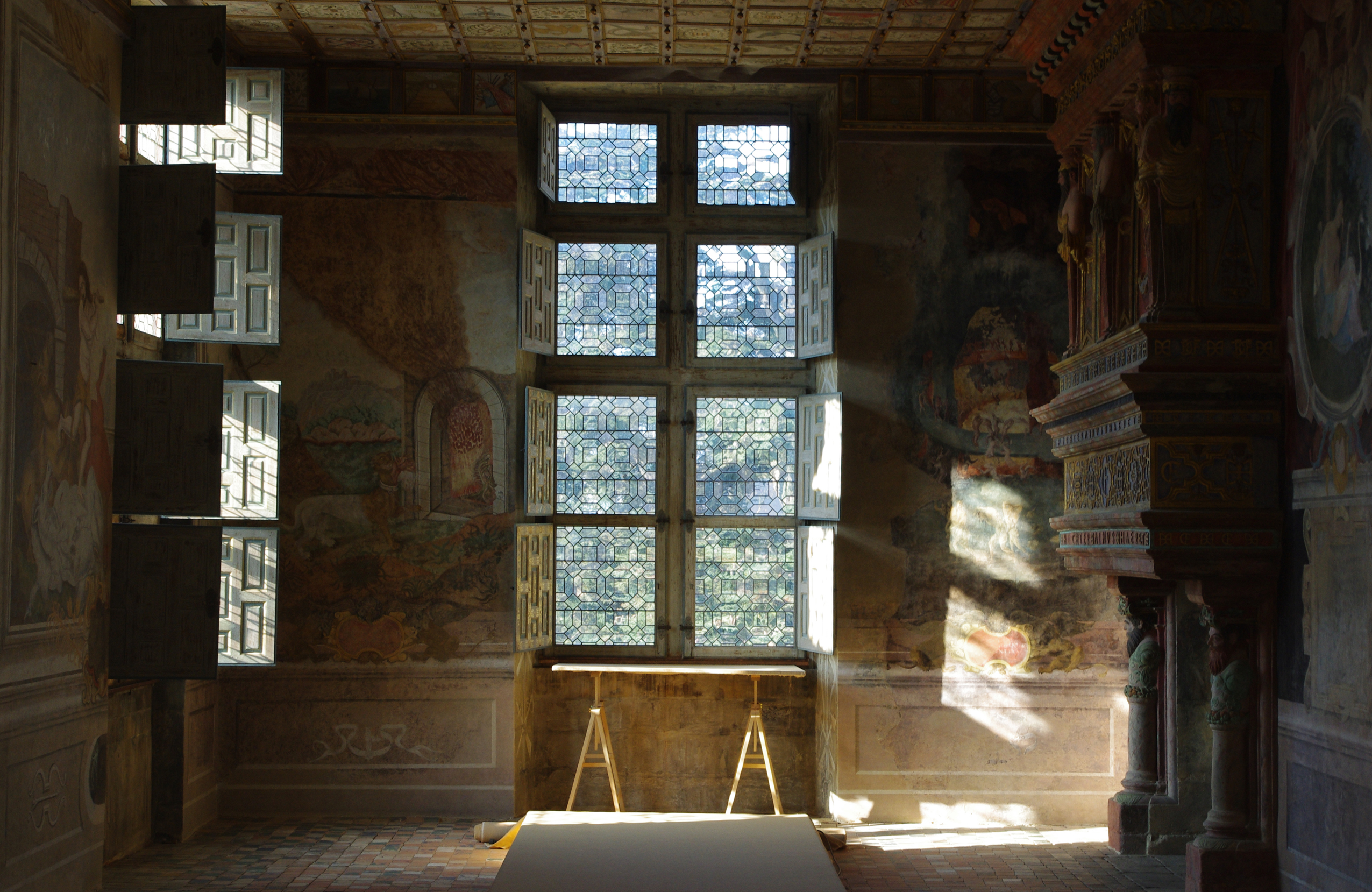
Extrémité de la galerie du château d'Oiron par Noël Jallier (1547-1549).
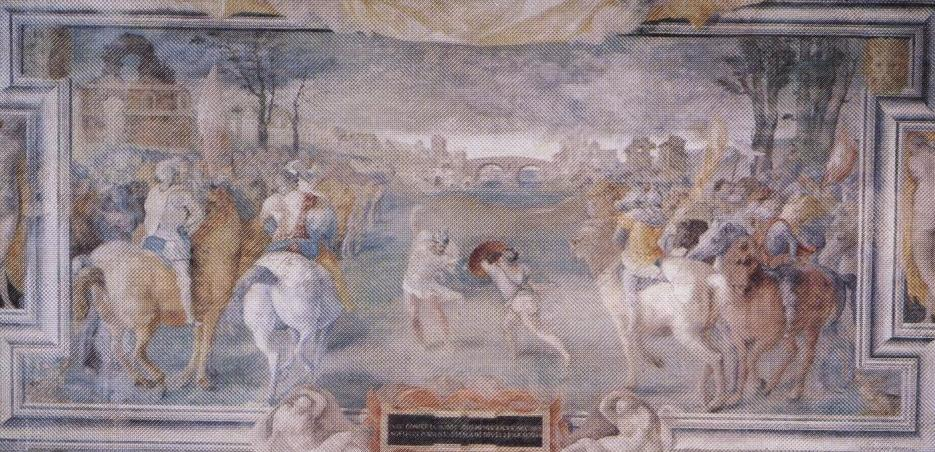
Galerie du château d'Oiron par Noël Jallier : Pâris et Ménélas (1547-1549).
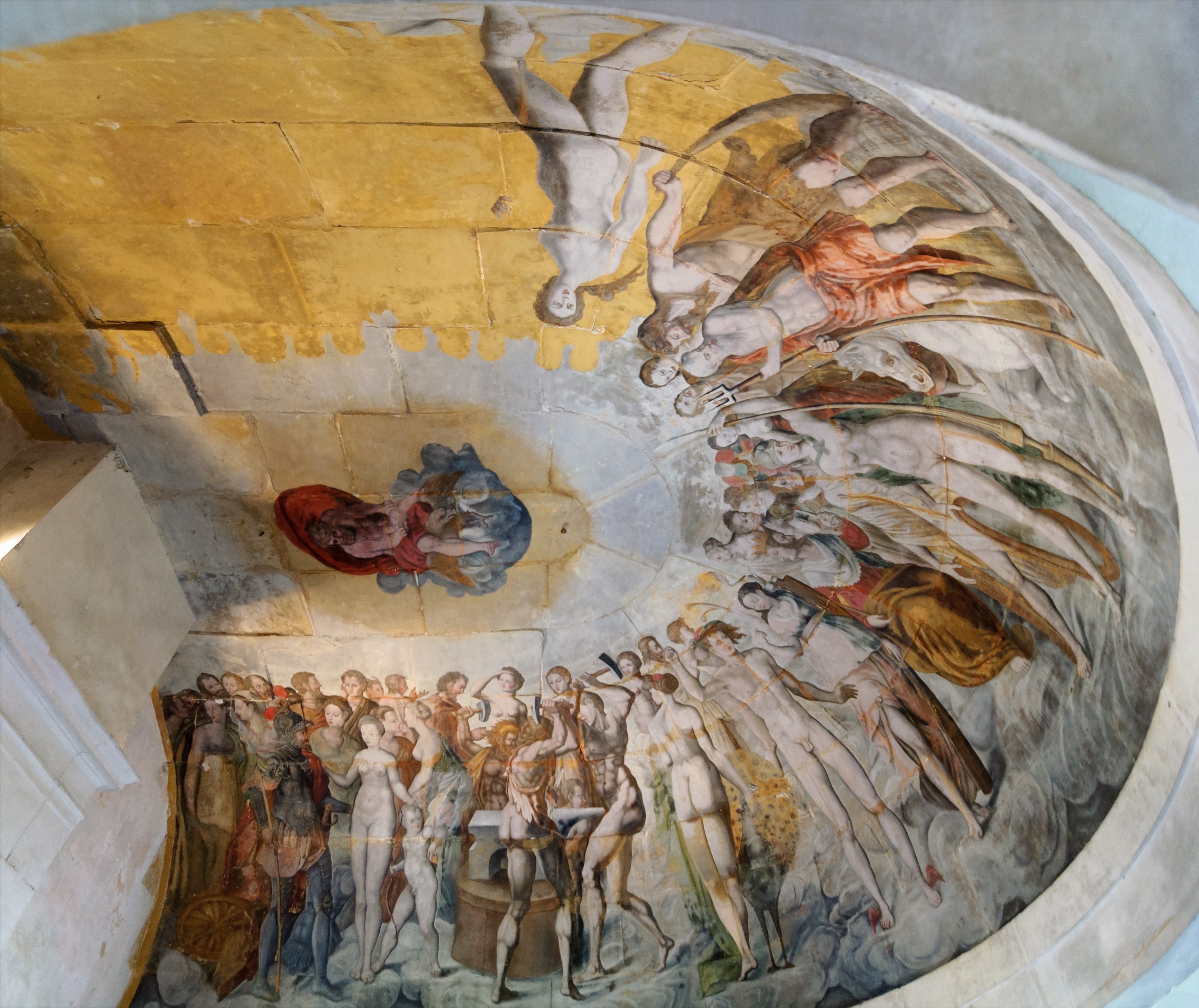
L'Olympe, tour de la Ligue du château de Tanlay (vers 1558).

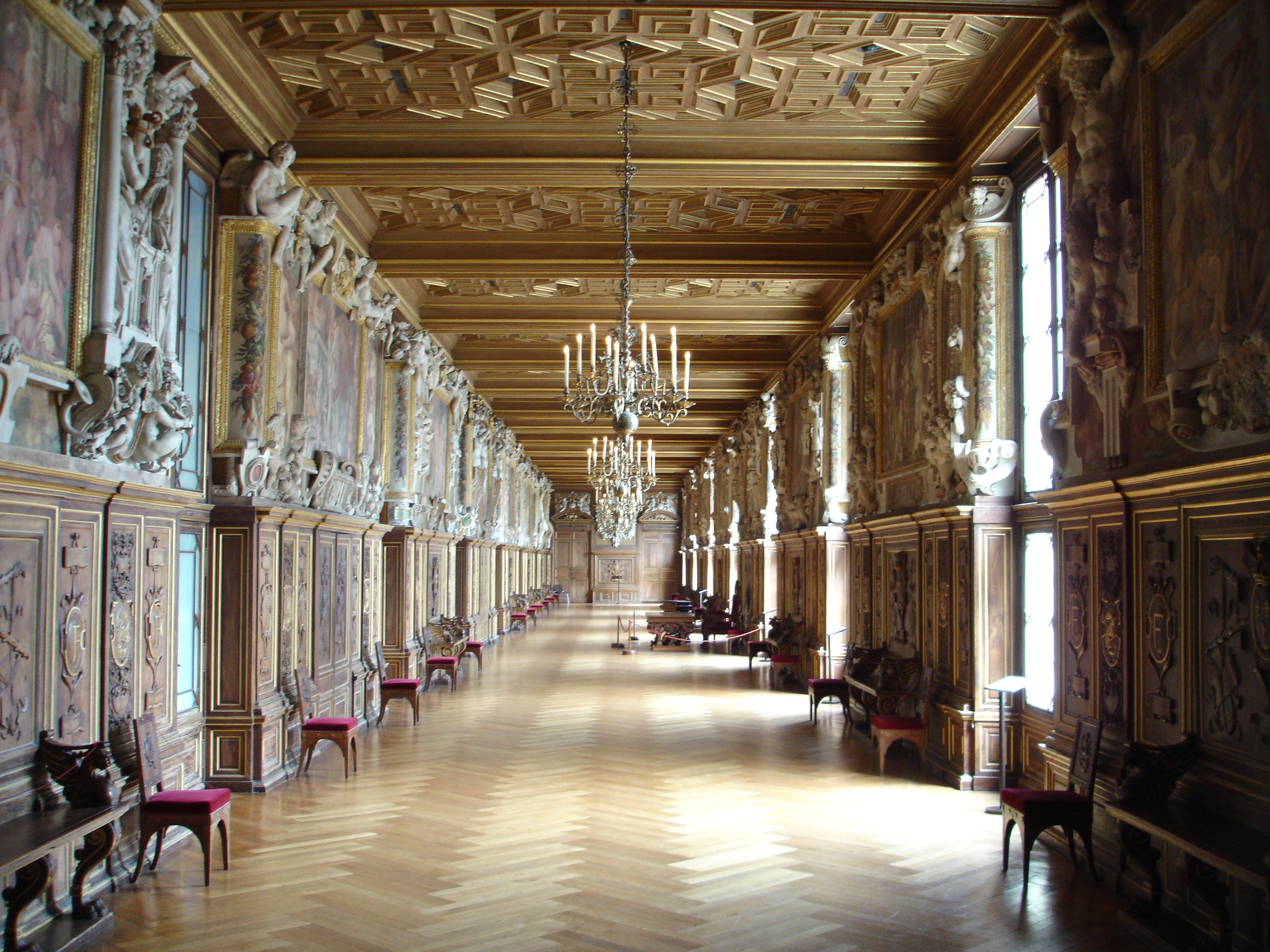
Galerie François Ier par Rosso Fiorentino et Scibec de Carpi au château de Fontainebleau (1534-1539).

En 1526 alors qu'il rentre à peine de captivité, François Ier fait venir d'Italie un groupe important d'artistes italiens pour embellir son Palais de Fontainebleau. Il crée ainsi de ses vœux, une sorte de « nouvelle Rome », que l'on appellera l'École de Fontainebleau, avec un cercle intellectuel et artistique influent.
À partir de 1530, sous l'influence des italiens Rosso et Primatice, sont lancées les grandes formules d'un style décoratif qui va s'imposer à toute l'Europe. Leur grande innovation dans la décoration intérieure est l'alliance, pour la première fois en France, d'ornements ou de figures de stuc avec des fresques et des lambris boisés.
Parmi les sujets de prédilection, on retrouve les tableaux mythologiques ou allégoriques, inspirés de l'Antiquité, où les nus sont traités avec élégance. Grâce au Rosso, la Première École de Fontainebleau développe les capacités décoratives du cartouche en l'associant aux enroulements et aux souples découpages du cuir. Cette formule inédite va connaître un succès universel.

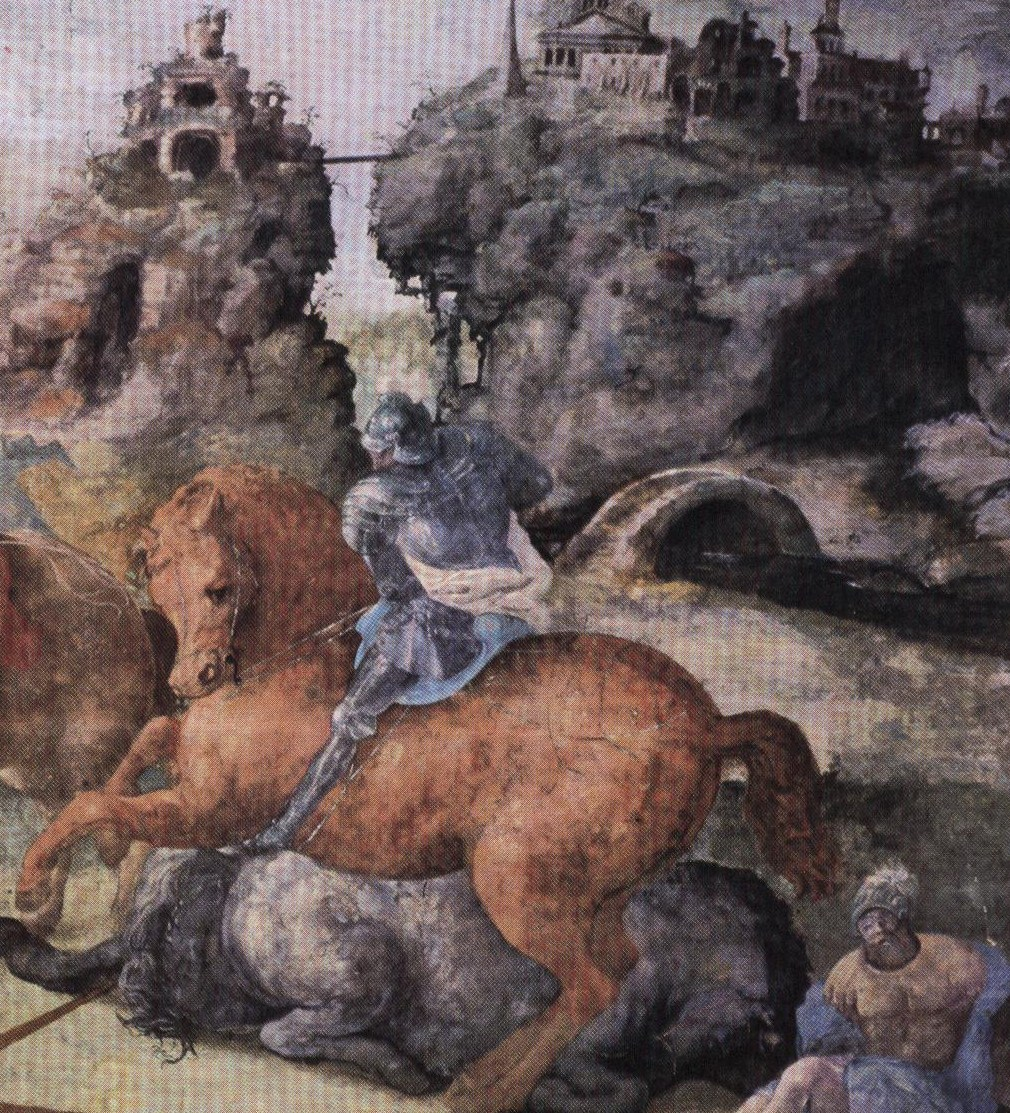
La mort d'Hector, fresque, Noël Jallier, château d'Oiron (1547-1549).

Dans la Galerie François Ier, cette introduction nouvelle du stuc permet d'enrichir les fresques ou les médaillons, de bordures en haut-relief. Ce système d'encadrement, créé à l'instigation du Rosso, s'anime ici de figures, de putti, de guirlandes de fruits, de bucranes, de satyres ou de mascarons, au milieu de l'ondulation des cuirs et des trouées des niches. Ces stucs tantôt blancs, tantôt peints et dorés, encadrent des figures allégoriques, tout en créant des jeux d'ombres et de lumière.

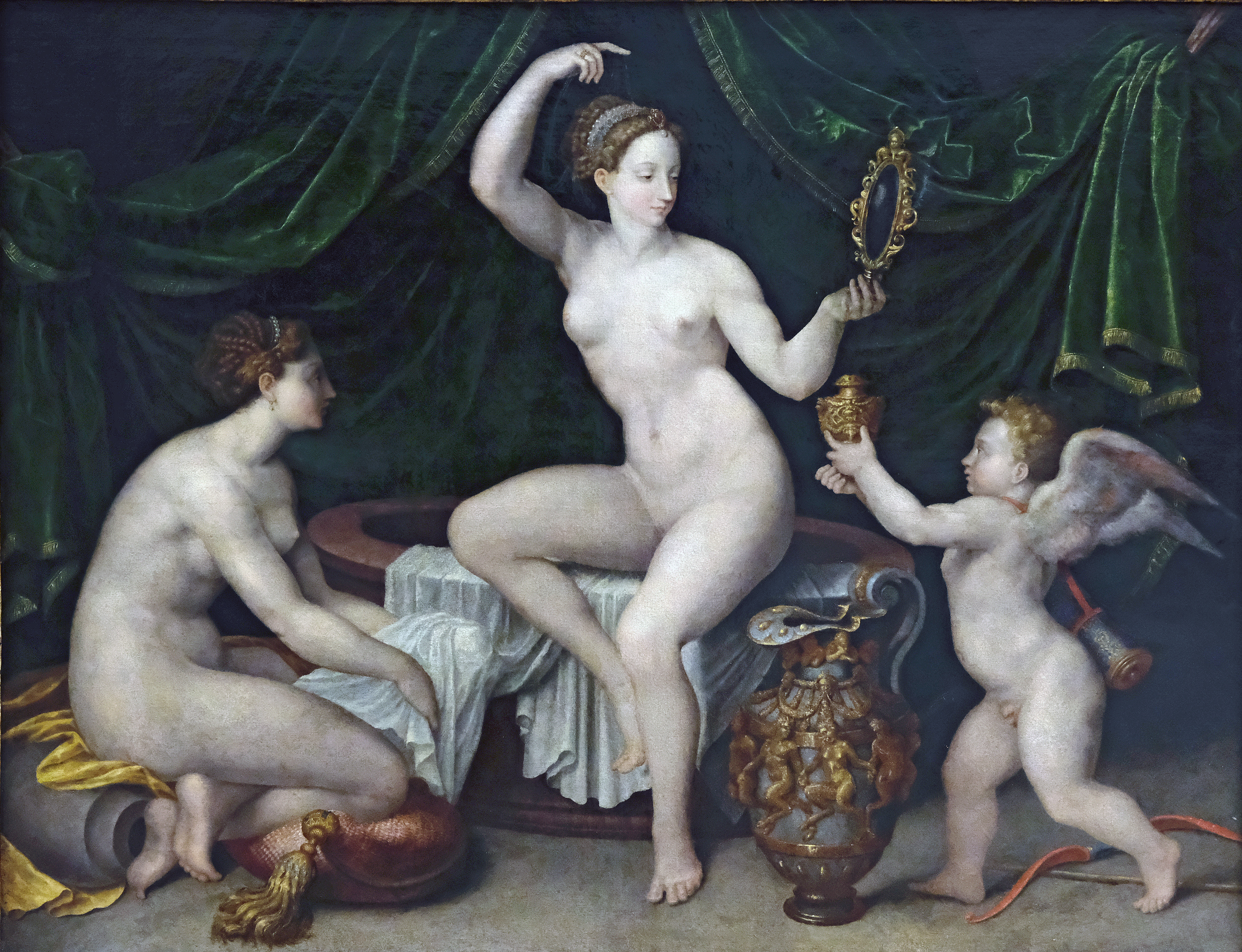
Vénus à sa toilette (anonyme, milieu du XVIe siècle, musée du Louvre).

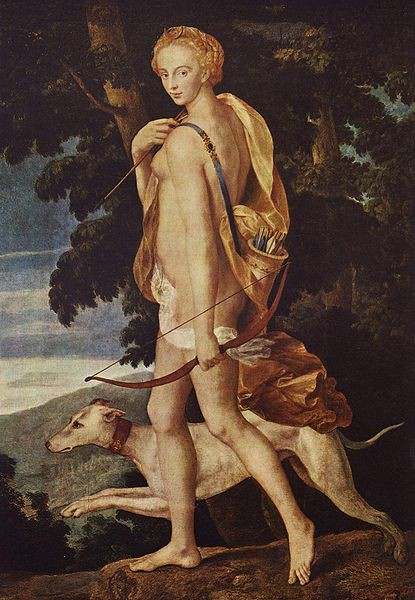
Diane chasseresse, anonyme, École de Fontainebleau, vers 1550, musée du Louvre.

Œuvre d'un Italien, mais impensable en dehors du contexte français, la Galerie François Ier se révèle alors comme un vaste ensemble destiné à la glorification de la monarchie française. Immédiatement admirée par les étrangers, et en premier lieu par les Italiens, elle fait brusquement de Fontainebleau un centre artistique majeur, telle une « nouvelle Rome », réalisant par là même la grande ambition du roi qui s'y fait représenter en « vainqueur de l'Ignorance ».
Ce type nouveau de galerie impose en France un monde imaginaire inédit : la cour, habituée jusqu'ici aux décors des tapisseries à sujets religieux ou héroïques, découvre l'univers de la Fable et ses nudités provocantes. Une telle œuvre dut faire sensation et précipiter l'évolution des esprits.
Alors que survient la mort, du Rosso en 1540, Primatice, prend la direction des travaux de Fontainebleau, assisté en cela par Nicolò dell'Abbate.
L'achèvement du décor de la chambre de la duchesse d'Étampes, lui donne l'opportunité de réaliser un vaste ensemble décoratif, dont les cycles allégoriques mettent en premier plan la figure humaine. Pour autant, celle-ci se voit traitée comme un élément décoratif parmi tant d'autres, devant, au même titre que les guirlandes ou les cartouches, se plier à la formulation d'ensemble et aux exigences de la composition. Son échelle et son canon suivent ainsi les impératifs de l'effet d'ensemble. D'une manière générale, c'est le Maniérisme italien, introduit et renouvelé par le Rosso et Primatice qui commande l'aspect fluide et allongé des figures, en particulier lorsqu'il s'agit du nu féminin qui se voit animé alors par la « ligne serpentine ».
Au-dessus des lambris de cette chambre, se développent des scènes érotiques inspirées de la vie d'Alexandre le Grand. Cette série de fresques, réalisées entre 1541 et 1544, tire aussi bien son inspiration des réalisations de Raphaël que de la luxure de François Ier : roi libertin aux nombreuses maîtresses (il en aurait eu 27 à la fois), il aurait affirmé à Brantôme : « Une cour sans dames, est comme un jardin sans fleurs ». Restés un temps inachevés, ces décors sont complétés à partir de 1570 par Nicolò dell'Abbate, afin de parachever les travaux de l'aile de la Belle-Cheminée. Parmi ces œuvres, nous sont parvenus du Primatice : Alexandre domptant Bucéphale, Le Mariage d'Alexandre et Roxane et Alexandre épargnant Timoclée, complétées par celles de Niccolo dell'Abate dont : Alexandre fait serrer dans un coffret les œuvres d'Homère et Thalestris monte dans le lit d'Alexandre.
Un peu plus tardive, la Salle de Bal, prend un parti différent, Primatice étant alors supplanté par Philibert Delorme. Les fenêtres ici vitrées permettent le développement de fresques au-dessus d'un haut lambris de menuiserie. Un plafond à caissons élaboré par Scibec de Carpi complète l'ensemble. Au fond se détache une gigantesque cheminée encadrée de deux satyres en bronze, dont l'éclectisme jouant avec les formes, la lumière et les matériaux, dénote un style maniériste italien. Dans les embrasures des fenêtres, apparaissent des décors peints de scènes mythologiques inspirées de l'Histoire de la guerre de Troie et réalisées par Nicolò dell'Abbate, qui travaille parallèlement pour Anne de Montmorency (Enlèvement de Proserpine, ou Histoire d'Euridyce).
Ces réalisations bellifontaines influencèrent alors grandement les artistes français, tels Jean Goujon, Antoine Caron ou encore Noël Jallier. Parfois d'ailleurs, on associe à l'École de Fontainebleau, d'autres artistes invités par François Ier, tels que Benvenuto Cellini ou Girolamo della Robbia. Un certain nombre de ces personnalités, influencées par l'art italien, se mettent alors à participer à la décoration intérieure du château d'Écouen en cours d'édification. De manière générale, si l'esprit des éléments décoratifs reste fidèle aux réalisations de Fontainebleau, les compositions de ce nouveau chantier voient une évolution dans le traitement des stucs, remplacés progressivement par des trompe-l'œil.
Reprenant les parties pris de la Salle de bal de Fontainebleau, les pièces du château d'Ancy-le-Franc sont ornées de hauts lambris surmontés de fresques attribuées en grande partie à Primatice ou à d'autres peintres de Fontainebleau. Leur style particulier témoigne ici encore de l'influence exercée par les demeures royales sur l'ensemble des productions artistiques du moment.
Vers le milieu du XVIe siècle, alors que le marché de l'estampe est en pleine explosion, les peintures réalisées par cette école sont copiées en eaux-fortes, apparemment à l'occasion d'un bref programme organisé en incluant les peintres eux-mêmes. L’art du vitrail en est touché, le meuble copie les motifs les plus célèbres. Les sculpteurs, même les plus grands, n’y sont pas insensibles. C'est ainsi que les patrons exécutés par les artistes de Fontainebleau pour les tapissiers, les orfèvres et les émailleurs contribuèrent naturellement à l’étroite interdépendance des arts à cette époque.
Loin de disparaître à la mort de ses deux derniers créateurs, l'École de Fontainebleau, survit, parfois d’une façon très archaïque jusqu’à la fin du siècle. Son emprise sur l’art français est étonnante : On le note jusqu'en Province dans les fresques du château d'Oiron puis de Tanlay. C'est ainsi qu'en mêlant les influences bellifontaines et romaines, la galerie du château d'Oiron (1547-1549) réalisée par Noël Jallier sur le thème de l'Enéide et de l'Iliade, fait la synthèse entre la France et l'Italie. On retrouve d'ailleurs les cavaliers italiens ainsi qu'une grande fougue dans l'action des personnages, inspirée du Rosso, tandis qu'un poétique sfumato envahit les paysages romains.
Enfin, au château de Tanlay, les fresques de la voûte en coupole de l'étage supérieur de la Tour de la Ligue, représentent avec la même ligne serpentine, des personnages de la cour de France, travestis sous les traits de dieux de l'Olympe.
Malgré la diversité des partis décoratifs, le grand nombre des techniques utilisées et le caractère cosmopolite d'un milieu qui réunit aussi bien des artistes italiens, français ou flamands, les productions de l'École de Fontainebleau présentent une grande unité de style, marqué par une conception commune de la figure et de l'ornement. Le monde qui naît de cet accord n'ayant aucun équivalent en Italie, il faut admettre qu'un climat propre à la cour de France, fastueux, sensuel, élégant, a orienté dans une direction nouvelle le génie de Rosso et de Primatice.

### La Seconde École de Fontainebleau (1594-1617)

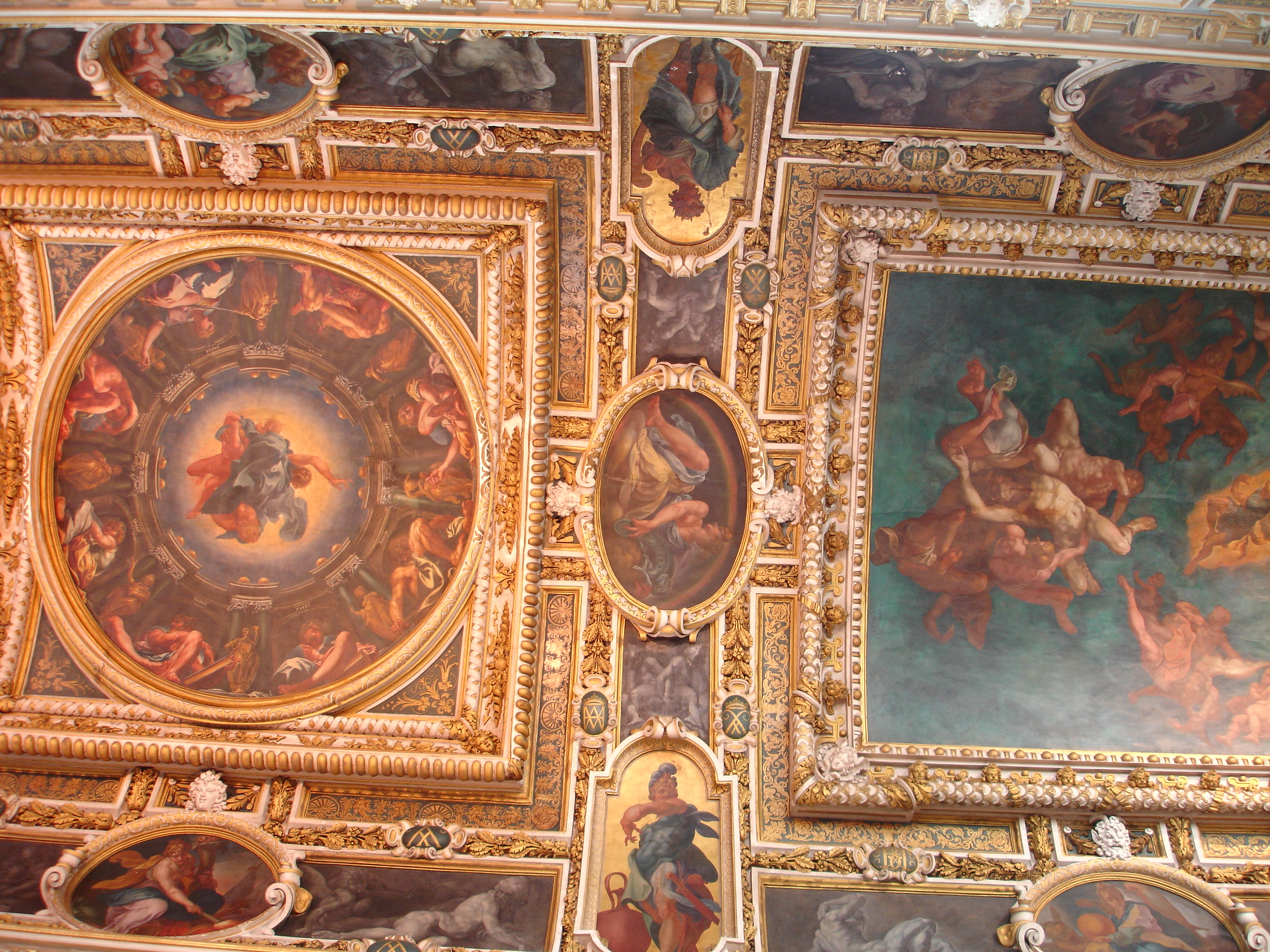
Le plafond de la chapelle de la Trinité, Fréminet, 1608-1619, Fontainebleau.
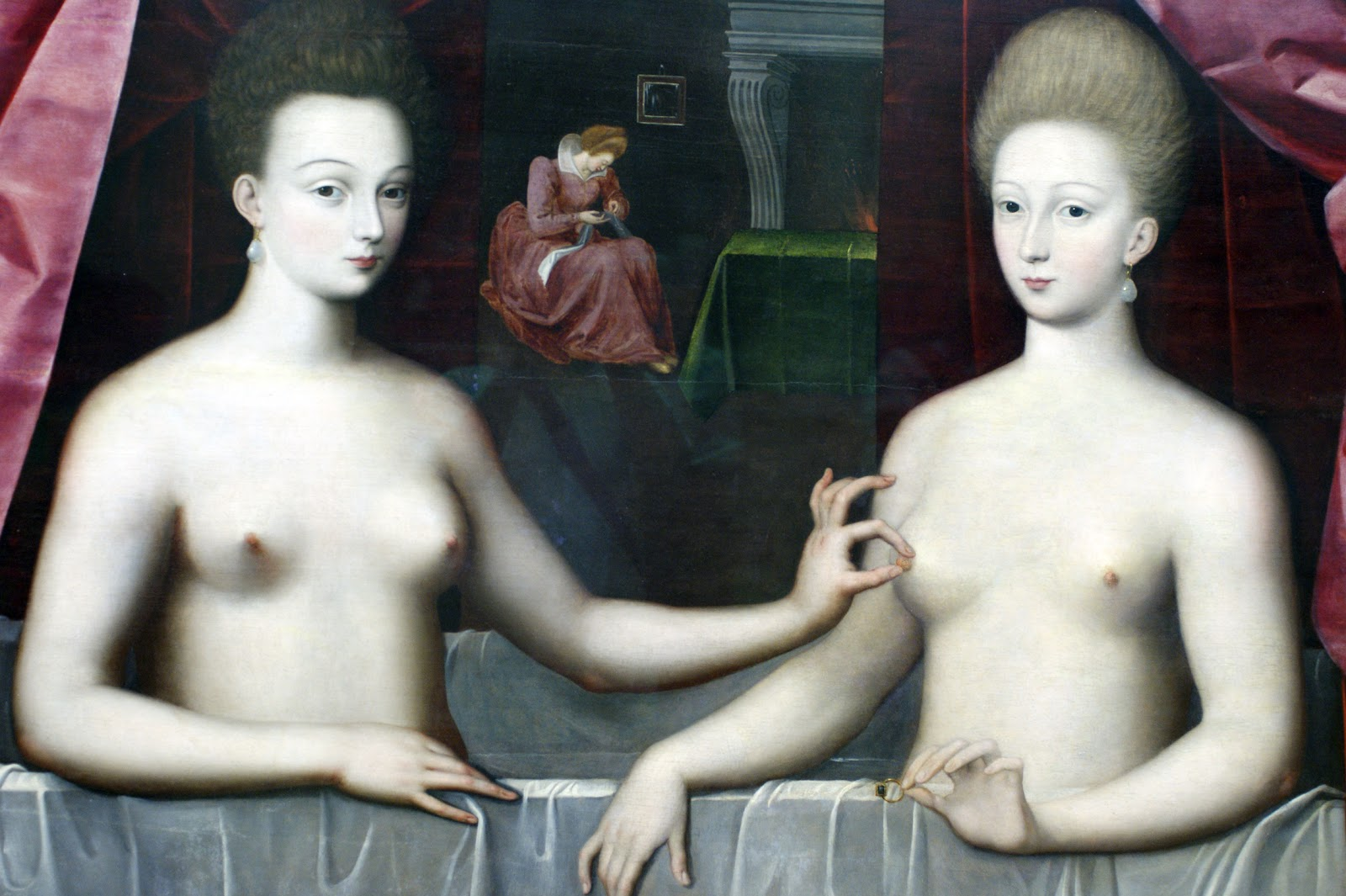
Portrait présumé de Gabrielle d'Estrées et de sa sœur la duchesse de Villars, anonyme (vers 1594, musée du Louvre).
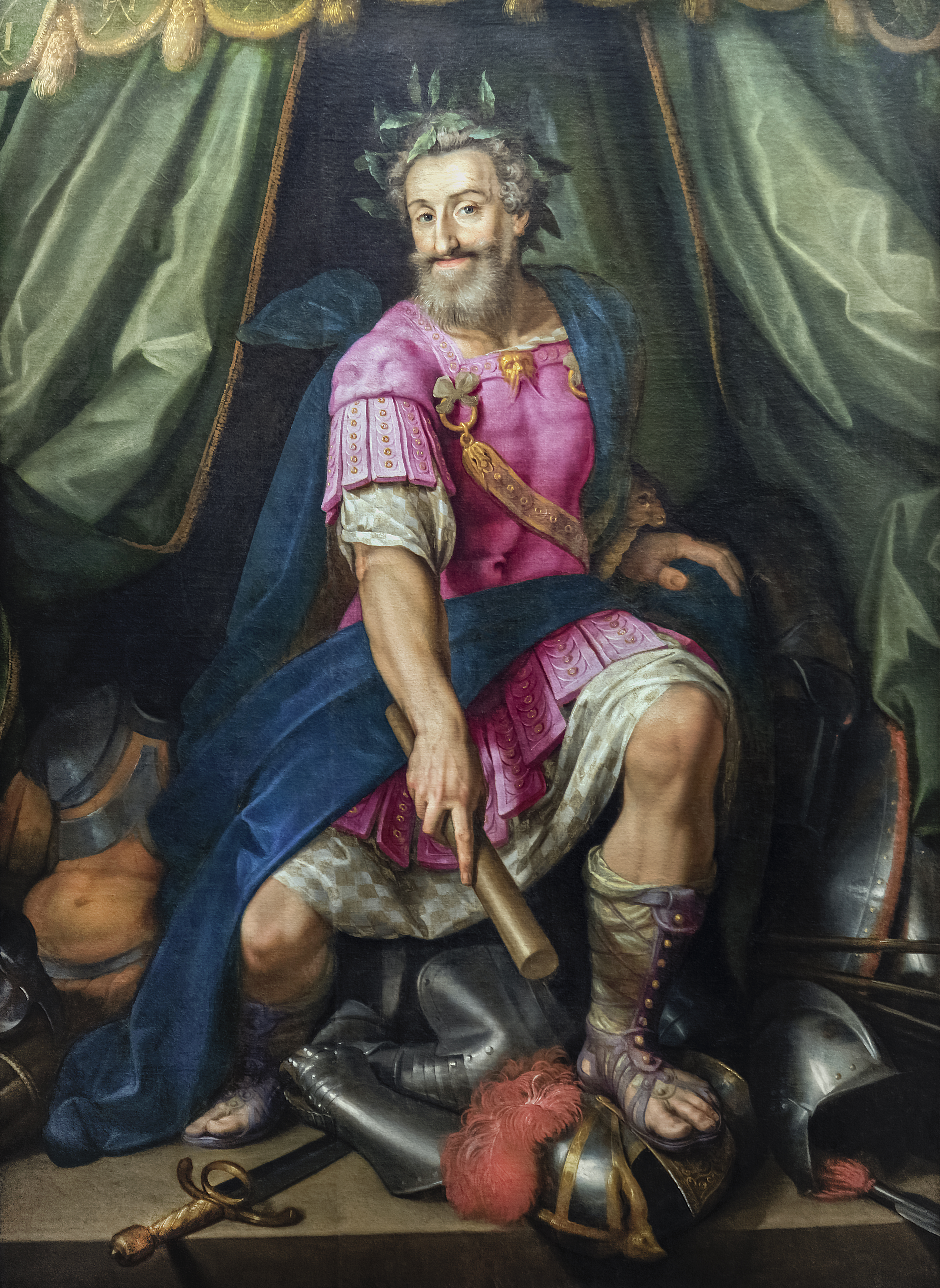
Henri IV en Mars, par Jacob Bunel (vers 1605-1606, Pau).
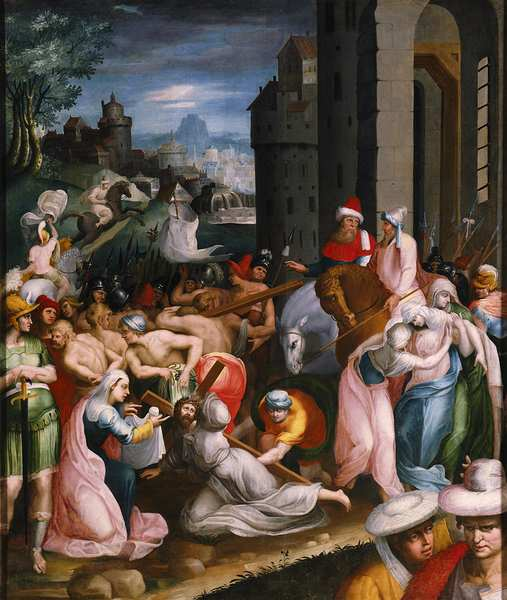
La montée au Calvaire de Toussaint Dubreuil (fin XVIe, château d'Écouen).
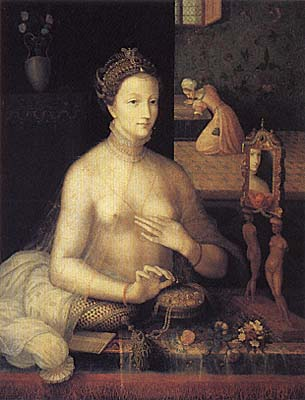
La Dame à sa toilette, Anonyme (2e moitié du XVIe siècle, Worcester, Museum of Art).
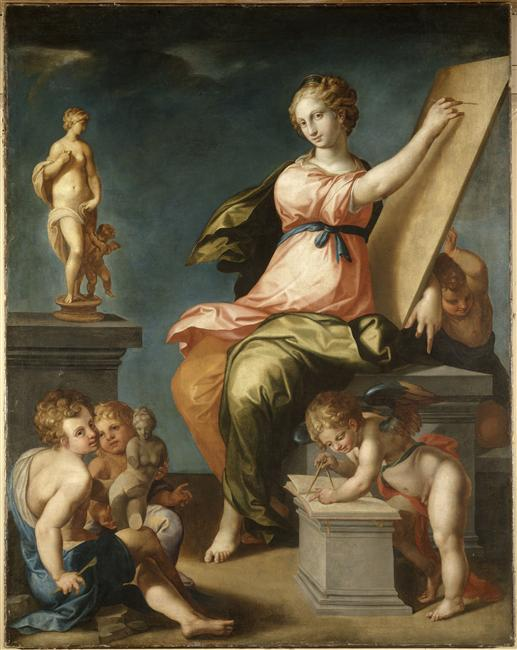
Allégorie de la Peinture et de la Sculpture, Ambroise Dubois, 1543-1614, Fontainebleau.
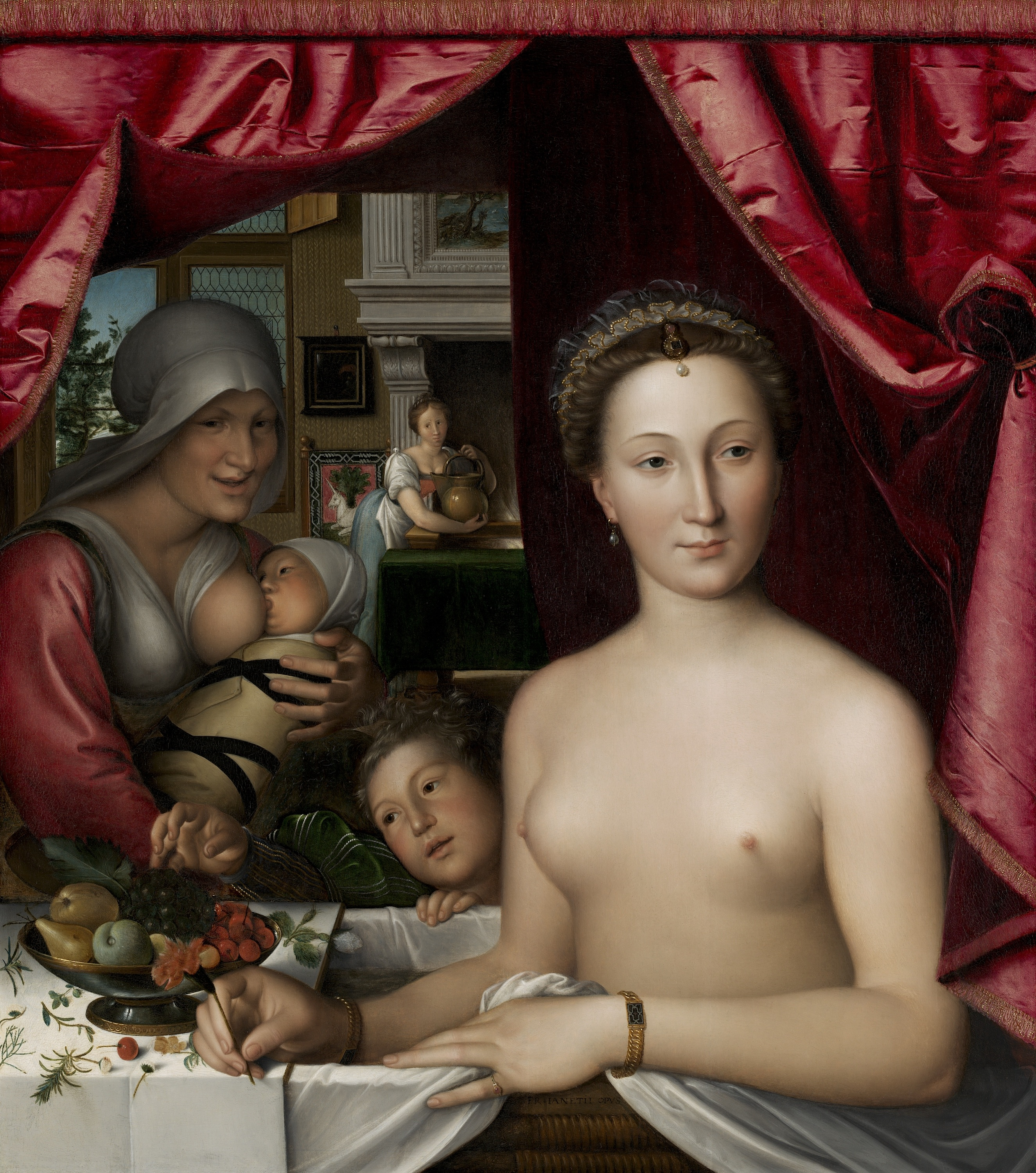
La Dame au bain, François Clouet, vers 1580, Washington.
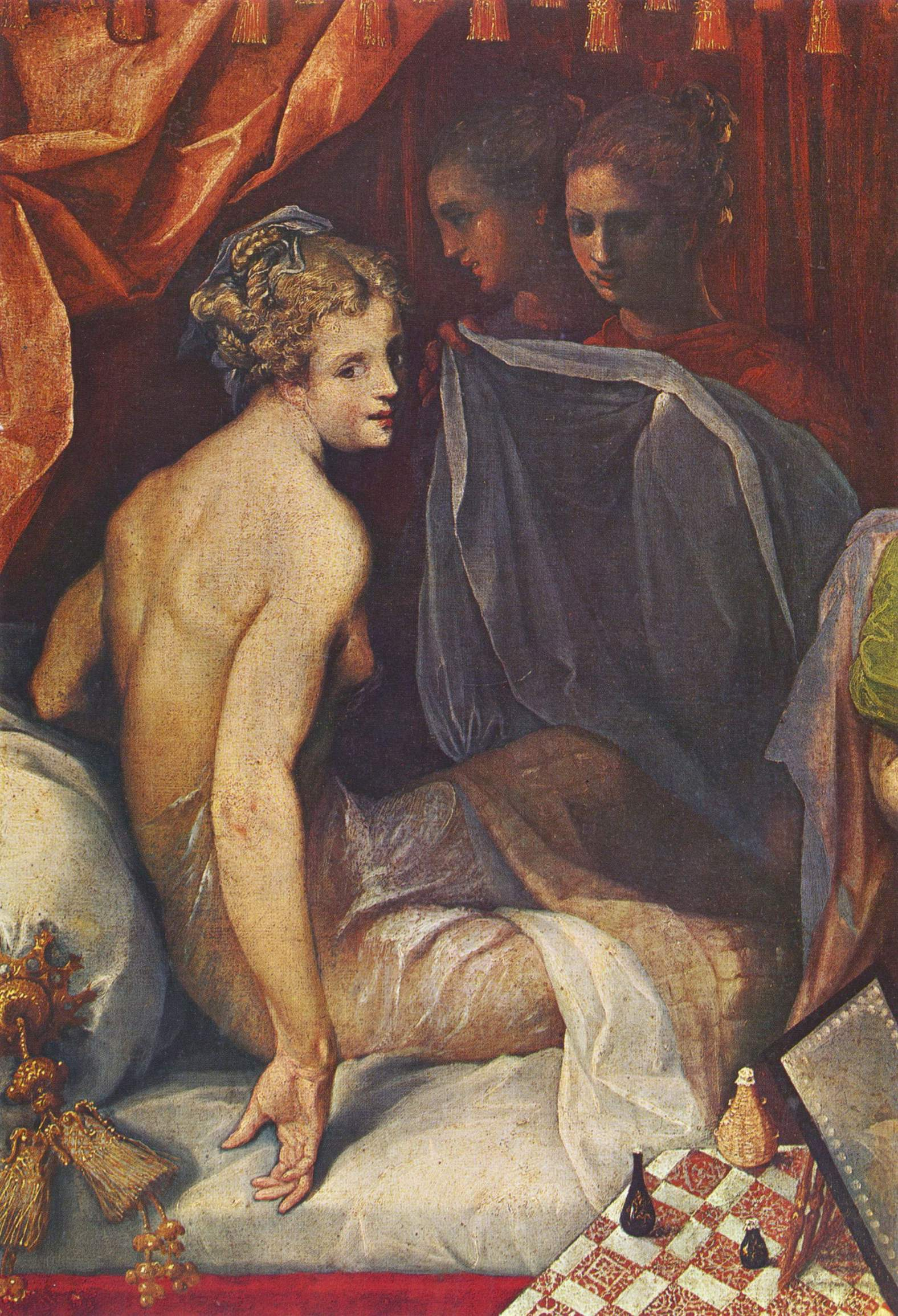
La toilette de Hyante et Climène, Toussaint Dubreuil (fin du XVIe, Louvre).

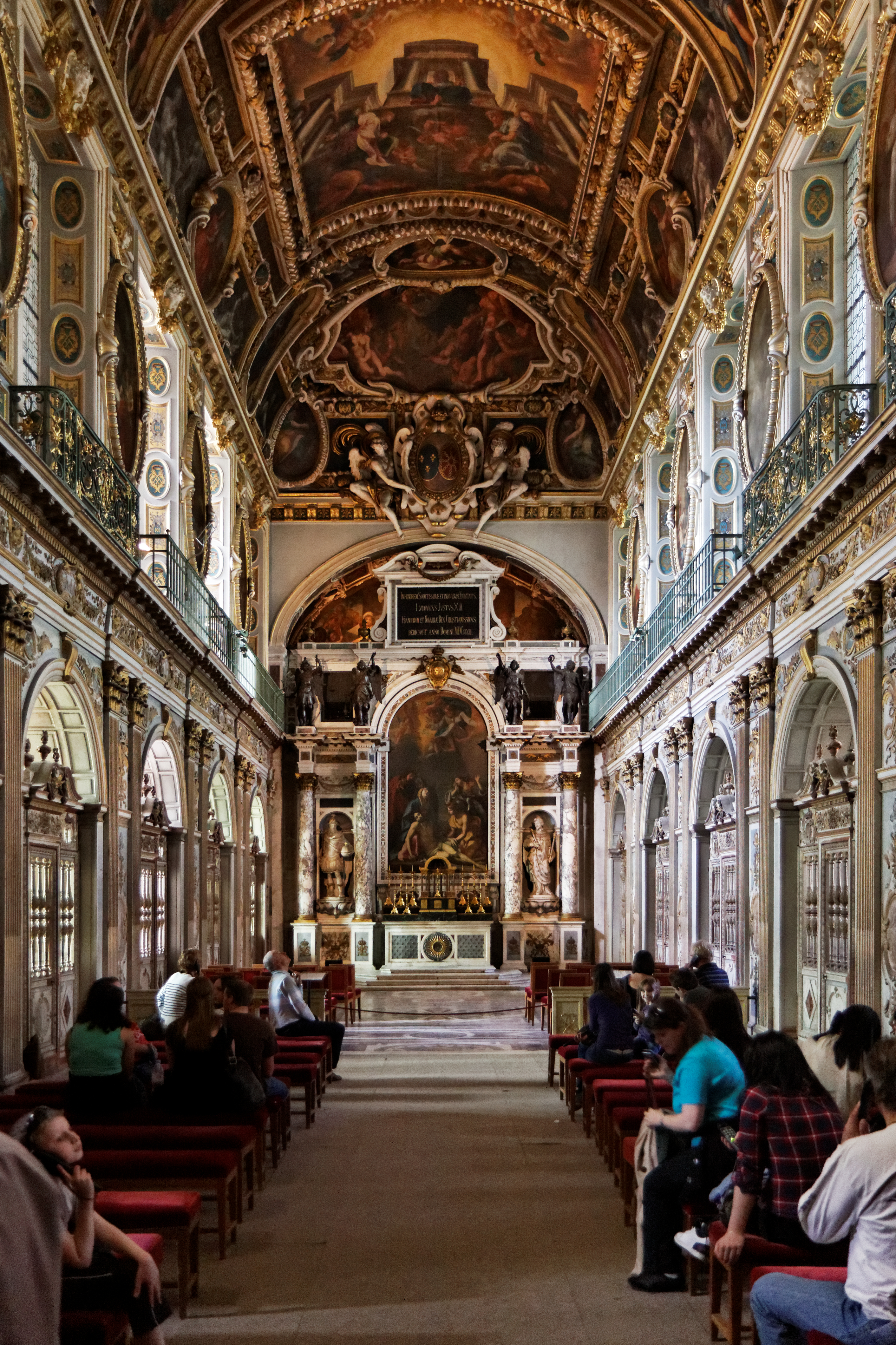
Le plafond de la chapelle de la Trinité par Fréminet (Fontainebleau, 1608-1619).

À partir du règne d'Henri IV se développe un style maniériste tardif parfois qualifié de « Seconde École de Fontainebleau ». En écho à la première, elle désigne principalement les peintres qui furent actifs sur les chantiers royaux comme Toussaint Dubreuil (formé à Fontainebleau), Martin Fréminet et Ambroise Dubois dit Bosschaert (1567-1619) peintre français originaire d’Anvers. Au cours du règne d'Henri IV (1594-1610) et de la régence de Marie de Médicis (1610-1617), le champ d'activité de cette seconde école a, lui aussi, largement débordé le cadre du seul château de Fontainebleau ; sa part était grande dans la décoration du Louvre et de Saint-Germain-en-Laye, sans oublier les travaux effectués pour la manufacture royale des Tapisseries. Cette nouvelle équipe se démarque pourtant de la précédente, par son nombre important d'artistes d'origine flamande et d'une façon plus générale, par une influence nordique plus prononcée, pouvant s'expliquer par les circonstances politiques de l'époque.
Faisant suite à une longue période de troubles liés aux guerres de religion, le renouveau des arts se manifeste de manière particulièrement éclatante dès le règne d’Henri IV, en touchant tous les domaines : peinture, sculpture, architecture, art du livre mais également art des jardins et arts de cour, dont les ballets et les entrées triomphales.
Renouant avec l’époque de François Ier, le roi s’emploie à faire de nouveau rayonner les arts français par un mécénat important. Afin d'attirer à nouveau les artistes ayant fui Paris, il s'emploie dès les années 1590, à les faire contribuer à la renommée du royaume en les impliquant dans des programmes ambitieux (Galerie de Diane, Galerie des Cerfs, Pavillon des Poëles, Château Neuf de Saint-Germain-en-Laye…). Henri IV, premier roi de la dynastie des Bourbons mais aussi héritier du trône des Valois, n’a de cesse de rappeler la légitimité de ce pouvoir durement acquis. Fontainebleau fait ainsi partie de ces chantiers inachevés sous les Valois que le roi tient à terminer tout en aidant parallèlement la capitale à reconquérir sa primauté dans le domaine artistique.

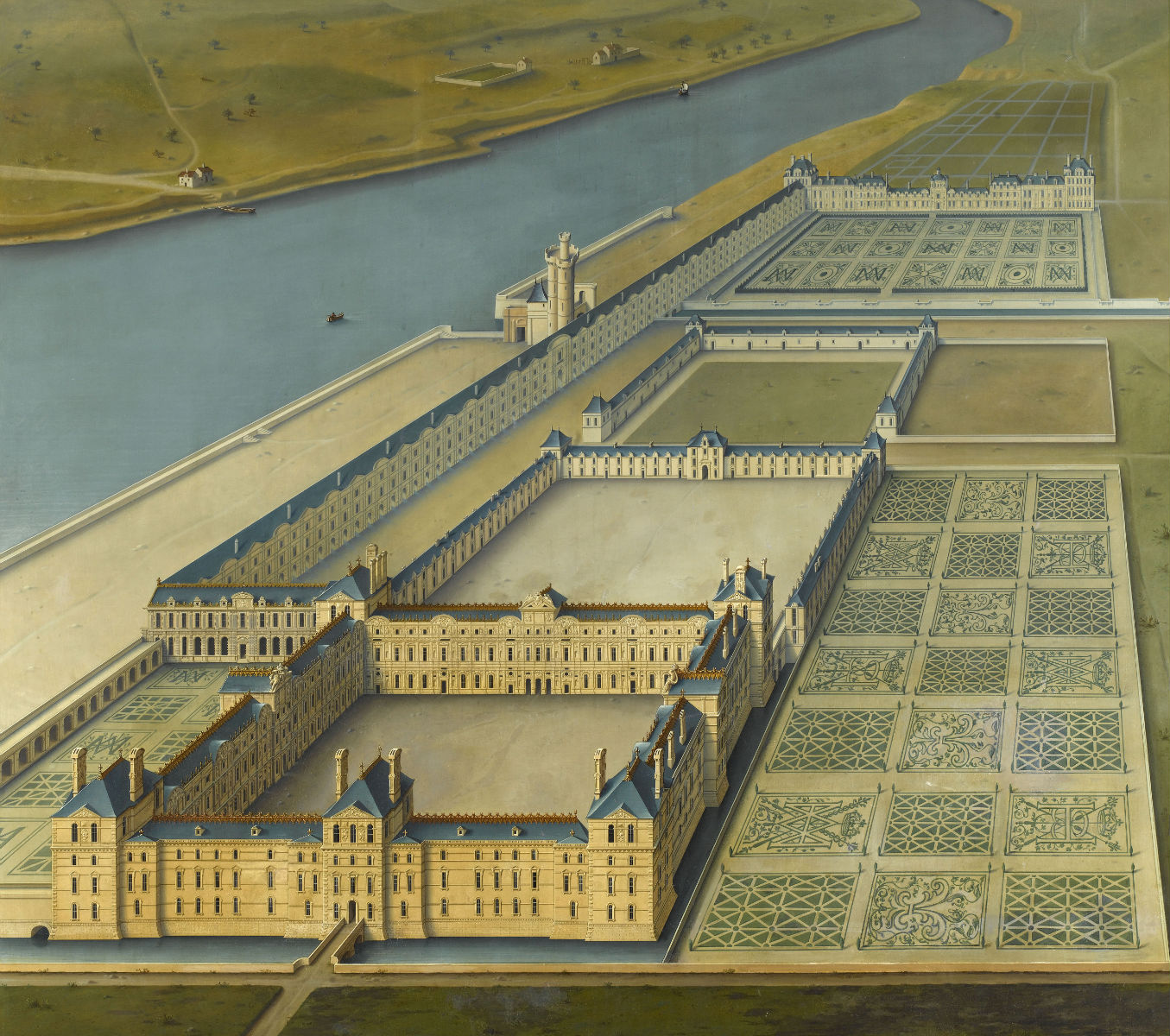
Le Grand dessein d’Henri IV : Le palais du Louvre, Louis Poisson, 1600-1615, galerie des Cerfs, Fontainebleau

C’est dans ce contexte de prospérité retrouvée, que se développe la seconde École de Fontainebleau. La continuité avec la première équipe est d'autant plus sensible que la seconde s'inscrit également dans le courant international du maniérisme, d'où la dénomination commune. Mais à l'inspiration parmesane qui dominait avec le Primatice font place des influences plus mêlées. Les Italiens n'y jouent d'ailleurs plus le premier rôle car se sont bien les Français qui occupent désormais les postes de direction. Si l'on se tourne encore volontiers vers le Primatice, le Rosso ou Nicolò dell'Abbate, dont on apprécient la couleur et les tendances « modernes » de leurs paysages et de leurs scènes de genre, l'inspiration générale a changé : L'apport Flamand, devenu essentiel, amène une interprétation plus personnelle de la peinture, qui associe aux formules maniéristes des éléments d'un réalisme souvent proche de la caricature : Toussaint Dubreuil, Ambroise Dubois ou Martin Fréminet sont aujourd'hui considérés comme les principaux maîtres de ce mouvement.
Durant tout le règne d'Henri IV, ces artistes n'ont de cesse de vouloir renouveler le style décoratif français, profitant des opportunités offertes par la reprise des chantiers royaux. Pour mener à bien leur recherche, la nouvelle équipe n'hésite pas à puiser non seulement aux sources de l'art de Fontainebleau, que chez les Flamands italianisants contemporains, amenant ainsi plusieurs distorsions dans leurs emprunts. C'est ainsi que le flamand Ambroise Dubois et le français Toussaint Dubreuil (prématurément disparu en 1602) synthétisent leurs apports par des compositions aux distorsions fantaisistes et aux nus érotiques, par un style brillant et éclectique. Pour autant la flamme semble bien éteinte et les confusions d’espace et d’échelle dans la plupart des compositions masquent la pauvreté de l’imagination et du style.
À la différence de la Première école de Fontainebleau, aucun artiste français de la seconde génération, n'atteint la valeur et le charisme du Rosso ou du Primatice. Malgré sa volonté d'indépendance et de renouveau, cette école reste trop souvent attirée par les éléments voyants et fantastiques des modèles italiens, caractérisés par des perspectives extrêmes et une palette outrée et acidulée ; trop d’œuvres sombrent alors dans une formule confuse et un érotisme évident, signes d’une compréhension superficielle de l’art de la Renaissance tardive.
Si la Seconde école de Fontainebleau réunit des artistes français tels que Jacob Bunel, Guillaume Dumée, Gabriel Honnet ou le déjà baroque Martin Fréminet, pour réaliser les décors des résidences royales, seul Antoine Caron impressionne par son art de cour extrêmement sophistiqué. Ses tableaux ressemblent étrangement à de gigantesques ballets, inspirés sans doute des divertissements préférés de la cour de Catherine de Médicis, son principal mécène.

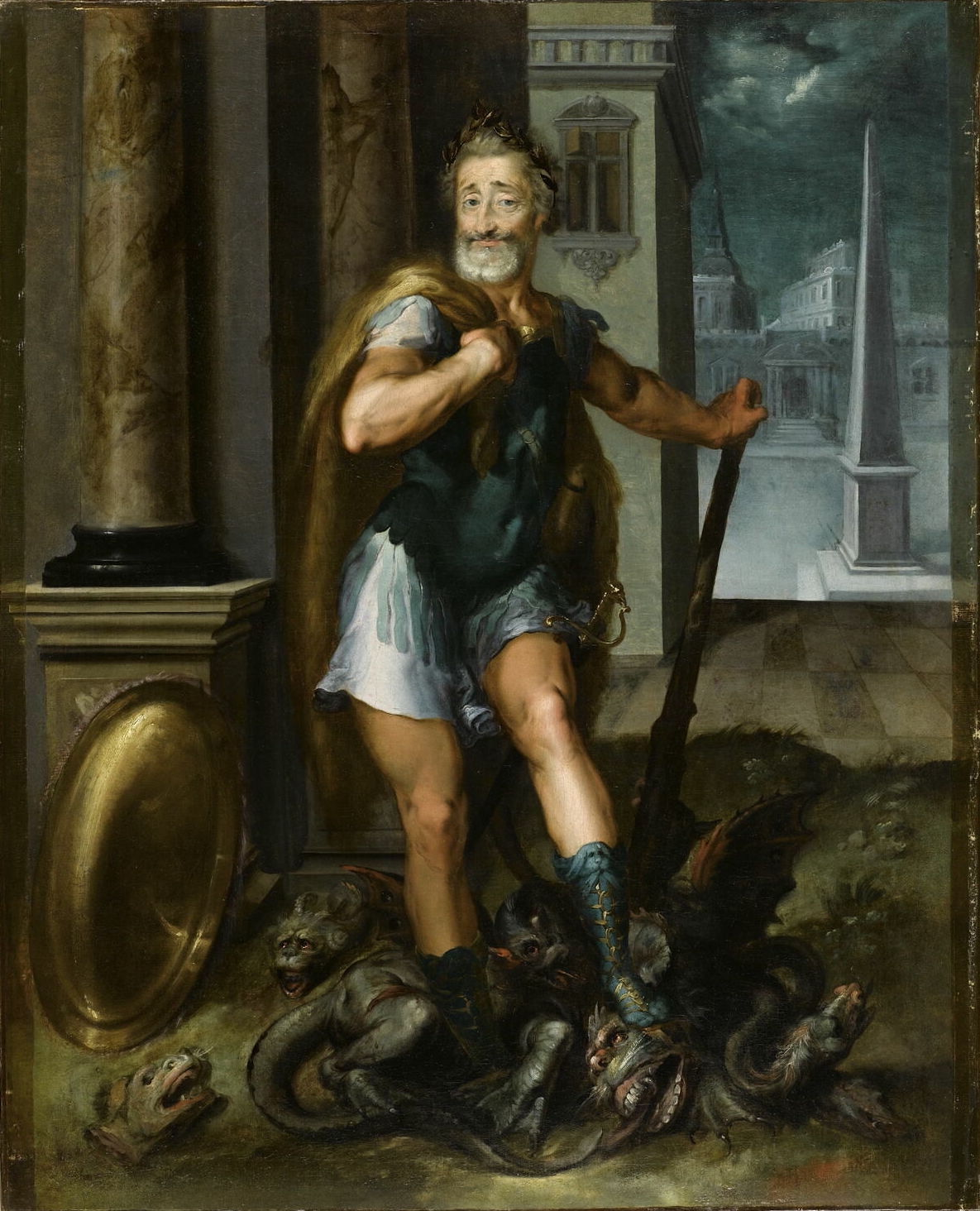
Henri IV en Hercule terrassant l'hydre de Lerne, Toussaint Dubreuil, vers 1600, musée du Louvre.

Désormais moins focalisées sur les sujets mythologiques ou allégoriques, inspirés de l'Antiquité, la Seconde école de Fontainebleau se tourne plus volontiers vers les thèmes romanesques et littéraires issus des chansons du Tasse et de l'Arioste : Les sujets tirés de la Jérusalem délivrée ou de la Franciade connaissent alors un succès retentissant. Pour autant, les thèmes religieux restent toujours aussi prisés, car souvent liés à des commandes prestigieuses, parfaitement illustrées dans le décor déjà baroque de la chapelle de la Trinité réalisée par Fréminet, comme une nouvelle « Sixtine française » du XVIIe siècle.
Par la somptuosité de ses décors, le château de Fontainebleau, redevient pour un temps un centre artistique majeur ajoutant au rayonnement de la nouvelle dynastie, les échanges entre l'art proprement parisien et l'art bellifontain semblant alors s'intensifier.
Pour autant, les liens qui unissent la France d’Henri IV et de Marie de Médicis aux grands centres artistiques européens, permet à cette nouvelle équipe bellifontaine de se placer dans un cadre plus large, en connexion avec Florence, Anvers ou encore Nancy, dont le centre artistique brillant est dominé par Jacques Bellange (mort en 1616) mais dont le style s'alourdit inexorablement sous l'influence de Jean de Hoey et de Jérôme Franck.
Si de nombreuses œuvres d'artistes de la Seconde école de Fontainebleau ont malheureusement disparu, la conservation au château d’Ancy-le-Franc, d’un vaste ensemble de décors, se rattachant à la fois à la première et à la seconde école de Fontainebleau, en fait aujourd'hui l'un des témoins majeurs de la production picturale française de la Renaissance.
En conclusion, le célèbre tableau représentant Gabrielle d'Estrées et une de ses sœurs, résume parfaitement les caractéristiques de la peinture française de la cour royale de l'époque, mêlant sensualité, fraîcheur des couleurs et influence de la peinture italienne de la Renaissance. En se distinguant des maîtres de la première école, par une couleur plus chaude et plus contrastée, l'art de ces peintres encore pétri des modèles du premier maniérisme italien, a joué un rôle indéniable de transition avec l'art parisien du début du XVIIe siècle, en exprimant autant les tendances nouvelles du Classicisme que celles du Baroque.
Malgré tout, l'éclat des œuvres de la Première école est tel que des maîtres comme Primatice et Nicolò dell'Abbate, continuent d'exercer une influence déterminante durant toute la période : ils resteront d'ailleurs une référence majeure au XVIIe siècle pour des classiques comme Laurent de La Hyre, Jacques Blanchard, Lubin Baugin et même les frères Le Nain.

## Les jardins de la Renaissance

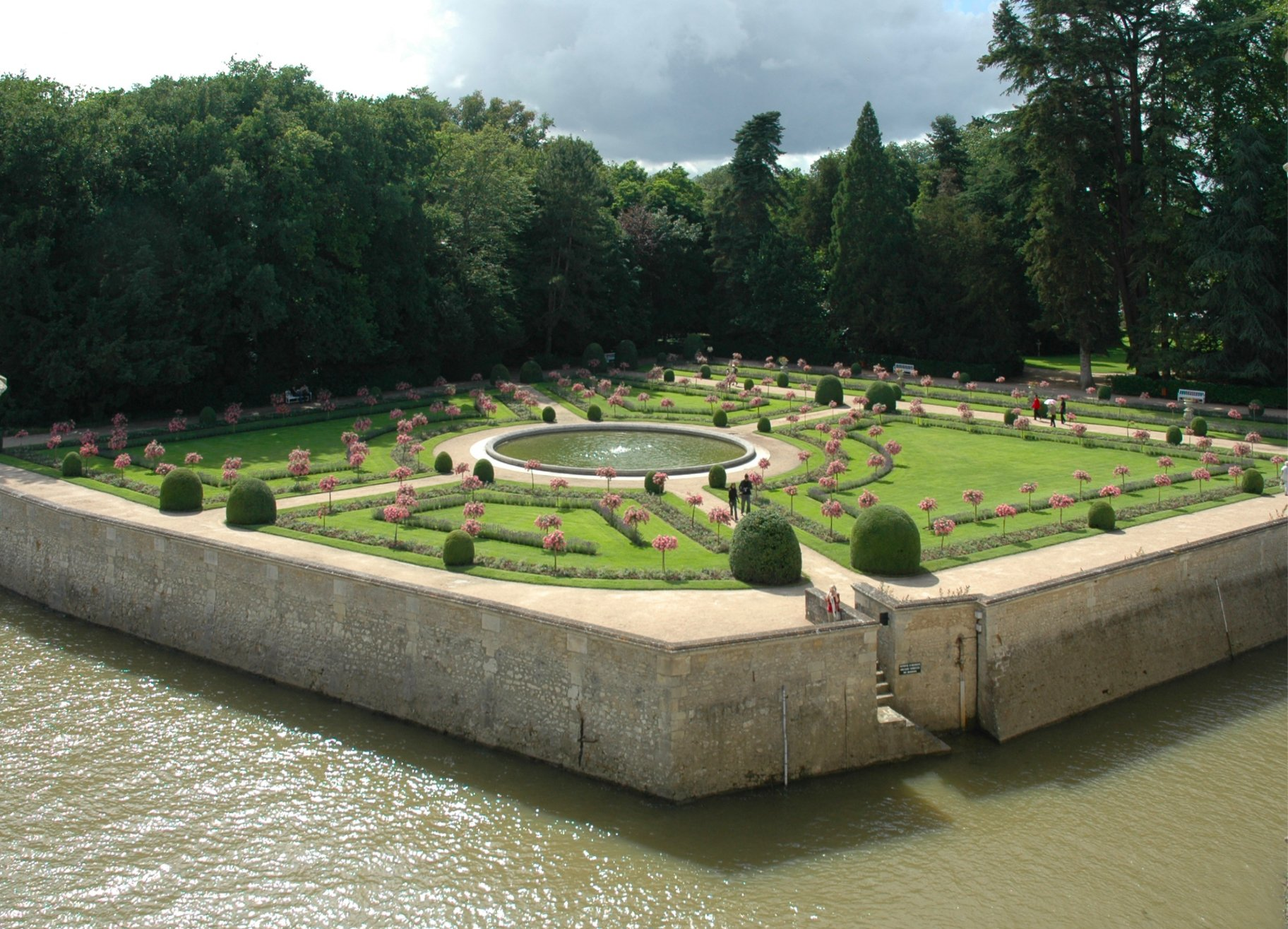
Chenonceau
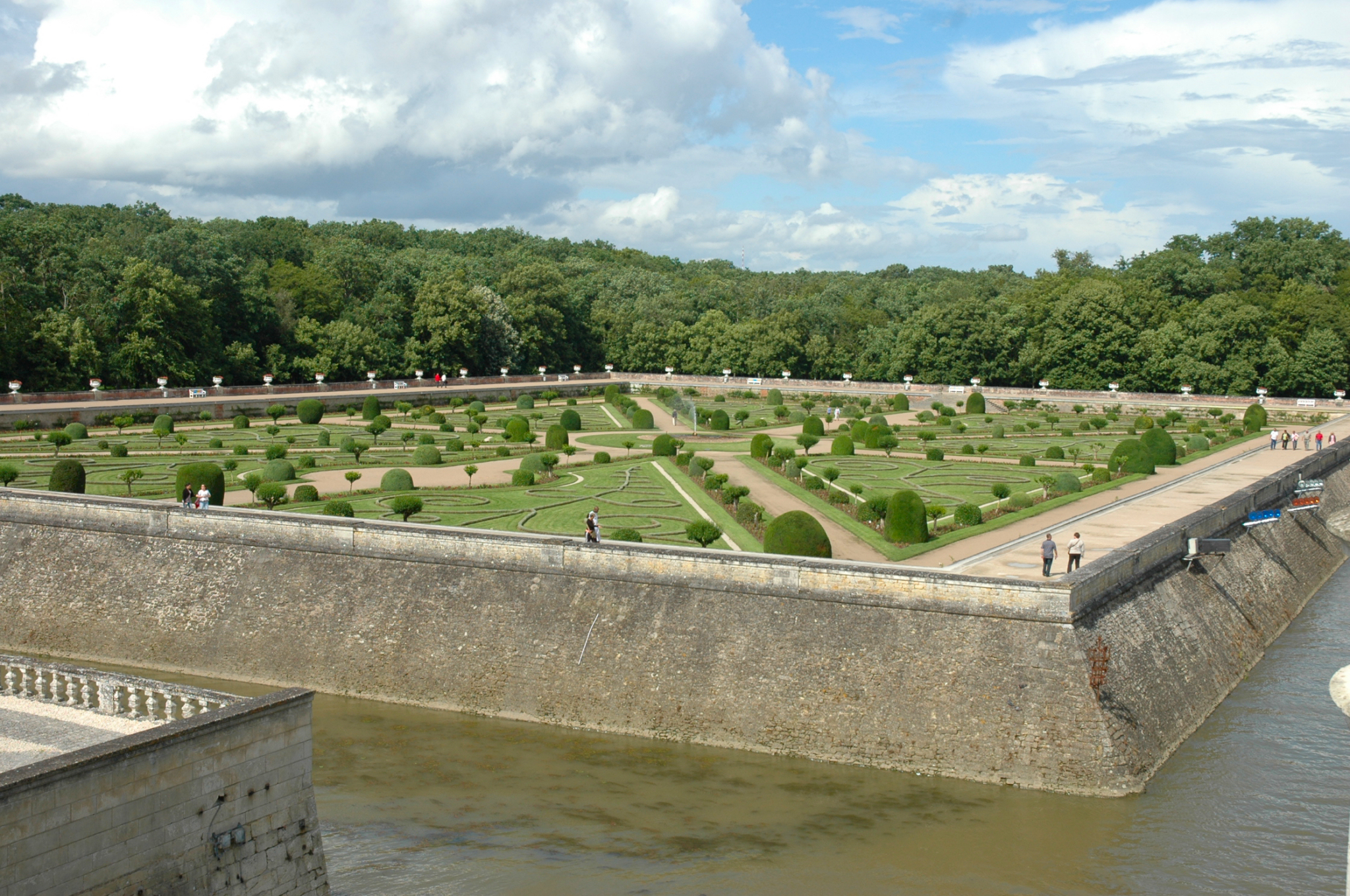
Chenonceau
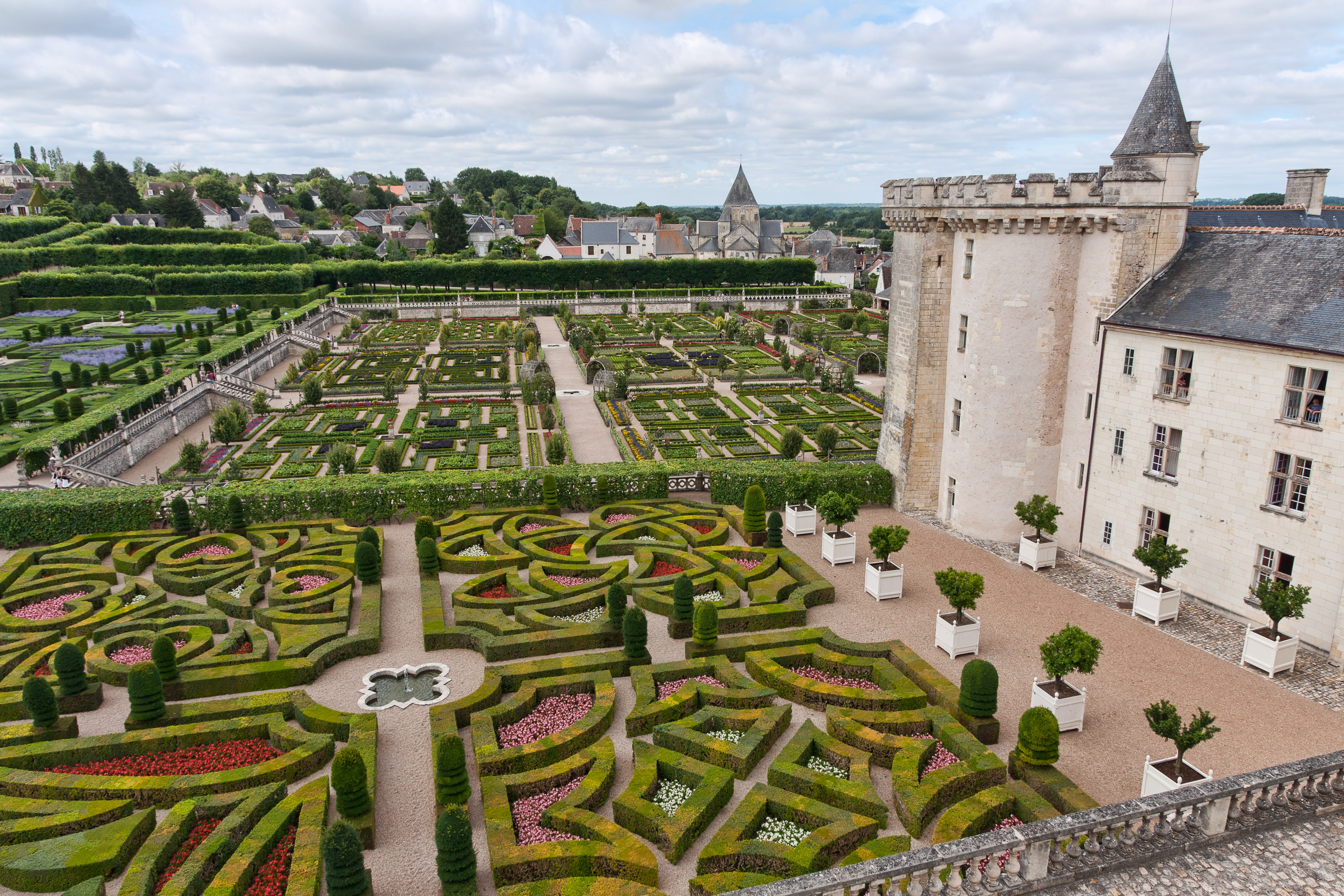
Château de Villandry
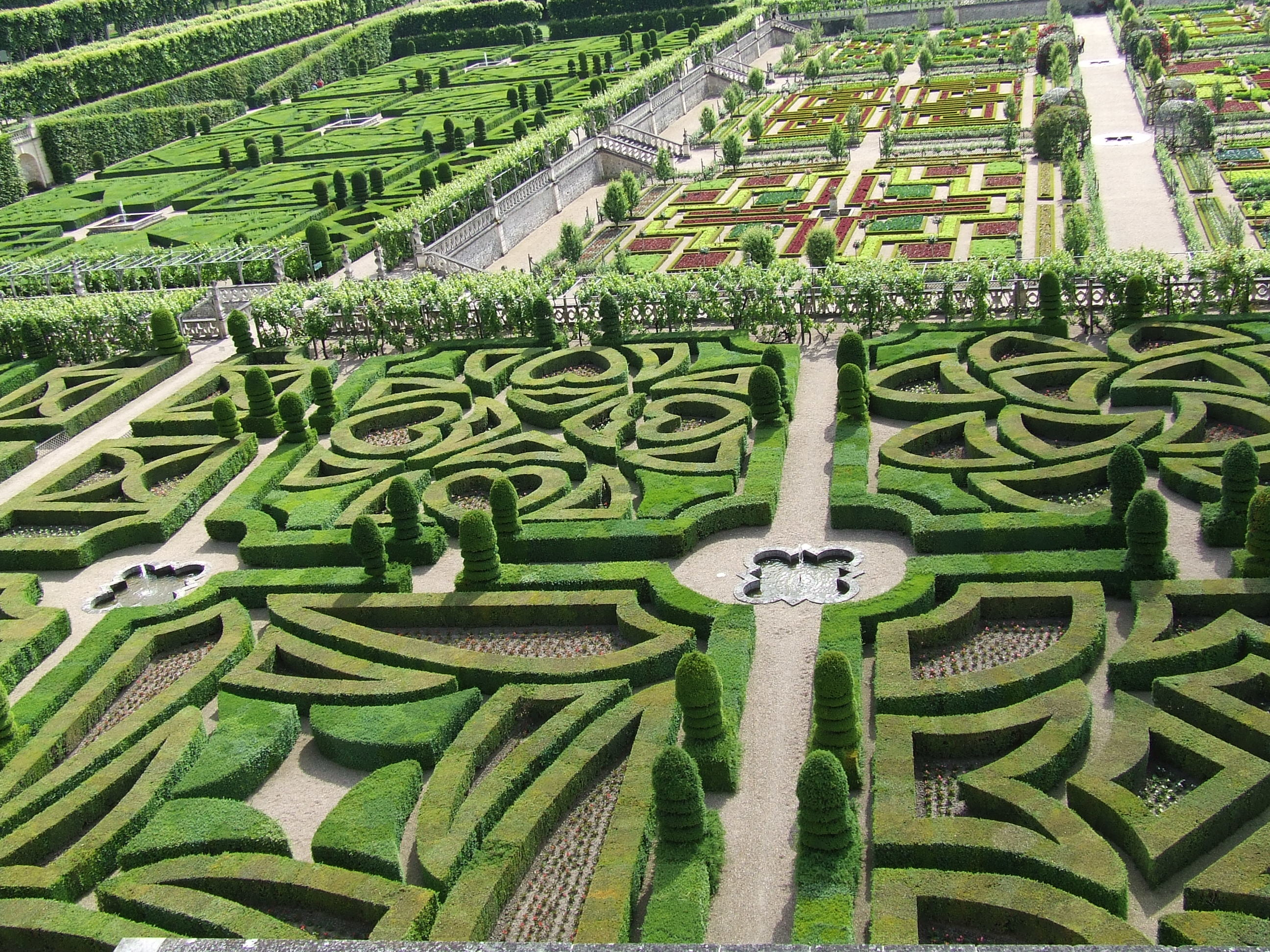
Château de Villandry
Château de Villandry

Les jardins de la Renaissance française sont un style de jardin inspiré à l'origine par les jardins de la Renaissance italienne, qui a évolué par la suite pour donner naissance au style plus grandiose et plus formel du jardin à la française sous le règne de Louis XIV, à partir du milieu du XVIIe siècle.
En 1495, le roi Charles VIII et ses nobles rapportèrent le style Renaissance en France à la suite de leur campagne guerrière en Italie. Les jardins de la Renaissance française connurent leur apogée dans les jardins du château royal de Fontainebleau et des châteaux de Blois et Chenonceau.

### Esthétique

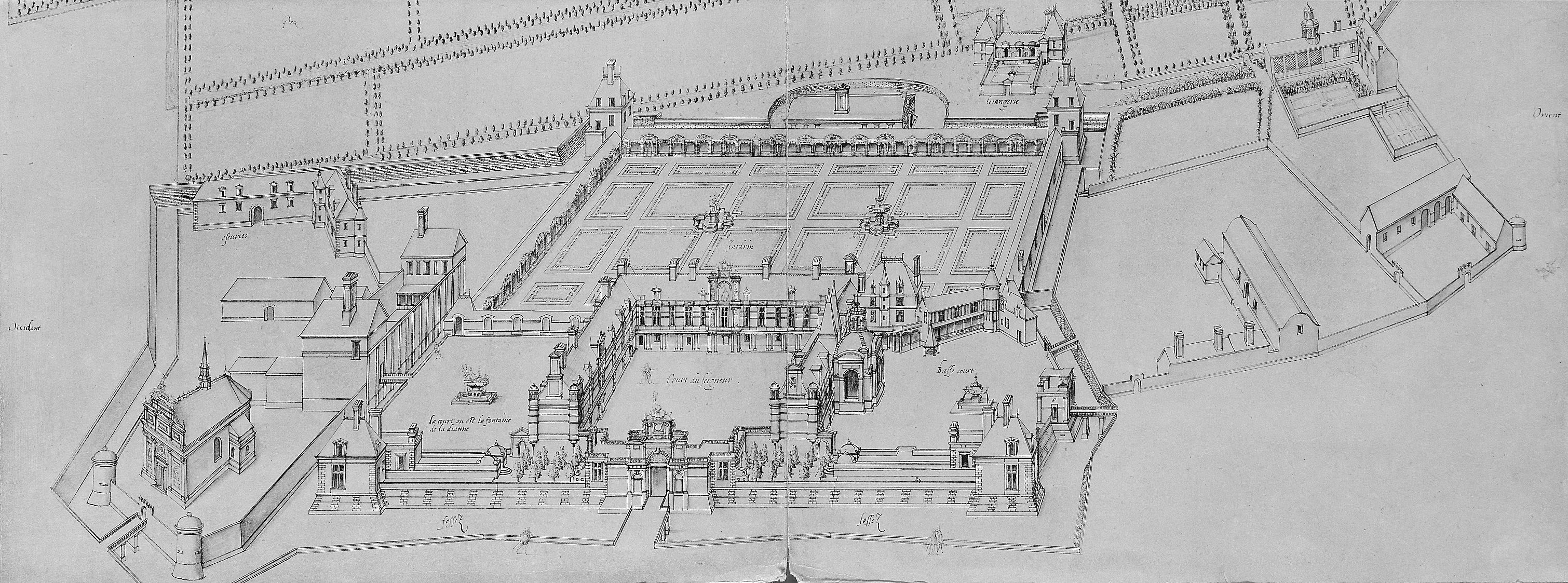
Jardins du château d'Anet (cartographie Jacques Ier Androuet du Cerceau, « Les plus excellents bastiments de France »).

Les jardins de la Renaissance française sont caractérisés par des plates-bandes ou parterres symétriques et géométriques, des plantes en pots, des allées de sable et gravier, des terrasses, des escaliers et des rampes, des eaux courantes sous forme de canaux, de cascades et de fontaines monumentales, et par l'usage extensif de grottes artificielles, de labyrinthes et des statues de personnages mythologiques. Ils devinrent une extension des châteaux qu'ils entouraient, et furent conçus pour illustrer les idéaux de mesure et de proportion de la Renaissance et pour rappeler les vertus de la Rome antique.
Les jardins de la Renaissance passent de l’enclos utilitaire, tout chargé de symbolique chrétienne, à de larges perspectives utilisant le vocabulaire païen et dont le but principal est la seule délectation, le plaisir. Les considérations esthétiques et personnelles deviennent alors primordiales. L’espace du jardin subit de moins en moins l’influence des préceptes religieux (nonobstant les visions d’Érasme, de Palissy). Les références iconologiques ne sont plus qu’exclusivement classiques : elle appartiennent à la mythologie par l’emploi de sa symbolique, des thèmes illustrés, de la statuaire… Les jardins ont aussi une dimension politique (les grands jardins sont dessinés à la gloire du maître des lieux), et l’évolution de l’art de vivre en fait le cadre de fêtes et de fastueux banquets. Leur histoire est aussi le reflet de celle, parallèle, de la botanique (introductions de nouvelles espèces, approche de plus en plus scientifique) et de l’évolution des théories et pratiques culturales.

### Une influence italienne

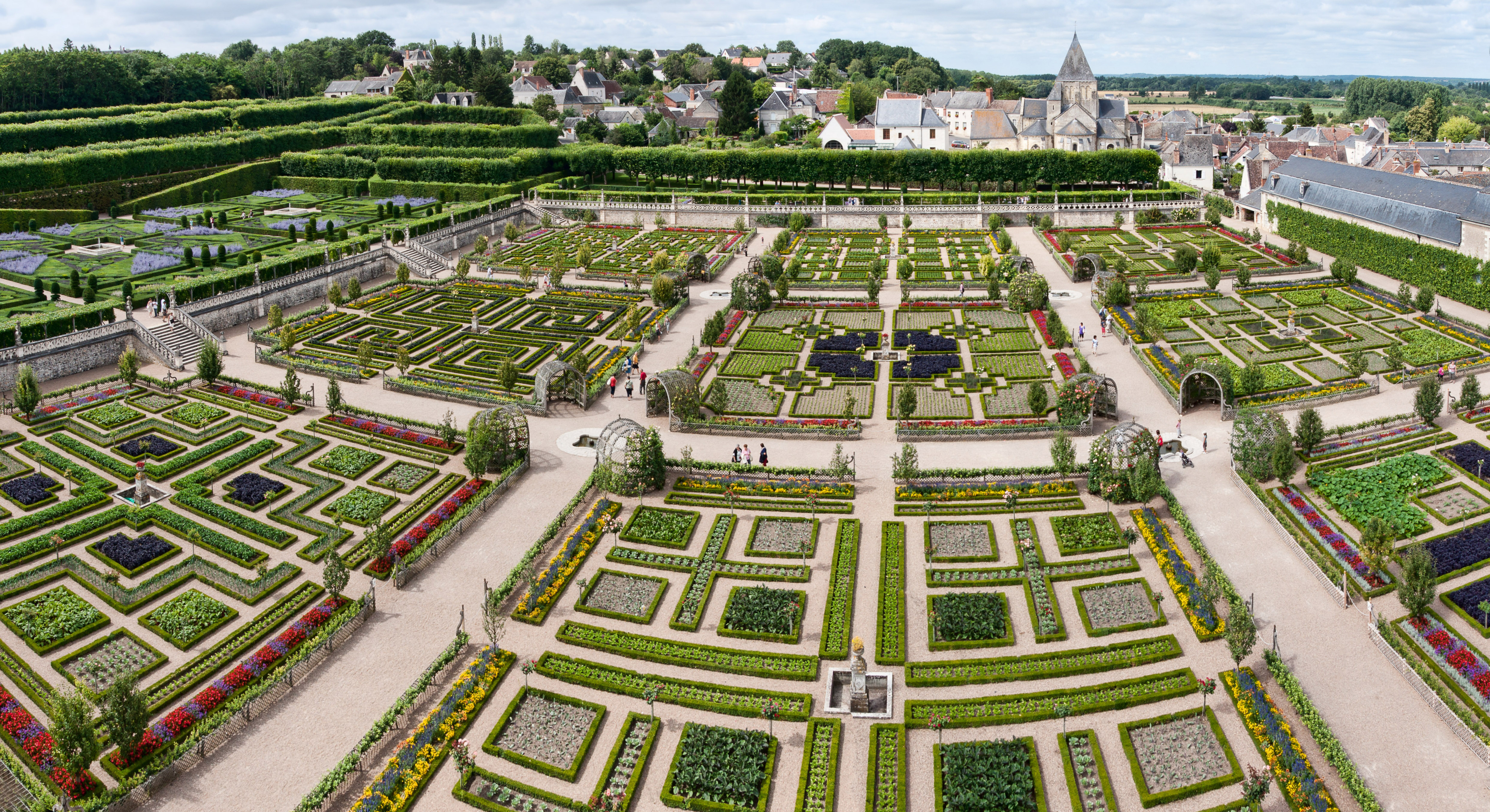
Les parterres de la Renaissance reconstitués du château de Villandry.

Au XIIIe siècle, l'architecte paysagiste italien, Pietro de' Crescenzi publia un traité, intitulé Opus Ruralium Commodium, qui présentait un plan formel pour les jardins, ornés de sculptures topiaires, d'arbres et arbustes taillés en formes architecturales, suivant une tradition commencée par les Romains. Le roi Charles V de France le fit traduire en français en 1373, et le nouveau style italien commença à apparaître en France.
Un autre écrivain de grande influence fut Leon Battista Alberti (1404–1472), qui écrivit en 1450 un livret, De re aedificatoria, pour Laurent de Médicis. Il appliquait les principes géométrique de Vitruve pour dessiner les façades de bâtiments et les jardins. Il suggéra que les habitations devaient avoir une vue sur les jardins, et que les jardins devaient avoir des « portiques pour donner de l'ombre, des berceaux où les plantes grimpantes pousseraient sur des colonnes de marbre, et qu'il devait y avoir des vases et même des statues amusantes, pourvu qu'elles ne soient pas obscènes ».
Dans son dessin des jardins du Belvédère à Rome, l'architecte Bramante (1444–1544) introduisit l'idée de perspective, utilisant un axe longitudinal perpendiculaire au palais, le long duquel il disposait des parterres et des fontaines. Cela devint une caractéristique centrale des jardins de la Renaissance.
Un roman populaire du moine Francesco Colonna, publié à Venise en 1499, intitulé Le Songe de Poliphile, voyage allégorique de Poliphile dans des contrées imaginaires à la recherche de son amour, Polia, eut une énorme influence sur les jardins de l'époque. Des idées, comme celle d'une « île-jardin » dans un lac, telle celle du jardin de Boboli à Florence, de statues de géants sortant de terre dans le parc de la villa de Pratolino, et le thème du labyrinthe, firent toutes reprises des voyages imaginaires de Poliphile. Tous ces éléments devaient apparaître dans les jardins de la Renaissance française.

### Le château de Blois

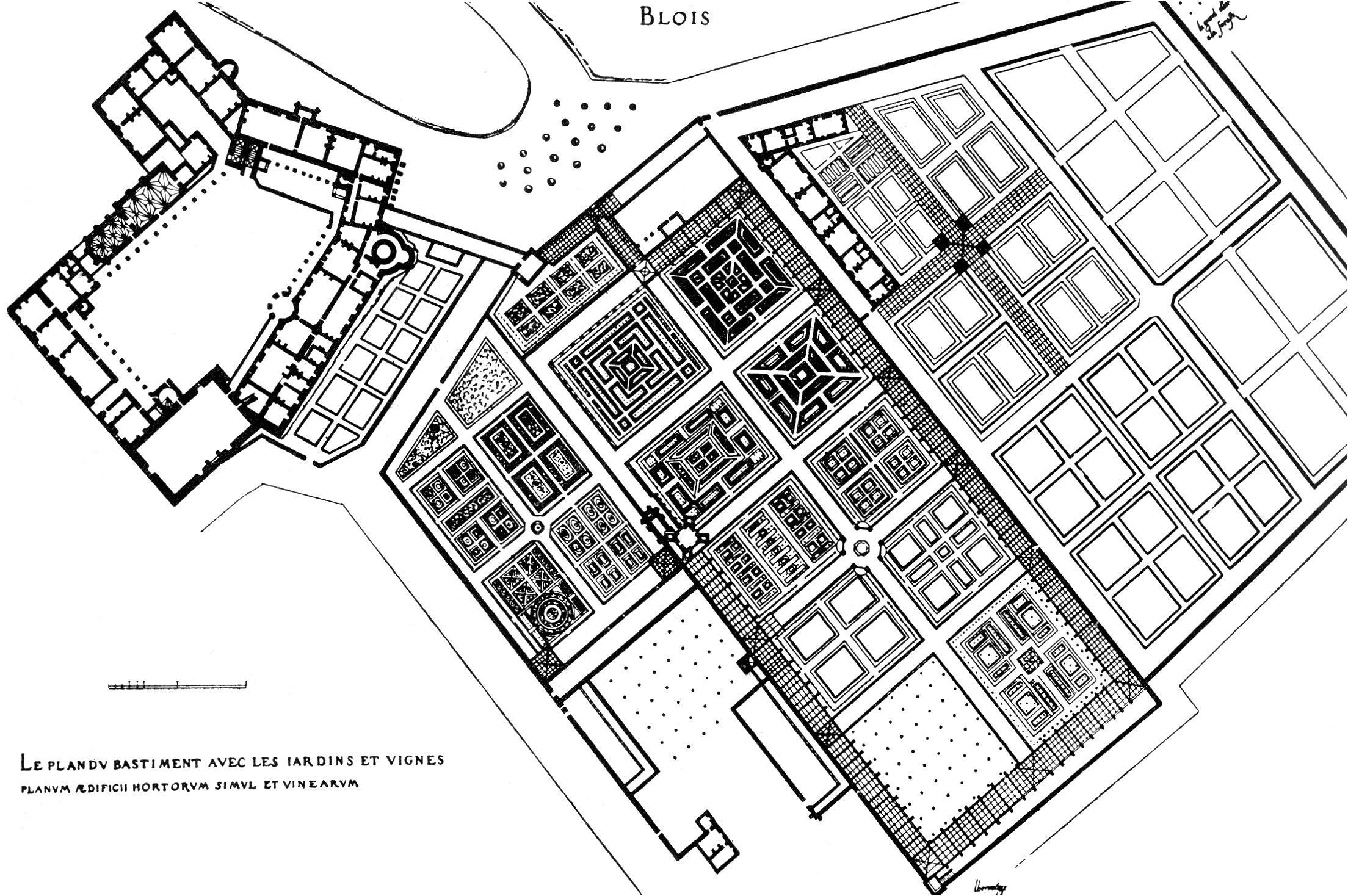
Jardins du château de Blois (Jacques Ier Androuet du Cerceau, « Les plus excellents bastiments de France »).

En 1499, Louis XII confia la réalisation des jardins du château de Blois à la même équipe qui fut engagée par la suite par Georges d'Amboise pour réaliser des parterres sur différents niveaux à son château de Gaillon : le jardin y était planté de parterres de fleurs et d'arbres fruitiers.
Lorsque Louis XII décède en 1515, François Ier fait réaliser des jardins dans le nouveau style sur trois terrasses à des niveaux différents entourées par les vieux murs de son château de Blois.
Après lui son fils Henri II lance des travaux d’embellissement du jardin. Le jardin du Roi se trouve orné de berceaux de verdure qui font échos à ceux du jardin de la Reine. Vers 1554, on y trouve aussi des allées en croix avec quatre cabinets à l’intersection des quatre allées. Un étang artificiel est également construit au lieu-dit des Bornaz vers 1556.

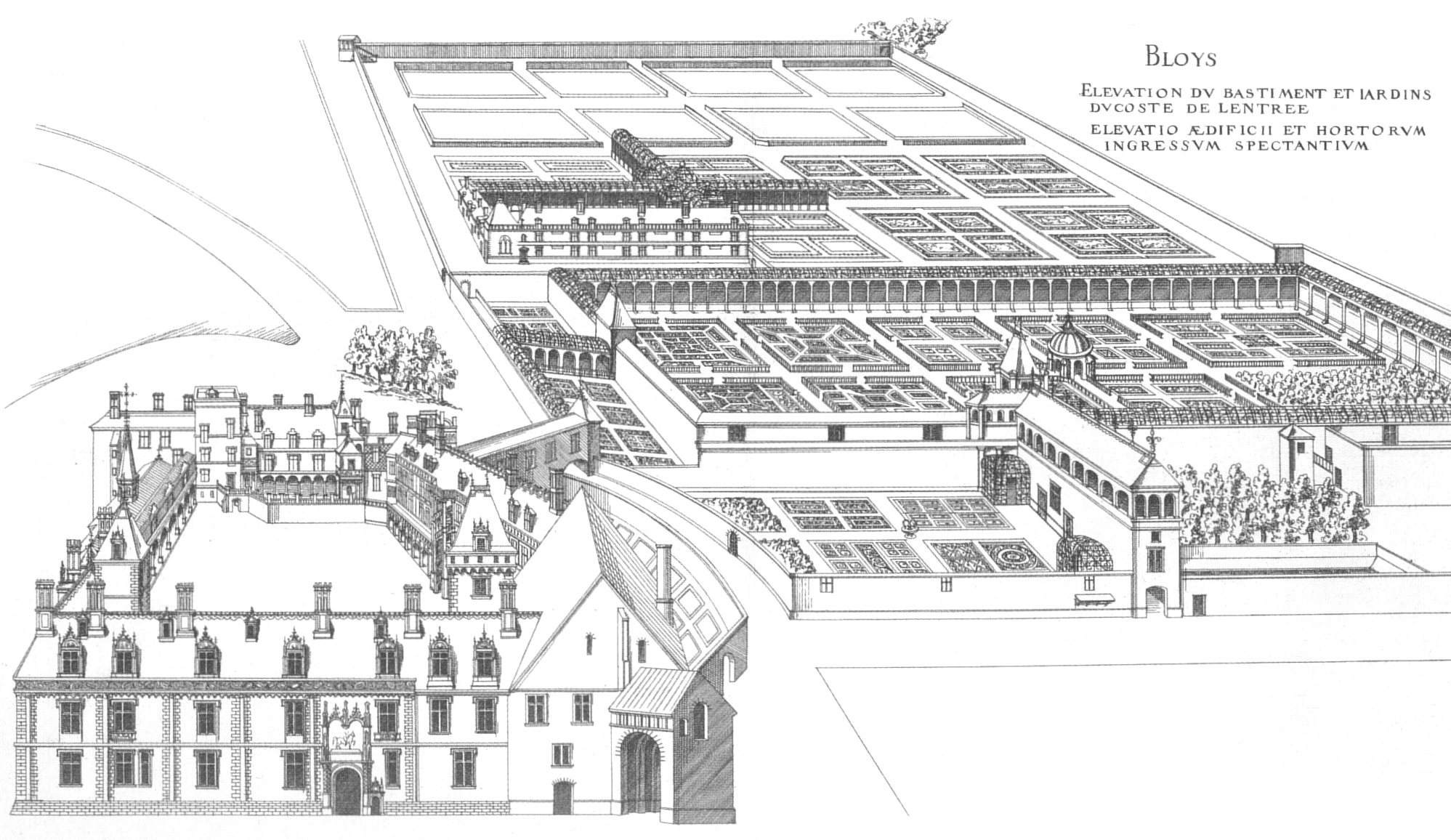
Jardins du château de Blois (Jacques Ier Androuet du Cerceau, « Les plus excellents bastiments de France »).

À sa suite, François II entreprend de faciliter la liaison entre les jardins de Blois et la forêt toute proche, il crée des allées, les marques de petits pavillons de charpente, les soulignent par la plantation d’ormes et la création de fossés.
Les jardins de Blois marquent dans l’histoire du jardin français un pas important. En effet, avec Blois les jardins s’agrandissent et terrasse haute fait son apparition dans le jardin français. La composition française reste cependant très morcelée, en comparaison de son cousin italien dans lequel l’unité règne déjà. Pour autant l’effort fait à Blois dans l’introduction des éléments décoratifs transalpins est clairement visible, par l’importation de larges parterres, de fontaines ornées et italianisées et surtout par la tentative de créer un jeu d’eau jaillissante dans les jardins.
Blois ne marquent cependant pas un tournant dans l’art des jardins de laPpremière Renaissance, il constitue un jalon, un laboratoire de recherche comme il y en eut de nombreux autres en Val de Loire, à Bury, Azay-le-Rideau ou Chenonceau.
Outre les parterres de fleurs, les jardins produisaient une grande variété de légumes et de fruits, y compris des orangers et citronniers dans des bacs, qui étaient rentrés en hiver. Le bâtiment qui les abritait, qui existe toujours, fut la première orangerie de France.
Les jardins du château de Blois disparaissent progressivement au cours du XVIIe siècle, faute d’entretien et laissent place au XIXe siècle à l’Avenue de l’Embarcadère, aujourd'hui Avenue du docteur Jean laigret, afin de faciliter les travaux de la gare ferroviaire (1847). Les derniers vestiges du jardin sont détruits en 1890 lors de la création de la place Victor-Hugo.

### Le château de Chenonceau

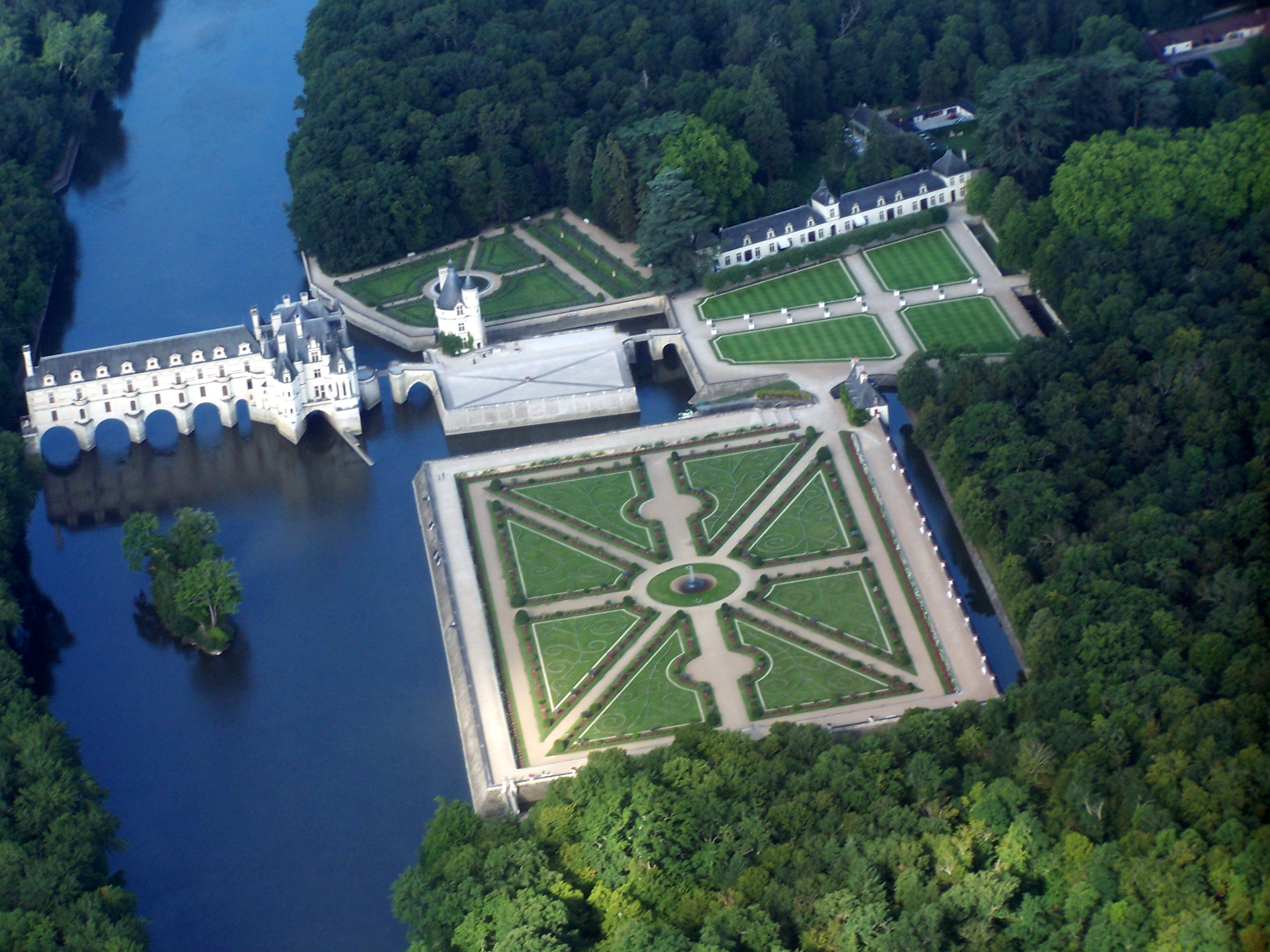
Le domaine de Chenonceau.

Le château de Chenonceau avait deux jardins distincts, le premier créé en 1551 pour Diane de Poitiers, favorite du roi Henri II, avec un grand parterre et un jet d'eau, et le second, plus petit, créé pour Catherine de Médicis en 1560 sur une terrasse construite au-dessus du Cher, divisé en compartiments, avec un bassin au centre.
En guise d'introduction, une Grande allée d'honneur mène au château sur près d'un km. De chaque côté de cette allée : la ferme du XVIe siècle à droite, le Labyrinthe et les Cariatides à gauche.
On compte deux jardins principaux : celui de Diane de Poitiers et celui de Catherine de Médicis, situés de part et d'autre de la Tour des Marques, vestige des fortifications précédant l'édification du château actuel.

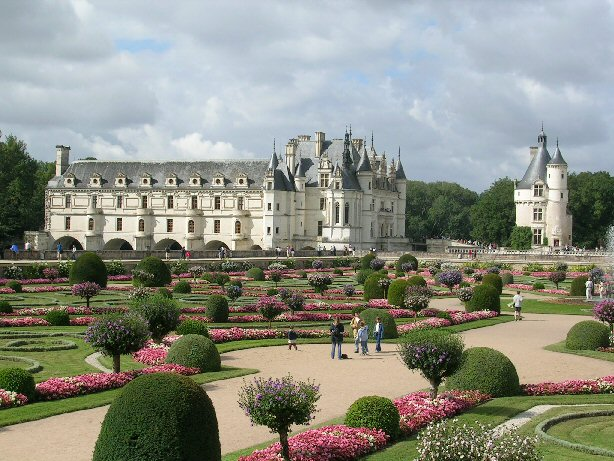
Jardin de Diane de Poitiers, 1551 (photo).

En 1565 les jardins de la rive gauche du Cher sont « nouvellement construits », comme le décrit Sonia Lesot dans son ouvrage :

« La fontaine du rocher de Chenonceau construite par Bernard (Palissy) pour Catherine (de Médicis); elle était déjà existante du temps de Diane de Poitiers, et avait servi à alimenter les bassins de son parterre […] (dans) le parc de Francueil, sur la rive gauche du Cher […] fut aménagé un jardin bas en bordure du fleuve, composé de deux vastes carrés séparés d'une allée tracée dans le prolongement de la galerie, accentuant l'axe Nord-Sud déjà si fort. Le coteau était percé de grottes. »

Le jardin de Diane de Poitiers, dont l'entrée est commandée par la maison du Régisseur : la chancellerie, construite au XVIe siècle ; au pied de laquelle se trouve un embarcadère, agrémenté d'une vigne, accès indispensable à toute promenade sur le Cher.
En son centre se trouve un jet d'eau, décrit par Jacques Androuet du Cerceau dans son livre, Les plus excellents bastiments de France (1576). D'une conception surprenante pour l'époque, le jet d'eau jaillit d'un gros caillou taillé en conséquence et retombe « en gerbe » vers un réceptacle pentagonal de pierre blanche. Ce jardin est protégé des crues du Cher par des terrasses surélevées depuis lesquelles on a de beaupoints de vue sur les parterres de fleurs et le château.
Le jardin de Catherine de Médicis est plus intime, avec un bassin central, et fait face au côté Ouest du château.
La décoration florale des jardins, renouvelée au printemps et en été, nécessite la mise en place de 130 000 plants de fleurs cultivés sur le domaine.

### Le château de Fontainebleau

Jardins du château de Fontainebleau modifiés par André Le Nôtre.

Les jardins du château de Fontainebleau, situés dans une forêt qui a été la réserve de chasse des rois capétiens, ont été créés par François Ier à partir de 1528. Les jardins comprennent des fontaines, des parterres, un forêt de pins apportés de Provence et la première grotte artificielle de France en 1541. Catherine de Médicis commanda des copies en bronze des statues qui ornaient le Belvédère à Rome. Une statue d'Hercule au repos de Michel-Ange orne le jardin du lac. En 1594, Henri IV ajouta une petite île dans le lac, reliée à la cour des fontaines par un pont.
Le parc de Fontainebleau s'étend sur 115 hectares. Celui qui s'élevait sous François Ier nous est connu grâce aux dessins de Jacques Ier Androuet du Cerceau, et à ses planches gravées dans son ouvrage Les plus excellents bastiments de France.

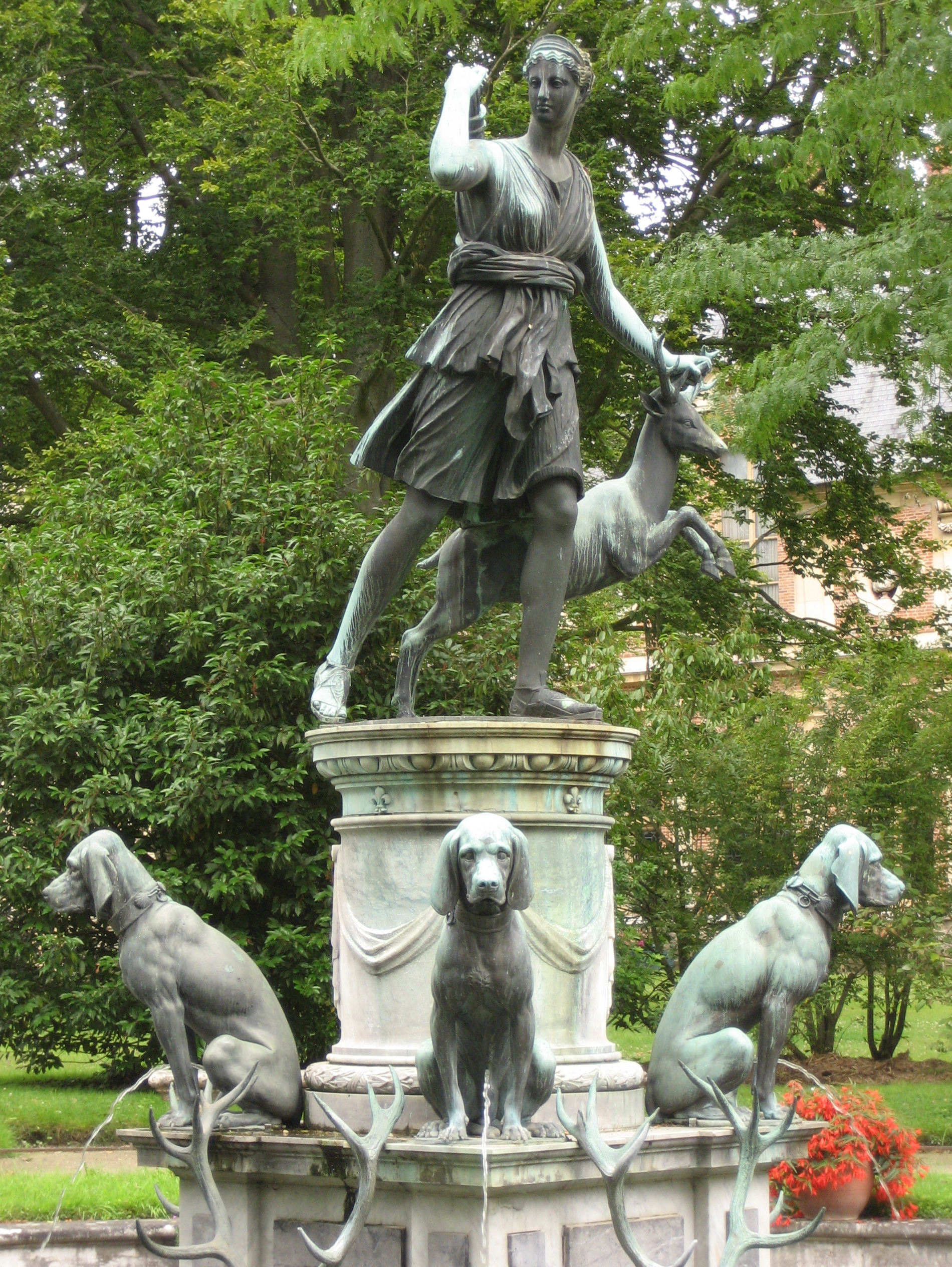
La Fontaine de Diane.

Le jardin de Diane, au Nord du château, fut élevé par Catherine de Médicis sur un espace déjà aménagé par François Ier et portait à l'époque le nom de Jardin de la Reine. Tracé en parterres réguliers, le jardin fut réaménagé sous Henri IV et cloisonné au nord par une orangerie mais il est à nouveau remanié sous Louis XIV avant d'être transformé en jardin anglais au XIXe siècle, sous Napoléon Ier puis Louis-Philippe, où l'orangerie est détruite. Ce jardin doit son nom à la Fontaine de Diane élaborée par Francini en 1603 et surmontée de la Diane à la biche réalisée par le bronzier Barthélemy Prieur.
La Grotte du jardin des Pins située au rez-de-chaussée du pavillon sud-ouest de la Cour du Cheval Blanc et caractéristique du goût pour les nymphées au XVIe siècle, présente des arcades à bossages rustiques soutenues par des atlantes se présentant sous la forme de satyres monstrueux ouvrant sur un intérieur orné de fresques (animaux en reliefs, cailloux, coquillages, etc.). Son architecture due à Serlio ou à Primatice (les avis sont divergents) dénote une influence certaine des réalisations contemporaines de Jules Romain, fut très vraisemblablement réalisée en 1545, tandis que le décor intérieur ne fut terminé que sous Henri II. Grâce à deux dessins préparatoires conservés au musée du Louvre, on sait que Primatice est le concepteur des compartiments peints à fresques. La Grotte des Pins a fait l'objet d'importantes restaurations, en 1984-1986 puis en 2007, qui ont permis de rétablir la composition initiale du décor de la voûte et de replacer le sol à son niveau ancien.
Située au milieu du jardin, au creux d'un bosquet, la fontaine Bliaud ou Blaut, appelée Belle-Eau dès le XVIe siècle et qui donna son nom au château, s'écoule dans un petit bassin carré à pans coupés.

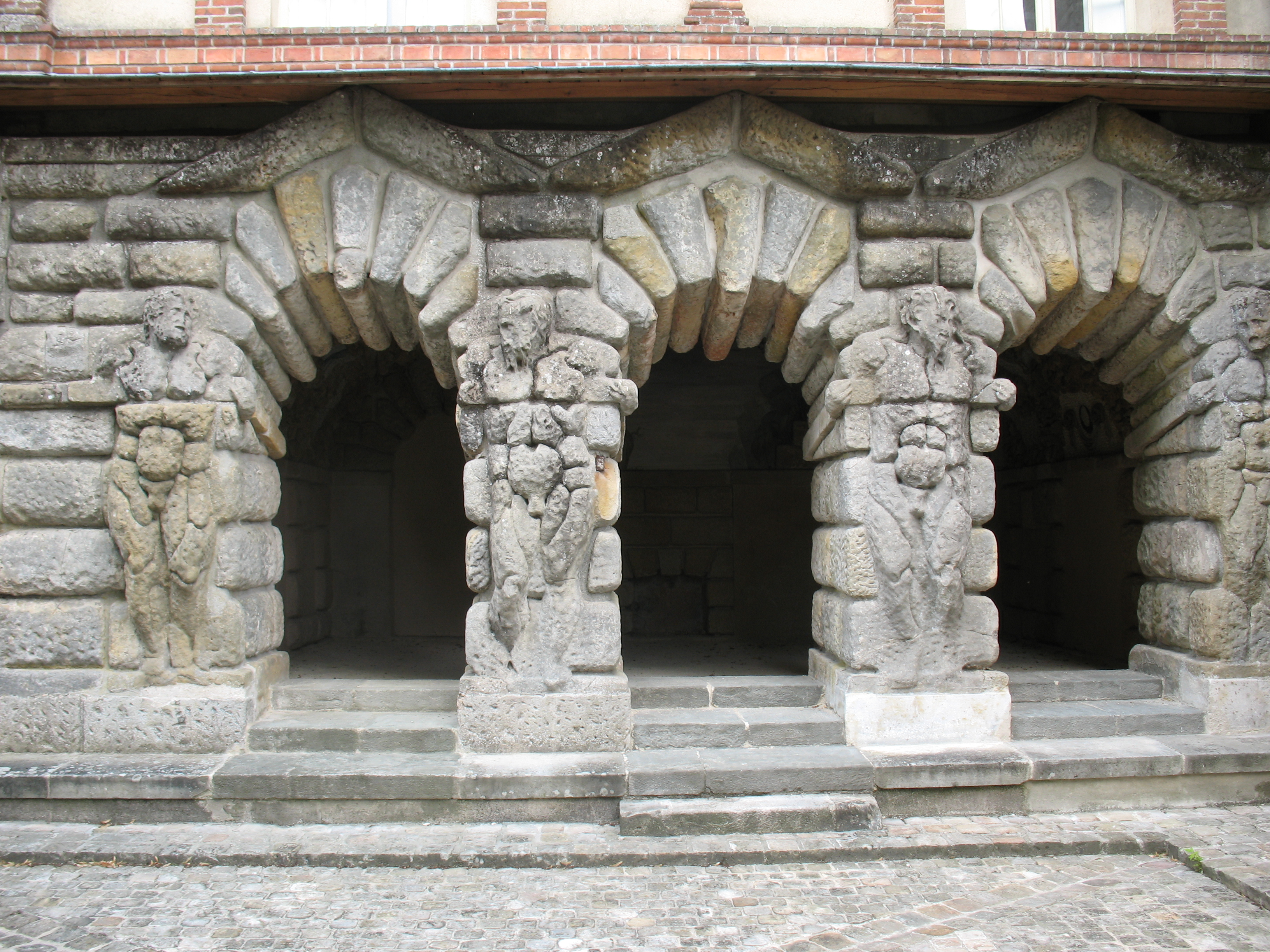
La Grotte de Pins.

Le « Parterre », ou « Grand Jardin », ou encore « jardin du Roi » a été créé sous François Ier, et retracé sous Henri IV puis redessiné par André Le Nôtre. Les bassins du Tibre et de Romulus puisent leur nom dans un groupe sculptural qui les orna successivement aux XVIe – XVIIe siècles. Fondu pendant la Révolution, le Tibre, moulé à nouveau d'après l'original conservé au musée du Louvre, a aujourd'hui retrouvé sa place. Le bassin central fut orné en 1817 d'une vasque succédant à une fontaine en forme de rocher dite le « pot bouillant » qui existait à cet emplacement au XVIIe siècle. Clos de murs entre 1528 et 1533, Serlio avait imaginé pour ce jardin un pavillon d'agrément. Aménagé entre 1660 et 1664, il comportait des rinceaux formant les chiffres du roi Louis XIV et de la reine-mère Anne d'Autriche, qui disparurent au XVIIIe siècle. Les terrasses furent plantées de tilleuls sous Napoléon Ier.
Le bassin des cascades a été édifié en 1661-1662 à l'extrémité du Parterre, mais depuis le XVIIIe siècle, ne présente plus qu'un bassin aux niches ornées de marbre. Le bassin est orné en son centre depuis 1866 d'un Aigle défendant sa proie en bronze, par Cain (fonte par Vittoz).
Le parc de près de 80 hectares a été créé sous Henri IV, qui y fait creuser le Grand canal de 1,2 km de long entre 1606 et 1609, et y fait planter plusieurs essences d'arbres, notamment des sapins, des ormes et des arbres fruitiers. Précédemment François Ier avait vers 1530 établi la « treille du roi », longue elle aussi de 1,2 km, où était cultivé sur la face sud du mur le chasselas doré de Fontainebleau. Le canal, précédant de près de 60 ans celui des jardins de Versailles, devient vite un lieu d'attraction. On pouvait s'y promener en bateau et Louis XIII y fit naviguer une galère. Il est alimenté par plusieurs aqueducs établis au XVIe siècle.

### Le château de Saint-Germain-en-Laye

Les châteaux royaux de Saint-Germain-en-Laye, Alessandro Francini, 1614, BnF.

Les jardins du château de Saint-Germain-en-Laye marquent le début de la transition vers un nouveau style, qui sera appelé par la suite « jardin à la française ». Ces jardins ont été tracés en 1595 par le jardinier royal Claude Mollet, pour le roi Henri IV.
Les dessins faits par Alessandro Francini en 1614 montrent qu'à cette date les escaliers en hémicycles partant de la première terrasse réalisée devant le château en 1563 et entourant la Fontaine de Mercure sont réalisés, probablement dès 1594, ainsi que les escaliers menant à la troisième terrasse.
En 1599, Henri IV a décidé de changer le plan du jardin et décide de construire sur la troisième terrasse une galerie dorique contre le mur de soutènement s'ouvrant sur le jardin et contenant des grottes aménagées sous la deuxième terrasse. Thomas Platter indique dans son récit de voyage qu'en novembre 1599, Tommaso Francini avait terminé la Fontaine du Dragon, au centre de la galerie, et le Grotte de Neptune ou du Triomphe marin, sous la rampe sud, il était en train de construire la Grotte des Orgues (ou de la Demoiselle) sous la rampe nord. Des grottes sont aménagées sous la troisième terrasse : la Grotte de Persée, la Grotte d'Orphée et la Grotte des Flambeaux. L'histoire de la réalisation de cette partie du jardin est mieux comprise à partir des archives retrouvées à Florence.

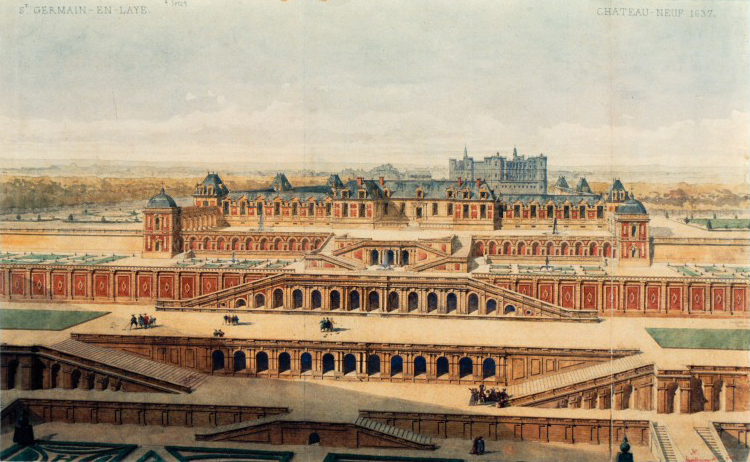
Le Château Neuf de Saint-Germain-en-Laye en 1637, Auguste Alexandre Guillaumot (1815-1892), Gallica.

Les travaux se poursuivant avec l'aménagement des grottes avec leurs automates mus par des jets d'eau, dus aux frères Thomas et Alexandre Francini. Les parterres du jardin à la française, qui s'étalent jusqu'à la Seine sur cinq terrasses, ont été conçus par le paysagiste Étienne Dupérac et le jardinier Claude Mollet. Celui-ci écrit dans son livre Théâtre des plans et jardinages qui a reçu l'ordre du roi de planter le jardin du château neuf en 1595.
Charles Normand indique avoir trouvé dans les archives nationales un contrat d'échange avec le seigneur de Bréhant daté du 1er septembre 1605 permettant au roi d'acquérir les terres et seigneuries du Pec et du Vézinay. Par lettres patentes du 17 février 1623, le roi accorde à Tommaso Francini, sieur des Grands-Maisons (commune de Villepreux), « la charge d'intendant des eaux et fontaines des maisons, chasteaux et jardins de Paris, Saint-Germain-en-Laye, Fontainebleau et autres généralement quelconques, pour en jouir aux honneurs et pouvoirs y mentionnez, et aux gages de douze cens livres par an, pour y faire avec dix-huit cens livres dont il jouissait la somme de trois mil livres ». En 1625, Tommaso Francini est cité dans un acte comme ingénieur en artifice d'eaux reçoit « pour l'entretenement des grottes dud. chasteau de Sainct-Germain, la somme de douze cens livres ». En 1636, il reçoit 900 livres pour les grottes du château de Saint-Germain.
André Du Chesne décrit le jardin avec ses grottes en 1630 dans Les Antiquitez et recherches des villes, chasteaux et places plus remarquables de toute la France.
À partir de 1649, les jardins ne sont plus entretenus à cause des guerres de la Fronde.
Vers 1660, la terrasse supérieure s'effondre en détériorant l'escalier en hémicycle et les grottes de la galerie dorique. Un nouvel escalier à rampes droites est construit en 1662 et les grottes sont restaurées mais pas les mécanismes hydrauliques.
Lorsque la Révolution arrive, le château Neuf de Saint-Germain-en-Laye est saisi comme bien national. Il est alors vendu à l'ancien régisseur du comte d'Artois qui le démolit afin de lotir le terrain et de vendre les matériaux. Il n'en reste aujourd'hui que le Pavillon Henri IV, le Pavillon du jardiner, une terrasse et ses deux rampes au bout de la Rue Thiers qui surplombe l'Avenue du Maréchal de Lattre de Tassigny et quelques vestiges dans les caves du quartier (au 3 rue des Arcades, par exemple).

### Le château de Villandry

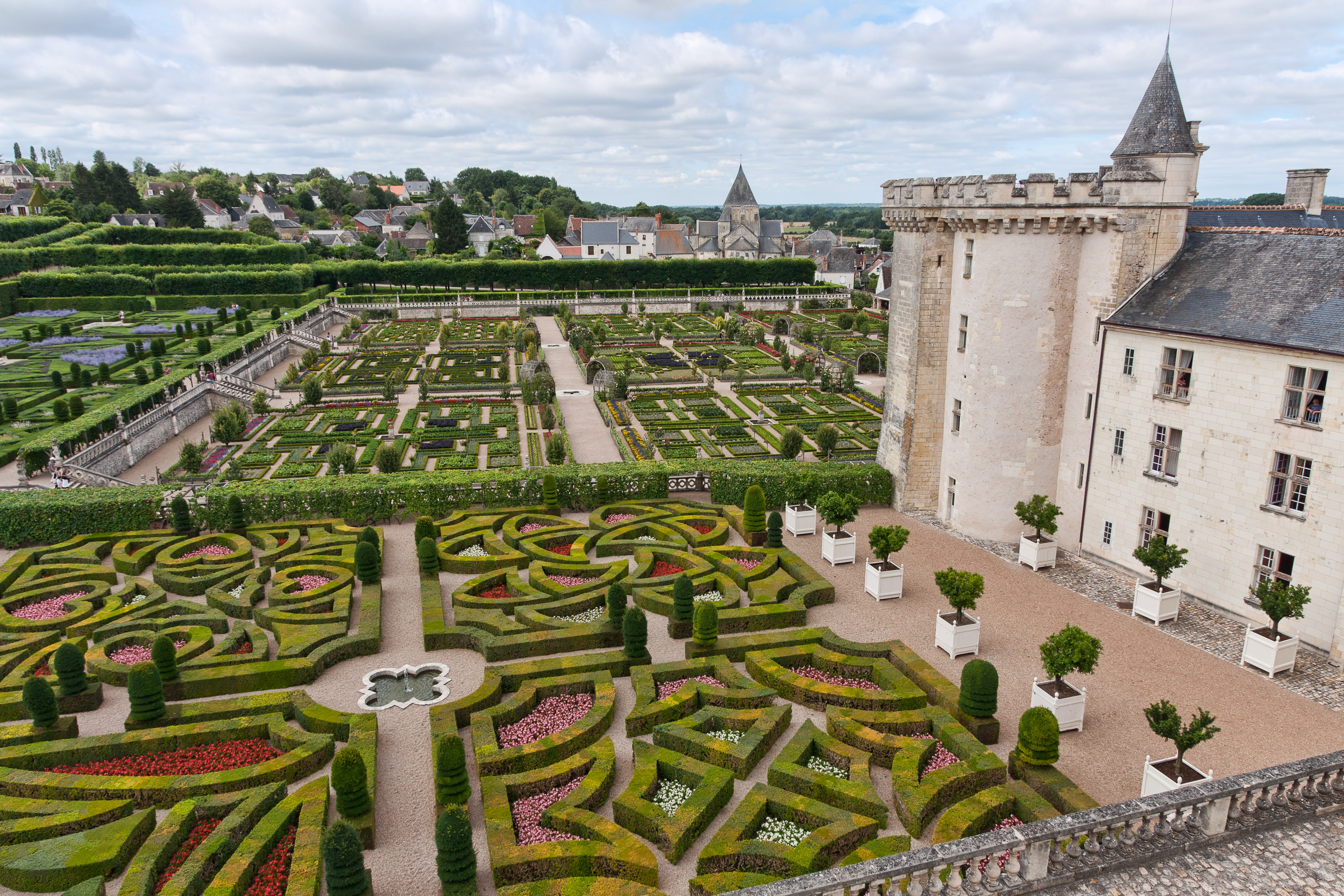
Parterres reconstitués du château de Villandry.

Les jardins du château de Villandry, dans le département d'Indre-et-Loire, sont la reconstitution à partir de textes anciens d'un jardin de la Renaissance typique du XVIe siècle.
Ces jardins sont divisés en quatre terrasses : une terrasse supérieure comportant le jardin du soleil (création 2008), une avec le jardin d'eau entouré d'un cloître de tilleuls, puis une terrasse accueillant le jardin d'ornement ou jardin de broderies de buis taillés et d'ifs en topiaire et enfin une terrasse inférieure avec le potager décoratif, lui aussi formant un dessin de broderie.
Le jardin d'ornement situé au-dessus du potager prolonge les salons du château. Monter jusqu'au belvédère permet d'avoir une vue magnifique sur l'ensemble. Il est constitué des jardins d'amour divisés en 4 ensembles :
- L'amour tendre symbolisé par des cœurs séparés de petites flammes.
- L'amour passionné avec des cœurs brisés par la passion, gravés dans un mouvement rappelant la danse.
- L'amour volage avec 4 éventails dans les angles pour représenter la légèreté des sentiments.
- L'amour tragique avec des poignards et des glaives pour représenter la rivalité amoureuse.

Le jardin d'eau à l'extrémité sud de l'ensemble est de création classique autour d'une large pièce d'eau représentant un miroir Louis XV et entouré d'un cloître végétal de tilleuls.
L'ensemble comprend aussi un labyrinthe planté de charmilles, dont le but est de s'élever spirituellement jusqu'à la plateforme centrale, un jardin des simples, c'est-à-dire des plantes aromatiques et médicinales, traditionnel au Moyen Âge, la Forêt avec des terrasses fleuries autour d'une serre et d'un beau pavillon du XVIIIe siècle, le Pavillon de l'Audience, enfin le jardin du soleil, le dernier-né, avec 3 espaces de verdure, la chambre des nuages aux tons bleus et blancs, la chambre du soleil où dominent les jaune-orangé et la chambre des enfants avec ses pommiers.
Les fontaines et tonnelles du jardin ont été restaurées à partir de 1994. Les jardins forment un ensemble limité au nord par la route de Tours, au sud par le chemin rural de la Bergerie, à l'ouest par le mur de clôture longeant le labyrinthe végétal.
Ils ont obtenu le label de Jardin remarquable

### Chronologie du jardin de la Renaissance française
- Château-Gaillard (Amboise) (1496)
- Château d'Amboise (1498)

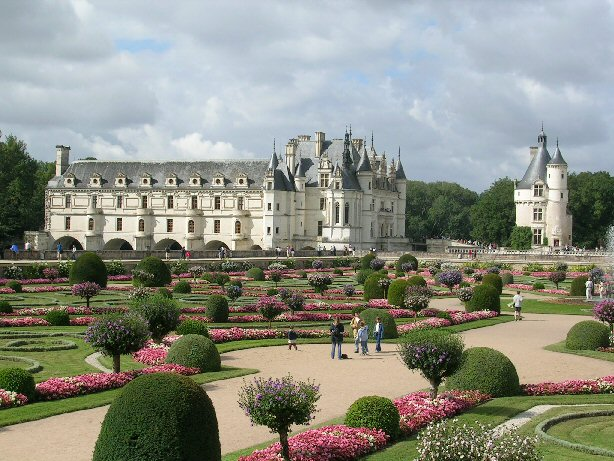
Jardin de Diane de Poitiers à Chenonceau (créé en 1551).

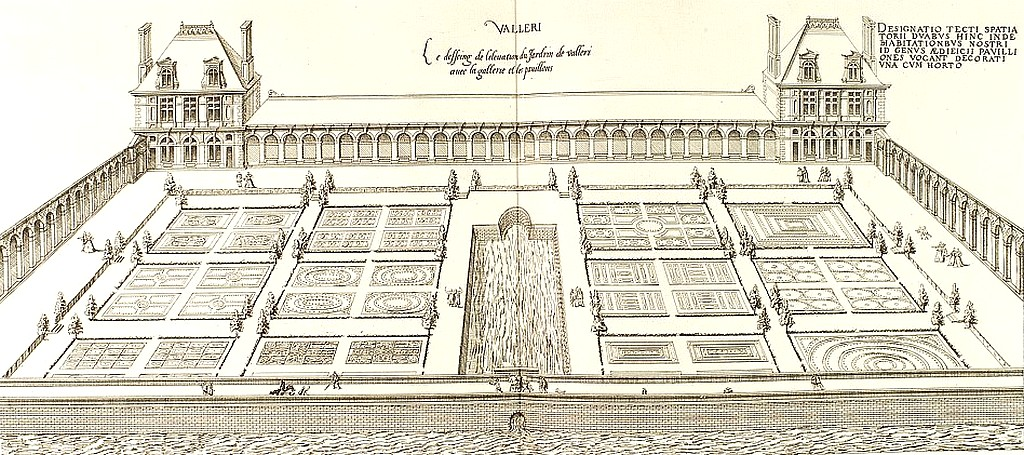
Jardin du château de Vallery (1550-fin XVIe siècle).

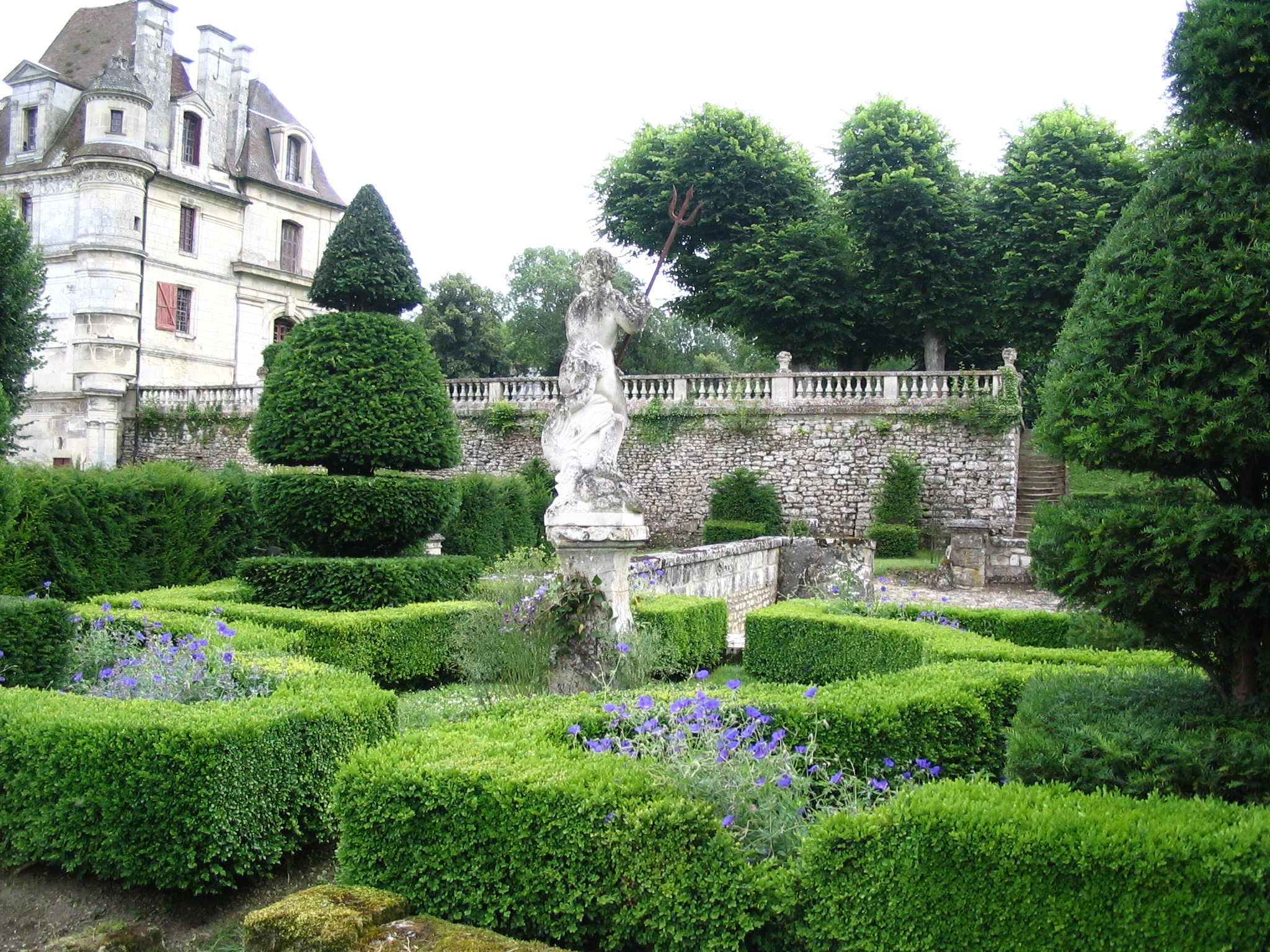
Jardins du château d'Ambleville (Reconstitution moderne).

- Château de Blois (1499) - (jardins détruits au XIXe siècle.)
- Château de Gaillon (1502 à 1550)
- Château de Bury (1511–1520)
- Château de Chenonceau, (1515–1589) jardins de Diane de Poitiers (1551) et de Catherine de Médicis (1560)
- Château de Chantilly (1524)
- Château de Fontainebleau (1528-1447)
- Château de Saint-Maur (1536)
- Château d'Anet (1536)
- Château de Saint-Germain-en-Laye (1539–1547) - château vieux et jardins
- Château de Villandry (1536)
- Château d'Anet (1546–1559)
- Château de Montceaux (1549–1560)
- Château de Vallery (1550)
- Château de la Bastie d'Urfé (1551)
- Château de Dampierre-sur-Boutonne (1552–1600)
- Château de Saint-Germain-en-Laye (1539–1547) - château neuf et terrasses
- Château de Charleval (1560)
- Jardins et palais des Tuileries (1564–1593)
- Château de Verneuil (1565)
- Château d'Anet (1582) nouveaux jardins.
- Château de Fontainebleau (1594–1609) nouveaux jardins de Claude Mollet
- Jardin des Tuileries à Paris (1599) par Claude Mollet, Delorme, Duperac
- Jardin du Luxembourg à Paris (1612–1630)
- Jardin du château d'Ambleville (Reconstitution moderne commencée vers 1928)[47]

## La Peinture
Voir : Peintres français du XVIe siècle
La peinture française est, en France davantage qu'en Italie, portée par le mouvement d'édification des châteaux lancé par les princes. Ainsi le Connétable de France Anne de Montmorency, lorsqu'il fit bâtir sa plus grande demeure, le château d'Écouen, engagea un grand nombre d'artistes, célèbres ou inconnus, pour créer des décorations intérieures Certains d'entre eux vinrent depuis l'Italie et furent rendus célèbres par leurs créations à Écouen. Ainsi, toutes les cheminées du château sont peintes dans un style très italien, les murs comportent de larges frises et les sols sont en faïences colorées.
De nombreux peintres italiens puis flamands sont engagés à la cour de François Ier et de ses successeurs et participent à la décoration des demeures royales et des châteaux de la noblesse. Ces artistes créent une école de peinture inspirée du maniérisme italien tempéré appelée école de Fontainebleau, rappelant le rôle décisif de ce chantier des rois François Ier, Henri II et Henri IV dans l'implantation et la diffusion du style Renaissance en France. Ses représentants les plus célèbres sont Rosso Fiorentino, Le Primatice et Nicolò dell'Abbate sous François Ier, puis, sous Henri IV, Ambroise Dubois et Toussaint Dubreuil.
En France, l'art du portrait peint était déjà connu et répandu depuis le milieu du XVe siècle, notamment grâce à Jean Fouquet puis Jean Perréal, mais il prend véritablement de l'ampleur au cours de la Renaissance, au XVIe siècle, grâce à Pierre et Daniel Dumonstier. Les portraitistes attitrés du roi Jean Clouet et son fils François, au style d'une grande précision et d'une grande finesse (dessins préparatoires réalisés avant l'exécution des portraits peints), perpétue le style du Rosso. Ils influencent des portraitistes plus tardifs tels que Corneille de Lyon et François Quesnel alors qu'Antoine Caron, ancien collaborateur du Primatice, évoque aussi bien les fêtes de la Cour des Valois que les violences des guerres civiles dites « de religion », marquées par le massacre de la Saint-Barthélemy.

### Les Italiens

#### Fiorentino Rosso (1494-1540)

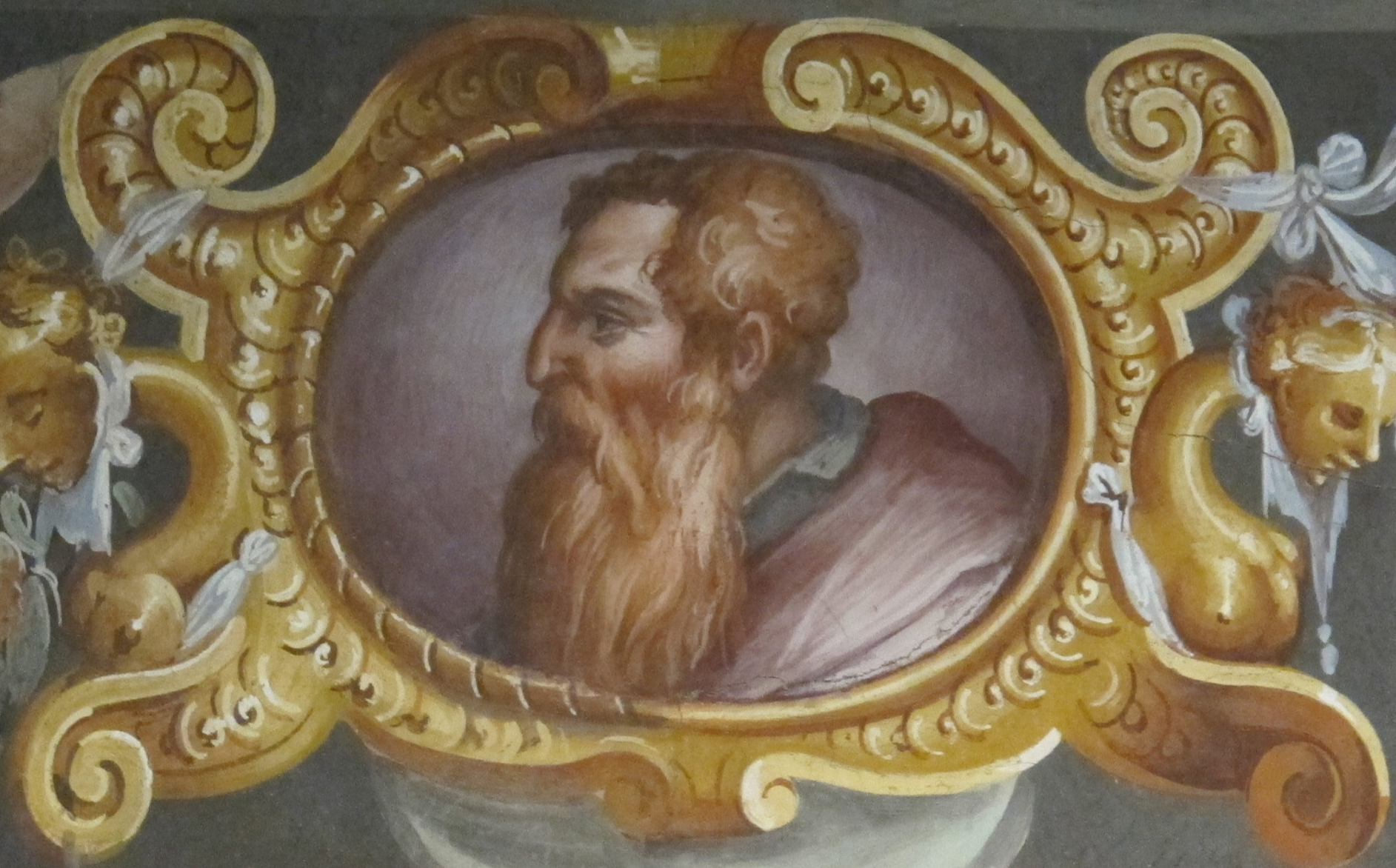
Portrait posthume du Rosso Fiorentino par Giorgio Vasari (vers 1572, Casa Vasari, Florence).
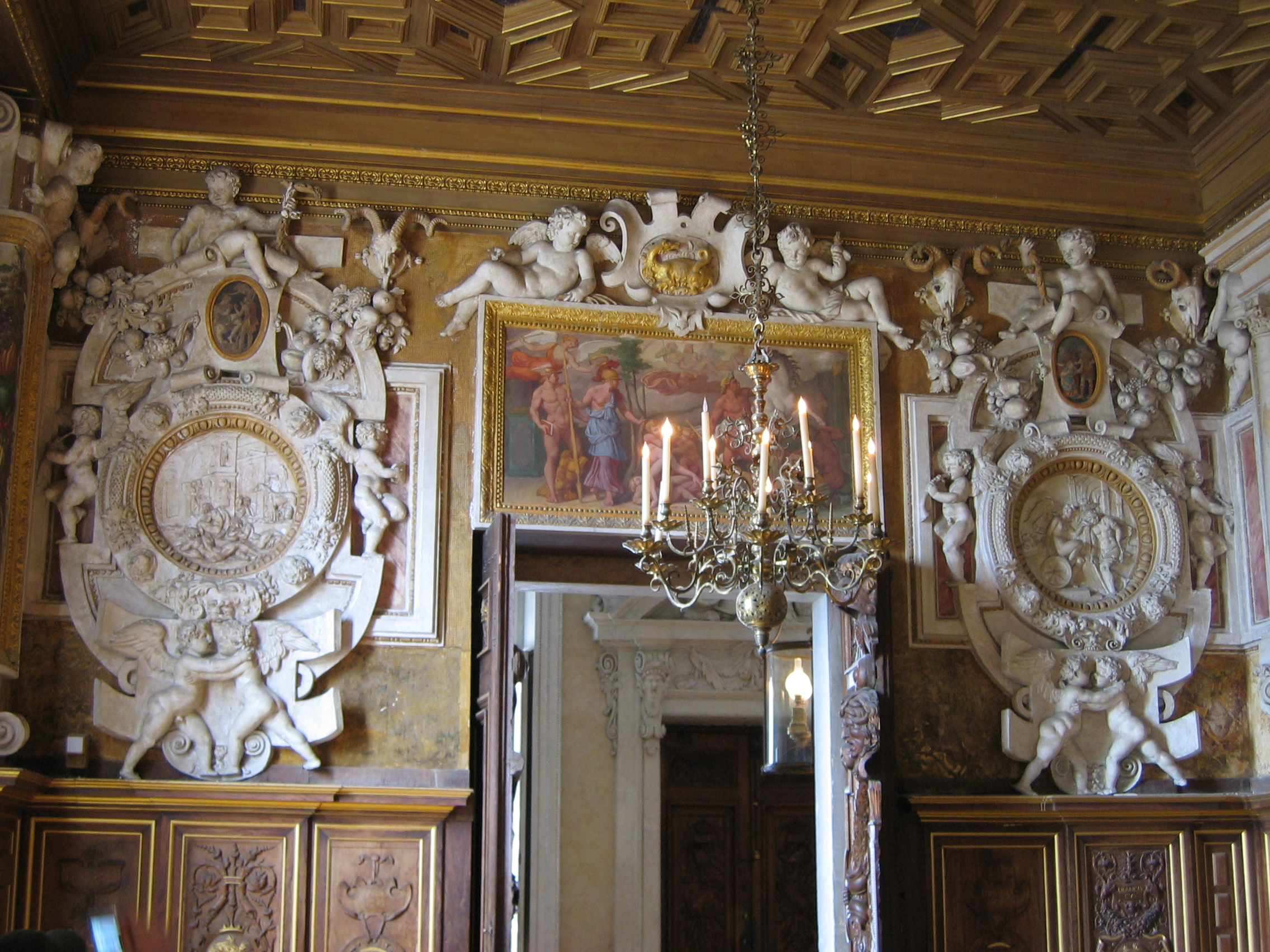
Décor de peintures, de frises, de fresques et de modèles de cuirs découpés et de stucs de la Galerie François Ier.
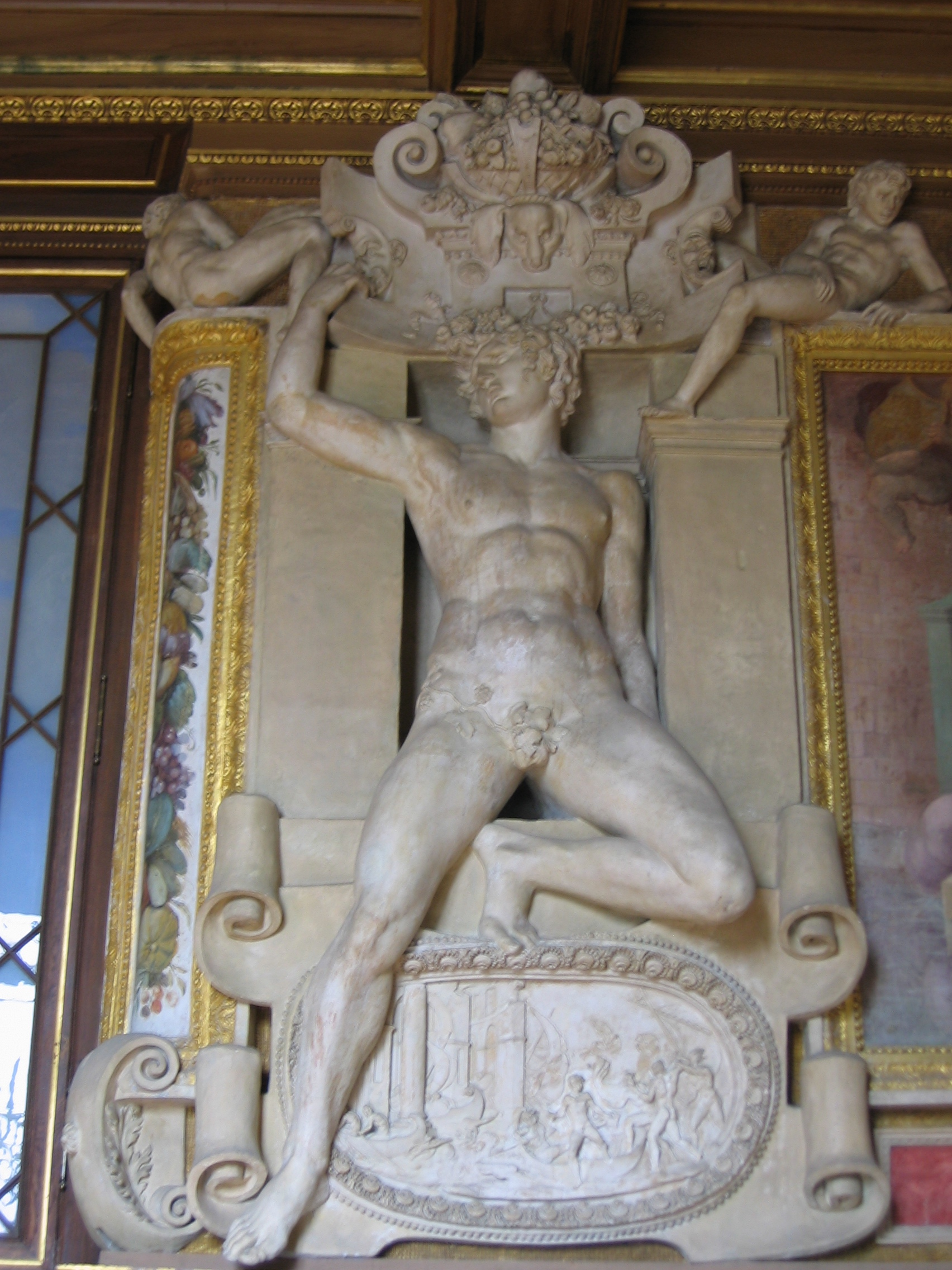
Stuc représentant un jeune homme de la galerie François Ier.
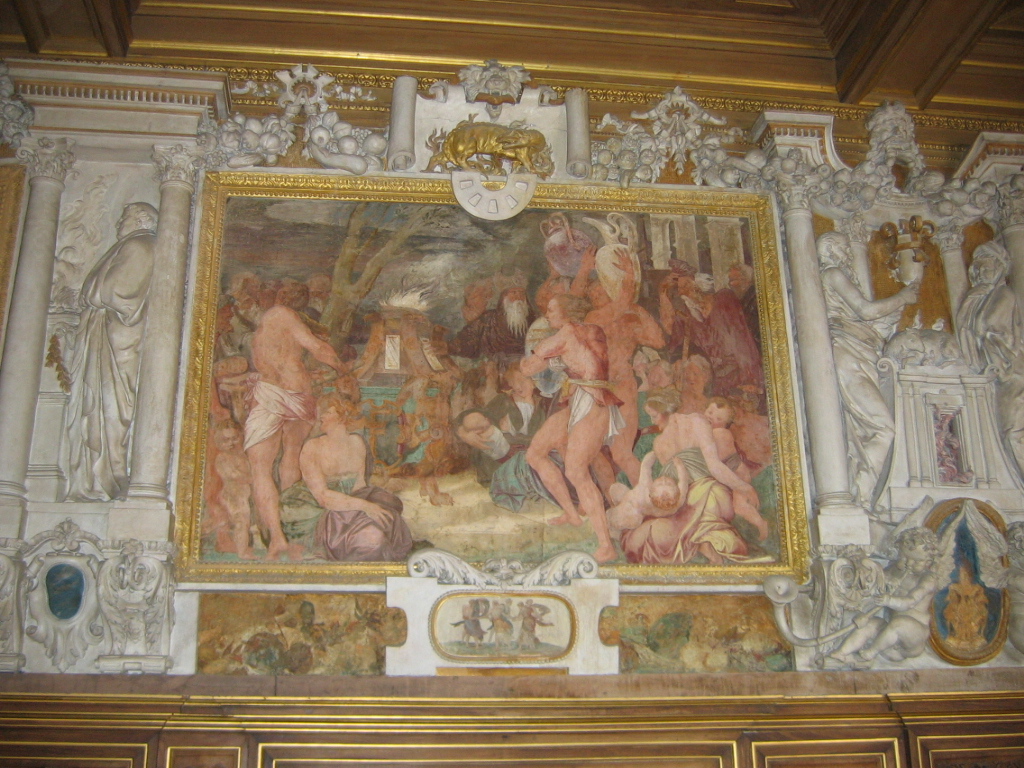
Le Sacrifice de la galerie François Ier du Rosso à Fontainebleau (1534-1539).
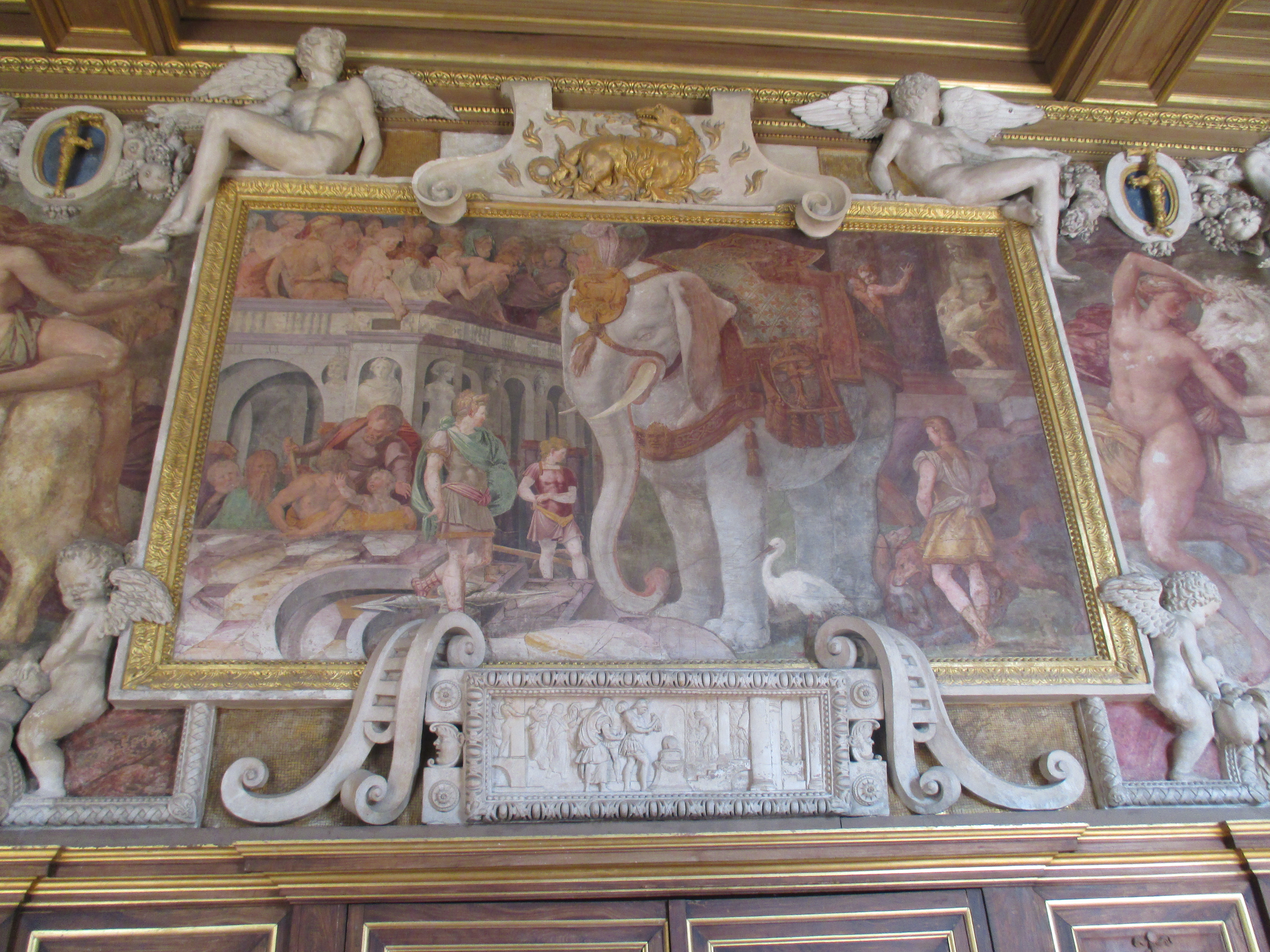
Eléphant à fleurs de lys de la galerie François Ier du Rosso à Fontainebleau (1534-1539).
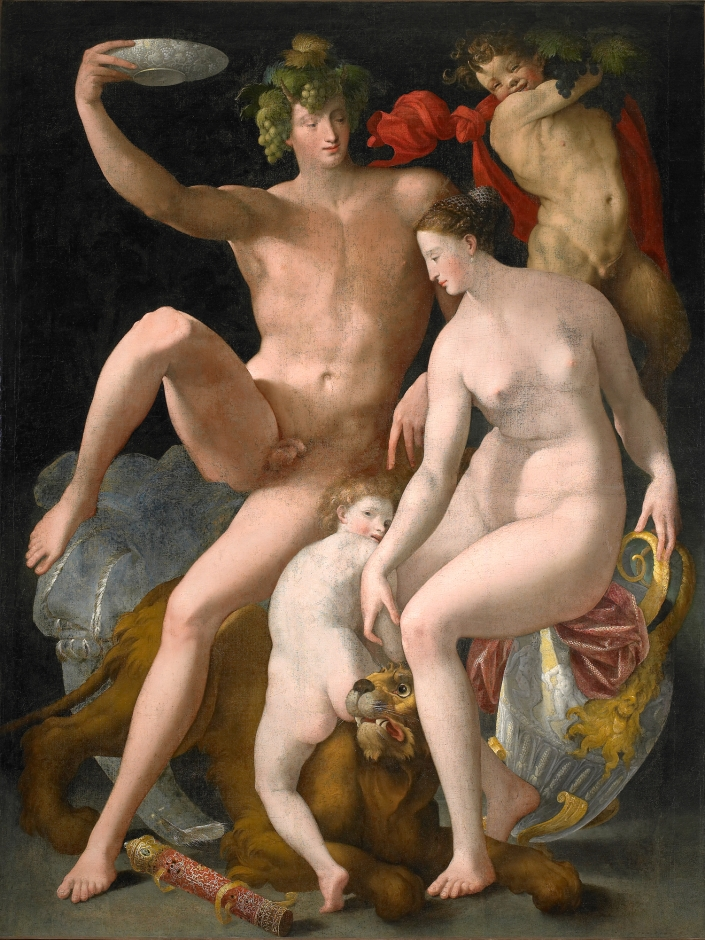
Bacchus, Vénus et l’Amour (vers 1531, Musée national d'archéologie, d'histoire et d'art, Luxembourg).
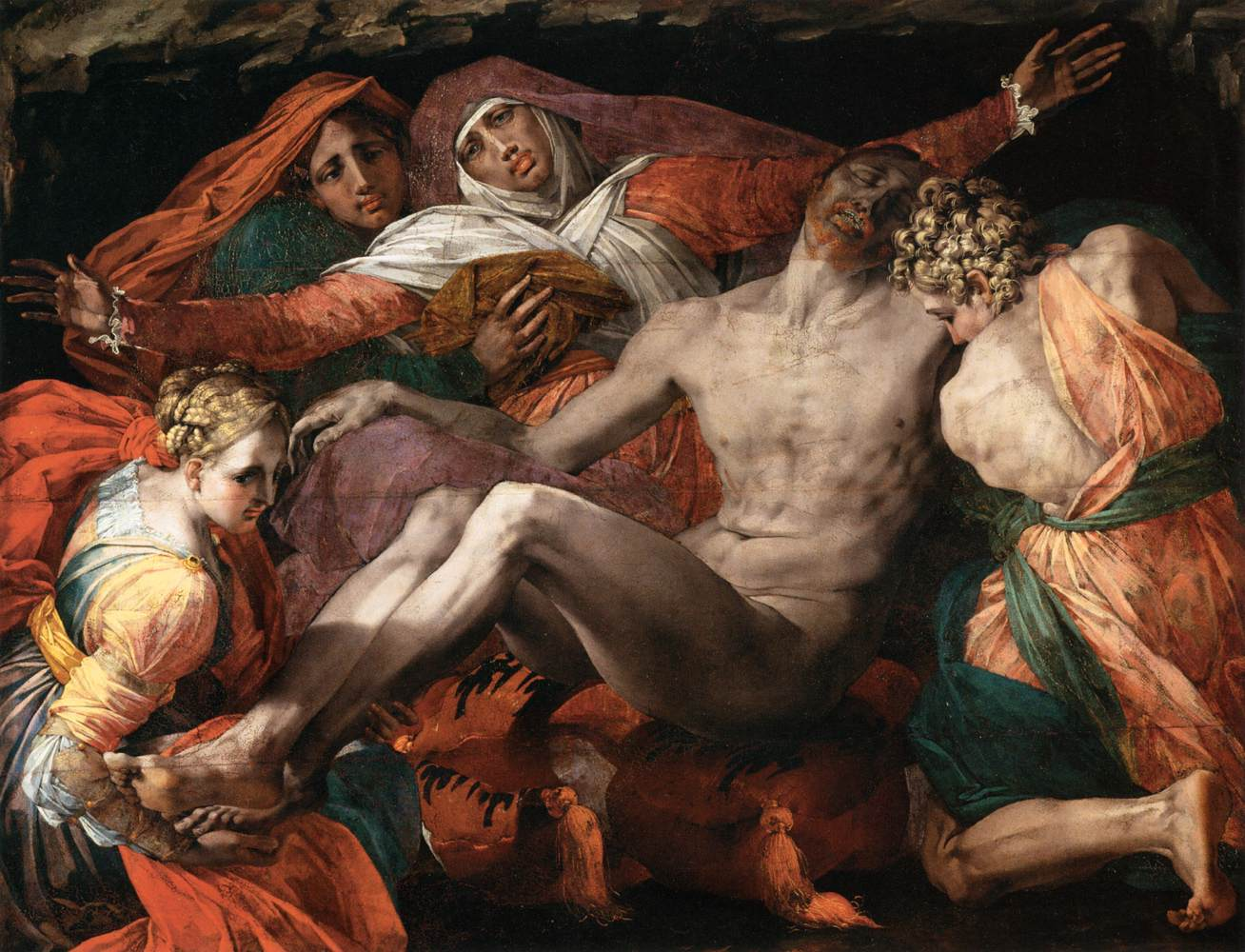
Le Christ mort ou La Pietà (entre 1537 et 1540, musée du Louvre).

Giovanni Battista di Iacopo (1495-1540) fut surnommé Rosso Fiorentino, « le rouquin florentin », en raison de sa couleur de cheveux et de sa ville d’origine. Formé à Florence dans l’atelier d’Andrea del Sarto, et très influencé par l’art de Michel- Ange, il exerça une activité à Florence, puis à Rome de 1524 à 1527, avant de revenir en Toscane. En 1530, alors qu'il se trouve à Venise, invité par le dramaturge italien Pierre l'Arétin, il a la chance d’être présenté à François Ier qui, charmé, ne tarde pas à l'appeler en France. Son arrivée à Paris, en octobre 1530 va marquer un véritable tournant dans l'art français, par la pleine acceptation de la Renaissance dans tous les domaines artistiques. Il est avec le Primatice le créateur de l'école de Fontainebleau.
En pleine Renaissance française, le roi Valois est un admirateur de l'art italien. La cour de France va alors donner les moyens au Rosso de développer réellement tous ses talents d’artiste de cour : peintre, dessinateur, concepteur de décors fixes et éphémères, et d’objets d’art… Sa Majesté est conquise par cet artiste cultivé et musicien. Elle le comble alors de largesses et lui confie la décoration du château de Fontainebleau. C'est ainsi que le Rosso réunit autour de lui une équipe d’artistes italiens pour l’aider à la réalisation de décors.
Pendant près d'une décennie, Le Rosso tout en créant des œuvres indépendantes dirige la décoration de Fontainebleau. Plusieurs des ensembles et des œuvres qu’il a conçus ont disparu. On peut citer le pavillon de Pomone, le pavillon des Poesles, la galerie basse. Mais c'est surtout la grande galerie François Ier reliant l'ancien et le nouveau château de Fontainebleau, réalisée principalement entre 1533 et 1537, qui demeure son chef-d’œuvre fait d'un décor orné de peintures, de frises, de fresques et de modèles de Cuirs découpés et de stucs Un motif récurrent de la galerie est l'emblème animal du roi, la salamandre. Le Rosso est récompensé par sa nomination de premier peintre du roi et de chanoine de la Sainte-Chapelle. L'artiste participe alors à la création d'une vaisselle somptuaire et crée pour le roi un baton cantoral (sceptre) avec hampe fleurdelysée, surmontée d'un édicule à colonne portant en son centre une statuette de la Vierge. De la dernière période de sa vie, mis à part les dessins préparatoires à l'attention des graveurs Antonio Fantuzzi, Boyvin ou l'inconnu maître L.D, il ne reste que de rares peintures à caractère religieux qui nous soit conservée de sa période française, à l'exemple du Christ mort une Pietà visible au musée du Louvre.
La fin de l'artiste est obscure. L'artiste avare aurait accusé son ami fidèle, Francisco di Pellegrino d'avoir volé ses économies. Ce dernier soumis à la torture sauve son innocence. Le Rosso, désespéré d'avoir perdu son ami, se serait supprimé par empoisonnement à la fin de l'année 1540. La biographie rédigée par Giorgio Vasari qui s'appesantit sur cette fin tragique est aujourd'hui mise en doute.
Le Primatice, son adjoint bellifontain depuis 1532 et de plus en plus son rival autoritaire et affiché, supprime après 1540 sous prétexte d'agrandissement ou de sa prédilection pour la sculpture en piédestal nombre d'œuvres décoratives du maître roux.
C’est l’Arétin, écrivain célèbre et influent, qui avait recommandé le Rosso à François Ier. À Paris, où on l’appelait le maître Roux, l’ascension sociale de l’artiste florentin, à la fois peintre sculpteur et architecte, fut extrêmement rapide. Le roi lui assurait un salaire très élevé et, en 1532, le fit chanoine de la Sainte-Chapelle. À ce titre s’ajouta, cinq ans plus tard, le canonicat à Notre-Dame. Mais Rosso souffrait chroniquement d'une humeur instable; elle lui fut fatale le 14 novembre 1540, quand il mit fin à ses jours.
Par son influence, le Rosso est le fondateur de la première école de Fontainebleau qui lance la Renaissance française dans l'art de la peinture. Ce décorateur érudit, attiré par le bizarre et le spectaculaire, tout en racontant une histoire à plusieurs niveaux de lecture ou d'émotion, bouscule les genres établis et demeure une source d'évolution durable de l'art d'ornementation des cours princières du Nord de l'Europe.

#### Francesco Primatice (1504-1570)

L'Enlèvement d'Hélène (1530-1539, musée Bowes, Angleterre).
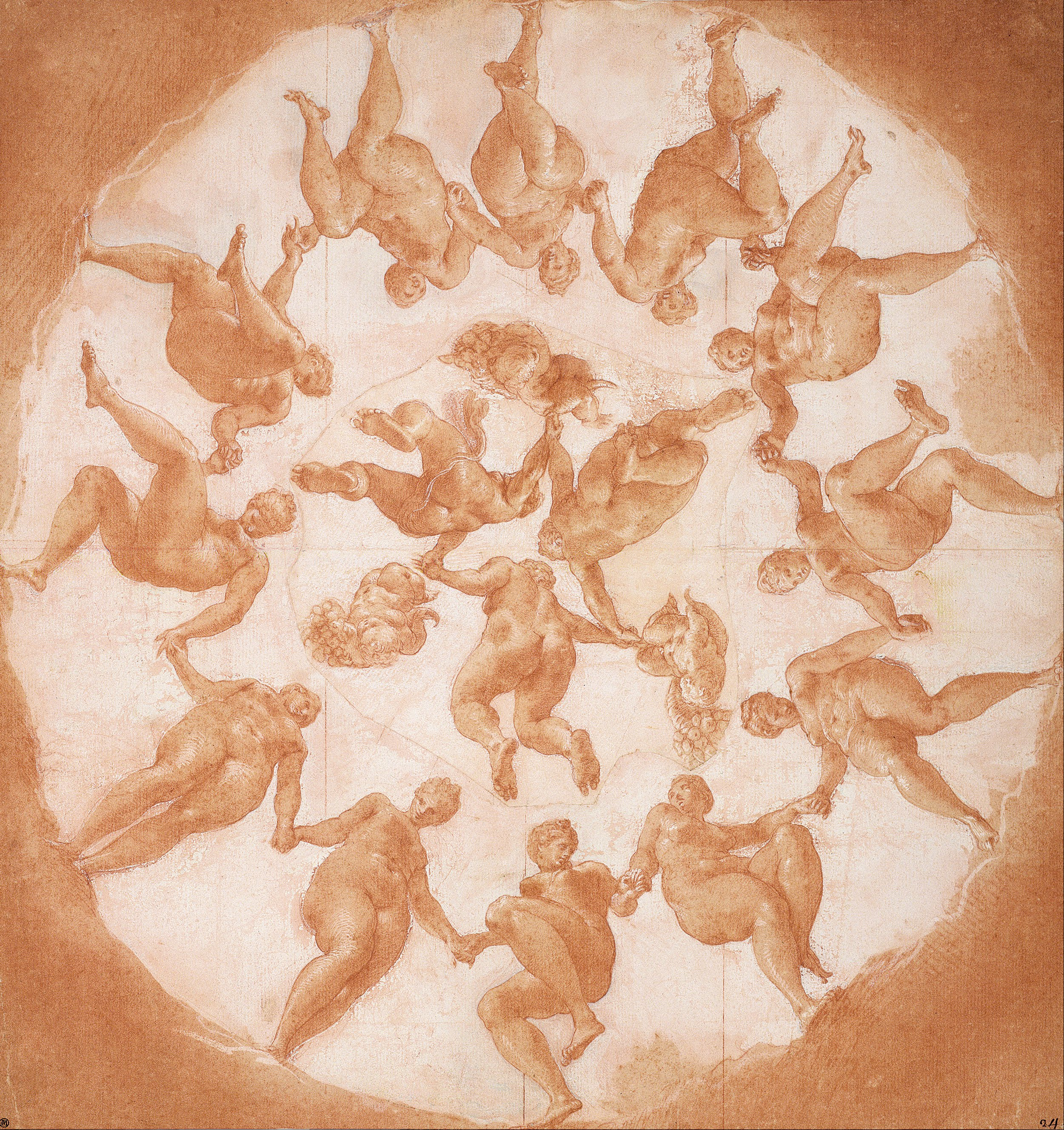
La Ronde des heures, 1548, galerie d'Ulysse (Städel, Francfort-sur-le-Main).
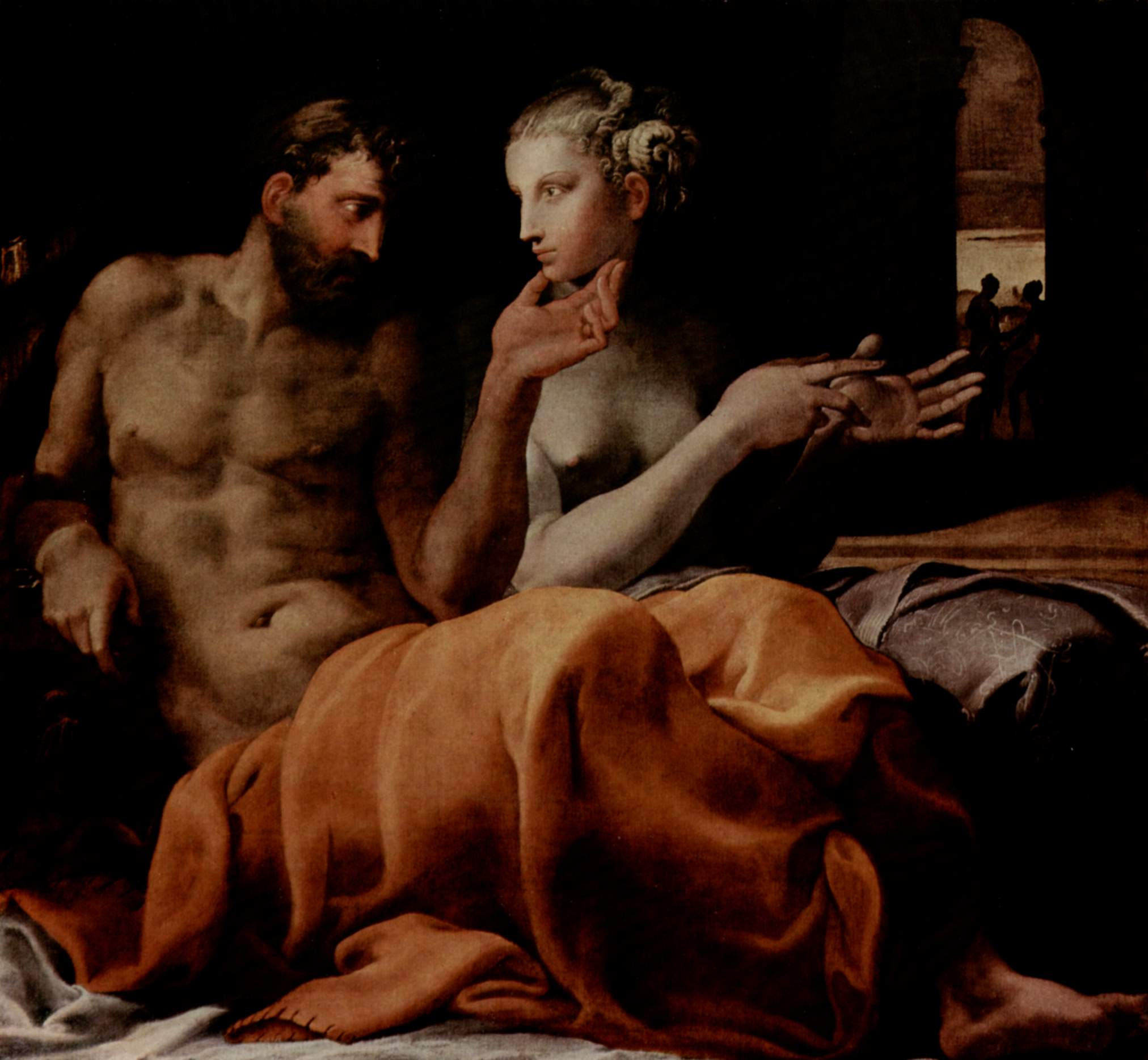
Ulysse et Pénélope (vers 1563, New York).
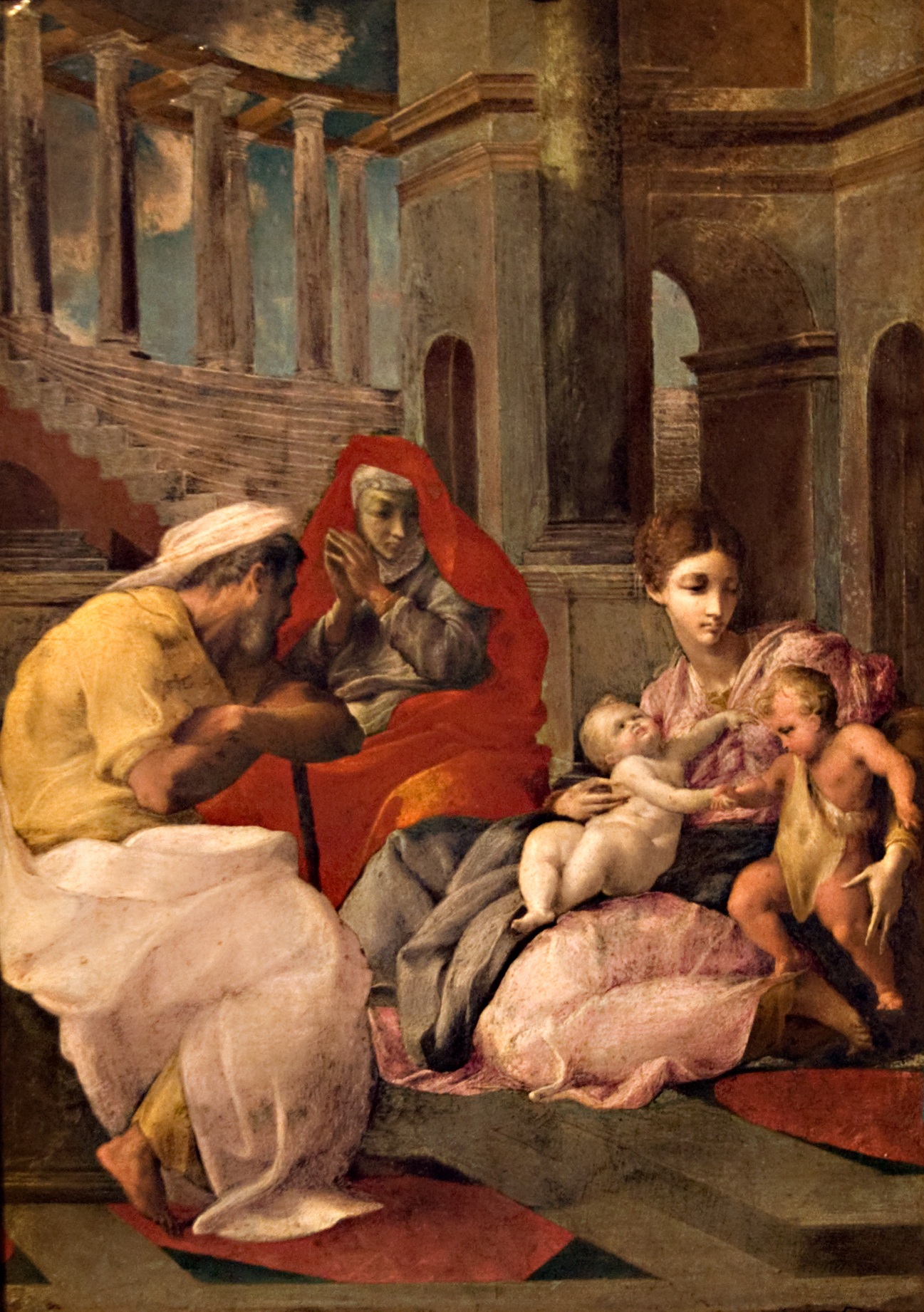
La Sainte Famille avec Ste Elisabeth et St Jean-Baptiste, musée de l'Ermitage.
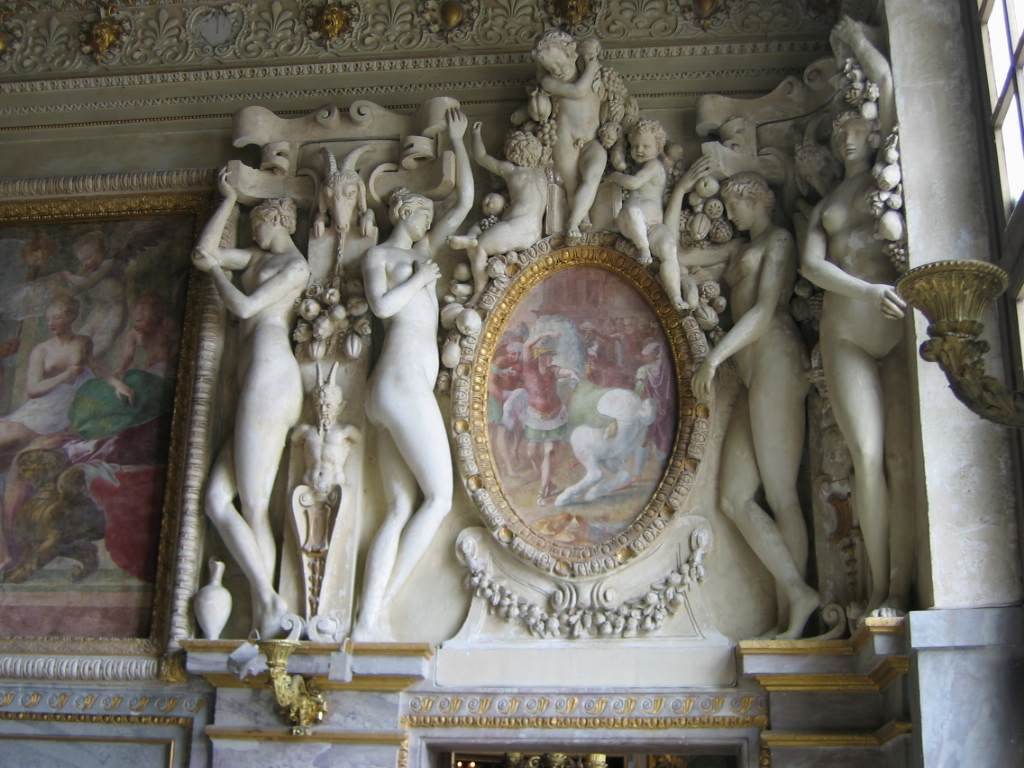
Alexandre domptant Bucéphale du Primatice, ancienne Chambre de la duchesse d'Étampes (Fontainebleau, 1552).
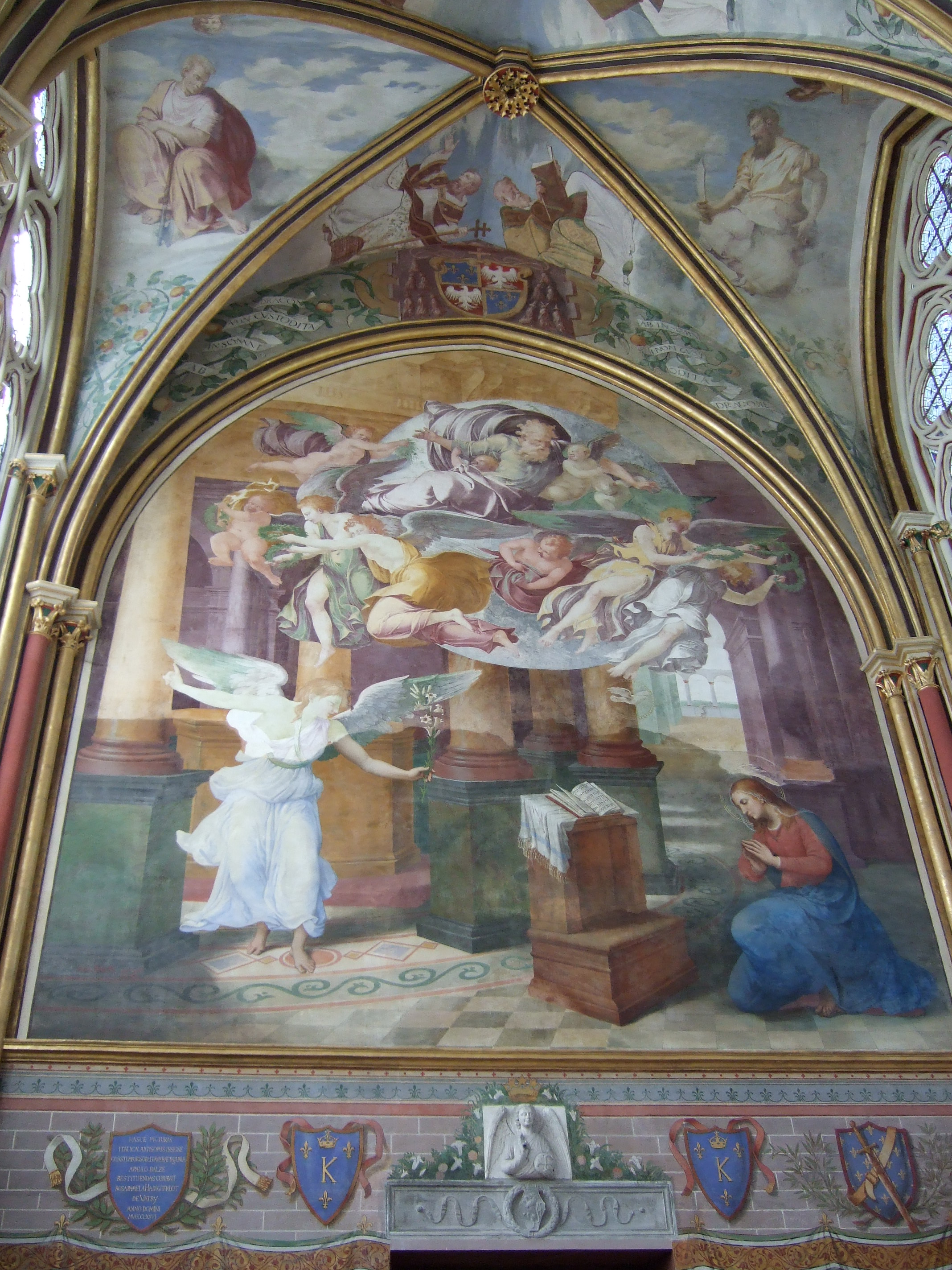
Annonciation, vers 1544, contre-façade de l'Abbaye de Chaalis.
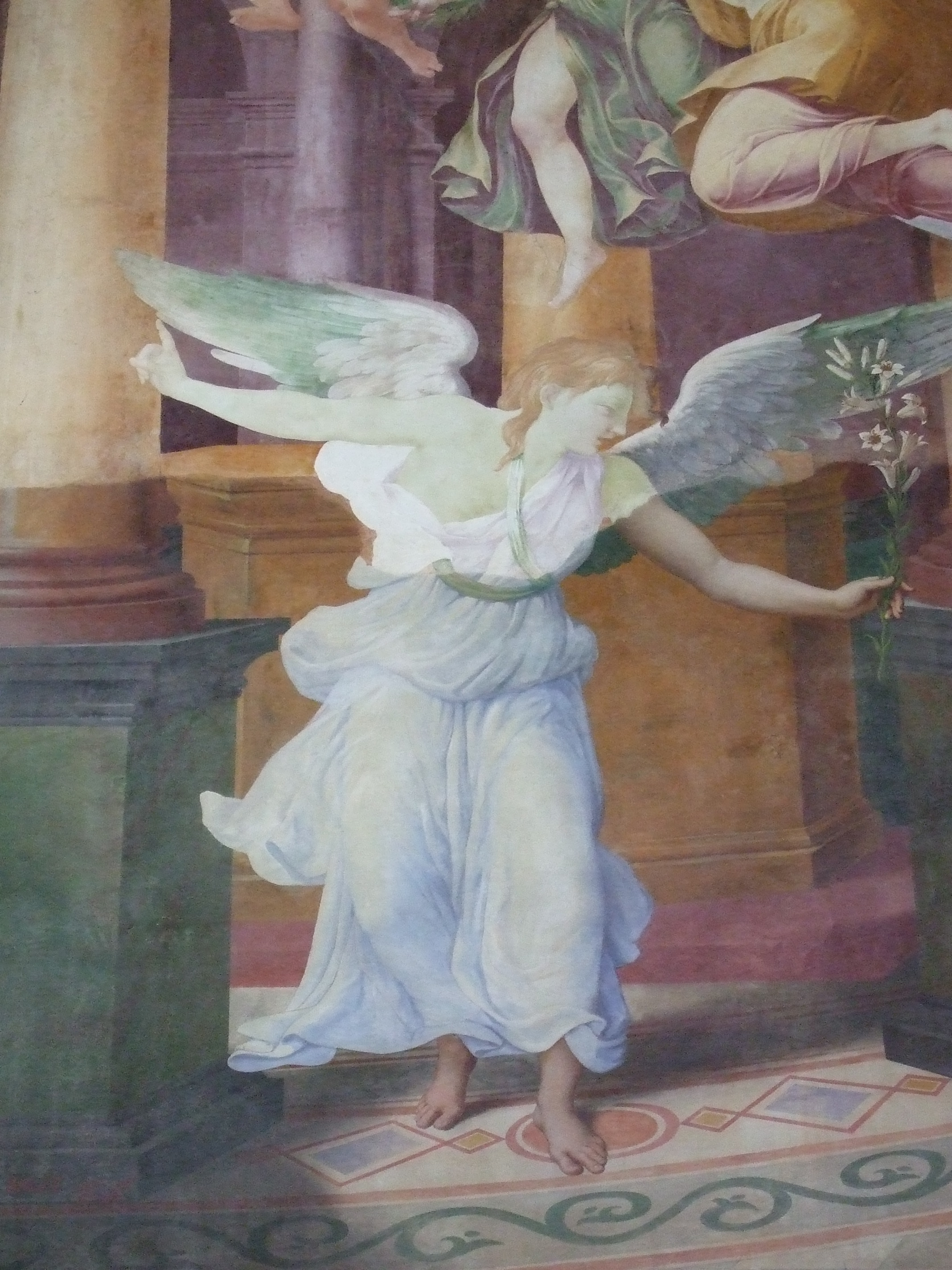
L'ange de l'Annonciation de l'Abbaye de Chaalis vers 1544.
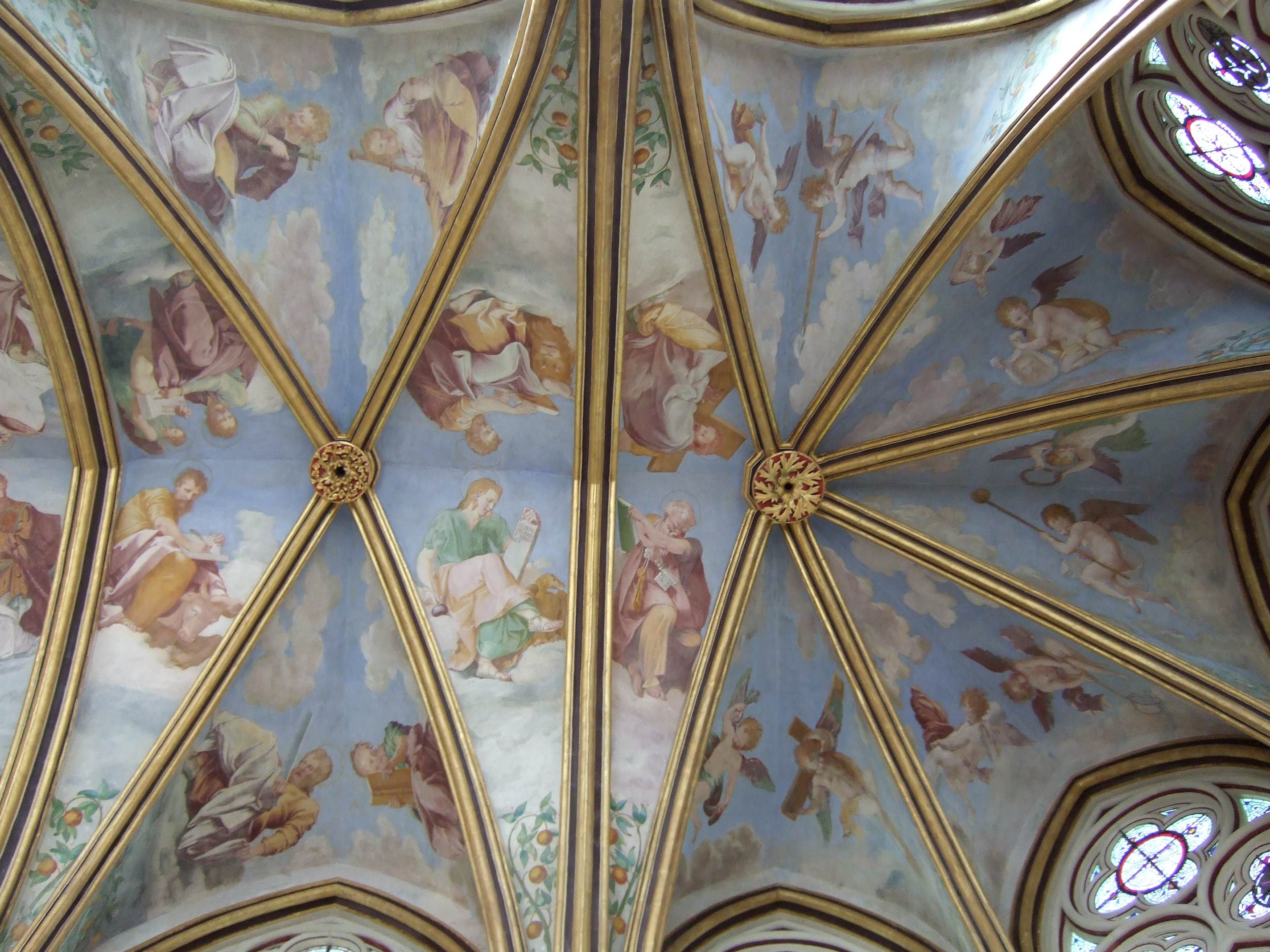
Les apôtres, vers 1544, voûte de la nef de l'abbaye de Chaalis.
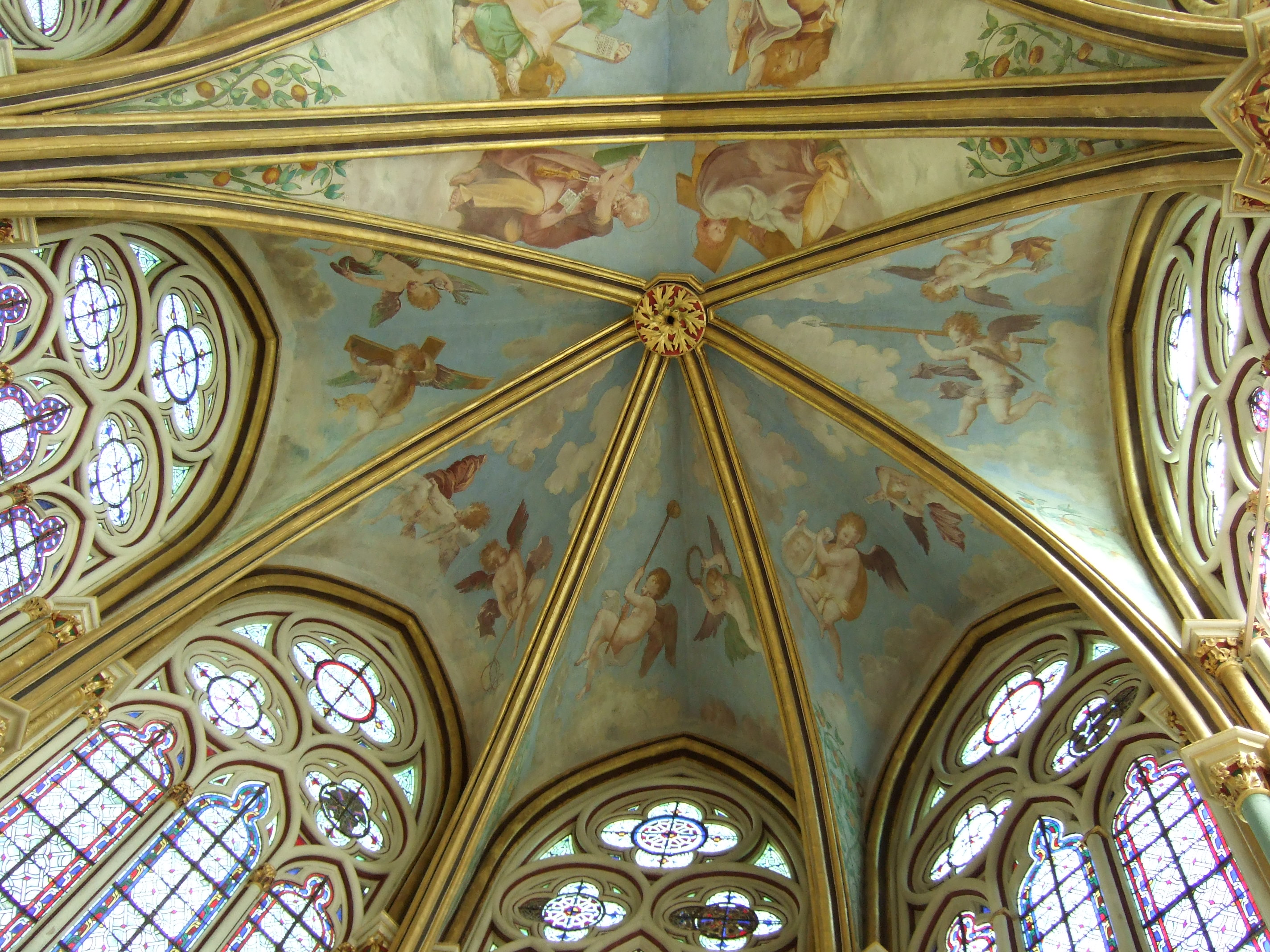
Les instruments de la passion, voûtains du chœur, abbaye de Chaalis vers 1544.

Alexandre domptant Bucéphale, vers 1550, château de Fontainebleau).

Francesco Primaticcio dit Primatice commence son apprentissage à Bologne, sa ville natale, et c'est auprès d'un élève de Raphaël, Bagnacavallo, qu'il reçoit sa première formation, puis à Mantoue, près d'un disciple de Raphaël, Jules Romain, qui réalise pour Frédéric Gonzague l'un des édifices majeurs de l'époque, le palais du Té. Dans un décor qui envahit les murs et les voûtes, toutes les ressources du maniérisme sont mises en œuvre pour célébrer l'Amour en évoquant les amours des dieux ou pour suggérer la terreur par la représentation d'affrontements titanesques.
Le Primatice acquiert près de lui l'aptitude aux transpositions fabuleuses et le sens d'un art décoratif complet où les ornements de stuc prennent une importance nouvelle. Il devient expert en ce domaine, mais c'est en France, au château de Fontainebleau, qu'il pourra donner sa mesure.
Il y arrive en 1532, appelé par François Ier qui veut faire de sa demeure favorite un centre d'art vivant et prestigieux. Jusqu'à sa mort, Primatice consacrera l'essentiel de son activité à cette ambitieuse entreprise. Dans un premier temps, il collabore avec un autre maître italien, le Rosso fiorentino, qui assure la direction des travaux et impose son style : une version exacerbée du maniérisme florentin.
L'œuvre du Rosso à Fontainebleau, comme celle du Primatice, a été en grande partie détruite ou défigurée. Pourtant, la restauration de la Galerie François Ier, au XXe permet d'apprécier la cohérence d'un style ornemental où le caprice de l'invention, l'acuité des formes et des rythmes s'expriment également dans les zones peintes et dans les stucs, aux reliefs accentués, aux profils élégants, aux motifs étonnamment diversifiés.
Le Primatice remplace le Rosso en 1540, à la mort de ce dernier, à la tête des entreprises royales. Il règne en maître sur la pléiade d'artistes et d'ouvriers travaillant aux décors intérieurs du château, aux constructions nouvelles, à l'aménagement des jardins. Il surveille les ateliers de tapisserie et ceux des fondeurs qui exécutent en bronze les statues.
Les deux missions en Italie que lui avait confiées le roi sont pour lui l'occasion de reprendre contact avec l'art de la péninsule et d'en connaître les plus récentes formulations, qu'il adapte avec aisance à sa manière personnelle. En 1541, Hippolyte d'Este lui commande la réalisation de fresques pour les murs de sa chapelle à l'Abbaye de Chaalis,. À Fontainebleau, dans la galerie d'Ulysse (aujourd'hui détruite), le poème d'Homère y était illustré en cinquante-huit panneaux répartis entre les fenêtres, et le plafond comportait quatre-vingt-treize sujets mythologiques sur un fond de grotesques.
En même temps qu'il réalise la galerie d'Ulysse, le Primatice donne les projets des compositions exaltant l’Amour, l’Harmonie et la Concorde, destinées à la salle de bal, exécutées par Nicolò dell'Abbate. L'ordonnance de la pièce est de Philibert Delorme qui, sous le règne de Henri II, assume la direction des Bâtiments du roi.
L'avènement de François II (1559) rend au Primatice toutes ses prérogatives: il s'y ajoute le monument du cœur de Henri II, le tombeau du roi, l'ensemble des sculptures destinées à la rotonde des Valois (aujourd'hui détruite) que Catherine de Médicis fait élever à Saint-Denis sur les plans du Primatice.
Le génie multiforme du Primatice a réalisé le rêve de François Ier en donnant à l'école de Fontainebleau, non l'éclat éphémère d'un chantier royal temporairement privilégié, mais le rayonnement d'un mouvement novateur qui a marqué en France de façon décisive l'évolution de la peinture et des arts décoratifs.
Primatice redevient grand maitre des œuvres du roi après la mort de Henri II. À Dampierre, à l'origine manoir devenu princier au XVIe siècle, il fera construire dans le pavillon d'angle qui jouxte la tour un véritable sauna, exemple typique de ce goût à l'époque pour un retour à un mode de vie à l'antique.

#### Nicolò dell'Abbate (1509/1512 – 1571)

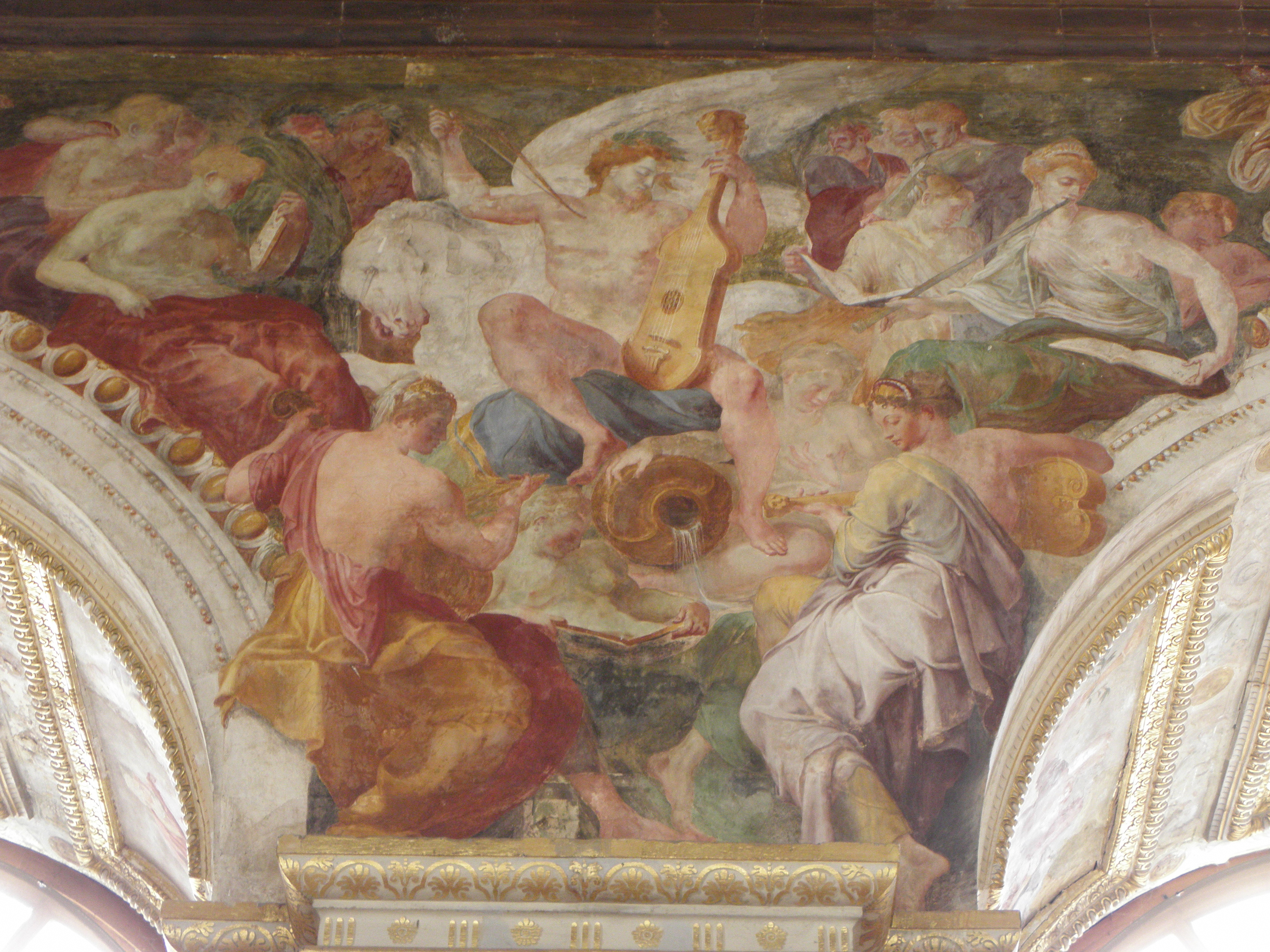
Apollon et le Parnasse, 1552/1556, salle de bal de Fontainebleau.
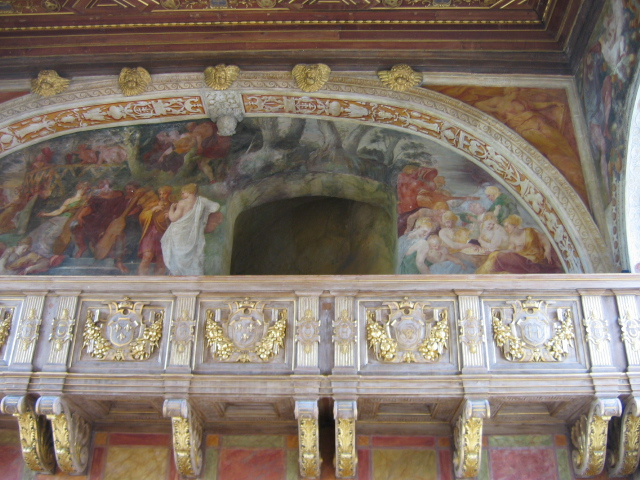
La guerre de Troie sur la tribune des musiciens, 1552/1556, Salle de Bal de Fontainebleau.
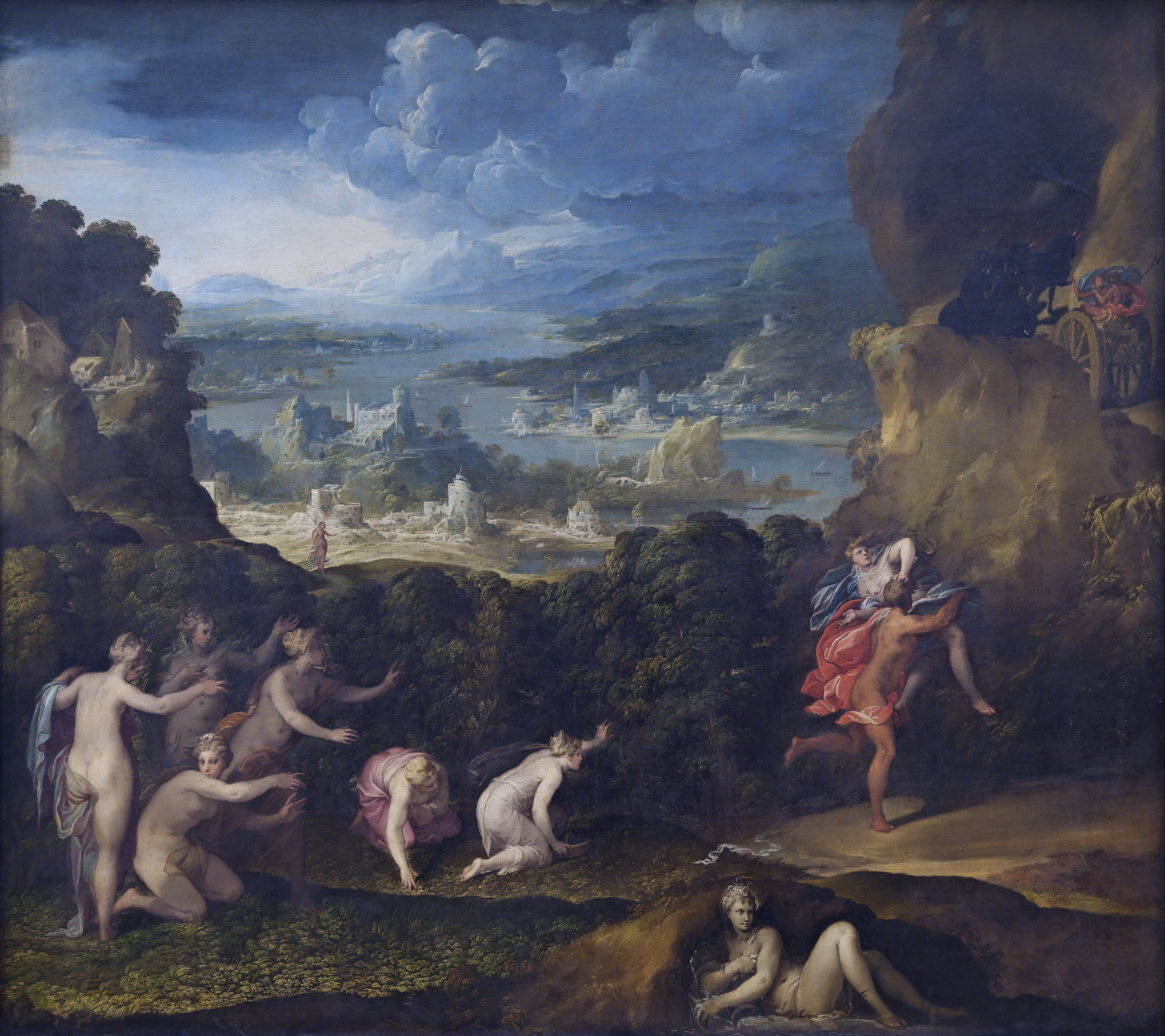
Le Rapt de Proserpine, 1552-1570, huile sur toile, musée du Louvre.
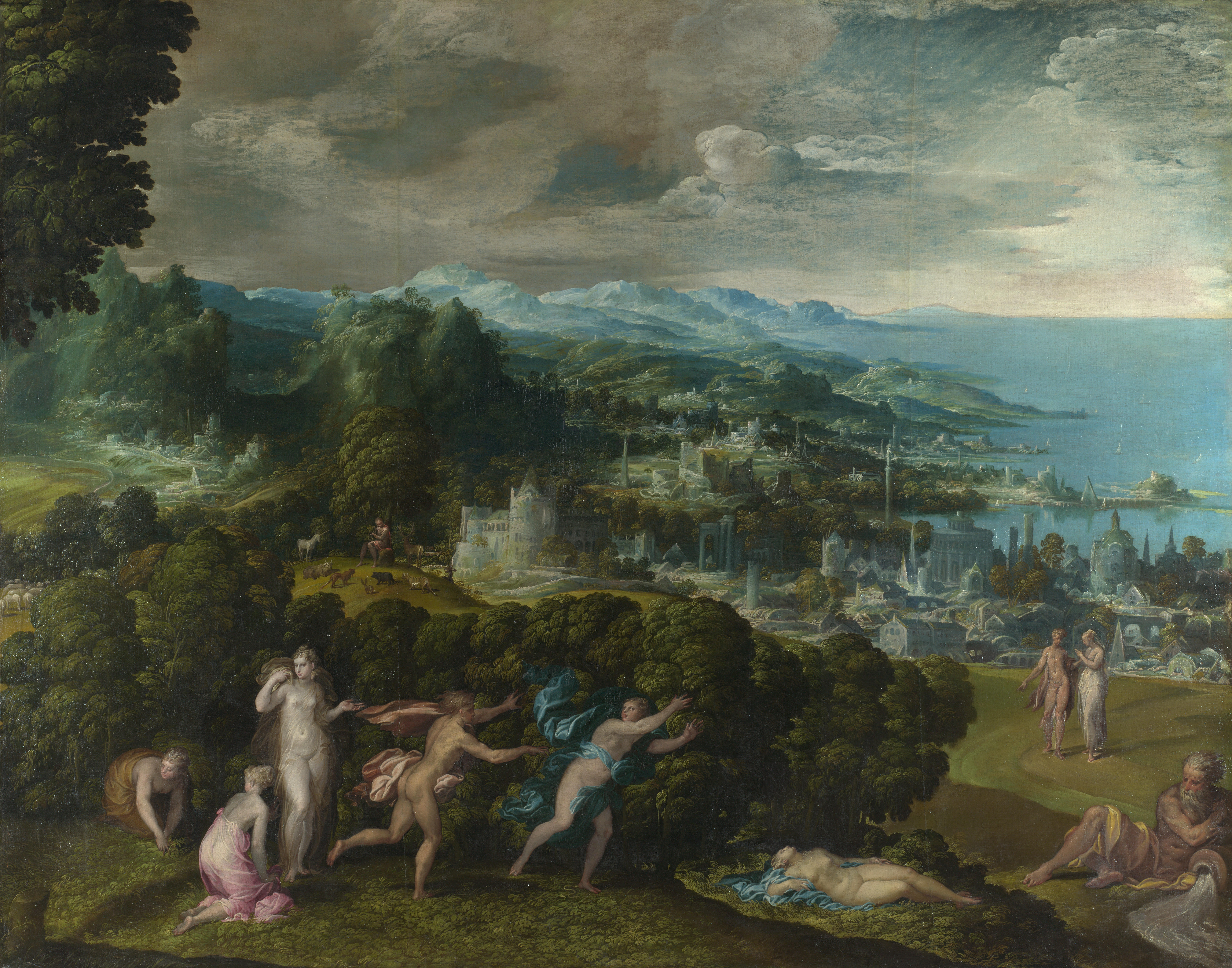
Orphée et Eurydice, 1552-1571, National Gallery, Londres.
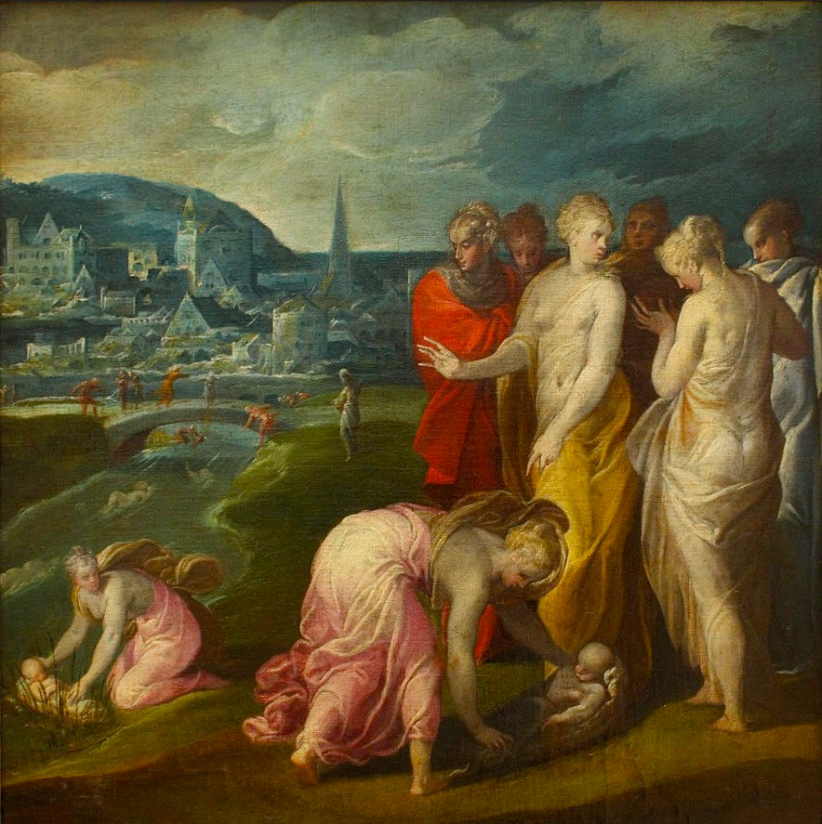
Moïse sauvé des eaux, vers 1560, huile sur toile, musée du Louvre.
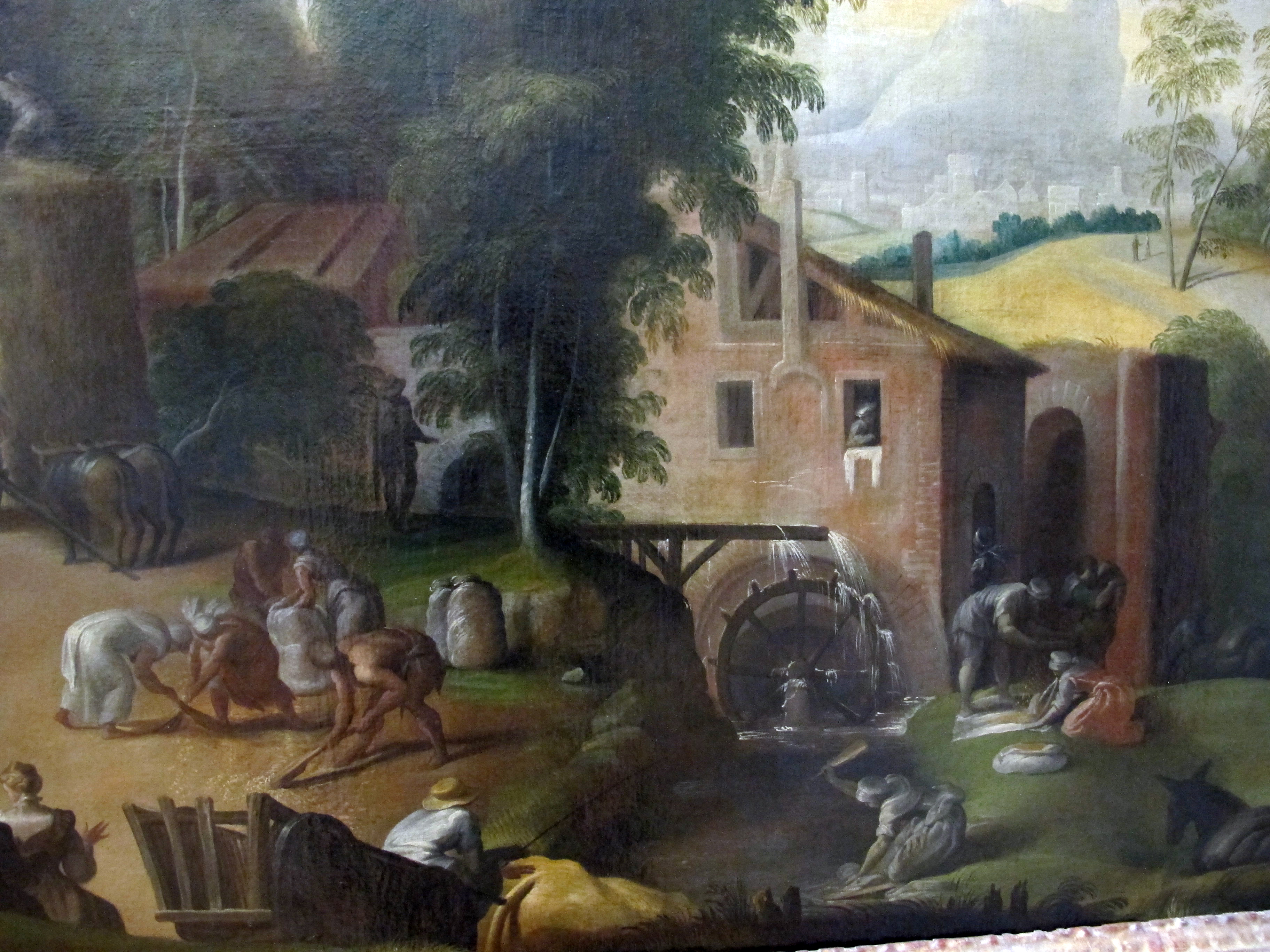
Le vannage du grain, peut-être dû à Giulio Camillo dell'Abbate, fils de Nicolò, 1560-1570, musée du Louvre.
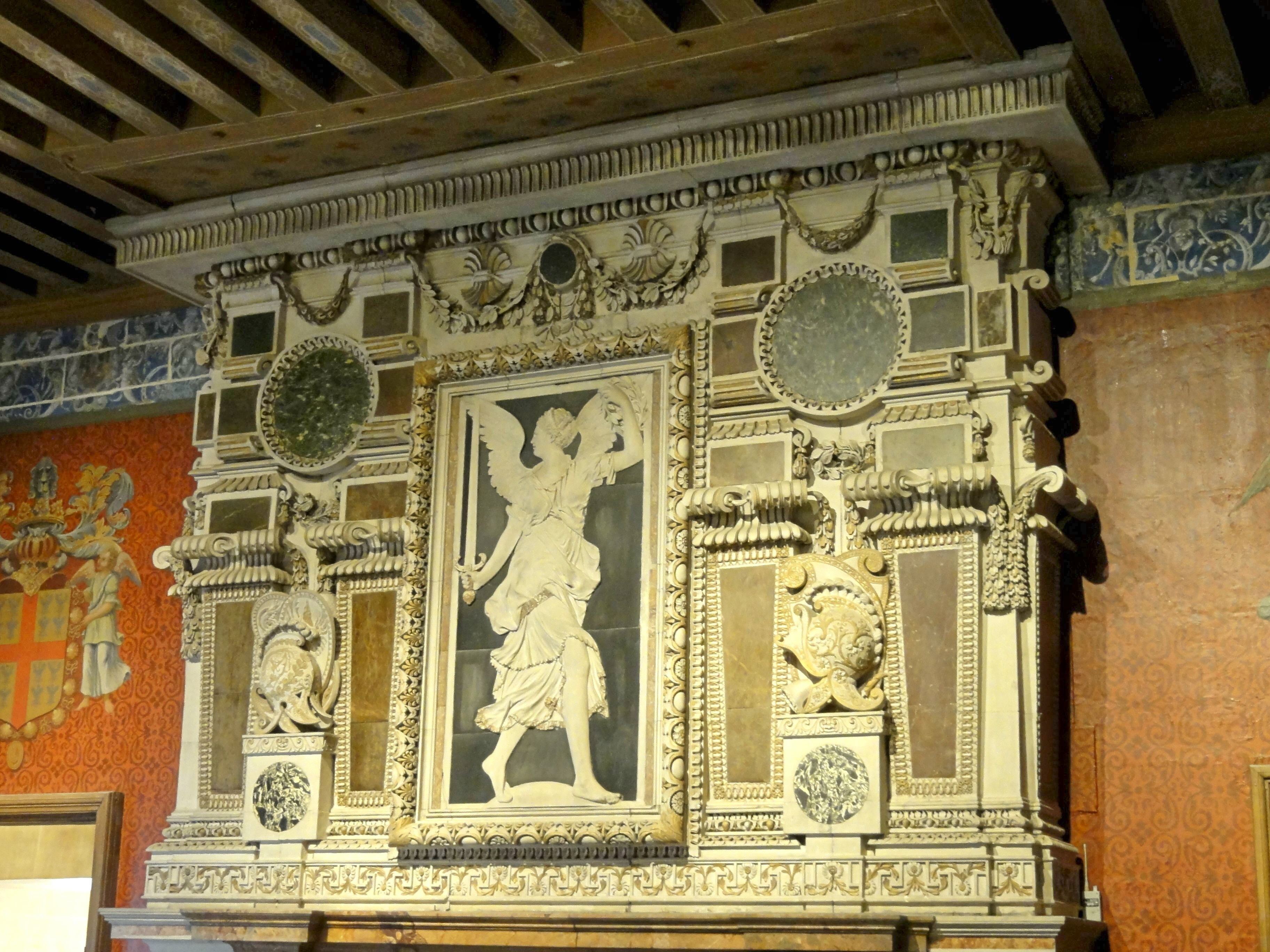
Cheminée de la Victoire, 1558-1560, château d'Écouen.
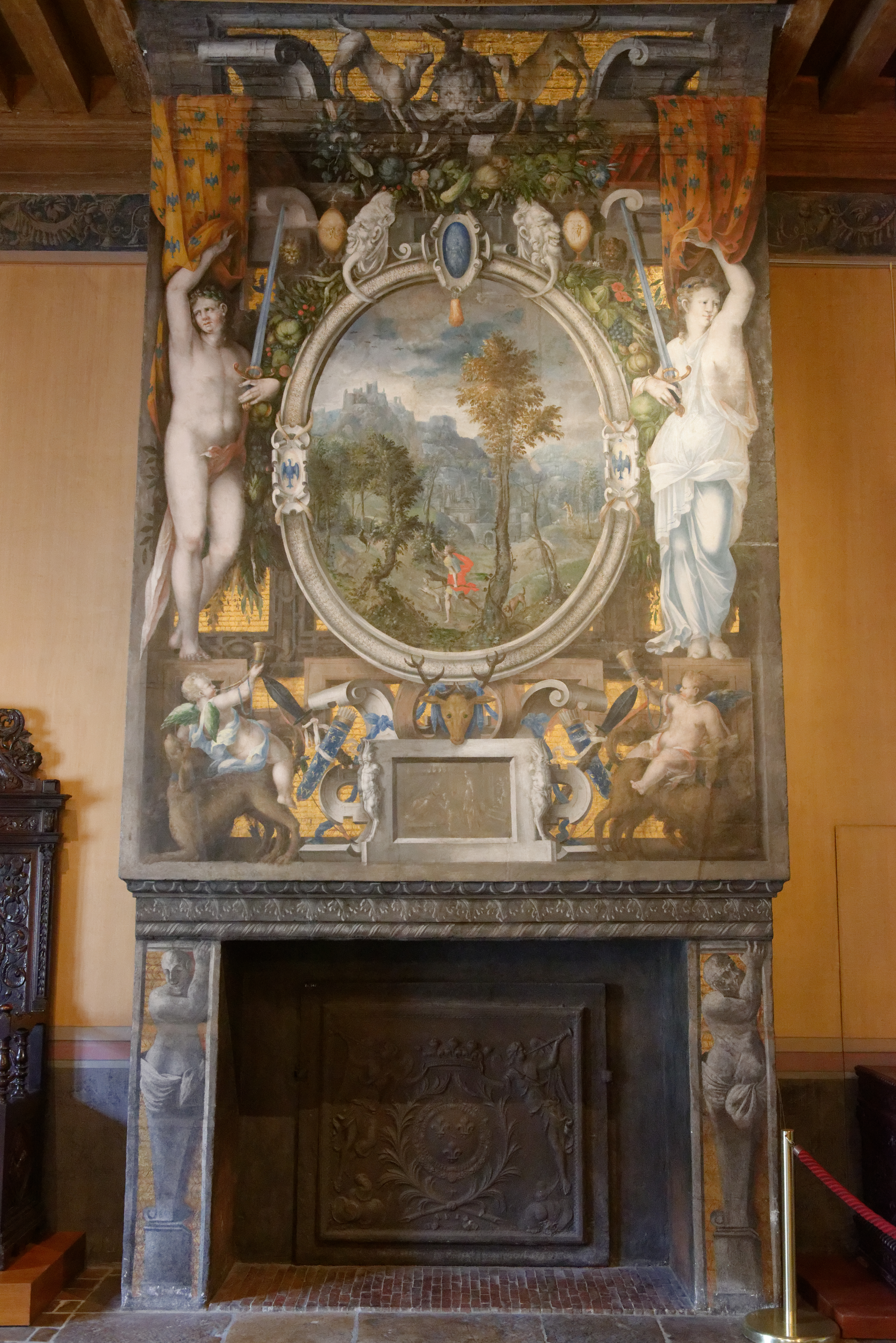
Esaü chassant, vers 1552, château d'Écouen.
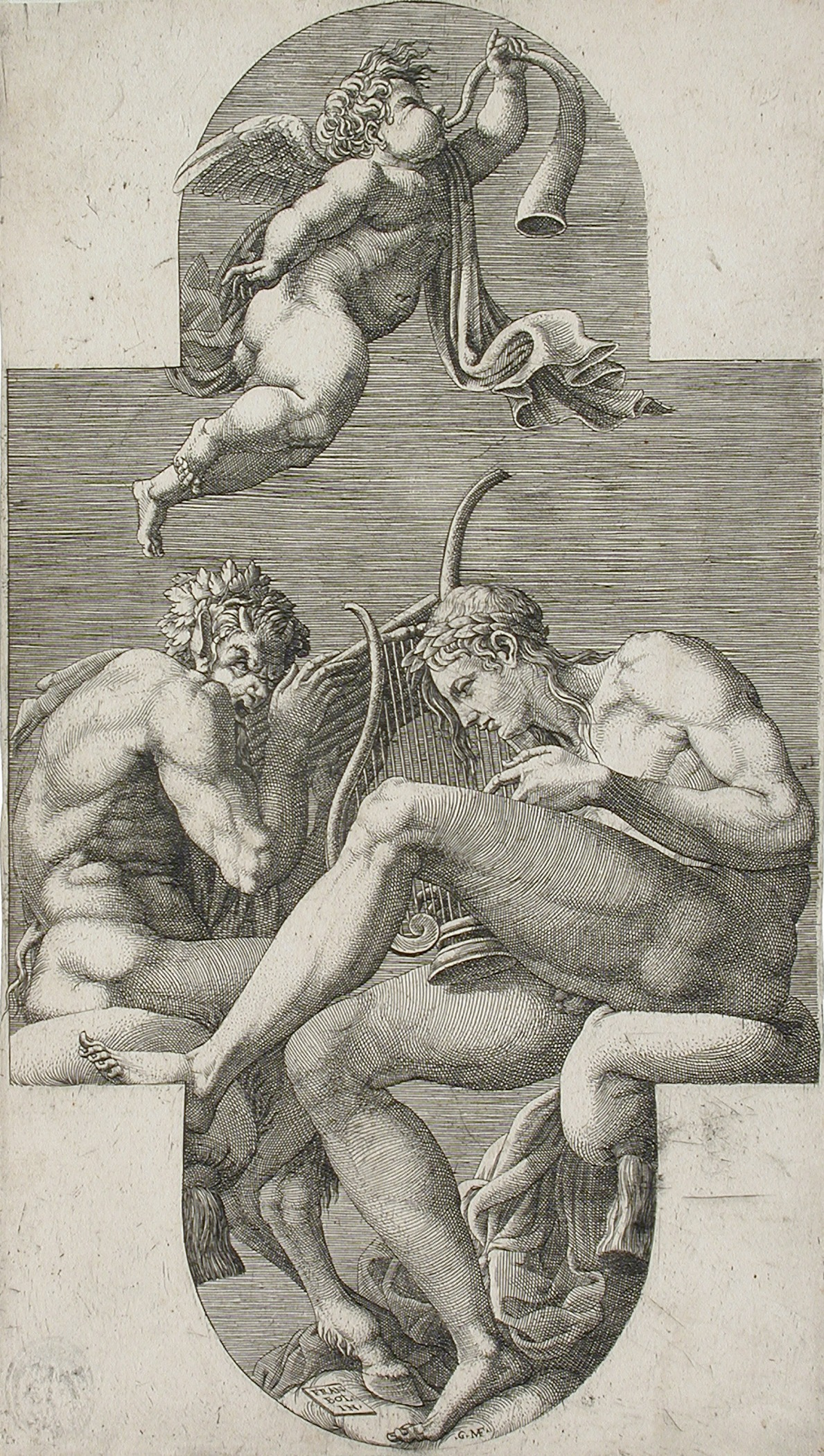
Gravure du projet pour la Galerie d'Ulysse, 1560, musée d'art du comté de Los Angeles.

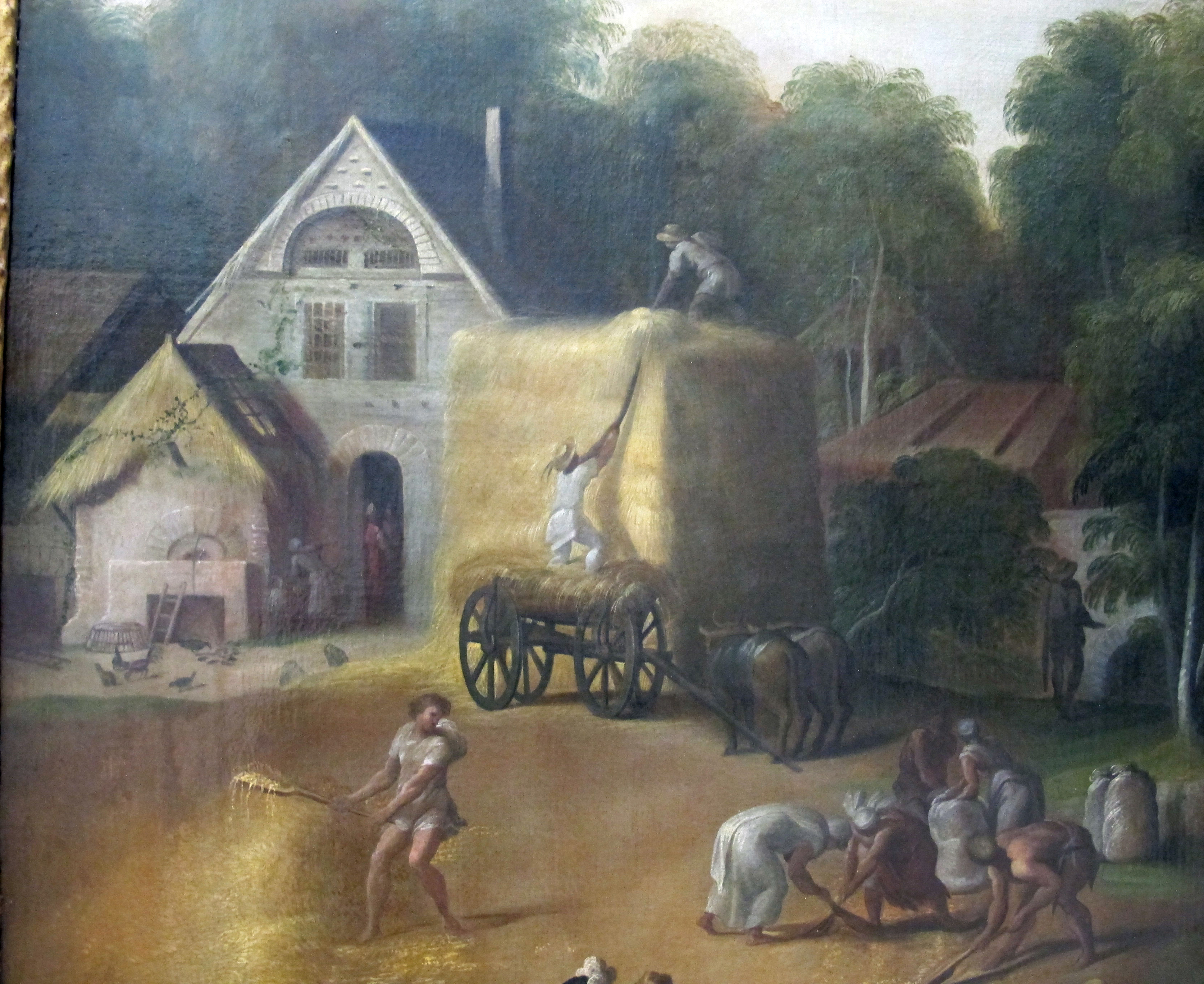
Le vannage du grain, Giulio Camillo dell'Abbate ?, fils de Nicolò, 1560-1570,, musée du Louvre.

Nicolò dell'Abbate était un artiste né à Modène, près de Bologne, et qui devint très célèbre en France, jouant un rôle fondamental dans la première école de Fontainebleau. Cette école fut créée par des artistes italiens actifs dans le château de Fontainebleau, où ils ont élaboré un style qui a réverbéré son influence dans l'art français et de l'Europe du Nord également.
Toute la famille dell'Abbate, de père en fils, fut vouée aux arts. On cite avec honneur parmi les peintres modénois, son père Jean, son frère Pierre-Paul, son fils Jules-Camille, son petit-fils Hercule, et son arrière-petit-fils Pierre-Paul. Formé à Modène, il fit son apprentissage dans l'atelier d'Alberto Fontana et fut un des élèves d'Antonio Begarelli.
En 1540 il entre au service des seigneurs de Scandiano, à 27 km de Modène. Entre 1540 et 1543, il décora également la Rocca des princes Meli Lupi à Soragna au nord-ouest de Parme. Il travailla ensuite à Bologne entre 1548 et 1552, au service d'une clientèle fortunée d'ecclésiastiques et de banquiers.
À Bologne, son style subit l'influence du Corrège et du Parmesan. Ses nombreux portraits évoquent ceux de Pontormo.
En 1552, Niccolò dell' Abate est invité en France au service d'Henri II (on l'appelle alors souvent Nicolas Labbé). Au château de Fontainebleau, il collabore à la décoration de l'édifice royal, sous la supervision du Primatice (1504-1570), un autre artiste fondamental de l'École de Fontainebleau, ainsi que le peintre florentin Rosso (1494-1540). Deux ans plus tard, il donne le dessin du projet de décor en l'honneur du Connétable Anne de Montmorency. 
À Paris, il exécute des fresques aux plafond de l'Hôtel de Guise (maintenant disparues), d'après les dessins du Primatice. L'artiste reçoit alors beaucoup de commandes de caractère privé, telles que de petits tableaux portables de sujets mythologiques insérés dans des paysages. Une bonne partie de sa production artistique est ainsi consacrée au genre des apparats décoratifs éphémères, réalisés à l'occasion de moments importants qui marquaient la vie de la cour royale. Le principal exemple reste le cycle de décorations réalisées pour l'entrée triomphale à Paris de Charles IX et de sa femme Élisabeth d'Autriche en 1571, l'année de la mort de Nicolò dell'Abbate en France.
L'héritage du peintre émilien est constitué surtout par ses paysages qui forment le décor de scènes mythologiques, motifs qui inspireront les artistes français comme Claude Lorrain (1600 – 1682) et Nicolas Poussin (1594-1665).

### Les Flamands

#### Jean Clouet (dit Janet; 1475/85-1540)

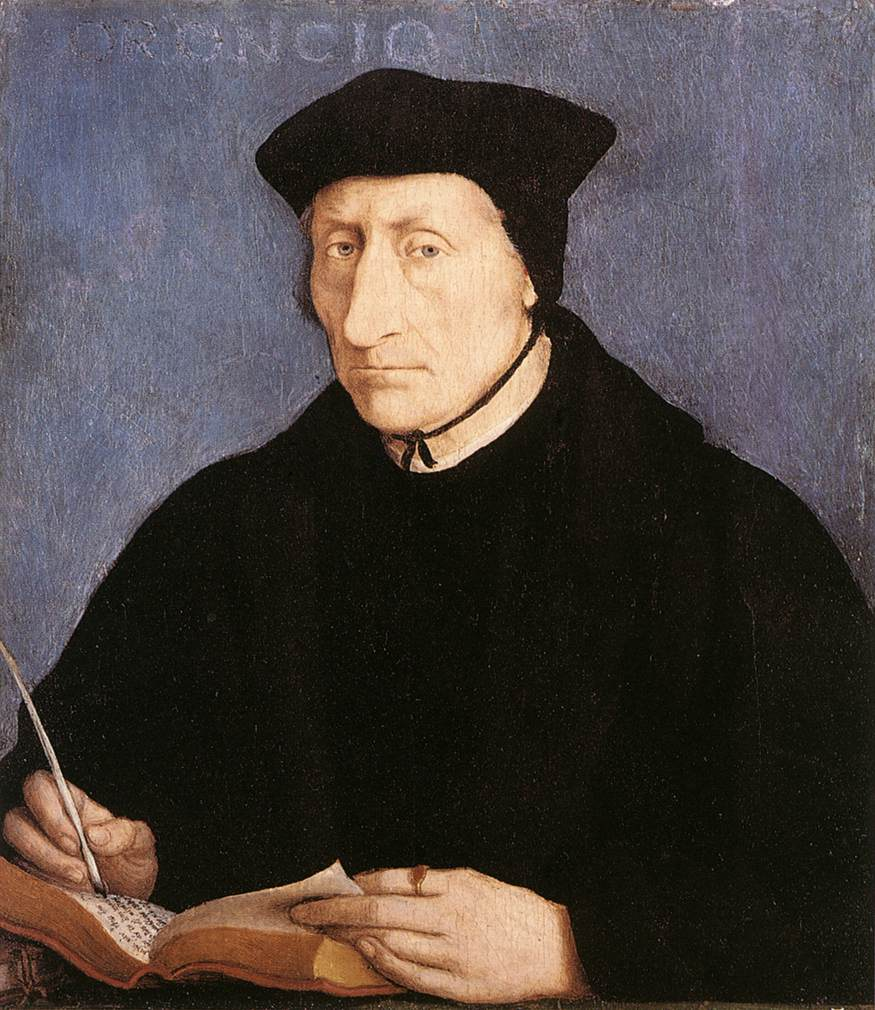
Guillaume Budé (vers 1536), The Metropolitan Museum of Art.
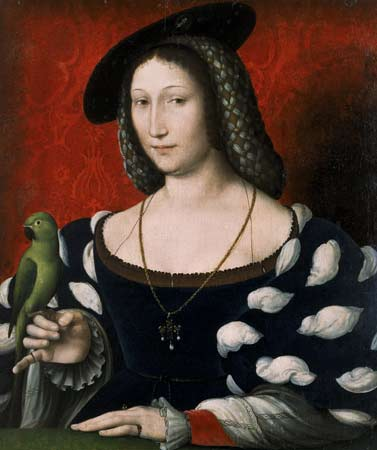
Marguerite d'Angoulême (vers 1530), Walker Art Gallery.
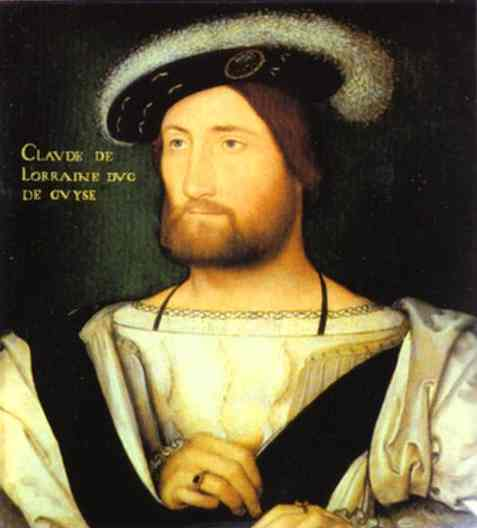
Claude de Lorraine, duc de Guise, Palazzo Pitti de Florence.
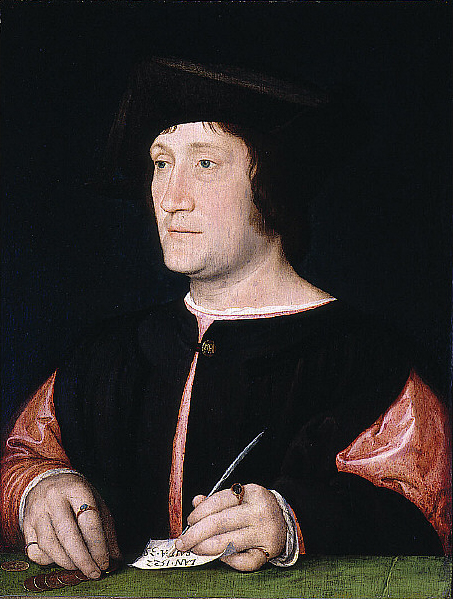
Portrait d'un banquier (1522), Art Museum de Saint-Louis
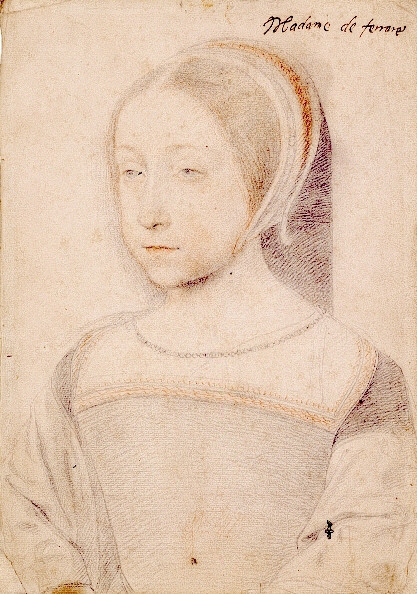
Renée de France, duchesse de Ferrare (vers 1520, musée Condé de Chantilly).
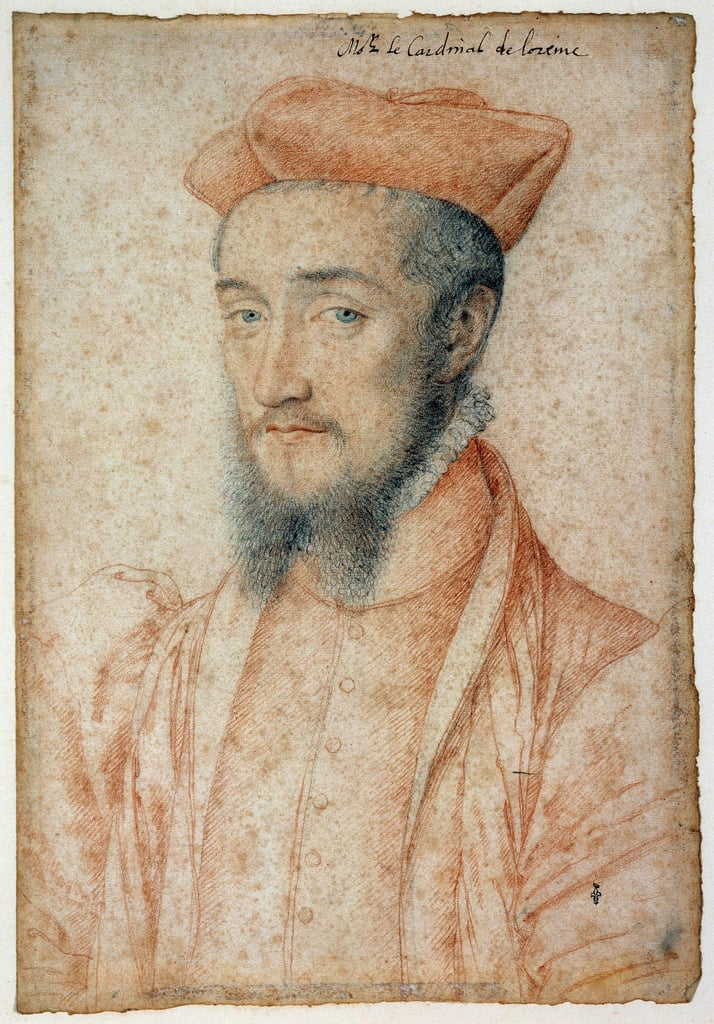
Charles de Lorraine (1555, musée Condé de Chantilly).
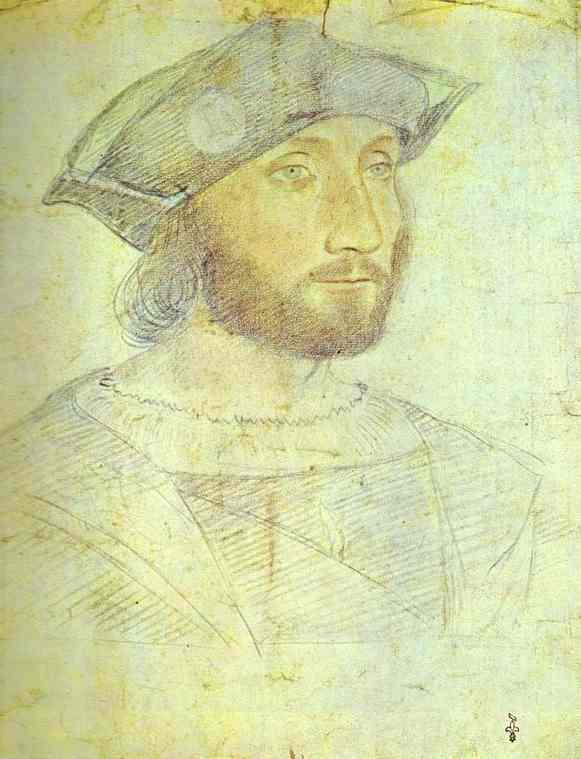
Guillaume Gouffier de Bonnivet (1516, musée Condé de Chantilly).
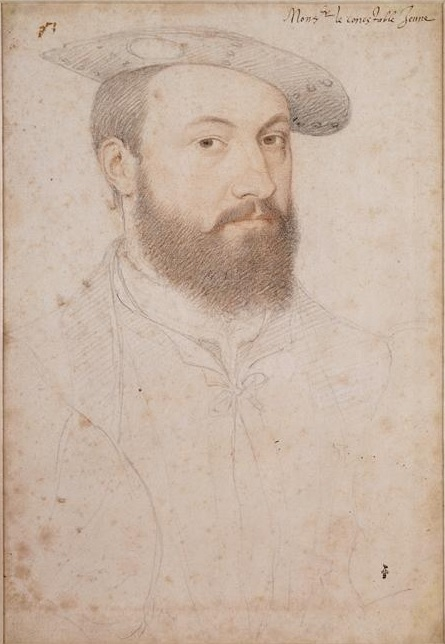
Anne de Montmorency (1530, musée Condé de Chantilly).

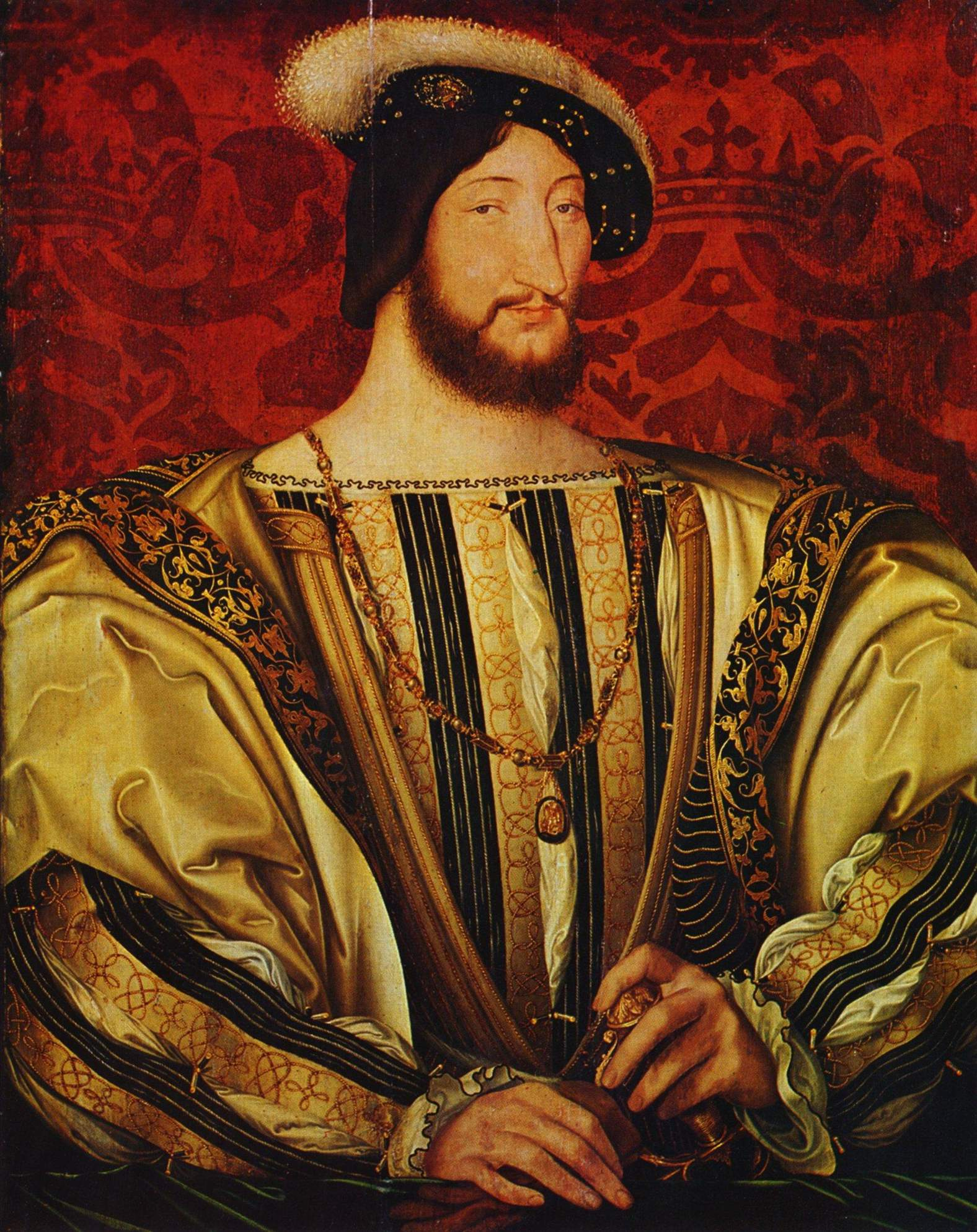
François Ier (vers 1530, musée du Louvre).

Jean Clouet le jeune (né en 1480 à Bruxelles, mort en 1541 à Paris) est un peintre portraitiste originaire des Pays-Bas bourguignons du XVIe siècle. Ses débuts sont mal connus.
Peintre officiel de François Ier, Jean Clouet figure parmi les valets de chambre du roi à partir de 1516, sous les ordres de ses confrères Jean Perréal et Jean Bourdichon. D'origine flamande, il apporta un nouveau style à la peinture de portraits d'apparat en pratiquant, outre la miniature traditionnelle (commentaires de la Guerre gallique), le tableau de chevalet exécuté d'après un dessin au crayon, selon le goût des peintres du Nord.
Il est devenu populaire très tôt au point qu'on lui a attribué presque tous les portraits français du début du XVIe siècle. Des deux seuls tableaux de lui attestés par des textes, l'un n'est connu que par une gravure (Oronce Finé), l'autre par une réplique conservée au musée de Versailles (Guillaume Budé).
Mais la célébrité de Jean Clouet vient du groupe de 130 dessins du musée Condé à Chantilly. Les portraits de la famille royale sont généralement attribués au peintre en titre, et par conséquent les tableaux eux-mêmes, comme le célèbre portrait de François Ier au musée du Louvre (vers 1527), dont l'attribution à Jean Clouet remonte à une tradition ancienne et sûre.
La réputation de Jean Clouet n'est sans doute pas usurpée et fut reconnue de tout temps quoiqu'on ait vite confondu son œuvre et celle de son fils François. Jean Clouet a réellement introduit dans l'art du portrait français une finesse nouvelle et fondé en fait une école de portraitistes officiels qui, par Robert Nanteuil et Hyacinthe Rigaud, devait assurer la suprématie française dans ce domaine pendant plus de deux siècles.

#### Corneille de Lyon (1510-1575)

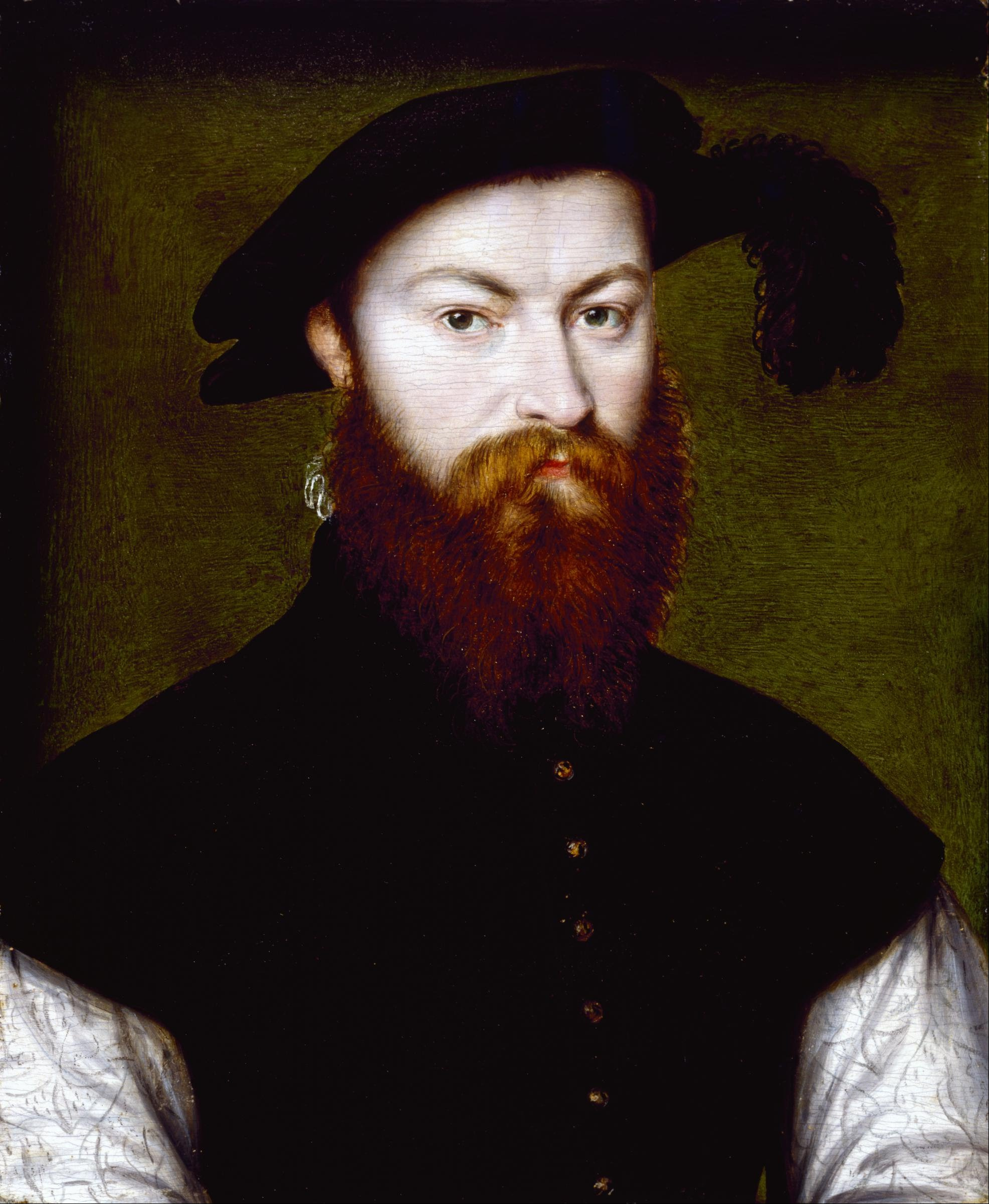
René de Batarnay, Comte du Bouchage, DdG no 80, Houston, musée des beaux-arts, Inv. 44.538.
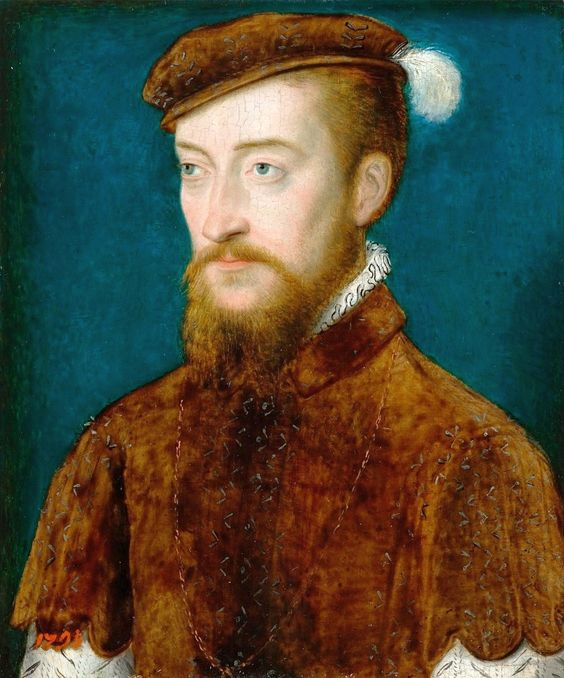
Portrait d'Antoine de Bourbon, 1548, château royal de Varsovie
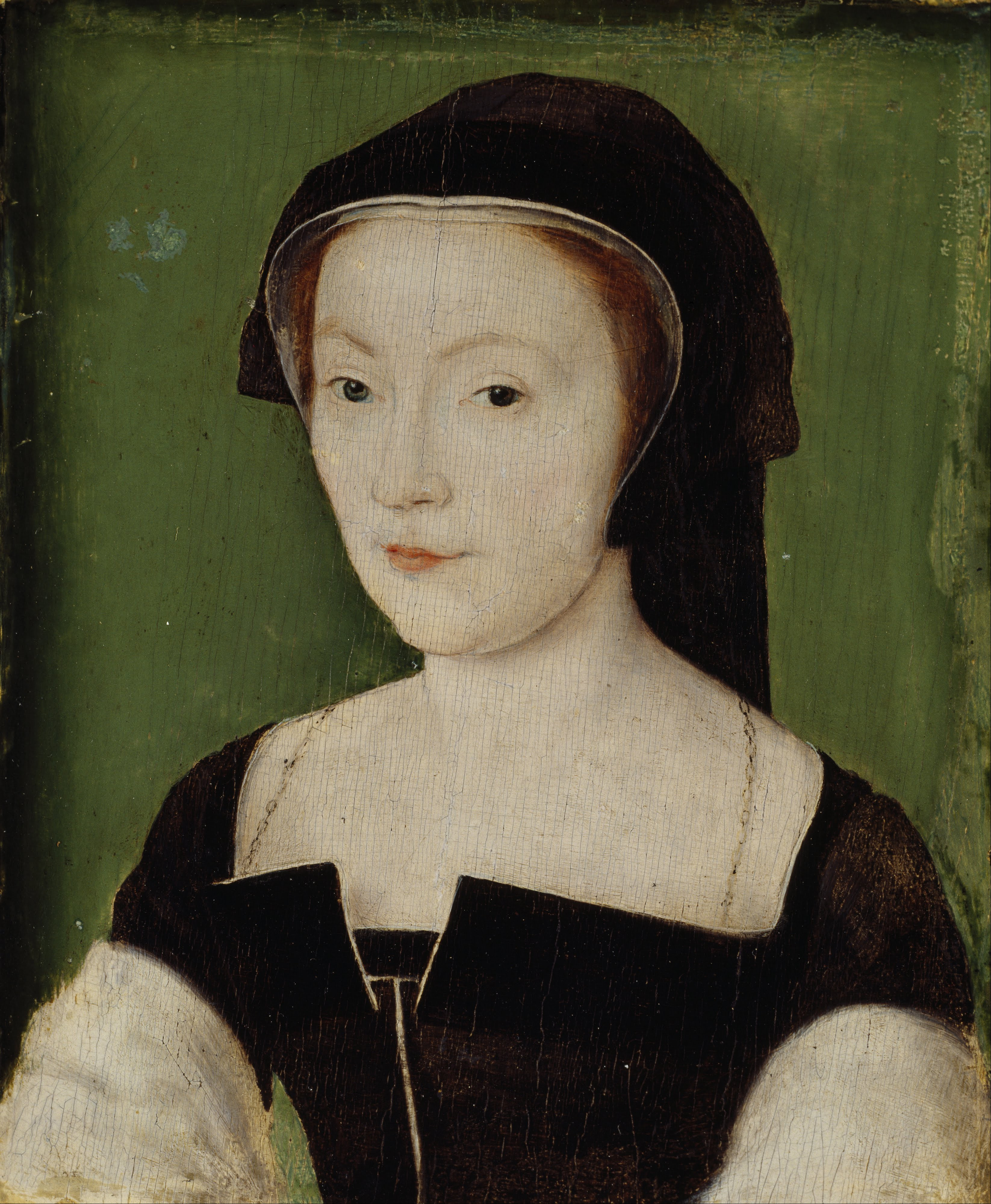
Marie de Guise, vers 1537, Scottish National Portrait Gallery
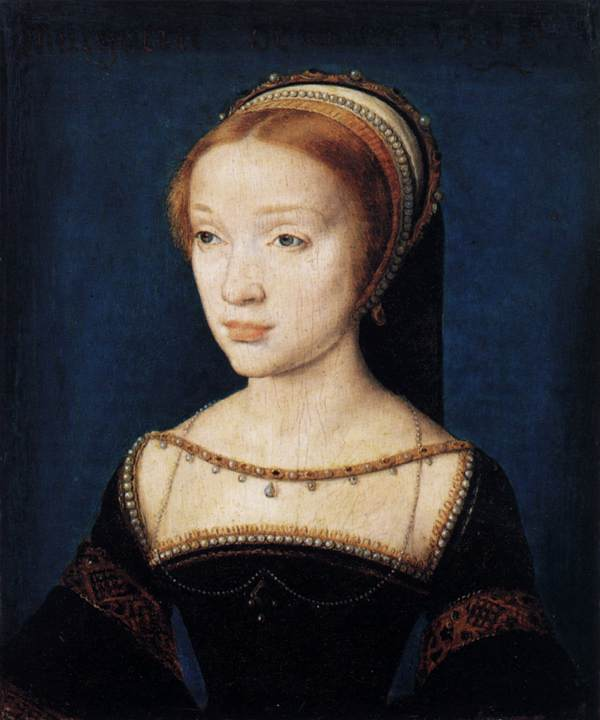
Jacqueline de Rohan, DdG no 25, Berlin, Gemäldegalerie, Inv. 2165.
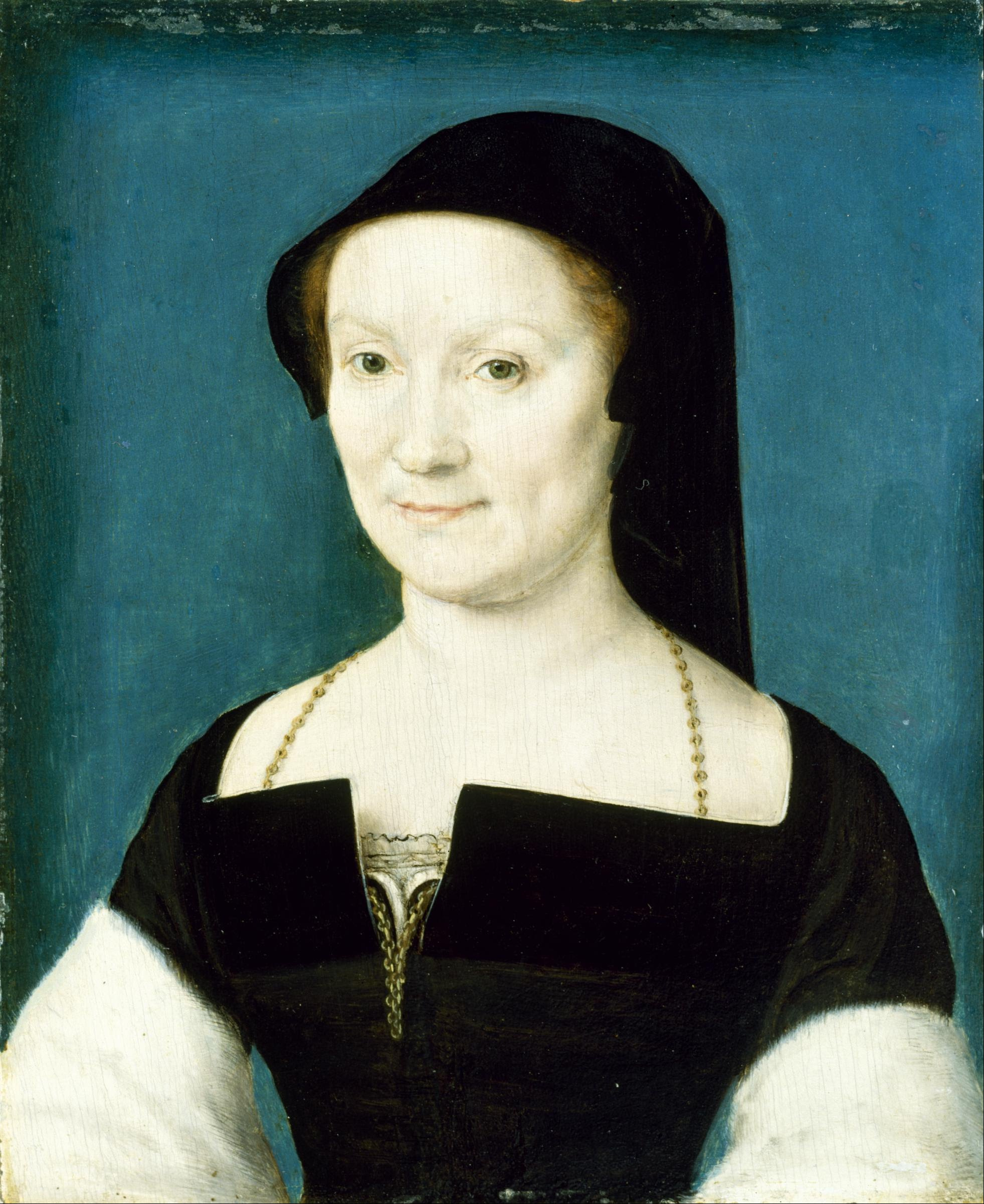
La comtesse du Bouchage, DdG no 140, Houston, musée des beaux-arts
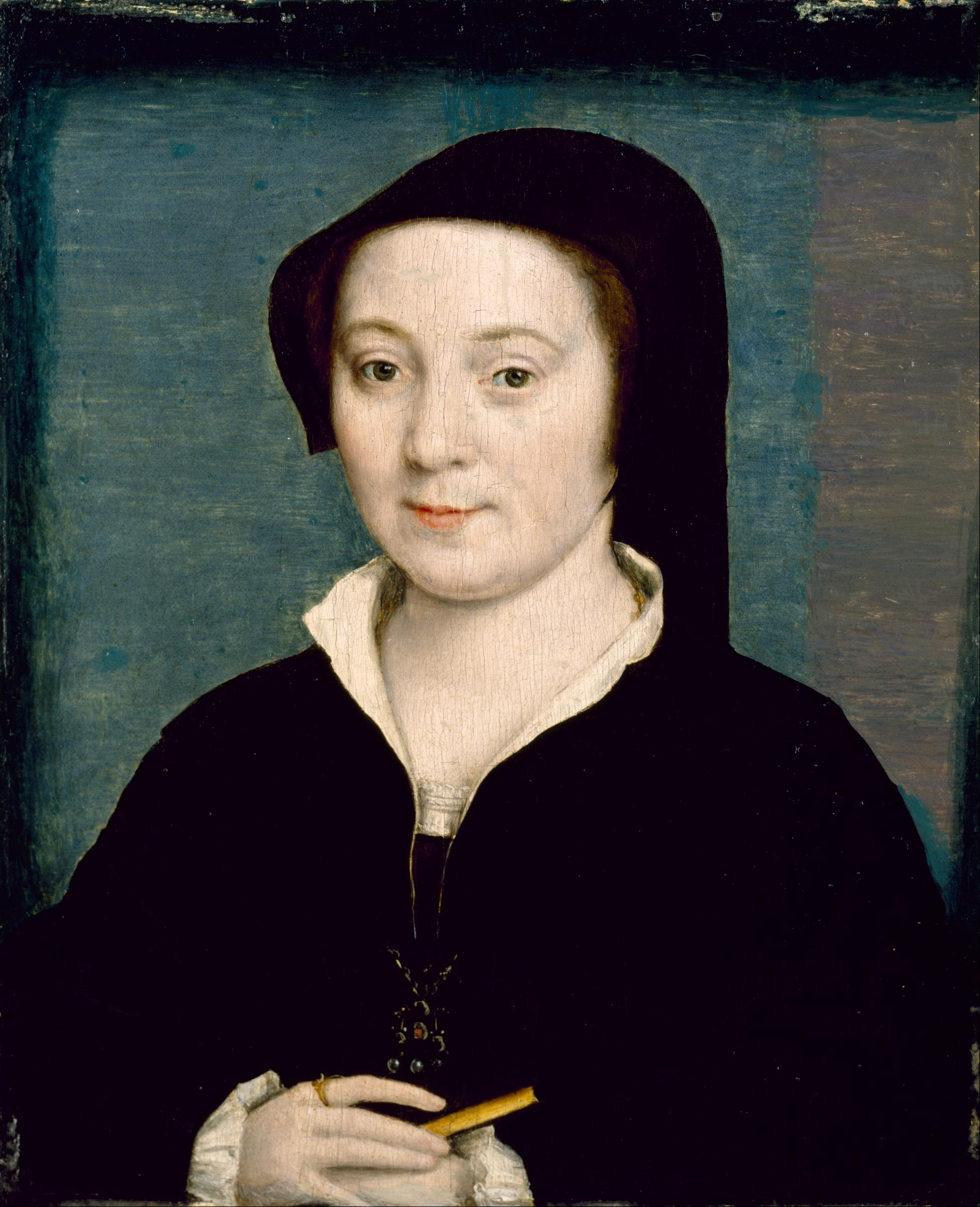
Marie de Batarnay, DdG no 141, Houston, musée des beaux-arts
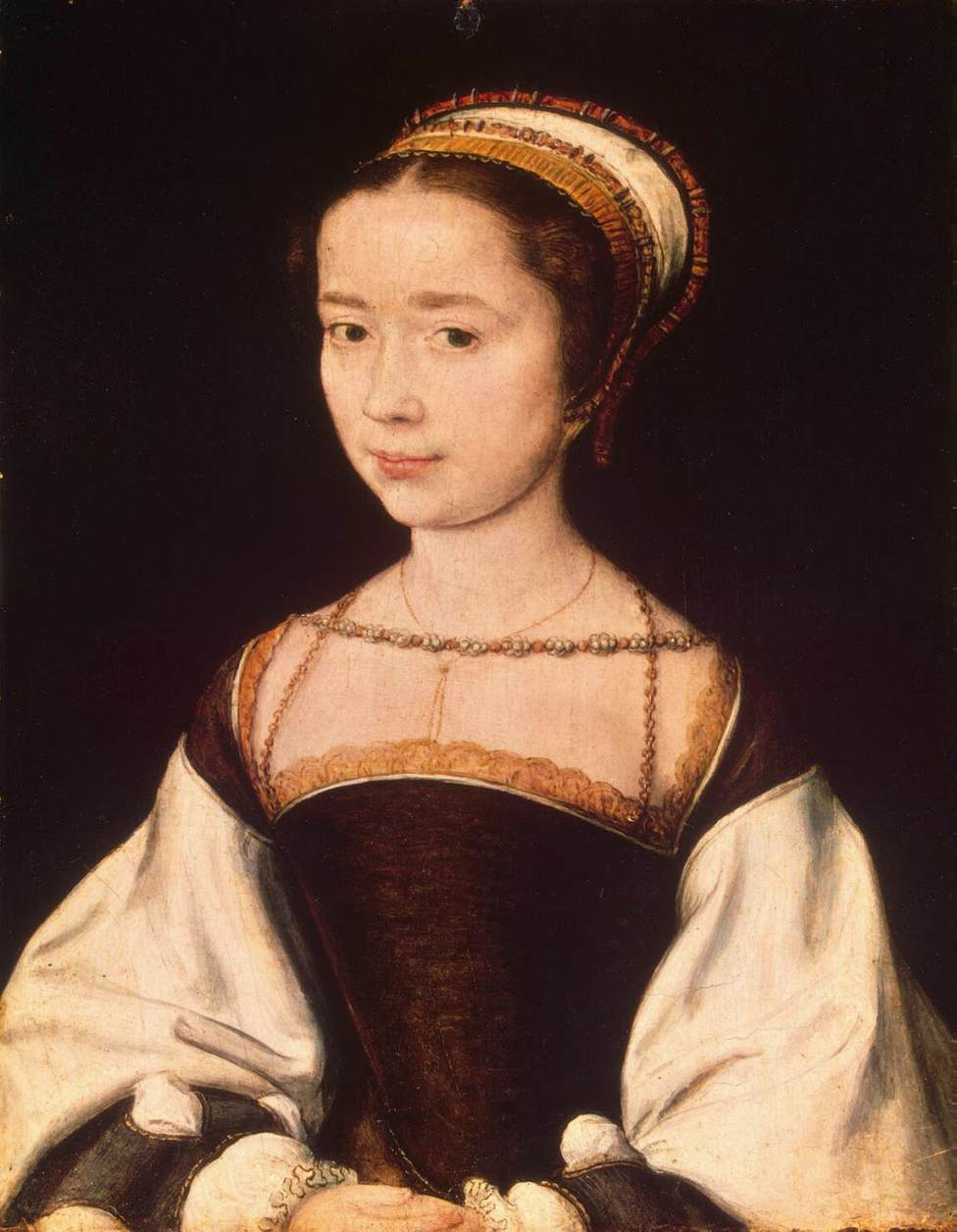
Inconnue, DdG no 14, Saint-Pétersbourg, musée de l'Ermitage.
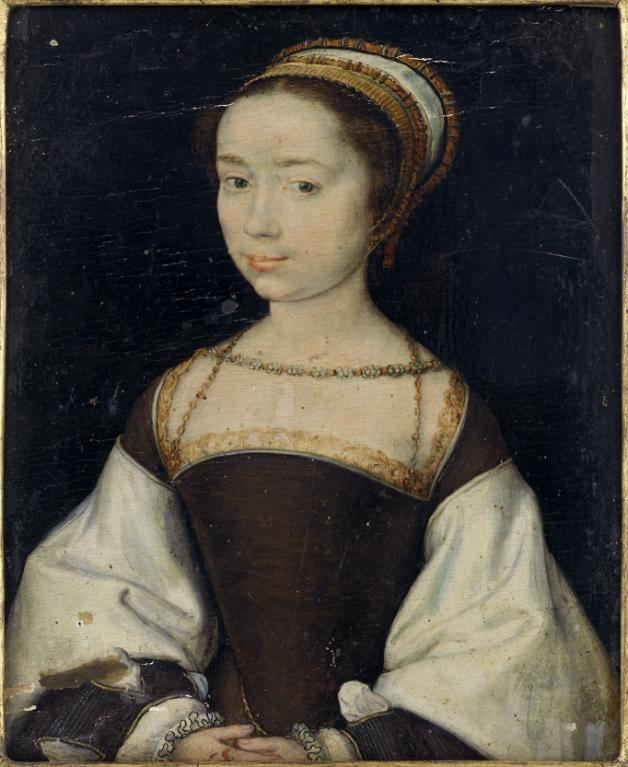
Portrait d'une inconnue, 1536 ?, Lyon, musée des arts décoratifs.
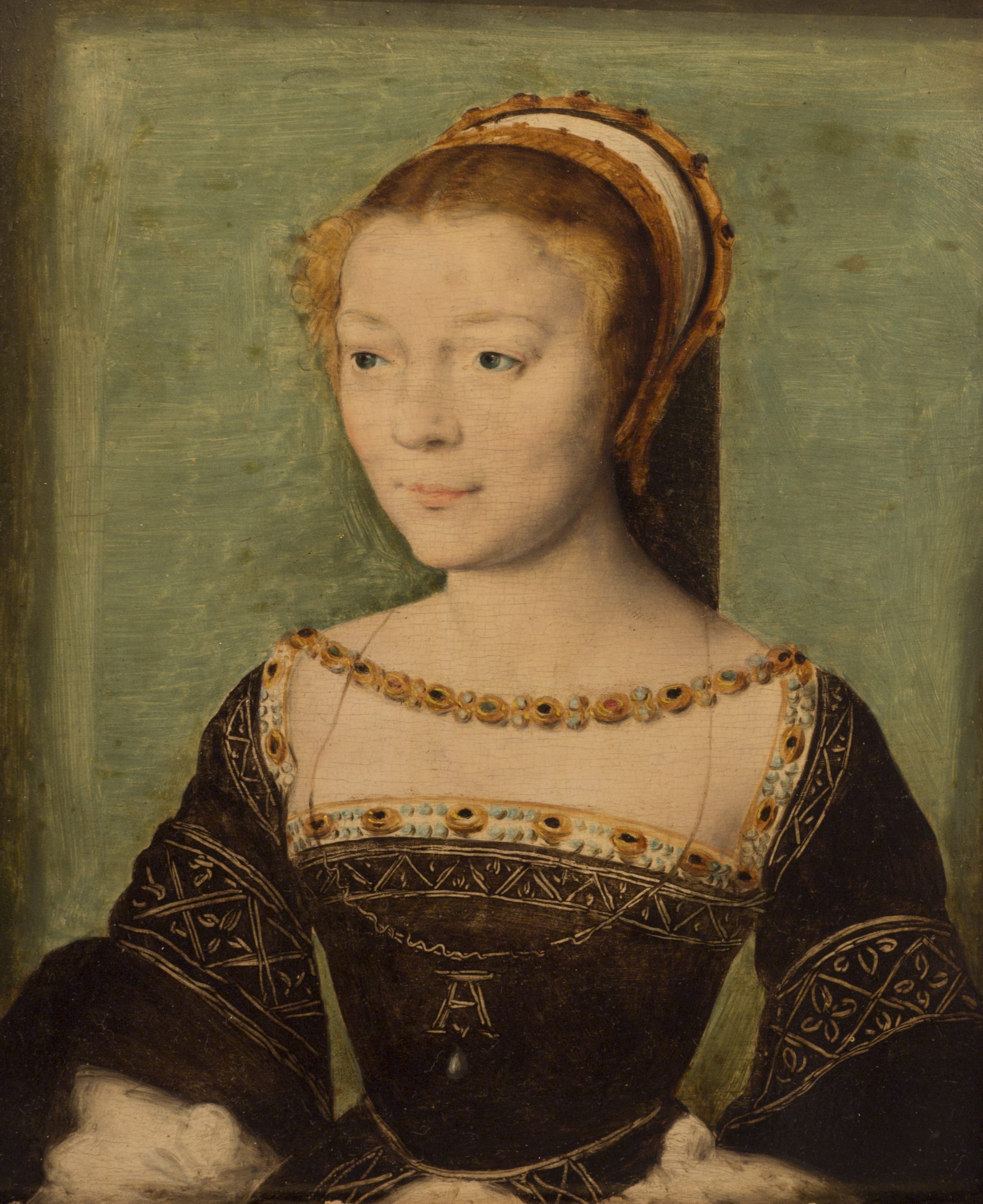
Anne de Pisseleu, duchesse d'Étampes, DdG no 28, 1535-1540, New York, Metropolitan Museum of Art.
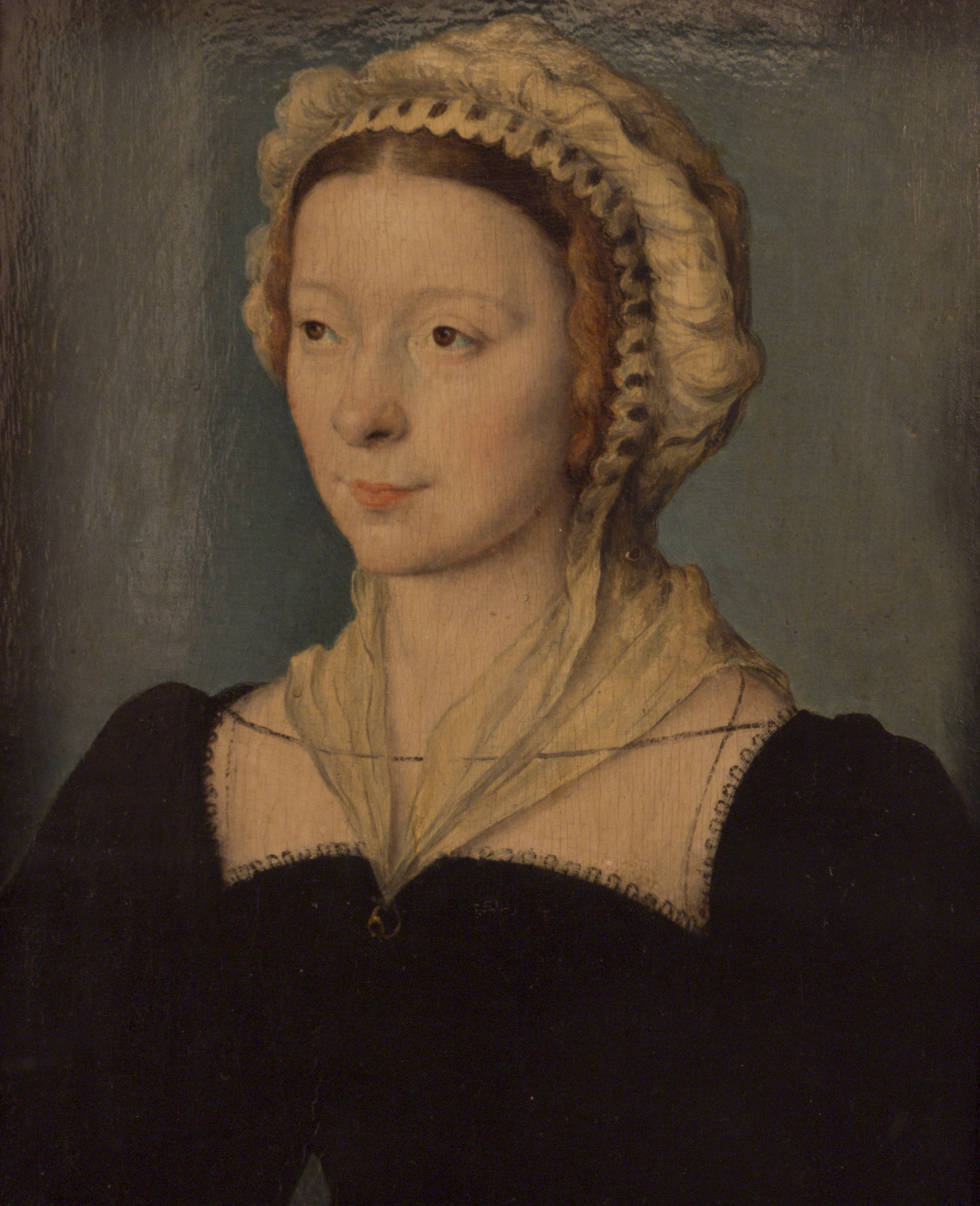
Béatrix Pacheco, comtesse d'Entremont (1533, château de Versailles).

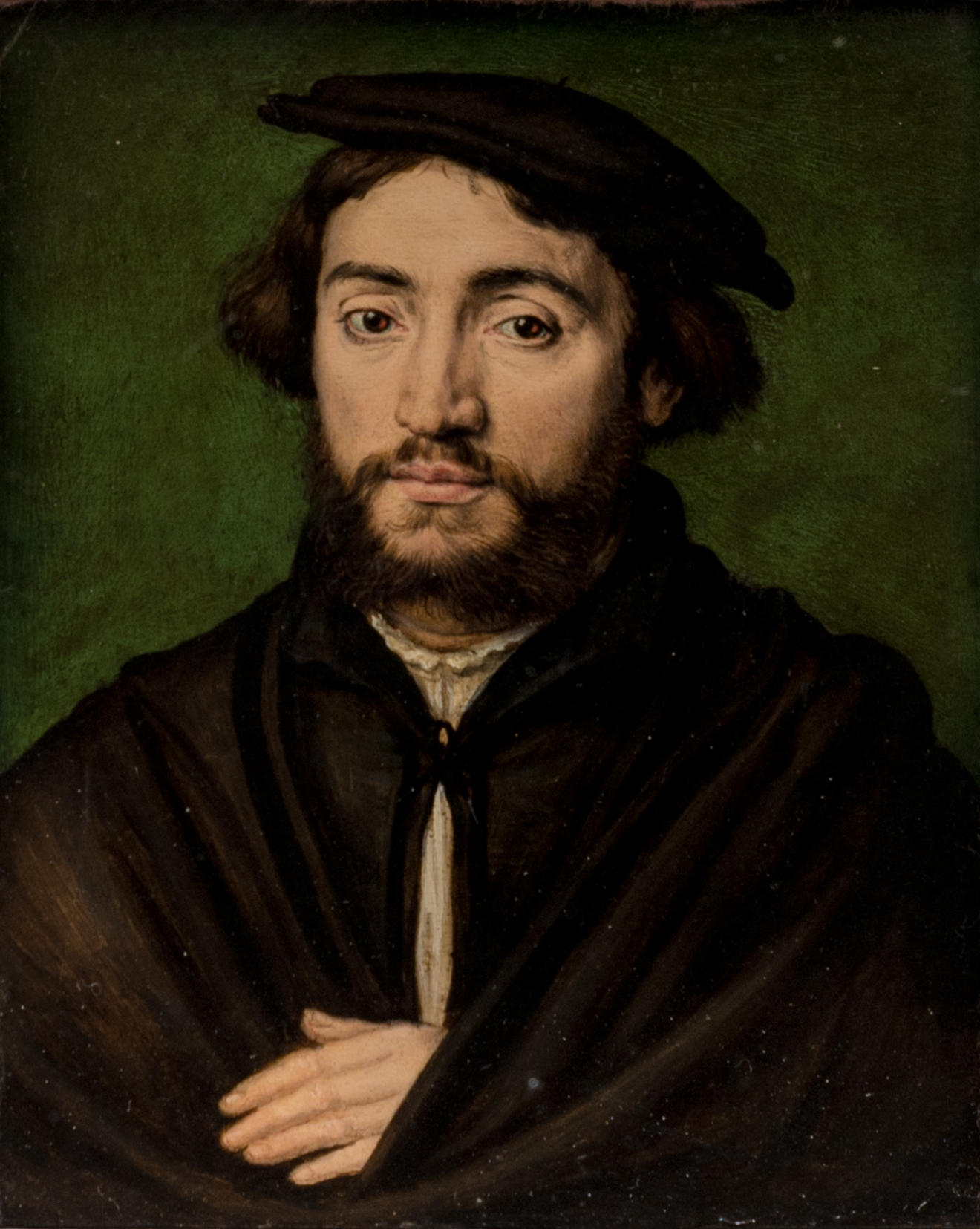
Pierre Aymeric, marchand de Saint-Flour, 1533, musée du Louvre.

Corneille de Lyon ou Corneille de la Haye (né entre 1500 et 1510 à La Haye et mort en 1575 à Lyon) est un peintre royal de portrait franco-hollandais du XVIe siècle.
Quoiqu'il soit connu à son époque sous le nom de Corneille de la Haye, on ne sait rien de sa jeunesse hollandaise et il arrive à Lyon au plus tard en 1533. Réalisant dès 1536 les portraits de plusieurs membres de la famille royale, il obtient le titre de peintre royal en 1541. Malgré cette fonction, il reste dans la cité rhodanienne tout au long de sa vie. En épousant la fille d'un imprimeur de renom, il s'insère dans la notabilité de la ville, et acquiert une solide position sociale, vivant dans le quartier des imprimeurs, près de Notre-Dame-de-Confort.
Il vit de son métier de peintre, et semble coopérer avec d'autres artistes du quartier (peintres ou graveurs). Son atelier conserve une galerie des copies des tableaux des personnages les plus célèbres dont il a fait le portrait. Cela permet aux clients d'en acquérir une nouvelle copie, ou les incite à se faire faire le portrait par un peintre renommé. Ses affaires semblent prospères jusqu'aux guerres de religion, durant lesquelles, malgré son attachement à la religion réformée, il ne semble pas victime d'agression ou de spoliation. Il se convertit sous la contrainte à la religion catholique en 1569.
L'art de Corneille du petit portrait sans décor est novateur pour l'époque. Il acquiert un grand prestige au point que les tableaux de ce style finissent par être désigné comme des « Corneilles ». Travaillant à l'huile sur du bois, il concentre son travail sur le visage et le buste. Corneille est très précis dans la composition des pilosités, cheveux, barbes, qu'il trace quelquefois presque poil à poil. Ses modèles portent rarement de lourds habits décorés, son style reste très sobre. Le fond de ses tableaux est toujours uni, sans décor et il semble travailler sans dessin préparatoire.
Après la Renaissance, la renommée de Corneille s'efface, sa descendance ne prenant pas le relais pour la réalisation de petits portraits. Il est redécouvert au XVIIe siècle par François Roger de Gaignières. Tombant ensuite encore dans l'oubli, son nom ressurgit au XIXe siècle, à partir de citations dans les textes de l'époque. L'extrême difficulté pour trouver des œuvres de références entraînent de sérieux problèmes d'attribution et de reconstitution de son corpus artistique. Plusieurs méprises et confusions sont faites par les historiens de l'art et les amateurs. La première œuvre attribuable sans ambiguïté est découverte en 1962. Plusieurs travaux reprennent les conclusions antérieures et la première synthèse sur l'artiste est réalisée par Anne Dubois de Groër en 1996.

#### Noël Bellemare (actif entre 1512 et 1546)

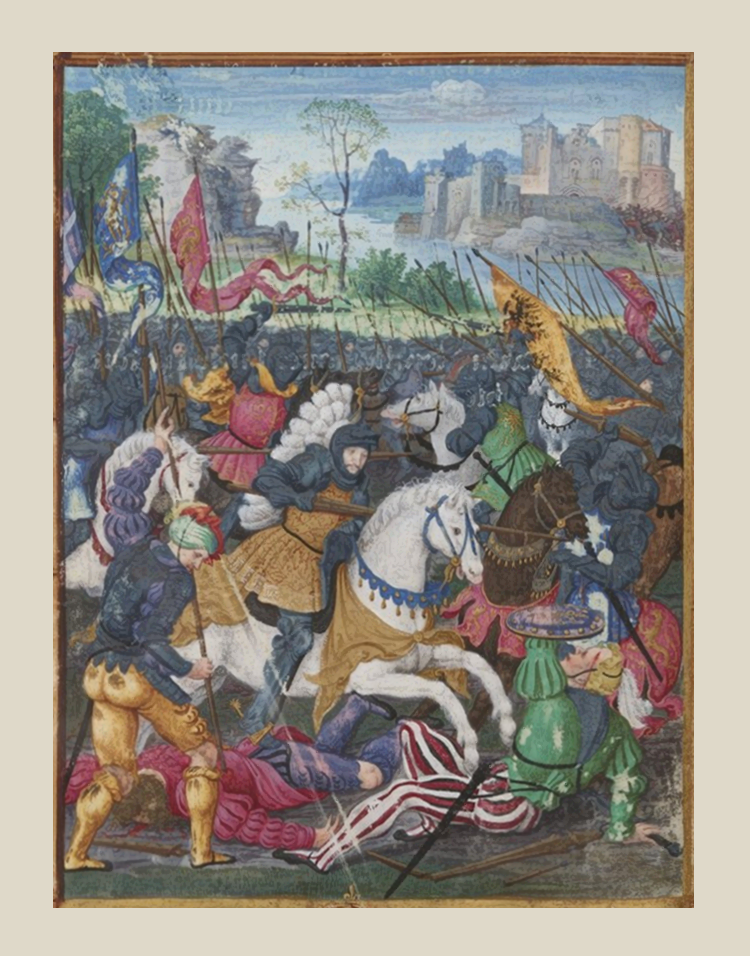
Le 14 septembre 1515 : François Ier chargeant contre les Suisses à Marignan (vers 1529-1530, BnF, fol. 1 v°).
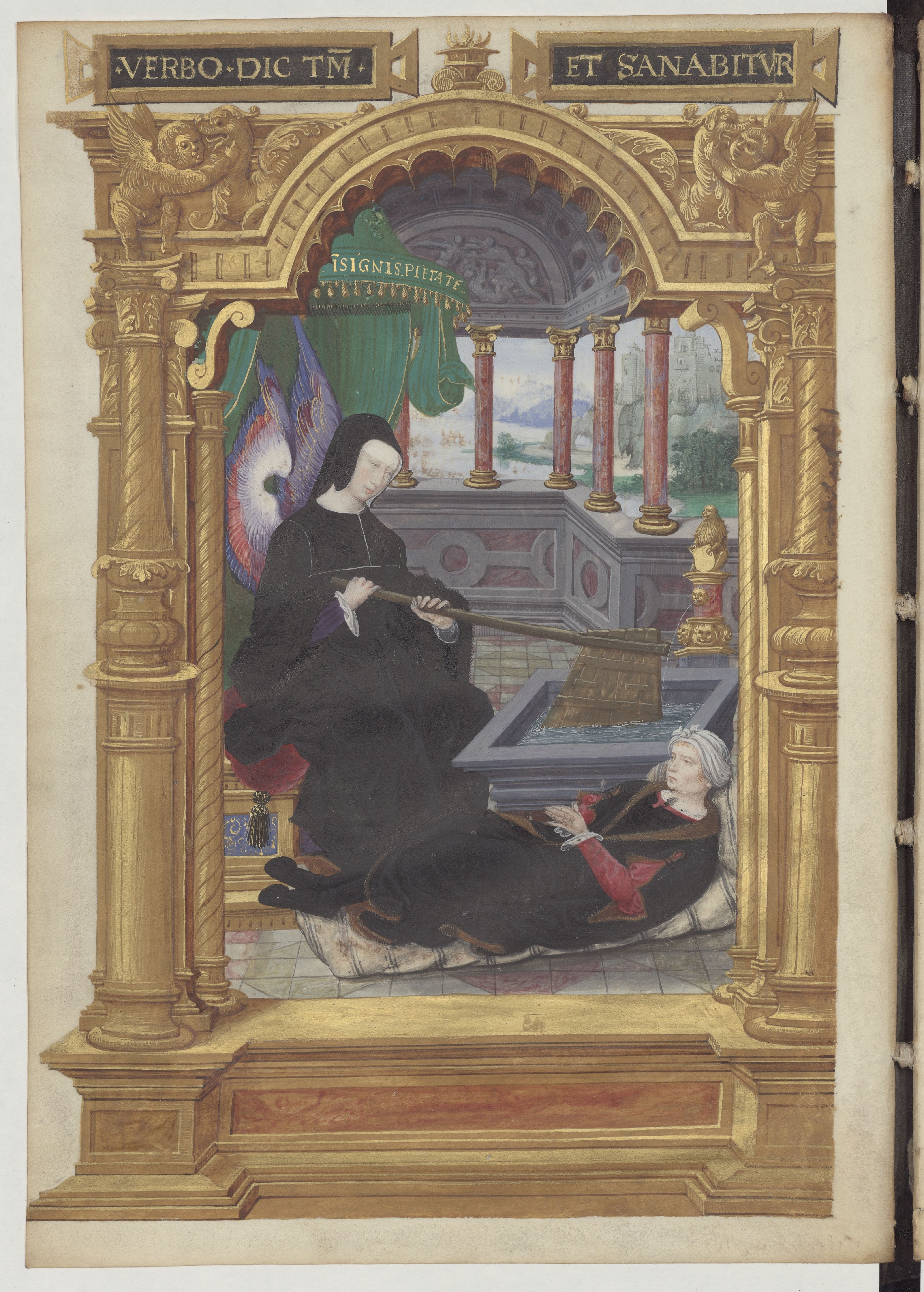
Allégorie de la régence de Louise de Savoie (vers 1520-1522, BnF, Fr5715).
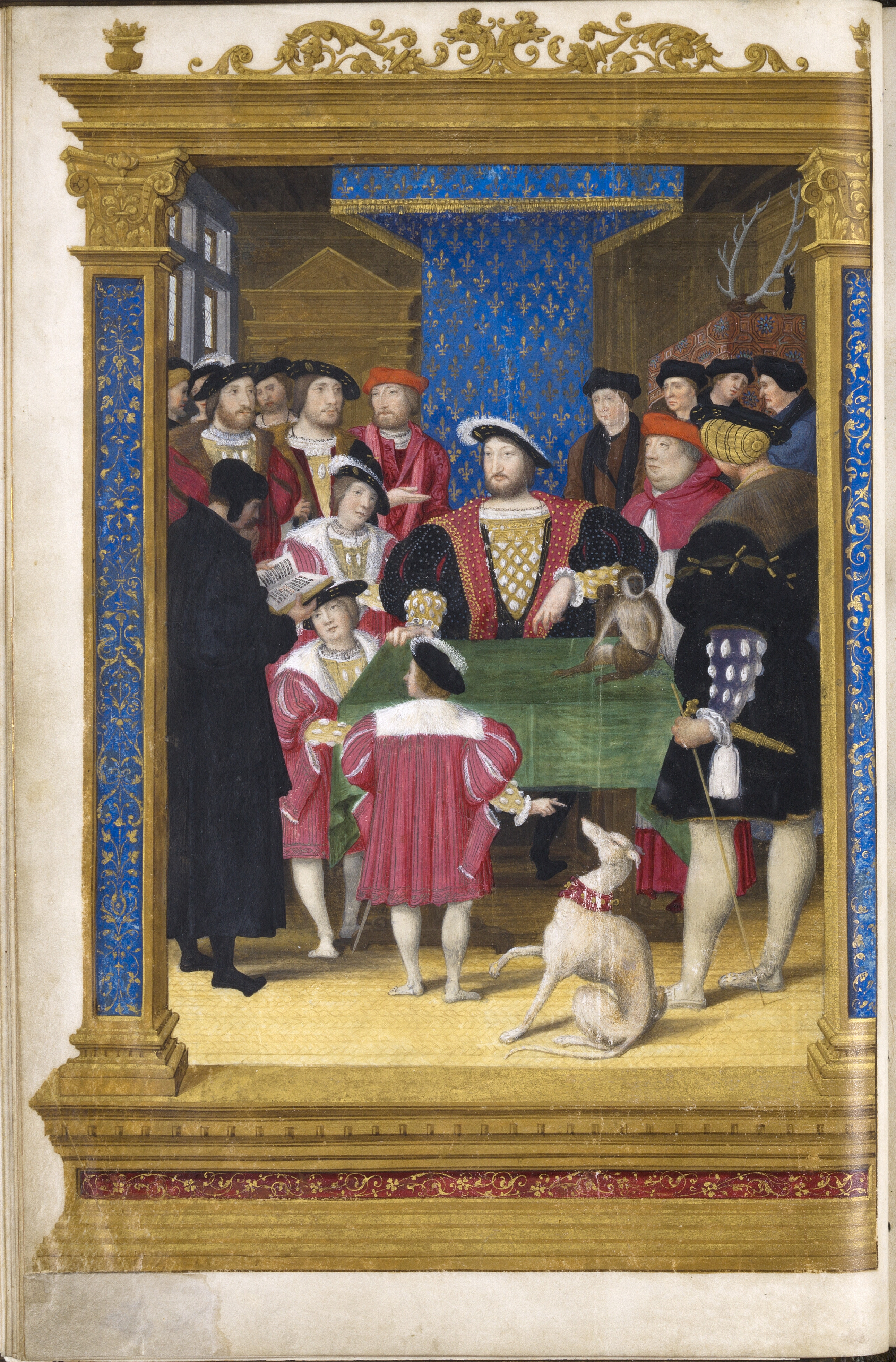
Histoire universelle de Diodore de Sicile : Antoine Macaut devant François Ier (1534, musée Condé de Chantilly).
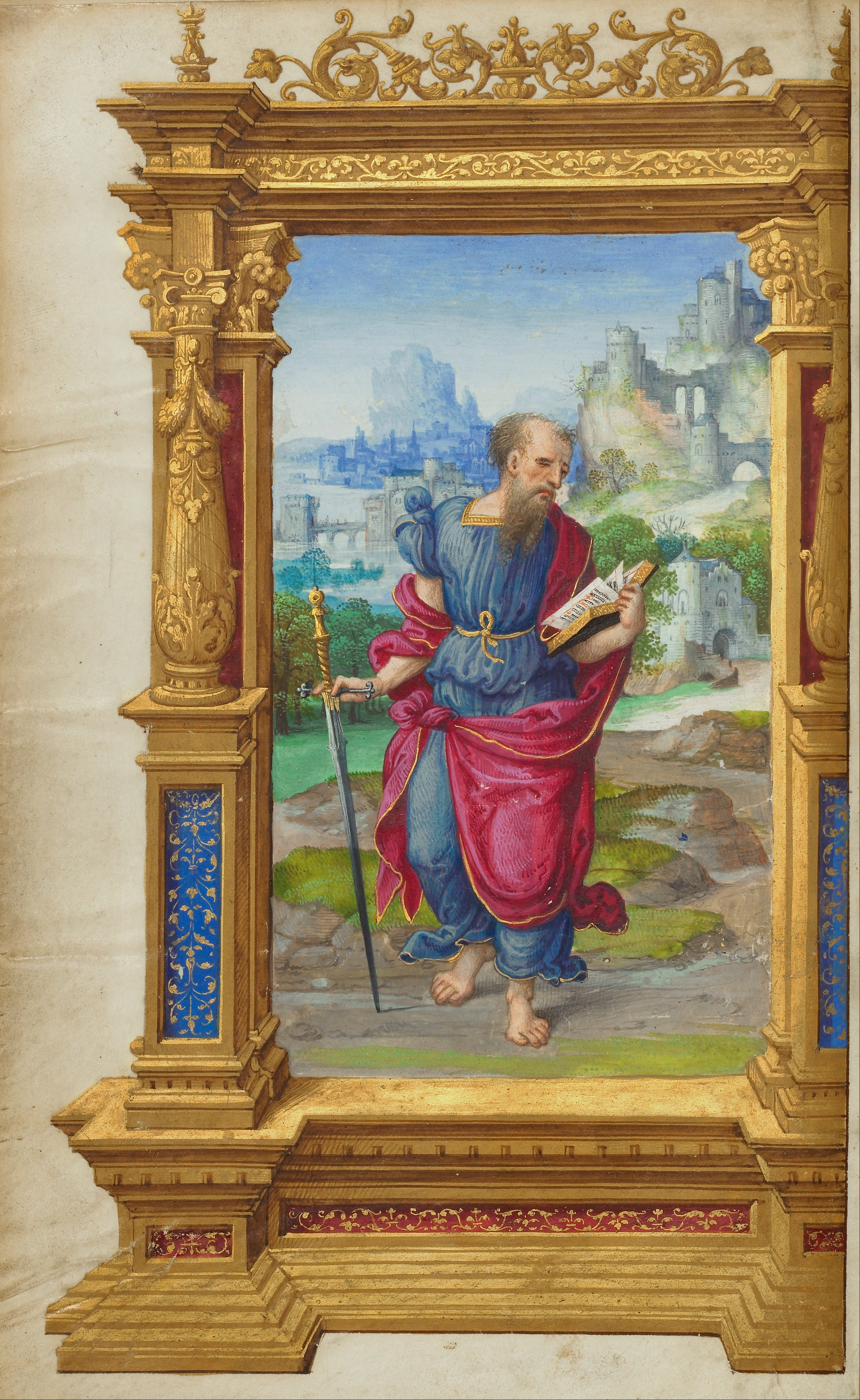
Épîtres du Getty, Saint Paul (1520-1530, Getty Center).
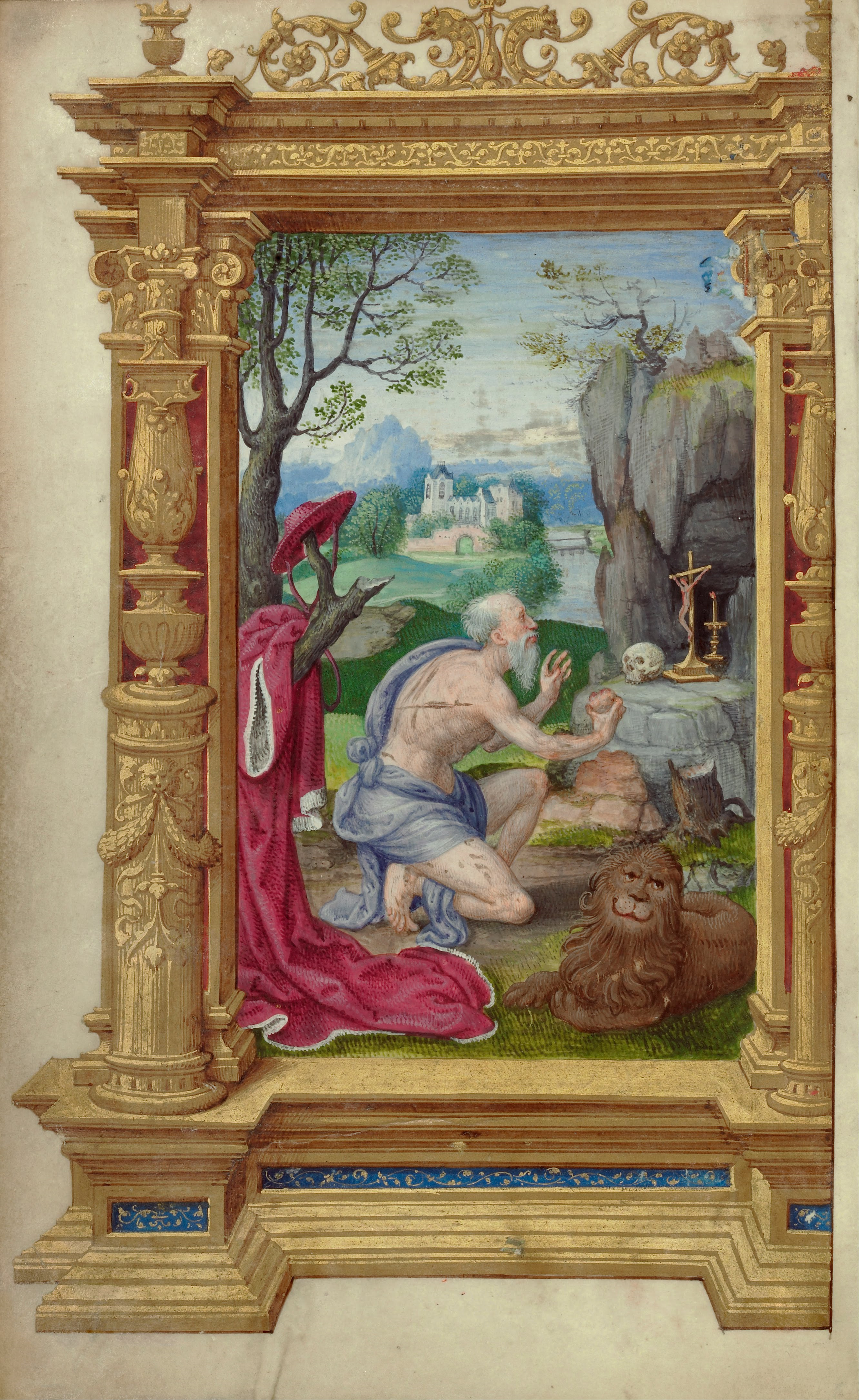
Saint Jérome (1520-1530, Getty Center).
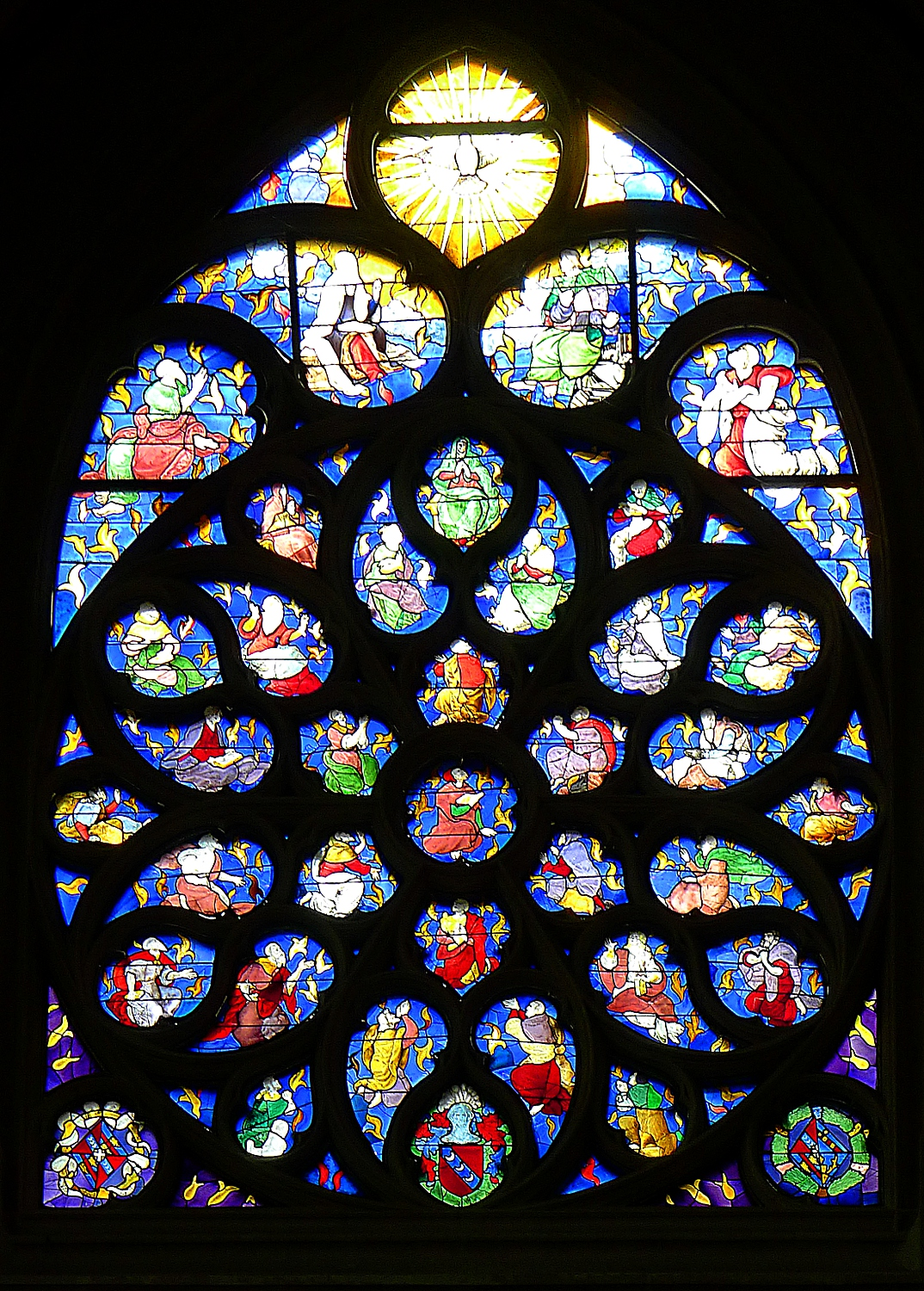
Vitrail de la Pentecôte de l'église Saint-Germain-l'Auxerrois de Paris, Jean Chastellain, début XVIe s.
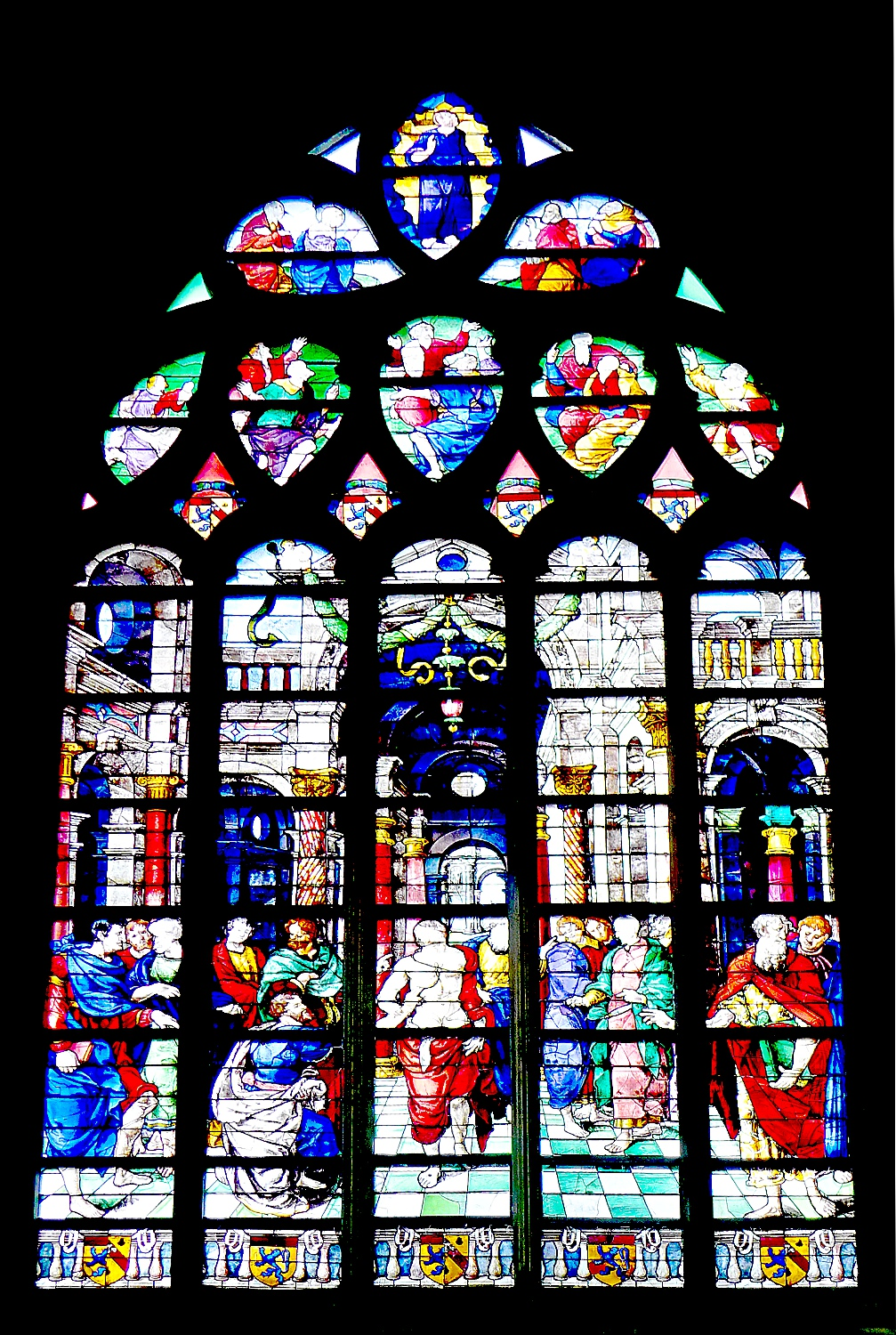
L'incrédulité de Saaint Thomas, début du XVIe s., Jean Chastellain, église Saint-Germain-l'Auxerrois de Paris.

Noël Bellemare est un peintre et enlumineur français d'origine flamande, actif entre 1512 et 1546, à Anvers puis à Paris. On lui attribue des cartons de vitraux ainsi que des miniatures. Une partie de ses enluminures ont été regroupées sous le nom de convention de Maître des Épîtres Getty, sans doute à la tête d'un atelier désigné par ailleurs sous le nom d'Atelier des années 1520.
Noël Bellemare est le fils d'un Anversois et d'une Parisienne. Sa présence est attestée à Anvers en 1512, mais on retrouve sa trace dès 1515 à Paris où il termine et achève sa carrière. Il est installé dans la ville en tant que peintre et enlumineur sur le pont Notre-Dame, aux côtés d'autres artistes et libraires.
Les archives documentent plusieurs commandes officielles à Paris : il peint le plafond de l'hôtel-Dieu en 1515, il décore l'entrée du pont Notre-Dame en 1531 pour l'entrée d'Éléonore d'Autriche en 1531, un décor du palais du Louvre en collaboration avec Matteo del Nassaro pour la venue de Charles Quint en 1540. Il réalise aussi des dorures au château de Fontainebleau. Il est mentionné en 1536 comme peintre-enlumineur juré.
Les premières œuvres du peintre sont influencées par le maniérisme anversois ainsi que par la gravure d'Albrecht Dürer. Par la suite, s'y substitue une influence des peintures de Raphaël ainsi que de Giulio Romano. Cette influence lui vient sans doute de la fréquentation de l'École de Fontainebleau qu'il côtoie en participant aux décors du château.
Une seule œuvre est réellement attestée par les sources de la main de Noël Bellemare : il s'agit du carton d'un vitrail de la Pentecôte de l'église Saint-Germain-l'Auxerrois de Paris. Par analogie et comparaison stylistique, un ensemble d'enluminures et de cartons de vitraux lui sont attribués par l'historien de l'art Guy-Michel Leproux.
Le corpus des enluminures qui lui sont attribuées a longtemps été désigné sous le nom de convention de Maître des Épîtres Getty. Ces œuvres ont aussi été regroupées un temps par l'historienne de l'art américaine Myra Orth dans un ensemble plus large de 25 manuscrits et sous le nom d'Atelier des années 1520. Noël Bellemare pourrait en avoir été le chef. Parmi elles, les miniatures attribuées au Maître des Heures Doheny pourraient correspondre à une période plus ancienne du même peintre.
Enfin, certaines des miniatures du Maître des Épîtres Getty sont postérieures à sa mort : il semble que ce même atelier a perduré quelque temps après sa disparition.

#### Grégoire Guérard (actif vers 1518-1530)

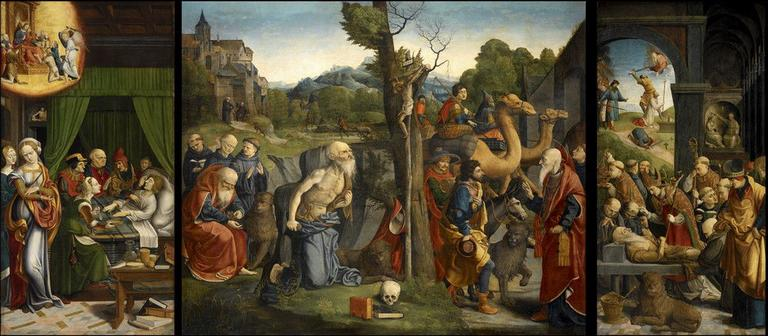
Vie de saint Jérôme (1512-1530, musée municipal de Bourg-en-Bresse).
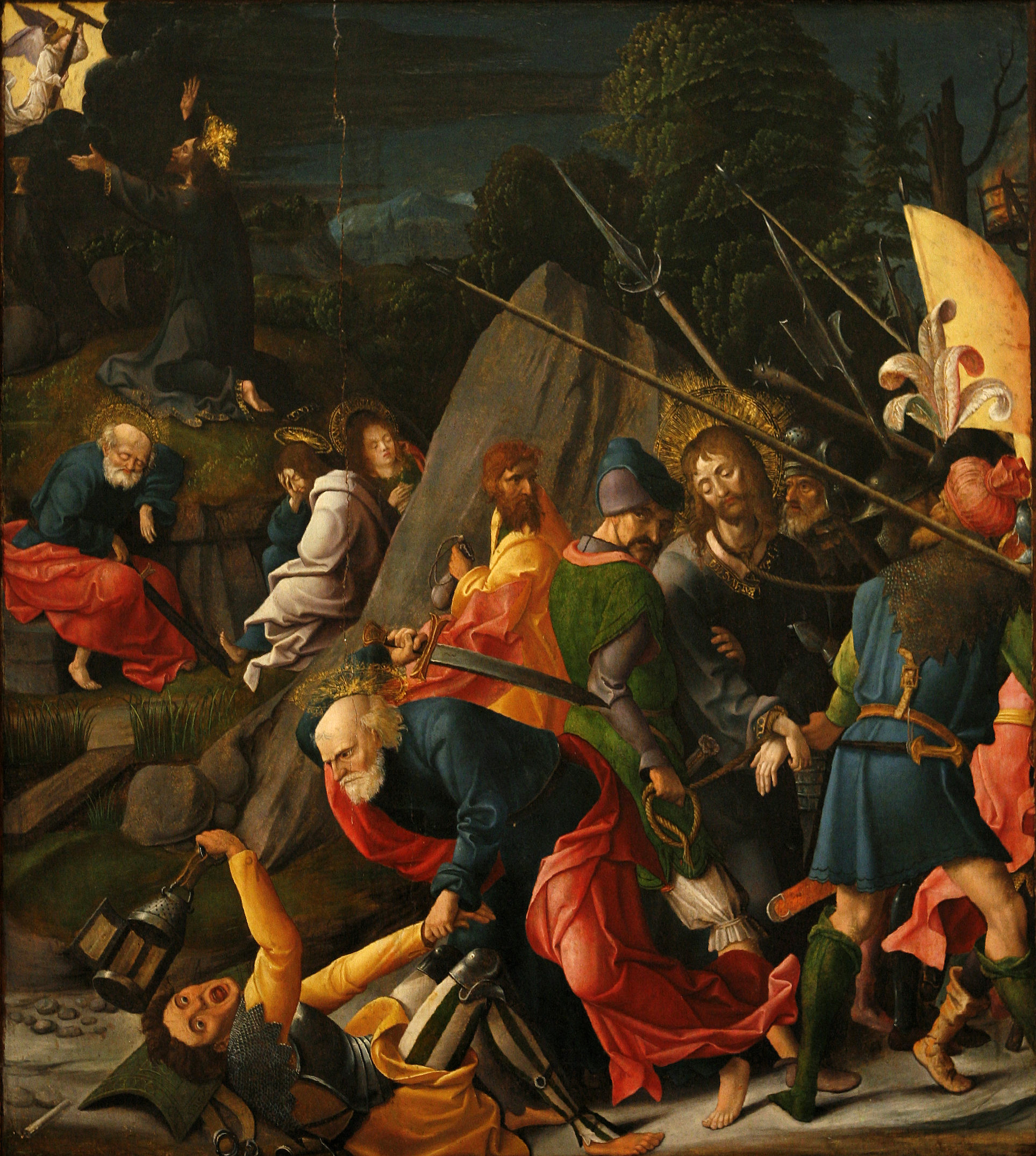
L'arrestation du Christ (vers 1520, musée des beaux-arts de Dijon).

Grégoire Guérard est un peintre originaire des Pays-Bas, établi à Tournus et actif en Bourgogne entre 1512 et 1530, dans la région d’Autun, de Chalon-sur-Saône et de Bourg-en-Bresse.
C'est un artiste formé dans les Pays-Bas septentrionaux et dont la manière semble redevable d’un séjour en Italie dans les années 1515 et 1518
Selon les sources, il a fourni un triptyque pour l’église des Carmes de Chalon, un autre pour l’église de Saint-Laurent-lès-Chalon, travaillé au château de Brancion et à celui de Balleure pour Claude de Saint-Julien de Balleure, dont le fils Pierre loue les « beaux tableaux, de singuliers et exquis ouvrage, faicts de la divinement docte main de l’excellent peintre Guererd Gregoire Hollandois compatriote et parent d’Érasme de Rotterdam ».
On a récemment attribué à Grégoire Guérard une douzaine de panneaux datés entre 1512 et 1530, conservés, à quelques exceptions près, en Bourgogne du Sud, Bresse ou Franche-Comté. L’élément majeur de cet ensemble est le Triptyque de l’Eucharistie à Autun (1515), et au musée de Dijon, L’Arrestation du Christ et La Présentation au Temple de Dijon (1521) en font partie.

#### Bartholomeus Pons

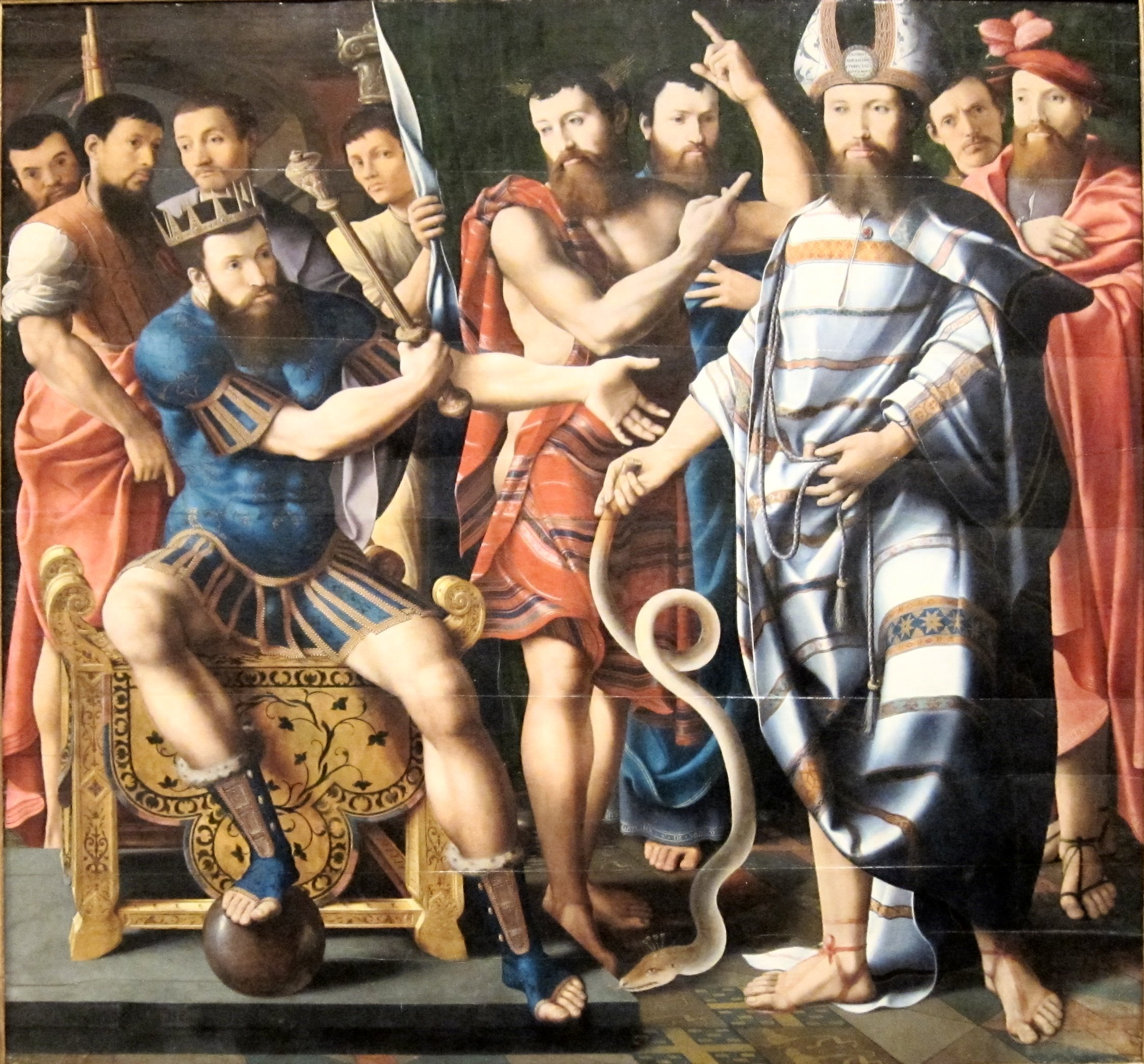
Moïse et Aaron devant le Pharaon (1537, Metropolitan Museum of Art).

Originaire de Haarlem, Bartholomeus Pons est documenté précisément en 1518 dans l’atelier de Grégoire Guérard à Tournus. On peut aujourd’hui l’identifier au Maître de Dinteville (auteur du retable de la Légende de sainte Eugénie à Varzy).

#### Godefroy le Batave (1515—1526)

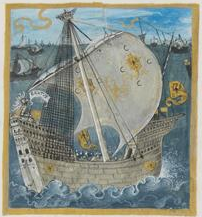
Brutus dirige sa flotte contre Vannes (vers 1520, musée Condé de Chantilly).
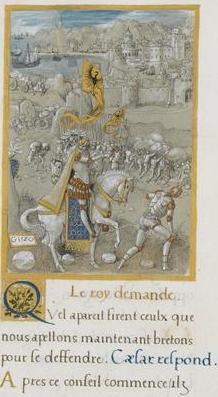
César chez les Vénètes (vers 1520, musée Condé de Chantilly).
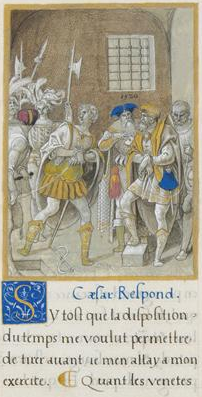
Les otages des Vénètes (vers 1520, musée Condé de Chantilly).
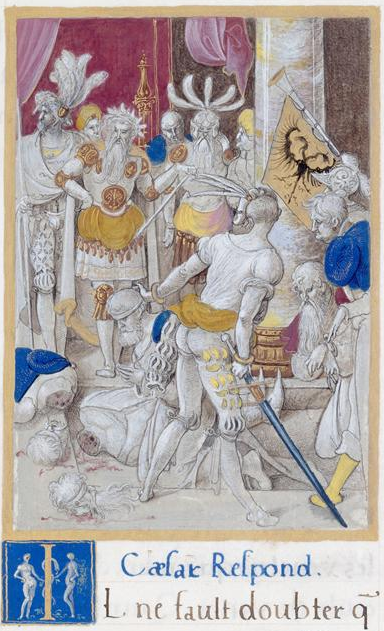
La Vengeance de César contre le Sénat de Vannes (vers 1520, musée Condé de Chantilly).
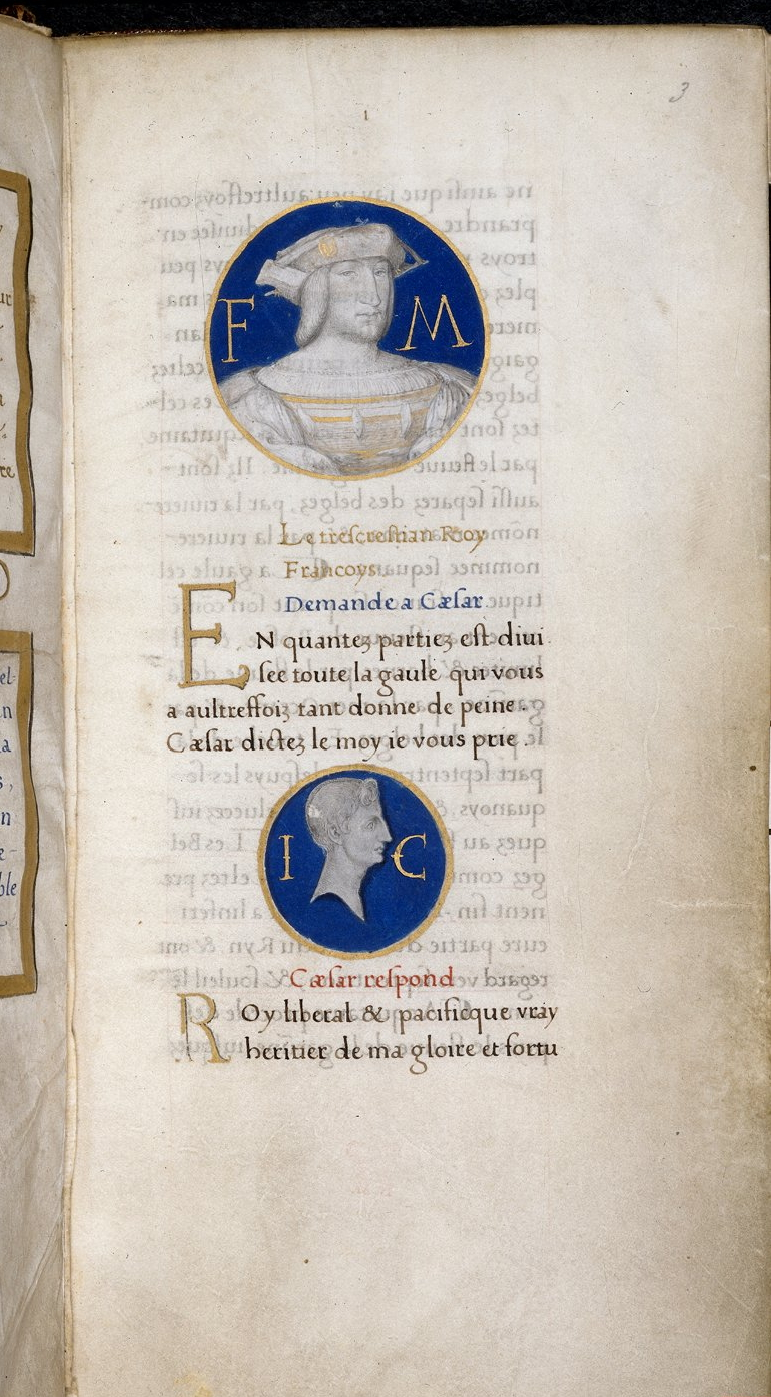
Portraits de François Ier et de Jules César (1519-1520, British Library à Londres).

Godefroy le Batave est un peintre/enlumineur originaire des Pays-Bas septentrionaux actif en France. On le connaît seulement par son activité à la cour de François Ier.
Son nom vient d'une inscription latine l'identifiant comme pictoris batavi dans le 3e volume de son travail le mieux connu, les Commentaires de la Guerre française (1520, musée Condé, Chantilly). Il s'y est également signé Godefroy, signature que l'on retrouve dans les Triomphes de Petrarque (vers 1524, Bibliothèque de l'Arsenal, Paris). Les Commentaires de la Guerre française (1520, musée Condé, Chantilly), le Dominus illuminatio mea (1516, musée Condé, Chantilly) et la Vie de Magdalena (1517, musée Condé, Chantilly) ont été illuminés sous la surveillance directe de leur auteur Franciscain, François Du Moulin ou Demoulins (fl 1502-24), en vue de leur présentation au Roi et à sa mère Louise de Savoie, Comtesse d'Angoulême (1476-1531).
Les manuscrits vernaculaires, minuscules et personnalisés fournissent un aperçu de l'art de cour et du goût français dans les premières années de la Renaissance.

### Les Français

#### Jean Cousin: le père (1490 env.-env. 1560) et le fils (1522 env.-env. 1594)

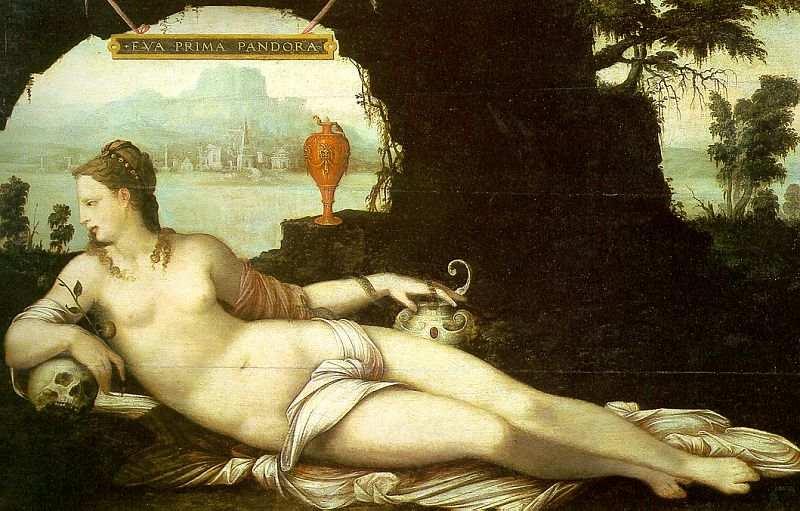
Eva prima Pandora par Jean Cousin l'Ancien (1549, bois,, musée du Louvre, Paris).

Jean Cousin l'Ancien (Soucy, près de Sens, vers 1490 ou 1500 - Paris, après 1560), est appelé également le Père, ou le Vieux pour le distinguer de son fils également appelé Jean Cousin. Cet artiste est non seulement peintre, dessinateur et décorateur mais il est également graveur. Jean Cousin l'Ancien représente avec Jean Clouet, le principal peintre français du XVIe siècle. Surnommé le « Michel-Ange français », son tableau Eva prima Pandora conservé au Louvre reste son œuvre la plus célèbre.
Sa vie est assez peu connue, et de nombreuses œuvres ne lui sont qu'attribuées, parfois exécutées plus probablement par son fils Jean Cousin le Jeune avec qui il est souvent confondu. Un autre sculpteur, non apparenté, porte également le même nom.
C'est dans sa ville natale de Sens, en 1526, que Jean Cousin le Père commence sa carrière en tant que géomètre, y poursuivant son activité jusqu'en 1540. Après avoir réalisé des cartons pour les vitraux de la cathédrale de Sens et un retable pour l'abbaye de Vauluisant en 1530, Jean Cousin le Père s'installe vers 1540 à Paris où il exécute des œuvres importantes.

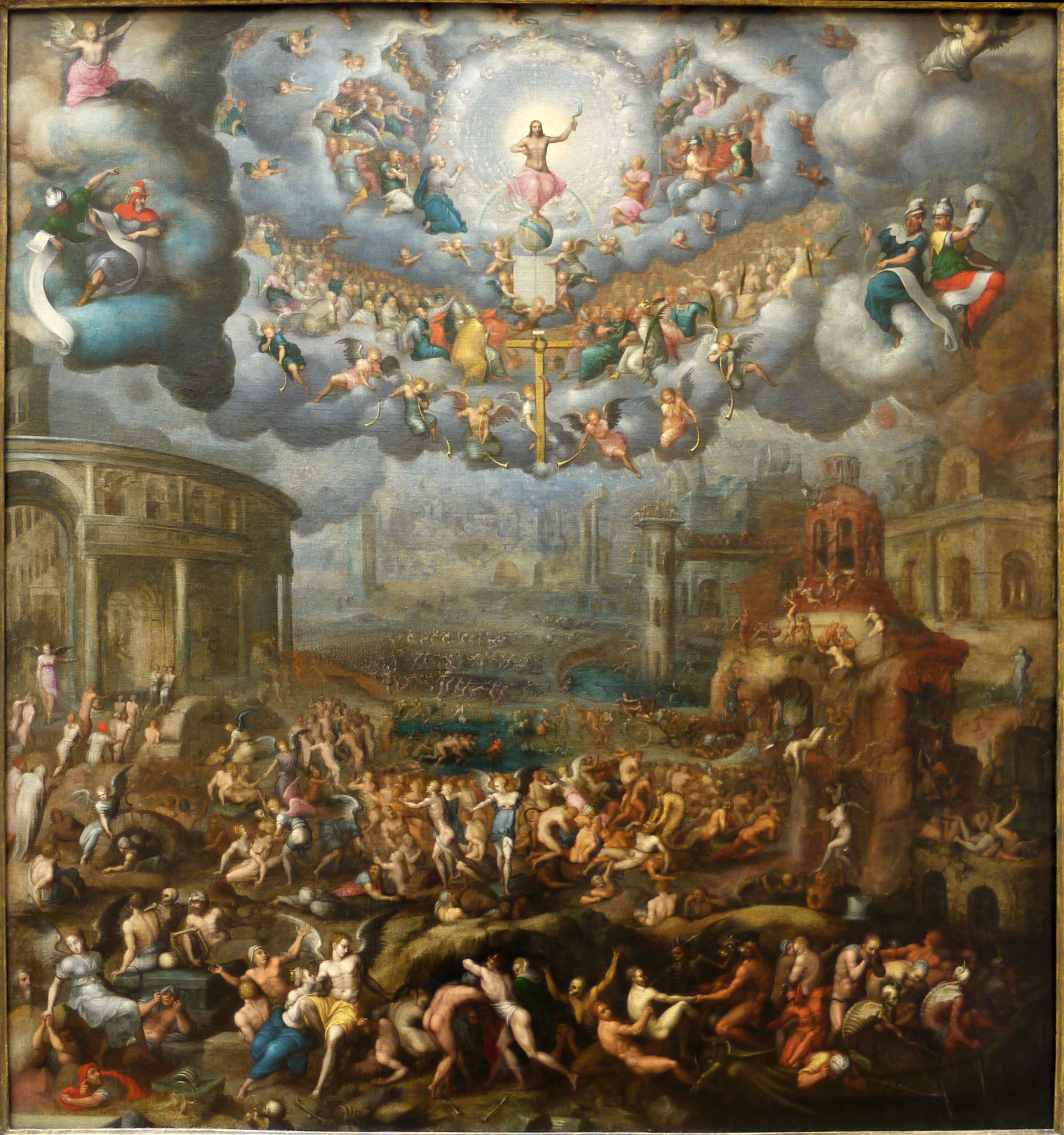
Le jugement dernier. Seule peinture attribuée avec certitude à Jean Cousin le fils (1585, musée du Louvre).

En 1541, on lui commande les cartons pour les tapisseries de la Vie de sainte Geneviève et en 1543, il réalise pour le cardinal de Givry les huit cartons de l'Histoire de saint Mammès. Ces tapisseries, qui devaient décorer le chœur de la cathédrale de Langres, ont été exécutées par des lissiers parisiens. C'est alors qu'en 1549, il collabore à l'entrée triomphale du roi Henri II à Paris.
Il travaille également pour des verriers, et exécute les cartons des vitraux de la chapelle de l'hôpital des Orfèvres, un Calvaire pour l'église des Jacobins de Paris, divers vitraux pour l'église Saint-Gervais (Le Jugement de Salomon, Le martyre de Saint Laurent, La samaritaine conversant avec le Christ, et La guérison du paralytique), l'église de Moret, celles de Saint-Patrice et de Saint-Godard à Rouen ainsi que pour le château de Vincennes (L'Approche du Jugement dernier, D'après l'Apocalypse, L'Annonciation de la Sainte Vierge) où il exécute également les portraits en pied de François Ier et Henri II. On attribue également à Jean Cousin des vitraux en grisaille exécutés pour le château d'Anet (dont Abraham rendant à Agar son fils Ismaël, Les Israélites vainqueurs des Amalécites sous la conduite de Moïse et Jésus-Christ prêchant dans le désert).
On ne possède qu'un petit nombre de tableaux de Jean Cousin l'Ancien : l'Eva Prima Pandora, aujourd'hui conservé au Louvre, et La Charité. Ces œuvres attestent, comme les tapisseries de l'Histoire de saint Mammès, l'influence du Rosso, mais Jean Cousin l'Ancien sut interpréter dans un style très personnel l'art de l'école de Fontainebleau.
Quelques dessins Pénélope, Martyre d'un saint et Jeux d'enfants, sont attribués aujourd'hui à Jean Cousin le Père dont on possède également deux gravures signées : l'Annonciation et la Mise au tombeau .

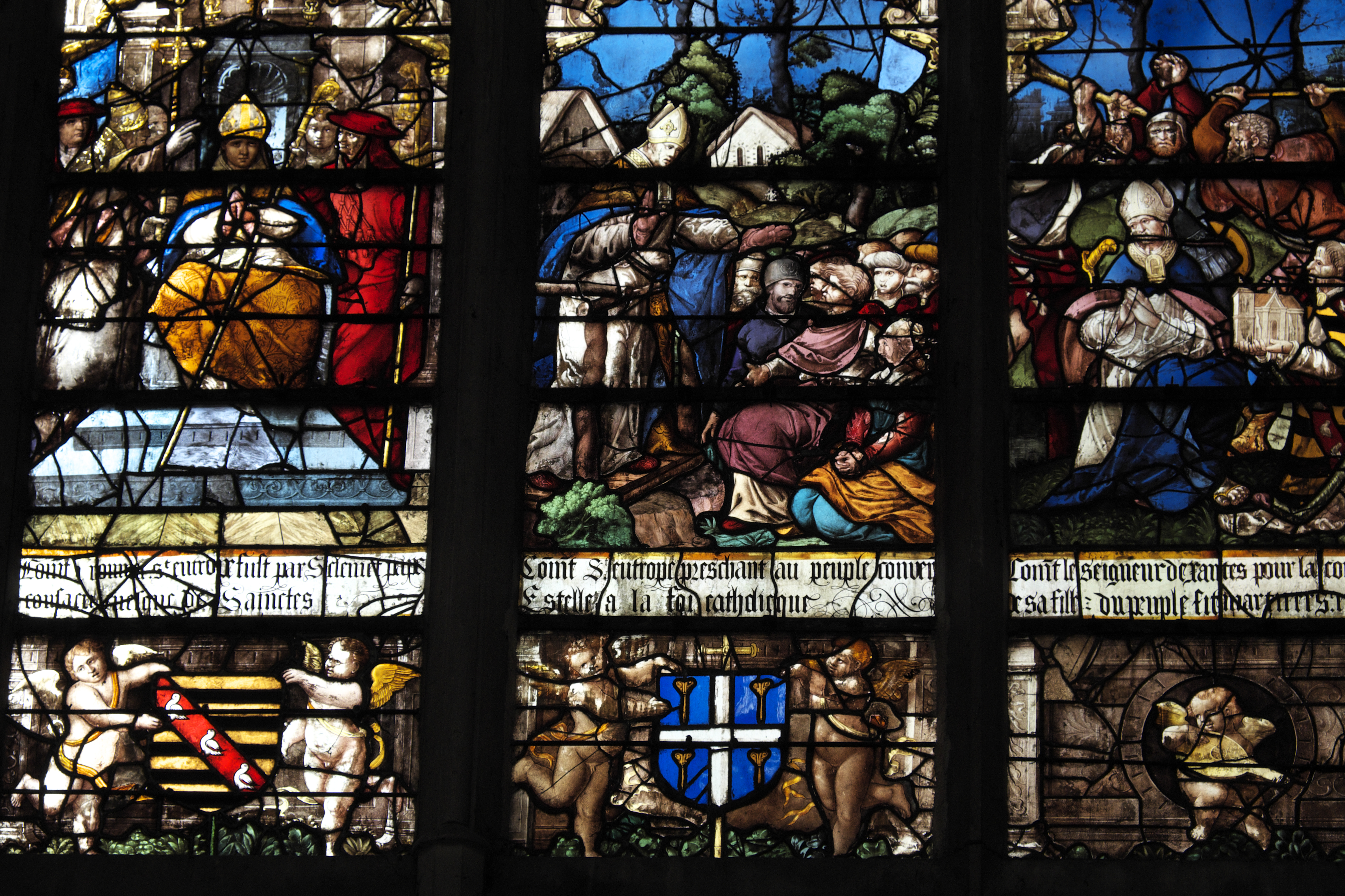
Cathédrale Saint-Étienne de Sens (vers 1530).

Théoricien, l'artiste a publié deux traités illustrés de gravures sur bois, le Livre de perspective daté de 1560 ainsi que le Livre de pourtraicture achevé par son fils en 1571. Réimprimé en 1589, aucun exemplaire n'a été retrouvé à ce jour. Il est en revanche probable que ce dernier ouvrage soit celui publié juste après la mort de Cousin le Jeune à Paris en 1595 par David Leclerc, avec des planches gravées de Jean Le Clerc. Ce traité qui constitue d'ailleurs un chef-d’œuvre d’illustration anatomique, fut réimprimé à plusieurs reprises au XVIIe siècle.
Jean Cousin le Jeune (1522-1594) dit aussi le Fils fut longtemps confondu avec son père dont il fut l'élève. Jean Cousin le Jeune étudia d'abord à l'université de Paris au moins jusqu'en 1542, puis collabora aux travaux de son père. À la mort de celui-ci, il prit sa suite.
Sa production semble avoir été importante. En 1563, il collabore aux préparatifs de l'entrée triomphale de Charles IX. Vers 1565, la contribution de Cousin le Père et de Cousin le Fils au monument funéraire de Philippe Chabot, amiral de France, est controversée ; on attribue au fils le cadre ornemental du monument et les quatre génies ailés traités dans un style maniériste très brillant.
Le seul tableau qu'on attribue a Jean Cousin fils est le Jugement dernier daté de 1585 et conservé au musée du Louvre. Cette œuvre reflète à la fois l'influence du maniérisme florentin et celle de l'art flamand. Un certain nombre de dessins, les illustrations du Livre de Fortune (1568), des Métamorphoses d'Ovide (1570) et des Fables d'Ésope (1582) révèlent un artiste habile influencé par son père, le milieu bellifontain et l'art des pays nordiques.

#### Antoine Caron (1521-1599)

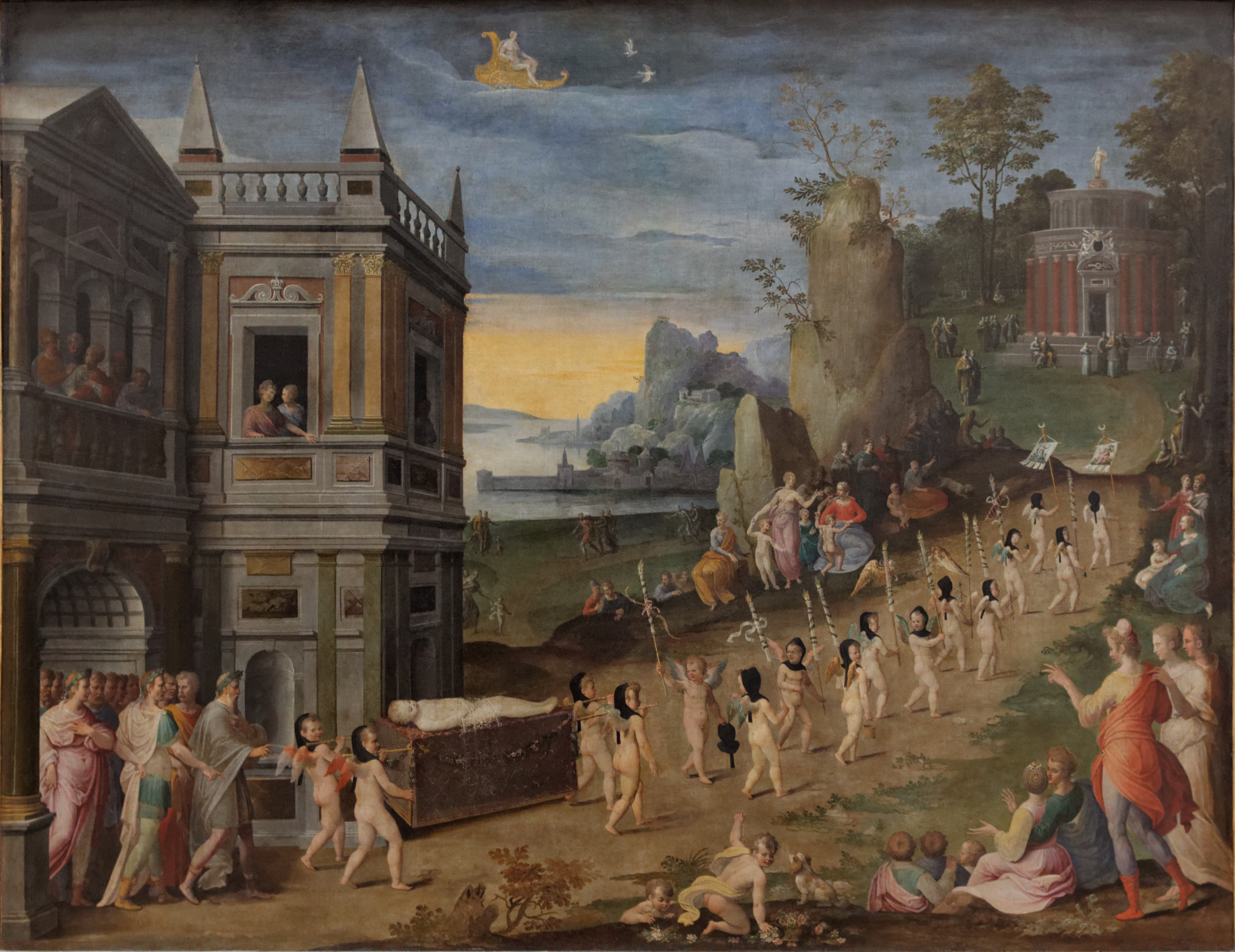
Henri Lerambert, Les Funérailles de l'Amour (1560-1570, musée du Louvre).
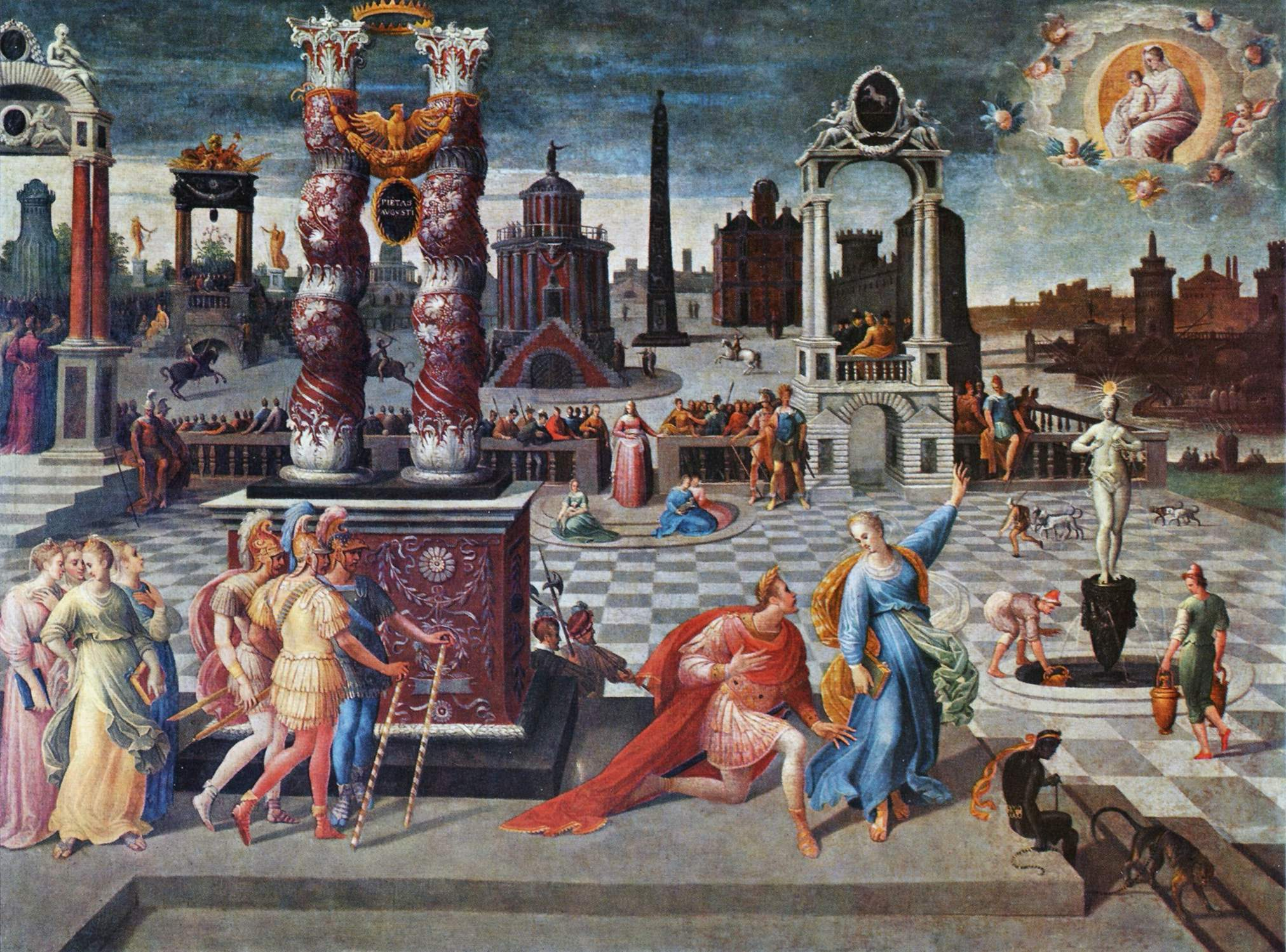
Auguste et la Sibylle de Tibur (vers 1578, musée du Louvre).
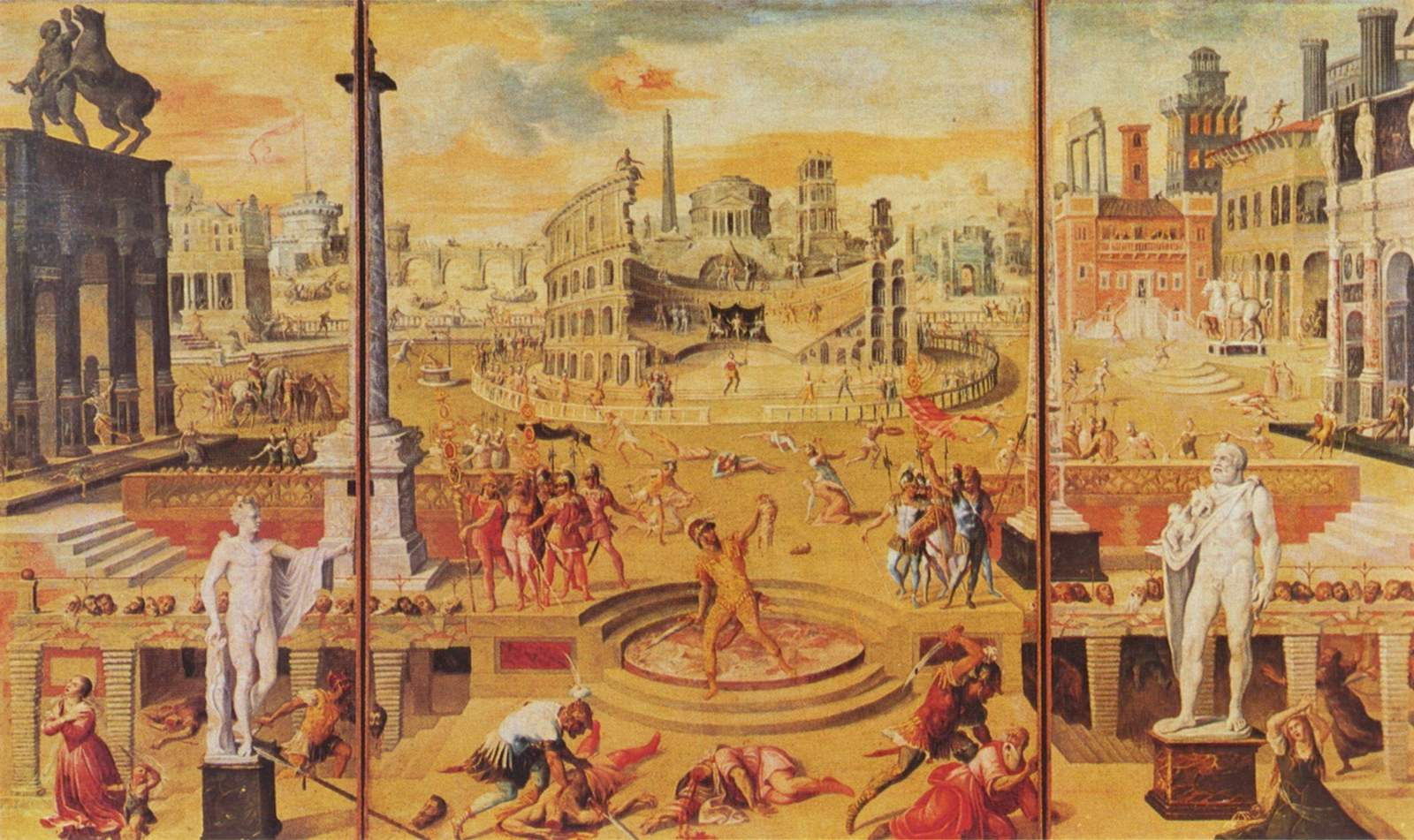
Les Massacres du Triumvirat (1566, musée du Louvre).
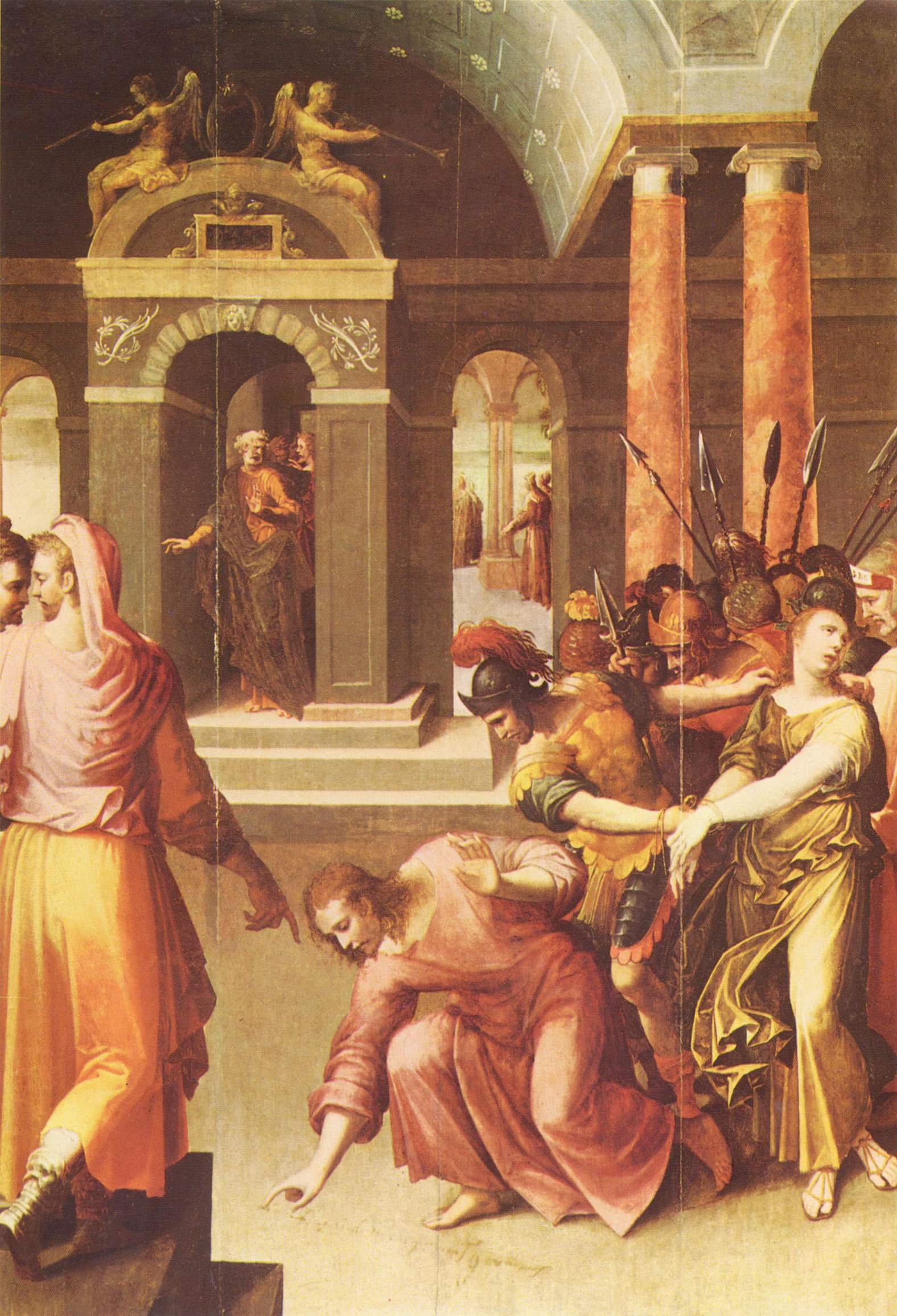
Henri Lerambert, Le Christ et la Femme adultère (vers 1570, musée d'Arts de Nantes).
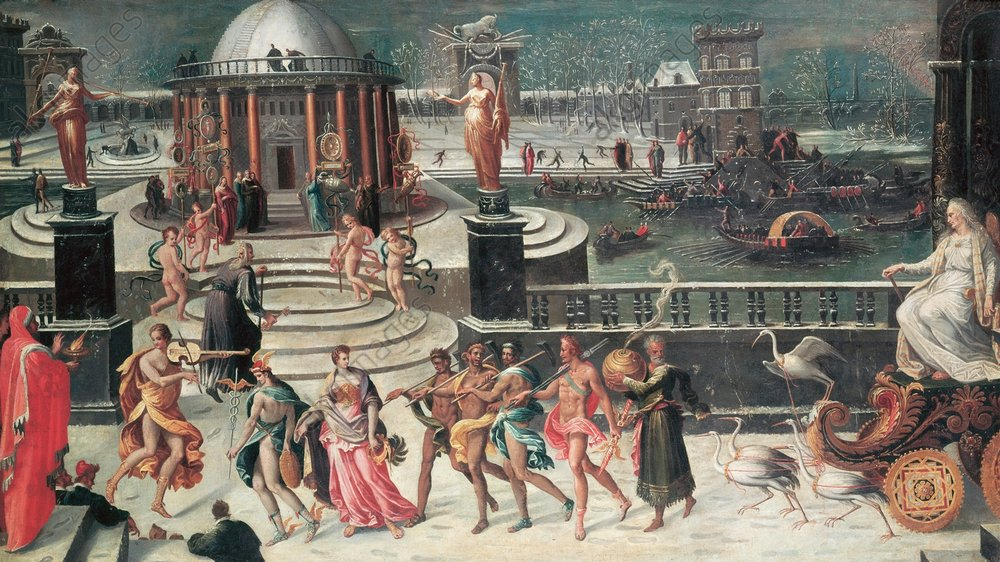
Le Triomphe de l'hiver (vers 1568, Collection particulière).
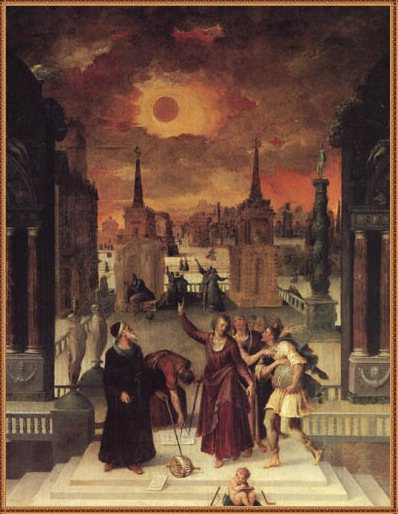
Astronomes étudiant une éclipse (v. 1575, collection Gaskin, Londres).

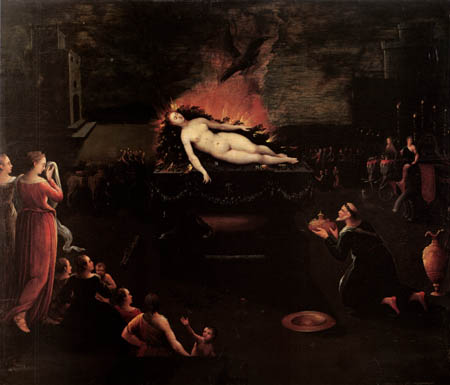
L'Apothéose de Sémélé ou la Mort de Didon (1585, château de Saumur).

Antoine Caron, né en 1521 à Beauvais et mort en 1599 à Paris, est un maître verrier, illustrateur et peintre français maniériste de l’école de Fontainebleau.
À la charnière entre les deux écoles de Fontainebleau, Antoine Caron est une des personnalités majeures du maniérisme français. L’un des rares peintres français de son époque à posséder une personnalité artistique prononcée. Son œuvre reflète l’ambiance raffinée, bien que très instable de la cour de la maison de Valois, pendant les guerres de Religion de 1560 à 1598.
Quittant Beauvais où il peignait depuis l’adolescence des tableaux religieux perdus depuis, Antoine Caron travaille à l’atelier des vitraux de Leprince, puis fait sa formation dans les ateliers du Primatice et de Nicolò dell'Abbate à l’École de Fontainebleau de 1540 à 1550. En 1561, il est nommé peintre de la cour de Henri II et Catherine de Médicis et deviendra plus tard le peintre attitré de celle-ci.
Sa fonction de peintre de la cour incluaient la responsabilité de l’organisation des représentations officielles. Il a, en tant que tel, participé à l’organisation de la cérémonie et de l’entrée royale à Paris pour le sacre de Charles IX et le mariage d’Henri IV avec Marguerite de Valois. Certaines de ses illustrations des festivités à la cour de Charles IX demeurent et constituent vraisemblablement des sources possibles pour la représentation de la cour dans les tapisseries Valois.

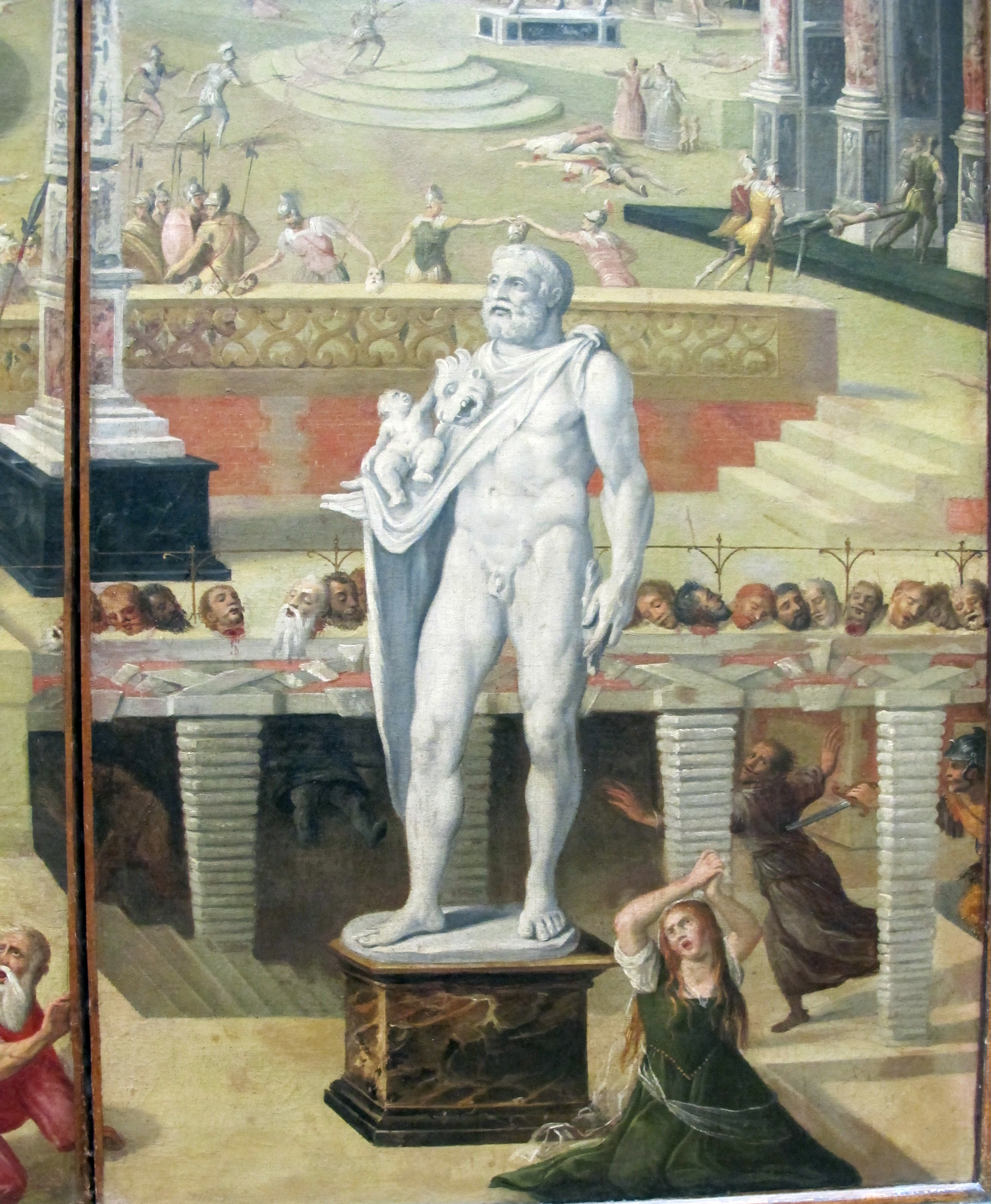
Détail des Massacres du Triumvirat s'inspirant de l'Hercule Farnèse (1566, musée du Louvre).

Le peu d’œuvres survivantes de Caron comprennent des sujets historiques et allégoriques, des cérémonies de cour et scènes astrologiques. C'est un lettré, et ses scènes savantes et sophistiquées reflètent la brillante culture qui s'est développé à Paris sous le règne des derniers Valois.
Ses massacres sont réalisées au milieu des années 1560, comme son seul tableau signé et daté, Les Massacres du Triumvirat (1566), conservé au Louvre. Il évoque les massacres perpétrés pendant les guerres civiles romaines, en 43 avant J-C par les triumvirs Antoine, Octave et Lépide. Il s'agirait d'une allusion aux massacres dont les protestants furent victimes, pendant la guerre de religion, principalement à partir de 1561, lorsque trois défenseurs du catholicisme, Anne de Montmorency, Jacques d'Albon de Saint-André et François de Guise se constituèrent en triumvirat pour s'opposer à la politique d'apaisement de Catherine de Médicis
La composante essentielle de son style est la reprise de la figure très allongée des artistes italiens, même dans les portraits comme Portrait de femme (1577), une gestuelle éloquente, beaucoup de mouvement et de dynamisme. Il donne un aspect très étrange à ses compositions. Ainsi que la vivacité de ses coloris qui participent à ce caractère souvent fantastique donné à ses œuvres.
L'autre aspect emblématique de son œuvre est l’incorporation d’architectures fantaisistes, qui se mêlent parfois à des ruines romaines. Comme son maitre Nicolò dell'Abbate, il a souvent placé des figures humaines presque insignifiantes au milieu de scènes immenses.
Stylistiquement, son adhésion au maniérisme du Nord se réfère à la typologie de ses personnages. La critique moderne l’appelle « le grand-père du maniérisme ».
Le peu de documentation de la peinture française de cette époque fait que beaucoup d’œuvres qui lui sont attribuées le sont également à d’autres artistes tels que Henri Lerambert. La relative notoriété d'Antoine Caron contribue à l’association de son nom à des œuvres comparables aux plus connues des siennes. Dans certains cas, ces toiles, par exemple, la Soumission de Milan à François Ier en 1515 (v. 1570) sont désormais attribuées « à l’atelier d’Antoine Caron ».

## La Sculpture
Pour la sculpture, François Ier s'est notamment procuré les services de Benvenuto Cellini dont l'art a influencé toute la statuaire française du XVIe siècle. Ses autres principaux représentants ont été Jean Goujon et Germain Pilon.
La 2e partie du XVIe siècle voit le style Maniériste tempéré dominer, malgré une forte tendance au réalisme : on remarque le Tombeau d'Henri II et de Catherine de médicis ainsi que le tombeau du Cardinal René de Birague de Germain Pilon, dont l'intensité dramatique rappelle parfois Michel-Ange et annonce le style Baroque.

### La Famille Juste (ou di Giusto di Betti)

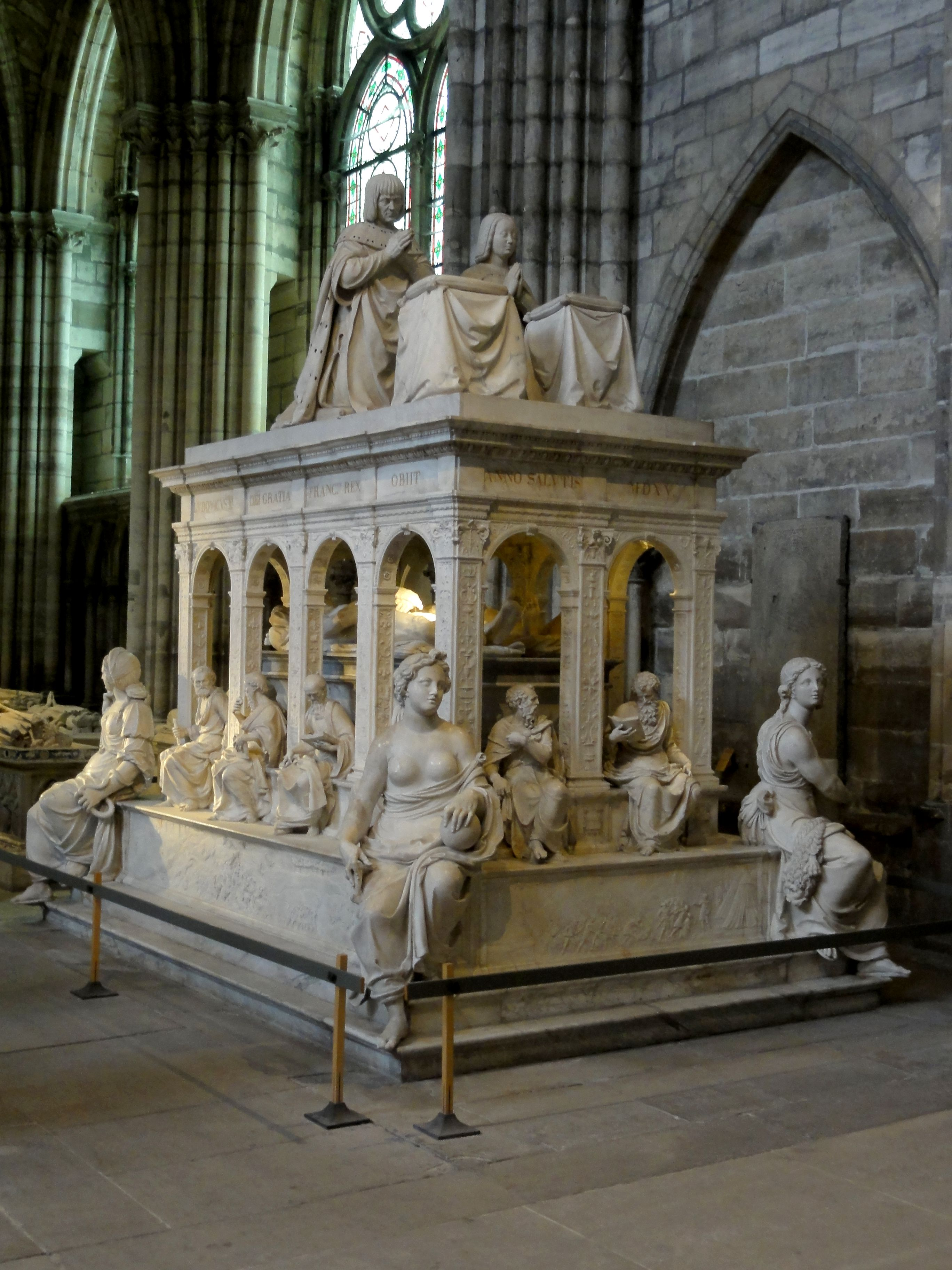
Le tombeau de Louis XI (vers 1517, basilique Saint-Denis).
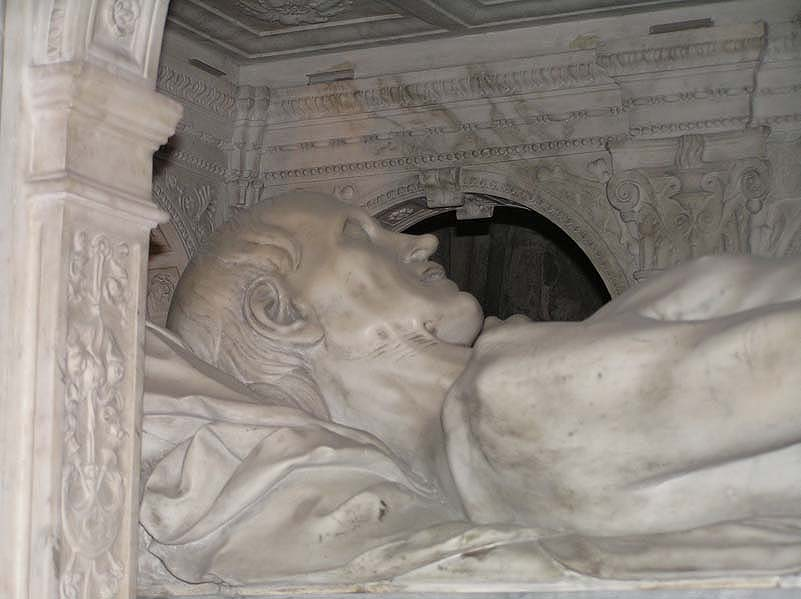
Transi de Louis XII, exécuté d'après le masque mortuaire du roi (vers 1517, basilique Saint-Denis).
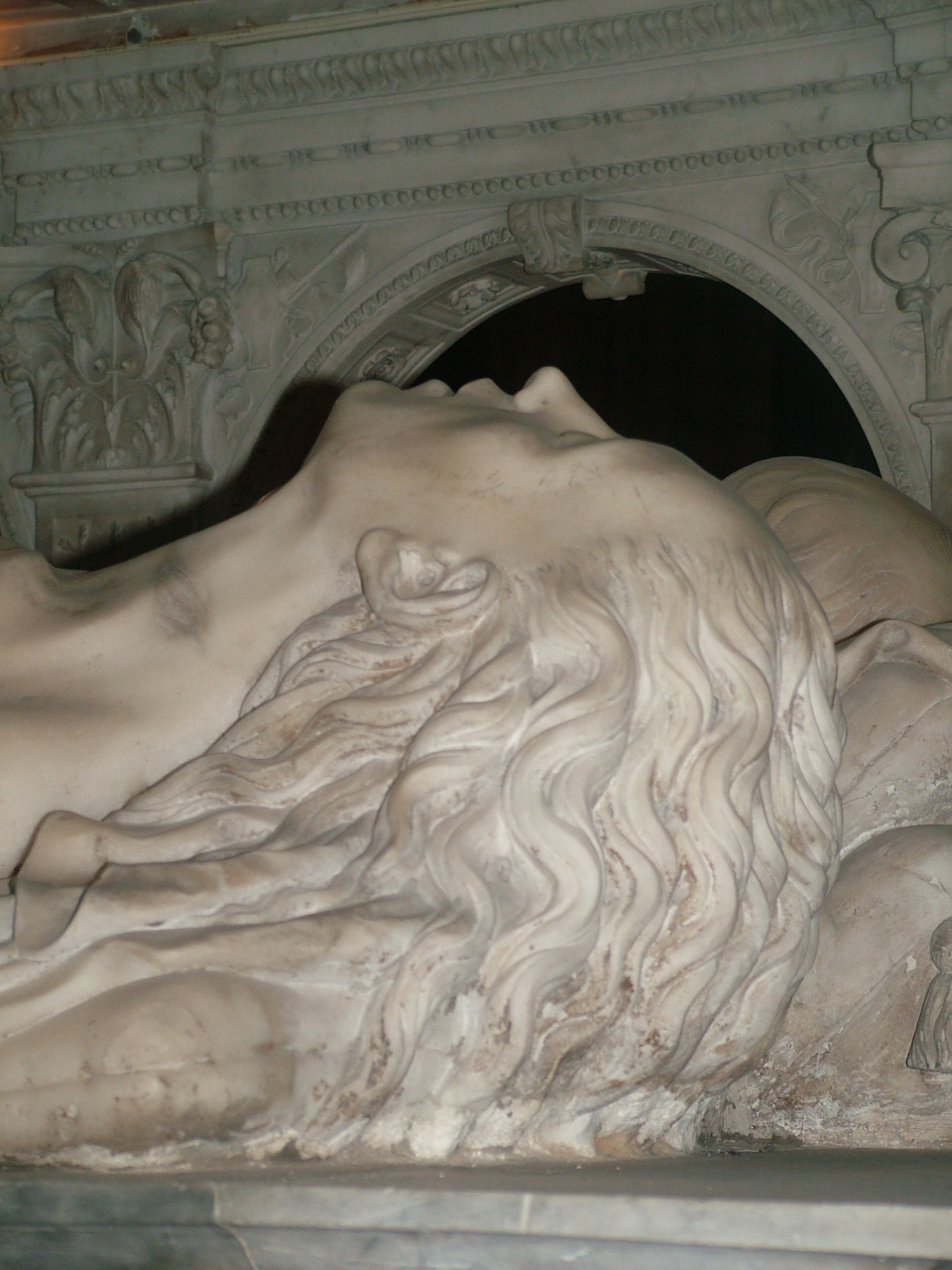
Transi d'Anne de Bretagne (vers 1517, basilique Saint-Denis).
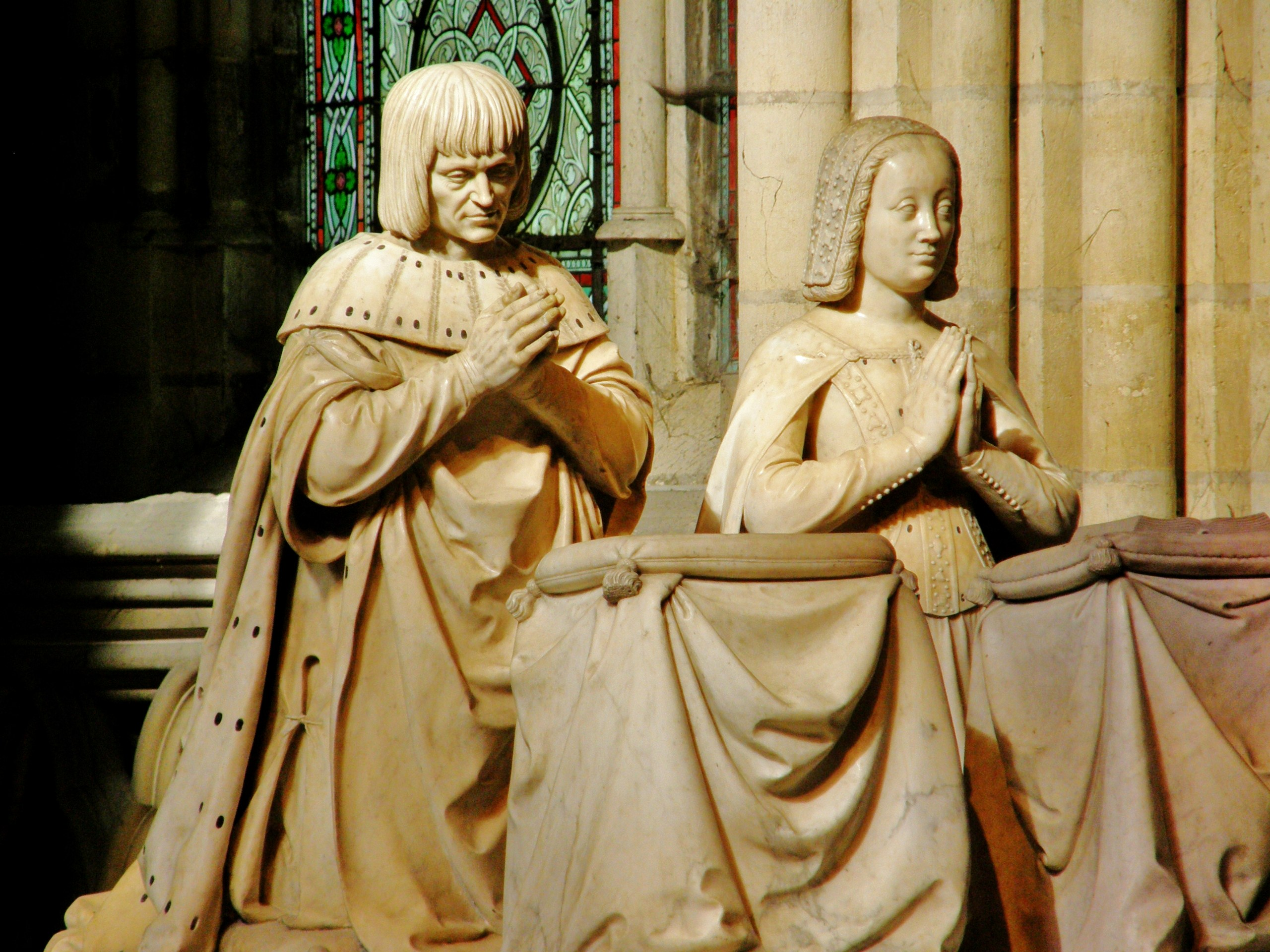
Orants de Louis XII et d'Anne de Bretagne (vers 1517, basilique Saint-Denis).
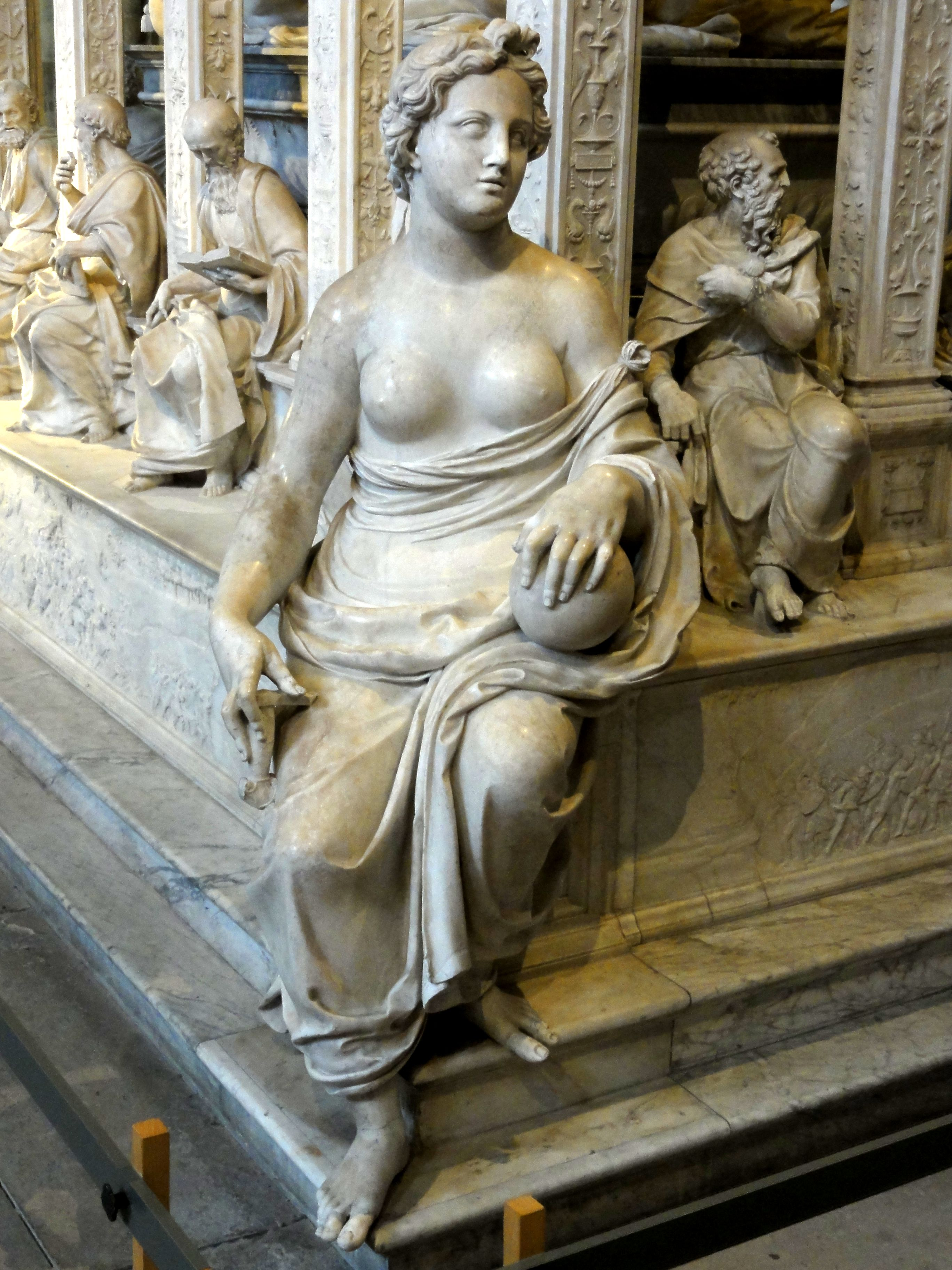
La Justice (vers 1517, basilique Saint-Denis).
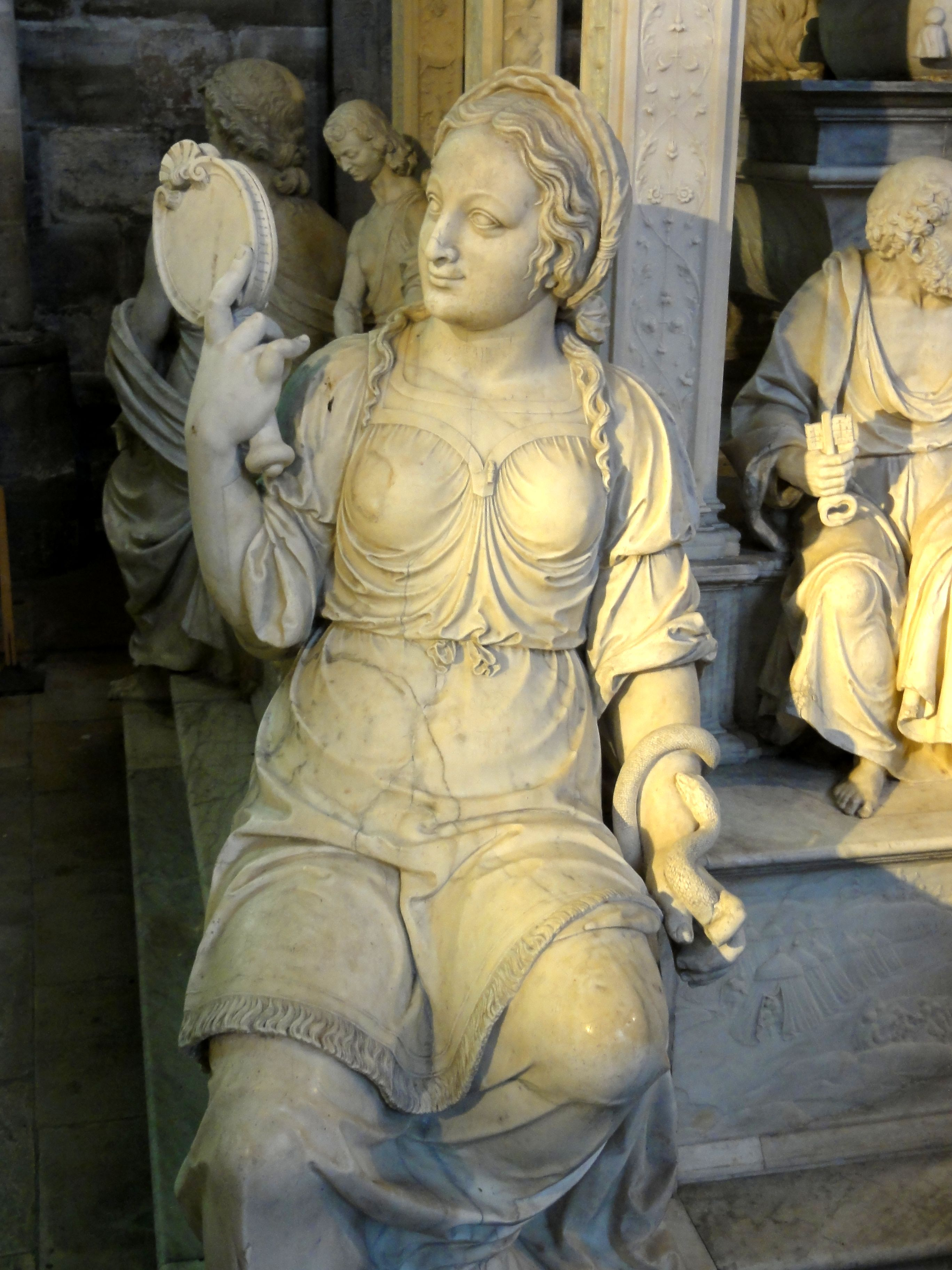
La Prudence (vers 1517, basilique Saint-Denis).
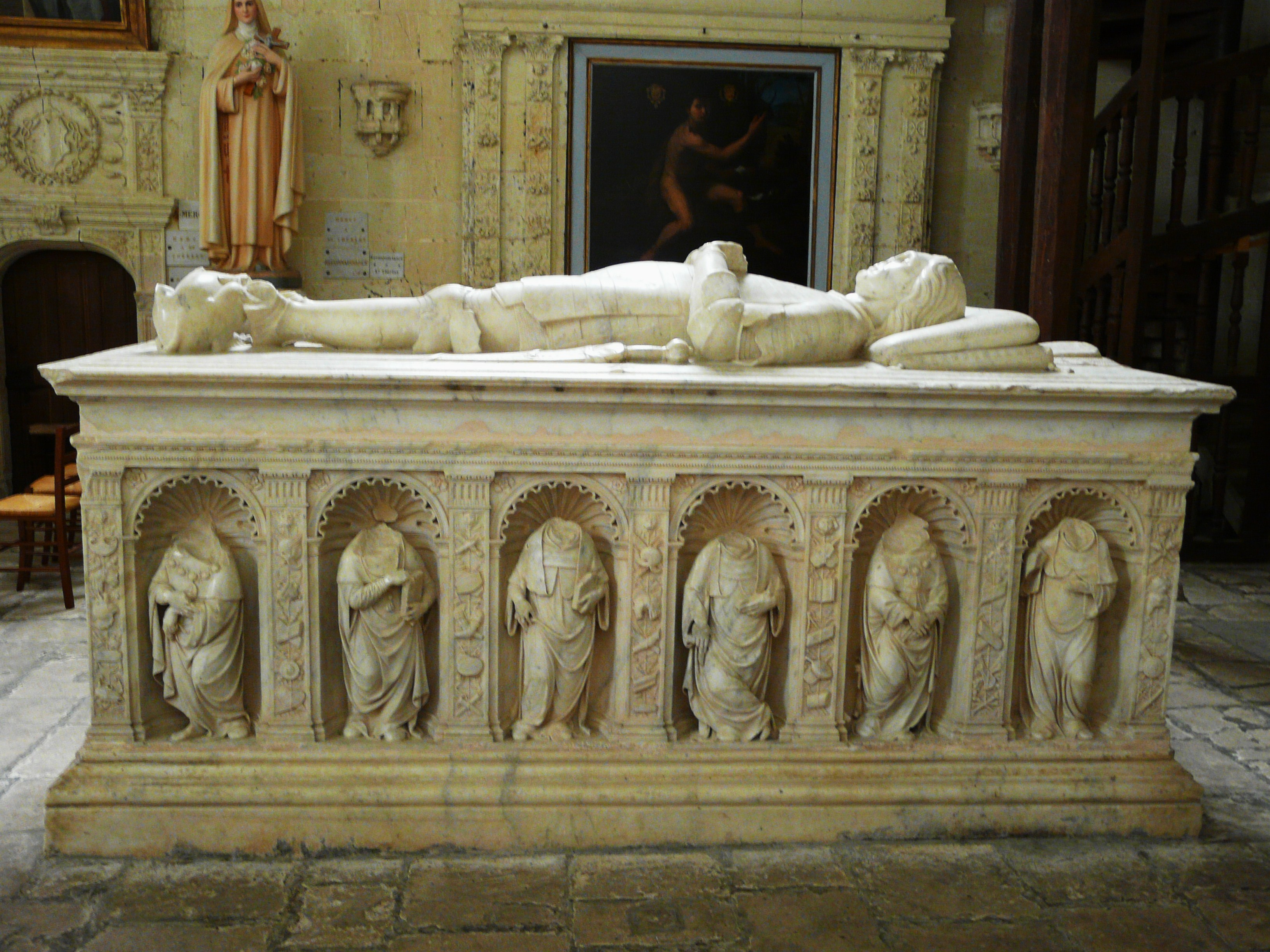
Tombeau d'Artus Gouffier (1532-1537, Collégiale Saint-Maurice d'Oiron).
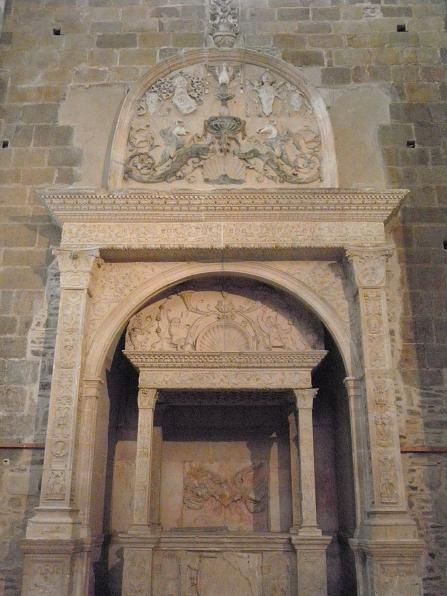
Tombeau de Thomas James (1507, Dol-de-Bretagne).
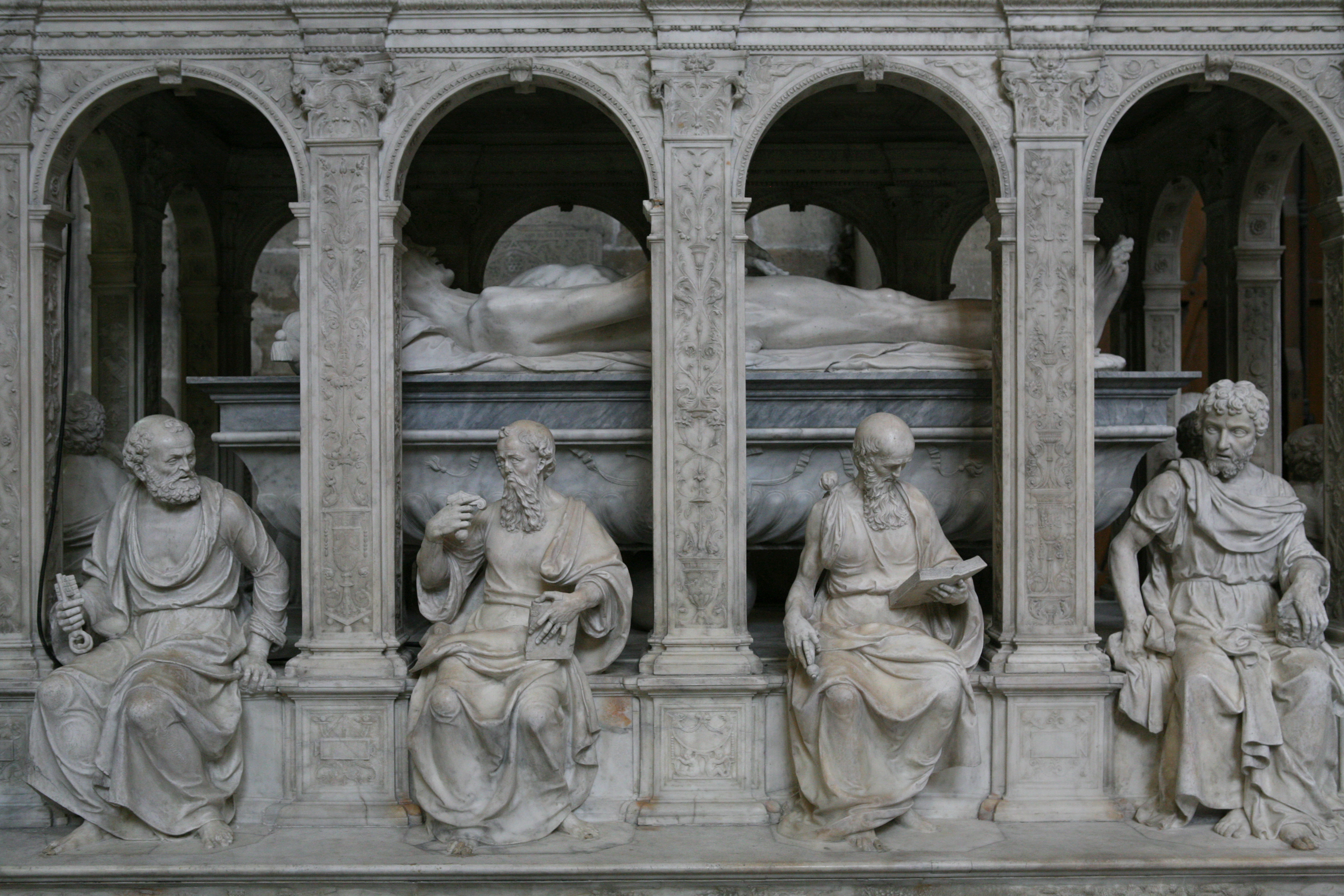
Les Apôtres, soubassement du tombeau de Louis XII et Anne de Bretagne (vers 1517, basilique Saint-Denis).

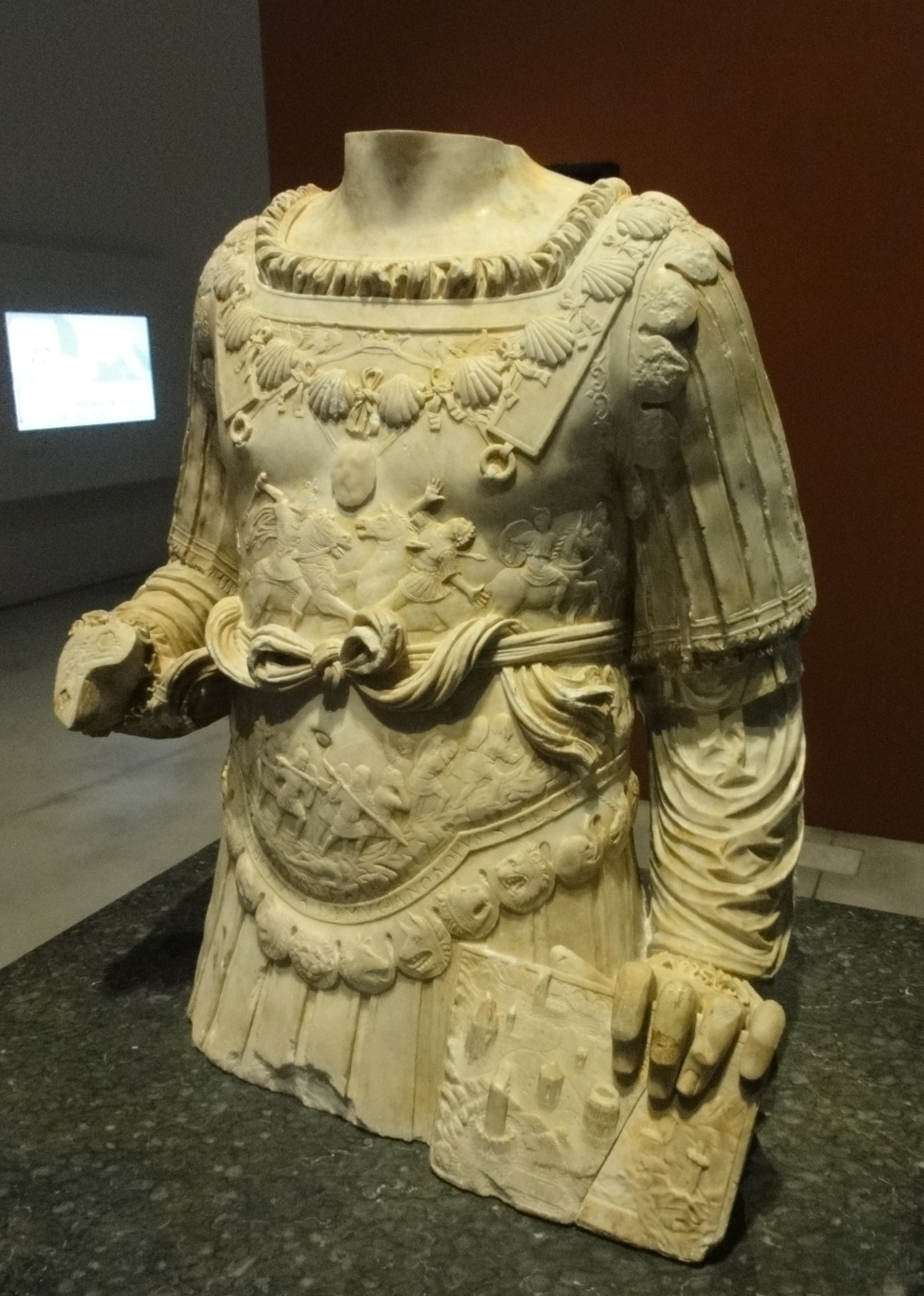
Louis XII - sauvegarde de la Porte de Gênes du château de Gaillon par Alexandre Lenoir.

Dynastie de sculpteurs, originaires de la région de San Martino a Mensola, près de Florence, les trois frères Giusto di Betti émigrent dès 1504 en France, à la suite de l'intervention de Louis XII en Italie. Ils finissent par être naturalisés en 1513, sous le nom francisé de « Juste » avant de devenir sculpteurs du roi.
Ils ont été avec Francesco Laurana les représentants les plus brillants et les plus actifs de la sculpture de la Renaissance italienne en France.
Antonio di Giusto di Betti ou Antoine Juste (1479-1er septembre 1519), travaille dès 1507 au tombeau de Thomas James, évêque de Dol-de-Bretagne, réalisation achevée en collaboration avec son frère Jean Juste. Très vite, il se voit appelé par le cardinal Georges d'Amboise sur le chantier de son château de Gaillon (détruit en grande partie à la révolution) ; Tout en réalisant pour la chapelle une série de douze apôtres en terre cuite,, il exécute un buste du cardinal ainsi qu'un bas-relief représentant la bataille de Gênes pour la galerie du palais ; En collaboration avec l'atelier de Michel Colombe, il poursuit le chantier avant-gardiste de la chapelle haute devenue véritable manifeste d'un nouveau style Renaissance en sculpture. Antoine Juste s'installe alors à Tours, où il fait venir des marbres de Carrare pour le tombeau de Louis XII (1516). On lui doit sans doute les bas-reliefs de ce monument. La collaboration de Guido Mazzoni, est probable car cet artiste arrivé en France dès 1494 et était déjà actif sur le tombeau de Charles VIII.
Andrea di Giusto di Betti, André Juste (né vers 1483), le second des frères, collabore sans doute avec ses frères pour l'établissement du tombeau de Louis XII, de la basilique Saint-Denis, bien qu'il ne soit pas certain aujourd'hui qu'il ait quitté l'Italie.

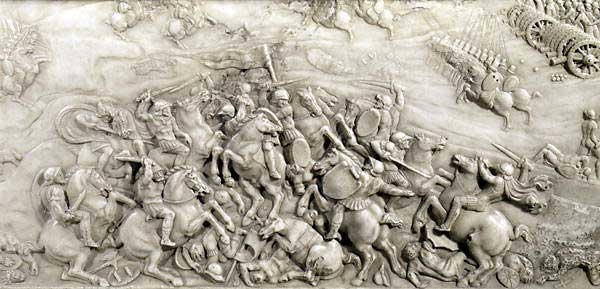
La bataille d'Agnadel, soubassement du tombeau de Louis XII et Anne de Bretagne (vers 1517, basilique Saint-Denis).

Giovanni di Giusto di Betti ou Jean Juste Ier (1485-1549) est le dernier des frères. Dès son arrivée en France, il s'installe à Tours et passe plusieurs années dans l'atelier de Michel Colombe. Il collabore ainsi à la Mise au tombeau de l'abbaye de Solesmes. Découvrant à cette occasion, le travail de Claus Sluter et le réalisme flamand. Jean Juste Ier devient alors l'un des acteurs principaux d'un nouveau style en sculpture, mélangeant le réalisme flamand et la douceur française appelé style Louis XII. Après avoir achevé seul le tombeau de Thomas James, il se rend à la basilique Saint-Denis pour y installer le mausolée de Louis XII. C'est là qu'il aurait exécuté les gisants du roi et de la reine, surmontés de leurs orants, grâce aux indications de Jean Perréal, déjà actif au tombeau du duc de Bretagne François II et aux tombeaux du monastère de Brou : « Ces statues couchées, les plus dramatiques, représentent les cadavres saisis dans les affres de la mort, pris par les derniers spasmes, le ventre recousu par l’embaumement, les bouches entr’ouvertes par le dernier râle, la peau collée au squelette, les seins affaissés, la tête renversée pour la reine ». Les statues des vertus cardinales sont plutôt attribuées aujourd'hui à son neveu Juste de Juste, qu'il élève d'ailleurs comme son fils. Jean Juste exécute par la suite le tombeau de Jean IV de Rieulx, maréchal de Bretagne, à Ancenis, puis le tombeau de Thomas Bohier, fondateur du château de Chenonceau, dans l'église Saint-Saturnin de Tours, et enfin le tombeau de Louis de Crevent, abbé de la Trinité de Vendôme. De 1532 à 1539, il réalise pour la chapelle du château d'Oiron, le tombeau de Artus Gouffier, réalisé à la demande de sa veuve Hélène de Hangest, ainsi que celui de sa belle-mère, dame de Montmorency,.
Jean Juste II (1510-1577), fils de Jean Juste Ier, exécute en 1558, pour l'église d'Oiron, le tombeau de Claude Gouffier, grand écuyer de France, et de sa première femme, Jacqueline de La Trémoille (détruit en 1793) dont il ne reste malheureusement aujourd'hui que la statue de Claude Gouffier ; ses réalisations postérieures à 1558, étant d'ailleurs en grande partie détruites. Par la suite, Jean II Juste aurait réalisé le tombeau de Guillaume Gouffier, amiral de Bonnivet, tué à Pavie en 1525, puis une fontaine en marbre blanc, pour les jardins du château d'Oiron, en grande partie disparue, n'en restant qu'une vasque. C'est en collaboration avec le peintre François Valence, qu'il participe à la réalisation de trois arcs de triomphe et coordonne les appareils de fête créés à Tours à l'occasion de l'entrée du jeune roi François II et de son épouse Marie Stuart (1560). Ce succès lui permet de passer un marché le 24 avril 1561 concernant la création une fontaine, place de la Foire-le-Roi achevée en 1562 et aujourd'hui disparue.

### Philibert Delorme (1514-1570)

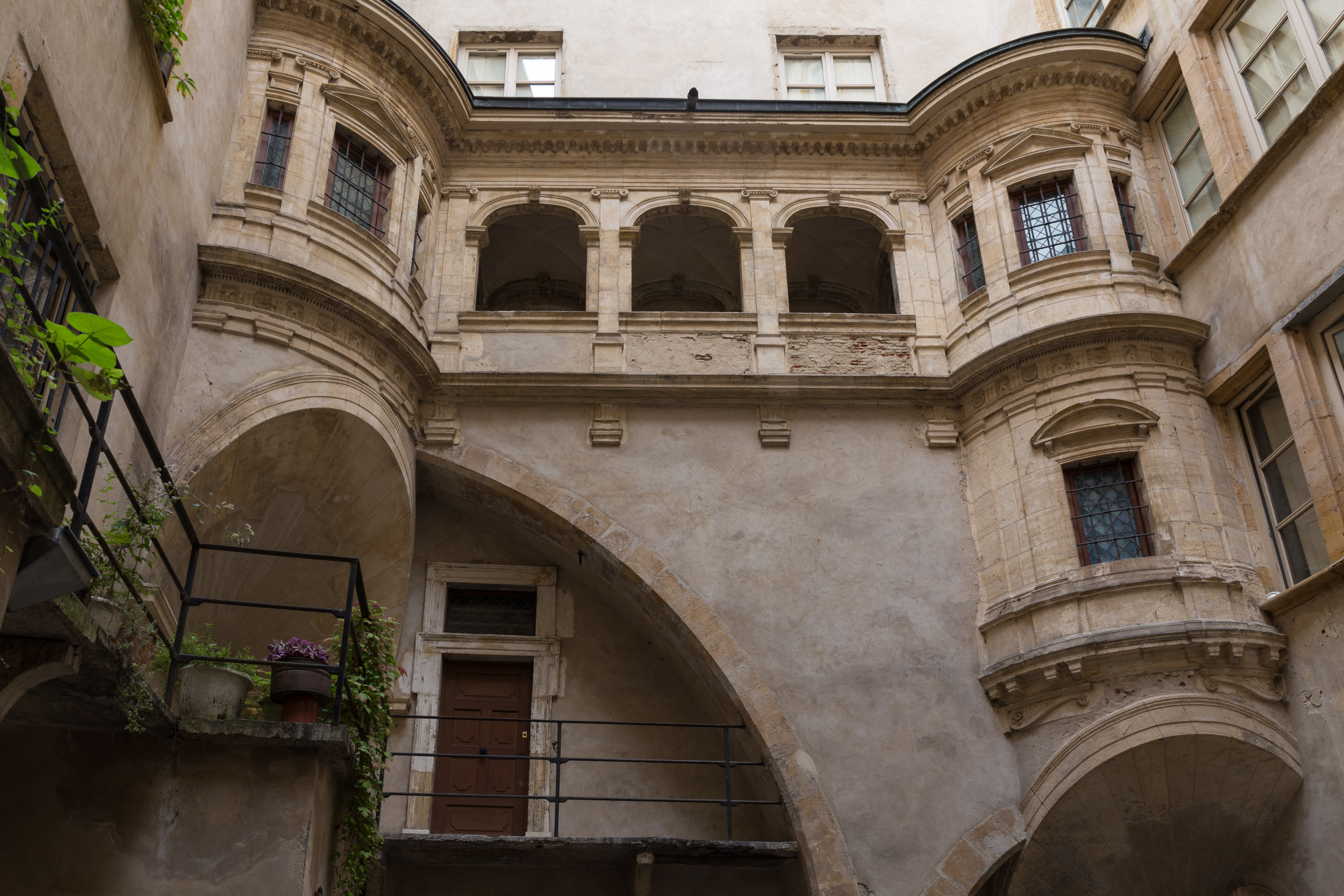
Galerie Delorme, hôtel de Bullioud, rue Juiverie (Lyon, 1536).

Né à Lyon, Philibert Delorme meurt à Paris en 1570. Issu d'une famille de maîtres-maçons, il est formé par son père, notamment sur les travaux de construction des remparts de la Lyon. De 1533 à 1536, le futur architecte séjourne à Rome où il acquiert un solide savoir technique et une bonne connaissance archéologique. L'artiste côtoie ainsi le milieu érudit de la ville et se lie d'amitié avec le cardinal Jean du Bellay (ambassadeur de France à Rome).
Dès son retour, commencent alors près de trente ans d'une vie professionnelle intense. En 1536, revenu à Lyon, un ami du cardinal du Bellay, le marchand Antoine Bullioud, lui confie la tâche de réunir trois corps de bâtiment indépendants entourant une petite cour, rue Juiverie. Le jeune architecte y réalise une galerie à trois baies en anse de panier voûtées d'arêtes reposant sur deux trompes. On attribue également quelques autres réalisations lyonnaises mineures, mais il ne reste pas longtemps dans sa ville natale.
C'est alors que son ami le cardinal lui confie entre 1541 et 1544 la conception de son château de Saint-Maur-des-Fossés. Manifeste de la Renaissance française, il s'agit d'un quadrilatère inspiré des villas italiennes.

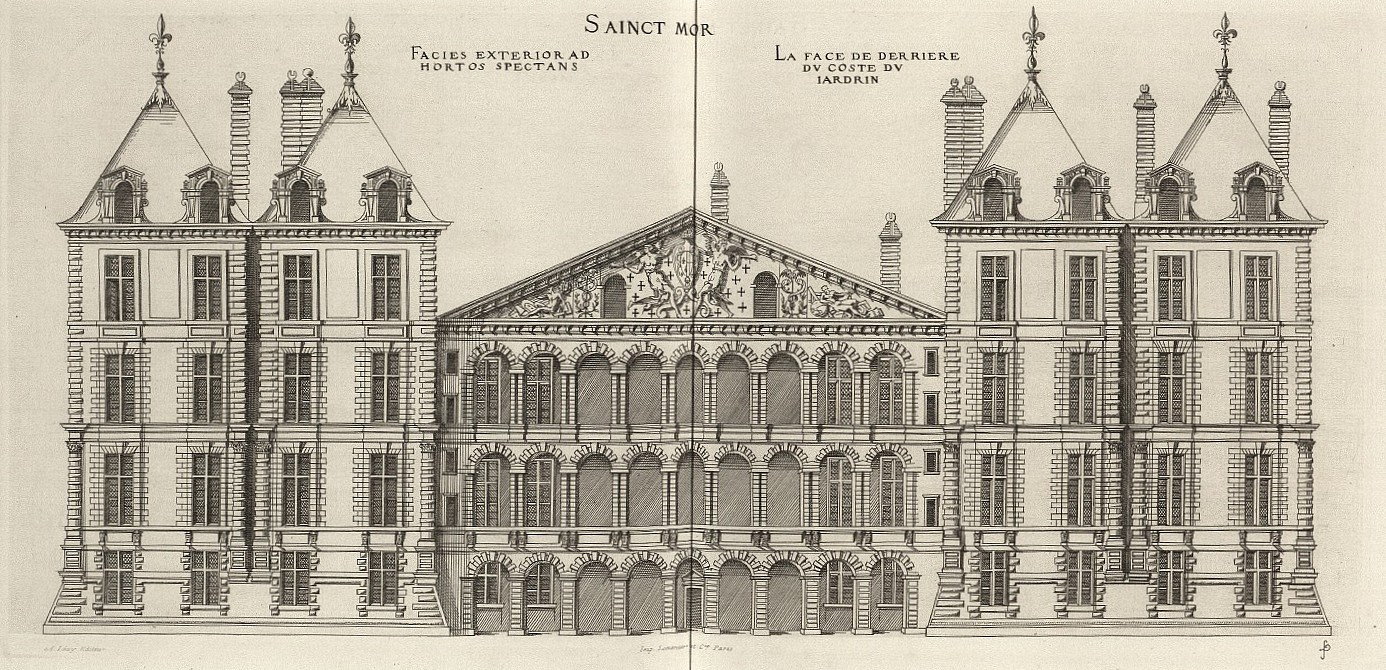
Le château de Saint-Maur, fin XVIe siècle.

Sa nomination en tant qu'« architecte du roi » par Henri II, en 1548, lui permet de garder, onze ans durant, la mainmise absolue sur l'architecture royale, le palais du Louvre excepté confié à Pierre Lescot.
Philibert Delorme assure ainsi la construction et l'entretien des châteaux, des édifices utilitaires, des fortifications de la Bretagne, l'ordonnance des fêtes et des entrées ainsi que l'administration et le contrôle financier des travaux. La surintendance exercée par l'artiste est un événement considérable dans l'histoire de l'architecture française.

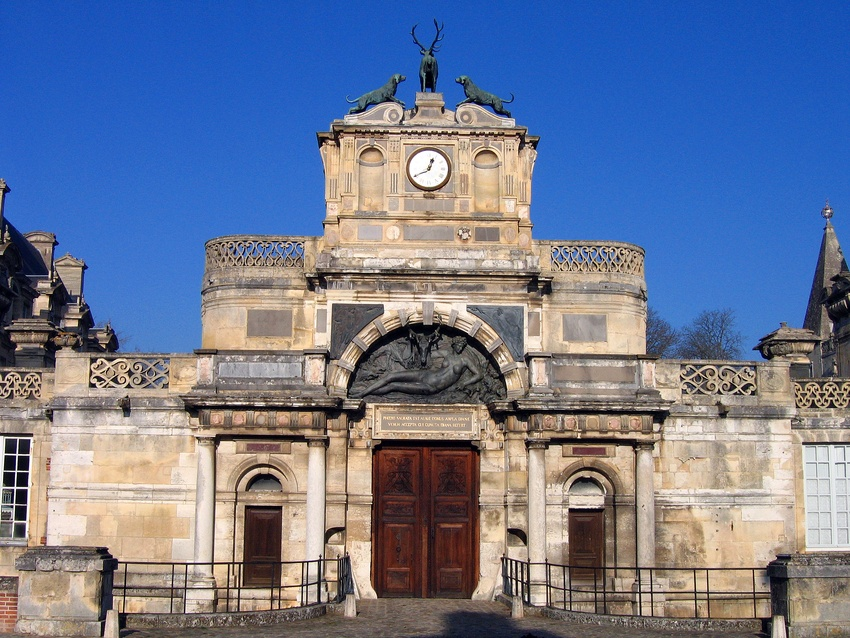
Porte triomphale du château d'Anet (1552).

L'architecte intervient également sur les chantiers du château d'Anet réalisé pour Diane de Poitiers et du château royal de Saint-Léger-en-Yvelines. C'est pour son plus grand tourment qu'il doit ponctuellement intervenir à Fontainebleau en collaboration avec Le Primatice, Nicolò dell'Abbate et Scibec de Carpi. Il réalise également quelques travaux au château de Madrid, au bois de Boulogne, à Vincennes, à Paris, à Villers-Cotterêts, à Coucy-le-Château, à Chenonceaux, à Limours et à Boncourt…
Ses prétentions et sa vanité lui attirent pourtant de lourdes inimitiés, dont celles de Pierre de Ronsard ou Bernard Palissy. Au cours de sa carrière, Philibert Delorme ne cessera d'accumuler des bénéfices (entre 1547 et 1558, il reçoit cinq abbayes et n'en a jamais détenu moins de trois en même temps jusqu'à sa mort), n'hésitant pas à solliciter constamment du roi l'attribution de charges et d'offices, pour compenser peut-être le manque à gagner de chantiers difficiles dont il se plaint régulièrement.
Alors qu'il est accusé de malversations, la mort du roi Henri II, en juillet 1559, amène sa disgrâce, laissant le champ libre aux ennemis de l'architecte. C'est ainsi qu'il se voit destitué de ses fonctions au profit du Primatice. La clientèle princière lui restera pourtant fidèle dans l'adversité dont Diane de Poitiers qui lui commande l'exécution de travaux pour son château de Beynes. Le reste de son existence est consacré à la rédaction de traités théoriques dont la rédaction d'une somme de l’architecture. Il a publie notamment un Traité complet de l'art de bâtir (1567), suivi des Nouvelles inventions pour bien bâtir et à petits frais (Paris, 1561). Delorme n’ira pas au-delà. Sur la fin de sa vie, il retrouve pourtant le chemin de la cour, la régente Catherine de Médicis lui confiant la tâche de tracer le Palais des Tuileries.
L'essentiel de ses œuvres ont malheureusement été presque détruite au fil du temps. Seuls subsistent l'hôtel Bullioud (1536) à Lyon, certaines parties du château d'Anet qu'il exécuta pour Diane de Poitiers (1545-1555) et le tombeau de François Ier à la basilique Saint-Denis.

### Pierre Bontemps (vers 1505-1568)

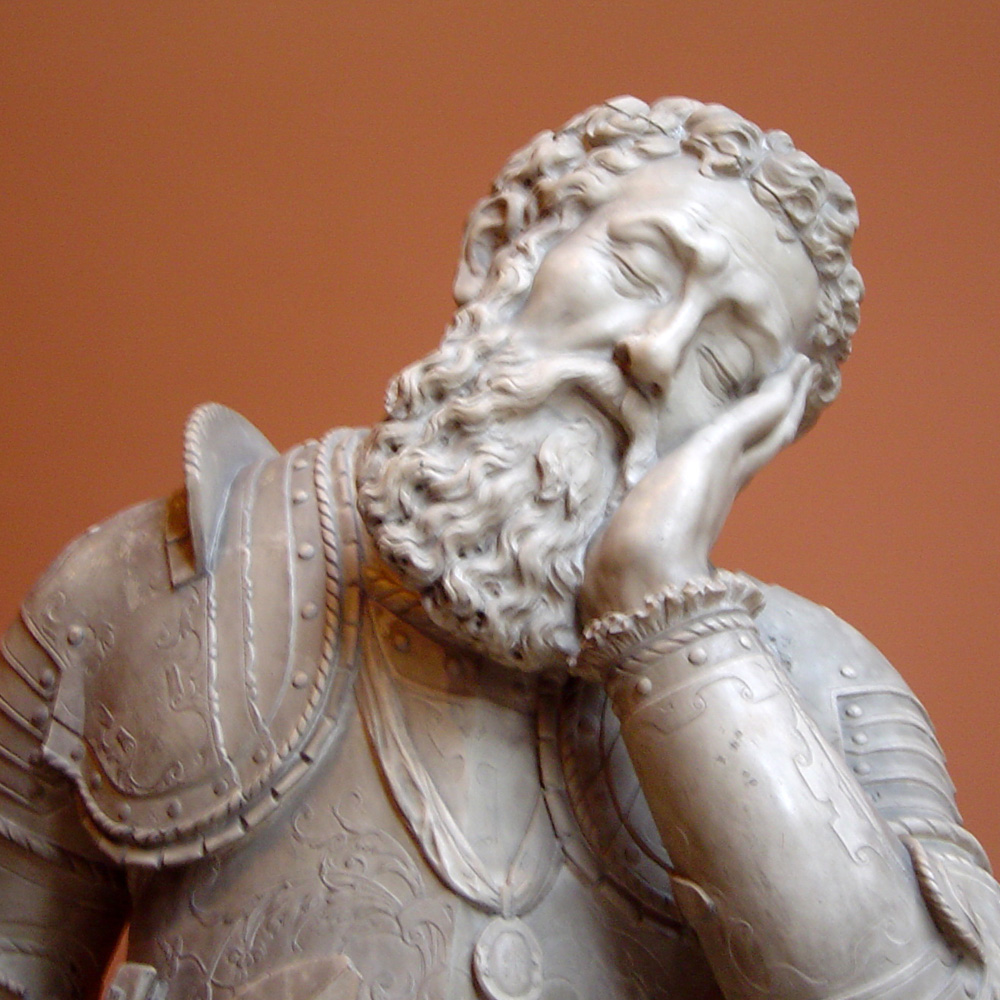
Tombeau de Charles de Maigny (1557, musée du Louvre).

Sculpteur français, Pierre Bontemps est surtout connu pour les nombreux monuments funéraires qu'il a sculptés et décorés.
Arrivé à Fontainebleau à partir de 1536, il se forme au contact des œuvres antiques apportées par Primatice. Il exécute notamment une fonte du Laocoon et une autre de l'Apollon du Belvédère . En 1548, il fait partie de l'équipe de sculpteurs que dirige Philibert Delorme pour le tombeau de François Ier à la basilique Saint-Denis.
Les gisants du roi et de la reine Claude sont le résultat de sa collaboration avec François Marchand. De 1549 à 1551, il taille seul les statues orantes du dauphin François de France et de son frère Charles II d'Orléans. Il est par ailleurs entièrement responsable des bas-reliefs ornant le soubassement du tombeau de François Ier, représentant avec une précision remarquable les batailles qui ont eu lieu sous son règne, telles les victoires de Marignan et de Cérisoles. Les préparatifs de chaque bataille sont détaillés (passage des Alpes) et les personnages principaux individualisés : on reconnaît François Ier à son monogramme ou encore le chevalier Bayard.
En 1556, Pierre Bontemps est à nouveau à Fontainebleau où il donne pour la cheminée de la chambre du roi un bas-relief des Quatre Saisons . Il exécute ensuite, pour le couvent des Hautes-Bruyères (Yvelines), le monument en marbre destiné à contenir le cœur de François Ier. L'urne est décorée de bas-reliefs allégoriques à la gloire des arts et des sciences, qui ont repris, grâce au souverain, une place importante dans le royaume.
On lui doit encore la statue funéraire de Charles de Maigny (vers 1557), conservé au musée du Louvre et le tombeau de Guillaume du Bellay à la cathédrale du Mans.
Pierre Bontemps semble avoir été plutôt un spécialiste du bas-relief décoratif, très en vogue à l'époque de l'épanouissement de la Première école de Fontainebleau (2e quart du XVIe siècle), qu'un grand créateur de ronde-bosse. La sensualité et la délicatesse des figures féminines rappelle le style maniériste que Primatice applique aux stucs de Fontainebleau (petites têtes et cous allongés, gestes esquissés et harmonieux). Si l'art gracieux et délicat de Bontemps est tout imprégné d'esprit italien, il est tempéré par le souci de la précision dans l'agencement du décor et par le pittoresque des costumes.

### Jean Goujon (1510-vers 1567)

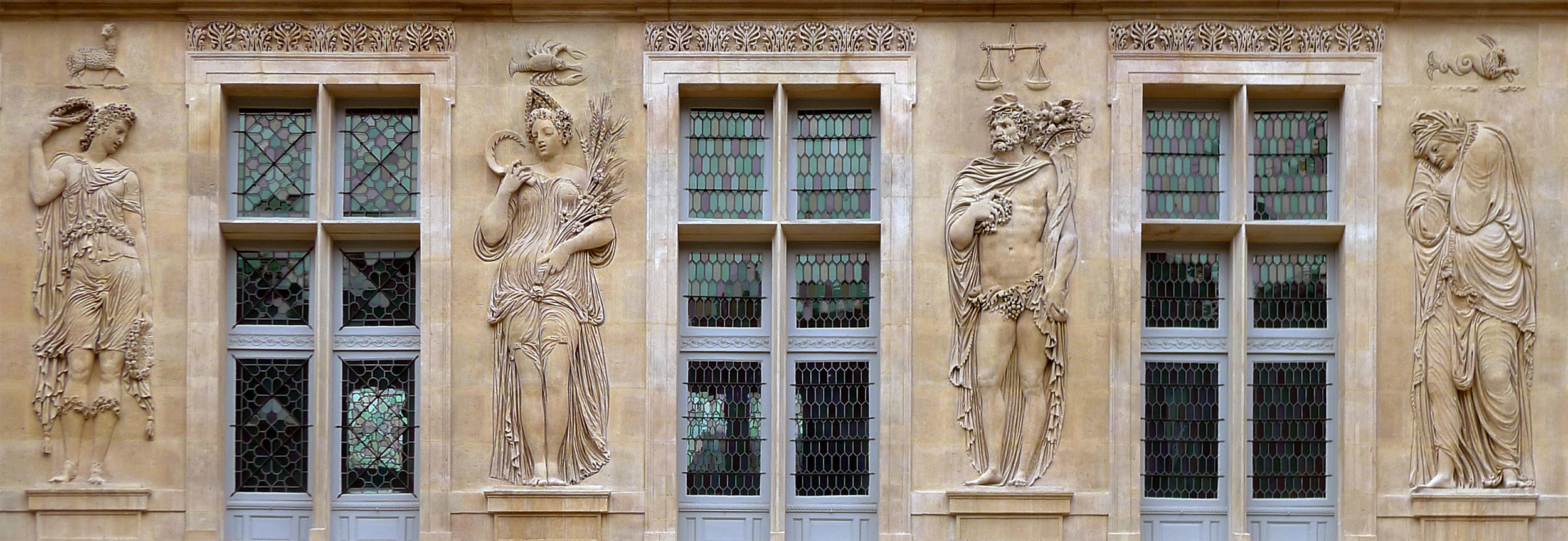
Les quatre Saisons, Jean Goujon ou son atelier, 1548 à 1550, hôtel de Jacques de Ligneris - aujourd’hui musée Carnavalet, Paris.
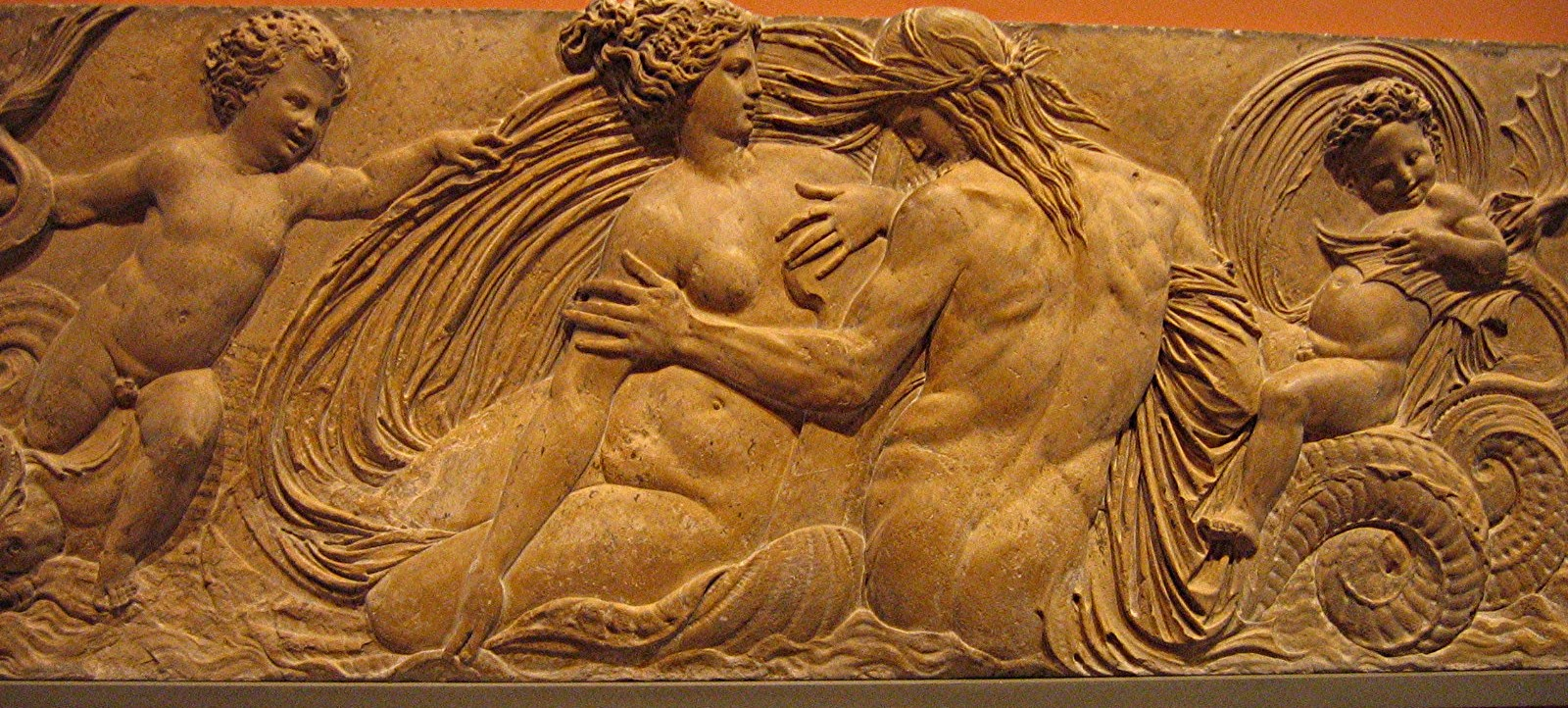
Relief au triton et à la nymphe, Fontaine des Innocents, 1549, musée du Louvre.
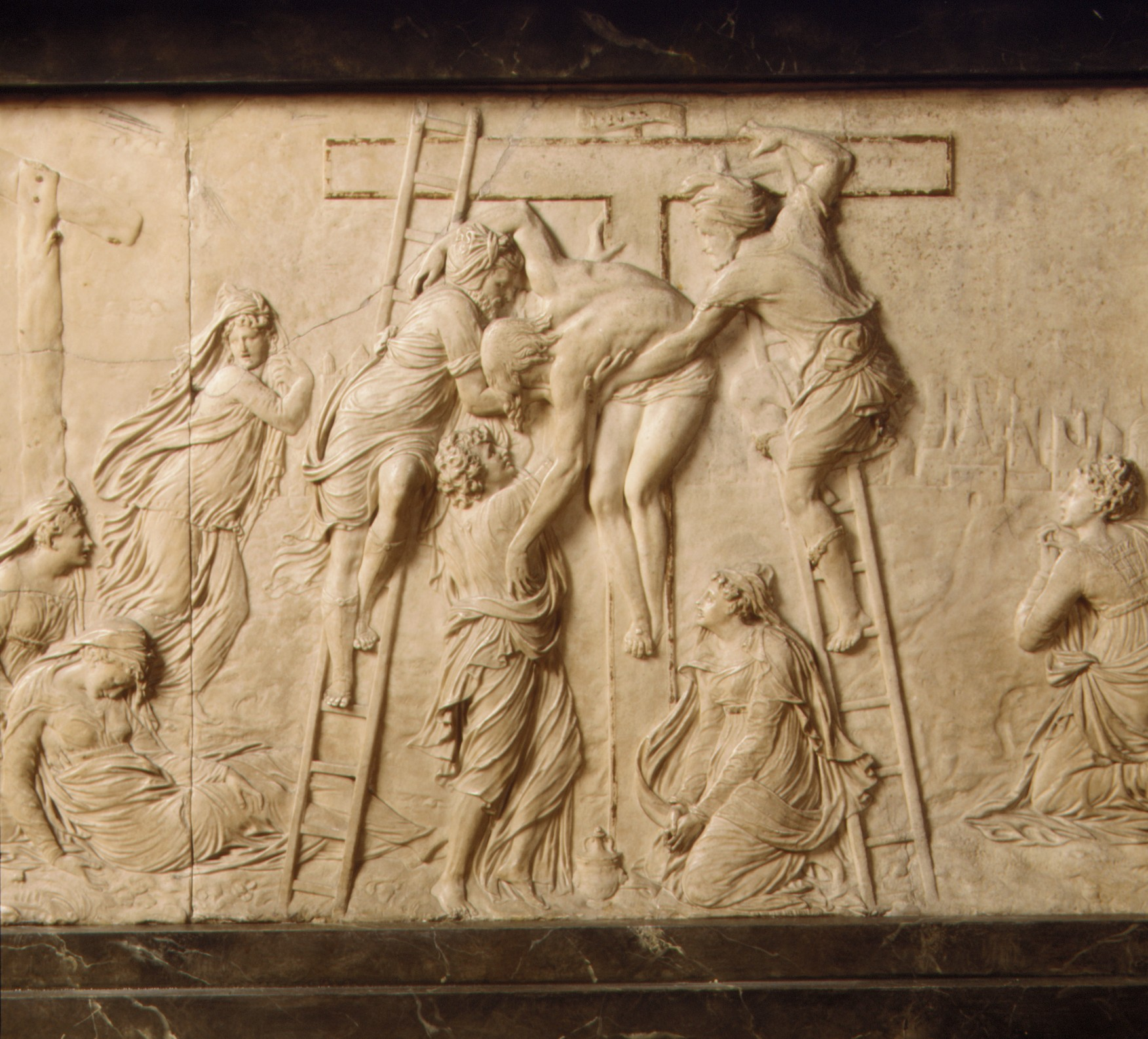
La Déposition du Christ, achevée pour Noël 1545, musée du Louvre.
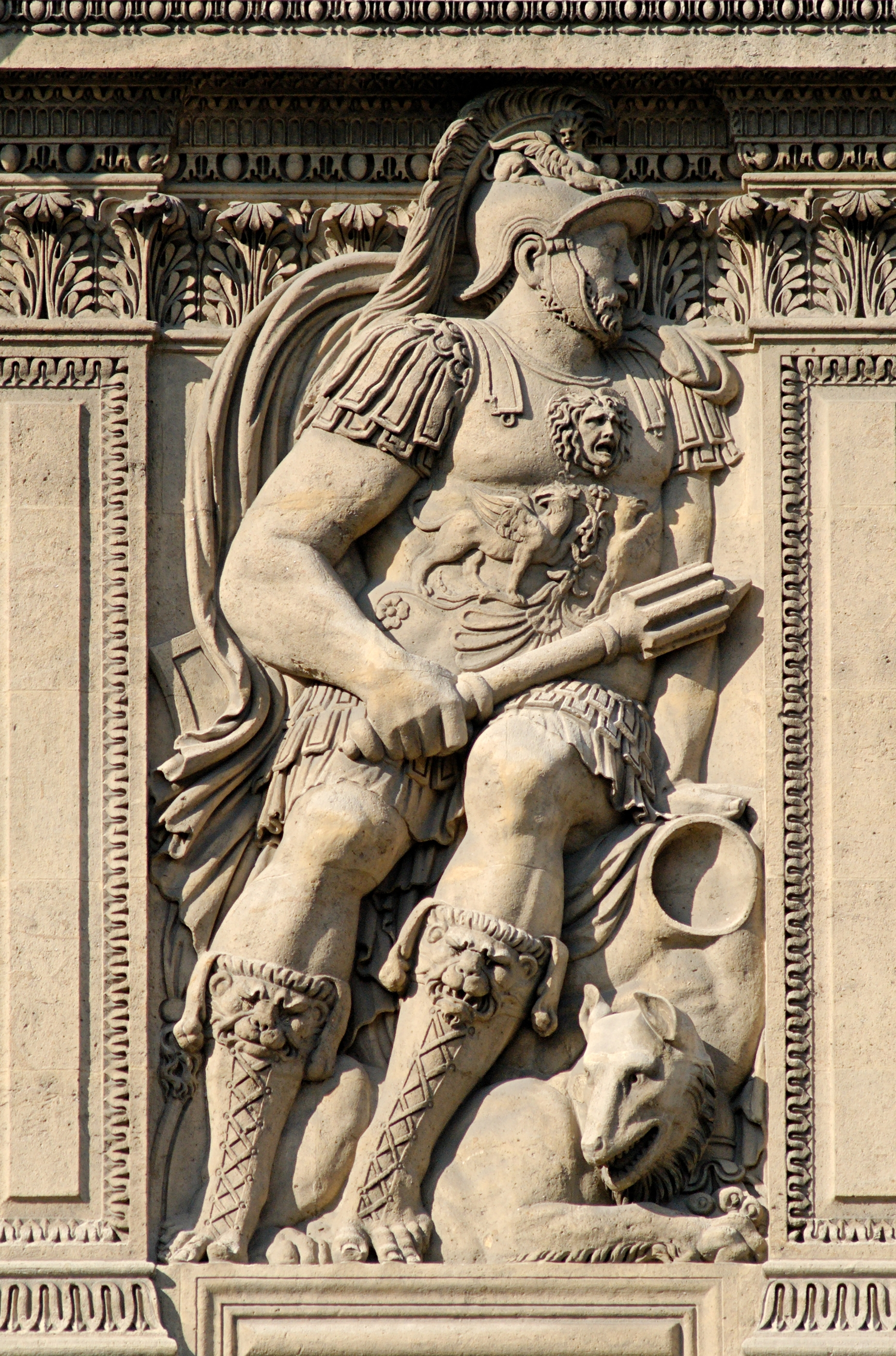
Mars (entre 1548 et 1556).
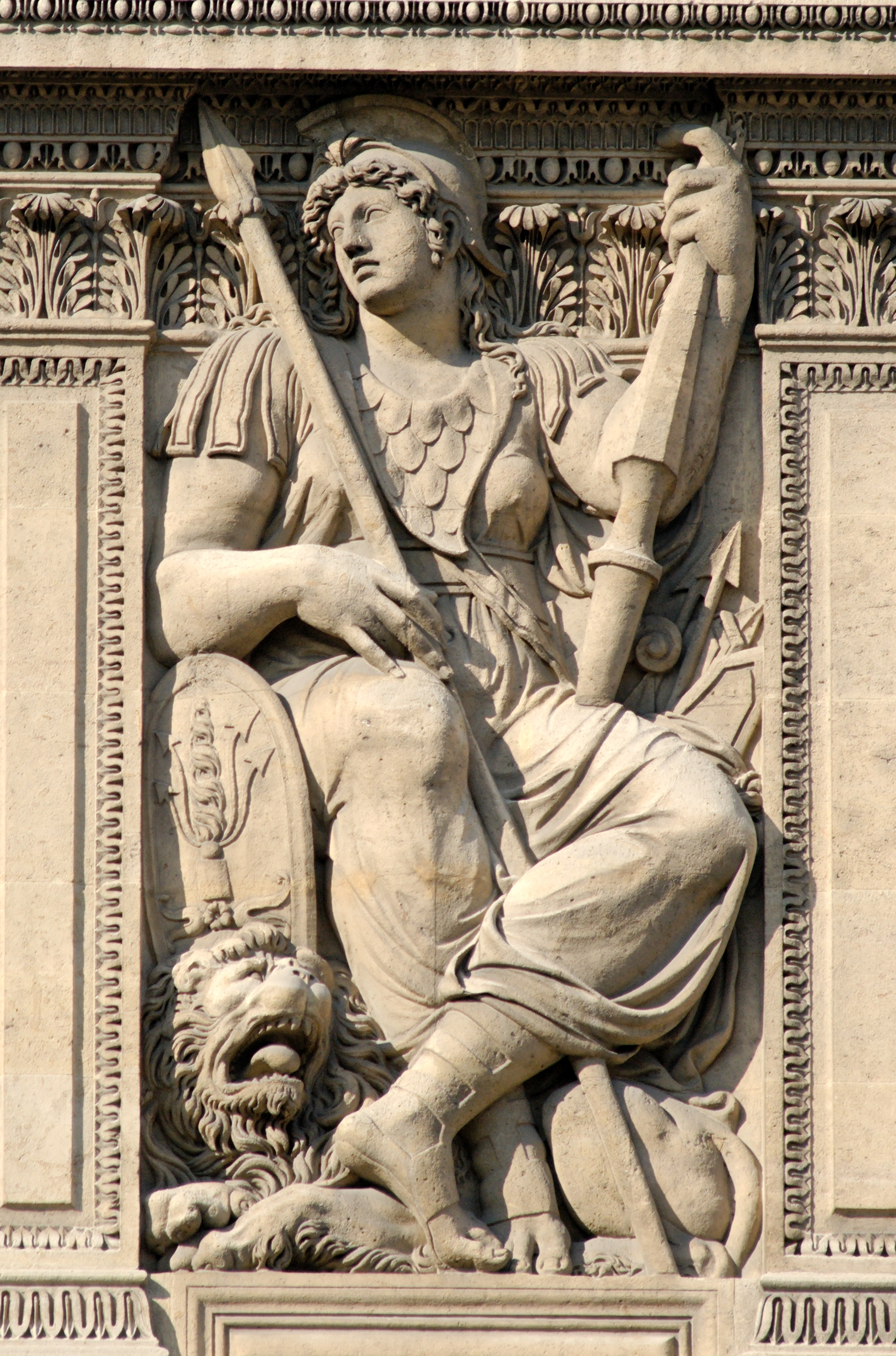
Bellone (entre 1548 et 1556).
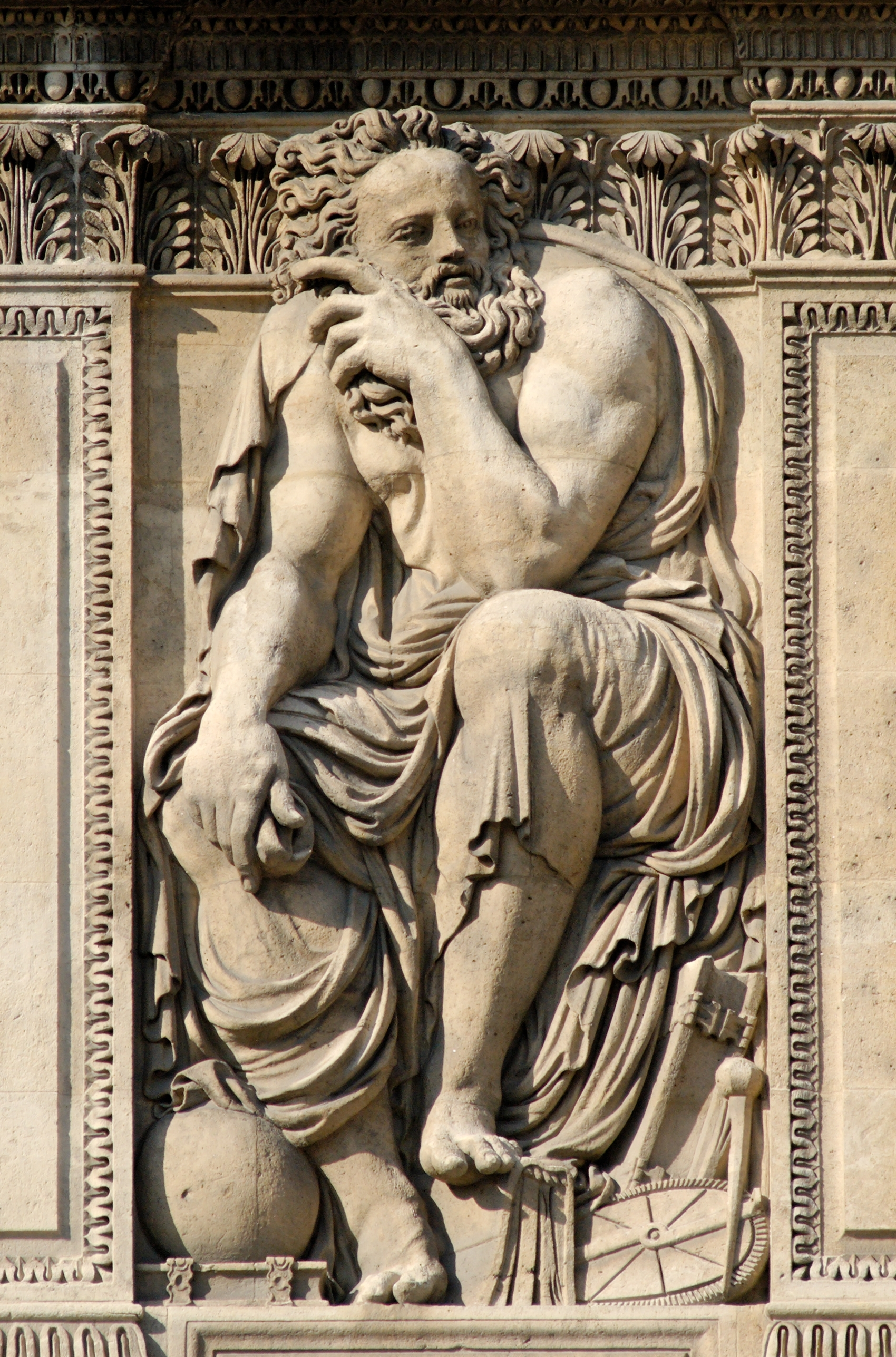
Archimède (entre 1548 et 1556).
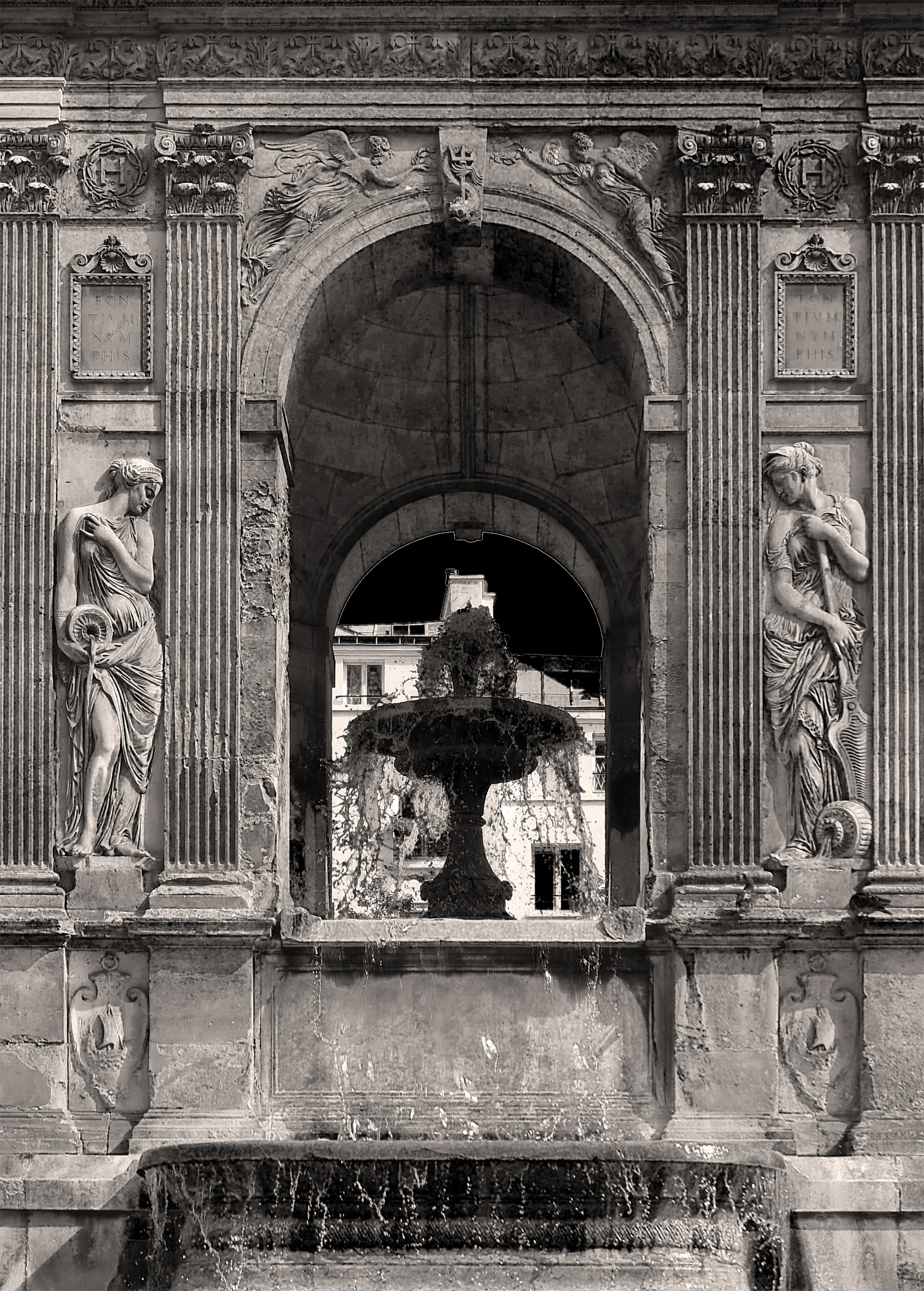
Naïade, Fontaine des Innocents, 1549, Paris.
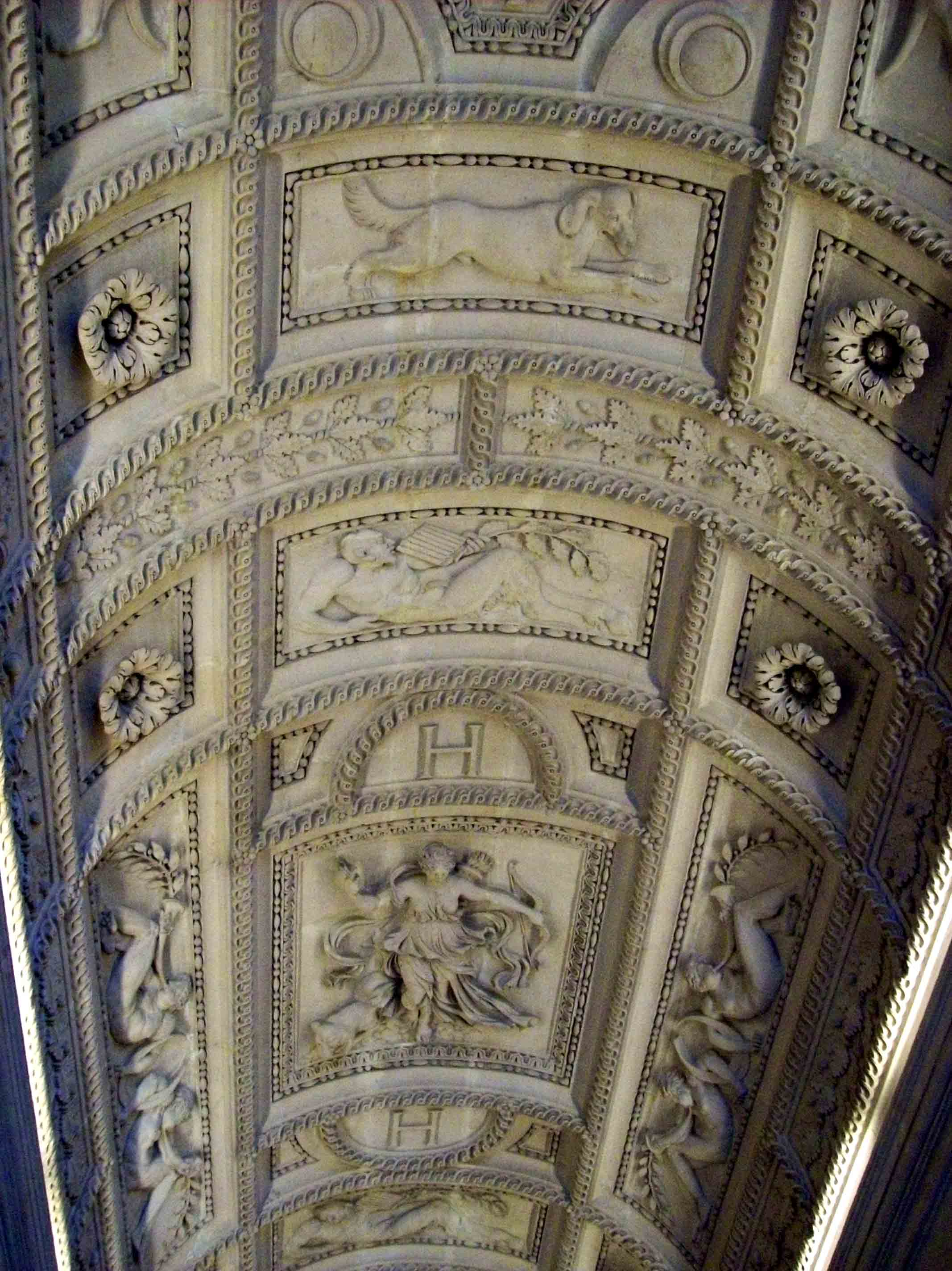
Escalier Henri II (1555-1556, Louvre).

Détail d'une des Cariatides de la salle éponyme du Palais du Louvre (1551).

Jean Goujon est probablement né en Normandie vers 1510 et mort selon toute vraisemblance à Bologne, vers 1567.
Surnommé le « Phidias français » ou « le Corrège de la sculpture », Jean Goujon est avec Germain Pilon le sculpteur le plus important de la Renaissance française.
Tout autant sculpteur qu'architecte, il est l'un des premiers artistes dont l'œuvre s'inspire directement de l'art antique et de la Renaissance italienne qu'il a étudiés personnellement en Italie. Il sut soumettre son œuvre sculpturale, surtout ses bas-reliefs, au cadre architectural dans lequel elle devait s'inscrire.
Malgré la richesse de sa production artistique, la carrière de Jean Goujon ne peut être suivie que durant une vingtaine d'années seulement, de 1540 à 1562 environ. Présent à Rouen, entre 1540 et 1542, il exécute ses premières œuvres conservées. Pour la tribune d'orgues de l'église Saint-Maclou, il sculpte deux colonnes qui sont actuellement encore en place. Premier exemple en France d'un ordre corinthien très pur, elles révèlent la connaissance parfaite qu'avait jean Goujon de l'art antique. On lui attribue aussi le dessin du tombeau de Louis de Brézé (1531) dans la cathédrale de Rouen, et l'architecture de la chapelle Saint-Romain, appelée populairement la Fierte (1543).

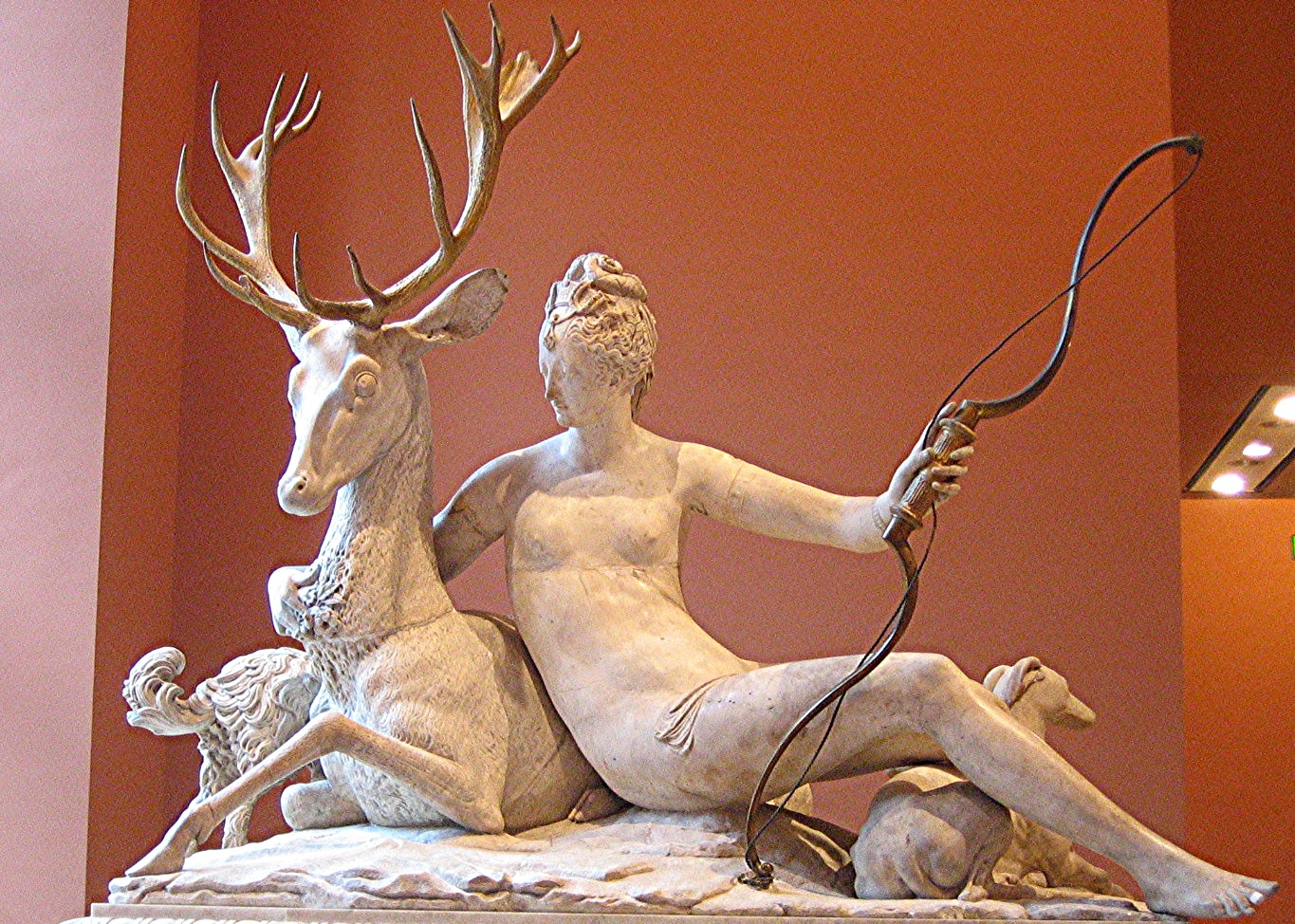
La Fontaine de Diane attribuée à l'artiste (vers 1549, musée du Louvre).

Arrivé à Paris vers 1542, il travaille probablement sous la direction de l'architecte Pierre Lescot, en tant qu'« imagier-façonnier » au jubé de Saint-Germain-l'Auxerrois (1544 à Noël 1545). L'ensemble architectural a disparu dès 1750 mais les bas-reliefs des Quatre Évangélistes et la Déposition du Christ, connue généralement sous le nom de la Vierge de pitié, sculptés par l'artiste ont survécu et sont conservés aujourd'hui au Louvre. Une estampe du Parmesan représentant la Mise au tombeau a inspiré Jean Goujon pour la composition de la Déposition du Christ. C'est la preuve que l'art italien l'a influencé directement, sans l'intermédiaire de l'art de Fontainebleau. La « draperie mouillée » et les plis parallèles des reliefs du jubé révèlent le style d'un artiste attaché à l'art antique, et plus exactement à l'art hellénistique.
En 1545, Jean Goujon travaille pour le connétable Anne de Montmorency et réalise Les Quatre Saisons (1548 à 1550) pour l’hôtel de Jacques de Ligneris, cousin de Pierre Lescot, devenu aujourd’hui musée Carnavalet.
À partir de 1547, l'artiste entre au service du nouveau roi Henri II. Il travaillera avec d'autres sculpteurs à la décoration de l'entrée du roi à Paris en 1549, en créant la seule œuvre permanente : la célèbre fontaine des Innocents. Ses bas-reliefs, représentant des nymphes et des naïades, se trouvent aujourd'hui au musée du Louvre.

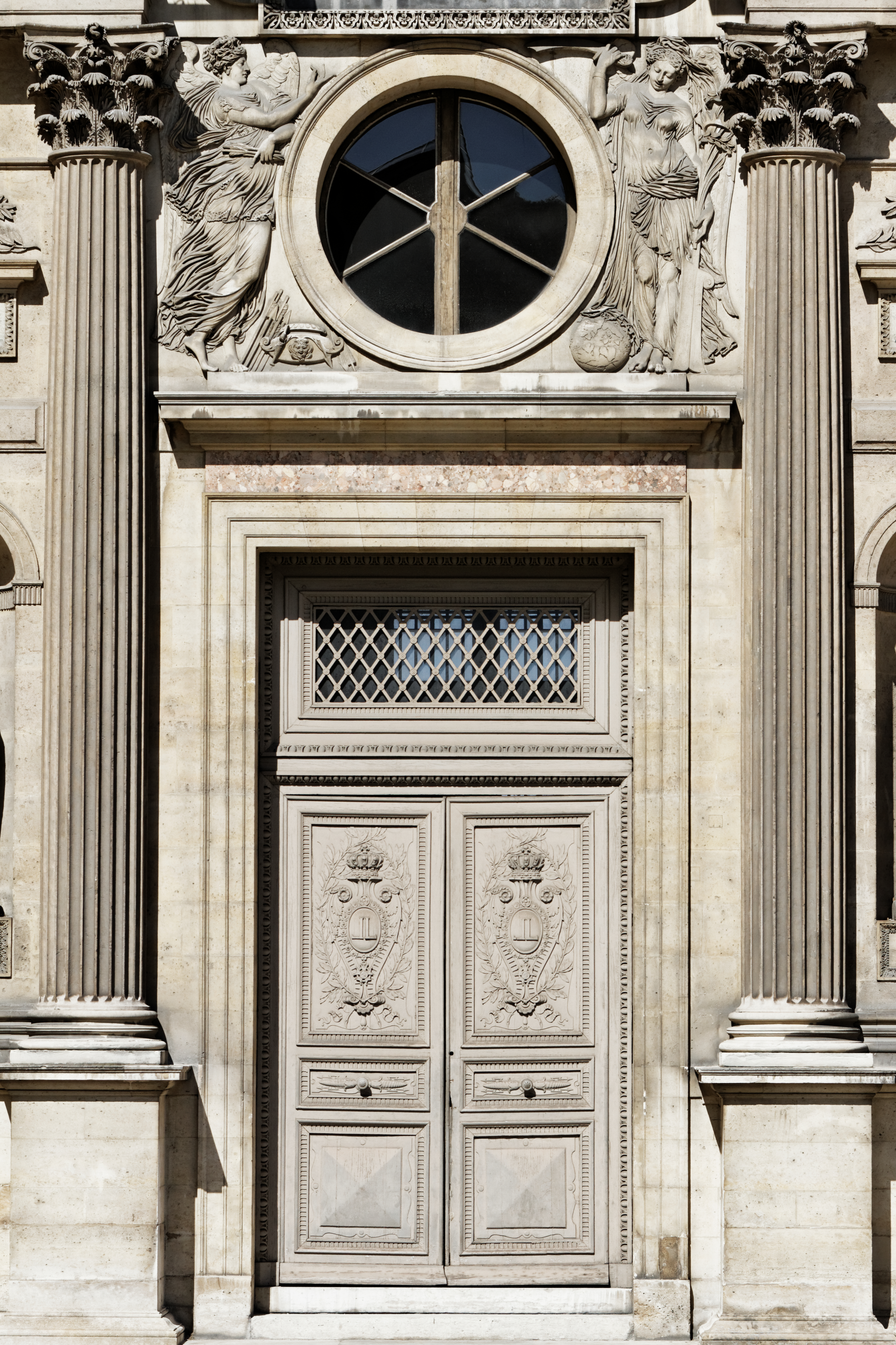
La Guerre et La Paix, Palais du Louvre (1549, Paris).

À la même époque, Jean Goujon travaille en tant que « maître sculpteur » sous « les dessins de Pierre Lescot, seigneur de Clagny » aux décorations du Palais du Louvre. Entre 1548 et le début de 1549, il achève ses allégories de La Guerre et de La Paix avant d'être chargé d'exécuter les allégories de L'Histoire, de La Victoire puis de La Renommée et de La Gloire du roi. Peu après, il réalise les Cariatides de la plateforme des musiciens, achevées en 1551, dans la salle homonyme du Palais du Louvre. En 1552, il sculpte des statues pour la cheminée du cabinet de l'Attique situé dans l'aile occidentale et enfin, en 1555-1556, certains bas-reliefs de l'escalier d'Henri II.
On lui attribue généralement les gravures de la version française du Songe de Poliphile de Francesco Colonna (1546), d’après les gravures de l’édition originale (peut-être dues au studio d’Andrea Mantegna). On lui devrait également des gravures sur bois illustrant la première édition française des Dix Livres d'architecture de Vitruve, traduits en 1547 par Jean Martin. Il aurait fabriqué aussi des médailles précieuses pour Catherine de Médicis.
La Diane appuyée sur un cerf (vers 1549) dite aussi Fontaine de Diane réalisée pour Diane de Poitiers au château d'Anet a été successivement attribuée à Benvenuto Cellini, Jean Goujon et Germain Pilon. Toutes ces attributions ont été contestées ou réfutées. Il est difficile de juger de l'œuvre qui a été largement complétée par Pierre-Nicolas Beauvallet avant son installation au musée du Louvre en 1799-1800. Alexandre Lenoir, directeur du musée à cette époque, est l'auteur de l'attribution à Jean Goujon.
On ignore la date précise de la mort de l'artiste. De religion protestante, son emploi à la cour de France et même sa présence à Paris devinrent difficiles alors que les tensions religieuses augmentaient. Une légende tenace veut que Jean Goujon ait été assassiné lors de la Saint-Barthélemy. Si tel avait été le cas, il aurait été cité a posteriori comme faisant partie des célèbres martyrs du drame, ce qui ne fut pas le cas. L’histoire de sa mort tragique fut cependant reprise dans de nombreux ouvrages de critique d'art et de vulgarisation aux XVIIIe et XIXe siècles. Des recherches plus récentes ont trouvé sa trace dans le milieu des réfugiés huguenots de Bologne en 1562. Il serait mort en Italie entre cette date et 1569.
Jean Goujon avait certainement un atelier et des élèves qui l'aidaient. Ses figures sont ovales, sensuelles et fluides. Ses drapés révèlent une connaissance de la sculpture grecque. Répandues dans l’ensemble de la France par des gravures réalisées par des artistes de l’école de Fontainebleau, la pureté et la grâce de son modèle ont influencé les arts décoratifs. Sa réputation connaît, à la fin du XVIe siècle, une légère éclipse au profit de tendances plus maniérées, avant de grandir à nouveau à l'époque du baroque et du classicisme français.

### Germain Pilon (1525/30-1590)

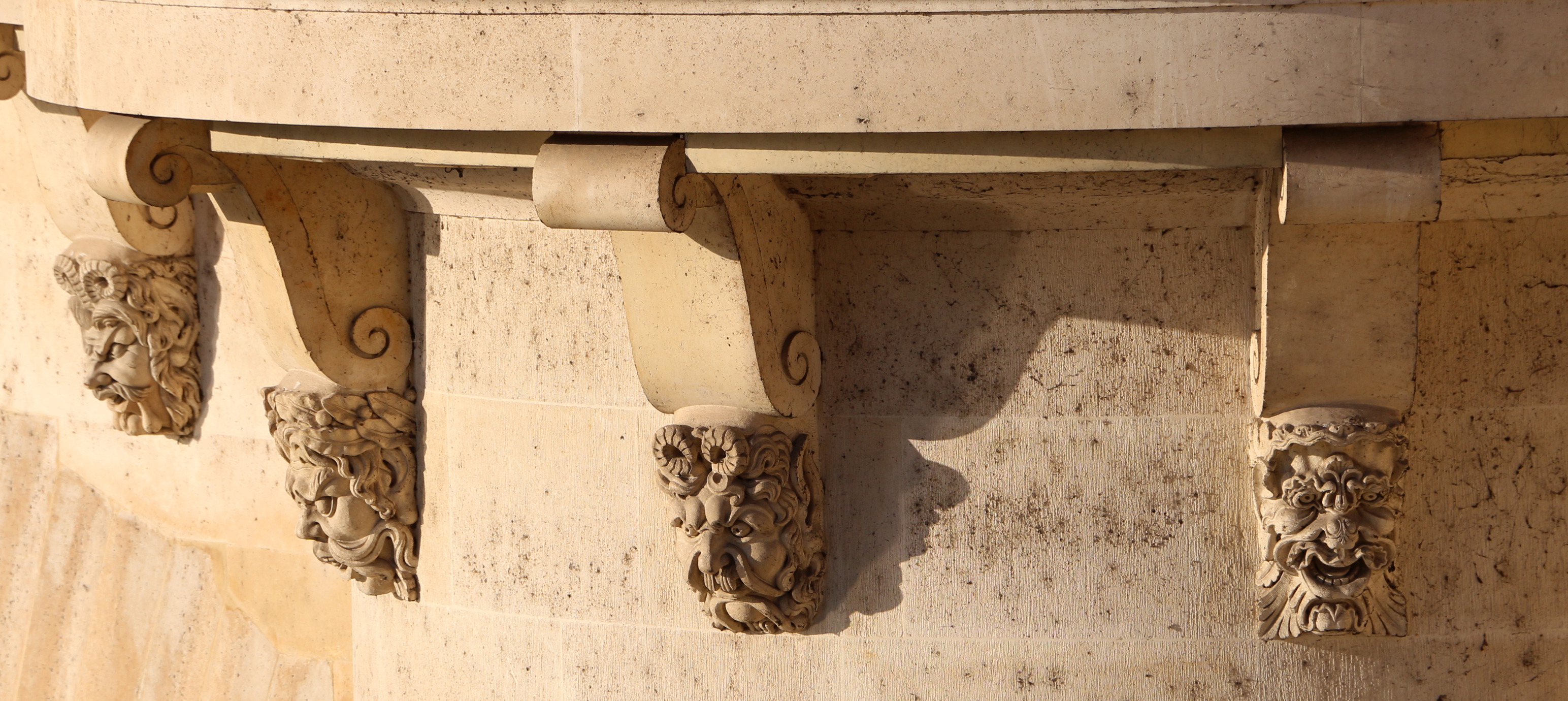
Mascarons du Pont Neuf (vers 1588, les six derniers originaux sont au musée Carnavalet).
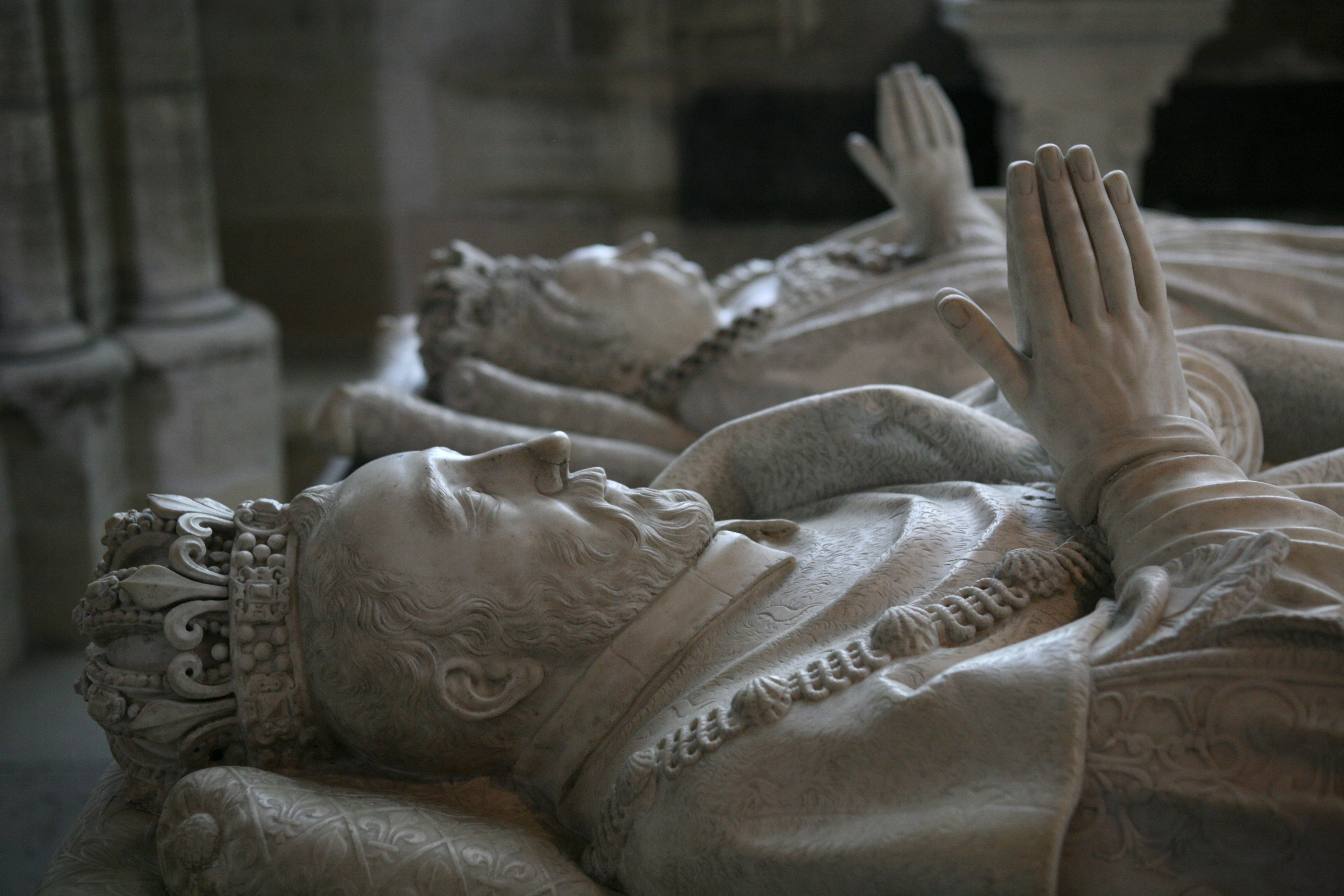
Gisants de Catherine de Médicis et Henri II (1583, basilique Saint-Denis).
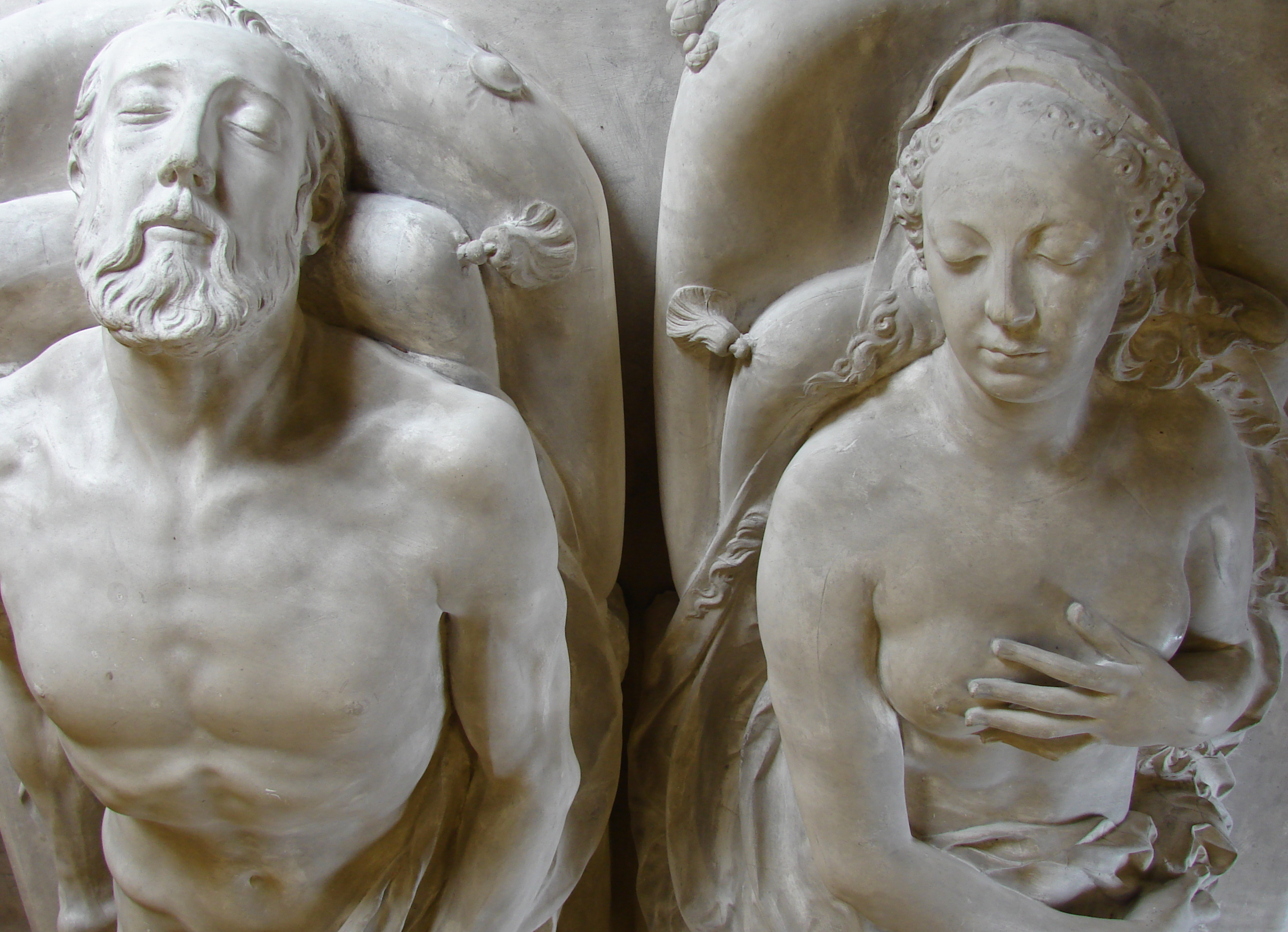
Annothomies (transis) du Monument funéraire d'Henri II (basilique Saint-Denis).
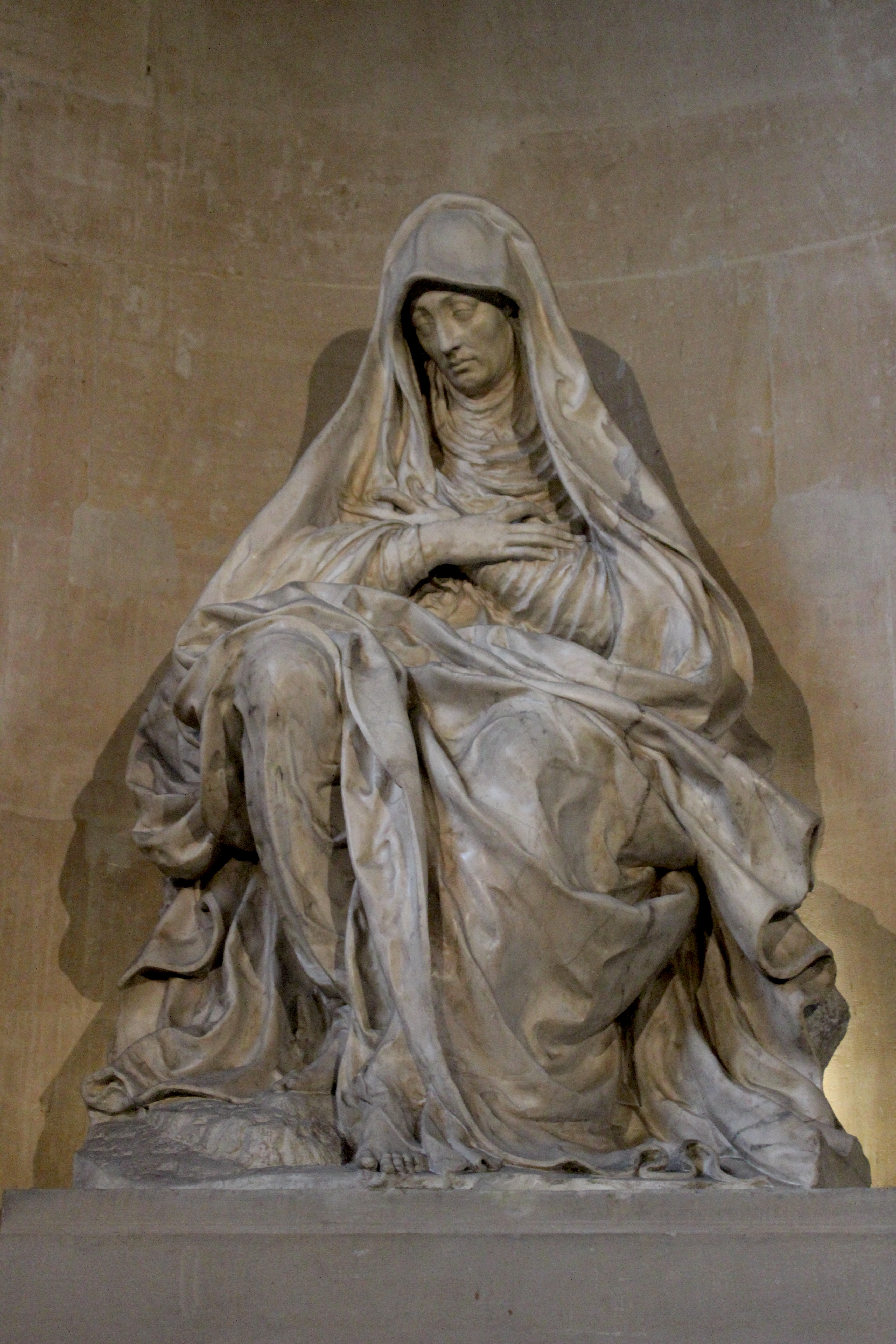
La Vierge de douleur (1586, église Saint-Paul-Saint-Louis)
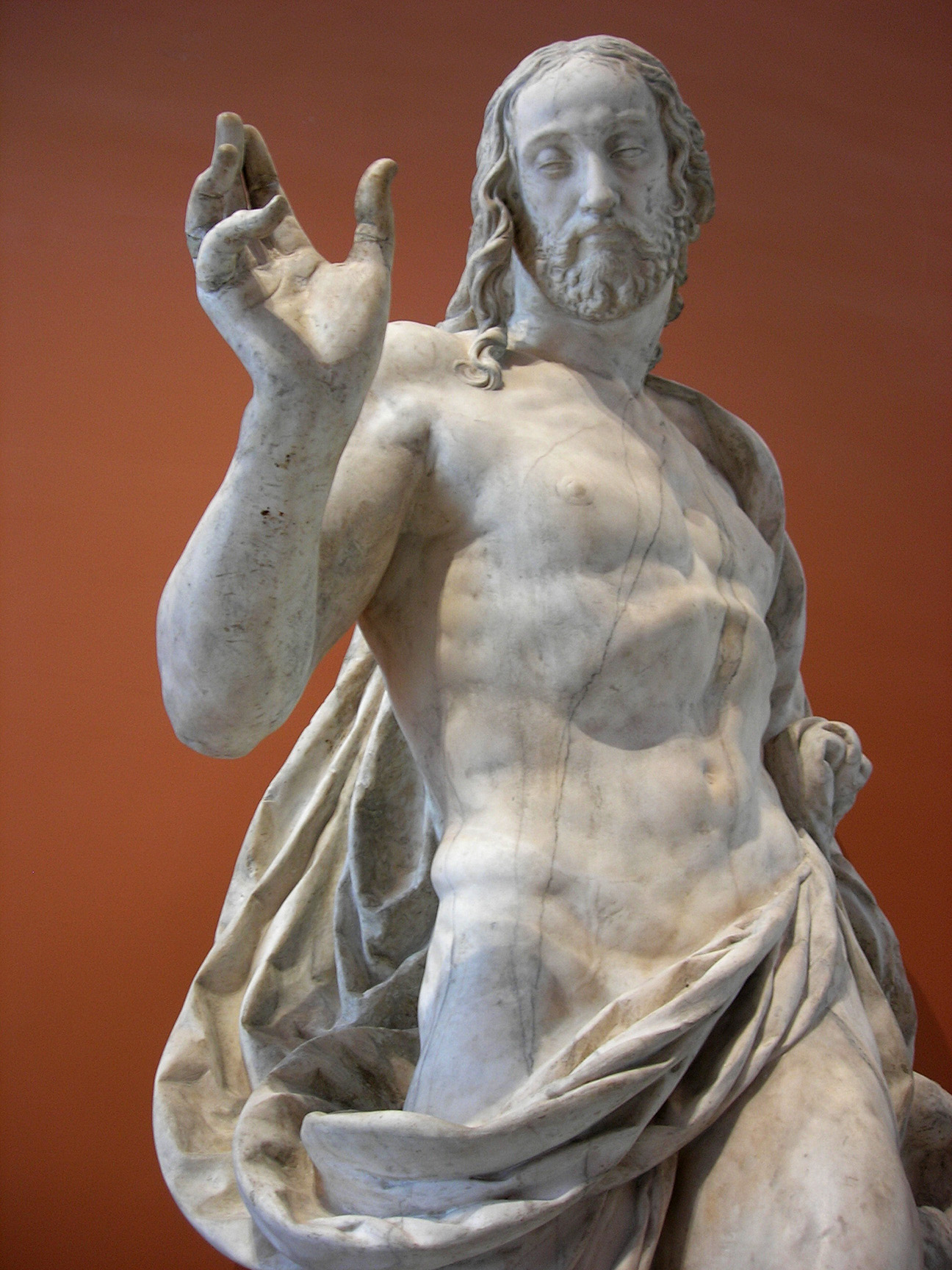
Christ de la Résurrection, vers 1572, Louvre).
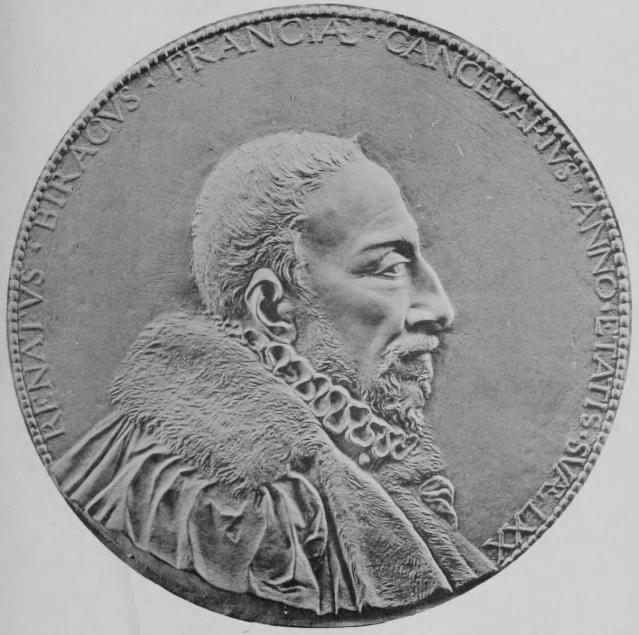
Médaillon du chancelier René de Birague (vers 1577, bronze, Louvre).
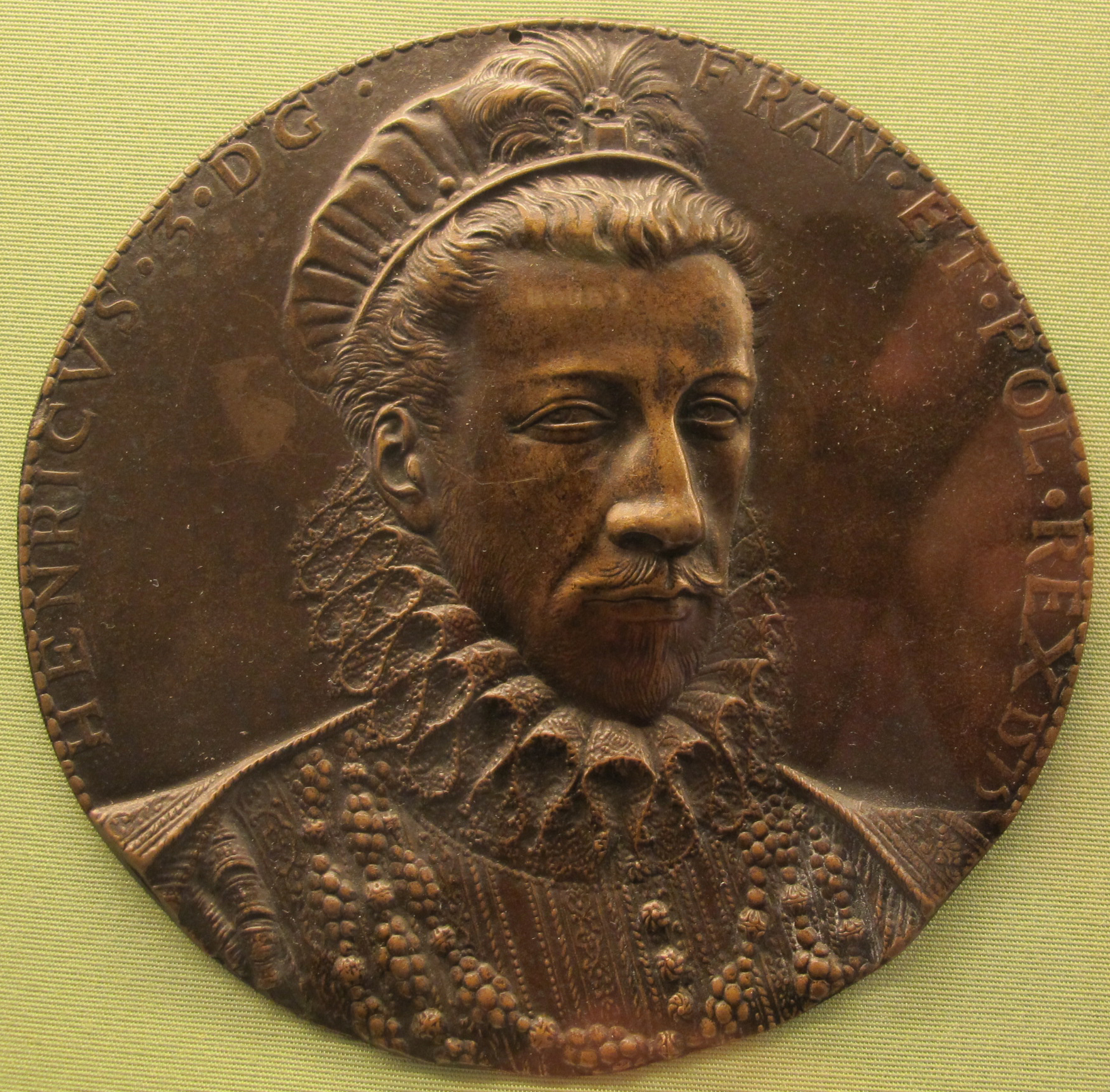
Médaillon d'Henri III (1575, château de Blois).
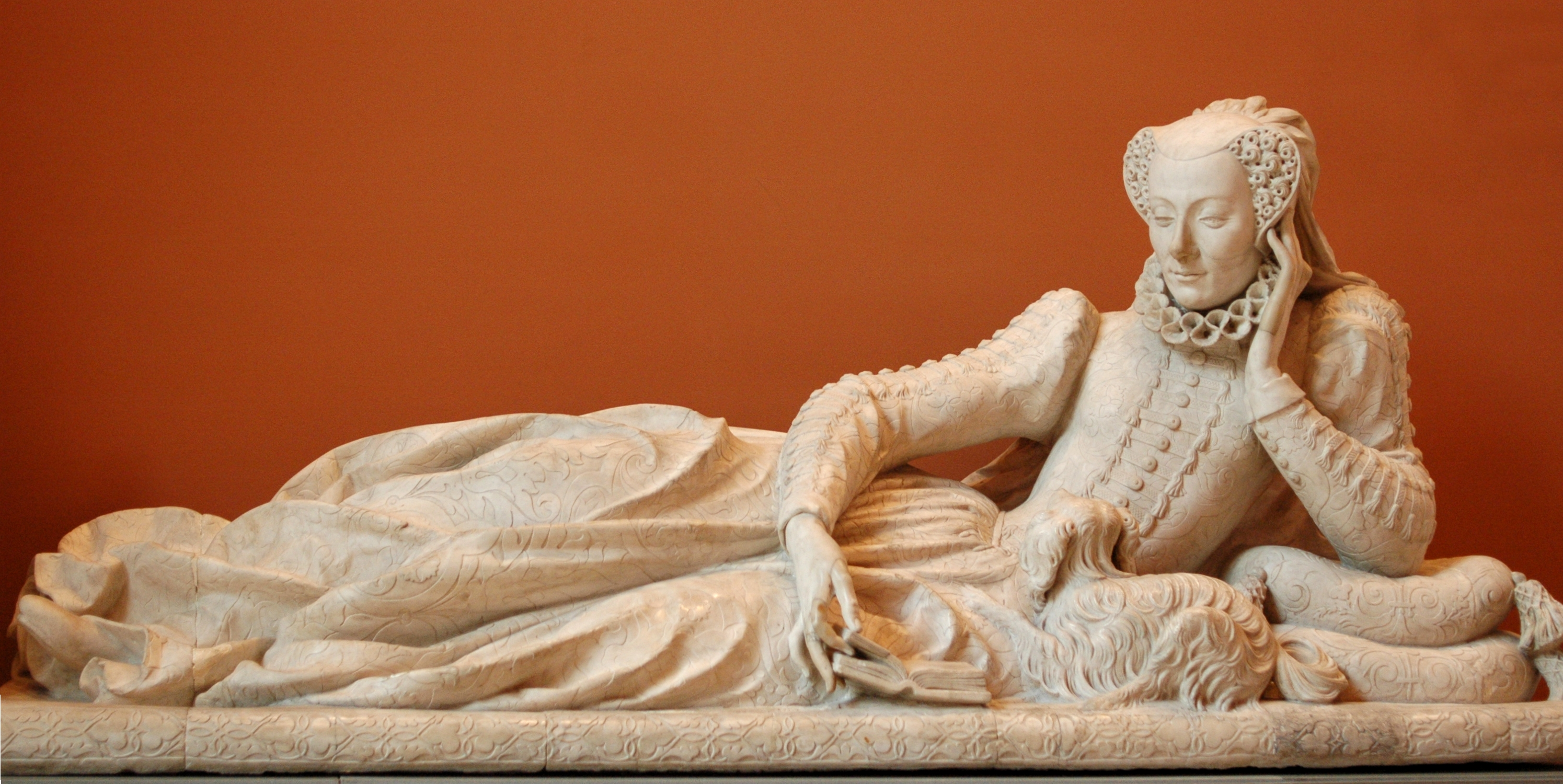
Tombeau de Valentine Balbiani du couvent Sainte-Catherine-du-Val-des-Écoliers de Paris (1574, Louvre).

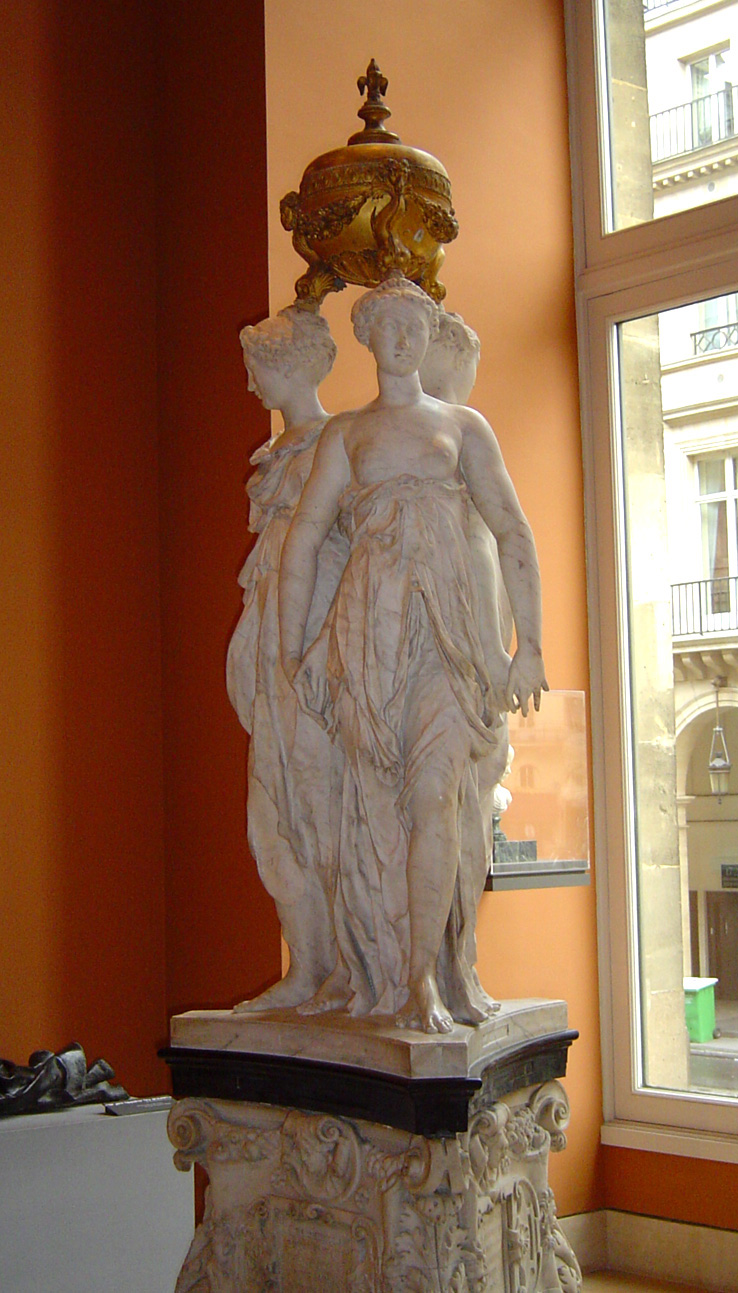
Les trois grâces, monument funéraire surmonté de l'urne qui contenait le cœur d'Henri II. L'ensemble provient du couvent des Célestins de Paris aujourd'hui disparu (1561, musée du Louvre).

Germain Pilon, né vers 1528 à Paris et mort en 1590 dans la même ville, est avec Jean Goujon, l'un des plus importants sculpteurs de la Renaissance française. Participant notamment à la réalisation des tombeaux des derniers Valois, ces œuvres témoignent de son appartenance au maniérisme.
Fils du sculpteur André Pilon, il s'initie auprès de ce dernier, et vraisemblablement avec Pierre Bontemps, au modelage de la terre cuite et à la taille de pierre. Aucune des créations d'André Pilon n'a pourtant été conservée, de sorte que l'on ne peut apprécier son style. Certaines commandes révèlent toutefois sa prédilection pour les statues en bois peint et pour la terre cuite. Alors qu'il est nommé contrôleur des Poinçons et Monnaies du roi, Germain Pilon apprend parallèlement l'art de la fonte et du ciselage du bronze.
En 1558, il est chargé par le surintendant des Bâtiments du roi, Philibert de l'Orme, de sculpter huit « génies funèbres » ou « figures de Fortune », destinés au tombeau de François Ier que Philibert de l'Orme édifie alors à la basilique Saint-Denis. C'est à cette occasion que Germain Pilon, alors jeune, réalise une statuette en marbre blanc qui constitue son premier ouvrage connu. Ce Génie funéraire (photo) rappelle fortement la sculpture de Michel-Ange et témoigne de la virtuosité de Germain Pilon à imprimer le mouvement. Il ne sera pourtant pas retenue pour orner le tombeau royal et se trouve aujourd'hui exposé au musée national de la Renaissance d'Écouen.
À la mort de Henri II, le Primatice obtint la charge de surintendant des Bâtiments et décide de conserver Germain Pilon parmi ses collaborateurs. Pour le château de Fontainebleau, l'artiste façonne des statues de bois, exécutées sous la direction du maître italien dont le style lui était désormais très familier. Ce n'est qu'avec le Monument du cœur de Henri II (photo) (Louvre) que l'on découvre dans toute sa plénitude l'art du sculpteur. Le monument qu'il conçoit se compose d'un piédestal décoré, supportant trois personnages féminins soutenant une urne funéraire sur leur tête. À Germain Pilon échoit la plus grande partie du travail de sculpture, notamment l'exécution des trois statues allégoriques en lesquelles on peut voir aussi bien les Trois Grâces que les Vertus théologales.
C'est encore sous le contrôle du Primatice que Germain Pilon crée ses œuvres suivantes. Lorsque Catherine de Médicis fait édifier un mausolée en rotonde à l'église abbatiale de Saint-Denis, Germain Pilon se trouve parmi les artistes responsables de la décoration sculptée. Il participe tout d'abord à la réalisation du tombeau du roi défunt et de la reine, à côté d'autres sculpteurs comme Girolamo della Robbia et Maître Ponce. Cependant, la plus grande partie des travaux finissent par lui incomber. Il est ainsi l'auteur des gisants, des priants, de deux Vertus de bronze et de deux reliefs de marbre appartenant à l'édicule. C'est dans le gisant de la reine, imitation d'une statue antique appelée aujourd'hui Vénus des Médicis, qu'il se libère le plus de ses attaches, peut-être parce qu'on l'y avait engagé. Les orants révèlent une grande liberté dans le mouvement et une reproduction très personnelle de la physionomie qui permettent de constater que Germain Pilon a abandonné le gothique tardif pour l'art de la Renaissance.

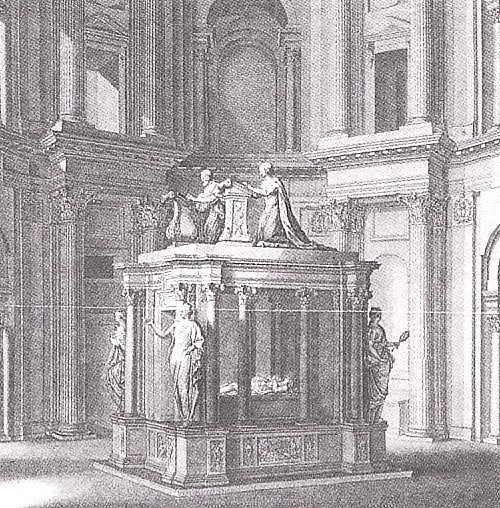
La Rotonde des Valois restée inachevée en 1589 : vue intérieure de Pierre Giffart représentant le tombeau de Henri II et de Catherine de Médicis, avec aux angles, les vertus théologales de Germain Pilon (XVII), Bnf).

À partir de 1570, Germain Pilon, désormais très occupé, possédait à Paris un grand atelier. Parmi ses réalisations du moment ont été conservées la Vierge de Notre-Dame-de-la-Couture (Le Mans) et les principales sculptures du tombeau de Valentine Balbiani (morte en 1572). Dans ce tombeau, où se mêlent des éléments italiens et français, la défunte est représentée, selon la tradition française, sous deux aspects. Valentine Balbiani, vêtue d'un costume somptueux, à demi étendue, s'appuyant sur un coude et feuilletant un livre, correspond à un type italien déjà bien connu en France avant Germain Pilon. Pour autant, selon la tradition française, le bas-relief placé au-dessous présente la défunte en gisante avec un réalisme si impressionnant qu'elle place l'œuvre dans la tradition des transis « cadavéreux » de la sculpture médiévale française. Aujourd'hui, la plupart des tombeaux exécutés par Germain Pilon ne sont plus connue que par des documents de commande ou des esquisses.
En 1572, l'artiste obtient la charge de « contrôleur général des effigies à la cour des Monnaies ». On lui doit alors la série de médaillons aux effigies des membres de la famille royale ainsi que divers bustes en marbre et en bronze, parmi lesquels se distinguent celui de Charles IX et celui de Jean de Morvilliers. Dans les dix dernières années de sa vie, alors qu'il est apprécié de l'aristocratie française, il dispose d'un vaste atelier : l'abondance des commandes et la réalisation des 380 mascarons du Pont Neuf, l'oblige à s'adjoindre ses fils, ainsi que des collaborateurs tel que Mathieu Jacquet dit Grenoble, lesquels assurent le succès du style de Germain Pilon sur plusieurs décennies.
Jusqu'à 1585 environ, Germain Pilon est occupé par de nouvelles sculptures en marbre destinées à la chapelle funéraire des Valois de Saint-Denis. Un pathos et un dramatisme nouveau caractérisent alors les dernières années de production du sculpteur. On retiendra notamment le Christ de la Résurrection avec deux soldats romains (Louvre), un Saint François d'Assise (Cathédrale Sainte-Croix de Paris des Arméniens) ainsi que deux nouvelles statues funéraires de Henri II et de Catherine de Médicis, représentés cette fois en gisants (Saint-Denis). La Vierge de Pitié, dernière réalisation de l'ensemble, emprunte à l'iconographie des scènes de dépositions de croix ou de mises au tombeau, son voile retombant en avant du visage ainsi que ses mains croisées sur la poitrine. Dans le tombeau de René de Birague, réalisé vers 1583, Germain Pilon reprend la tradition médiévale en peignant le bronze de l'orant tout en faisant disparaître presque entièrement le corps du défunt sous l'ample manteau aux plis profonds dont la longue traîne est aujourd'hui disparue. Dans les dernières années de sa vie, le relief en bronze de la Déposition du Christ (aujourd'hui conservé au Louvre), s'inspire de la Déposition du Christ exécuté vers 1544 par Jean Goujon (Louvre).

### Hugues Sambin (1520-1601)

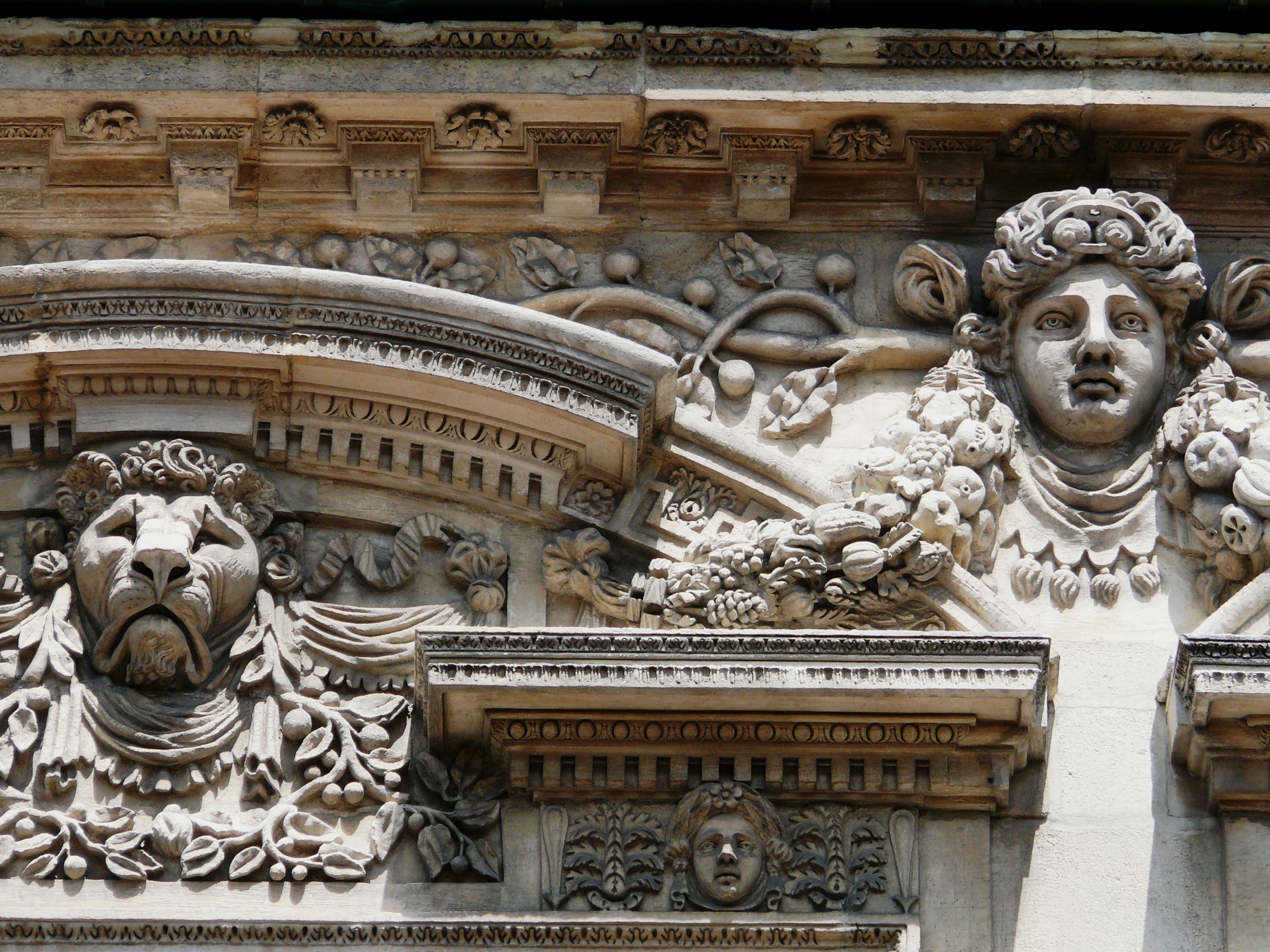
Maison Maillard à Dijon (1561).
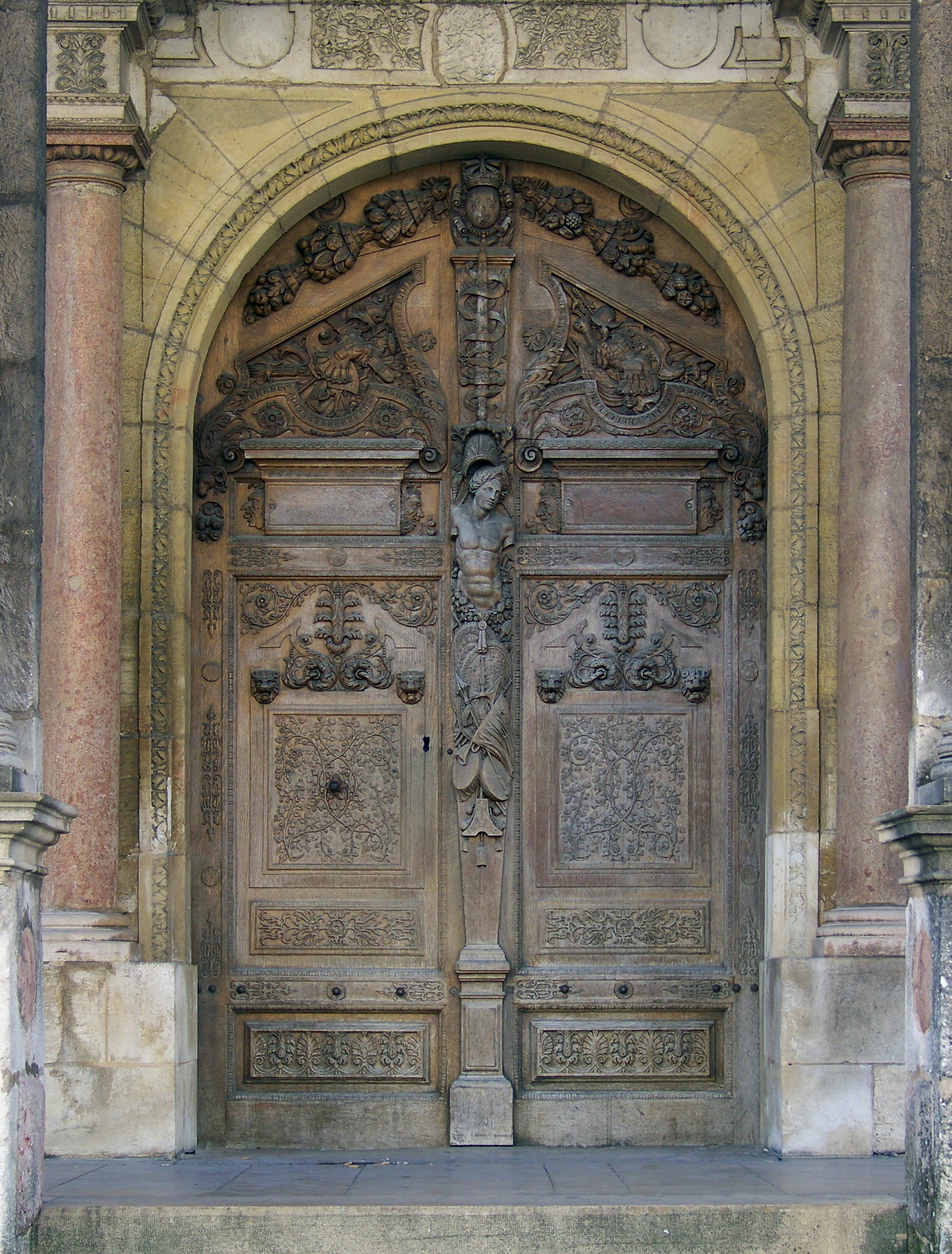
Porte du Scrin (1580, ancien Parlement de Bourgogne à Dijon).
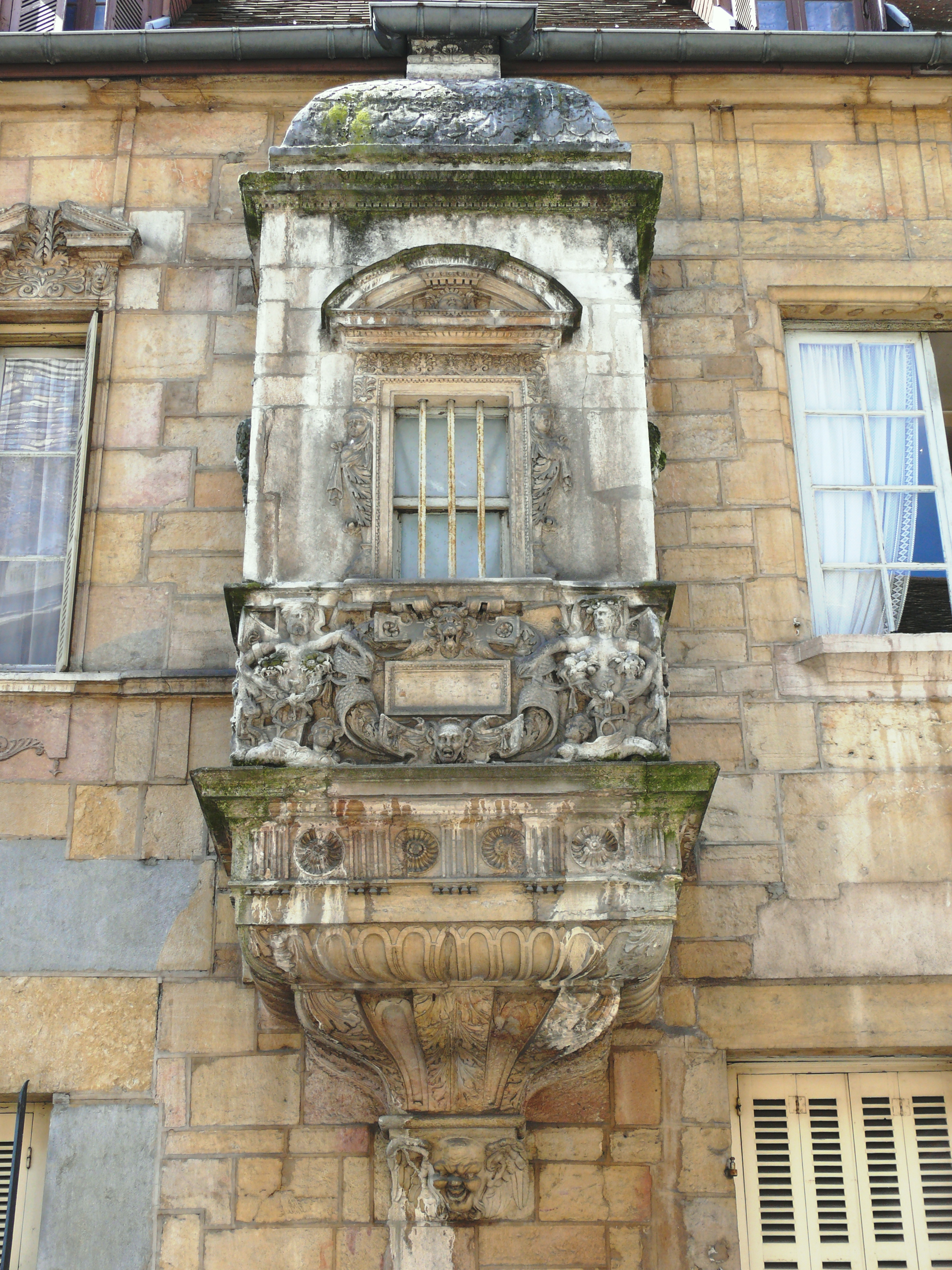
Hôtel Bénigne Le Compasseur (1573-1581, Dijon).
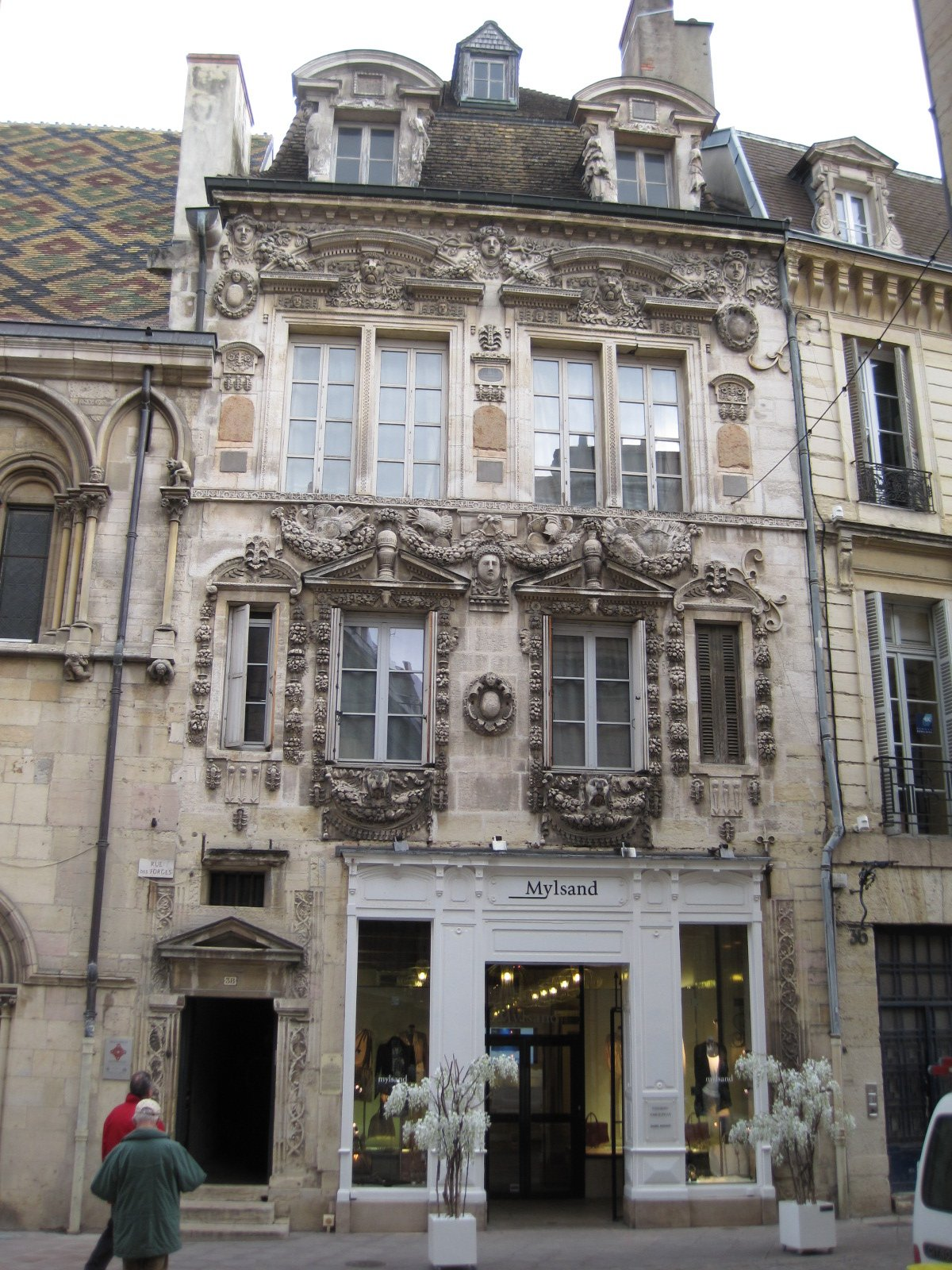
Maison Maillard à Dijon (1561).
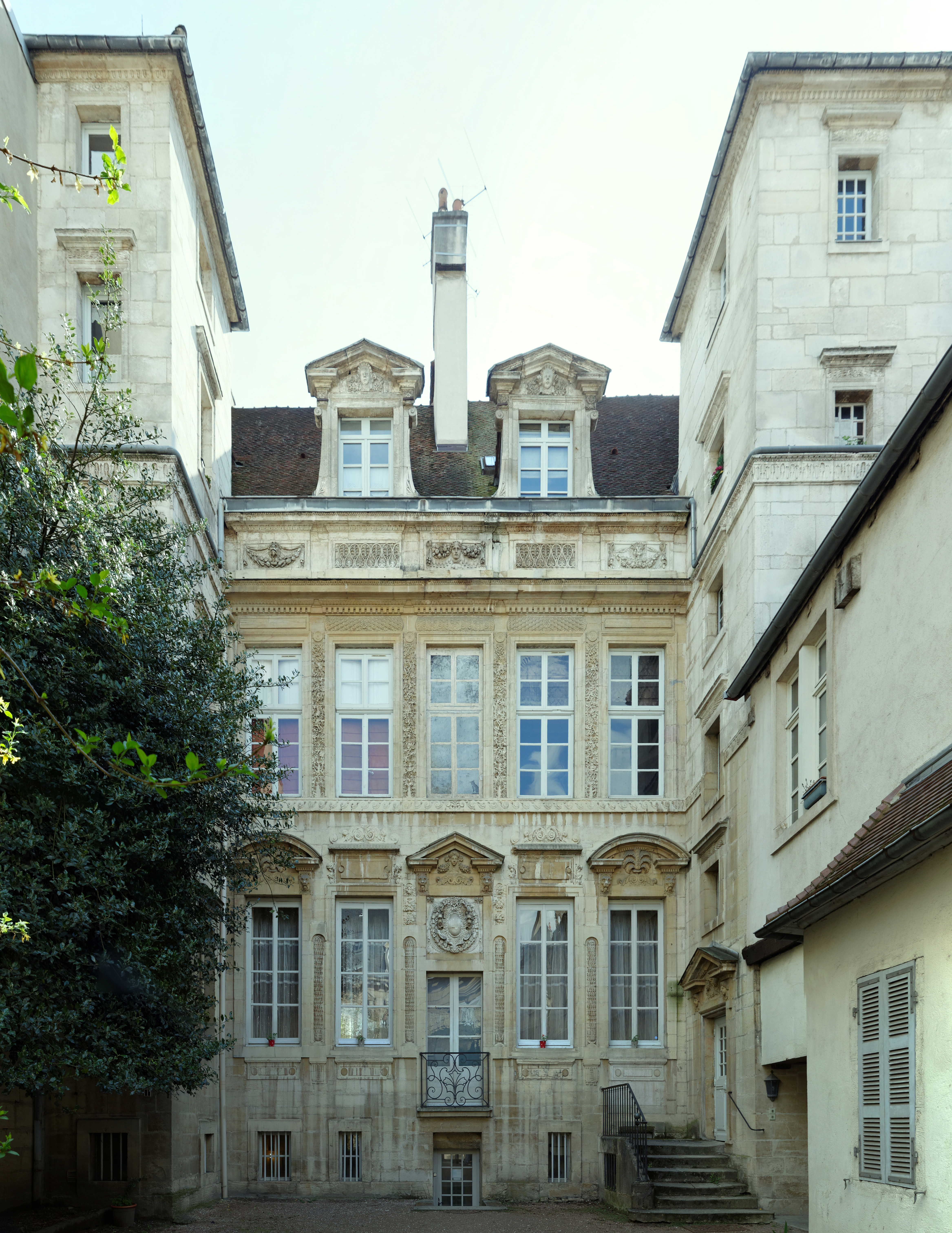
Hôtel Fyot-de-Mimeure (1562).
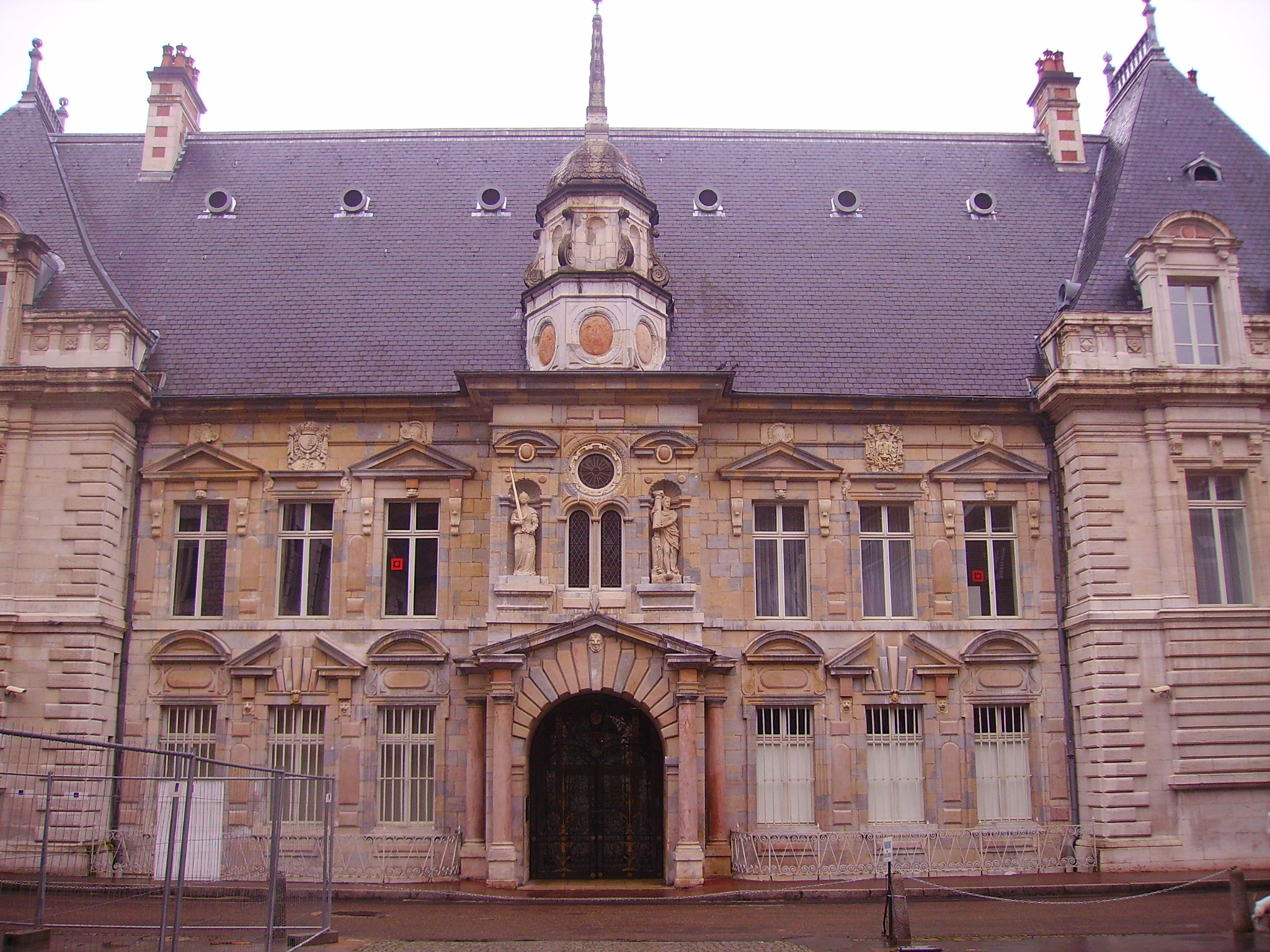
La façade de l'ancien Parlement de Besançon (1585).
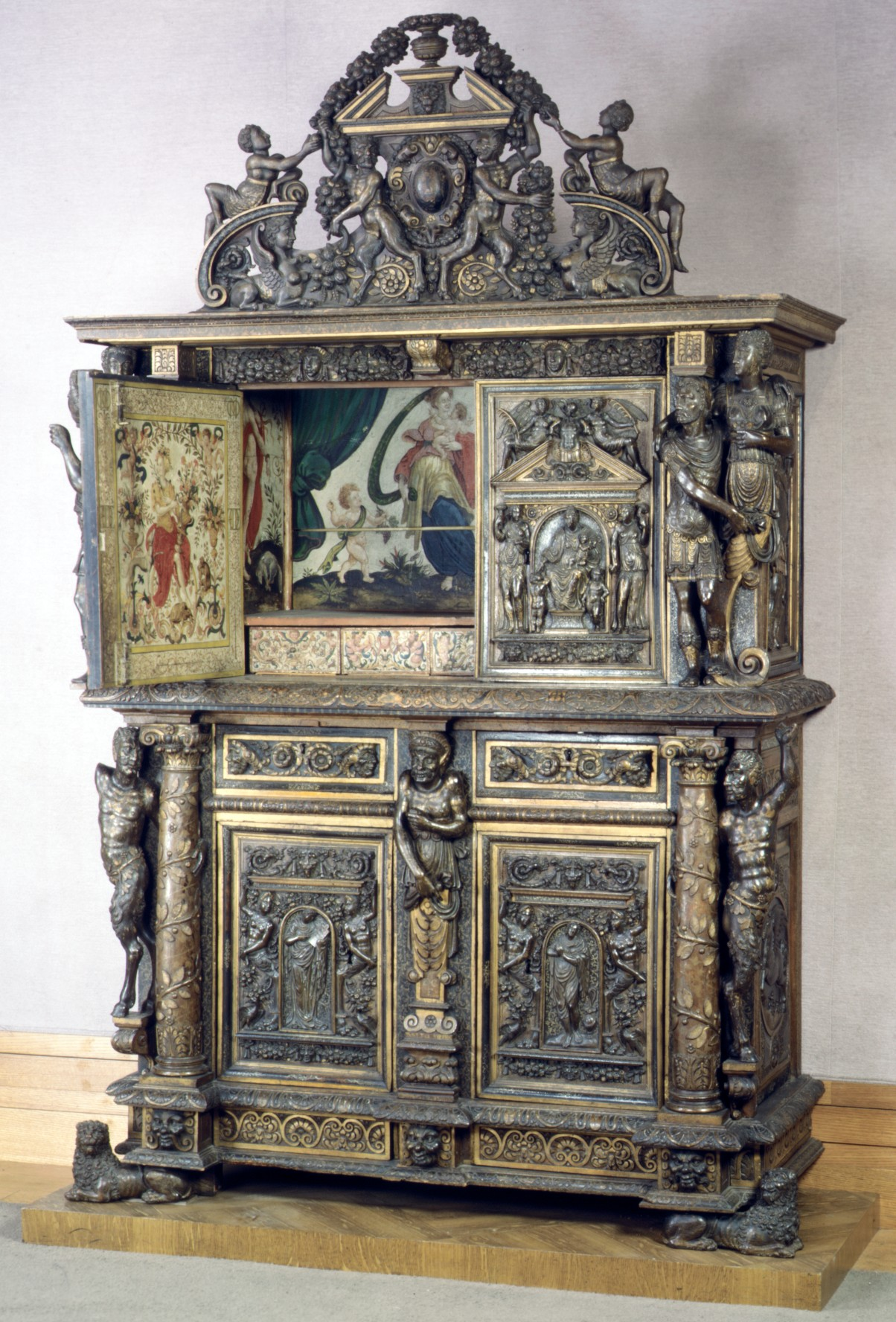
Cabinet (XVIe s., Metropolitan Museum, New York).

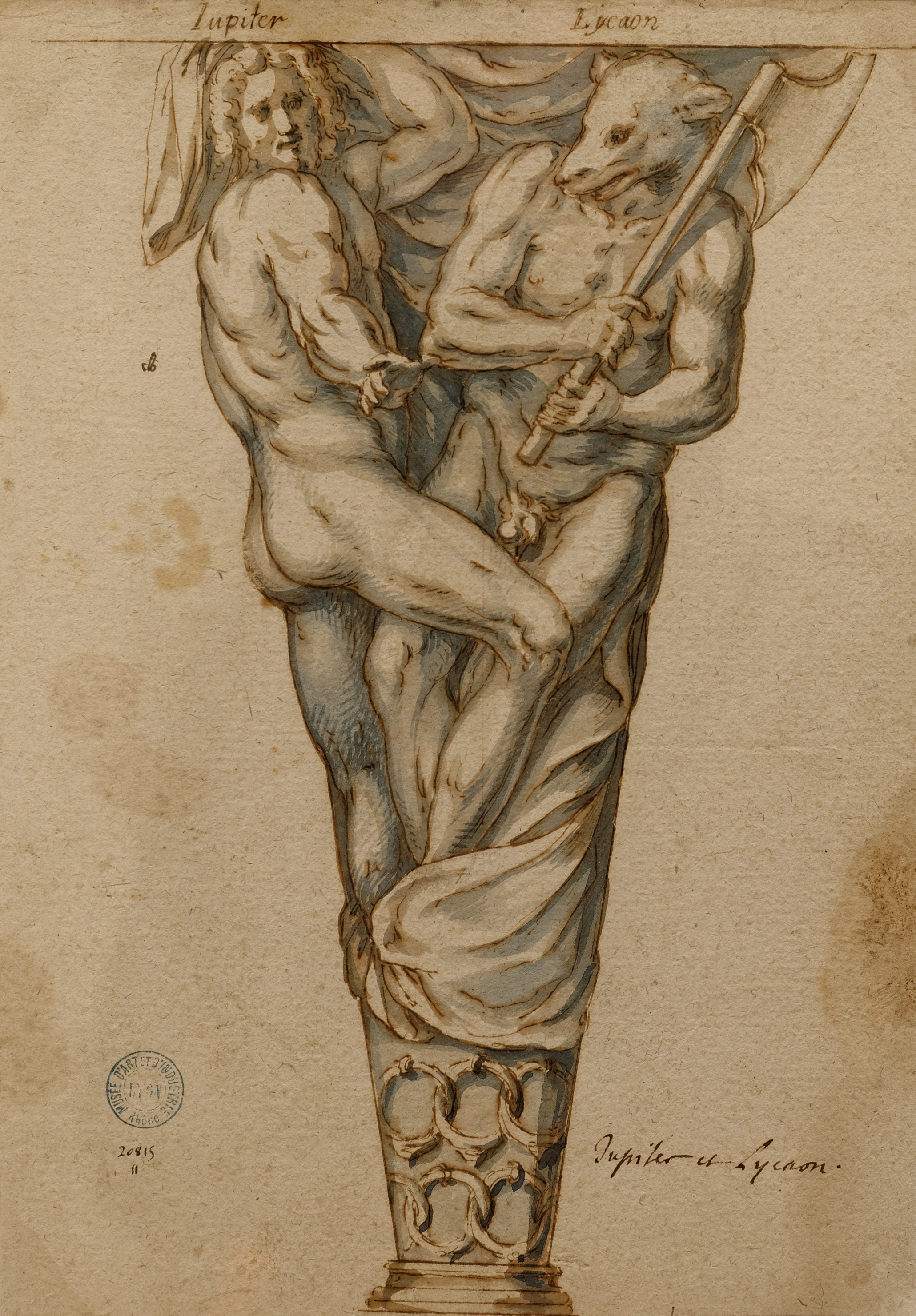
Dessin de Jupiter et Lycaon (1595, musée des Tissus et des Arts décoratifs de Lyon).

Hugues Sambin (1520-1601) est une figure artistique caractéristique de la Renaissance par la variété de ses centres d’intérêt et par l’étendue de ses talents. Il exerça une influence durable sur le répertoire ornemental de son temps.
Comme beaucoup d’artistes de son époque, Hugues Sambin réunit de nombreuses qualités : menuisier (ce terme désigne les artisans qui construisent les meubles), sculpteur, ingénieur hydraulique, architecte, décorateur ainsi que graveur.
Bien qu'il travaille partout en France, il s’est vite imposé dans l’Est de la France, principalement à Dijon et Besançon pendant la seconde moitié du XVIe siècle (où il obtient le titre officiel d’architecte). Il apparaît alors comme l'une des rares personnalités de la région capable de proposer des plans pour la réalisation de fortifications (Salins-les-Balins, Dijon) ou de projets pour divers chantiers urbains : on lui attribue notamment certaines maisons de Dijon dont l'hôtel Fyot-de-Mimeure (1562), la maison Maillard (1561) ou encore la porte du Scrin de l'ancien parlement de Bourgogne (1580). Malgré ces engagements, l'artiste parvient à conserver une intense activité dans la confection de meubles dont plusieurs exemples sont encore exposés dans les musées. Pour autant, on dispose d’assez peu d’éléments sur sa vie et un certain nombre d’œuvres lui sont attribuées sans être authentifiés avec certitude : une armoire à deux portes aux Arts décoratifs de Paris et au musée du Louvre (vers 1580), la table des Gauthiot d'Ancier au musée du Temps de Besançon et deux autres meubles au musée de la Renaissance d’Écouen et au Metropolitan Museum de New York.
Né à Gray vers 1520 d’un père menuisier, de la Bourgogne d'Empire ou Franche-Comté, il s'initie très tôt à l'art de la menuiserie et de la charpente, ainsi qu'à l'architecture. Durant l’année 1544, l'artiste travaille dans l'équipe des menuisiers du château de Fontainebleau, sous la direction du Primatice, et surtout avec le dessinateur Sebastiano Serlio, qui utilisent notamment la technique italienne du designo.
C'est à la suite de cette expérience que le jeune compagnon fait peut-être un voyage en Italie, car il montrera par la suite une parfaite connaissance de la sculpture et de l'architecture ultramontaine.

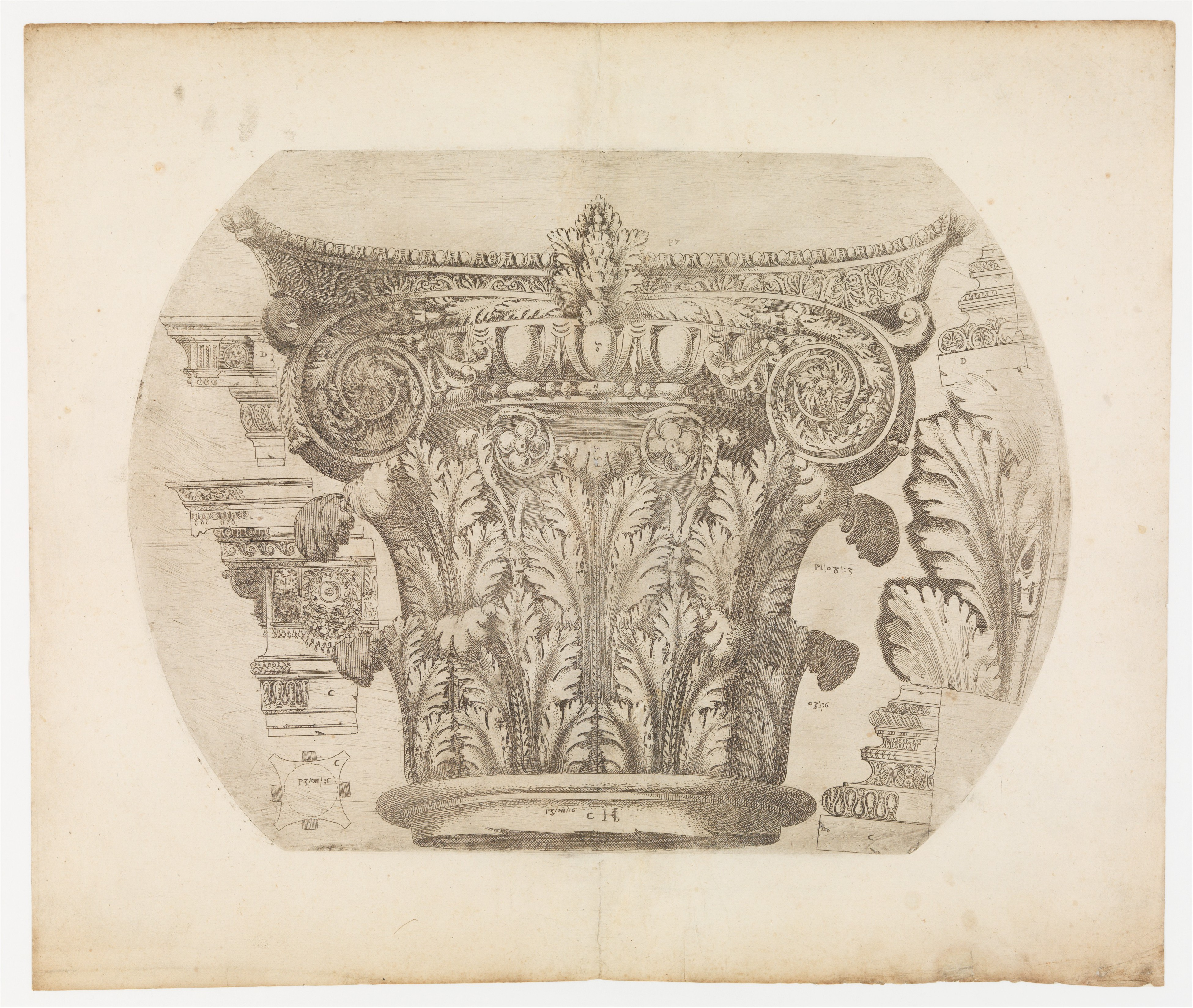
Dessin d'un chapiteau corinthien (1554–60, Metropolitan Museum of Art de New York).

Revenu à Dijon en 1547, il épouse la fille de Jean Boudrillet, maître menuisier, dont il reprend, quelques années plus tard, en 1564, la direction pratique de l'atelier après avoir été reçu entre-temps maître menuisier en 1548. Il sera par ailleurs juré de la corporation à plusieurs reprises. À l'époque, l'activité la plus prospère de l'atelier Boudrillet reste la fabrication de meubles et d'armoires qui, sous l'influence d'Hugues Sambin, seront dès lors conçus suivant les codes graphiques du designo comme une véritable « encyclopédie de l'architecture » de son temps. Reconnu, l'artiste devient l’un des chefs de file de l’art du mobilier bourguignon, surtout actif pour de riches commanditaires de Bourgogne et de Franche-Comté. C'est ainsi qu'en 1550 la ville de Dijon lui commande trois statues pour l’entrée triomphale du duc d’Aumale.
Poursuivant son activité de sculpteur, il termine peu avant 1560, la réalisation d'une œuvre sur le Jugement dernier, conçue pour orner le portique central de l'église Saint-Michel de Dijon, devenant par la suite, en 1564, surintendant et conducteurs des travaux effectués en vue de l'accueil du roi Charles IX à Dijon.

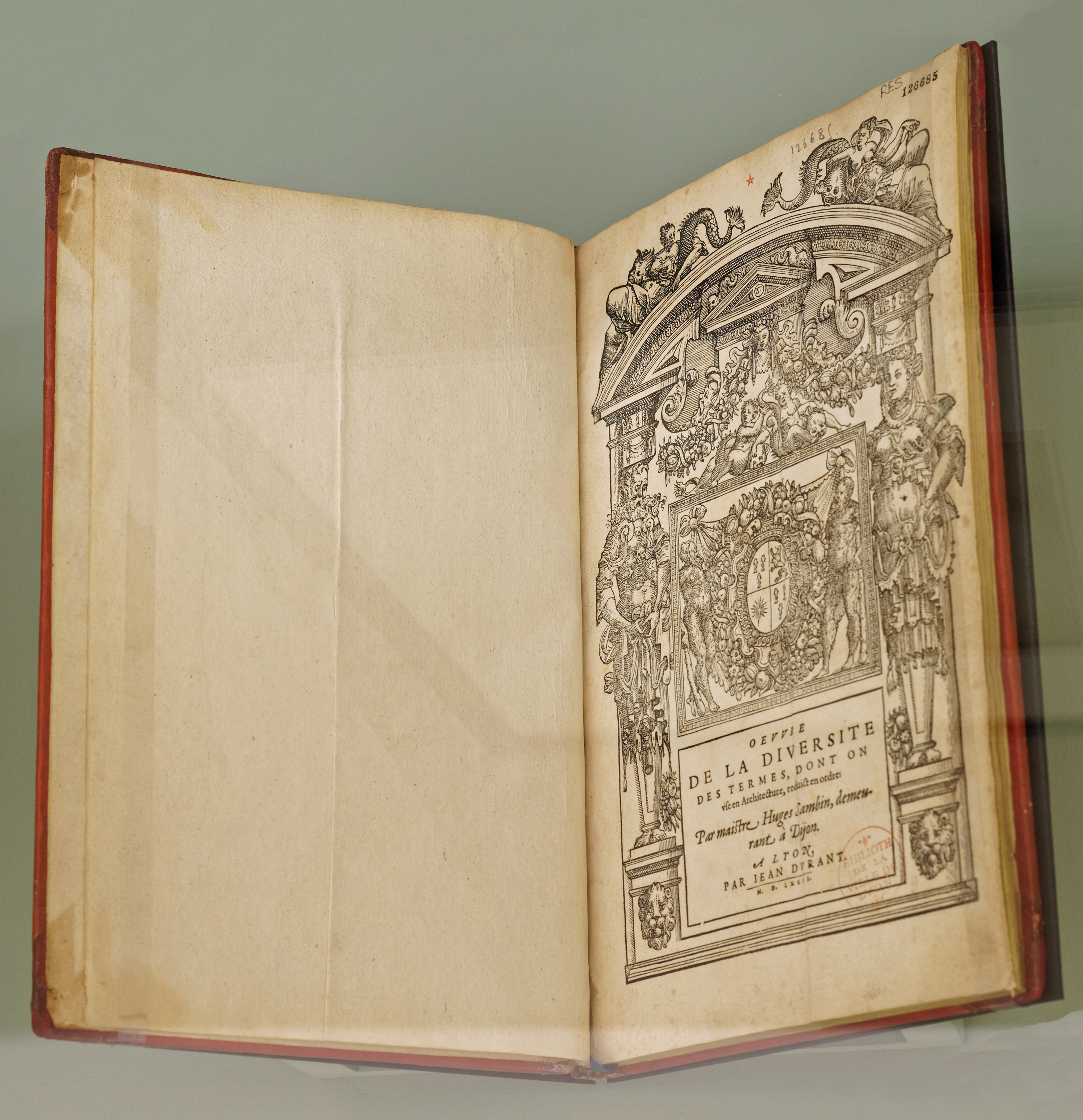
Frontispice du recueil dessiné par Hugues Sambin : Œuvre de la diversité des termes dont on use en architecture, imprimé à Lyon, chez Jean Marcorelle et Jean Durand (1572, Bibliothèque municipale de Lyon).

Malgré tout, il semble que la mort de son beau-père en 1565 lui fasse perdre le contrôle technique de l'atelier de menuiserie : Maistre Sambin diversifie alors son activité à titre individuel, s'éloignant probablement de l'atelier Boudrillet, où il ne travaillera plus qu'occasionnellement. Désormais, de plus en plus fréquemment loin de Dijon, il travaille régulièrement, particulier comme dessinateur, ornemaniste, ingénieur et architecte.
De passage à Lyon en 1572, il fait paraître un important recueil constitué de 36 planches gravées, intitulé Œuvre de la diversité des termes dont on use en architecture, qui faisant preuve d’une imagination débridée, représente encore aujourd'hui un travail remarquable de classification des ordres d’architecture suivant le modèle antique. Ses activités le mème quelques années vers les Pays-Bas espagnols, se faisant alors engager comme sculpteur et menuisier par le gouverneur de Luxembourg. C'est ainsi son influence touchera non seulement les peintres de Bourgogne et de Lorraine, voire d'Allemagne du Sud, mais également des architectes et des décorateurs, à l'instar de Joseph Boillot ou Wendel Dietterlin.
En 1571, l'artiste semble retourner momentanément en France-Comté puis en Bourgogne où il recevra le titre d'architecte de la ville de Dijon. En 1581, les gouverneurs de Besançon lui commandent la façade sur cour de l'ancien parlement de Besançon (actuel palais de justice) dont il supervise les tâches entre 1582 et 1587, tout en réalisant en parallèle les plans du toit à l'impériale de la tour de croisée de la collégiale Notre-Dame de Beaune, réalisé entre 1580 et 1588.
On peut conclure, qu'Hugues Sambin restera fortement influencé, tout au long de sa carrière, par son passage au sein des équipes de Fontainebleau. Le système ornemental élaboré par le Rosso et le Primatice notamment dans la galerie François Ier, explose littéralement dans l'ensemble de son œuvre. Marqué pour toujours par ce court séjour bellifontain, ses racines bourguignonnes n’en demeurent pas moins présentes, s'exprimant notamment par sa prédilection pour certains ornements régionaux comme le fameux « chou bourguignon » ou encore l'emploi de rinceaux de lierre en lieu et place des traditionnels motifs d’acanthe.
Parallèlement, les termes (éléments d’architecture sculptés, composés d’un buste humain se terminant en gaine) dessinés et sculptés par Hugues Sambin connaissent un grand succès en France, dans la seconde moitié du XVIe siècle, en particulier à l’échelle du mobilier lyonnais, qui vient dès lors très semblable, du point de vue décoratif, au mobilier bourguignon : un véritable « style Sambin » est ainsi né, marquant la seconde moitié XVIe siècle.
C'est par des comparaisons effectuées avec son recueil, qu'on a attribué à l'artiste non seulement, tout meuble mêlant des termes à une accumulation de motifs ornementaux mais également, par extension, toute architecture au décor exubérant. Pour autant, il persiste d'assez grandes difficultés à prouver les commandes ou œuvres réalisées par Hugues Sambin et son atelier, car elles ont été imitées ou copiées sans vergogne y compris au XIXe siècle sous le nom de « Style Henri II ».

## Le Mobilier
Durant toute la Première Renaissance française, le mobilier n'évolue guère et reste dans la continuité du Style Louis XII. Pour autant, l'ornementation abandonne définitivement les derniers éléments gothiques du style précédent tels que les pinacles, les orbes voie flamboyants ou encore les arcs brisés en accolade pour une décoration de purement Renaissance composée principalement de médaillons et d'arabesques.
Il faut attendre le règne d'Henri II pour constater une réelle évolution avec des productions aux formes architecturales marquées, le plus souvent ornées d'incrustation de marbre et de plaques en camaïeu de bronze. Cette période marque d'ailleurs l'apparition de nouveaux meubles comme le caquetoire (ou caqueteuse), la chaise à bras, la chaise à vertugadin, le siège tenaille (également dit savonarole, ou faudesteuil) et le retour en force du siège pliant à piétement en X, apparus dès le VIIe siècle (Trône en bronze du roi Dagobert).
Ces créations de la Renaissance imitées dès le milieu du XIXe siècle sous l'appellation style Henri II, fait qu'aujourd'hui les meubles authentiques sont devenus rares et restent extrêmement restaurés et modifiés.

### Techniques et outillage
- Le garnissage : Pour les sièges, les surfaces dures en bois naturel seront progressivement remplacées par une garniture de cuir, de tapisserie ou de tissu fin. Tendu sur des sangles et rembourré de feutre.
- La marqueterie : Au XIVe siècle, la marqueterie est remise à la mode en Toscane. Le bois de rapport d’une épaisseur de 3 à 5 millimètres est taillé soit au ciseau, soit avec des instruments de sciage, proches des outils du menuisier. Le décor en placage recouvre entièrement un support en bois ordinaire. Les éléments sont découpés, ombrés à la chaleur et ajustés pour être collés sur leur support les uns après les autres. Le XVe siècle est une époque importante dans le développement du décor marqueté. À Florence, une école va se créer, spécialisée dans le décor marqueté : les Intarsiatoris. Benedetto da Maiano fut le représentant le plus illustre du procédé à incrustations : l’intarsia. Les incrustations (Le tarsia atoppo et tarsia certosina). Les entrelacs géométriques sont des bandes préparées en bloc et incrustées dans la masse du bois (tarsia atoppo). La représentation d'une ville traitée en perspective, est le sujet préféré des artistes du Nord de l'Italie et est réalisée avant le montage et incrustée ensuite (tarsia certosina).
- Technique dite « mauresque » : Cette technique consiste à faire des incisions profondes que l'on remplit de filets de pâte blanc ivoire dits à « la mauresque » ou « mauresque blanche » ; les motifs préférés sont les enroulements de rinceaux très fins.

### Meubles courant

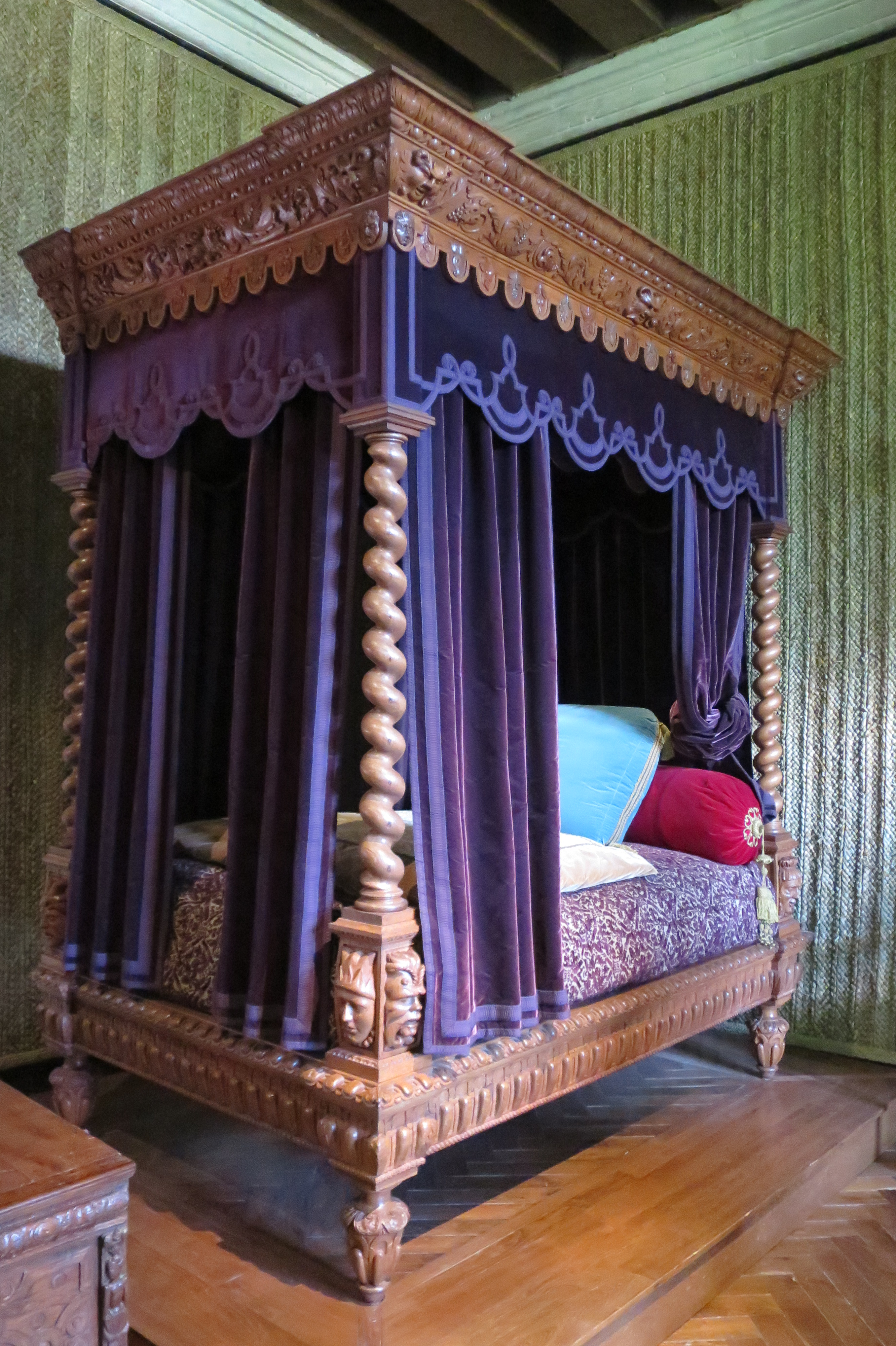
Lit à quenouilles (copie de 1840, château d'Azay-le-Rideau).
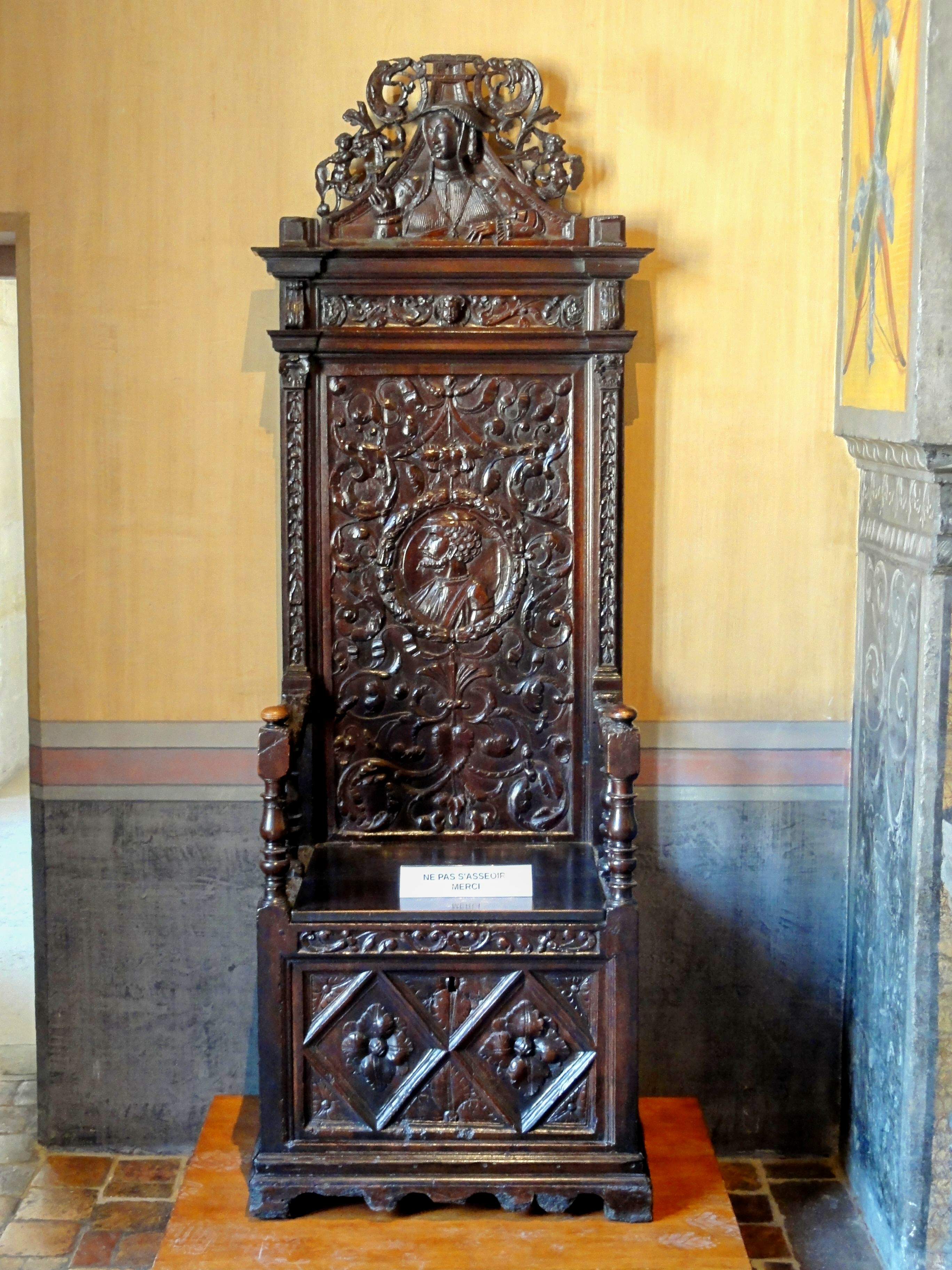
La Chaire (vers 1530, château d'Écouen).
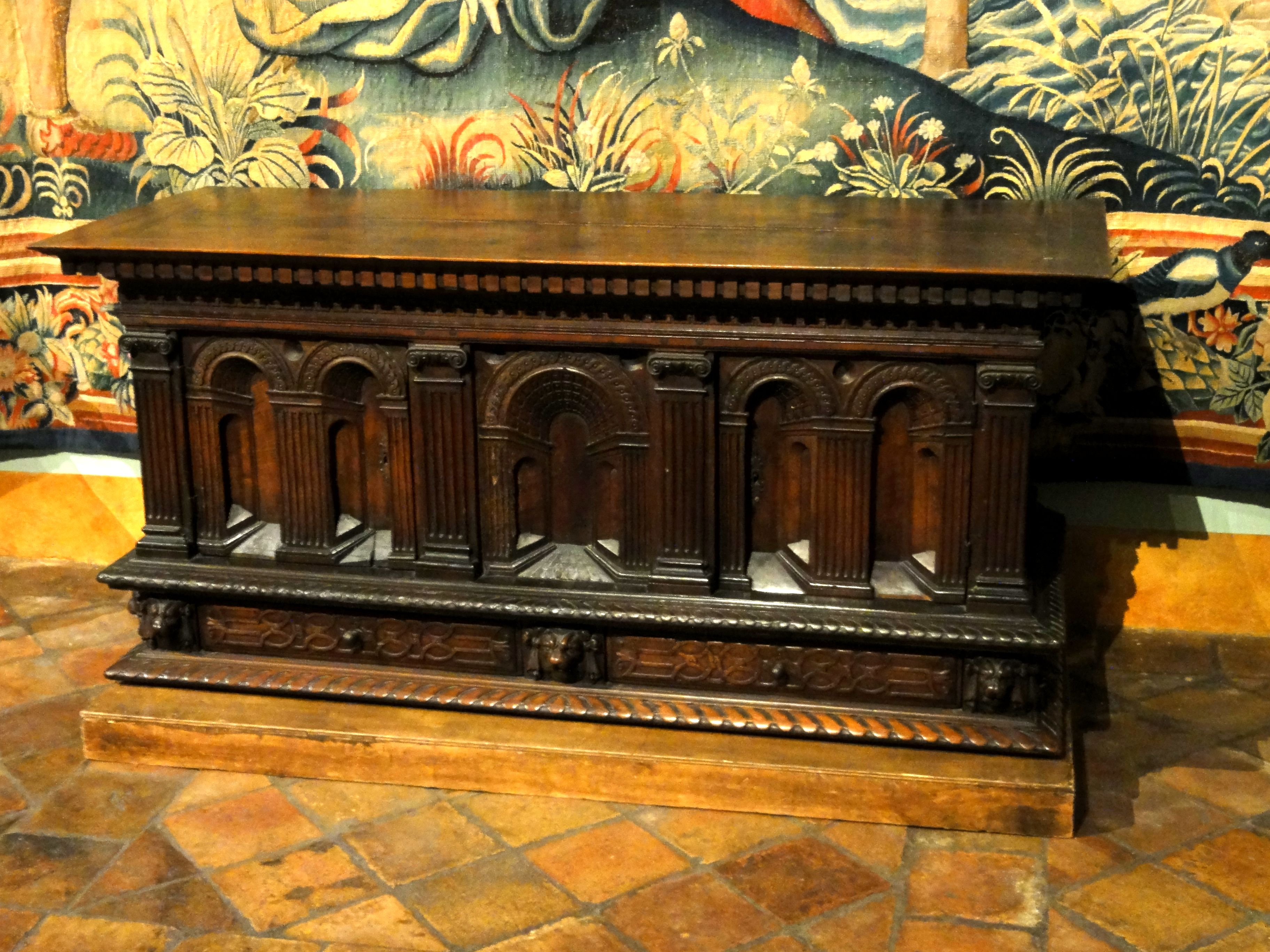
Coffre dit de Catherine de Médicis (XVIe siècle quart du XVIe siècle, château d'Écouen).
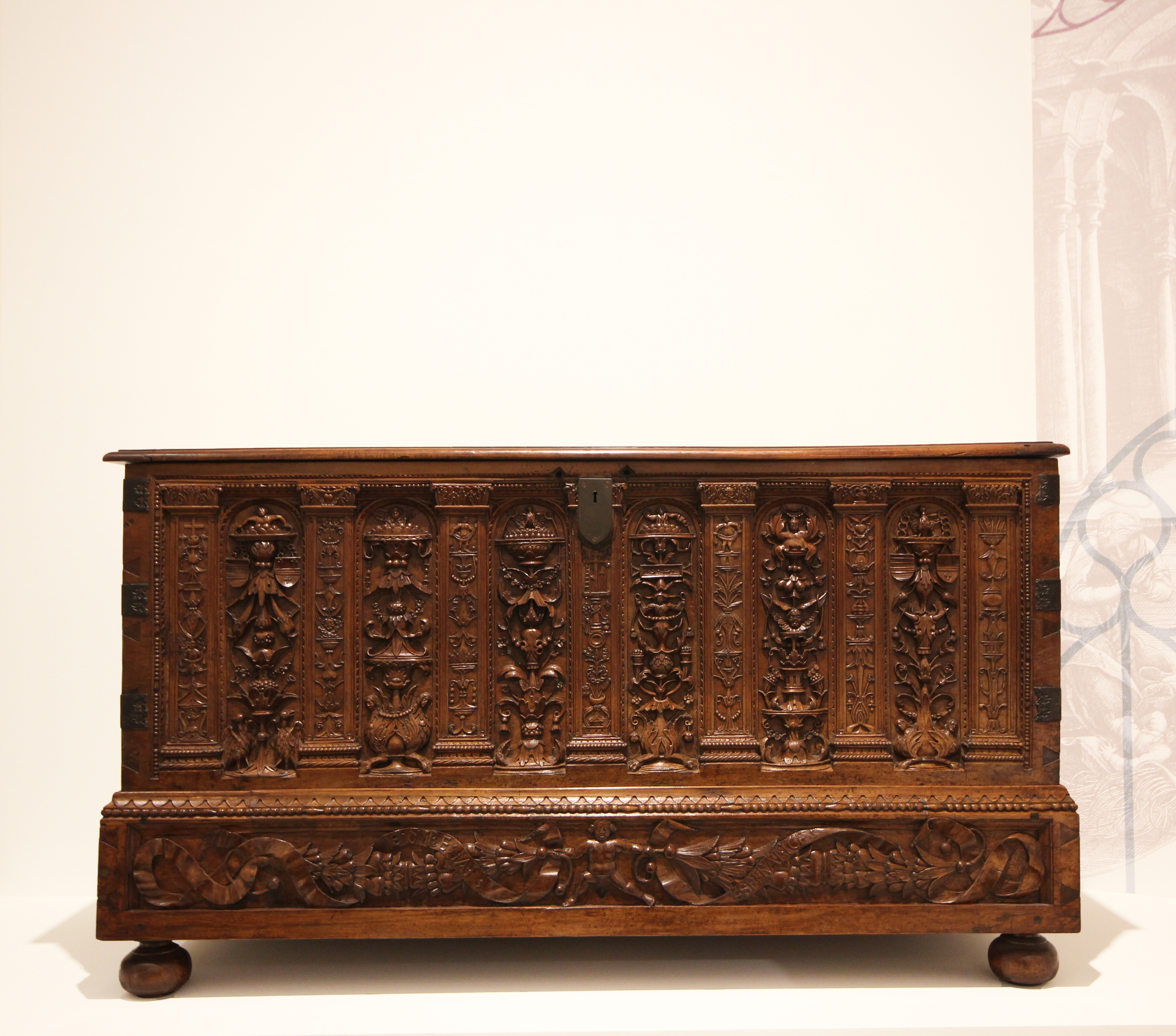
Coffre de mariage aux armes des familles Bertholon et Bellièvre (1512, musée des Beaux-Arts de Lyon).
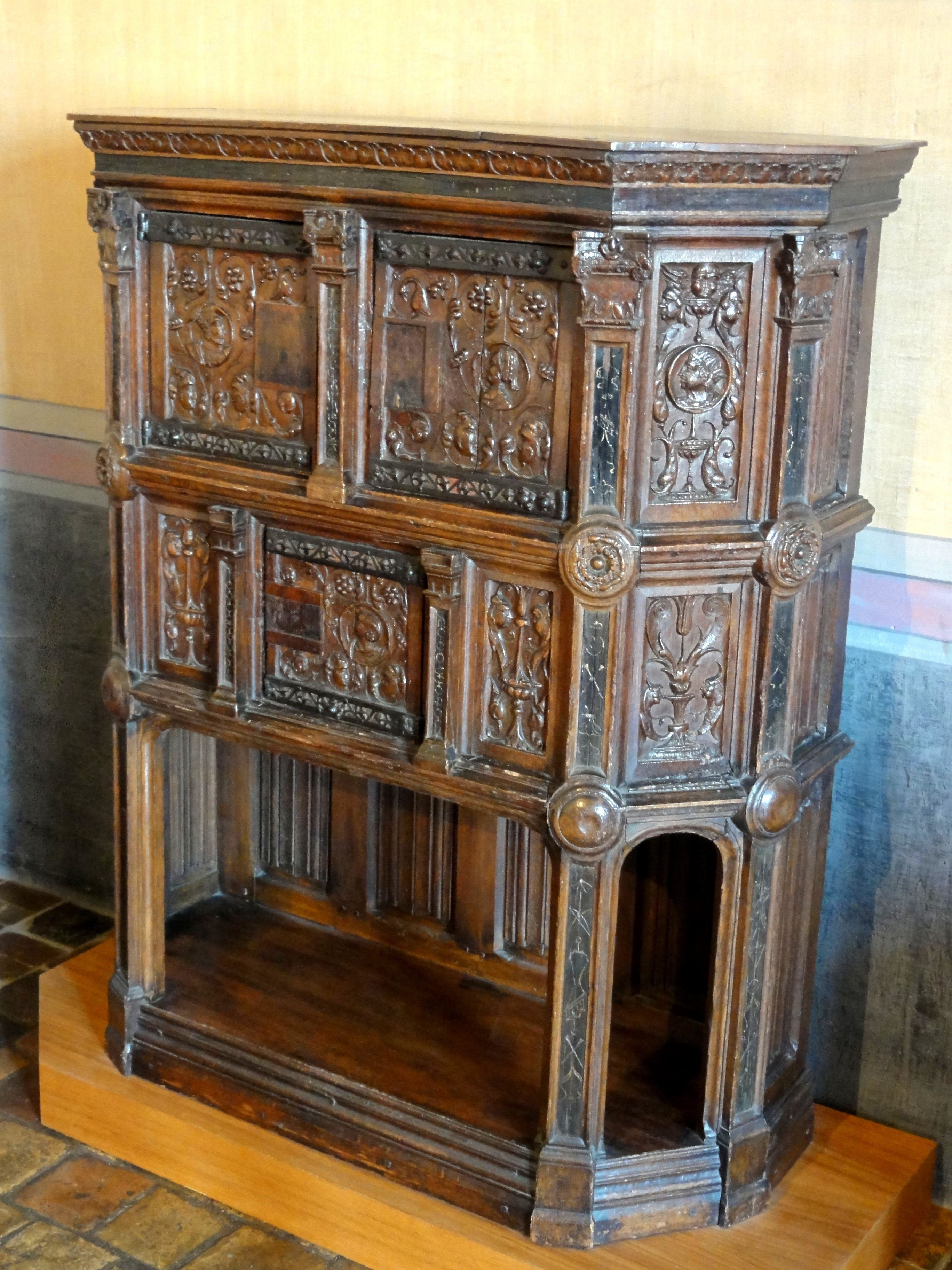
Dressoir de Joinville (1524, château d'Écouen).
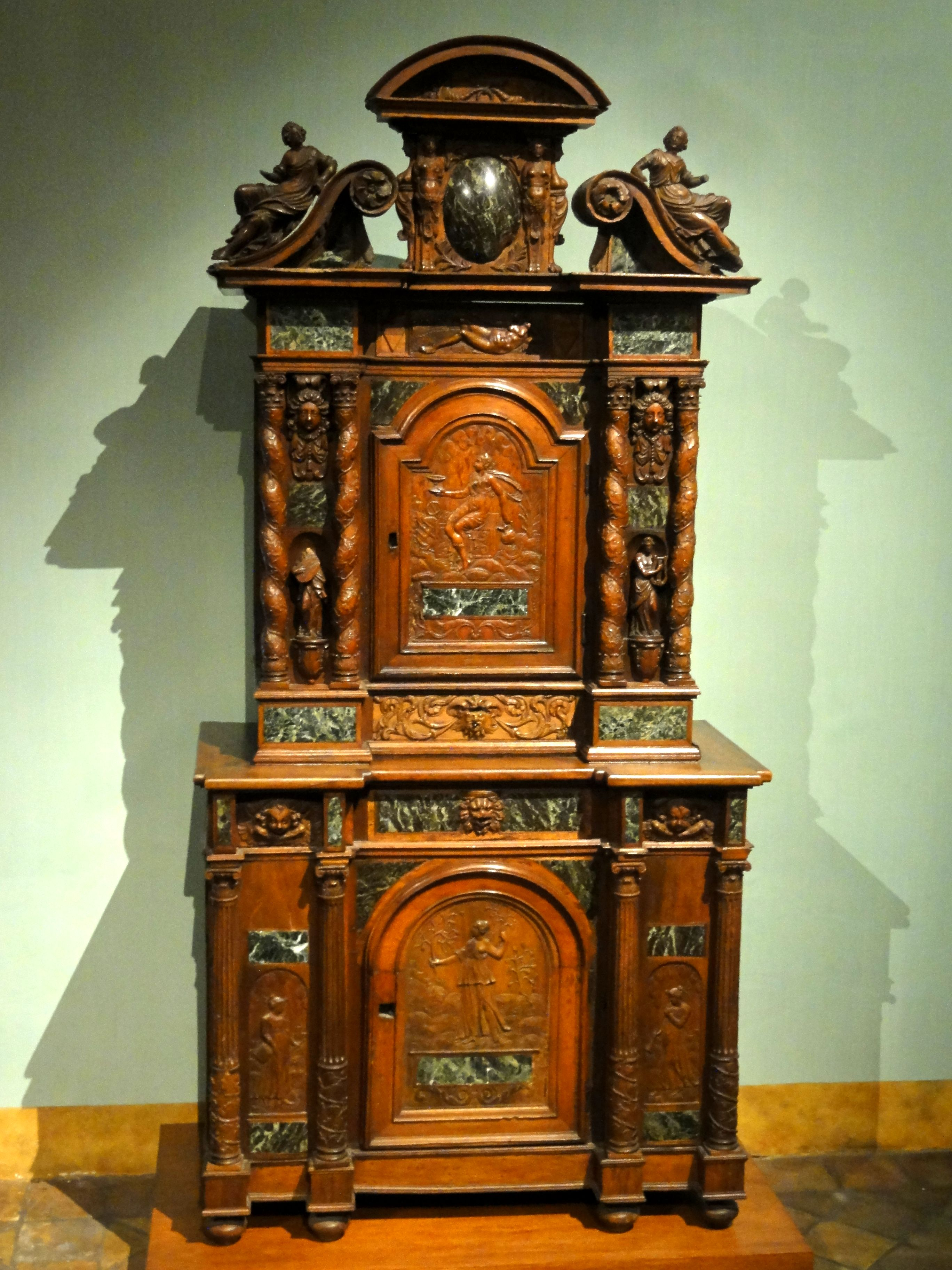
Buffet à deux corps (fin XVIe siècle, château d'Écouen).
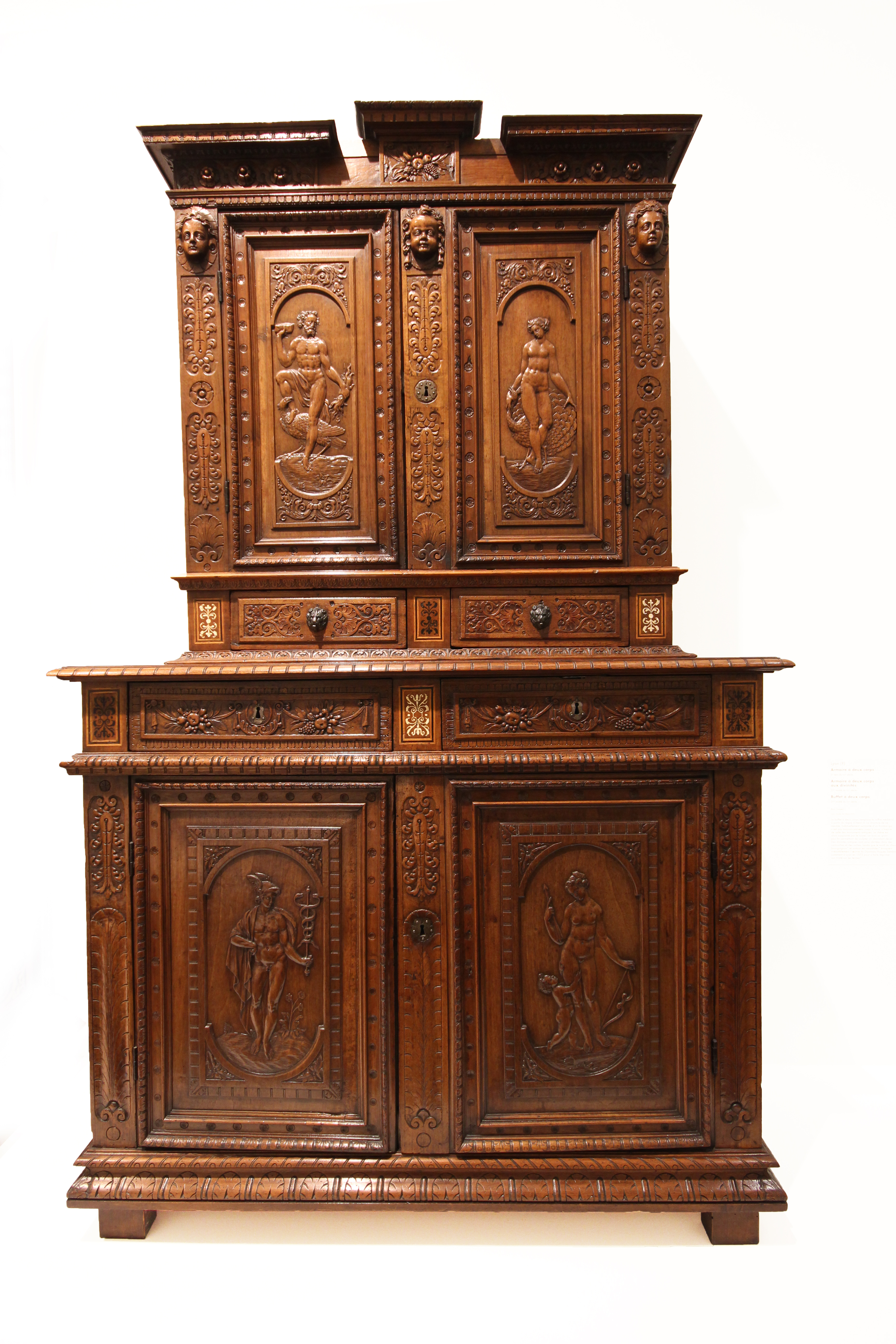
Buffet à deux corps (vers 1560/1570, musée des Beaux-Arts de Lyon).
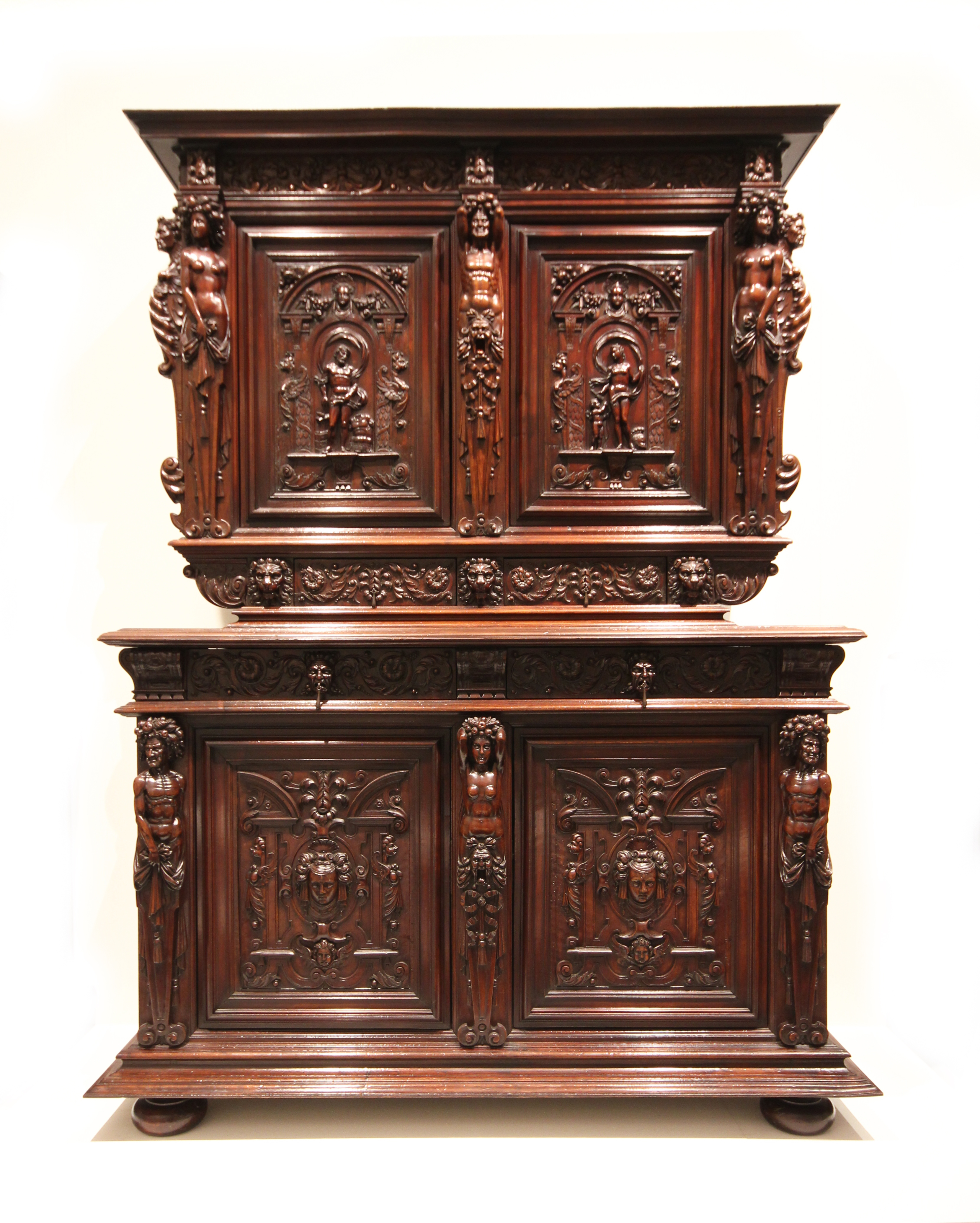
Armoire à deux corps aux divinités (fin XVIe siècle, musée des Beaux-Arts de Lyon).
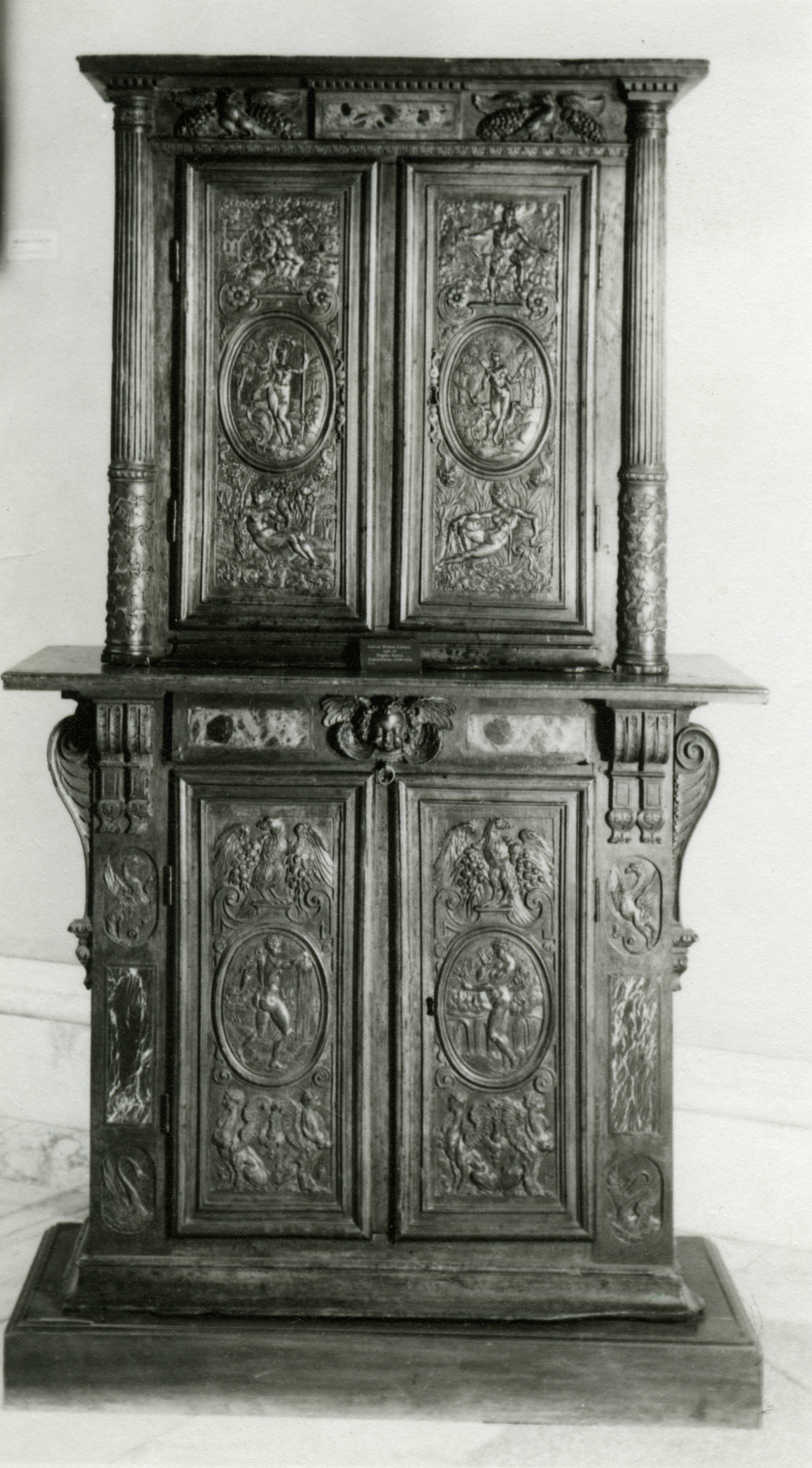
Armoire d'Hugues Sambin (vers 1580, Baltimore).
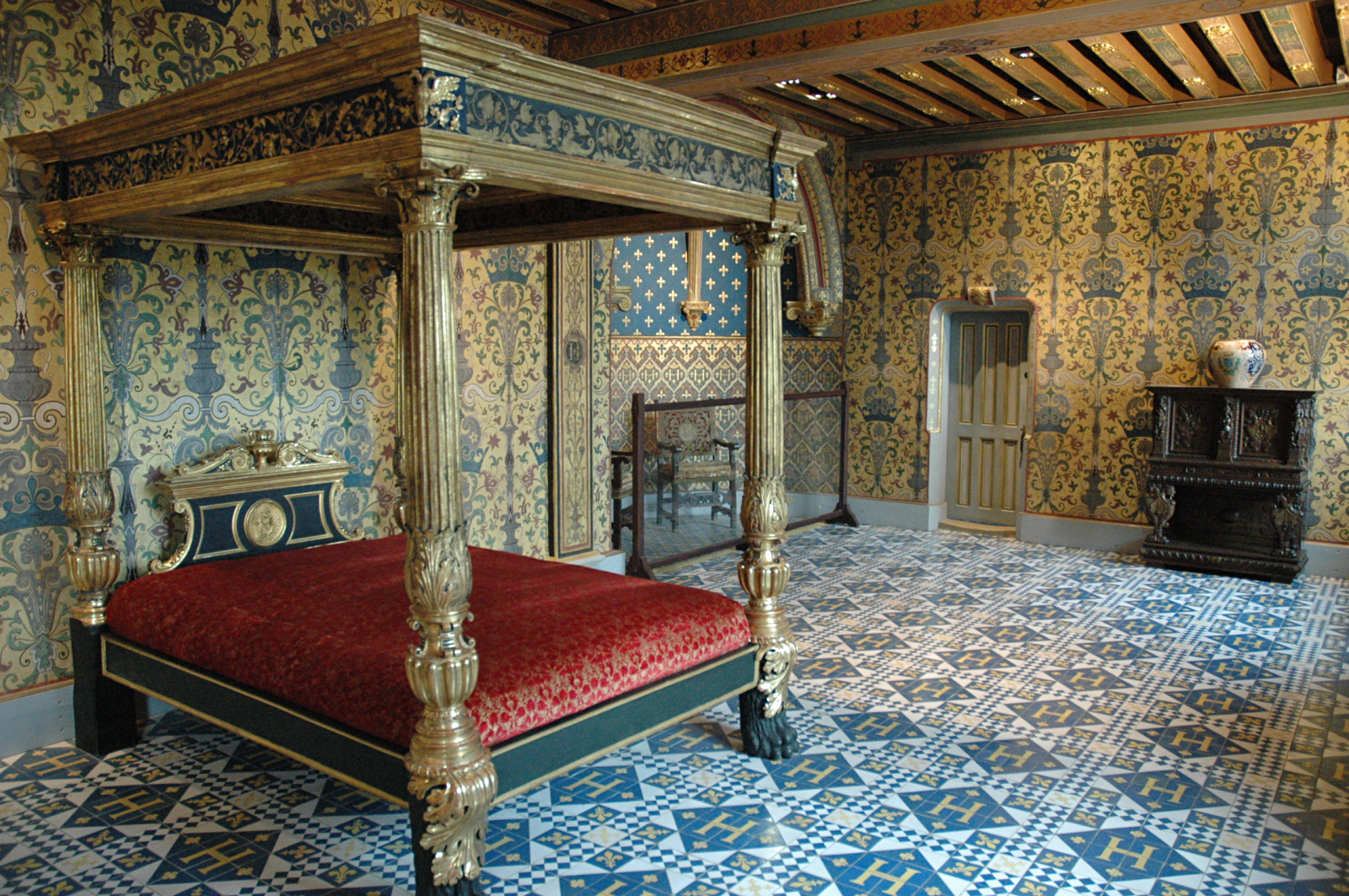
Lit de la chambre dite « de la Reine » (milieu XVIe siècle, château de Blois).

- Le Coffre (ou arche) : élément incontournable du mobilier, il sert tout à la fois d'armoire, de banc et de bagage. Il pouvait ou non être équipé de pieds et de poignées ou d'une ou plusieurs serrures et n'a souvent en façade qu'un seul panneau sculpté[101].
- Le Buffet : Au XVIe siècle l'usage du buffet armoire devient plus courant, aux dépens du dressoir plus ostentatoire et conservant moins efficacement les vêtements et les objets précieux. Le buffet, utilitaire continue à être utilisé dans la salle à manger et dans les cuisines. Il est ensuite garni de tiroirs où l'on rangera les couverts et ustensiles utiles à la table ou à la cuisine[102]. S'il conserve la même composition qu'au Moyen Âge, le corps supérieur est légèrement plus petit et en retrait par rapport au corps inférieur.
- L'armoire : On appelle alors définitivement armoire les meubles à deux corps uniformes, formés de quatre vantaux. L'armoire prend peu à peu la place du dressoir dans les chambres à coucher et les salons. Elle est constituée de deux corps et comporte souvent une décoration abondante.
- Chaire : à cette époque le dossier peut cacher un coffre[103].
- Le lit : Élément central de la chambre, le lit est placé sur une estrade. Ainsi surélevé, il est protégé du froid du sol, alors en tomette.toujours surmonté d'un baldaquin, supporté par des colonnes d'angles, généralement tournées (Lit à quenouille).
- le dressoir : Sa fonction est proche de celle du buffet d’apparat : il s’agit de deux meubles ostentatoires liés aux obligations sociales de l’hôte qui doit exhiber ses richesses et faire honneur à ses invités. Le buffet comme la credenza italienne est un assemblage de tablettes disposées en gradins et recouvertes d’une étoffe de grande qualité généralement blanche, destiné à présenter un ensemble de pièces d’apparat ou un service. Si le buffet et la table de banquet étaient de simples œuvres de menuiserie éphémères, le dressoir est plus pérenne et, doté de portes, il demeure dans la grande salle ou dans la chambre une fois le repas achevé[104].

### Nouveaux meubles

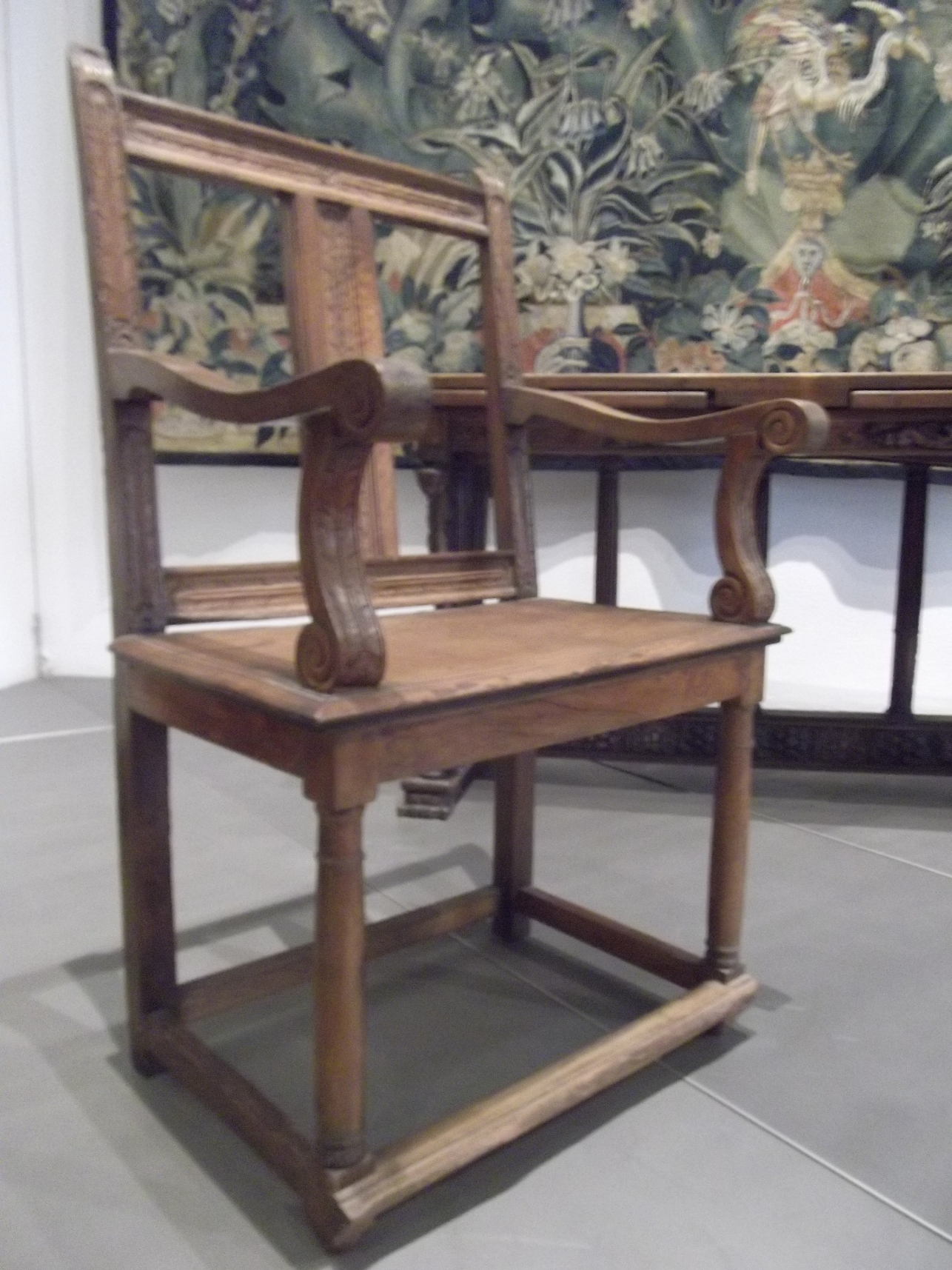
Chaise à bras (milieu XVIe siècle, musée des arts appliqués de Cologne).
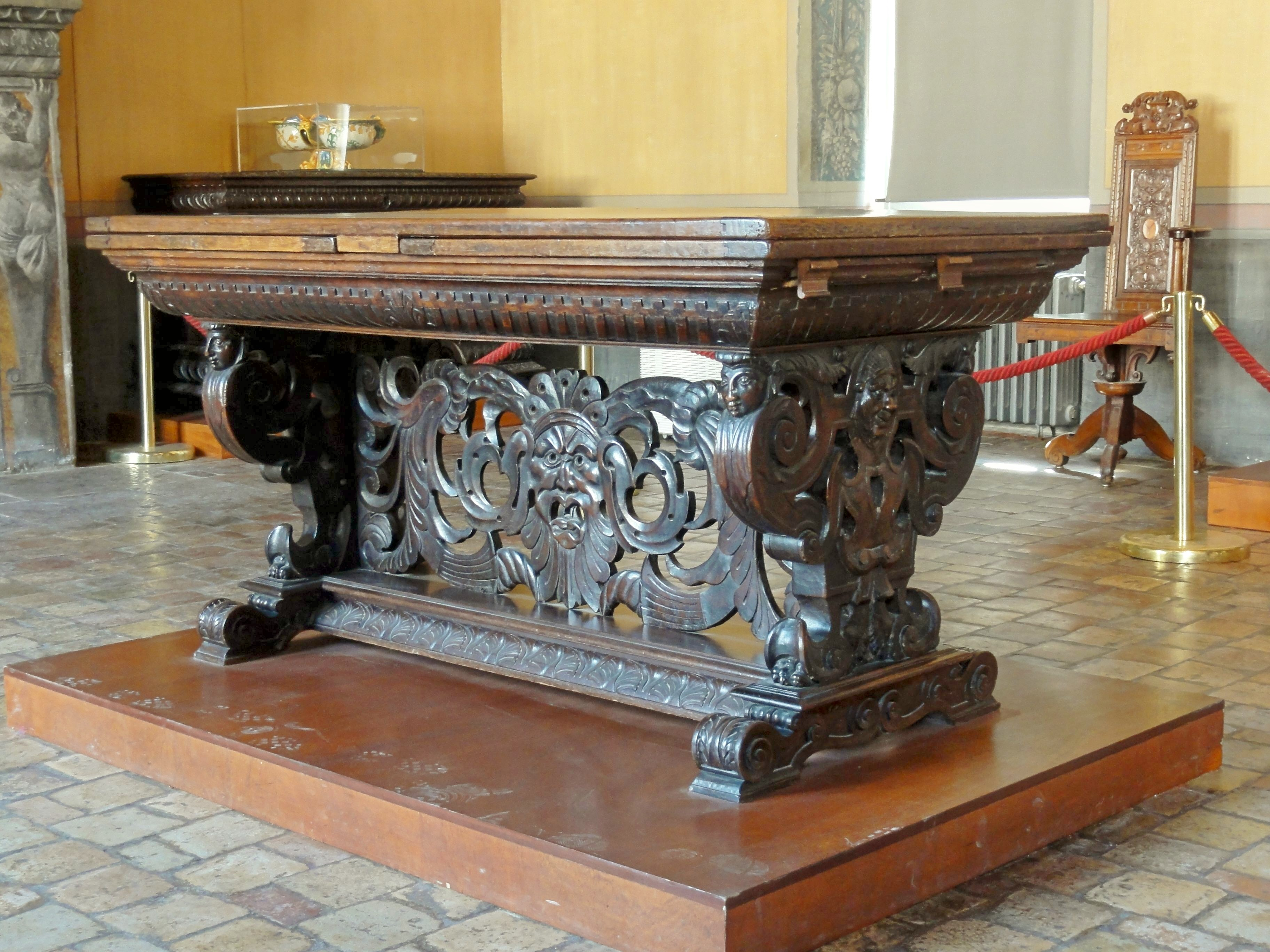
Table « en éventail » (3e quart du XVIe siècle, château d'Écouen).
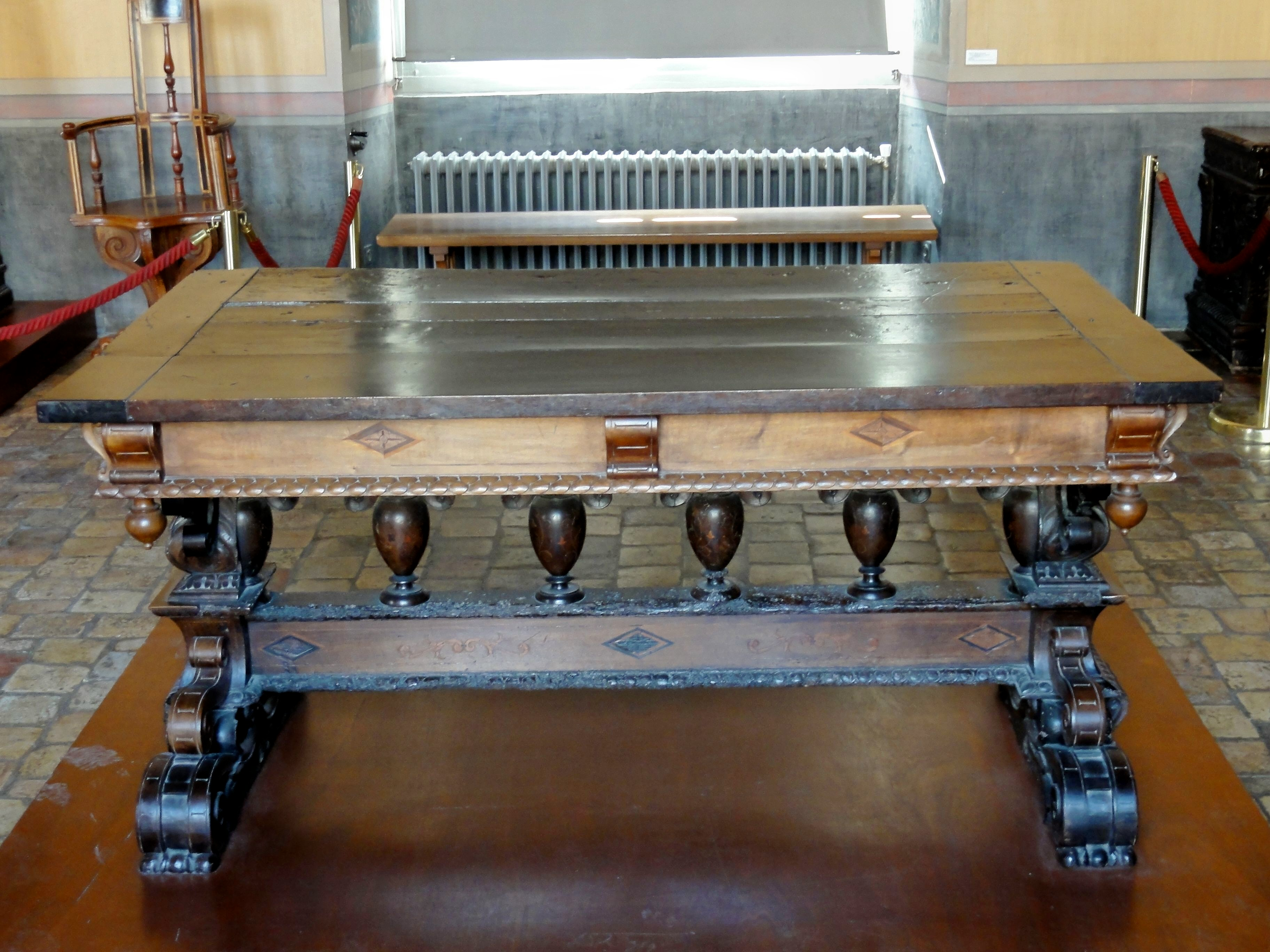
Table « en éventail » (3e quart du XVIe siècle, château d'Écouen).
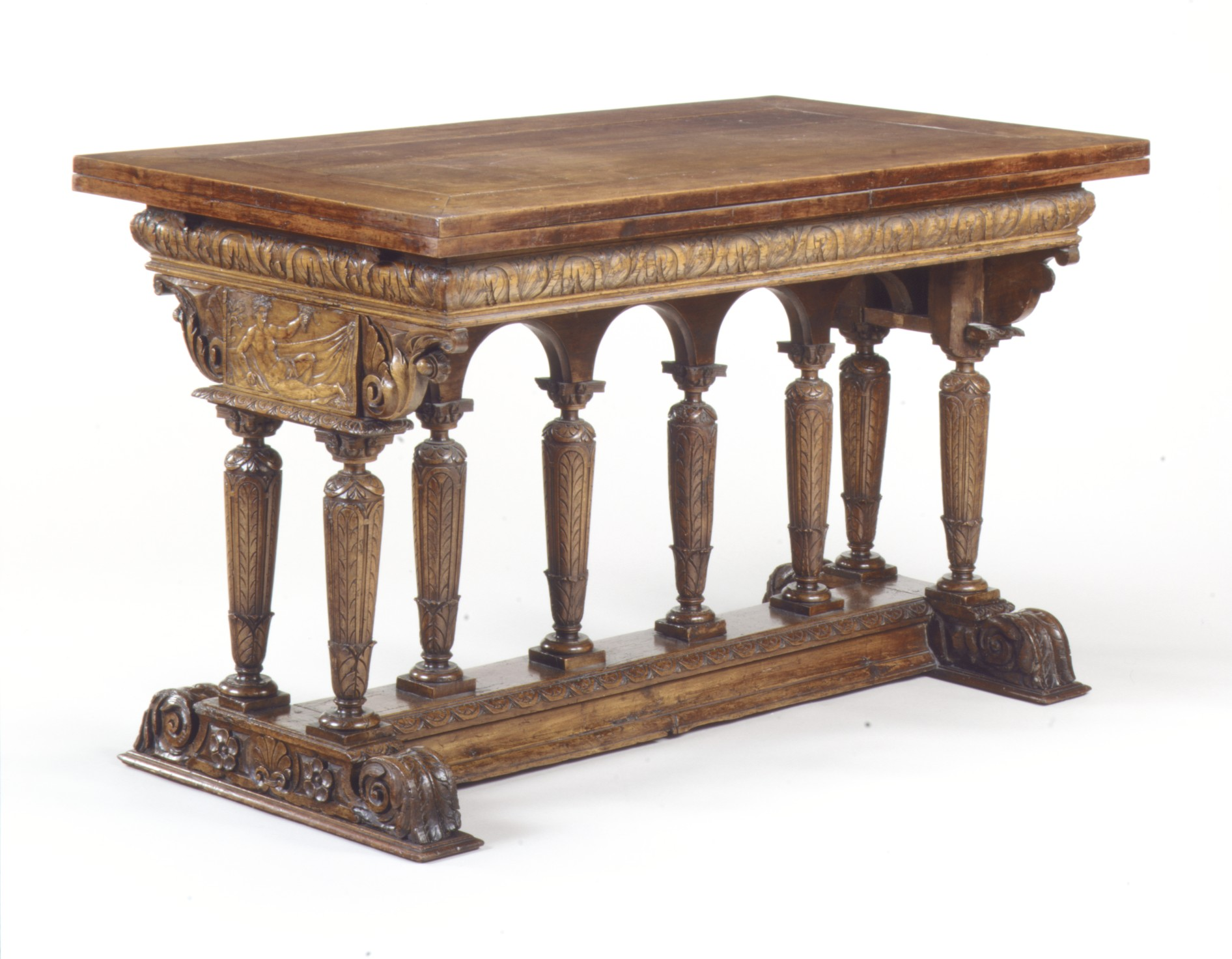
Table « en éventail » (3e quart du XVIe siècle, Metropolitan Museum of Art).
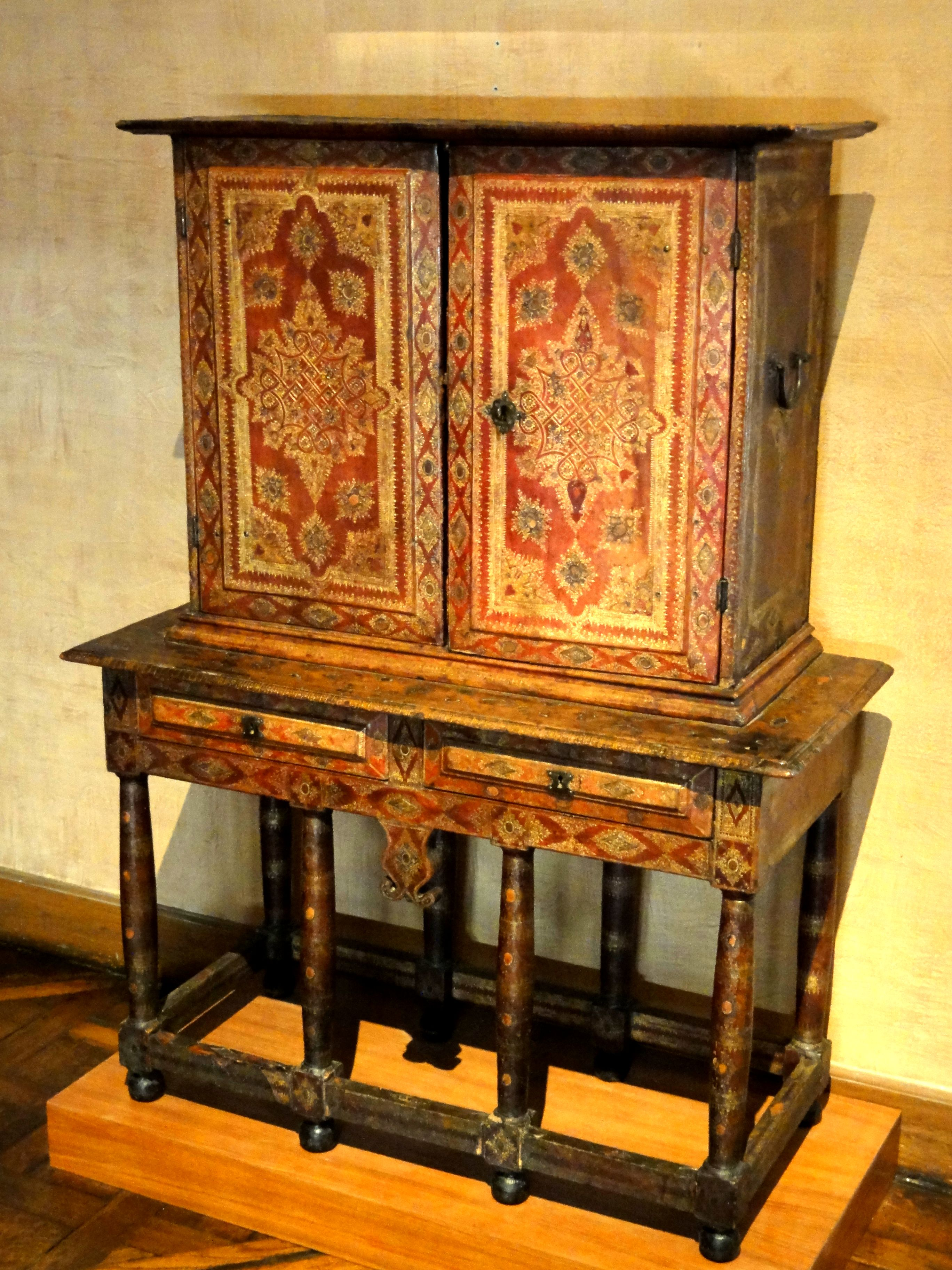
Cabinet en Maroquin (Premier quart du XVIIe siècle, château d'Écouen).
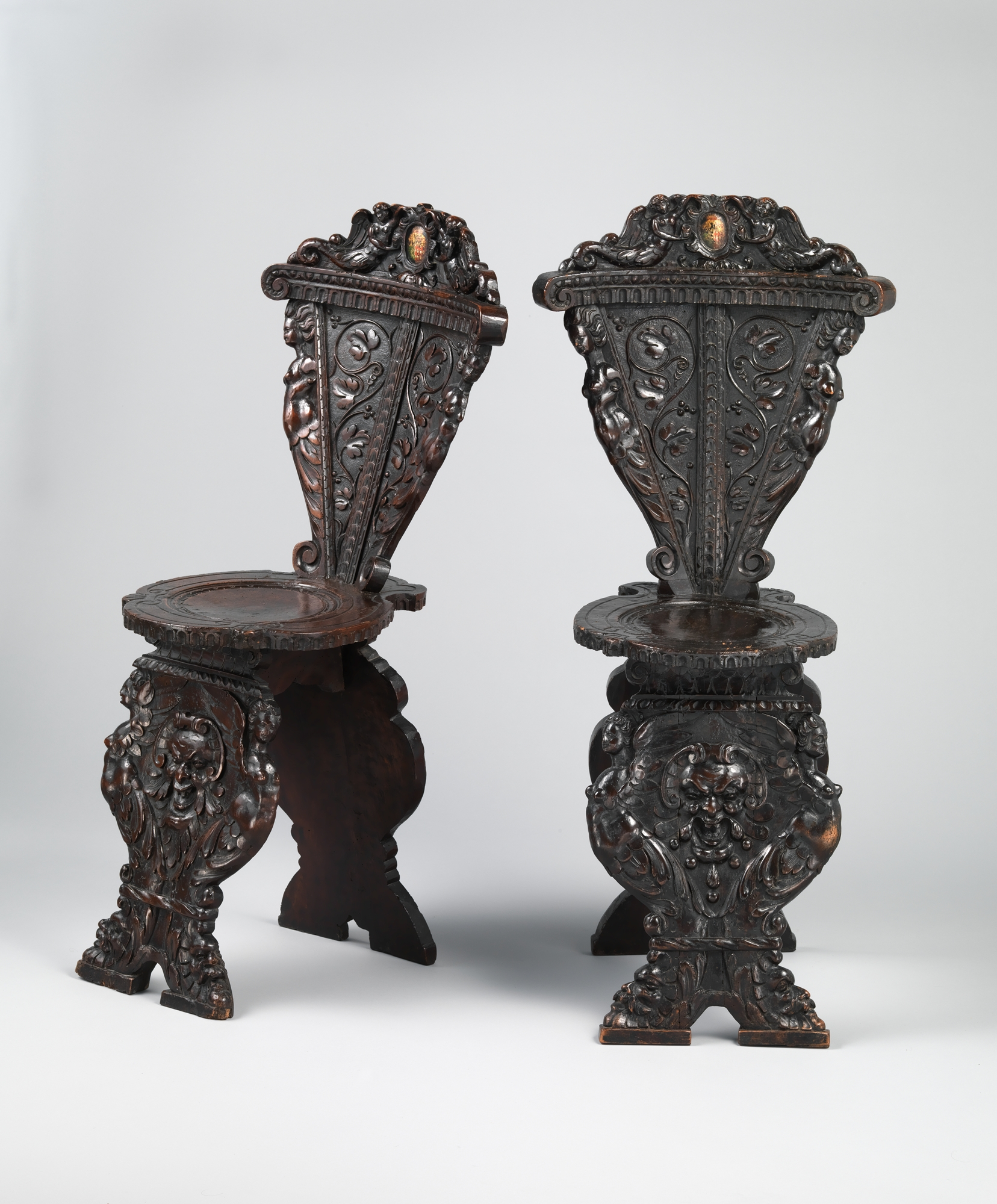
Chaise à vertugadin (vers 1575–1600, Metropolitan Museum of Art).
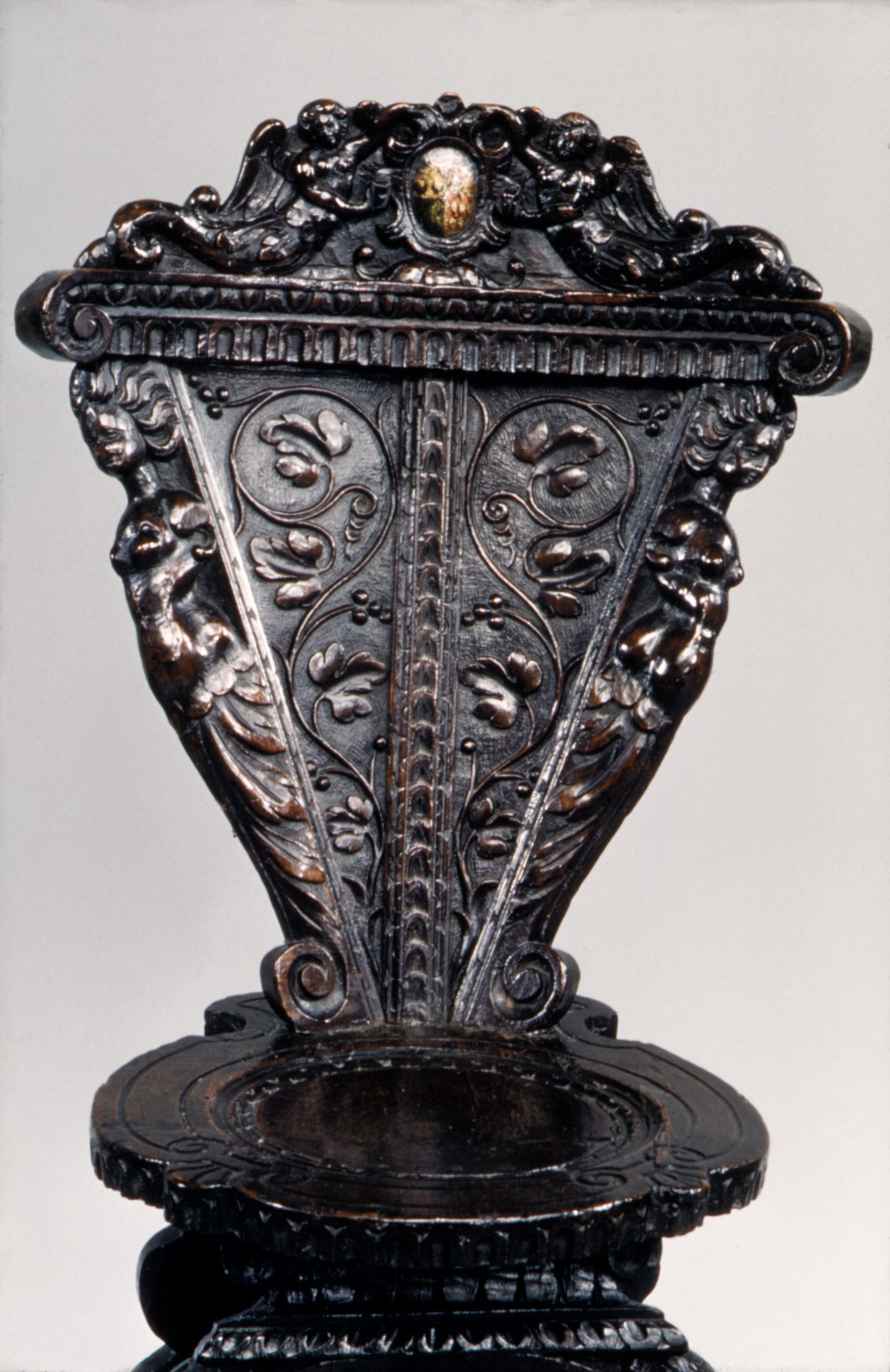
Dossier de chaise à vertugadin (vers 1575–1600, MET).
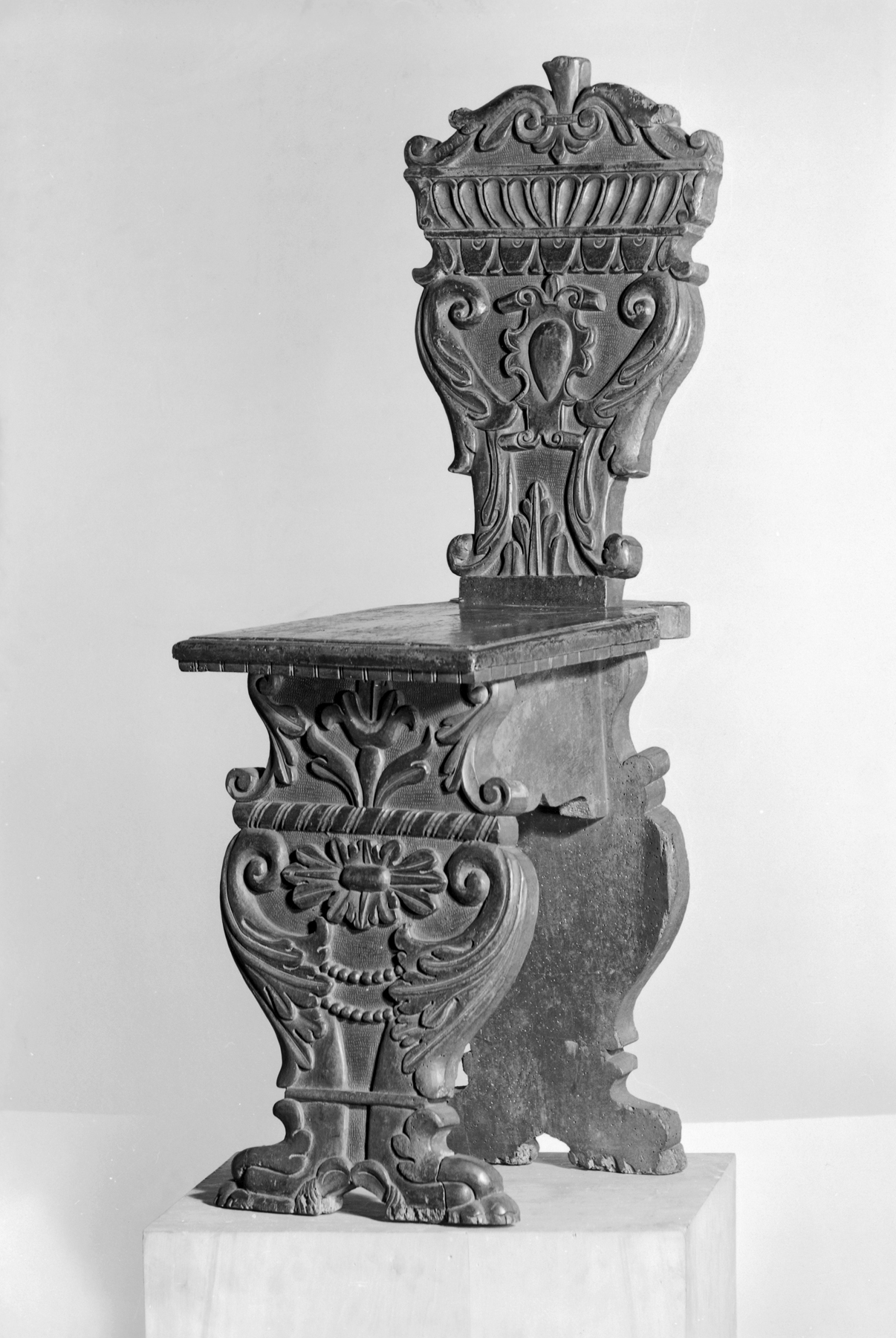
Chaise à vertugadin (vers 1575–1600, Baltimore).

- Le cabinet : apparaît durant le dernier quart du XVIe siècle[104]. À l’origine conçu comme une écritoire pourvue de compartiments destinés à abriter des lettres ou des documents, il est muni de poignées latérales permettant de le transporter et de le poser sur une table. L’architecture des années 1580 a fortement influencé ce style de meuble où l’on retrouve le même style puissant et sobre.
- La Caquetoire ou caqueteuse[105] : est un petit siège rudimentaire de l’époque Renaissance utilisé pour caqueter (bavarder). Apparu avec les meubles de style Henri II, c’est le premier spécimen de la chaise à bras (non rembourré) munie d’accotoirs au XVIe siècle ou aussi du faudesteuil devenu le fauteuil en 1636[104]. Son dossier est alors incliné d'environ 12 degrés afin d'en augmenter le confort.
- Chaise à bras : est un siège, dérivé de la caquetoire et du fauteuil, munie d’accoudoirs et d’un dossier dont la hauteur est réduite et ne dépasse plus la tête de l'occupant. C'est sur ce type de siège qu'apparaissent les premières garnitures en France (en Italie elles apparaissent plus tôt).
- Chaise à vertugadin : ou vertugale est une réplique du sgabello Italien[105].
- Siège à tenaille ou dantesca (réminiscence du faudesteuil ployant des XIIe et XIIIe siècles)[105].
- La Table : est une « invention » de la Renaissance. Le Moyen Âge les ignorait qui dressait un plateau volant sur des tréteaux lorsqu'il en avait besoin. Elles deviennent donc au XVIe siècle un meuble construit, réalisé en bois[106] ou en pierre[107], dont le plateau est fixé à ses extrémités sur des pieds souvent réunis par une traverse en arcature ou en motif ajouré. La table « en éventail », dont le modèle est probablement originaire d'Italie, constitue l'apothéose de cette inventivité. Les pieds disposés de part et d'autre du plateau, s'évasent progressivement depuis la partie basse jusqu'à la partie supérieure, prenant alors la forme d'un éventail, prétexte à présenter un décor richement sculpté de volutes, rinceaux et fruits, souvent rattachés en leur milieu par un pilastre cannelé[104].

### Les émaux peints de Limoges

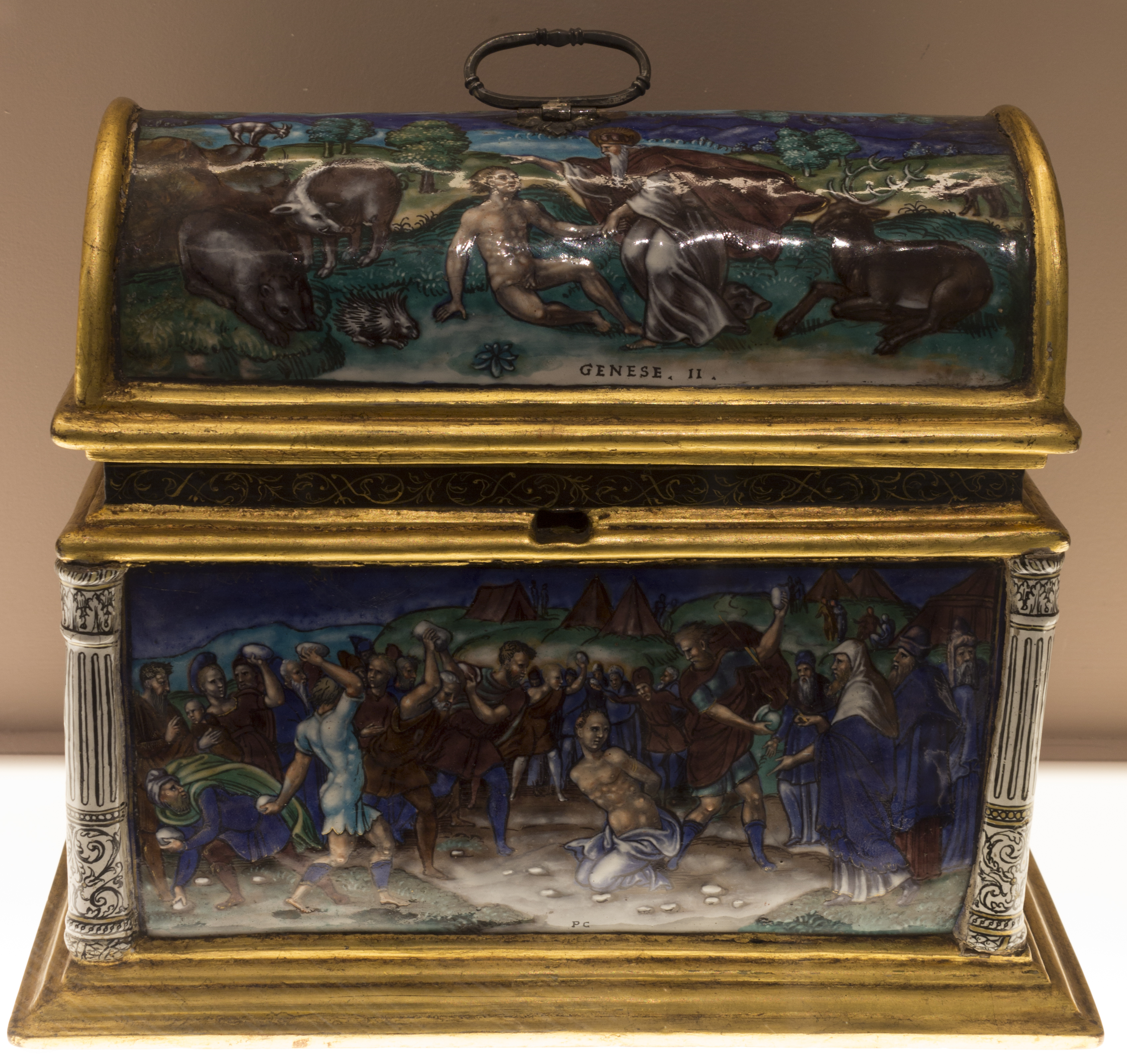
Coffret avec scènes de l'Ancien Testament par Pierre Courteys (1550-1560, Louvre).
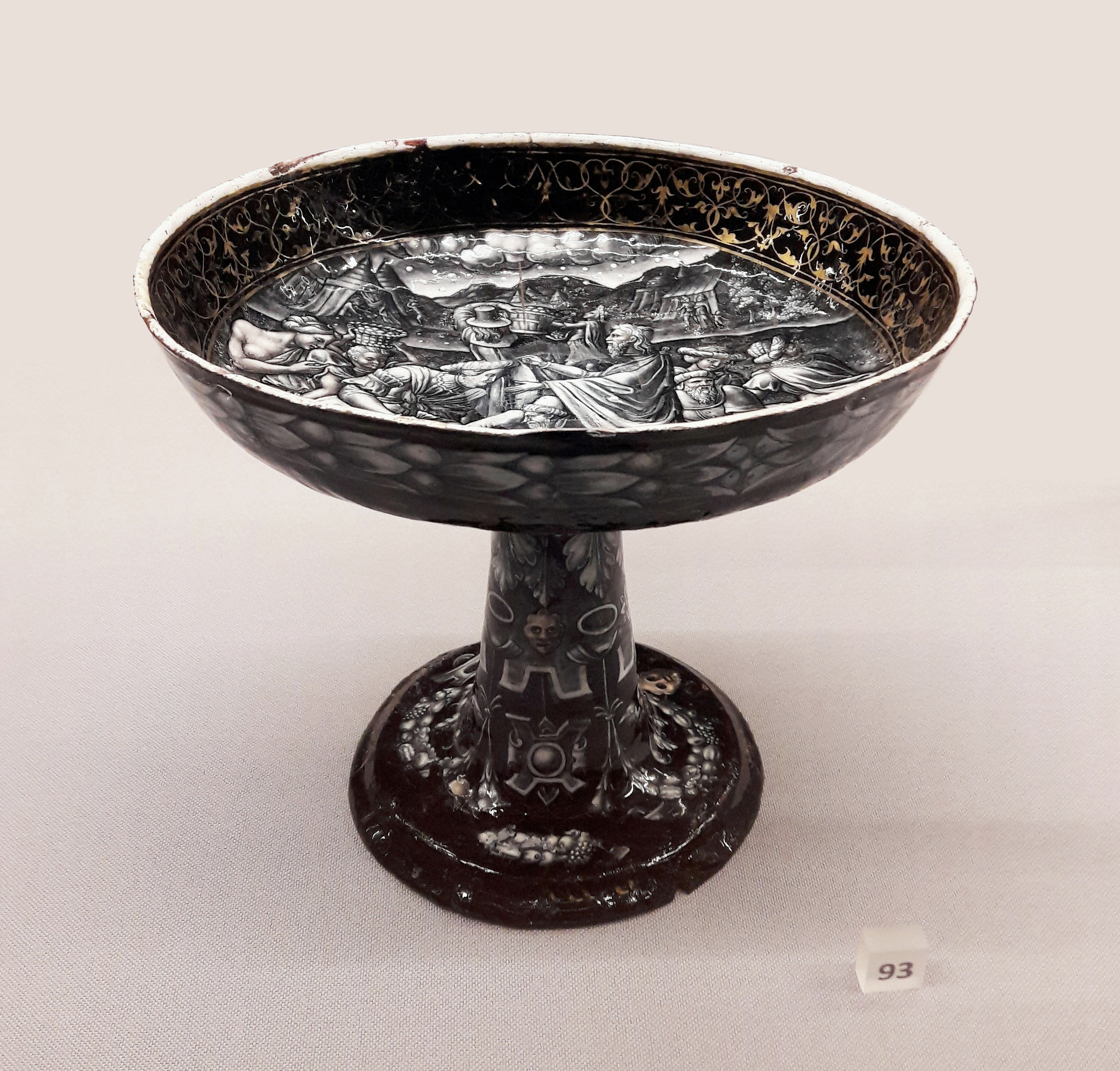
Coupe de la récolte de la Manne, Pierre Courteys (vers 1550, musée national de Varsovie).
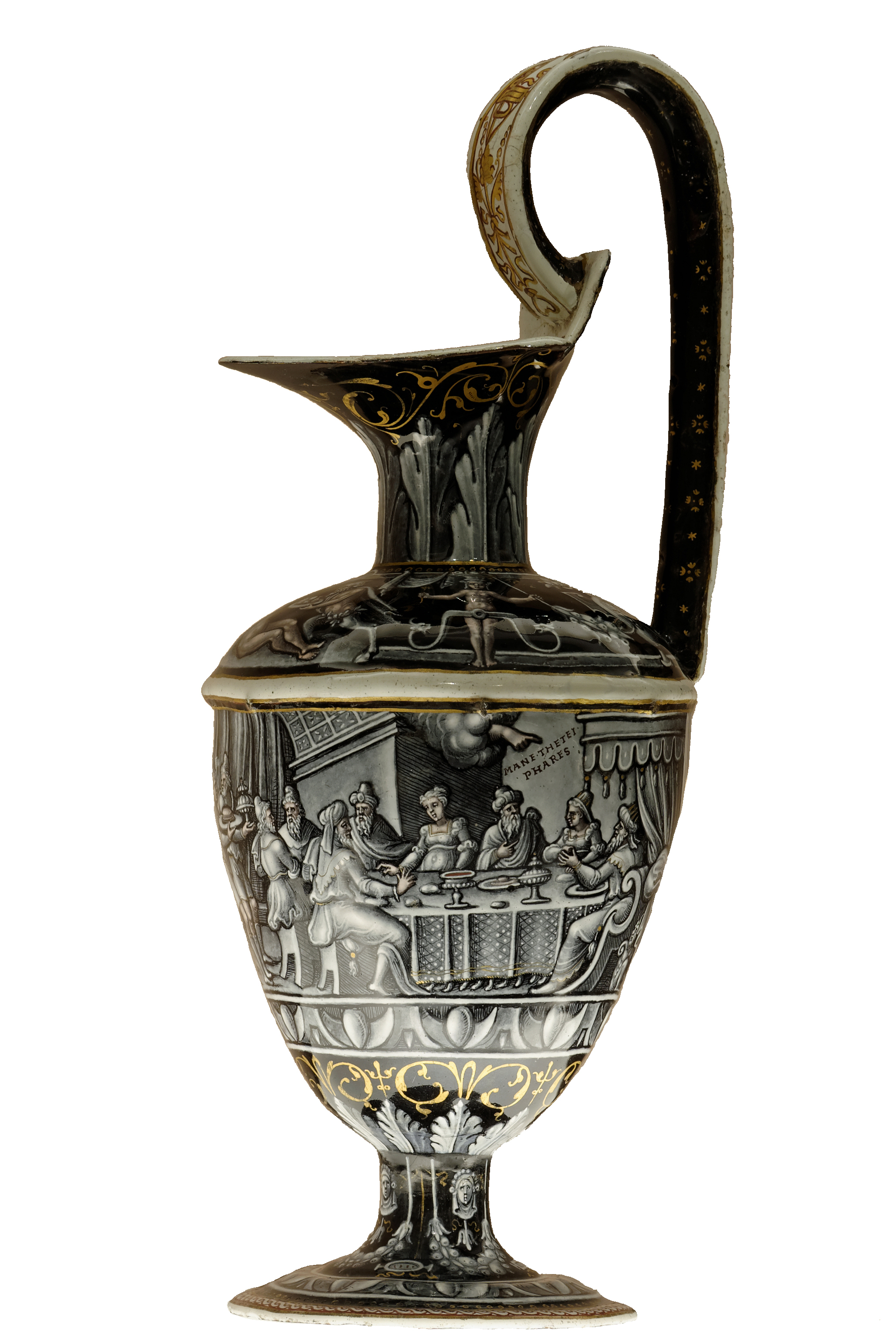
Le Festin de Balthasar par Pierre Reymond (Vers 1550-1575, Louvre).
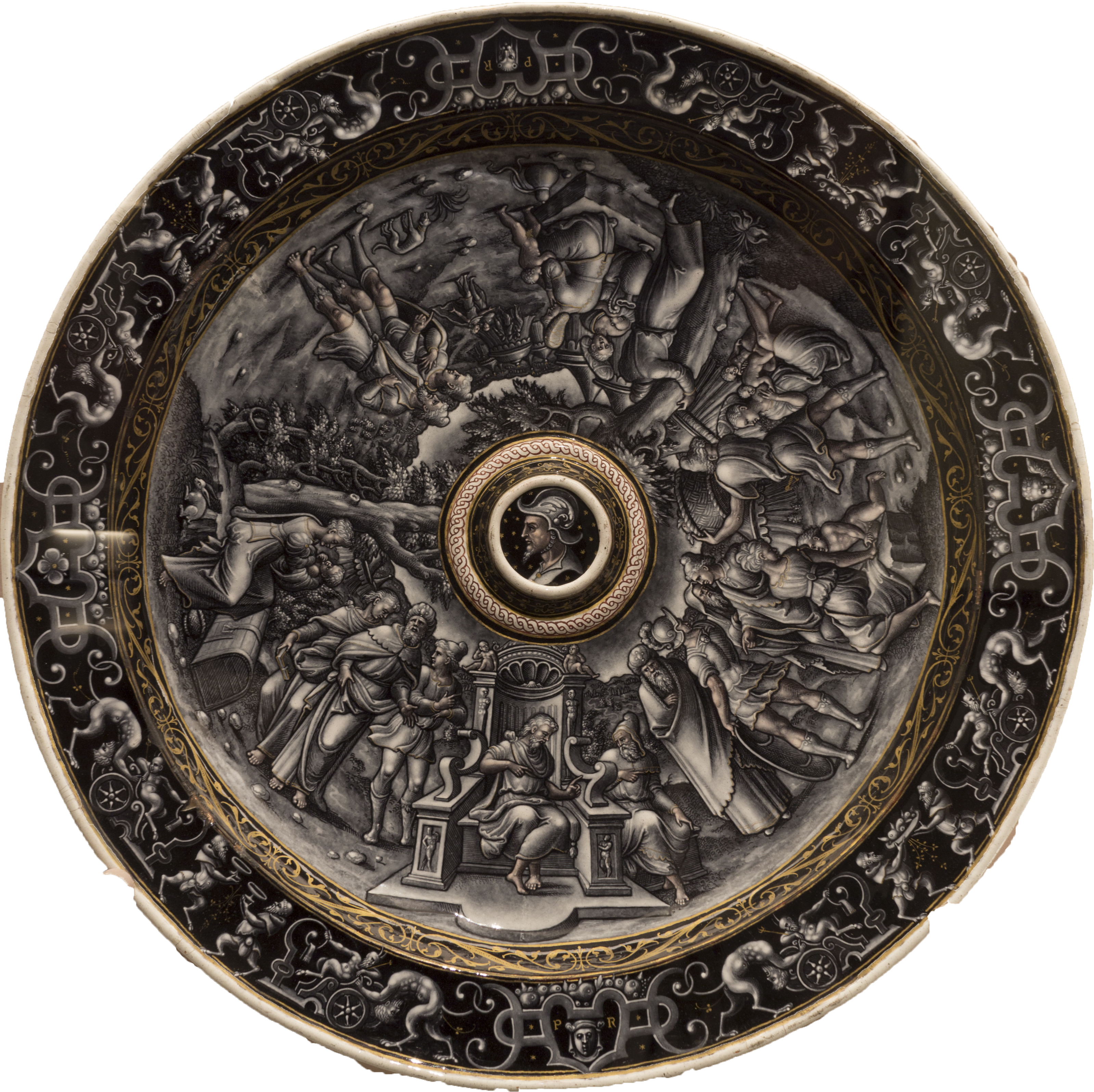
Plateau d’aiguière avec Moïse et Jethro par Pierre Reymond (musée des beaux-arts de Lyon).
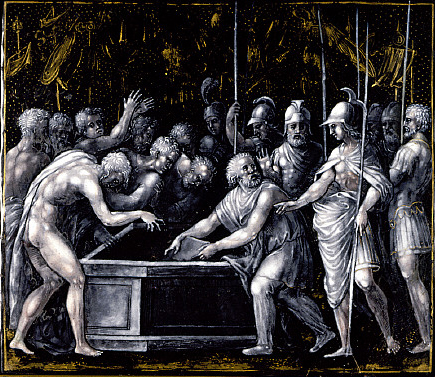
Alexandre fait placer l'Iliade d'Homère dans un coffre très précieux par Jean Pénicaud III (fin xvie, musée d'art de Saint-Louis).
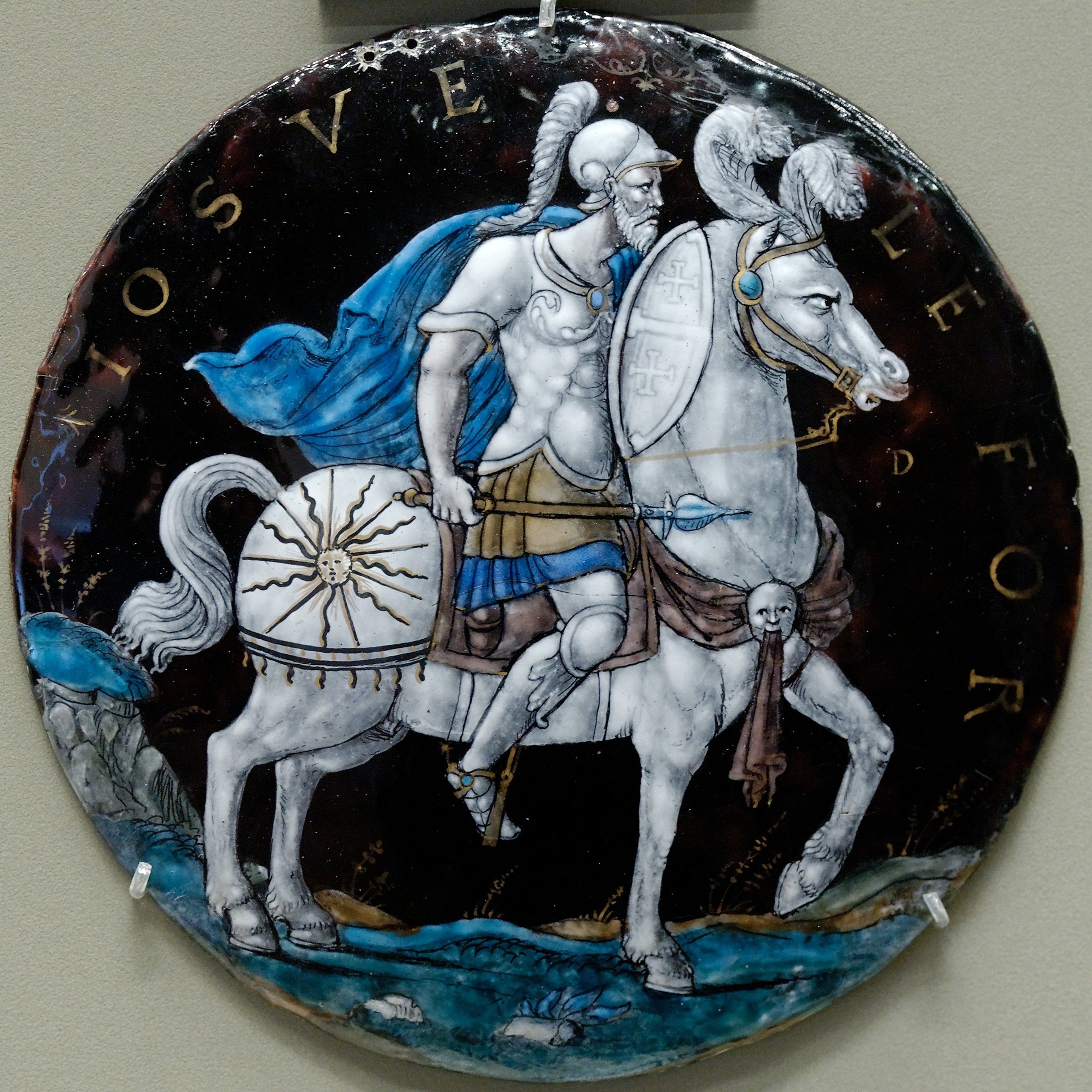
Josué (l'un des neuf preux), Colin Nouailher (vers 1550, Louvre).
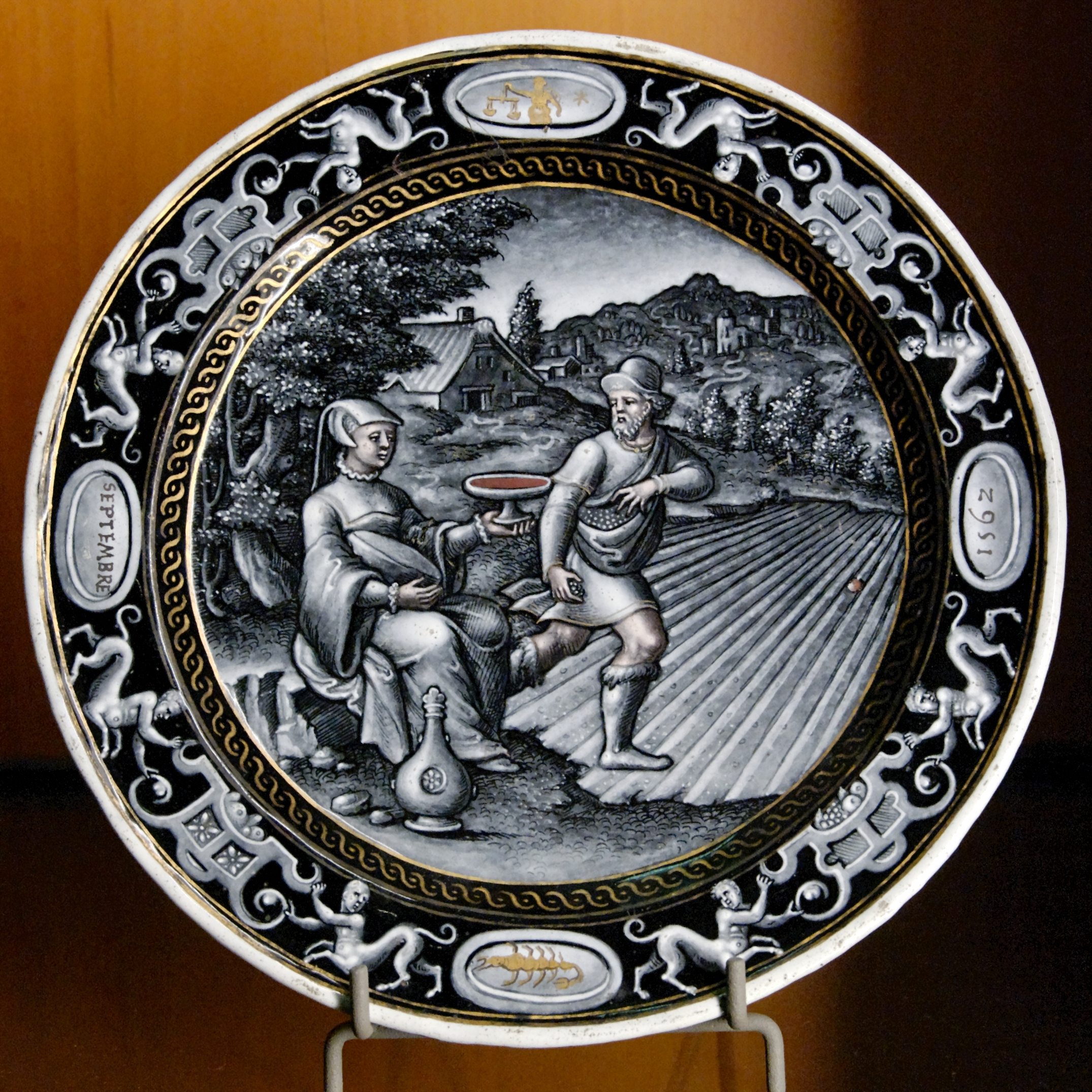
Le mois de Septembre, Pierre Reymond (1562, musée des beaux-arts de Lyon).
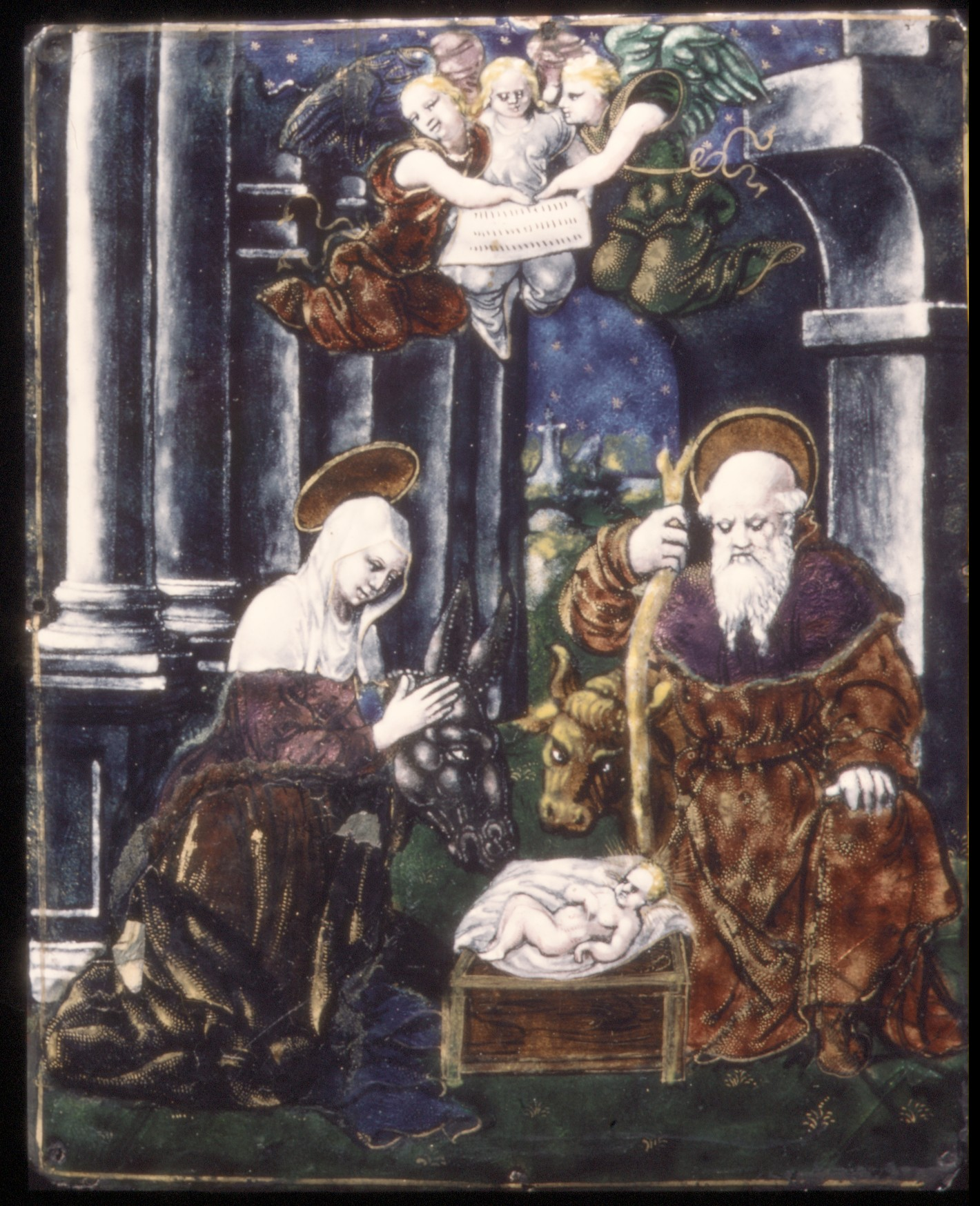
L'adoration de l'enfant Jésus, Jean II Pénicaud (vers 1550, New York).
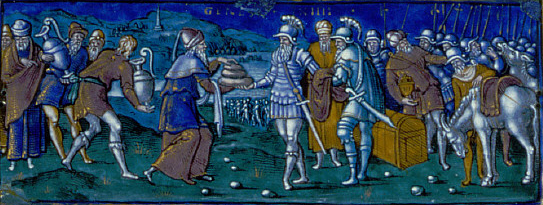
Plaque émaillée de l'école de Pierre Courteys (vers 1580, Saint Louis Art Museum).

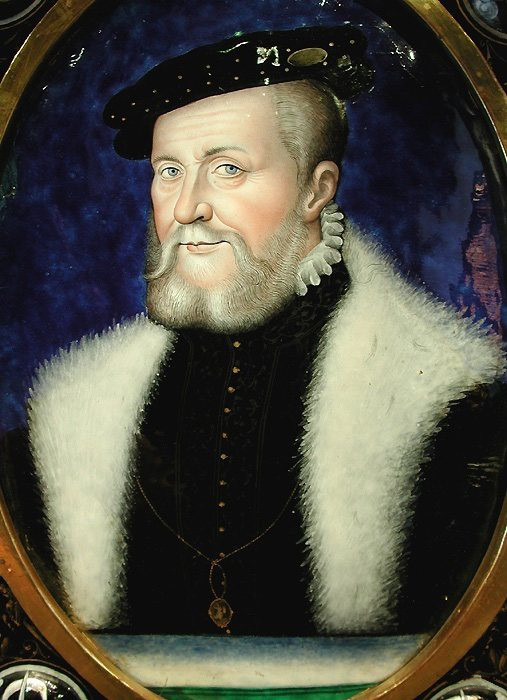
Anne de Montmorency par Léonard Limosin (1556, musée du Louvre).

Surnommé opus lemovicense, « l'œuvre de Limoges » en latin, la technique de l'émail sur cuivre avait fait la fortune de cette ville aux XIIe et XIIIe siècles, avec ses célèbres émaux champlevés, pseudo-champlevés ou cloisonnés. Après avoir connu un vif succès en Europe occidentale, la ville est touchée de plein fouet par la guerre de Cent Ans avant d'être mise à sac par les armées d'Édouard de Woodstock au mois de septembre 1370. La production semble alors avoir cessé pendant plus d'un siècle avant de réapparaître dans le dernier quart du XVe siècle, mais selon une technique différente, les émaux sont désormais peints sur des plaques de cuivre. Sans que soit connus les circonstances de sa renaissance ni les liens éventuels avec des expériences réalisées au XVe siècle en France, en Flandre ou en Italie, la technique apparait d'emblée parfaitement maîtrisée. Les émaux peints devinrent, comme en leur temps les émaux champlevés, le monopole des ateliers limousins.
Les premiers émaux peints sont exécutés au moyen d’émaux de couleur sur un émail qui, étendu sur une plaque de cuivre, sert de support. Ce sont plutôt des peintures sur verre que des émaux translucides. Aussi n’est-il pas étonnant de trouver à l’origine de la peinture en émailles les verriers de Murano, en Italie et les peintres de vitraux de Limoges. Mais, tandis qu’en Italie l’émail peint ne fit pas de progrès, il subit à Limoges de nombreux perfectionnements. Alors que beaucoup d’artistes italiens peignaient leurs émaux sur argent, les émailleurs limousins adoptèrent le cuivre en minces feuilles, moins coûteux et par suite, d’une vente plus facile. Le caractère commercial est en effet, très accentué dans les premiers produits sortis des ateliers de Limoges.

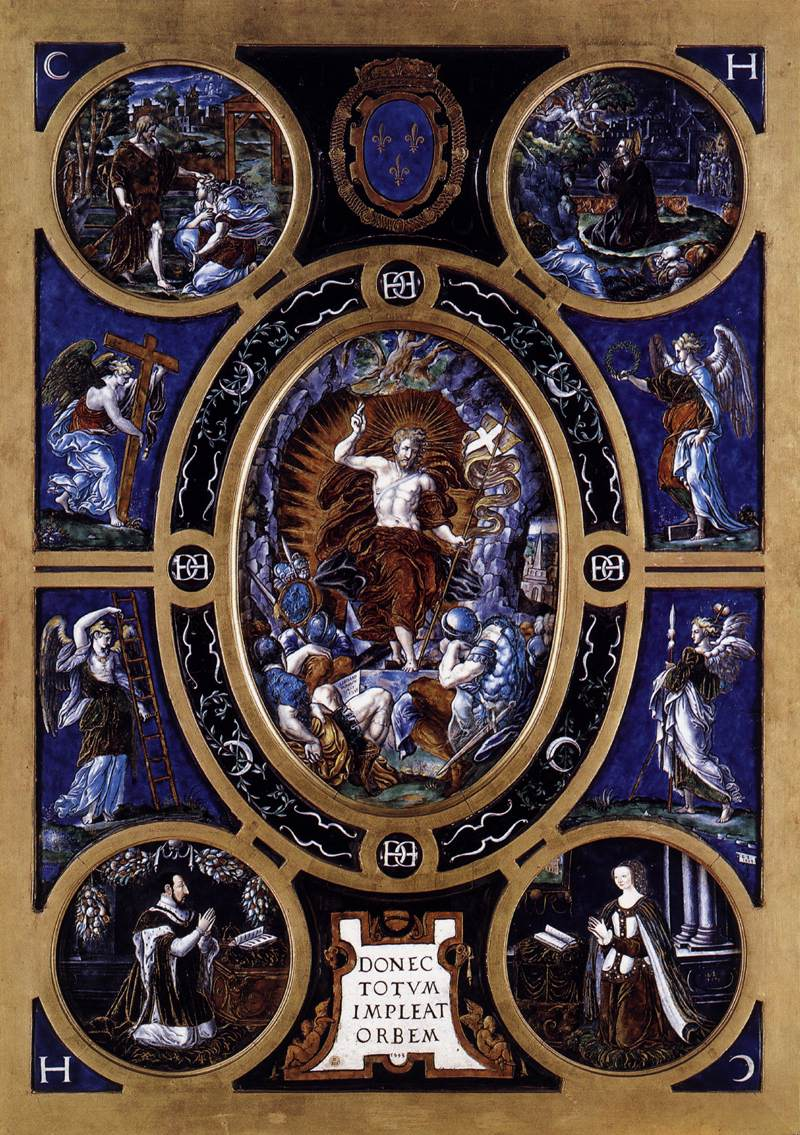
La résurrection par Léonard Limosin (1553, Louvre).

L'émail peint devient, au XVIe siècle, la spécialité presque exclusive des émailleurs de Limoges. Ils sont en effet les seuls à avoir tiré parti de la technique de l'émail peint pour faire de leurs créations les supports de représentations figurées.
Si l'émail, qui ne résiste pas aux chocs, est adapté pour des objets de dévotion, il ne convient guère pour une vaisselle utilitaire : aiguières, coupes couvertes et assiettes sont donc des objets d'apparat, destinés à être exposés et à manifester, comme les pièces d'orfèvrerie ou les majoliques italiennes, la richesse, le raffinement et la culture de leur propriétaire.
Les années 1530-1540 sont maquées par de nombreux changements et représente un véritable âge d'or. Le revers des plaques est désormais recouvert d'un contre-émail translucide. Dans la continuité du style Louis XII, les émailleurs perpétuent la production d'objets à caractère religieux mais se mettent à créer également de la vaisselle : coupes, salières ainsi que des objets d'usage personnel, comme des coffrets.
La grisaille devient un mode privilégié d'expression et les thèmes profanes ou mythologiques font leur apparition. Enfin, le style de la Renaissance, connu par l'intermédiaire des gravures qui inspirent les compositions, est désormais adopté.
L'étude des pièces, parfois signées, monogrammées ou marquées de poinçons, et les mentions relevées dans les archives limougeaudes, permettent de cerner les principales personnalités artistiques : Les Pénicaud, Colin Nouailher, Pierre Reymond ou Pierre Courteys. Toutefois des congusions demeurent en raison de fréquentes homonymies : Les initiales I.C. pourraient aussi bien recouvrir plusieurs Jean Court dit Vergier. Le rôle des collaborateurs et la production des ateliers secondaires reste assez peu documentés.
L'émailleur le plus célèbre est Léonard Limosin, par la diversité et la qualité de sa production, en particulier ses remarquables portraits. Introduit par l'évêque de Limoges Jean de Langeac à la cour de France vers 1535, il travaille pour François Ier et Henri II, et pour de grands personnages comme le connétable de Montmorency. À leur imitation, le goût pour l'émail touche une clientèle aristocratique
Au milieu du XVIe siècle, l'émail de Limoges est apprécié dans toute l'Europe. C'est ainsi qu'un service, comportant une aiguière, un plateau et plusieurs coupes, réalisé pour la famille Tucher de Nuremberg, fut envoyé à Limoges entre 1558 et 1562 pour être émaillé dans l'atelier de Pierre Reymond, avant d'être monté par l'orfèvre Wenzel Jamnitzer.
Au début du XVIIe siècle, la production reste importante quantitativement, mais elle n'atteint plus qu'exceptionnellement les niveaux de qualité et d'inventivité du siècle précédent : Elle s'adresse alors à une clientèle moins aristocratique.

### Bijoux et orfévrerie
En orfévrerie le maitre Pierre Mongo exécute des coffrets recouverts de nacre sur âme de bois. Les montures en argent doré soutiennent de petits portraits en tondo répartis sur le pourtour.
Sous l'impulsion d'Henri II puis de Charles IX l'orfévrerie devient un art très abouti et recherché car il résume en peu de place un art raffiné et dont les œuvres sont faciles à transporter.
François Briot est considéré, avec sa fameuse aiguière et son bassin, comme le chef de file de l'école lyonnaise de la poterie d'étain. Il a vraisemblablement quitté Lyon vers 1572 et se retrouve à Damblain, où il est signalé en 1576 et 1578. Outre les monnaies du comté de Montbéliard, il a gravé quelques médailles, tant à Montbéliard qu'à Stuttgart, une pierre précieuse pour la couronne d'Angleterre. Comme potier d'étain, outre le bassin et l'aiguière de la « tempérance », qui appartiennent respectivement au musée du Louvre et au musée d'Écouen, nous lui devons l'aiguière dite « de mars », dont un exemplaire est conservé au musée de Nuremberg, et son bassin, dont le musée de Montbéliard possède un exemplaire. Nous connaissons l'existence d'un moule pour vase et d'un autre pour salière.

### Art du vitrail
Noel Bellemard : modéles et cartons pour le Jugement de Salomon et son vitrail à Saint Gervais-Saint Protais de Paris.
Engrand Leprince : Vitrail Charles V, à l'Isle Adam.

## Langue et littérature

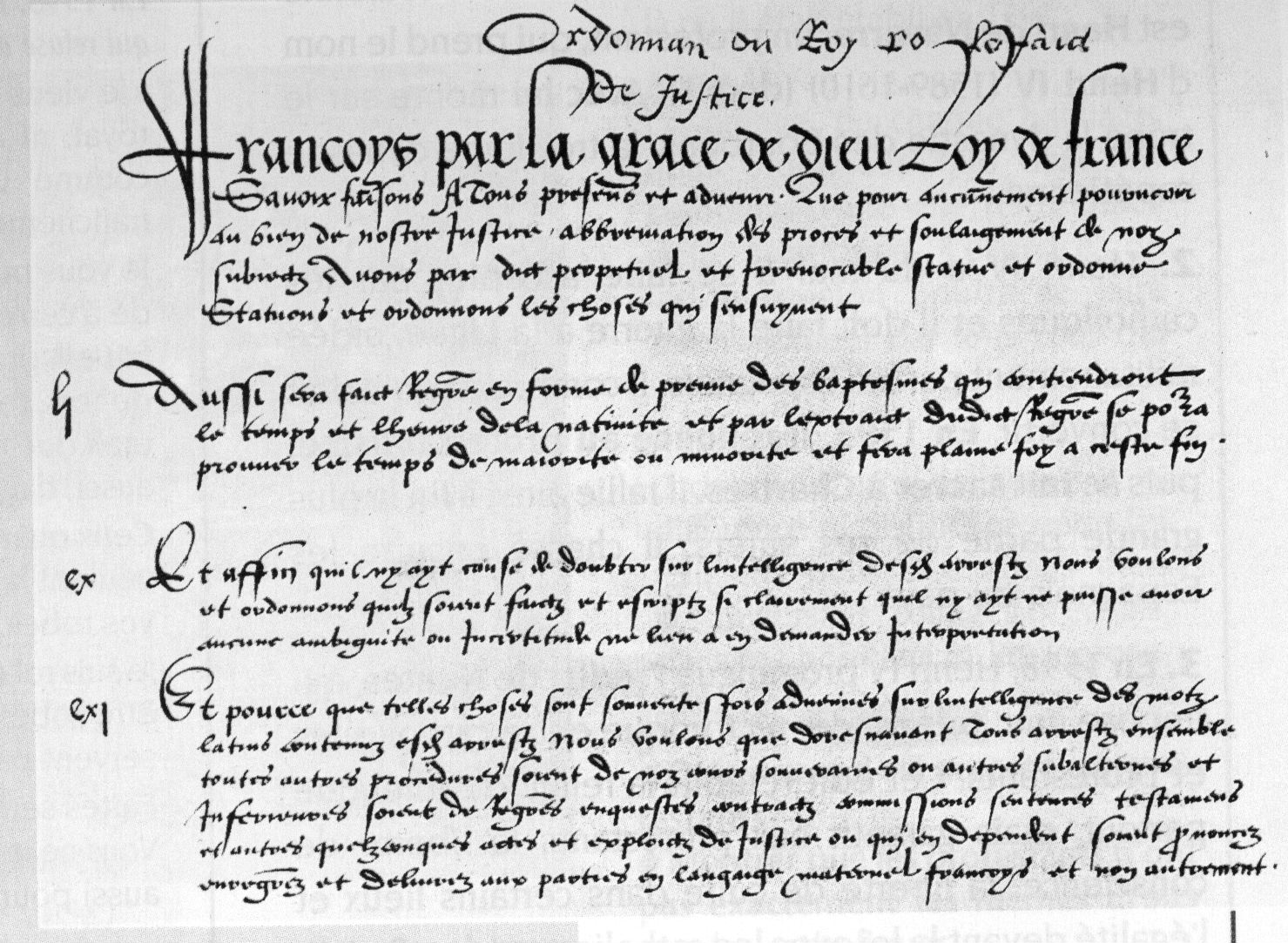
Copie du préambule et des articles toujours appliqués de l'Ordonnance de Villers-Cotterêts.

Le roi François Ier s'installe à Fontainebleau, où il transfère la bibliothèque royale. François Ier œuvre beaucoup pour la langue française : en 1539, il signe l'ordonnance de Villers-Cotterêts, qui donne à la langue française son statut de langue du droit et de l'administration. L'un des traits les plus caractéristiques de la renaissance en France, et des plus durables, est l'apparition du français comme langue officielle unique, statut accordé par le souverain. Pourtant, l'immense majorité de la population – surtout dans les provinces – continue de parler des dialectes (picard, normand, etc.) et des langues différentes du français (tel est le cas par exemple des territoires de langue d'oc où l'on parle l'occitan). Parallèlemeent, Du Bellay dénonçait l'italianisation de la langue française.
Parmi les écrivains les plus célèbres de la Renaissance française peuvent être cités François Rabelais, Marguerite de Navarre, Clément Marot, Maurice Scève, Louise Labbé, Pierre de Ronsard, Joachim du Bellay, Étienne de La Boétie et Michel de Montaigne.
Voir :
- Histoire du français
- Littérature française du XVIe siècle
- Écrivains français nés au XVe siècle
- Écrivains français nés au XVIe siècle

## Théâtre
Le théâtre français du XVIe siècle a suivi les mêmes schémas d'évolution que les autres genres littéraires de l'époque.
Pendant les premières décennies du siècle, le théâtre public est resté largement lié à son long héritage médiéval de pièces de mystère, moralité, de farces et de sotties, même si la pièce de miracle n'était plus en vogue. Les représentations publiques étaient étroitement contrôlées par un système de confréries. Les Confrères de la Passion avait les droits exclusifs sur les productions théâtrales de pièces du mystère à Paris] ; en 1548, la crainte de violences ou de blasphèmes résultant de la division religieuse croissante par des Guerres de Religion en France contraint le Parlement de Paris à interdire les représentations des mystères dans la capitale, même si elles continuent à être jouées ailleurs. Une autre corporation, les Enfants Sans-Souci, s'occupait des farces et des soties, ainsi que les Clercs de la Basoche qui jouaient également des pièces de morale. Comme les "Confrères de la Passion", "la Basoche" fut soumise au contrôle politique (les pièces de théâtre devaient être autorisées par une commission de révision; les masques ou personnages représentant des personnes vivantes n'étaient pas autorisés), et elles furent finalement supprimées en 1582. À fin du siècle, seuls les « Confrères de la Passion » conservent le contrôle exclusif des productions théâtrales publiques à Paris et louent à un prix élevé leur théâtre de l'Hôtel de Bourgogne à des troupes de théâtre. En 1599, ils abandonnèrent ce privilège.
Il est à noter qu'à côté des nombreux auteurs de ces œuvres traditionnelles, comme les farceurs Pierre Gringore, Nicolas de La Chesnaye et André de La Vigne ; Marguerite de Navarre a également écrit un certain nombre de pièces proches du mystère et de la morale traditionnels.
Cependant, dès 1503, des versions originales de Sophocle, Sénèque, Euripide, Aristophane, Terence et Plaute étaient toutes disponibles en Europe et les quarante années suivantes verront des humanistes et des poètes traduire ces classiques et les adapter. Dans les années 1540, le milieu universitaire français (et surtout — à partir de 1553 — les collèges des Jésuites) accueille un théâtre en latin écrit par des professeurs comme George Buchanan et Marc Antoine Muret qui marquera profondément l'histoire du pays. Les membres de La Pléiade. à partir de 1550, on trouve du théâtre humaniste écrit en français.
L'influence de Sénèque fut particulièrement forte dans la tragédie humaniste. Ses pièces – qui étaient essentiellement des pièces de chambre destinées à être lues pour leurs passages lyriques et leur oratoire rhétorique – ont apporté à de nombreuses tragédies humanistes une concentration sur la rhétorique et le langage plutôt que sur l'action dramatique.

## Éducation
L'université de Paris, bien que préservant le prestige acquis au XIIIe siècle (Thomas d'Aquin), est en retard par rapport au mouvement de renaissance d'autres universités européennes notamment Salamanque, Louvain. Le renouveau devient effectif dans les années 1530, lorsqu'on sent alors l'effervescence intellectuelle se manifester. Paris est alors la principale ville universitaire d'Europe, avec de nombreux collèges (environ 80). Ignace de Loyola décide de se former à l'université de Paris, essentiellement en raison du prestige que cette université conserve en Europe, mais aussi en raison d'une plus grande tolérance. François Xavier, disciple d'Ignace de Loyola, reçoit également sa formation à l'université de Paris.
Les Jésuites reprennent cette tradition de l'éducation, en respectant le legs de Thomas d'Aquin : Pierre Favre est un helléniste, et connaît très bien la philosophie scolastique, ainsi que la philosophie d'Aristote.
Voir :
- Éducation à l'époque moderne
- Histoire de l'éducation en France

## Grandes découvertes: Les expéditions françaises

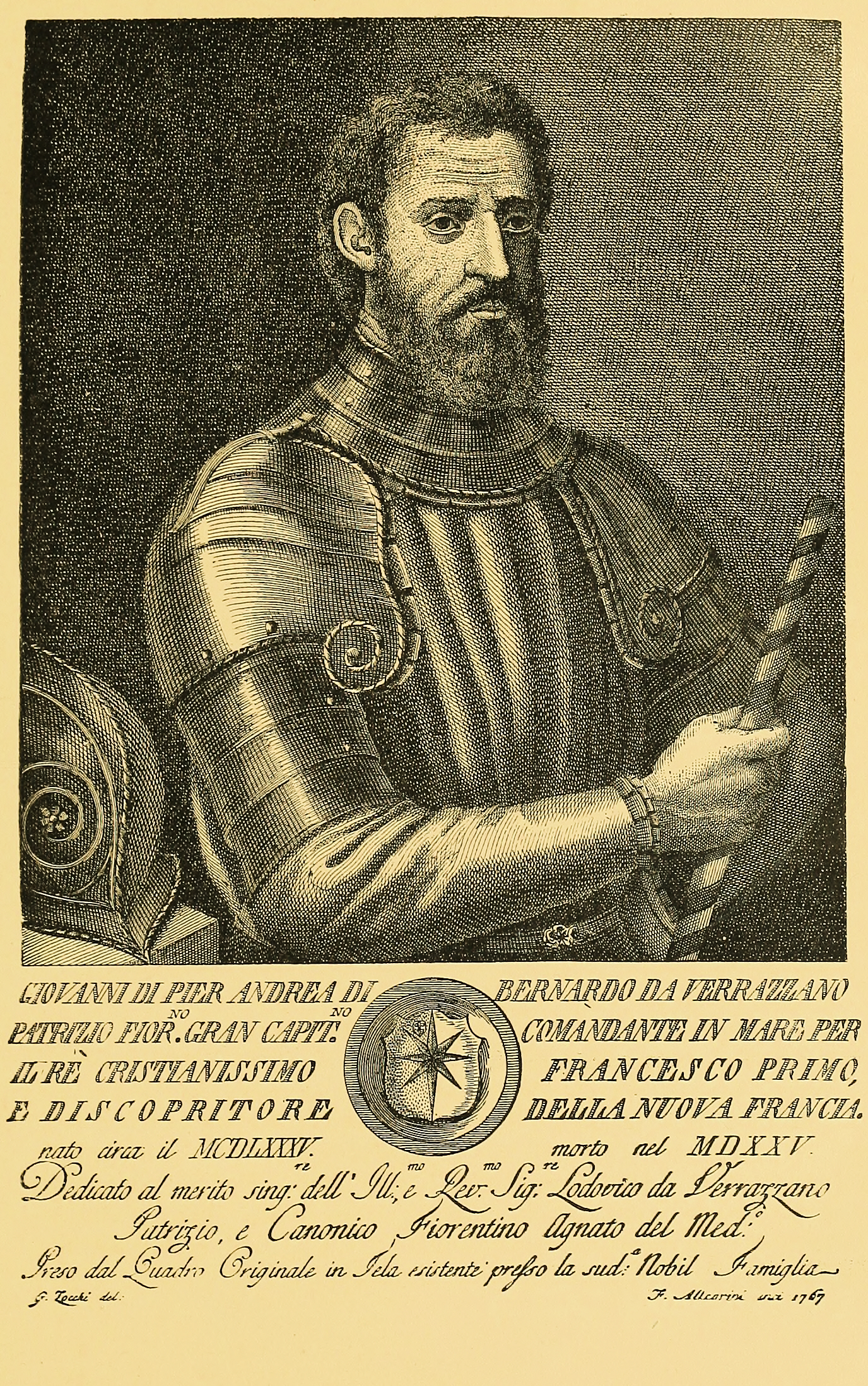
Giovanni da Verrazzano (parfois écrit Verrazano), en français Jean de Verrazane ou Jean Verazani, est un explorateur d'origine italienne longtemps au service de François Ier. Suivant la controverse, il serait né aux environs de 1485 dans la région de Florence ou à Lyon,, mais meurt bien en 1528 aux Antilles.

La participation de la France aux grandes découvertes s'est faite, pour les raisons déjà évoquées, avec un retard par rapport aux pays du sud de l'Europe.
Alors que le Portugal a implanté une première colonie en Afrique du Nord dès 1415, et s'est lancé dans des explorations autour de l'Afrique, alors que les navigateurs espagnols ont atteint l'Amérique du centre et du sud avant la fin du XVe siècle, la France attend la fin 1523, pour envoyer Giovanni da Verrazzano, en français Jean de Verrazane explorer la zone comprise entre la Floride et Terre-Neuve. Cette expédition fut missionnée par le roi François Ier dans le but d'y découvrir un accès donnant sur l'océan Pacifique.
L'armement du navire de Jean de Verazzane, La Dauphine a lieu au Havre. Il appareille de Dieppe en juin 1523, contourne la Bretagne, puis fait route au sud vers le golfe de Gascogne. Il longe la côte nord de l'Espagne et met le cap sur Madère où il fait escale pour se ravitailler. Après avoir reporté son départ à deux reprises, le 17 janvier 1524, à bord de La Dauphine, il entreprend alors la traversée de l'Atlantique, à la tête d'un équipage d'une cinquantaine de marins, qu'il complète près du cap Fear le 1er mars 1524.
Après un bref mouillage, il longe la côte de ce qui est maintenant la Caroline du Nord en direction du nord et croit apercevoir l'océan Pacifique derrière une étroite bande de terre. Il ne s'agissait en réalité que du lagon de la baie de Pamlico, long de cent trente kilomètres et dont la largeur atteint par endroits 48 kilomètres, séparé de l'Atlantique par les Outer Banks, une barrière d'îles sablonneuses. Cette erreur conduisit les dessinateurs de cartes, à commencer par Vesconte Maggiolo, en 1527, et le frère de Giovanni, Girolamo da Verrazzano, en 1529, à représenter l'Amérique du Nord quasiment coupée en deux parties reliées par un isthme. Cette interprétation erronée mit un siècle à être corrigée.
Plus loin, au nord, Verrazzano découvre, le 17 avril 1524, la baie de New York, qu’il nomme « Nouvelle-Angoulême »8 (de nos jours, le pont Verrazano-Narrows rappelle cette visite). Il prolonge son voyage vers l'est, en direction du Maine, puis de Terre-Neuve et rentre en France.
De retour après six mois de voyage, Verrazzano prépare un nouveau départ pour trouver un passage vers l'Asie. Cependant, ses navires sont réquisitionnés pour faire la guerre et la capture de François Ier à la bataille de Pavie met fin à ce projet[réf. non conforme].

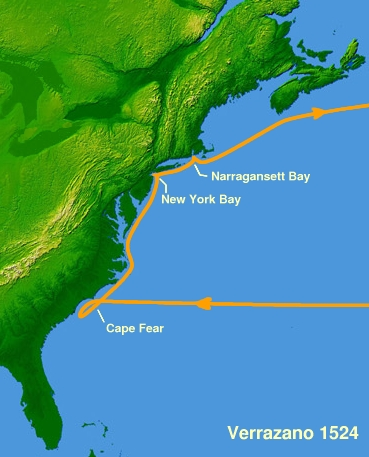
Voyage de Jean de Verrazane en 1524.

En 1525, Girolamo – le frère de Giovanni Verrazzano – dessine, à Lyon, une carte nautique de la Méditerranée.
Pendant la captivité du roi de France, Verrazzano fréquente les cours de João III du Portugal et Henri VIII d'Angleterre. Alors que l'Europe apprend le récit de la circumnavigation de Magellan et la découverte des Moluques, l'Espagne envoie, en avril 1526, Sébastien Cabot trouver un chemin vers le Pacifique. Au printemps de 1526, Verrazzano est de retour en France où un nouveau projet se dessine sous les auspices de l'amiral Philippe Chabot et de l'armateur Jean Ango.[réf. non conforme]
En juin 1526, Verrazzano quitte de nouveau les mers d'Europe avec son frère Girolamo et trois navires pour tenter de passer le cap de Bonne-Espérance. Une tempête et une mutinerie empêchent les frères Verrazzano de progresser, mais le troisième navire atteint l'océan Indien. Voulant gagner Madagascar, celui-ci pique vers l'est et le nord jusqu'à Sumatra avant de rebrousser chemin vers les Maldives. L'équipage fait naufrage à Madagascar d'où quelques survivants gagnent le Mozambique. Pendant ce temps, les frères Verrazzano remontent la côte d’Afrique pour se rendre au Brésil, où ils font cargaison de pernambouc. En septembre 1527, ils rentrent en France.[réf. non conforme]

Un dernier voyage en 1528, raconté par Girolamo da Verrazzano, les mène aux Antilles (peut-être en Guadeloupe) où Giovanni aurait été tué par des indigènes anthropophages. 

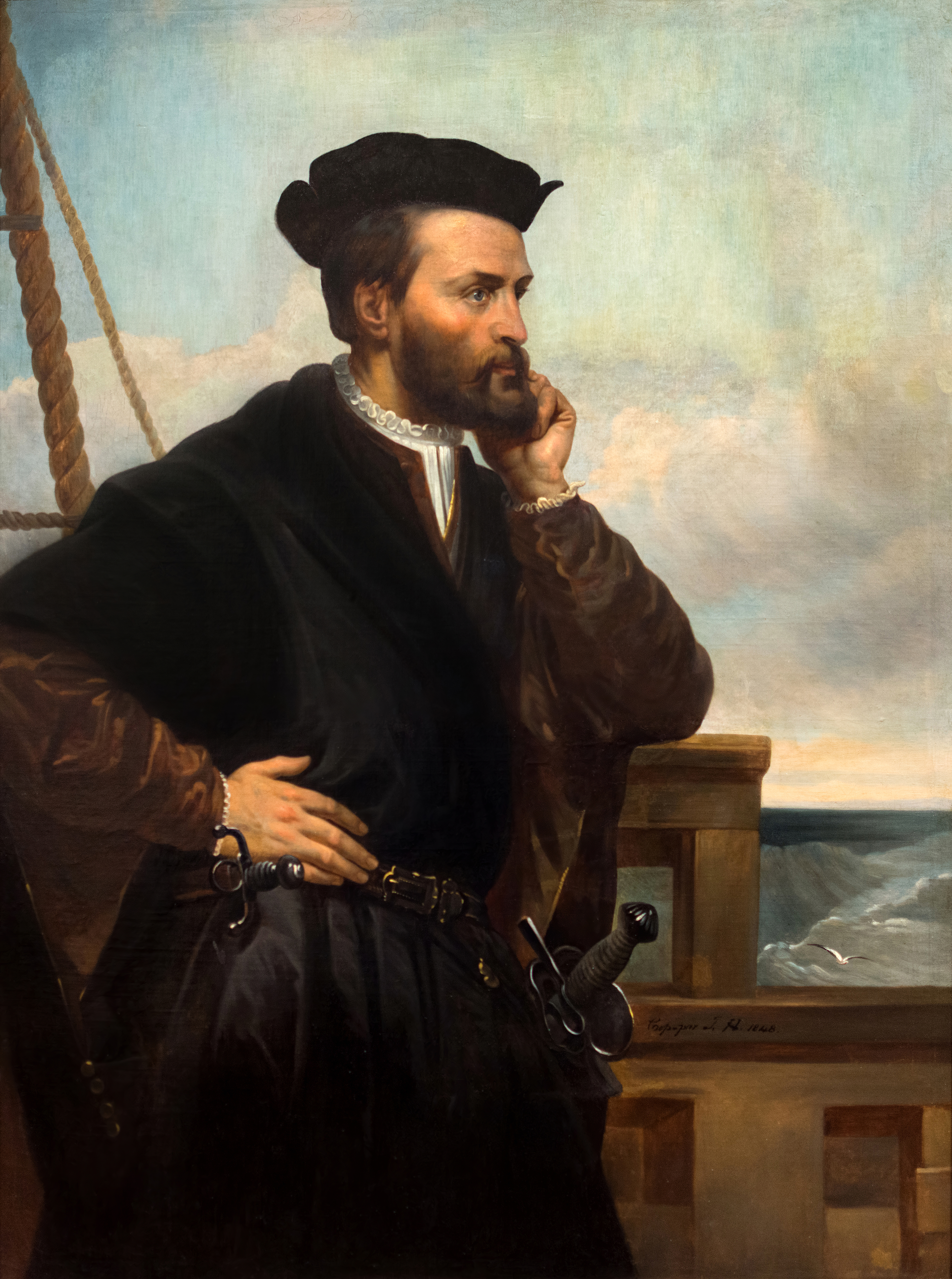
Portrait de Jacques Cartier par Théophile Hamel, 1844, d'après un portrait aujourd'hui disparu produit en 1839 par François Riss (1804-1886).— On ignore cependant son vrai visage.

En 1532, alors qu'une guerre éclate entre la couronne du Portugal et les armateurs normands au large du Brésil, un certain Jacques Cartier, fils de pêcheur malouin morutier, est présenté à François Ier par Jean Le Veneur, évêque de Saint-Malo et abbé du Mont-Saint-Michel. Celui-ci évoque des voyages que Cartier aurait déjà faits « en Brésil et en Terre-Neuve », pour affirmer qu'il était à même « de conduire des navires à la découverte de terres nouvelles dans le nouveau monde ». Recevant une commission du roi de France, et devenant en ce sens le successeur de Giovanni da Verrazano, Cartier dirigera, aux frais du roi, trois voyages vers l'Amérique du Nord entre 1534 et 1542, espérant y trouver un passage pour l'Asie, sinon des richesses.
En 1534 lors de sa première expédition vers l'Amérique : Jacques Cartier découvre le Canada, que l'on appellera alors la nouvelle France. Après seulement vingt jours de traversée (du 20 avril au 10 mai), Cartier atteint Terre-Neuve, avec ses deux navires et un équipage de 61 hommes. Il explore minutieusement le golfe du Saint-Laurent à partir du 10 juin. Le 24 juillet, il met pied à terre à Gaspé, y plante une croix de trente pieds, revendiquant la région pour le roi de France. La troupe des Français y rencontre des Iroquoiens du Saint-Laurent, venus pour la pêche, qui les accueillent sans grand plaisir. Le chef amérindien, Donnacona, après protestations, finit par permettre à Cartier d'amener deux de ses « fils » en France. La rentrée à Saint-Malo se fait le 5 septembre après une autre courte traversée de 21 jours.
Un deuxième voyage a lieu en 1535–1536 et débute le 19 mai. Cette expédition compte trois navires, La Petite Hermine (60 tonneaux), L'Émérillon (40 tonneaux) et la nef qui transporte Cartier, la Grande Hermine (120 tonneaux). Cartier remonte alors le cours du Saint-Laurent, découvrant qu'il navigue sur un fleuve lorsque l'eau devient douce. Le 3 septembre il signale dans son journal de bord avoir aperçu des bélugas dans le fleuve.
À l'île d'Orléans, le 7 septembre, devant Stadaconé, on retrouve Donnacona.Une partie des hommes restent et construisent un fortin, préparant le premier hivernage connu de Français au Canada. Cartier continue à remonter le fleuve sur l’Émérillon, dont bientôt le tirant d'eau interdit de poursuivre au-delà du lac Saint-Pierre : il y ancre l’Émérillon et l'équipage poursuit en barques.
Le 2 octobre 1535, Jacques Cartier et ses compagnons arrivent dans la région de l'établissement nommé Hochelaga. La nuit venue, ils se retirent tous à bord des barques. Tôt le lendemain matin, avec ses gentilshommes et vingt mariniers armés, Cartier entreprend à pied le chemin vers ce village, sur une voie bien aménagée. Marchant ainsi deux lieues (environ 8 km), ils peuvent enfin apercevoir cette bourgade palissadée de tronc d'arbres, sur une colline et entourée de terres cultivées, pleines de maïs (dit blé d'Inde), ainsi qu'il décrira le paysage entourant Hochelaga. Il nommera Mont Royal, cette montagne de l'île et de la ville qui est aujourd'hui nommée Montréal.
La bourgade n'a dans son rempart circulaire qu'une seule porte d'entrée (sortie). On y compte une cinquantaine de « maisons longues », communautaires. Le chef du village affirme que l'on peut continuer à remonter le fleuve vers l'ouest durant trois lunes et, de la rivière des Outaouais, se diriger vers le nord et pénétrer dans un pays où l'on trouve de l'or (qui est l'actuelle grande région de l'Abitibi).

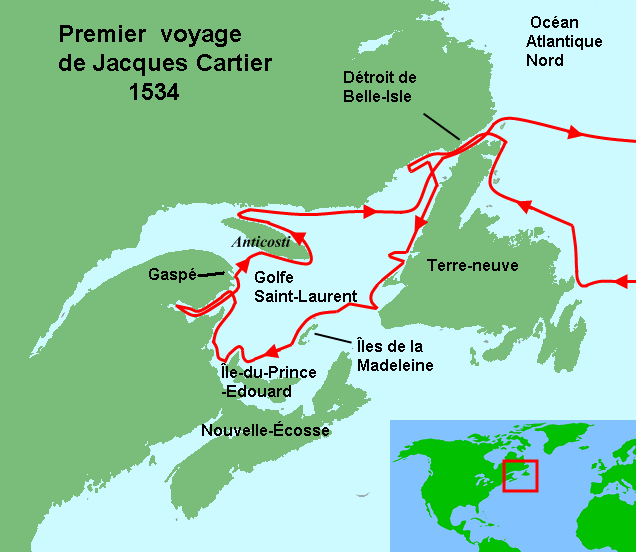
Carte du premier voyage de Jacques Cartier (1534).

Les rapports avec les Iroquoiens du Saint-Laurent sont bons, malgré quelques disputes sans gravité, qui ne dégénèrent jamais en violence. Cartier découvre cependant les premiers scalps dans la maison de Donnacona. Il y goûte aussi le tabac, qu'il n'apprécie guère. L'hiver de l'Amérique du Nord arrive et surprend les Français, le fleuve gèle et emprisonne les navires.
Cartier et ses hommes hivernent près de la rivière Sainte-Croix (maintenant dite rivière Saint-Charles, à Québec). Les hommes souffrent du scorbut, les Iroquoiens en sont aussi frappés, des Français meurent tandis que les Amérindiens s'en tirent beaucoup mieux. Cartier, épargné, découvre que les Micmacs se soignent avec une infusion d'aiguilles et d'écorce de pin,. Il applique le traitement à ses hommes et, bientôt, les guérisons se multiplient. En avril, Cartier emmène Donnacona de force pour le présenter à François Ier avec ses deux « fils » (neveux ?) et sept autres Iroquoiens ; puis, profitant du dégel, il met le cap sur la France, abandonnant La Petite Hermine, « faute d’un équipage assez nombreux » (25 des 110 équipiers étaient décédés du scorbut). Après un passage par Saint-Pierre-et-Miquelon, il retourne à Saint-Malo en juillet 1536, croyant avoir exploré une partie de la côte orientale de l'Asie.
Le Lieu historique national Cartier-Brébeuf commémore cet hivernage de Jacques Cartier.
Le troisième voyage a lieu entre 1541-1542. L'organisation de l'expédition est confiée à Jean-François de La Rocque de Roberval, un homme de cour, ce que Cartier n'est pas. Il ne sera cette fois que le second de Roberval. La colonisation et la propagation de la foi catholique deviennent les deux objectifs. Donnacona meurt en France vers 1539, comme d'autres Iroquoiens du Saint-Laurent, d'autres s'y sont mariés, aucun ne reviendra de France. On prépare l'expédition, arme cinq navires, embarque du bétail, libère des prisonniers pour en faire des colons. Roberval prend du retard dans l'organisation et Cartier s'impatiente puis décide de s'engager sur l'océan sans l'attendre. Après une traversée calamiteuse, il arrive enfin sur le site de Stadaconé en août 1541, après trois ans d'absence. Les retrouvailles sont chaleureuses malgré l'annonce du décès de Donnacona, puis les rapports se dégradent et Cartier décide de s'installer ailleurs.

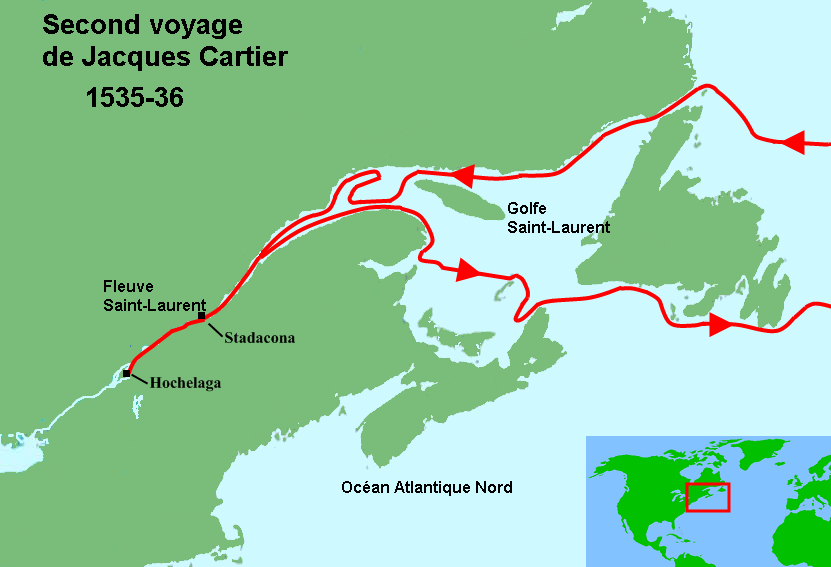
Carte du second voyage de Jacques Cartier (1535-1536).

Il fait édifier le fort de Charlesbourg-Royal au confluent du Saint-Laurent et la rivière du Cap Rouge, pour préparer la colonisation. Bientôt, l'hiver arrive et Roberval est toujours invisible, avec le reste de l'expédition. En attendant, Cartier accumule « l'or et les diamants », qu'il négocie avec les Iroquoiens du Saint-Laurent, qui disent les avoir ramassés près du camp. En 1542, Cartier lève le camp, rencontre Roberval à Terre-Neuve. Malgré l'ordre que ce dernier lui donne de rebrousser chemin et de retourner sur le Saint-Laurent, Cartier met le cap vers la France.
Aussitôt arrivé en France, il fait expertiser le minerai, apprenant qu'il ne rapporte que de la pyrite et du quartz, sans valeur. Sa mésaventure est à l'origine de l'expression « faux comme des diamants du Canada »… et du toponyme actuel, « Cap Diamant », pour désigner l'extrémité est du promontoire de Québec.
Cartier se retire alors dans son manoir de Limoëlou à Rothéneuf, près de Saint-Malo. On présume qu'il fut anobli, car il est qualifié de Sieur de Limoilou, dans un acte du chapitre de Saint-Malo, en date du 29 septembre 1549 ; dans un autre acte, en date du 5 février 1550, il porte le titre de noble homme.
Il succombe le 1er septembre 1557, probablement de la peste qui frappe la ville cette année-là. Ses restes supposés, retrouvés en 1944, reposent aujourd'hui dans la cathédrale de Saint-Malo. D'après un extrait des papiers de famille des Garnier de Fougeray, il est écrit que son corps a été inhumé le jour même de son décès, dans la cathédrale, par son parent et compère Michel Audiepvre.

## Art de vivre
L'époque de la Renaissance correspond à un renouvellement profond de la manière de vivre. On voit apparaître dans toute l'Europe de nouveaux fruits et légumes. La gastronomie et les arts de la table évoluent progressivement. Les habitudes vestimentaires changent également.

## Économie
Les aménagements urbains dans Paris durant cette époque (rues plus grandes, maisons bourgeoises, hôtels de ville), favorisent le développement des commerces (boulangers, bouchers, tenanciers). La bourgeoisie se tourne de moins en moins vers le commerce et de plus en plus vers le droit.